# Mühlenkreis-Derby
Als Mühlenkreis-Derby (auch Kreisderby oder Minden-Lübbecker Derby, nicht zu verwechseln mit OWL-Derby) bezeichnet man das Aufeinandertreffen zwischen den beiden ersten Männer-Handballmannschaften von GWD Minden und dem TuS N-Lübbecke.

## Geschichte
Die Mannschaften kommen aus dem ostwestfälischen Kreis Minden-Lübbecke, der auch als Mühlenkreis bezeichnet wird, und bei der Kreisreform 1973 (Bielefeld-Gesetz) aus den bisherigen Kreisen Minden und Lübbecke gebildet wurde.
In Anlehnung an das Revierderby im Fußball fiel häufig der Begriff Mutter aller Derbys. Begegnungen der Reserve- oder Jugendmannschaften werden bisweilen als kleines Mühlenkreis-Derby bezeichnet. Unter die offizielle Zählweise fallen nur die Pflichtspiel-Begegnungen (Liga, DHB-Pokal) seit Einführung der Hallenhandball-Bundesliga 1966, obwohl es bereits in den 1930er-Jahren die ersten Duelle im Feldhandball gab. Anfangs zählte man sogar nur die Ligaspiele. Die Liste erhebt keinen Anspruch auf Vollständigkeit.

## Hintergründe

Der Kreis Minden-Lübbecke

Die Rivalität zwischen beiden Vereinen fußt – im Gegensatz zu den meisten Derbys im Sport – weniger darauf, dass zwischen den beiden Städten so eine geringe Distanz herrscht und sie seit 1973 sogar im selben Kreis liegen, als in Gründen der sportlichen Entwicklung des TuS Nettelstedt und dessen Vorgeschichte.

### Auslöser
Während Minden in den 1960er-Jahren als Grün-Weiß Dankersen zu einer der bedeutendsten Handballmannschaften Deutschlands aufstieg, war Lübbecke damals als TuS Nettelstedt sportlich bedeutungslos und spielte in der Kreisliga. Der direkte Wechsel von Herbert Lübking (einem der weltbesten Handballer zu der Zeit) von Dankersen nach Nettelstedt sorgte 1970 deutschlandweit für großes Aufsehen. Lübking sah sich schweren Anfeindungen ausgesetzt. Obwohl kurz zuvor schon einige namhafte Dankerser Spieler von Nettelstedt abgeworben worden waren, war der Wechsel Lübkings das endgültige Fanal der Abneigung der GWD-Fans gegenüber Nettelstedt.

### Sportliche Entwicklung
Grün-Weiß Dankersen war gerade zum zweiten Mal deutscher Feldhandball-Meister geworden und befürchtete das Auseinanderbrechen seiner erfolgreichen Mannschaft. Wie sich ein Jahr später herausstellte, war diese Befürchtung zunächst unbegründet. Obwohl GWD von vielen Experten keinerlei Chancen eingeräumt wurden, weiter in der deutschen Spitze mitzuhalten, verteidigte man nicht nur seinen Feld-Titel, sondern wurde auch noch vollkommen überraschend zum ersten Mal Deutscher Hallenhandball-Meister.
Der TuS Nettelstedt seinerseits setzte mit seinen hochkarätigen Neuzugängen zu einer beispiellosen Siegesserie durch alle Spielklassen hinweg an. Jedes Jahr wurde der Aufstieg in die nächsthöhere Spielklasse gefeiert. 1976 kam es somit zum ersten Mühlenkreis-Derby in der Bundesliga.

### Entwicklung der Fan-Rivalität
Die Abneigung beider Fanlager war gerade nach dem „Überlauf“ mehrerer Spieler zum TuS Nettelstedt und spätestens nach dessen Aufstieg in die Bundesliga extrem groß. Diese Rivalität ebbte in den 1980er-Jahren zunehmend ab. Inzwischen hatten auch andere Spieler die Seiten gewechselt und beide Vereine befanden sich kurzzeitig gar vor dem Sturz in die Drittklassigkeit. Anfang der 1990er-Jahre wurde die Atmosphäre wieder giftiger. Beide Teams kämpften mehrere Jahre gemeinsam an der Spitze der 2. Handball-Bundesliga um die Rückkehr ins Oberhaus. Als beide dann direkt nacheinander aufstiegen und man sich in der Bundesliga nahezu auf Augenhöhe begegnete, stieg die Rivalität wieder stark an.
Das Mühlenkreis-Derby fördert bei vielen Zuschauern ein für den Handballsport ansonsten sehr atypisches Verhalten hervor. So werden beide Mannschaften von den gegnerischen Fans bei jeder Gelegenheit ausgepfiffen. Beispielhaft hierfür ist der Einlauf der Mannschaften vor dem Spiel. Während in anderen Spielen der Gegner mit Beifall begrüßt wird, gibt es hier standesgemäß Pfiffe, Buhrufe und Schmähgesänge. Ebenfalls atypisch sind teilweise körperliche Auseinandersetzungen und Massenschlägereien zwischen den Fans. Diese nahmen durch die Gründung der jeweiligen Ultra-Gruppierungen Commando 1924 (GWD) und Suptras Nettelstedt stark zu. Hallenverbote und Kollektivstrafen gegen die Fan-Gruppen folgten. Keine andere Handballbegegnung Deutschlands benötigt beziehungsweise benötigte zwischenzeitlich so viel Polizeipräsenz wie das Derby zwischen Minden und Lübbecke. Der Großteil der Fans beschränkt die Rivalität jedoch auf die Dauer des Spiels.

### Fusionspläne
Durch die räumliche Nähe beider Vereine gab es gelegentlich latente Überlegungen hinsichtlich einer Fusion. Diese verstummten allerdings immer wieder kurz nach ihrem Bekanntwerden vor allem auf Grund der abgeneigten Haltung der beiden Fanlager. So auch im Jahr 2002, als Lübbeckes Hauptsponsor Paul Gauselmann einen Zusammenschluss auf absehbare Zeit für angebracht hielt. Befürworter einer Zusammenführung begründen ihre Meinung fast ausschließlich mit dem Argument, dass sich im Kreis Minden-Lübbecke zwei und in Ostwestfalen-Lippe (inklusive des TBV Lemgo) gleich drei Bundesligisten einen Kampf um regionale Sponsoren liefern müssten.

## Spiele zwischen GWD Minden und dem TuS N-Lübbecke

### Die Statistik
| Stand: 12. März 2022 | GWD Minden | – | TuS N-Lübbecke |

| Wettbewerb                                                       | Spiele a b c | Siege | Remis | Siege | Tore      |
| ---------------------------------------------------------------- | ------------ | ----- | ----- | ----- | --------- |
| Handball-Bundesliga                                              | 46           | 22    | 7     | 17    | 1113:1106 |
| 2. Handball-Bundesliga                                           | 16           | 8     | 3     | 5     | 315:294   |
| DHB-Pokal                                                        | 7            | 4     | n.a.  | 3     | 177:170   |
|                                                                  |              |       |       |       |           |
| offizielle Zählung (nur Bundesliga, 2. Bundesliga und DHB-Pokal) | 69           | 34    | 10    | 25    | 1605:1570 |
| Verbandsliga                                                     | 2            | 0     | 0     | 2     | 13:39     |
| Landesliga                                                       | 2            | 2     | 0     | 0     | 30:17     |
| Gauklasse                                                        | 2            | 2     | 0     | 0     | 16:6      |
| Aufstiegsrunde zur Gauliga                                       | 1            | 1     | 0     | 0     | 11:7      |
| Bezirksklasse                                                    | 2            | 1     | 0     | 1     | 19:14     |
| 1. Kreisliga                                                     | 1            | 0     | 1     | 0     | 14:14     |
|                                                                  |              |       |       |       |           |
| Pflichtspiele                                                    | 79           | 40    | 11    | 28    | 1708:1667 |
| Freundschaftsspiele                                              | 33           | 17    | 3     | 13    | 815:787   |
|                                                                  |              |       |       |       |           |
| Gesamt                                                           | 112          | 57    | 14    | 41    | 2523:2454 |

### Die Spiele
| Liste und Statistiken aller bekannten Spiele zwischen GWD Minden und dem TuS N-Lübbecke | Liste und Statistiken aller bekannten Spiele zwischen GWD Minden und dem TuS N-Lübbecke | Liste und Statistiken aller bekannten Spiele zwischen GWD Minden und dem TuS N-Lübbecke | Liste und Statistiken aller bekannten Spiele zwischen GWD Minden und dem TuS N-Lübbecke | Liste und Statistiken aller bekannten Spiele zwischen GWD Minden und dem TuS N-Lübbecke | Liste und Statistiken aller bekannten Spiele zwischen GWD Minden und dem TuS N-Lübbecke | Liste und Statistiken aller bekannten Spiele zwischen GWD Minden und dem TuS N-Lübbecke | Liste und Statistiken aller bekannten Spiele zwischen GWD Minden und dem TuS N-Lübbecke | Liste und Statistiken aller bekannten Spiele zwischen GWD Minden und dem TuS N-Lübbecke | Liste und Statistiken aller bekannten Spiele zwischen GWD Minden und dem TuS N-Lübbecke | Liste und Statistiken aller bekannten Spiele zwischen GWD Minden und dem TuS N-Lübbecke |
| Nr. 1                                                                                   | Nr. 1 | Wettbewerb / Spieltag | Wettbewerb / Spieltag | Wettbewerb / Spieltag | Datum / Uhrzeit | Heim 2 | Gast 2 | Ergebnis | Zuschauer 3 | Spielstätte 2 |
| --------------------------------------------------------------------------------------- | --- | --- | --- | --- | --- | --- | --- | --- | --- | --- |
|                                                                                         | 1 | Bezirksklasse (Gruppe Minden) – 7. Spieltag | Bezirksklasse (Gruppe Minden) – 7. Spieltag | Bezirksklasse (Gruppe Minden) – 7. Spieltag | So., 10. Nov. 1935 | TV Jahn Nettelstedt | TV Eiche Dankersen | 7:5 (6:0) | | |
|                                                                                         | | Bemerkungen | Es sind keine näheren Statistiken bekannt. | Es sind keine näheren Statistiken bekannt. | Es sind keine näheren Statistiken bekannt. | Es sind keine näheren Statistiken bekannt. | Es sind keine näheren Statistiken bekannt. | Es sind keine näheren Statistiken bekannt. | Es sind keine näheren Statistiken bekannt. | Es sind keine näheren Statistiken bekannt. |
|                                                                                         | 2 | Bezirksklasse (Gruppe Minden) – 14. Spieltag | Bezirksklasse (Gruppe Minden) – 14. Spieltag | Bezirksklasse (Gruppe Minden) – 14. Spieltag | So., 23. Feb. 1936 | TV Eiche Dankersen | TV Jahn Nettelstedt | 14:7 (3:4) | | |
|                                                                                         | | Torschützen | Eiche | Naue (5), Molthan (3), Nottmeier (2), Pohlmann (1), Bornemann (1), unbekannt (2) | Naue (5), Molthan (3), Nottmeier (2), Pohlmann (1), Bornemann (1), unbekannt (2) | Naue (5), Molthan (3), Nottmeier (2), Pohlmann (1), Bornemann (1), unbekannt (2) | Naue (5), Molthan (3), Nottmeier (2), Pohlmann (1), Bornemann (1), unbekannt (2) | Naue (5), Molthan (3), Nottmeier (2), Pohlmann (1), Bornemann (1), unbekannt (2) | Naue (5), Molthan (3), Nottmeier (2), Pohlmann (1), Bornemann (1), unbekannt (2) | Naue (5), Molthan (3), Nottmeier (2), Pohlmann (1), Bornemann (1), unbekannt (2) |
| Jahn                                                                                    | Thie (3), unbekannt (4) | Thie (3), unbekannt (4) | Thie (3), unbekannt (4) | Thie (3), unbekannt (4) | Thie (3), unbekannt (4) | Thie (3), unbekannt (4) | Thie (3), unbekannt (4) | | | |
| Schiedsrichter                                                                          | Schnell | Schnell | Schnell | Schnell | Schnell | Schnell | Schnell | Schnell | | |
|                                                                                         | 3 | Aufstiegsrunde zur Gauliga | Aufstiegsrunde zur Gauliga | Aufstiegsrunde zur Gauliga | 1946 | TSV Grün-Weiß Dankersen | TuS Nettelstedt | 11:7 (?:?) | 2.000 | |
|                                                                                         | | Bemerkungen | Es sind keine näheren Statistiken bekannt. | Es sind keine näheren Statistiken bekannt. | Es sind keine näheren Statistiken bekannt. | Es sind keine näheren Statistiken bekannt. | Es sind keine näheren Statistiken bekannt. | Es sind keine näheren Statistiken bekannt. | Es sind keine näheren Statistiken bekannt. | Es sind keine näheren Statistiken bekannt. |
|                                                                                         | 4 | Gauklasse Ostwestfalen 1950/51 – 9. Spieltag | Gauklasse Ostwestfalen 1950/51 – 9. Spieltag | Gauklasse Ostwestfalen 1950/51 – 9. Spieltag | So., 31. Dez. 1950 | TuS Nettelstedt | TSV Grün-Weiß Dankersen | 0:0 Wertung: Sieg GWD | n.a. | |
|                                                                                         | | Bemerkungen | Wertung: Sieg GWD Der TuS Nettelstedt sagte das Spiel kurz vor Anwurf wegen angeblicher Unbespielbarkeit des Platzes ab. Später wurde das Spiel jedoch mit 0:0 Toren und 0:2 Punkten für Grün-Weiß Dankersen gewertet. | Wertung: Sieg GWD Der TuS Nettelstedt sagte das Spiel kurz vor Anwurf wegen angeblicher Unbespielbarkeit des Platzes ab. Später wurde das Spiel jedoch mit 0:0 Toren und 0:2 Punkten für Grün-Weiß Dankersen gewertet. | Wertung: Sieg GWD Der TuS Nettelstedt sagte das Spiel kurz vor Anwurf wegen angeblicher Unbespielbarkeit des Platzes ab. Später wurde das Spiel jedoch mit 0:0 Toren und 0:2 Punkten für Grün-Weiß Dankersen gewertet. | Wertung: Sieg GWD Der TuS Nettelstedt sagte das Spiel kurz vor Anwurf wegen angeblicher Unbespielbarkeit des Platzes ab. Später wurde das Spiel jedoch mit 0:0 Toren und 0:2 Punkten für Grün-Weiß Dankersen gewertet. | Wertung: Sieg GWD Der TuS Nettelstedt sagte das Spiel kurz vor Anwurf wegen angeblicher Unbespielbarkeit des Platzes ab. Später wurde das Spiel jedoch mit 0:0 Toren und 0:2 Punkten für Grün-Weiß Dankersen gewertet. | Wertung: Sieg GWD Der TuS Nettelstedt sagte das Spiel kurz vor Anwurf wegen angeblicher Unbespielbarkeit des Platzes ab. Später wurde das Spiel jedoch mit 0:0 Toren und 0:2 Punkten für Grün-Weiß Dankersen gewertet. | Wertung: Sieg GWD Der TuS Nettelstedt sagte das Spiel kurz vor Anwurf wegen angeblicher Unbespielbarkeit des Platzes ab. Später wurde das Spiel jedoch mit 0:0 Toren und 0:2 Punkten für Grün-Weiß Dankersen gewertet. | Wertung: Sieg GWD Der TuS Nettelstedt sagte das Spiel kurz vor Anwurf wegen angeblicher Unbespielbarkeit des Platzes ab. Später wurde das Spiel jedoch mit 0:0 Toren und 0:2 Punkten für Grün-Weiß Dankersen gewertet. |
|                                                                                         | 5 | Gauklasse Ostwestfalen 1950/51 – 22. Spieltag | Gauklasse Ostwestfalen 1950/51 – 22. Spieltag | Gauklasse Ostwestfalen 1950/51 – 22. Spieltag | So., 4. März 1951 | TSV Grün-Weiß Dankersen | TuS Nettelstedt | 16:6 (6:4) | 500 | |
|                                                                                         | | Torschützen | GWD | Rösener (7), Erwin Schütte (5), Wüllenweber (3), Otto (1) | Rösener (7), Erwin Schütte (5), Wüllenweber (3), Otto (1) | Rösener (7), Erwin Schütte (5), Wüllenweber (3), Otto (1) | Rösener (7), Erwin Schütte (5), Wüllenweber (3), Otto (1) | Rösener (7), Erwin Schütte (5), Wüllenweber (3), Otto (1) | Rösener (7), Erwin Schütte (5), Wüllenweber (3), Otto (1) | Rösener (7), Erwin Schütte (5), Wüllenweber (3), Otto (1) |
| TuS                                                                                     | Tiemann (6) | Tiemann (6) | Tiemann (6) | Tiemann (6) | Tiemann (6) | Tiemann (6) | Tiemann (6) | | | |
|                                                                                         | 6 | Landesliga Westfalen (Staffel 1) – 4. Spieltag | Landesliga Westfalen (Staffel 1) – 4. Spieltag | Landesliga Westfalen (Staffel 1) – 4. Spieltag | So., 28. Sep. 1952 | TuS Nettelstedt | TSV Grün-Weiß Dankersen | 8:15 (7:7) | | |
|                                                                                         | | Bemerkungen | Es sind keine näheren Statistiken bekannt. | Es sind keine näheren Statistiken bekannt. | Es sind keine näheren Statistiken bekannt. | Es sind keine näheren Statistiken bekannt. | Es sind keine näheren Statistiken bekannt. | Es sind keine näheren Statistiken bekannt. | Es sind keine näheren Statistiken bekannt. | Es sind keine näheren Statistiken bekannt. |
|                                                                                         | 7 | Landesliga Westfalen (Staffel 1) – 15. Spieltag | Landesliga Westfalen (Staffel 1) – 15. Spieltag | Landesliga Westfalen (Staffel 1) – 15. Spieltag | So., 11. Jan. 1953 | TSV Grün-Weiß Dankersen | TuS Nettelstedt | 15:9 (6:5) | | |
|                                                                                         | | Bemerkungen | Es sind keine näheren Statistiken bekannt. | Es sind keine näheren Statistiken bekannt. | Es sind keine näheren Statistiken bekannt. | Es sind keine näheren Statistiken bekannt. | Es sind keine näheren Statistiken bekannt. | Es sind keine näheren Statistiken bekannt. | Es sind keine näheren Statistiken bekannt. | Es sind keine näheren Statistiken bekannt. |
|                                                                                         | 8 | Verbandsliga Westfalen – 2. Spieltag | Verbandsliga Westfalen – 2. Spieltag | Verbandsliga Westfalen – 2. Spieltag | Sa., 14. April 1973 17:30 | TSV Grün-Weiß Dankersen | TuS Nettelstedt | 3:21 (1:13) | 300 | Minden |
|                                                                                         | | Aufstellungen | GWD | Uwe Marburger – Meese, Bernd Böke, Heiner Becker, Wullkotte, Manfred Lohaus, Beermann (1/1), Hartmut Weng (2/1), Gebhard Rütz, Kasten, W. Becker Trainer:? | Uwe Marburger – Meese, Bernd Böke, Heiner Becker, Wullkotte, Manfred Lohaus, Beermann (1/1), Hartmut Weng (2/1), Gebhard Rütz, Kasten, W. Becker Trainer:? | Uwe Marburger – Meese, Bernd Böke, Heiner Becker, Wullkotte, Manfred Lohaus, Beermann (1/1), Hartmut Weng (2/1), Gebhard Rütz, Kasten, W. Becker Trainer:? | Uwe Marburger – Meese, Bernd Böke, Heiner Becker, Wullkotte, Manfred Lohaus, Beermann (1/1), Hartmut Weng (2/1), Gebhard Rütz, Kasten, W. Becker Trainer:? | Uwe Marburger – Meese, Bernd Böke, Heiner Becker, Wullkotte, Manfred Lohaus, Beermann (1/1), Hartmut Weng (2/1), Gebhard Rütz, Kasten, W. Becker Trainer:? | Uwe Marburger – Meese, Bernd Böke, Heiner Becker, Wullkotte, Manfred Lohaus, Beermann (1/1), Hartmut Weng (2/1), Gebhard Rütz, Kasten, W. Becker Trainer:? | Uwe Marburger – Meese, Bernd Böke, Heiner Becker, Wullkotte, Manfred Lohaus, Beermann (1/1), Hartmut Weng (2/1), Gebhard Rütz, Kasten, W. Becker Trainer:? |
| TuS                                                                                     | Willi Möhle – Günter Rubin (3), Herbert Nottmeier (3), Heinz-Dieter Grothe, Horst Selle, Könemann (1), Jürgen Buhrmester (2), Lothar Bekemeier, Herbert Lübking (8), Jürgen Glombek (1), Erwin Heuer, Hans-Jürgen Schulenburg (3) Trainer:? | Willi Möhle – Günter Rubin (3), Herbert Nottmeier (3), Heinz-Dieter Grothe, Horst Selle, Könemann (1), Jürgen Buhrmester (2), Lothar Bekemeier, Herbert Lübking (8), Jürgen Glombek (1), Erwin Heuer, Hans-Jürgen Schulenburg (3) Trainer:? | Willi Möhle – Günter Rubin (3), Herbert Nottmeier (3), Heinz-Dieter Grothe, Horst Selle, Könemann (1), Jürgen Buhrmester (2), Lothar Bekemeier, Herbert Lübking (8), Jürgen Glombek (1), Erwin Heuer, Hans-Jürgen Schulenburg (3) Trainer:? | Willi Möhle – Günter Rubin (3), Herbert Nottmeier (3), Heinz-Dieter Grothe, Horst Selle, Könemann (1), Jürgen Buhrmester (2), Lothar Bekemeier, Herbert Lübking (8), Jürgen Glombek (1), Erwin Heuer, Hans-Jürgen Schulenburg (3) Trainer:? | Willi Möhle – Günter Rubin (3), Herbert Nottmeier (3), Heinz-Dieter Grothe, Horst Selle, Könemann (1), Jürgen Buhrmester (2), Lothar Bekemeier, Herbert Lübking (8), Jürgen Glombek (1), Erwin Heuer, Hans-Jürgen Schulenburg (3) Trainer:? | Willi Möhle – Günter Rubin (3), Herbert Nottmeier (3), Heinz-Dieter Grothe, Horst Selle, Könemann (1), Jürgen Buhrmester (2), Lothar Bekemeier, Herbert Lübking (8), Jürgen Glombek (1), Erwin Heuer, Hans-Jürgen Schulenburg (3) Trainer:? | Willi Möhle – Günter Rubin (3), Herbert Nottmeier (3), Heinz-Dieter Grothe, Horst Selle, Könemann (1), Jürgen Buhrmester (2), Lothar Bekemeier, Herbert Lübking (8), Jürgen Glombek (1), Erwin Heuer, Hans-Jürgen Schulenburg (3) Trainer:? | | | |
|                                                                                         | 9 | Verbandsliga Westfalen – 9. Spieltag | Verbandsliga Westfalen – 9. Spieltag | Verbandsliga Westfalen – 9. Spieltag | So., 3. Juni 1973 10:45 | TuS Nettelstedt | TSV Grün-Weiß Dankersen | 18:10 (10:4) | 400 | Lübbecke |
|                                                                                         | | Torschützen | TuS | Herbert Lübking (7/1), Günter Rubin (6), Horst Selle (2), Könemann (1), Lothar Bekemeier (1), Thomas Falkenthal (1) | Herbert Lübking (7/1), Günter Rubin (6), Horst Selle (2), Könemann (1), Lothar Bekemeier (1), Thomas Falkenthal (1) | Herbert Lübking (7/1), Günter Rubin (6), Horst Selle (2), Könemann (1), Lothar Bekemeier (1), Thomas Falkenthal (1) | Herbert Lübking (7/1), Günter Rubin (6), Horst Selle (2), Könemann (1), Lothar Bekemeier (1), Thomas Falkenthal (1) | Herbert Lübking (7/1), Günter Rubin (6), Horst Selle (2), Könemann (1), Lothar Bekemeier (1), Thomas Falkenthal (1) | Herbert Lübking (7/1), Günter Rubin (6), Horst Selle (2), Könemann (1), Lothar Bekemeier (1), Thomas Falkenthal (1) | Herbert Lübking (7/1), Günter Rubin (6), Horst Selle (2), Könemann (1), Lothar Bekemeier (1), Thomas Falkenthal (1) |
| GWD                                                                                     | Bernhard Busch (6/2), Beermann (2), Hartmut Weng (1), Manfred Lohaus (1) | Bernhard Busch (6/2), Beermann (2), Hartmut Weng (1), Manfred Lohaus (1) | Bernhard Busch (6/2), Beermann (2), Hartmut Weng (1), Manfred Lohaus (1) | Bernhard Busch (6/2), Beermann (2), Hartmut Weng (1), Manfred Lohaus (1) | Bernhard Busch (6/2), Beermann (2), Hartmut Weng (1), Manfred Lohaus (1) | Bernhard Busch (6/2), Beermann (2), Hartmut Weng (1), Manfred Lohaus (1) | Bernhard Busch (6/2), Beermann (2), Hartmut Weng (1), Manfred Lohaus (1) | | | |
|                                                                                         | 10 | 1. Kreisliga Minden-Lübbecke – 6. Spieltag | 1. Kreisliga Minden-Lübbecke – 6. Spieltag | 1. Kreisliga Minden-Lübbecke – 6. Spieltag | So., 29. Mai 1976 18:00 | TSV Grün-Weiß Dankersen | TuS Nettelstedt | 14:14 (7:7) | 100 | Minden |
|                                                                                         | | Torschützen | TuS | Josef Willisch (5), Herbert Lübking (4), Hans-Jürgen Schulenburg (3), Klaus Schibschid (1), Fido Gast (1) | Josef Willisch (5), Herbert Lübking (4), Hans-Jürgen Schulenburg (3), Klaus Schibschid (1), Fido Gast (1) | Josef Willisch (5), Herbert Lübking (4), Hans-Jürgen Schulenburg (3), Klaus Schibschid (1), Fido Gast (1) | Josef Willisch (5), Herbert Lübking (4), Hans-Jürgen Schulenburg (3), Klaus Schibschid (1), Fido Gast (1) | Josef Willisch (5), Herbert Lübking (4), Hans-Jürgen Schulenburg (3), Klaus Schibschid (1), Fido Gast (1) | Josef Willisch (5), Herbert Lübking (4), Hans-Jürgen Schulenburg (3), Klaus Schibschid (1), Fido Gast (1) | Josef Willisch (5), Herbert Lübking (4), Hans-Jürgen Schulenburg (3), Klaus Schibschid (1), Fido Gast (1) |
| GWD                                                                                     | Es sind keine Torschützen bekannt. | Es sind keine Torschützen bekannt. | Es sind keine Torschützen bekannt. | Es sind keine Torschützen bekannt. | Es sind keine Torschützen bekannt. | Es sind keine Torschützen bekannt. | Es sind keine Torschützen bekannt. | | | |
| 1                                                                                       | 11 | Handball-Bundesliga 1976/77 Nord – 1. Spieltag | Handball-Bundesliga 1976/77 Nord – 1. Spieltag | Handball-Bundesliga 1976/77 Nord – 1. Spieltag | Sa., 18. Sep. 1976 19:00 | TSV Grün-Weiß Dankersen | TuS Nettelstedt | 19:15 (12:6) | 2.500 (ausverkauft) | Kreissporthalle, Minden |
|                                                                                         | | Aufstellungen | GWD | Rainer Niemeyer, Martin Birkner (n.e. 4) – Ólafur H. Jónsson (5), Axel Axelsson (1), Hans-Jürgen Grund (1), Gerhard Buddenbohm, Gerd Becker (3), Walter von Oepen (3), Hans Kramer (1), Dieter Waltke, Bernhard Busch (5/2) Trainer: Vitomir Arsenijević | Rainer Niemeyer, Martin Birkner (n.e. 4) – Ólafur H. Jónsson (5), Axel Axelsson (1), Hans-Jürgen Grund (1), Gerhard Buddenbohm, Gerd Becker (3), Walter von Oepen (3), Hans Kramer (1), Dieter Waltke, Bernhard Busch (5/2) Trainer: Vitomir Arsenijević | Rainer Niemeyer, Martin Birkner (n.e. 4) – Ólafur H. Jónsson (5), Axel Axelsson (1), Hans-Jürgen Grund (1), Gerhard Buddenbohm, Gerd Becker (3), Walter von Oepen (3), Hans Kramer (1), Dieter Waltke, Bernhard Busch (5/2) Trainer: Vitomir Arsenijević | Rainer Niemeyer, Martin Birkner (n.e. 4) – Ólafur H. Jónsson (5), Axel Axelsson (1), Hans-Jürgen Grund (1), Gerhard Buddenbohm, Gerd Becker (3), Walter von Oepen (3), Hans Kramer (1), Dieter Waltke, Bernhard Busch (5/2) Trainer: Vitomir Arsenijević | Rainer Niemeyer, Martin Birkner (n.e. 4) – Ólafur H. Jónsson (5), Axel Axelsson (1), Hans-Jürgen Grund (1), Gerhard Buddenbohm, Gerd Becker (3), Walter von Oepen (3), Hans Kramer (1), Dieter Waltke, Bernhard Busch (5/2) Trainer: Vitomir Arsenijević | Rainer Niemeyer, Martin Birkner (n.e. 4) – Ólafur H. Jónsson (5), Axel Axelsson (1), Hans-Jürgen Grund (1), Gerhard Buddenbohm, Gerd Becker (3), Walter von Oepen (3), Hans Kramer (1), Dieter Waltke, Bernhard Busch (5/2) Trainer: Vitomir Arsenijević | Rainer Niemeyer, Martin Birkner (n.e. 4) – Ólafur H. Jónsson (5), Axel Axelsson (1), Hans-Jürgen Grund (1), Gerhard Buddenbohm, Gerd Becker (3), Walter von Oepen (3), Hans Kramer (1), Dieter Waltke, Bernhard Busch (5/2) Trainer: Vitomir Arsenijević |
| TuS                                                                                     | Abas Arslanagić, Willi Möhle – Rainer Gosewinkel (2/1), Jadranko Demirović (3/2), Klaus Schibschid (1), Heiner Möller (2), Jürgen Glombek, Herbert Lübking (1), Peter Pickel (6), Fido Gast, Günter Rubin Trainer: Herbert Lübking | Abas Arslanagić, Willi Möhle – Rainer Gosewinkel (2/1), Jadranko Demirović (3/2), Klaus Schibschid (1), Heiner Möller (2), Jürgen Glombek, Herbert Lübking (1), Peter Pickel (6), Fido Gast, Günter Rubin Trainer: Herbert Lübking | Abas Arslanagić, Willi Möhle – Rainer Gosewinkel (2/1), Jadranko Demirović (3/2), Klaus Schibschid (1), Heiner Möller (2), Jürgen Glombek, Herbert Lübking (1), Peter Pickel (6), Fido Gast, Günter Rubin Trainer: Herbert Lübking | Abas Arslanagić, Willi Möhle – Rainer Gosewinkel (2/1), Jadranko Demirović (3/2), Klaus Schibschid (1), Heiner Möller (2), Jürgen Glombek, Herbert Lübking (1), Peter Pickel (6), Fido Gast, Günter Rubin Trainer: Herbert Lübking | Abas Arslanagić, Willi Möhle – Rainer Gosewinkel (2/1), Jadranko Demirović (3/2), Klaus Schibschid (1), Heiner Möller (2), Jürgen Glombek, Herbert Lübking (1), Peter Pickel (6), Fido Gast, Günter Rubin Trainer: Herbert Lübking | Abas Arslanagić, Willi Möhle – Rainer Gosewinkel (2/1), Jadranko Demirović (3/2), Klaus Schibschid (1), Heiner Möller (2), Jürgen Glombek, Herbert Lübking (1), Peter Pickel (6), Fido Gast, Günter Rubin Trainer: Herbert Lübking | Abas Arslanagić, Willi Möhle – Rainer Gosewinkel (2/1), Jadranko Demirović (3/2), Klaus Schibschid (1), Heiner Möller (2), Jürgen Glombek, Herbert Lübking (1), Peter Pickel (6), Fido Gast, Günter Rubin Trainer: Herbert Lübking | | | |
| Strafen                                                                                 | GWD | 3× Niemeyer, Kramer, Waltke 2× Jónsson (9.), Waltke (57.) | 3× Niemeyer, Kramer, Waltke 2× Jónsson (9.), Waltke (57.) | 3× Niemeyer, Kramer, Waltke 2× Jónsson (9.), Waltke (57.) | 3× Niemeyer, Kramer, Waltke 2× Jónsson (9.), Waltke (57.) | 3× Niemeyer, Kramer, Waltke 2× Jónsson (9.), Waltke (57.) | 3× Niemeyer, Kramer, Waltke 2× Jónsson (9.), Waltke (57.) | 3× Niemeyer, Kramer, Waltke 2× Jónsson (9.), Waltke (57.) | | |
| Strafen                                                                                 | TuS | 2× Schibschid, Glombek 2× Schibschid (27.), Demirović (51.) | 2× Schibschid, Glombek 2× Schibschid (27.), Demirović (51.) | 2× Schibschid, Glombek 2× Schibschid (27.), Demirović (51.) | 2× Schibschid, Glombek 2× Schibschid (27.), Demirović (51.) | 2× Schibschid, Glombek 2× Schibschid (27.), Demirović (51.) | 2× Schibschid, Glombek 2× Schibschid (27.), Demirović (51.) | 2× Schibschid, Glombek 2× Schibschid (27.), Demirović (51.) | | |
| Siebenmeter                                                                             | GWD | 2/2 | 2/2 | 2/2 | 2/2 | 2/2 | 2/2 | 2/2 | | |
| Siebenmeter                                                                             | TuS | 6/3 – verworfen: Demirović (9.), Gosewinkel (15.), Pickel (25.) | 6/3 – verworfen: Demirović (9.), Gosewinkel (15.), Pickel (25.) | 6/3 – verworfen: Demirović (9.), Gosewinkel (15.), Pickel (25.) | 6/3 – verworfen: Demirović (9.), Gosewinkel (15.), Pickel (25.) | 6/3 – verworfen: Demirović (9.), Gosewinkel (15.), Pickel (25.) | 6/3 – verworfen: Demirović (9.), Gosewinkel (15.), Pickel (25.) | 6/3 – verworfen: Demirović (9.), Gosewinkel (15.), Pickel (25.) | | |
| Schiedsrichter                                                                          | Edgar Reichel (Schenefeld) & Wilfried Tetens (Flensburg) | Edgar Reichel (Schenefeld) & Wilfried Tetens (Flensburg) | Edgar Reichel (Schenefeld) & Wilfried Tetens (Flensburg) | Edgar Reichel (Schenefeld) & Wilfried Tetens (Flensburg) | Edgar Reichel (Schenefeld) & Wilfried Tetens (Flensburg) | Edgar Reichel (Schenefeld) & Wilfried Tetens (Flensburg) | Edgar Reichel (Schenefeld) & Wilfried Tetens (Flensburg) | Edgar Reichel (Schenefeld) & Wilfried Tetens (Flensburg) | | |
| 2                                                                                       | 12 | Handball-Bundesliga 1976/77 Nord – 10. Spieltag | Handball-Bundesliga 1976/77 Nord – 10. Spieltag | Handball-Bundesliga 1976/77 Nord – 10. Spieltag | Sa., 4. Dez. 1976 18:30 | TuS Nettelstedt | TSV Grün-Weiß Dankersen | 15:16 (10:9) | 1.500 (ausverkauft) | Stadtsporthalle, Lübbecke |
|                                                                                         | | Aufstellungen | TuS | Willi Möhle, Abas Arslanagić – Josef Willisch (2), Jadranko Demirović, Klaus Schibschid, Erwin Heuer, Heiner Möller (2), Jürgen Glombek (2), Herbert Lübking (2/1), Peter Pickel (7/2), Fido Gast, Günter Rubin Trainer: Herbert Lübking | Willi Möhle, Abas Arslanagić – Josef Willisch (2), Jadranko Demirović, Klaus Schibschid, Erwin Heuer, Heiner Möller (2), Jürgen Glombek (2), Herbert Lübking (2/1), Peter Pickel (7/2), Fido Gast, Günter Rubin Trainer: Herbert Lübking | Willi Möhle, Abas Arslanagić – Josef Willisch (2), Jadranko Demirović, Klaus Schibschid, Erwin Heuer, Heiner Möller (2), Jürgen Glombek (2), Herbert Lübking (2/1), Peter Pickel (7/2), Fido Gast, Günter Rubin Trainer: Herbert Lübking | Willi Möhle, Abas Arslanagić – Josef Willisch (2), Jadranko Demirović, Klaus Schibschid, Erwin Heuer, Heiner Möller (2), Jürgen Glombek (2), Herbert Lübking (2/1), Peter Pickel (7/2), Fido Gast, Günter Rubin Trainer: Herbert Lübking | Willi Möhle, Abas Arslanagić – Josef Willisch (2), Jadranko Demirović, Klaus Schibschid, Erwin Heuer, Heiner Möller (2), Jürgen Glombek (2), Herbert Lübking (2/1), Peter Pickel (7/2), Fido Gast, Günter Rubin Trainer: Herbert Lübking | Willi Möhle, Abas Arslanagić – Josef Willisch (2), Jadranko Demirović, Klaus Schibschid, Erwin Heuer, Heiner Möller (2), Jürgen Glombek (2), Herbert Lübking (2/1), Peter Pickel (7/2), Fido Gast, Günter Rubin Trainer: Herbert Lübking | Willi Möhle, Abas Arslanagić – Josef Willisch (2), Jadranko Demirović, Klaus Schibschid, Erwin Heuer, Heiner Möller (2), Jürgen Glombek (2), Herbert Lübking (2/1), Peter Pickel (7/2), Fido Gast, Günter Rubin Trainer: Herbert Lübking |
| GWD                                                                                     | Martin Karcher, Rainer Niemeyer – Ólafur H. Jónsson (1), Axel Axelsson (3/2), Hans-Jürgen Grund (2), Gerhard Buddenbohm, Gerd Becker (2), Walter von Oepen (4), Hans Kramer , Dieter Waltke (3), Bernhard Busch (1), Detlef Meyer Trainer: Vitomir Arsenijević | Martin Karcher, Rainer Niemeyer – Ólafur H. Jónsson (1), Axel Axelsson (3/2), Hans-Jürgen Grund (2), Gerhard Buddenbohm, Gerd Becker (2), Walter von Oepen (4), Hans Kramer , Dieter Waltke (3), Bernhard Busch (1), Detlef Meyer Trainer: Vitomir Arsenijević | Martin Karcher, Rainer Niemeyer – Ólafur H. Jónsson (1), Axel Axelsson (3/2), Hans-Jürgen Grund (2), Gerhard Buddenbohm, Gerd Becker (2), Walter von Oepen (4), Hans Kramer , Dieter Waltke (3), Bernhard Busch (1), Detlef Meyer Trainer: Vitomir Arsenijević | Martin Karcher, Rainer Niemeyer – Ólafur H. Jónsson (1), Axel Axelsson (3/2), Hans-Jürgen Grund (2), Gerhard Buddenbohm, Gerd Becker (2), Walter von Oepen (4), Hans Kramer , Dieter Waltke (3), Bernhard Busch (1), Detlef Meyer Trainer: Vitomir Arsenijević | Martin Karcher, Rainer Niemeyer – Ólafur H. Jónsson (1), Axel Axelsson (3/2), Hans-Jürgen Grund (2), Gerhard Buddenbohm, Gerd Becker (2), Walter von Oepen (4), Hans Kramer , Dieter Waltke (3), Bernhard Busch (1), Detlef Meyer Trainer: Vitomir Arsenijević | Martin Karcher, Rainer Niemeyer – Ólafur H. Jónsson (1), Axel Axelsson (3/2), Hans-Jürgen Grund (2), Gerhard Buddenbohm, Gerd Becker (2), Walter von Oepen (4), Hans Kramer , Dieter Waltke (3), Bernhard Busch (1), Detlef Meyer Trainer: Vitomir Arsenijević | Martin Karcher, Rainer Niemeyer – Ólafur H. Jónsson (1), Axel Axelsson (3/2), Hans-Jürgen Grund (2), Gerhard Buddenbohm, Gerd Becker (2), Walter von Oepen (4), Hans Kramer , Dieter Waltke (3), Bernhard Busch (1), Detlef Meyer Trainer: Vitomir Arsenijević | | | |
| Strafen                                                                                 | TuS | 1× Schibschid (37.) | 1× Schibschid (37.) | 1× Schibschid (37.) | 1× Schibschid (37.) | 1× Schibschid (37.) | 1× Schibschid (37.) | 1× Schibschid (37.) | | |
| Strafen                                                                                 | GWD | 3× Jónsson (18.), von Oepen (32., 54./als 5-Minuten-Strafe) | 3× Jónsson (18.), von Oepen (32., 54./als 5-Minuten-Strafe) | 3× Jónsson (18.), von Oepen (32., 54./als 5-Minuten-Strafe) | 3× Jónsson (18.), von Oepen (32., 54./als 5-Minuten-Strafe) | 3× Jónsson (18.), von Oepen (32., 54./als 5-Minuten-Strafe) | 3× Jónsson (18.), von Oepen (32., 54./als 5-Minuten-Strafe) | 3× Jónsson (18.), von Oepen (32., 54./als 5-Minuten-Strafe) | | |
| Siebenmeter                                                                             | TuS | 3/3 | 3/3 | 3/3 | 3/3 | 3/3 | 3/3 | 3/3 | | |
| Siebenmeter                                                                             | GWD | 2/2 | 2/2 | 2/2 | 2/2 | 2/2 | 2/2 | 2/2 | | |
| Schiedsrichter                                                                          | Gerhard Heuchert (Höchst im Odenwald) & Volker Norek (Hanau) | Gerhard Heuchert (Höchst im Odenwald) & Volker Norek (Hanau) | Gerhard Heuchert (Höchst im Odenwald) & Volker Norek (Hanau) | Gerhard Heuchert (Höchst im Odenwald) & Volker Norek (Hanau) | Gerhard Heuchert (Höchst im Odenwald) & Volker Norek (Hanau) | Gerhard Heuchert (Höchst im Odenwald) & Volker Norek (Hanau) | Gerhard Heuchert (Höchst im Odenwald) & Volker Norek (Hanau) | Gerhard Heuchert (Höchst im Odenwald) & Volker Norek (Hanau) | | |
| 3                                                                                       | 13 | Handball-Bundesliga 1977/78 – 8. Spieltag | Handball-Bundesliga 1977/78 – 8. Spieltag | Handball-Bundesliga 1977/78 – 8. Spieltag | Sa., 29. Okt. 1977 18:45 | TuS Nettelstedt | TSV Grün-Weiß Dankersen | 20:12 (8:4) | 1.500 (ausverkauft) | Stadtsporthalle, Lübbecke |
|                                                                                         | | Aufstellungen | TuS | Martin Karcher, Willi Möhle (n.e.) – Josef Willisch (2), Richard Boczkowski (2), Jadranko Demirović (2), Klaus Schibschid (1), Heiner Möller (3), Milan Lazarević (3), Herbert Lübking (7/4), Fido Gast, Uwe Kölling, Helmut Holtgrave Trainer: Hrvoje Djebic | Martin Karcher, Willi Möhle (n.e.) – Josef Willisch (2), Richard Boczkowski (2), Jadranko Demirović (2), Klaus Schibschid (1), Heiner Möller (3), Milan Lazarević (3), Herbert Lübking (7/4), Fido Gast, Uwe Kölling, Helmut Holtgrave Trainer: Hrvoje Djebic | Martin Karcher, Willi Möhle (n.e.) – Josef Willisch (2), Richard Boczkowski (2), Jadranko Demirović (2), Klaus Schibschid (1), Heiner Möller (3), Milan Lazarević (3), Herbert Lübking (7/4), Fido Gast, Uwe Kölling, Helmut Holtgrave Trainer: Hrvoje Djebic | Martin Karcher, Willi Möhle (n.e.) – Josef Willisch (2), Richard Boczkowski (2), Jadranko Demirović (2), Klaus Schibschid (1), Heiner Möller (3), Milan Lazarević (3), Herbert Lübking (7/4), Fido Gast, Uwe Kölling, Helmut Holtgrave Trainer: Hrvoje Djebic | Martin Karcher, Willi Möhle (n.e.) – Josef Willisch (2), Richard Boczkowski (2), Jadranko Demirović (2), Klaus Schibschid (1), Heiner Möller (3), Milan Lazarević (3), Herbert Lübking (7/4), Fido Gast, Uwe Kölling, Helmut Holtgrave Trainer: Hrvoje Djebic | Martin Karcher, Willi Möhle (n.e.) – Josef Willisch (2), Richard Boczkowski (2), Jadranko Demirović (2), Klaus Schibschid (1), Heiner Möller (3), Milan Lazarević (3), Herbert Lübking (7/4), Fido Gast, Uwe Kölling, Helmut Holtgrave Trainer: Hrvoje Djebic | Martin Karcher, Willi Möhle (n.e.) – Josef Willisch (2), Richard Boczkowski (2), Jadranko Demirović (2), Klaus Schibschid (1), Heiner Möller (3), Milan Lazarević (3), Herbert Lübking (7/4), Fido Gast, Uwe Kölling, Helmut Holtgrave Trainer: Hrvoje Djebic |
| GWD                                                                                     | Rainer Niemeyer, Martin Birkner – Ólafur H. Jónsson (3), Axel Axelsson (1/1), Gerd Amann, Gerhard Buddenbohm (1), Gerd Becker, Walter von Oepen, Hans Kramer (1), Dieter Waltke (5/2), Hans-Jürgen Grund (1), Detlef Schubert (n.e.) Trainer: Friedrich Spannuth | Rainer Niemeyer, Martin Birkner – Ólafur H. Jónsson (3), Axel Axelsson (1/1), Gerd Amann, Gerhard Buddenbohm (1), Gerd Becker, Walter von Oepen, Hans Kramer (1), Dieter Waltke (5/2), Hans-Jürgen Grund (1), Detlef Schubert (n.e.) Trainer: Friedrich Spannuth | Rainer Niemeyer, Martin Birkner – Ólafur H. Jónsson (3), Axel Axelsson (1/1), Gerd Amann, Gerhard Buddenbohm (1), Gerd Becker, Walter von Oepen, Hans Kramer (1), Dieter Waltke (5/2), Hans-Jürgen Grund (1), Detlef Schubert (n.e.) Trainer: Friedrich Spannuth | Rainer Niemeyer, Martin Birkner – Ólafur H. Jónsson (3), Axel Axelsson (1/1), Gerd Amann, Gerhard Buddenbohm (1), Gerd Becker, Walter von Oepen, Hans Kramer (1), Dieter Waltke (5/2), Hans-Jürgen Grund (1), Detlef Schubert (n.e.) Trainer: Friedrich Spannuth | Rainer Niemeyer, Martin Birkner – Ólafur H. Jónsson (3), Axel Axelsson (1/1), Gerd Amann, Gerhard Buddenbohm (1), Gerd Becker, Walter von Oepen, Hans Kramer (1), Dieter Waltke (5/2), Hans-Jürgen Grund (1), Detlef Schubert (n.e.) Trainer: Friedrich Spannuth | Rainer Niemeyer, Martin Birkner – Ólafur H. Jónsson (3), Axel Axelsson (1/1), Gerd Amann, Gerhard Buddenbohm (1), Gerd Becker, Walter von Oepen, Hans Kramer (1), Dieter Waltke (5/2), Hans-Jürgen Grund (1), Detlef Schubert (n.e.) Trainer: Friedrich Spannuth | Rainer Niemeyer, Martin Birkner – Ólafur H. Jónsson (3), Axel Axelsson (1/1), Gerd Amann, Gerhard Buddenbohm (1), Gerd Becker, Walter von Oepen, Hans Kramer (1), Dieter Waltke (5/2), Hans-Jürgen Grund (1), Detlef Schubert (n.e.) Trainer: Friedrich Spannuth | | | |
| Strafen                                                                                 | TuS | 2× Boczkowski, Demirović 1× Schibschid (49.) | 2× Boczkowski, Demirović 1× Schibschid (49.) | 2× Boczkowski, Demirović 1× Schibschid (49.) | 2× Boczkowski, Demirović 1× Schibschid (49.) | 2× Boczkowski, Demirović 1× Schibschid (49.) | 2× Boczkowski, Demirović 1× Schibschid (49.) | 2× Boczkowski, Demirović 1× Schibschid (49.) | | |
| Strafen                                                                                 | GWD | 2× Niemeyer, von Oepen 1× Buddenbohm (54.) | 2× Niemeyer, von Oepen 1× Buddenbohm (54.) | 2× Niemeyer, von Oepen 1× Buddenbohm (54.) | 2× Niemeyer, von Oepen 1× Buddenbohm (54.) | 2× Niemeyer, von Oepen 1× Buddenbohm (54.) | 2× Niemeyer, von Oepen 1× Buddenbohm (54.) | 2× Niemeyer, von Oepen 1× Buddenbohm (54.) | | |
| Siebenmeter                                                                             | TuS | 4/4 | 4/4 | 4/4 | 4/4 | 4/4 | 4/4 | 4/4 | | |
| Siebenmeter                                                                             | GWD | 4/3 – verworfen: Axelsson (22.) | 4/3 – verworfen: Axelsson (22.) | 4/3 – verworfen: Axelsson (22.) | 4/3 – verworfen: Axelsson (22.) | 4/3 – verworfen: Axelsson (22.) | 4/3 – verworfen: Axelsson (22.) | 4/3 – verworfen: Axelsson (22.) | | |
| Schiedsrichter                                                                          | Hübner (Molfsee) & Belitz (Osdorf) | Hübner (Molfsee) & Belitz (Osdorf) | Hübner (Molfsee) & Belitz (Osdorf) | Hübner (Molfsee) & Belitz (Osdorf) | Hübner (Molfsee) & Belitz (Osdorf) | Hübner (Molfsee) & Belitz (Osdorf) | Hübner (Molfsee) & Belitz (Osdorf) | Hübner (Molfsee) & Belitz (Osdorf) | | |
| 4                                                                                       | 14 | Handball-Bundesliga 1977/78 – 21. Spieltag | Handball-Bundesliga 1977/78 – 21. Spieltag | Handball-Bundesliga 1977/78 – 21. Spieltag | Sa., 1. April 1978 19:00 | TSV Grün-Weiß Dankersen | TuS Nettelstedt | 21:20 (12:10) | 2.500 (ausverkauft) | Kreissporthalle, Minden |
|                                                                                         | | Aufstellungen | GWD | Rainer Niemeyer, Martin Birkner – Ólafur H. Jónsson (4), Axel Axelsson (9/3), Detlef Meyer, Walter von Oepen, Hans Kramer (2), Dieter Waltke (5), Wilhelm Südmeier, Hans-Jürgen Grund (1), Bernhard Busch Trainer: Friedrich Spannuth | Rainer Niemeyer, Martin Birkner – Ólafur H. Jónsson (4), Axel Axelsson (9/3), Detlef Meyer, Walter von Oepen, Hans Kramer (2), Dieter Waltke (5), Wilhelm Südmeier, Hans-Jürgen Grund (1), Bernhard Busch Trainer: Friedrich Spannuth | Rainer Niemeyer, Martin Birkner – Ólafur H. Jónsson (4), Axel Axelsson (9/3), Detlef Meyer, Walter von Oepen, Hans Kramer (2), Dieter Waltke (5), Wilhelm Südmeier, Hans-Jürgen Grund (1), Bernhard Busch Trainer: Friedrich Spannuth | Rainer Niemeyer, Martin Birkner – Ólafur H. Jónsson (4), Axel Axelsson (9/3), Detlef Meyer, Walter von Oepen, Hans Kramer (2), Dieter Waltke (5), Wilhelm Südmeier, Hans-Jürgen Grund (1), Bernhard Busch Trainer: Friedrich Spannuth | Rainer Niemeyer, Martin Birkner – Ólafur H. Jónsson (4), Axel Axelsson (9/3), Detlef Meyer, Walter von Oepen, Hans Kramer (2), Dieter Waltke (5), Wilhelm Südmeier, Hans-Jürgen Grund (1), Bernhard Busch Trainer: Friedrich Spannuth | Rainer Niemeyer, Martin Birkner – Ólafur H. Jónsson (4), Axel Axelsson (9/3), Detlef Meyer, Walter von Oepen, Hans Kramer (2), Dieter Waltke (5), Wilhelm Südmeier, Hans-Jürgen Grund (1), Bernhard Busch Trainer: Friedrich Spannuth | Rainer Niemeyer, Martin Birkner – Ólafur H. Jónsson (4), Axel Axelsson (9/3), Detlef Meyer, Walter von Oepen, Hans Kramer (2), Dieter Waltke (5), Wilhelm Südmeier, Hans-Jürgen Grund (1), Bernhard Busch Trainer: Friedrich Spannuth |
| TuS                                                                                     | Martin Karcher, Willi Möhle – Josef Willisch (1), Richard Boczkowski (1), Jadranko Demirović (1), Klaus Schibschid (3), Harry Keller (2), Heiner Möller (4), Herbert Lübking (6/3), Peter Pickel (2), Hans-Jürgen Beißner, Milan Lazarević Trainer: Herbert Lübking | Martin Karcher, Willi Möhle – Josef Willisch (1), Richard Boczkowski (1), Jadranko Demirović (1), Klaus Schibschid (3), Harry Keller (2), Heiner Möller (4), Herbert Lübking (6/3), Peter Pickel (2), Hans-Jürgen Beißner, Milan Lazarević Trainer: Herbert Lübking | Martin Karcher, Willi Möhle – Josef Willisch (1), Richard Boczkowski (1), Jadranko Demirović (1), Klaus Schibschid (3), Harry Keller (2), Heiner Möller (4), Herbert Lübking (6/3), Peter Pickel (2), Hans-Jürgen Beißner, Milan Lazarević Trainer: Herbert Lübking | Martin Karcher, Willi Möhle – Josef Willisch (1), Richard Boczkowski (1), Jadranko Demirović (1), Klaus Schibschid (3), Harry Keller (2), Heiner Möller (4), Herbert Lübking (6/3), Peter Pickel (2), Hans-Jürgen Beißner, Milan Lazarević Trainer: Herbert Lübking | Martin Karcher, Willi Möhle – Josef Willisch (1), Richard Boczkowski (1), Jadranko Demirović (1), Klaus Schibschid (3), Harry Keller (2), Heiner Möller (4), Herbert Lübking (6/3), Peter Pickel (2), Hans-Jürgen Beißner, Milan Lazarević Trainer: Herbert Lübking | Martin Karcher, Willi Möhle – Josef Willisch (1), Richard Boczkowski (1), Jadranko Demirović (1), Klaus Schibschid (3), Harry Keller (2), Heiner Möller (4), Herbert Lübking (6/3), Peter Pickel (2), Hans-Jürgen Beißner, Milan Lazarević Trainer: Herbert Lübking | Martin Karcher, Willi Möhle – Josef Willisch (1), Richard Boczkowski (1), Jadranko Demirović (1), Klaus Schibschid (3), Harry Keller (2), Heiner Möller (4), Herbert Lübking (6/3), Peter Pickel (2), Hans-Jürgen Beißner, Milan Lazarević Trainer: Herbert Lübking | | | |
| Strafen                                                                                 | GWD | 2× Grund, Meyer 2× Meyer (53., 57.) | 2× Grund, Meyer 2× Meyer (53., 57.) | 2× Grund, Meyer 2× Meyer (53., 57.) | 2× Grund, Meyer 2× Meyer (53., 57.) | 2× Grund, Meyer 2× Meyer (53., 57.) | 2× Grund, Meyer 2× Meyer (53., 57.) | 2× Grund, Meyer 2× Meyer (53., 57.) | | |
| Strafen                                                                                 | TuS | 0× | 0× | 0× | 0× | 0× | 0× | 0× | | |
| Siebenmeter                                                                             | GWD | 3/3 | 3/3 | 3/3 | 3/3 | 3/3 | 3/3 | 3/3 | | |
| Siebenmeter                                                                             | TuS | 3/3 | 3/3 | 3/3 | 3/3 | 3/3 | 3/3 | 3/3 | | |
| Schiedsrichter                                                                          | Günter Knickmann & Putscher (beide Köln) | Günter Knickmann & Putscher (beide Köln) | Günter Knickmann & Putscher (beide Köln) | Günter Knickmann & Putscher (beide Köln) | Günter Knickmann & Putscher (beide Köln) | Günter Knickmann & Putscher (beide Köln) | Günter Knickmann & Putscher (beide Köln) | Günter Knickmann & Putscher (beide Köln) | | |
| 5                                                                                       | 15 | DHB-Pokal 1978 – 1. Runde | DHB-Pokal 1978 – 1. Runde | DHB-Pokal 1978 – 1. Runde | Sa., 13. Mai 1978 19:00 | TSV Grün-Weiß Dankersen | TuS Nettelstedt | 15:16 (11:6) | 2.500 (ausverkauft) | Kreissporthalle, Minden |
|                                                                                         | | Aufstellungen | GWD | Rainer Niemeyer, Martin Birkner (n.e.) – Ólafur H. Jónsson (5), Axel Axelsson (3), Gerd Amann, Detlef Meyer, Walter von Oepen, Hans Kramer , Dieter Waltke (2), Bernhard Busch (5), Hans-Jürgen Grund, Gerhard Buddenbohm Trainer: Friedrich Spannuth | Rainer Niemeyer, Martin Birkner (n.e.) – Ólafur H. Jónsson (5), Axel Axelsson (3), Gerd Amann, Detlef Meyer, Walter von Oepen, Hans Kramer , Dieter Waltke (2), Bernhard Busch (5), Hans-Jürgen Grund, Gerhard Buddenbohm Trainer: Friedrich Spannuth | Rainer Niemeyer, Martin Birkner (n.e.) – Ólafur H. Jónsson (5), Axel Axelsson (3), Gerd Amann, Detlef Meyer, Walter von Oepen, Hans Kramer , Dieter Waltke (2), Bernhard Busch (5), Hans-Jürgen Grund, Gerhard Buddenbohm Trainer: Friedrich Spannuth | Rainer Niemeyer, Martin Birkner (n.e.) – Ólafur H. Jónsson (5), Axel Axelsson (3), Gerd Amann, Detlef Meyer, Walter von Oepen, Hans Kramer , Dieter Waltke (2), Bernhard Busch (5), Hans-Jürgen Grund, Gerhard Buddenbohm Trainer: Friedrich Spannuth | Rainer Niemeyer, Martin Birkner (n.e.) – Ólafur H. Jónsson (5), Axel Axelsson (3), Gerd Amann, Detlef Meyer, Walter von Oepen, Hans Kramer , Dieter Waltke (2), Bernhard Busch (5), Hans-Jürgen Grund, Gerhard Buddenbohm Trainer: Friedrich Spannuth | Rainer Niemeyer, Martin Birkner (n.e.) – Ólafur H. Jónsson (5), Axel Axelsson (3), Gerd Amann, Detlef Meyer, Walter von Oepen, Hans Kramer , Dieter Waltke (2), Bernhard Busch (5), Hans-Jürgen Grund, Gerhard Buddenbohm Trainer: Friedrich Spannuth | Rainer Niemeyer, Martin Birkner (n.e.) – Ólafur H. Jónsson (5), Axel Axelsson (3), Gerd Amann, Detlef Meyer, Walter von Oepen, Hans Kramer , Dieter Waltke (2), Bernhard Busch (5), Hans-Jürgen Grund, Gerhard Buddenbohm Trainer: Friedrich Spannuth |
| TuS                                                                                     | Martin Karcher, Willi Möhle – Josef Willisch, Richard Boczkowski (2), Jadranko Demirović (1), Klaus Schibschid (1), Harry Keller, Heiner Möller (3/1), Herbert Lübking (1), Peter Pickel (3), Uwe Kölling (1), Milan Lazarević (4) Trainer: Herbert Lübking | Martin Karcher, Willi Möhle – Josef Willisch, Richard Boczkowski (2), Jadranko Demirović (1), Klaus Schibschid (1), Harry Keller, Heiner Möller (3/1), Herbert Lübking (1), Peter Pickel (3), Uwe Kölling (1), Milan Lazarević (4) Trainer: Herbert Lübking | Martin Karcher, Willi Möhle – Josef Willisch, Richard Boczkowski (2), Jadranko Demirović (1), Klaus Schibschid (1), Harry Keller, Heiner Möller (3/1), Herbert Lübking (1), Peter Pickel (3), Uwe Kölling (1), Milan Lazarević (4) Trainer: Herbert Lübking | Martin Karcher, Willi Möhle – Josef Willisch, Richard Boczkowski (2), Jadranko Demirović (1), Klaus Schibschid (1), Harry Keller, Heiner Möller (3/1), Herbert Lübking (1), Peter Pickel (3), Uwe Kölling (1), Milan Lazarević (4) Trainer: Herbert Lübking | Martin Karcher, Willi Möhle – Josef Willisch, Richard Boczkowski (2), Jadranko Demirović (1), Klaus Schibschid (1), Harry Keller, Heiner Möller (3/1), Herbert Lübking (1), Peter Pickel (3), Uwe Kölling (1), Milan Lazarević (4) Trainer: Herbert Lübking | Martin Karcher, Willi Möhle – Josef Willisch, Richard Boczkowski (2), Jadranko Demirović (1), Klaus Schibschid (1), Harry Keller, Heiner Möller (3/1), Herbert Lübking (1), Peter Pickel (3), Uwe Kölling (1), Milan Lazarević (4) Trainer: Herbert Lübking | Martin Karcher, Willi Möhle – Josef Willisch, Richard Boczkowski (2), Jadranko Demirović (1), Klaus Schibschid (1), Harry Keller, Heiner Möller (3/1), Herbert Lübking (1), Peter Pickel (3), Uwe Kölling (1), Milan Lazarević (4) Trainer: Herbert Lübking | | | |
| Strafen                                                                                 | GWD | 0× 1× Kramer (54.) | 0× 1× Kramer (54.) | 0× 1× Kramer (54.) | 0× 1× Kramer (54.) | 0× 1× Kramer (54.) | 0× 1× Kramer (54.) | 0× 1× Kramer (54.) | | |
| Strafen                                                                                 | TuS | 1× Demirović 1× Demirović (40.) | 1× Demirović 1× Demirović (40.) | 1× Demirović 1× Demirović (40.) | 1× Demirović 1× Demirović (40.) | 1× Demirović 1× Demirović (40.) | 1× Demirović 1× Demirović (40.) | 1× Demirović 1× Demirović (40.) | | |
| Siebenmeter                                                                             | GWD | 1/0 – verworfen: Axelsson (40.) | 1/0 – verworfen: Axelsson (40.) | 1/0 – verworfen: Axelsson (40.) | 1/0 – verworfen: Axelsson (40.) | 1/0 – verworfen: Axelsson (40.) | 1/0 – verworfen: Axelsson (40.) | 1/0 – verworfen: Axelsson (40.) | | |
| Siebenmeter                                                                             | TuS | 1/1 | 1/1 | 1/1 | 1/1 | 1/1 | 1/1 | 1/1 | | |
| Schiedsrichter                                                                          | Feicke & Oehme (beide Düsseldorf) | Feicke & Oehme (beide Düsseldorf) | Feicke & Oehme (beide Düsseldorf) | Feicke & Oehme (beide Düsseldorf) | Feicke & Oehme (beide Düsseldorf) | Feicke & Oehme (beide Düsseldorf) | Feicke & Oehme (beide Düsseldorf) | Feicke & Oehme (beide Düsseldorf) | | |
| Bemerkungen                                                                             | Zwei Tage nach dem Spiel trat GWD-Trainer Friedrich Spannuth zurück. | Zwei Tage nach dem Spiel trat GWD-Trainer Friedrich Spannuth zurück. | Zwei Tage nach dem Spiel trat GWD-Trainer Friedrich Spannuth zurück. | Zwei Tage nach dem Spiel trat GWD-Trainer Friedrich Spannuth zurück. | Zwei Tage nach dem Spiel trat GWD-Trainer Friedrich Spannuth zurück. | Zwei Tage nach dem Spiel trat GWD-Trainer Friedrich Spannuth zurück. | Zwei Tage nach dem Spiel trat GWD-Trainer Friedrich Spannuth zurück. | Zwei Tage nach dem Spiel trat GWD-Trainer Friedrich Spannuth zurück. | | |
| 6                                                                                       | 16 | Handball-Bundesliga 1978/79 – 5. Spieltag | Handball-Bundesliga 1978/79 – 5. Spieltag | Handball-Bundesliga 1978/79 – 5. Spieltag | Mi., 11. Okt. 1978 19:30 | TSV Grün-Weiß Dankersen | TuS Nettelstedt | 22:16 (9:9) | 2.500 (ausverkauft) | Kreissporthalle, Minden |
|                                                                                         | | Aufstellungen | GWD | Rainer Niemeyer, Martin Birkner (n.e.) – Ólafur H. Jónsson (5), Axel Axelsson (3/2), Gerd Becker (1), Walter von Oepen (4), Hans Kramer , Dieter Waltke (7), Bernhard Busch (1), Hans-Jürgen Grund (1), Detlef Meyer (n.e.), Hermann-Josef Häring (n.e.) Trainer: Vinko Dekaris | Rainer Niemeyer, Martin Birkner (n.e.) – Ólafur H. Jónsson (5), Axel Axelsson (3/2), Gerd Becker (1), Walter von Oepen (4), Hans Kramer , Dieter Waltke (7), Bernhard Busch (1), Hans-Jürgen Grund (1), Detlef Meyer (n.e.), Hermann-Josef Häring (n.e.) Trainer: Vinko Dekaris | Rainer Niemeyer, Martin Birkner (n.e.) – Ólafur H. Jónsson (5), Axel Axelsson (3/2), Gerd Becker (1), Walter von Oepen (4), Hans Kramer , Dieter Waltke (7), Bernhard Busch (1), Hans-Jürgen Grund (1), Detlef Meyer (n.e.), Hermann-Josef Häring (n.e.) Trainer: Vinko Dekaris | Rainer Niemeyer, Martin Birkner (n.e.) – Ólafur H. Jónsson (5), Axel Axelsson (3/2), Gerd Becker (1), Walter von Oepen (4), Hans Kramer , Dieter Waltke (7), Bernhard Busch (1), Hans-Jürgen Grund (1), Detlef Meyer (n.e.), Hermann-Josef Häring (n.e.) Trainer: Vinko Dekaris | Rainer Niemeyer, Martin Birkner (n.e.) – Ólafur H. Jónsson (5), Axel Axelsson (3/2), Gerd Becker (1), Walter von Oepen (4), Hans Kramer , Dieter Waltke (7), Bernhard Busch (1), Hans-Jürgen Grund (1), Detlef Meyer (n.e.), Hermann-Josef Häring (n.e.) Trainer: Vinko Dekaris | Rainer Niemeyer, Martin Birkner (n.e.) – Ólafur H. Jónsson (5), Axel Axelsson (3/2), Gerd Becker (1), Walter von Oepen (4), Hans Kramer , Dieter Waltke (7), Bernhard Busch (1), Hans-Jürgen Grund (1), Detlef Meyer (n.e.), Hermann-Josef Häring (n.e.) Trainer: Vinko Dekaris                                                                                         | Rainer Niemeyer, Martin Birkner (n.e.) – Ólafur H. Jónsson (5), Axel Axelsson (3/2), Gerd Becker (1), Walter von Oepen (4), Hans Kramer , Dieter Waltke (7), Bernhard Busch (1), Hans-Jürgen Grund (1), Detlef Meyer (n.e.), Hermann-Josef Häring (n.e.) Trainer: Vinko Dekaris                                                                                         |
| TuS                                                                                     | Martin Karcher, Klaus Wöller – Josef Willisch, Richard Boczkowski, Klaus Schibschid (1), Harry Keller (2), Heiner Möller (5), Uwe Kölling, Peter Pickel (3/3), Herbert Lübking (1), Fido Gast (2), Milan Lazarević (3), Helmut Holtgrave (n.e.), Hans-Jürgen Beißner (n.e.) Trainer: Vitomir Arsenijević | Martin Karcher, Klaus Wöller – Josef Willisch, Richard Boczkowski, Klaus Schibschid (1), Harry Keller (2), Heiner Möller (5), Uwe Kölling, Peter Pickel (3/3), Herbert Lübking (1), Fido Gast (2), Milan Lazarević (3), Helmut Holtgrave (n.e.), Hans-Jürgen Beißner (n.e.) Trainer: Vitomir Arsenijević | Martin Karcher, Klaus Wöller – Josef Willisch, Richard Boczkowski, Klaus Schibschid (1), Harry Keller (2), Heiner Möller (5), Uwe Kölling, Peter Pickel (3/3), Herbert Lübking (1), Fido Gast (2), Milan Lazarević (3), Helmut Holtgrave (n.e.), Hans-Jürgen Beißner (n.e.) Trainer: Vitomir Arsenijević | Martin Karcher, Klaus Wöller – Josef Willisch, Richard Boczkowski, Klaus Schibschid (1), Harry Keller (2), Heiner Möller (5), Uwe Kölling, Peter Pickel (3/3), Herbert Lübking (1), Fido Gast (2), Milan Lazarević (3), Helmut Holtgrave (n.e.), Hans-Jürgen Beißner (n.e.) Trainer: Vitomir Arsenijević | Martin Karcher, Klaus Wöller – Josef Willisch, Richard Boczkowski, Klaus Schibschid (1), Harry Keller (2), Heiner Möller (5), Uwe Kölling, Peter Pickel (3/3), Herbert Lübking (1), Fido Gast (2), Milan Lazarević (3), Helmut Holtgrave (n.e.), Hans-Jürgen Beißner (n.e.) Trainer: Vitomir Arsenijević | Martin Karcher, Klaus Wöller – Josef Willisch, Richard Boczkowski, Klaus Schibschid (1), Harry Keller (2), Heiner Möller (5), Uwe Kölling, Peter Pickel (3/3), Herbert Lübking (1), Fido Gast (2), Milan Lazarević (3), Helmut Holtgrave (n.e.), Hans-Jürgen Beißner (n.e.) Trainer: Vitomir Arsenijević | Martin Karcher, Klaus Wöller – Josef Willisch, Richard Boczkowski, Klaus Schibschid (1), Harry Keller (2), Heiner Möller (5), Uwe Kölling, Peter Pickel (3/3), Herbert Lübking (1), Fido Gast (2), Milan Lazarević (3), Helmut Holtgrave (n.e.), Hans-Jürgen Beißner (n.e.) Trainer: Vitomir Arsenijević | | | |
| Strafen                                                                                 | GWD | 2× Becker, Waltke 1× Waltke (50.) | 2× Becker, Waltke 1× Waltke (50.) | 2× Becker, Waltke 1× Waltke (50.) | 2× Becker, Waltke 1× Waltke (50.) | 2× Becker, Waltke 1× Waltke (50.) | 2× Becker, Waltke 1× Waltke (50.) | 2× Becker, Waltke 1× Waltke (50.) | | |
| Strafen                                                                                 | TuS | 0× | 0× | 0× | 0× | 0× | 0× | 0× | | |
| Siebenmeter                                                                             | GWD | 2/2 | 2/2 | 2/2 | 2/2 | 2/2 | 2/2 | 2/2 | | |
| Siebenmeter                                                                             | TuS | 5/3 – verworfen: Pickel (23.), Möller (52.) | 5/3 – verworfen: Pickel (23.), Möller (52.) | 5/3 – verworfen: Pickel (23.), Möller (52.) | 5/3 – verworfen: Pickel (23.), Möller (52.) | 5/3 – verworfen: Pickel (23.), Möller (52.) | 5/3 – verworfen: Pickel (23.), Möller (52.) | 5/3 – verworfen: Pickel (23.), Möller (52.) | | |
| Schiedsrichter                                                                          | Dieter Falkenstein (Köln) & Gies (Essen) | Dieter Falkenstein (Köln) & Gies (Essen) | Dieter Falkenstein (Köln) & Gies (Essen) | Dieter Falkenstein (Köln) & Gies (Essen) | Dieter Falkenstein (Köln) & Gies (Essen) | Dieter Falkenstein (Köln) & Gies (Essen) | Dieter Falkenstein (Köln) & Gies (Essen) | Dieter Falkenstein (Köln) & Gies (Essen) | | |
| 7                                                                                       | 17 | Handball-Bundesliga 1978/79 – 18. Spieltag | Handball-Bundesliga 1978/79 – 18. Spieltag | Handball-Bundesliga 1978/79 – 18. Spieltag | Mi., 28. März 1979 20:00 | TuS Nettelstedt | TSV Grün-Weiß Dankersen | 17:13 (9:8) | 1.500 (ausverkauft) | Stadtsporthalle, Lübbecke |
|                                                                                         | | Aufstellungen | TuS | Klaus Wöller, Martin Karcher (n.e.) – Helmut Holtgrave (3), Richard Boczkowski, Peter Schmiedekamp, Klaus Schibschid (2), Harry Keller (4), Jochen Ebener, Uwe Kölling (1), Peter Pickel, Fido Gast (2), Milan Lazarević (5/1) Trainer: Vitomir Arsenijević | Klaus Wöller, Martin Karcher (n.e.) – Helmut Holtgrave (3), Richard Boczkowski, Peter Schmiedekamp, Klaus Schibschid (2), Harry Keller (4), Jochen Ebener, Uwe Kölling (1), Peter Pickel, Fido Gast (2), Milan Lazarević (5/1) Trainer: Vitomir Arsenijević | Klaus Wöller, Martin Karcher (n.e.) – Helmut Holtgrave (3), Richard Boczkowski, Peter Schmiedekamp, Klaus Schibschid (2), Harry Keller (4), Jochen Ebener, Uwe Kölling (1), Peter Pickel, Fido Gast (2), Milan Lazarević (5/1) Trainer: Vitomir Arsenijević | Klaus Wöller, Martin Karcher (n.e.) – Helmut Holtgrave (3), Richard Boczkowski, Peter Schmiedekamp, Klaus Schibschid (2), Harry Keller (4), Jochen Ebener, Uwe Kölling (1), Peter Pickel, Fido Gast (2), Milan Lazarević (5/1) Trainer: Vitomir Arsenijević | Klaus Wöller, Martin Karcher (n.e.) – Helmut Holtgrave (3), Richard Boczkowski, Peter Schmiedekamp, Klaus Schibschid (2), Harry Keller (4), Jochen Ebener, Uwe Kölling (1), Peter Pickel, Fido Gast (2), Milan Lazarević (5/1) Trainer: Vitomir Arsenijević | Klaus Wöller, Martin Karcher (n.e.) – Helmut Holtgrave (3), Richard Boczkowski, Peter Schmiedekamp, Klaus Schibschid (2), Harry Keller (4), Jochen Ebener, Uwe Kölling (1), Peter Pickel, Fido Gast (2), Milan Lazarević (5/1) Trainer: Vitomir Arsenijević | Klaus Wöller, Martin Karcher (n.e.) – Helmut Holtgrave (3), Richard Boczkowski, Peter Schmiedekamp, Klaus Schibschid (2), Harry Keller (4), Jochen Ebener, Uwe Kölling (1), Peter Pickel, Fido Gast (2), Milan Lazarević (5/1) Trainer: Vitomir Arsenijević |
| GWD                                                                                     | Thomas Berg, Rainer Niemeyer – Ólafur H. Jónsson (1), Axel Axelsson (6/3), Peter Krebs (2), Gerhard Buddenbohm, Detlef Schubert (2), Walter von Oepen, Dieter Waltke (1), Bernhard Busch (1), Detlef Meyer, Hermann-Josef Häring Trainer: Vinko Dekaris | Thomas Berg, Rainer Niemeyer – Ólafur H. Jónsson (1), Axel Axelsson (6/3), Peter Krebs (2), Gerhard Buddenbohm, Detlef Schubert (2), Walter von Oepen, Dieter Waltke (1), Bernhard Busch (1), Detlef Meyer, Hermann-Josef Häring Trainer: Vinko Dekaris | Thomas Berg, Rainer Niemeyer – Ólafur H. Jónsson (1), Axel Axelsson (6/3), Peter Krebs (2), Gerhard Buddenbohm, Detlef Schubert (2), Walter von Oepen, Dieter Waltke (1), Bernhard Busch (1), Detlef Meyer, Hermann-Josef Häring Trainer: Vinko Dekaris | Thomas Berg, Rainer Niemeyer – Ólafur H. Jónsson (1), Axel Axelsson (6/3), Peter Krebs (2), Gerhard Buddenbohm, Detlef Schubert (2), Walter von Oepen, Dieter Waltke (1), Bernhard Busch (1), Detlef Meyer, Hermann-Josef Häring Trainer: Vinko Dekaris | Thomas Berg, Rainer Niemeyer – Ólafur H. Jónsson (1), Axel Axelsson (6/3), Peter Krebs (2), Gerhard Buddenbohm, Detlef Schubert (2), Walter von Oepen, Dieter Waltke (1), Bernhard Busch (1), Detlef Meyer, Hermann-Josef Häring Trainer: Vinko Dekaris | Thomas Berg, Rainer Niemeyer – Ólafur H. Jónsson (1), Axel Axelsson (6/3), Peter Krebs (2), Gerhard Buddenbohm, Detlef Schubert (2), Walter von Oepen, Dieter Waltke (1), Bernhard Busch (1), Detlef Meyer, Hermann-Josef Häring Trainer: Vinko Dekaris | Thomas Berg, Rainer Niemeyer – Ólafur H. Jónsson (1), Axel Axelsson (6/3), Peter Krebs (2), Gerhard Buddenbohm, Detlef Schubert (2), Walter von Oepen, Dieter Waltke (1), Bernhard Busch (1), Detlef Meyer, Hermann-Josef Häring Trainer: Vinko Dekaris | | | |
| Strafen                                                                                 | TuS | 1× Schmiedekamp (27.) | 1× Schmiedekamp (27.) | 1× Schmiedekamp (27.) | 1× Schmiedekamp (27.) | 1× Schmiedekamp (27.) | 1× Schmiedekamp (27.) | 1× Schmiedekamp (27.) | | |
| Strafen                                                                                 | GWD | 2× 1× Schubert (29.) | 2× 1× Schubert (29.) | 2× 1× Schubert (29.) | 2× 1× Schubert (29.) | 2× 1× Schubert (29.) | 2× 1× Schubert (29.) | 2× 1× Schubert (29.) | | |
| Siebenmeter                                                                             | TuS | 1/1 | 1/1 | 1/1 | 1/1 | 1/1 | 1/1 | 1/1 | | |
| Siebenmeter                                                                             | GWD | 4/3 – verworfen: Axelsson (25.) | 4/3 – verworfen: Axelsson (25.) | 4/3 – verworfen: Axelsson (25.) | 4/3 – verworfen: Axelsson (25.) | 4/3 – verworfen: Axelsson (25.) | 4/3 – verworfen: Axelsson (25.) | 4/3 – verworfen: Axelsson (25.) | | |
| Schiedsrichter                                                                          | Feicke & Oehme (beide Düsseldorf) | Feicke & Oehme (beide Düsseldorf) | Feicke & Oehme (beide Düsseldorf) | Feicke & Oehme (beide Düsseldorf) | Feicke & Oehme (beide Düsseldorf) | Feicke & Oehme (beide Düsseldorf) | Feicke & Oehme (beide Düsseldorf) | Feicke & Oehme (beide Düsseldorf) | | |
| 8                                                                                       | 18 | Handball-Bundesliga 1979/80 – 4. Spieltag | Handball-Bundesliga 1979/80 – 4. Spieltag | Handball-Bundesliga 1979/80 – 4. Spieltag | Mi., 26. Sep. 1979 19:30 | TSV Grün-Weiß Dankersen | TuS Nettelstedt | 15:9 (8:5) | 2.500 (ausverkauft) | Kreissporthalle, Minden |
|                                                                                         | | Aufstellungen | GWD | Rainer Niemeyer , Thomas Berg (n.e.) – Axel Axelsson (6/2), Walter von Oepen, Peter Krebs (1), Frank Harting (1), Jürgen Franke (2), Bernd Seehase (4/2), Hermann-Josef Häring (1), Detlef Meyer, Wilhelm Südmeier Trainer: Horst Bredemeier | Rainer Niemeyer , Thomas Berg (n.e.) – Axel Axelsson (6/2), Walter von Oepen, Peter Krebs (1), Frank Harting (1), Jürgen Franke (2), Bernd Seehase (4/2), Hermann-Josef Häring (1), Detlef Meyer, Wilhelm Südmeier Trainer: Horst Bredemeier | Rainer Niemeyer , Thomas Berg (n.e.) – Axel Axelsson (6/2), Walter von Oepen, Peter Krebs (1), Frank Harting (1), Jürgen Franke (2), Bernd Seehase (4/2), Hermann-Josef Häring (1), Detlef Meyer, Wilhelm Südmeier Trainer: Horst Bredemeier | Rainer Niemeyer , Thomas Berg (n.e.) – Axel Axelsson (6/2), Walter von Oepen, Peter Krebs (1), Frank Harting (1), Jürgen Franke (2), Bernd Seehase (4/2), Hermann-Josef Häring (1), Detlef Meyer, Wilhelm Südmeier Trainer: Horst Bredemeier | Rainer Niemeyer , Thomas Berg (n.e.) – Axel Axelsson (6/2), Walter von Oepen, Peter Krebs (1), Frank Harting (1), Jürgen Franke (2), Bernd Seehase (4/2), Hermann-Josef Häring (1), Detlef Meyer, Wilhelm Südmeier Trainer: Horst Bredemeier | Rainer Niemeyer , Thomas Berg (n.e.) – Axel Axelsson (6/2), Walter von Oepen, Peter Krebs (1), Frank Harting (1), Jürgen Franke (2), Bernd Seehase (4/2), Hermann-Josef Häring (1), Detlef Meyer, Wilhelm Südmeier Trainer: Horst Bredemeier | Rainer Niemeyer , Thomas Berg (n.e.) – Axel Axelsson (6/2), Walter von Oepen, Peter Krebs (1), Frank Harting (1), Jürgen Franke (2), Bernd Seehase (4/2), Hermann-Josef Häring (1), Detlef Meyer, Wilhelm Südmeier Trainer: Horst Bredemeier |
| TuS                                                                                     | Klaus Wöller, Martin Karcher – Hartmut Kania, Ulrich Wagner, Klaus Schibschid, Harry Keller (1/1), Zdravko Miljak (2), Uwe Kölling (2/1), Dieter Waltke (1), Peter Pickel, Klaus Waldhelm (2), Hans-Jürgen Grund (1) Trainer: Vitomir Arsenijević | Klaus Wöller, Martin Karcher – Hartmut Kania, Ulrich Wagner, Klaus Schibschid, Harry Keller (1/1), Zdravko Miljak (2), Uwe Kölling (2/1), Dieter Waltke (1), Peter Pickel, Klaus Waldhelm (2), Hans-Jürgen Grund (1) Trainer: Vitomir Arsenijević | Klaus Wöller, Martin Karcher – Hartmut Kania, Ulrich Wagner, Klaus Schibschid, Harry Keller (1/1), Zdravko Miljak (2), Uwe Kölling (2/1), Dieter Waltke (1), Peter Pickel, Klaus Waldhelm (2), Hans-Jürgen Grund (1) Trainer: Vitomir Arsenijević | Klaus Wöller, Martin Karcher – Hartmut Kania, Ulrich Wagner, Klaus Schibschid, Harry Keller (1/1), Zdravko Miljak (2), Uwe Kölling (2/1), Dieter Waltke (1), Peter Pickel, Klaus Waldhelm (2), Hans-Jürgen Grund (1) Trainer: Vitomir Arsenijević | Klaus Wöller, Martin Karcher – Hartmut Kania, Ulrich Wagner, Klaus Schibschid, Harry Keller (1/1), Zdravko Miljak (2), Uwe Kölling (2/1), Dieter Waltke (1), Peter Pickel, Klaus Waldhelm (2), Hans-Jürgen Grund (1) Trainer: Vitomir Arsenijević | Klaus Wöller, Martin Karcher – Hartmut Kania, Ulrich Wagner, Klaus Schibschid, Harry Keller (1/1), Zdravko Miljak (2), Uwe Kölling (2/1), Dieter Waltke (1), Peter Pickel, Klaus Waldhelm (2), Hans-Jürgen Grund (1) Trainer: Vitomir Arsenijević | Klaus Wöller, Martin Karcher – Hartmut Kania, Ulrich Wagner, Klaus Schibschid, Harry Keller (1/1), Zdravko Miljak (2), Uwe Kölling (2/1), Dieter Waltke (1), Peter Pickel, Klaus Waldhelm (2), Hans-Jürgen Grund (1) Trainer: Vitomir Arsenijević | | | |
| Strafen                                                                                 | GWD | 5× Krebs (2), Meyer (2), Seehase | 5× Krebs (2), Meyer (2), Seehase | 5× Krebs (2), Meyer (2), Seehase | 5× Krebs (2), Meyer (2), Seehase | 5× Krebs (2), Meyer (2), Seehase | 5× Krebs (2), Meyer (2), Seehase | 5× Krebs (2), Meyer (2), Seehase | | |
| Strafen                                                                                 | TuS | 4× Schibschid (2), Kania, Waldhelm | 4× Schibschid (2), Kania, Waldhelm | 4× Schibschid (2), Kania, Waldhelm | 4× Schibschid (2), Kania, Waldhelm | 4× Schibschid (2), Kania, Waldhelm | 4× Schibschid (2), Kania, Waldhelm | 4× Schibschid (2), Kania, Waldhelm | | |
| Siebenmeter                                                                             | GWD | 5/4 – verworfen: Axelsson | 5/4 – verworfen: Axelsson | 5/4 – verworfen: Axelsson | 5/4 – verworfen: Axelsson | 5/4 – verworfen: Axelsson | 5/4 – verworfen: Axelsson | 5/4 – verworfen: Axelsson | | |
| Siebenmeter                                                                             | TuS | 5/2 – verworfen: Waltke, Miljak, Kölling | 5/2 – verworfen: Waltke, Miljak, Kölling | 5/2 – verworfen: Waltke, Miljak, Kölling | 5/2 – verworfen: Waltke, Miljak, Kölling | 5/2 – verworfen: Waltke, Miljak, Kölling | 5/2 – verworfen: Waltke, Miljak, Kölling | 5/2 – verworfen: Waltke, Miljak, Kölling | | |
| Schiedsrichter                                                                          | Jacob (Attendorn) & Möller (Herdecke) | Jacob (Attendorn) & Möller (Herdecke) | Jacob (Attendorn) & Möller (Herdecke) | Jacob (Attendorn) & Möller (Herdecke) | Jacob (Attendorn) & Möller (Herdecke) | Jacob (Attendorn) & Möller (Herdecke) | Jacob (Attendorn) & Möller (Herdecke) | Jacob (Attendorn) & Möller (Herdecke) | | |
| 9                                                                                       | 19 | Handball-Bundesliga 1979/80 – 17. Spieltag | Handball-Bundesliga 1979/80 – 17. Spieltag | Handball-Bundesliga 1979/80 – 17. Spieltag | Mi., 6. Feb. 1980 19:30 | TuS Nettelstedt | TSV Grün-Weiß Dankersen | 15:14 (8:8) | 1.600 (ausverkauft) | Stadtsporthalle, Lübbecke |
|                                                                                         | | Aufstellungen | TuS | Klaus Wöller, Peter Lipp – Hartmut Kania, Klaus Schibschid, Harry Keller (1), Zdravko Miljak (2), Uwe Kölling (4/1), Dieter Waltke (5), Peter Pickel, Klaus Waldhelm (1), Hans-Jürgen Grund (1), Milan Lazarević (1) Trainer: Vitomir Arsenijević | Klaus Wöller, Peter Lipp – Hartmut Kania, Klaus Schibschid, Harry Keller (1), Zdravko Miljak (2), Uwe Kölling (4/1), Dieter Waltke (5), Peter Pickel, Klaus Waldhelm (1), Hans-Jürgen Grund (1), Milan Lazarević (1) Trainer: Vitomir Arsenijević | Klaus Wöller, Peter Lipp – Hartmut Kania, Klaus Schibschid, Harry Keller (1), Zdravko Miljak (2), Uwe Kölling (4/1), Dieter Waltke (5), Peter Pickel, Klaus Waldhelm (1), Hans-Jürgen Grund (1), Milan Lazarević (1) Trainer: Vitomir Arsenijević | Klaus Wöller, Peter Lipp – Hartmut Kania, Klaus Schibschid, Harry Keller (1), Zdravko Miljak (2), Uwe Kölling (4/1), Dieter Waltke (5), Peter Pickel, Klaus Waldhelm (1), Hans-Jürgen Grund (1), Milan Lazarević (1) Trainer: Vitomir Arsenijević | Klaus Wöller, Peter Lipp – Hartmut Kania, Klaus Schibschid, Harry Keller (1), Zdravko Miljak (2), Uwe Kölling (4/1), Dieter Waltke (5), Peter Pickel, Klaus Waldhelm (1), Hans-Jürgen Grund (1), Milan Lazarević (1) Trainer: Vitomir Arsenijević | Klaus Wöller, Peter Lipp – Hartmut Kania, Klaus Schibschid, Harry Keller (1), Zdravko Miljak (2), Uwe Kölling (4/1), Dieter Waltke (5), Peter Pickel, Klaus Waldhelm (1), Hans-Jürgen Grund (1), Milan Lazarević (1) Trainer: Vitomir Arsenijević | Klaus Wöller, Peter Lipp – Hartmut Kania, Klaus Schibschid, Harry Keller (1), Zdravko Miljak (2), Uwe Kölling (4/1), Dieter Waltke (5), Peter Pickel, Klaus Waldhelm (1), Hans-Jürgen Grund (1), Milan Lazarević (1) Trainer: Vitomir Arsenijević |
| GWD                                                                                     | Rainer Niemeyer , Thomas Berg (n.e.) – Axel Axelsson (6/3), Peter Krebs, Frank Harting (1), Jürgen Franke (2), Bernd Seehase (3), Ralf Niemeyer (1/1), Gerd Becker (1), Detlef Meyer, Gerald Schüler Trainer: Horst Bredemeier | Rainer Niemeyer , Thomas Berg (n.e.) – Axel Axelsson (6/3), Peter Krebs, Frank Harting (1), Jürgen Franke (2), Bernd Seehase (3), Ralf Niemeyer (1/1), Gerd Becker (1), Detlef Meyer, Gerald Schüler Trainer: Horst Bredemeier | Rainer Niemeyer , Thomas Berg (n.e.) – Axel Axelsson (6/3), Peter Krebs, Frank Harting (1), Jürgen Franke (2), Bernd Seehase (3), Ralf Niemeyer (1/1), Gerd Becker (1), Detlef Meyer, Gerald Schüler Trainer: Horst Bredemeier | Rainer Niemeyer , Thomas Berg (n.e.) – Axel Axelsson (6/3), Peter Krebs, Frank Harting (1), Jürgen Franke (2), Bernd Seehase (3), Ralf Niemeyer (1/1), Gerd Becker (1), Detlef Meyer, Gerald Schüler Trainer: Horst Bredemeier | Rainer Niemeyer , Thomas Berg (n.e.) – Axel Axelsson (6/3), Peter Krebs, Frank Harting (1), Jürgen Franke (2), Bernd Seehase (3), Ralf Niemeyer (1/1), Gerd Becker (1), Detlef Meyer, Gerald Schüler Trainer: Horst Bredemeier | Rainer Niemeyer , Thomas Berg (n.e.) – Axel Axelsson (6/3), Peter Krebs, Frank Harting (1), Jürgen Franke (2), Bernd Seehase (3), Ralf Niemeyer (1/1), Gerd Becker (1), Detlef Meyer, Gerald Schüler Trainer: Horst Bredemeier | Rainer Niemeyer , Thomas Berg (n.e.) – Axel Axelsson (6/3), Peter Krebs, Frank Harting (1), Jürgen Franke (2), Bernd Seehase (3), Ralf Niemeyer (1/1), Gerd Becker (1), Detlef Meyer, Gerald Schüler Trainer: Horst Bredemeier | | | |
| Strafen                                                                                 | TuS | 1× Pickel (1.) 1× Pickel (39.) | 1× Pickel (1.) 1× Pickel (39.) | 1× Pickel (1.) 1× Pickel (39.) | 1× Pickel (1.) 1× Pickel (39.) | 1× Pickel (1.) 1× Pickel (39.) | 1× Pickel (1.) 1× Pickel (39.) | 1× Pickel (1.) 1× Pickel (39.) | | |
| Strafen                                                                                 | GWD | 2× Franke (10.), Rainer Niemeyer (57.) 2× Schüler (31.), Meyer (34.) | 2× Franke (10.), Rainer Niemeyer (57.) 2× Schüler (31.), Meyer (34.) | 2× Franke (10.), Rainer Niemeyer (57.) 2× Schüler (31.), Meyer (34.) | 2× Franke (10.), Rainer Niemeyer (57.) 2× Schüler (31.), Meyer (34.) | 2× Franke (10.), Rainer Niemeyer (57.) 2× Schüler (31.), Meyer (34.) | 2× Franke (10.), Rainer Niemeyer (57.) 2× Schüler (31.), Meyer (34.) | 2× Franke (10.), Rainer Niemeyer (57.) 2× Schüler (31.), Meyer (34.) | | |
| Siebenmeter                                                                             | TuS | 5/1 – verworfen: Miljak (4.), Kölling (18., 57.), Keller (38.) | 5/1 – verworfen: Miljak (4.), Kölling (18., 57.), Keller (38.) | 5/1 – verworfen: Miljak (4.), Kölling (18., 57.), Keller (38.) | 5/1 – verworfen: Miljak (4.), Kölling (18., 57.), Keller (38.) | 5/1 – verworfen: Miljak (4.), Kölling (18., 57.), Keller (38.) | 5/1 – verworfen: Miljak (4.), Kölling (18., 57.), Keller (38.) | 5/1 – verworfen: Miljak (4.), Kölling (18., 57.), Keller (38.) | | |
| Siebenmeter                                                                             | GWD | 4/4 | 4/4 | 4/4 | 4/4 | 4/4 | 4/4 | 4/4 | | |
| Schiedsrichter                                                                          | Harald Buhrmester (Detmold) & Heger (Lemgo) | Harald Buhrmester (Detmold) & Heger (Lemgo) | Harald Buhrmester (Detmold) & Heger (Lemgo) | Harald Buhrmester (Detmold) & Heger (Lemgo) | Harald Buhrmester (Detmold) & Heger (Lemgo) | Harald Buhrmester (Detmold) & Heger (Lemgo) | Harald Buhrmester (Detmold) & Heger (Lemgo) | Harald Buhrmester (Detmold) & Heger (Lemgo) | | |
|                                                                                         | 20 | Freundschaftsspiel | Freundschaftsspiel | Freundschaftsspiel | Di., 3. Juni 1980 19:45 | TSV Grün-Weiß Dankersen | TuS Nettelstedt | 22:20 (9:10) | 700 | Kreissporthalle, Minden |
|                                                                                         | | Aufstellungen | GWD | Thomas Berg, Rainer Niemeyer – Frank Harting (1), Bernd Seehase (2), Gerald Schüler, Ralf Niemeyer (3/1), Gerd Becker, Detlef Meyer, Peter Krebs (3), Axel Axelsson (10/3), Jón Pétur Jónsson (1), Jürgen Franke (2) Trainer: Horst Bredemeier | Thomas Berg, Rainer Niemeyer – Frank Harting (1), Bernd Seehase (2), Gerald Schüler, Ralf Niemeyer (3/1), Gerd Becker, Detlef Meyer, Peter Krebs (3), Axel Axelsson (10/3), Jón Pétur Jónsson (1), Jürgen Franke (2) Trainer: Horst Bredemeier | Thomas Berg, Rainer Niemeyer – Frank Harting (1), Bernd Seehase (2), Gerald Schüler, Ralf Niemeyer (3/1), Gerd Becker, Detlef Meyer, Peter Krebs (3), Axel Axelsson (10/3), Jón Pétur Jónsson (1), Jürgen Franke (2) Trainer: Horst Bredemeier | Thomas Berg, Rainer Niemeyer – Frank Harting (1), Bernd Seehase (2), Gerald Schüler, Ralf Niemeyer (3/1), Gerd Becker, Detlef Meyer, Peter Krebs (3), Axel Axelsson (10/3), Jón Pétur Jónsson (1), Jürgen Franke (2) Trainer: Horst Bredemeier | Thomas Berg, Rainer Niemeyer – Frank Harting (1), Bernd Seehase (2), Gerald Schüler, Ralf Niemeyer (3/1), Gerd Becker, Detlef Meyer, Peter Krebs (3), Axel Axelsson (10/3), Jón Pétur Jónsson (1), Jürgen Franke (2) Trainer: Horst Bredemeier | Thomas Berg, Rainer Niemeyer – Frank Harting (1), Bernd Seehase (2), Gerald Schüler, Ralf Niemeyer (3/1), Gerd Becker, Detlef Meyer, Peter Krebs (3), Axel Axelsson (10/3), Jón Pétur Jónsson (1), Jürgen Franke (2) Trainer: Horst Bredemeier | Thomas Berg, Rainer Niemeyer – Frank Harting (1), Bernd Seehase (2), Gerald Schüler, Ralf Niemeyer (3/1), Gerd Becker, Detlef Meyer, Peter Krebs (3), Axel Axelsson (10/3), Jón Pétur Jónsson (1), Jürgen Franke (2) Trainer: Horst Bredemeier |
| TuS                                                                                     | Klaus Wöller, Peter Lipp – Peter Schmiedekamp (1), Peter Pickel (1), Klaus Schibschid, Hartmut Kania (3), Milan Lazarević (2), Klaus Waldhelm (2/1), Hans-Jürgen Grund (1), Harry Keller (2), Dieter Waltke (8) Trainer: Martin Karcher | Klaus Wöller, Peter Lipp – Peter Schmiedekamp (1), Peter Pickel (1), Klaus Schibschid, Hartmut Kania (3), Milan Lazarević (2), Klaus Waldhelm (2/1), Hans-Jürgen Grund (1), Harry Keller (2), Dieter Waltke (8) Trainer: Martin Karcher | Klaus Wöller, Peter Lipp – Peter Schmiedekamp (1), Peter Pickel (1), Klaus Schibschid, Hartmut Kania (3), Milan Lazarević (2), Klaus Waldhelm (2/1), Hans-Jürgen Grund (1), Harry Keller (2), Dieter Waltke (8) Trainer: Martin Karcher | Klaus Wöller, Peter Lipp – Peter Schmiedekamp (1), Peter Pickel (1), Klaus Schibschid, Hartmut Kania (3), Milan Lazarević (2), Klaus Waldhelm (2/1), Hans-Jürgen Grund (1), Harry Keller (2), Dieter Waltke (8) Trainer: Martin Karcher | Klaus Wöller, Peter Lipp – Peter Schmiedekamp (1), Peter Pickel (1), Klaus Schibschid, Hartmut Kania (3), Milan Lazarević (2), Klaus Waldhelm (2/1), Hans-Jürgen Grund (1), Harry Keller (2), Dieter Waltke (8) Trainer: Martin Karcher | Klaus Wöller, Peter Lipp – Peter Schmiedekamp (1), Peter Pickel (1), Klaus Schibschid, Hartmut Kania (3), Milan Lazarević (2), Klaus Waldhelm (2/1), Hans-Jürgen Grund (1), Harry Keller (2), Dieter Waltke (8) Trainer: Martin Karcher | Klaus Wöller, Peter Lipp – Peter Schmiedekamp (1), Peter Pickel (1), Klaus Schibschid, Hartmut Kania (3), Milan Lazarević (2), Klaus Waldhelm (2/1), Hans-Jürgen Grund (1), Harry Keller (2), Dieter Waltke (8) Trainer: Martin Karcher | | | |
| Strafen                                                                                 | GWD | keine | keine | keine | keine | keine | keine | keine | | |
| Strafen                                                                                 | TuS | keine | keine | keine | keine | keine | keine | keine | | |
| Siebenmeter                                                                             | GWD | 4/4 | 4/4 | 4/4 | 4/4 | 4/4 | 4/4 | 4/4 | | |
| Siebenmeter                                                                             | TuS | 2/1 – verworfen: Lazarević (11.) | 2/1 – verworfen: Lazarević (11.) | 2/1 – verworfen: Lazarević (11.) | 2/1 – verworfen: Lazarević (11.) | 2/1 – verworfen: Lazarević (11.) | 2/1 – verworfen: Lazarević (11.) | 2/1 – verworfen: Lazarević (11.) | | |
| Schiedsrichter                                                                          | Engelhardt (Lübbecke) & Rüter (Minden) | Engelhardt (Lübbecke) & Rüter (Minden) | Engelhardt (Lübbecke) & Rüter (Minden) | Engelhardt (Lübbecke) & Rüter (Minden) | Engelhardt (Lübbecke) & Rüter (Minden) | Engelhardt (Lübbecke) & Rüter (Minden) | Engelhardt (Lübbecke) & Rüter (Minden) | Engelhardt (Lübbecke) & Rüter (Minden) | | |
| Bemerkungen                                                                             | Das Spiel fand anlässlich der Verabschiedung Axel Axelssons statt. | Das Spiel fand anlässlich der Verabschiedung Axel Axelssons statt. | Das Spiel fand anlässlich der Verabschiedung Axel Axelssons statt. | Das Spiel fand anlässlich der Verabschiedung Axel Axelssons statt. | Das Spiel fand anlässlich der Verabschiedung Axel Axelssons statt. | Das Spiel fand anlässlich der Verabschiedung Axel Axelssons statt. | Das Spiel fand anlässlich der Verabschiedung Axel Axelssons statt. | Das Spiel fand anlässlich der Verabschiedung Axel Axelssons statt. | | |
| 10                                                                                      | 21 | Handball-Bundesliga 1980/81 – 5. Spieltag | Handball-Bundesliga 1980/81 – 5. Spieltag | Handball-Bundesliga 1980/81 – 5. Spieltag | Sa., 1. Nov. 1980 19:30 | TSV Grün-Weiß Dankersen | TuS Nettelstedt | 14:12 (7:5) | 2.500 (ausverkauft) | Kreissporthalle, Minden |
|                                                                                         | | Aufstellungen | GWD | Rainer Niemeyer , Thomas Berg – Heiko Deiters, Wilhelm Südmeier, Gerald Schüler, Peter Krebs, Frank Harting (3), Jürgen Franke (3), Bernd Seehase (1), Ralf Niemeyer (6/5), Gerd Becker, Detlef Meyer (1) Trainer: Horst Bredemeier | Rainer Niemeyer , Thomas Berg – Heiko Deiters, Wilhelm Südmeier, Gerald Schüler, Peter Krebs, Frank Harting (3), Jürgen Franke (3), Bernd Seehase (1), Ralf Niemeyer (6/5), Gerd Becker, Detlef Meyer (1) Trainer: Horst Bredemeier | Rainer Niemeyer , Thomas Berg – Heiko Deiters, Wilhelm Südmeier, Gerald Schüler, Peter Krebs, Frank Harting (3), Jürgen Franke (3), Bernd Seehase (1), Ralf Niemeyer (6/5), Gerd Becker, Detlef Meyer (1) Trainer: Horst Bredemeier | Rainer Niemeyer , Thomas Berg – Heiko Deiters, Wilhelm Südmeier, Gerald Schüler, Peter Krebs, Frank Harting (3), Jürgen Franke (3), Bernd Seehase (1), Ralf Niemeyer (6/5), Gerd Becker, Detlef Meyer (1) Trainer: Horst Bredemeier | Rainer Niemeyer , Thomas Berg – Heiko Deiters, Wilhelm Südmeier, Gerald Schüler, Peter Krebs, Frank Harting (3), Jürgen Franke (3), Bernd Seehase (1), Ralf Niemeyer (6/5), Gerd Becker, Detlef Meyer (1) Trainer: Horst Bredemeier | Rainer Niemeyer , Thomas Berg – Heiko Deiters, Wilhelm Südmeier, Gerald Schüler, Peter Krebs, Frank Harting (3), Jürgen Franke (3), Bernd Seehase (1), Ralf Niemeyer (6/5), Gerd Becker, Detlef Meyer (1) Trainer: Horst Bredemeier | Rainer Niemeyer , Thomas Berg – Heiko Deiters, Wilhelm Südmeier, Gerald Schüler, Peter Krebs, Frank Harting (3), Jürgen Franke (3), Bernd Seehase (1), Ralf Niemeyer (6/5), Gerd Becker, Detlef Meyer (1) Trainer: Horst Bredemeier |
| TuS                                                                                     | Klaus Wöller, Peter Lipp (n.e.) – Hartmut Kania (1), Klaus Schibschid (1), Harry Keller (1), Zdravko Miljak (5/4), Uwe Kölling (n.e.), Dieter Waltke (4), Peter Pickel, Klaus Waldhelm, Hans-Jürgen Grund, Milan Lazarević Trainer: Martin Karcher | Klaus Wöller, Peter Lipp (n.e.) – Hartmut Kania (1), Klaus Schibschid (1), Harry Keller (1), Zdravko Miljak (5/4), Uwe Kölling (n.e.), Dieter Waltke (4), Peter Pickel, Klaus Waldhelm, Hans-Jürgen Grund, Milan Lazarević Trainer: Martin Karcher | Klaus Wöller, Peter Lipp (n.e.) – Hartmut Kania (1), Klaus Schibschid (1), Harry Keller (1), Zdravko Miljak (5/4), Uwe Kölling (n.e.), Dieter Waltke (4), Peter Pickel, Klaus Waldhelm, Hans-Jürgen Grund, Milan Lazarević Trainer: Martin Karcher | Klaus Wöller, Peter Lipp (n.e.) – Hartmut Kania (1), Klaus Schibschid (1), Harry Keller (1), Zdravko Miljak (5/4), Uwe Kölling (n.e.), Dieter Waltke (4), Peter Pickel, Klaus Waldhelm, Hans-Jürgen Grund, Milan Lazarević Trainer: Martin Karcher | Klaus Wöller, Peter Lipp (n.e.) – Hartmut Kania (1), Klaus Schibschid (1), Harry Keller (1), Zdravko Miljak (5/4), Uwe Kölling (n.e.), Dieter Waltke (4), Peter Pickel, Klaus Waldhelm, Hans-Jürgen Grund, Milan Lazarević Trainer: Martin Karcher | Klaus Wöller, Peter Lipp (n.e.) – Hartmut Kania (1), Klaus Schibschid (1), Harry Keller (1), Zdravko Miljak (5/4), Uwe Kölling (n.e.), Dieter Waltke (4), Peter Pickel, Klaus Waldhelm, Hans-Jürgen Grund, Milan Lazarević Trainer: Martin Karcher | Klaus Wöller, Peter Lipp (n.e.) – Hartmut Kania (1), Klaus Schibschid (1), Harry Keller (1), Zdravko Miljak (5/4), Uwe Kölling (n.e.), Dieter Waltke (4), Peter Pickel, Klaus Waldhelm, Hans-Jürgen Grund, Milan Lazarević Trainer: Martin Karcher | | | |
| Strafen                                                                                 | GWD | 1× Meyer 2× Meyer (44.), Krebs (57.) | 1× Meyer 2× Meyer (44.), Krebs (57.) | 1× Meyer 2× Meyer (44.), Krebs (57.) | 1× Meyer 2× Meyer (44.), Krebs (57.) | 1× Meyer 2× Meyer (44.), Krebs (57.) | 1× Meyer 2× Meyer (44.), Krebs (57.) | 1× Meyer 2× Meyer (44.), Krebs (57.) | | |
| Strafen                                                                                 | TuS | 2× Miljak, Schibschid 3× Kania (9.), Keller (16.), Pickel (52.) | 2× Miljak, Schibschid 3× Kania (9.), Keller (16.), Pickel (52.) | 2× Miljak, Schibschid 3× Kania (9.), Keller (16.), Pickel (52.) | 2× Miljak, Schibschid 3× Kania (9.), Keller (16.), Pickel (52.) | 2× Miljak, Schibschid 3× Kania (9.), Keller (16.), Pickel (52.) | 2× Miljak, Schibschid 3× Kania (9.), Keller (16.), Pickel (52.) | 2× Miljak, Schibschid 3× Kania (9.), Keller (16.), Pickel (52.) | | |
| Siebenmeter                                                                             | GWD | 6/5 – verworfen: Ralf Niemeyer (7.) | 6/5 – verworfen: Ralf Niemeyer (7.) | 6/5 – verworfen: Ralf Niemeyer (7.) | 6/5 – verworfen: Ralf Niemeyer (7.) | 6/5 – verworfen: Ralf Niemeyer (7.) | 6/5 – verworfen: Ralf Niemeyer (7.) | 6/5 – verworfen: Ralf Niemeyer (7.) | | |
| Siebenmeter                                                                             | TuS | 4/4 | 4/4 | 4/4 | 4/4 | 4/4 | 4/4 | 4/4 | | |
| Schiedsrichter                                                                          | Dieter Falkenstein (Köln) & Oehme (Düsseldorf) | Dieter Falkenstein (Köln) & Oehme (Düsseldorf) | Dieter Falkenstein (Köln) & Oehme (Düsseldorf) | Dieter Falkenstein (Köln) & Oehme (Düsseldorf) | Dieter Falkenstein (Köln) & Oehme (Düsseldorf) | Dieter Falkenstein (Köln) & Oehme (Düsseldorf) | Dieter Falkenstein (Köln) & Oehme (Düsseldorf) | Dieter Falkenstein (Köln) & Oehme (Düsseldorf) | | |
| Bemerkungen                                                                             | Das erste Feldtor fiel erst nach 15 Minuten. | Das erste Feldtor fiel erst nach 15 Minuten. | Das erste Feldtor fiel erst nach 15 Minuten. | Das erste Feldtor fiel erst nach 15 Minuten. | Das erste Feldtor fiel erst nach 15 Minuten. | Das erste Feldtor fiel erst nach 15 Minuten. | Das erste Feldtor fiel erst nach 15 Minuten. | Das erste Feldtor fiel erst nach 15 Minuten. | | |
| 11                                                                                      | 22 | Handball-Bundesliga 1980/81 – 18. Spieltag | Handball-Bundesliga 1980/81 – 18. Spieltag | Handball-Bundesliga 1980/81 – 18. Spieltag | Sa., 28. Feb. 1981 19:00 | TuS Nettelstedt | TSV Grün-Weiß Dankersen | 20:12 (6:6) | 3.500 (ausverkauft) | Kreissporthalle, Lübbecke |
|                                                                                         | | Aufstellungen | TuS | Klaus Wöller, Peter Lipp – Peter Pickel, Hartmut Kania (2), Hans-Jürgen Beißner, Klaus Schibschid (2), Harry Keller (3), Zdravko Miljak (6/1), Dieter Waltke (2), Klaus Waldhelm (2), Hans-Jürgen Grund (1), Milan Lazarević (2) Trainer: Martin Karcher | Klaus Wöller, Peter Lipp – Peter Pickel, Hartmut Kania (2), Hans-Jürgen Beißner, Klaus Schibschid (2), Harry Keller (3), Zdravko Miljak (6/1), Dieter Waltke (2), Klaus Waldhelm (2), Hans-Jürgen Grund (1), Milan Lazarević (2) Trainer: Martin Karcher | Klaus Wöller, Peter Lipp – Peter Pickel, Hartmut Kania (2), Hans-Jürgen Beißner, Klaus Schibschid (2), Harry Keller (3), Zdravko Miljak (6/1), Dieter Waltke (2), Klaus Waldhelm (2), Hans-Jürgen Grund (1), Milan Lazarević (2) Trainer: Martin Karcher | Klaus Wöller, Peter Lipp – Peter Pickel, Hartmut Kania (2), Hans-Jürgen Beißner, Klaus Schibschid (2), Harry Keller (3), Zdravko Miljak (6/1), Dieter Waltke (2), Klaus Waldhelm (2), Hans-Jürgen Grund (1), Milan Lazarević (2) Trainer: Martin Karcher | Klaus Wöller, Peter Lipp – Peter Pickel, Hartmut Kania (2), Hans-Jürgen Beißner, Klaus Schibschid (2), Harry Keller (3), Zdravko Miljak (6/1), Dieter Waltke (2), Klaus Waldhelm (2), Hans-Jürgen Grund (1), Milan Lazarević (2) Trainer: Martin Karcher | Klaus Wöller, Peter Lipp – Peter Pickel, Hartmut Kania (2), Hans-Jürgen Beißner, Klaus Schibschid (2), Harry Keller (3), Zdravko Miljak (6/1), Dieter Waltke (2), Klaus Waldhelm (2), Hans-Jürgen Grund (1), Milan Lazarević (2) Trainer: Martin Karcher | Klaus Wöller, Peter Lipp – Peter Pickel, Hartmut Kania (2), Hans-Jürgen Beißner, Klaus Schibschid (2), Harry Keller (3), Zdravko Miljak (6/1), Dieter Waltke (2), Klaus Waldhelm (2), Hans-Jürgen Grund (1), Milan Lazarević (2) Trainer: Martin Karcher |
| GWD                                                                                     | Rainer Niemeyer , Thomas Berg – Otfried Reimler, Wilhelm Südmeier (1), Hans-Jürgen Müller (1), Peter Krebs (4), Frank Harting, Jürgen Franke, Bernd Seehase (5/3), Ralf Niemeyer (1), Gerd Becker, Detlef Meyer Trainer: Horst Bredemeier | Rainer Niemeyer , Thomas Berg – Otfried Reimler, Wilhelm Südmeier (1), Hans-Jürgen Müller (1), Peter Krebs (4), Frank Harting, Jürgen Franke, Bernd Seehase (5/3), Ralf Niemeyer (1), Gerd Becker, Detlef Meyer Trainer: Horst Bredemeier | Rainer Niemeyer , Thomas Berg – Otfried Reimler, Wilhelm Südmeier (1), Hans-Jürgen Müller (1), Peter Krebs (4), Frank Harting, Jürgen Franke, Bernd Seehase (5/3), Ralf Niemeyer (1), Gerd Becker, Detlef Meyer Trainer: Horst Bredemeier | Rainer Niemeyer , Thomas Berg – Otfried Reimler, Wilhelm Südmeier (1), Hans-Jürgen Müller (1), Peter Krebs (4), Frank Harting, Jürgen Franke, Bernd Seehase (5/3), Ralf Niemeyer (1), Gerd Becker, Detlef Meyer Trainer: Horst Bredemeier | Rainer Niemeyer , Thomas Berg – Otfried Reimler, Wilhelm Südmeier (1), Hans-Jürgen Müller (1), Peter Krebs (4), Frank Harting, Jürgen Franke, Bernd Seehase (5/3), Ralf Niemeyer (1), Gerd Becker, Detlef Meyer Trainer: Horst Bredemeier | Rainer Niemeyer , Thomas Berg – Otfried Reimler, Wilhelm Südmeier (1), Hans-Jürgen Müller (1), Peter Krebs (4), Frank Harting, Jürgen Franke, Bernd Seehase (5/3), Ralf Niemeyer (1), Gerd Becker, Detlef Meyer Trainer: Horst Bredemeier | Rainer Niemeyer , Thomas Berg – Otfried Reimler, Wilhelm Südmeier (1), Hans-Jürgen Müller (1), Peter Krebs (4), Frank Harting, Jürgen Franke, Bernd Seehase (5/3), Ralf Niemeyer (1), Gerd Becker, Detlef Meyer Trainer: Horst Bredemeier | | | |
| Strafen                                                                                 | TuS | 0× 7× Waldhelm (5.), Pickel (17., 46.), Kania (21.), Schibschid (22.), Waltke (36.), Keller (40.) | 0× 7× Waldhelm (5.), Pickel (17., 46.), Kania (21.), Schibschid (22.), Waltke (36.), Keller (40.) | 0× 7× Waldhelm (5.), Pickel (17., 46.), Kania (21.), Schibschid (22.), Waltke (36.), Keller (40.) | 0× 7× Waldhelm (5.), Pickel (17., 46.), Kania (21.), Schibschid (22.), Waltke (36.), Keller (40.) | 0× 7× Waldhelm (5.), Pickel (17., 46.), Kania (21.), Schibschid (22.), Waltke (36.), Keller (40.) | 0× 7× Waldhelm (5.), Pickel (17., 46.), Kania (21.), Schibschid (22.), Waltke (36.), Keller (40.) | 0× 7× Waldhelm (5.), Pickel (17., 46.), Kania (21.), Schibschid (22.), Waltke (36.), Keller (40.) | | |
| Strafen                                                                                 | GWD | 1× Rainer Niemeyer (36.) 4× Ralf Niemeyer (2., 35.), Reimler (19., 28.), | 1× Rainer Niemeyer (36.) 4× Ralf Niemeyer (2., 35.), Reimler (19., 28.), | 1× Rainer Niemeyer (36.) 4× Ralf Niemeyer (2., 35.), Reimler (19., 28.), | 1× Rainer Niemeyer (36.) 4× Ralf Niemeyer (2., 35.), Reimler (19., 28.), | 1× Rainer Niemeyer (36.) 4× Ralf Niemeyer (2., 35.), Reimler (19., 28.), | 1× Rainer Niemeyer (36.) 4× Ralf Niemeyer (2., 35.), Reimler (19., 28.), | 1× Rainer Niemeyer (36.) 4× Ralf Niemeyer (2., 35.), Reimler (19., 28.), | | |
| Siebenmeter                                                                             | TuS | 1/1 | 1/1 | 1/1 | 1/1 | 1/1 | 1/1 | 1/1 | | |
| Siebenmeter                                                                             | GWD | 5/3 – verworfen: Seehase (44.), Ralf Niemeyer (46.) | 5/3 – verworfen: Seehase (44.), Ralf Niemeyer (46.) | 5/3 – verworfen: Seehase (44.), Ralf Niemeyer (46.) | 5/3 – verworfen: Seehase (44.), Ralf Niemeyer (46.) | 5/3 – verworfen: Seehase (44.), Ralf Niemeyer (46.) | 5/3 – verworfen: Seehase (44.), Ralf Niemeyer (46.) | 5/3 – verworfen: Seehase (44.), Ralf Niemeyer (46.) | | |
| Schiedsrichter                                                                          | Rolf Leiber (Rietheim-Weilheim) & Werner Joseph (Albstadt) | Rolf Leiber (Rietheim-Weilheim) & Werner Joseph (Albstadt) | Rolf Leiber (Rietheim-Weilheim) & Werner Joseph (Albstadt) | Rolf Leiber (Rietheim-Weilheim) & Werner Joseph (Albstadt) | Rolf Leiber (Rietheim-Weilheim) & Werner Joseph (Albstadt) | Rolf Leiber (Rietheim-Weilheim) & Werner Joseph (Albstadt) | Rolf Leiber (Rietheim-Weilheim) & Werner Joseph (Albstadt) | Rolf Leiber (Rietheim-Weilheim) & Werner Joseph (Albstadt) | | |
|                                                                                         | 23 | Freundschaftsspiel – Niedersachsen-Cup 1982 | Freundschaftsspiel – Niedersachsen-Cup 1982 | Freundschaftsspiel – Niedersachsen-Cup 1982 | Sa., 9. Jan. 1982 20:30 | TSV Grün-Weiß Dankersen | TuS Nettelstedt | 18:14 (11:5) | (ausverkauft) | Holzminden |
|                                                                                         | | Aufstellungen | GWD | Rainer Niemeyer , Herbert Pohl – Otfried Reimler, Axel Axelsson (4/2), Władysław Popielarski (2), Peter Krebs (3), Jürgen Franke (2), Bernd Seehase (4), Ralf Niemeyer, Wilhelm Südmeier (3), Detlef Meyer, Gerd Amann Trainer: Horst Bredemeier | Rainer Niemeyer , Herbert Pohl – Otfried Reimler, Axel Axelsson (4/2), Władysław Popielarski (2), Peter Krebs (3), Jürgen Franke (2), Bernd Seehase (4), Ralf Niemeyer, Wilhelm Südmeier (3), Detlef Meyer, Gerd Amann Trainer: Horst Bredemeier | Rainer Niemeyer , Herbert Pohl – Otfried Reimler, Axel Axelsson (4/2), Władysław Popielarski (2), Peter Krebs (3), Jürgen Franke (2), Bernd Seehase (4), Ralf Niemeyer, Wilhelm Südmeier (3), Detlef Meyer, Gerd Amann Trainer: Horst Bredemeier | Rainer Niemeyer , Herbert Pohl – Otfried Reimler, Axel Axelsson (4/2), Władysław Popielarski (2), Peter Krebs (3), Jürgen Franke (2), Bernd Seehase (4), Ralf Niemeyer, Wilhelm Südmeier (3), Detlef Meyer, Gerd Amann Trainer: Horst Bredemeier | Rainer Niemeyer , Herbert Pohl – Otfried Reimler, Axel Axelsson (4/2), Władysław Popielarski (2), Peter Krebs (3), Jürgen Franke (2), Bernd Seehase (4), Ralf Niemeyer, Wilhelm Südmeier (3), Detlef Meyer, Gerd Amann Trainer: Horst Bredemeier | Rainer Niemeyer , Herbert Pohl – Otfried Reimler, Axel Axelsson (4/2), Władysław Popielarski (2), Peter Krebs (3), Jürgen Franke (2), Bernd Seehase (4), Ralf Niemeyer, Wilhelm Südmeier (3), Detlef Meyer, Gerd Amann Trainer: Horst Bredemeier | Rainer Niemeyer , Herbert Pohl – Otfried Reimler, Axel Axelsson (4/2), Władysław Popielarski (2), Peter Krebs (3), Jürgen Franke (2), Bernd Seehase (4), Ralf Niemeyer, Wilhelm Südmeier (3), Detlef Meyer, Gerd Amann Trainer: Horst Bredemeier |
| TuS                                                                                     | Martin Birkner – Hartmut Kania (2), Michael Schüppel (1), Klaus Schibschid (1), Harry Keller (1), Erik Veje Rasmussen (1), Dieter Waltke (3/1), Peter Pickel, Klaus Waldhelm (4), Hans-Jürgen Grund (1), Bjarni Guðmundsson Trainer: Milan Lazarević | Martin Birkner – Hartmut Kania (2), Michael Schüppel (1), Klaus Schibschid (1), Harry Keller (1), Erik Veje Rasmussen (1), Dieter Waltke (3/1), Peter Pickel, Klaus Waldhelm (4), Hans-Jürgen Grund (1), Bjarni Guðmundsson Trainer: Milan Lazarević | Martin Birkner – Hartmut Kania (2), Michael Schüppel (1), Klaus Schibschid (1), Harry Keller (1), Erik Veje Rasmussen (1), Dieter Waltke (3/1), Peter Pickel, Klaus Waldhelm (4), Hans-Jürgen Grund (1), Bjarni Guðmundsson Trainer: Milan Lazarević | Martin Birkner – Hartmut Kania (2), Michael Schüppel (1), Klaus Schibschid (1), Harry Keller (1), Erik Veje Rasmussen (1), Dieter Waltke (3/1), Peter Pickel, Klaus Waldhelm (4), Hans-Jürgen Grund (1), Bjarni Guðmundsson Trainer: Milan Lazarević | Martin Birkner – Hartmut Kania (2), Michael Schüppel (1), Klaus Schibschid (1), Harry Keller (1), Erik Veje Rasmussen (1), Dieter Waltke (3/1), Peter Pickel, Klaus Waldhelm (4), Hans-Jürgen Grund (1), Bjarni Guðmundsson Trainer: Milan Lazarević | Martin Birkner – Hartmut Kania (2), Michael Schüppel (1), Klaus Schibschid (1), Harry Keller (1), Erik Veje Rasmussen (1), Dieter Waltke (3/1), Peter Pickel, Klaus Waldhelm (4), Hans-Jürgen Grund (1), Bjarni Guðmundsson Trainer: Milan Lazarević | Martin Birkner – Hartmut Kania (2), Michael Schüppel (1), Klaus Schibschid (1), Harry Keller (1), Erik Veje Rasmussen (1), Dieter Waltke (3/1), Peter Pickel, Klaus Waldhelm (4), Hans-Jürgen Grund (1), Bjarni Guðmundsson Trainer: Milan Lazarević | | | |
| 12                                                                                      | 24 | Handball-Bundesliga 1982/83 – 13. Spieltag | Handball-Bundesliga 1982/83 – 13. Spieltag | Handball-Bundesliga 1982/83 – 13. Spieltag | Fr., 10. Dez. 1982 19:30 | TSV Grün-Weiß Dankersen | TuS Nettelstedt | 25:21 (12:10) | 2.700 (ausverkauft) | Kreissporthalle, Minden |
|                                                                                         | | Aufstellungen | GWD | Rainer Niemeyer , Herbert Pohl – Otfried Reimler (1), Fido Gast (6), Peter Krebs (2), Frank Harting, Carsten Haurum (3), Bernd Seehase (8/2), Ralf Niemeyer (3/1), Wilhelm Südmeier, Detlef Meyer (2), Volker Fiedler Trainer: Vitomir Arsenijević | Rainer Niemeyer , Herbert Pohl – Otfried Reimler (1), Fido Gast (6), Peter Krebs (2), Frank Harting, Carsten Haurum (3), Bernd Seehase (8/2), Ralf Niemeyer (3/1), Wilhelm Südmeier, Detlef Meyer (2), Volker Fiedler Trainer: Vitomir Arsenijević | Rainer Niemeyer , Herbert Pohl – Otfried Reimler (1), Fido Gast (6), Peter Krebs (2), Frank Harting, Carsten Haurum (3), Bernd Seehase (8/2), Ralf Niemeyer (3/1), Wilhelm Südmeier, Detlef Meyer (2), Volker Fiedler Trainer: Vitomir Arsenijević | Rainer Niemeyer , Herbert Pohl – Otfried Reimler (1), Fido Gast (6), Peter Krebs (2), Frank Harting, Carsten Haurum (3), Bernd Seehase (8/2), Ralf Niemeyer (3/1), Wilhelm Südmeier, Detlef Meyer (2), Volker Fiedler Trainer: Vitomir Arsenijević | Rainer Niemeyer , Herbert Pohl – Otfried Reimler (1), Fido Gast (6), Peter Krebs (2), Frank Harting, Carsten Haurum (3), Bernd Seehase (8/2), Ralf Niemeyer (3/1), Wilhelm Südmeier, Detlef Meyer (2), Volker Fiedler Trainer: Vitomir Arsenijević | Rainer Niemeyer , Herbert Pohl – Otfried Reimler (1), Fido Gast (6), Peter Krebs (2), Frank Harting, Carsten Haurum (3), Bernd Seehase (8/2), Ralf Niemeyer (3/1), Wilhelm Südmeier, Detlef Meyer (2), Volker Fiedler Trainer: Vitomir Arsenijević | Rainer Niemeyer , Herbert Pohl – Otfried Reimler (1), Fido Gast (6), Peter Krebs (2), Frank Harting, Carsten Haurum (3), Bernd Seehase (8/2), Ralf Niemeyer (3/1), Wilhelm Südmeier, Detlef Meyer (2), Volker Fiedler Trainer: Vitomir Arsenijević |
| TuS                                                                                     | Peter Lipp, Martin Birkner – Karsten Neppert (n.e.), Hartmut Kania (2), Michael Schüppel (3), Klaus Schibschid, Uwe Kölling (2), Dieter Waltke (8), Wolfgang Kubitzki, Klaus Waldhelm (2), Sigurður Valur Sveinsson (3), Bjarni Guðmundsson (1) Trainer: Milan Lazarević | Peter Lipp, Martin Birkner – Karsten Neppert (n.e.), Hartmut Kania (2), Michael Schüppel (3), Klaus Schibschid, Uwe Kölling (2), Dieter Waltke (8), Wolfgang Kubitzki, Klaus Waldhelm (2), Sigurður Valur Sveinsson (3), Bjarni Guðmundsson (1) Trainer: Milan Lazarević | Peter Lipp, Martin Birkner – Karsten Neppert (n.e.), Hartmut Kania (2), Michael Schüppel (3), Klaus Schibschid, Uwe Kölling (2), Dieter Waltke (8), Wolfgang Kubitzki, Klaus Waldhelm (2), Sigurður Valur Sveinsson (3), Bjarni Guðmundsson (1) Trainer: Milan Lazarević | Peter Lipp, Martin Birkner – Karsten Neppert (n.e.), Hartmut Kania (2), Michael Schüppel (3), Klaus Schibschid, Uwe Kölling (2), Dieter Waltke (8), Wolfgang Kubitzki, Klaus Waldhelm (2), Sigurður Valur Sveinsson (3), Bjarni Guðmundsson (1) Trainer: Milan Lazarević | Peter Lipp, Martin Birkner – Karsten Neppert (n.e.), Hartmut Kania (2), Michael Schüppel (3), Klaus Schibschid, Uwe Kölling (2), Dieter Waltke (8), Wolfgang Kubitzki, Klaus Waldhelm (2), Sigurður Valur Sveinsson (3), Bjarni Guðmundsson (1) Trainer: Milan Lazarević | Peter Lipp, Martin Birkner – Karsten Neppert (n.e.), Hartmut Kania (2), Michael Schüppel (3), Klaus Schibschid, Uwe Kölling (2), Dieter Waltke (8), Wolfgang Kubitzki, Klaus Waldhelm (2), Sigurður Valur Sveinsson (3), Bjarni Guðmundsson (1) Trainer: Milan Lazarević | Peter Lipp, Martin Birkner – Karsten Neppert (n.e.), Hartmut Kania (2), Michael Schüppel (3), Klaus Schibschid, Uwe Kölling (2), Dieter Waltke (8), Wolfgang Kubitzki, Klaus Waldhelm (2), Sigurður Valur Sveinsson (3), Bjarni Guðmundsson (1) Trainer: Milan Lazarević | | | |
| Strafen                                                                                 | GWD | 4× Meyer (2), Ralf Niemeyer, Reimler | 4× Meyer (2), Ralf Niemeyer, Reimler | 4× Meyer (2), Ralf Niemeyer, Reimler | 4× Meyer (2), Ralf Niemeyer, Reimler | 4× Meyer (2), Ralf Niemeyer, Reimler | 4× Meyer (2), Ralf Niemeyer, Reimler | 4× Meyer (2), Ralf Niemeyer, Reimler | | |
| Strafen                                                                                 | TuS | 3× Guðmundsson, Kölling, Kania | 3× Guðmundsson, Kölling, Kania | 3× Guðmundsson, Kölling, Kania | 3× Guðmundsson, Kölling, Kania | 3× Guðmundsson, Kölling, Kania | 3× Guðmundsson, Kölling, Kania | 3× Guðmundsson, Kölling, Kania | | |
| Siebenmeter                                                                             | GWD | 3/3 | 3/3 | 3/3 | 3/3 | 3/3 | 3/3 | 3/3 | | |
| Siebenmeter                                                                             | TuS | 2/0 – verworfen: Schüppel, Waltke | 2/0 – verworfen: Schüppel, Waltke | 2/0 – verworfen: Schüppel, Waltke | 2/0 – verworfen: Schüppel, Waltke | 2/0 – verworfen: Schüppel, Waltke | 2/0 – verworfen: Schüppel, Waltke | 2/0 – verworfen: Schüppel, Waltke | | |
| Schiedsrichter                                                                          | Heinz Schüning & Bernd Woldt (beide Berlin) | Heinz Schüning & Bernd Woldt (beide Berlin) | Heinz Schüning & Bernd Woldt (beide Berlin) | Heinz Schüning & Bernd Woldt (beide Berlin) | Heinz Schüning & Bernd Woldt (beide Berlin) | Heinz Schüning & Bernd Woldt (beide Berlin) | Heinz Schüning & Bernd Woldt (beide Berlin) | Heinz Schüning & Bernd Woldt (beide Berlin) | | |
| 13                                                                                      | 25 | Handball-Bundesliga 1982/83 – 26. Spieltag | Handball-Bundesliga 1982/83 – 26. Spieltag | Handball-Bundesliga 1982/83 – 26. Spieltag | Sa., 4. Juni 1983 19:30 | TuS Nettelstedt | TSV Grün-Weiß Dankersen | 23:20 (10:8) | 1.000 | Kreissporthalle, Lübbecke |
|                                                                                         | | Aufstellungen | TuS | Martin Birkner, Peter Lipp – Karsten Neppert (4/1), Hartmut Kania (1), Michael Schüppel (1), Klaus Schibschid (1), Uwe Kölling, Dieter Waltke (5), Wolfgang Kubitzki (7/3), Klaus Waldhelm, Hans Kottkamp (1), Bjarni Guðmundsson (3) Trainer: Milan Lazarević | Martin Birkner, Peter Lipp – Karsten Neppert (4/1), Hartmut Kania (1), Michael Schüppel (1), Klaus Schibschid (1), Uwe Kölling, Dieter Waltke (5), Wolfgang Kubitzki (7/3), Klaus Waldhelm, Hans Kottkamp (1), Bjarni Guðmundsson (3) Trainer: Milan Lazarević | Martin Birkner, Peter Lipp – Karsten Neppert (4/1), Hartmut Kania (1), Michael Schüppel (1), Klaus Schibschid (1), Uwe Kölling, Dieter Waltke (5), Wolfgang Kubitzki (7/3), Klaus Waldhelm, Hans Kottkamp (1), Bjarni Guðmundsson (3) Trainer: Milan Lazarević | Martin Birkner, Peter Lipp – Karsten Neppert (4/1), Hartmut Kania (1), Michael Schüppel (1), Klaus Schibschid (1), Uwe Kölling, Dieter Waltke (5), Wolfgang Kubitzki (7/3), Klaus Waldhelm, Hans Kottkamp (1), Bjarni Guðmundsson (3) Trainer: Milan Lazarević | Martin Birkner, Peter Lipp – Karsten Neppert (4/1), Hartmut Kania (1), Michael Schüppel (1), Klaus Schibschid (1), Uwe Kölling, Dieter Waltke (5), Wolfgang Kubitzki (7/3), Klaus Waldhelm, Hans Kottkamp (1), Bjarni Guðmundsson (3) Trainer: Milan Lazarević | Martin Birkner, Peter Lipp – Karsten Neppert (4/1), Hartmut Kania (1), Michael Schüppel (1), Klaus Schibschid (1), Uwe Kölling, Dieter Waltke (5), Wolfgang Kubitzki (7/3), Klaus Waldhelm, Hans Kottkamp (1), Bjarni Guðmundsson (3) Trainer: Milan Lazarević | Martin Birkner, Peter Lipp – Karsten Neppert (4/1), Hartmut Kania (1), Michael Schüppel (1), Klaus Schibschid (1), Uwe Kölling, Dieter Waltke (5), Wolfgang Kubitzki (7/3), Klaus Waldhelm, Hans Kottkamp (1), Bjarni Guðmundsson (3) Trainer: Milan Lazarević |
| GWD                                                                                     | Rainer Niemeyer , Herbert Pohl – Otfried Reimler (3), Fido Gast, Peter Krebs, Frank Harting (2), Volker Fiedler (n.e.), Bernd Seehase (12/5), Ralf Niemeyer, Wilhelm Südmeier (2), Detlef Meyer (1), Walter Schubert Trainer: Vitomir Arsenijević | Rainer Niemeyer , Herbert Pohl – Otfried Reimler (3), Fido Gast, Peter Krebs, Frank Harting (2), Volker Fiedler (n.e.), Bernd Seehase (12/5), Ralf Niemeyer, Wilhelm Südmeier (2), Detlef Meyer (1), Walter Schubert Trainer: Vitomir Arsenijević | Rainer Niemeyer , Herbert Pohl – Otfried Reimler (3), Fido Gast, Peter Krebs, Frank Harting (2), Volker Fiedler (n.e.), Bernd Seehase (12/5), Ralf Niemeyer, Wilhelm Südmeier (2), Detlef Meyer (1), Walter Schubert Trainer: Vitomir Arsenijević | Rainer Niemeyer , Herbert Pohl – Otfried Reimler (3), Fido Gast, Peter Krebs, Frank Harting (2), Volker Fiedler (n.e.), Bernd Seehase (12/5), Ralf Niemeyer, Wilhelm Südmeier (2), Detlef Meyer (1), Walter Schubert Trainer: Vitomir Arsenijević | Rainer Niemeyer , Herbert Pohl – Otfried Reimler (3), Fido Gast, Peter Krebs, Frank Harting (2), Volker Fiedler (n.e.), Bernd Seehase (12/5), Ralf Niemeyer, Wilhelm Südmeier (2), Detlef Meyer (1), Walter Schubert Trainer: Vitomir Arsenijević | Rainer Niemeyer , Herbert Pohl – Otfried Reimler (3), Fido Gast, Peter Krebs, Frank Harting (2), Volker Fiedler (n.e.), Bernd Seehase (12/5), Ralf Niemeyer, Wilhelm Südmeier (2), Detlef Meyer (1), Walter Schubert Trainer: Vitomir Arsenijević | Rainer Niemeyer , Herbert Pohl – Otfried Reimler (3), Fido Gast, Peter Krebs, Frank Harting (2), Volker Fiedler (n.e.), Bernd Seehase (12/5), Ralf Niemeyer, Wilhelm Südmeier (2), Detlef Meyer (1), Walter Schubert Trainer: Vitomir Arsenijević | | | |
| Strafen                                                                                 | TuS | 3× Waldhelm (2), Kölling | 3× Waldhelm (2), Kölling | 3× Waldhelm (2), Kölling | 3× Waldhelm (2), Kölling | 3× Waldhelm (2), Kölling | 3× Waldhelm (2), Kölling | 3× Waldhelm (2), Kölling | | |
| Strafen                                                                                 | GWD | 6× Südmeier (2), Meyer, Harting, Krebs, Rainer Niemeyer | 6× Südmeier (2), Meyer, Harting, Krebs, Rainer Niemeyer | 6× Südmeier (2), Meyer, Harting, Krebs, Rainer Niemeyer | 6× Südmeier (2), Meyer, Harting, Krebs, Rainer Niemeyer | 6× Südmeier (2), Meyer, Harting, Krebs, Rainer Niemeyer | 6× Südmeier (2), Meyer, Harting, Krebs, Rainer Niemeyer | 6× Südmeier (2), Meyer, Harting, Krebs, Rainer Niemeyer | | |
| Siebenmeter                                                                             | TuS | 8/4 – verworfen: Schüppel (2), Kubitzki, Neppert | 8/4 – verworfen: Schüppel (2), Kubitzki, Neppert | 8/4 – verworfen: Schüppel (2), Kubitzki, Neppert | 8/4 – verworfen: Schüppel (2), Kubitzki, Neppert | 8/4 – verworfen: Schüppel (2), Kubitzki, Neppert | 8/4 – verworfen: Schüppel (2), Kubitzki, Neppert | 8/4 – verworfen: Schüppel (2), Kubitzki, Neppert | | |
| Siebenmeter                                                                             | GWD | 5/5 | 5/5 | 5/5 | 5/5 | 5/5 | 5/5 | 5/5 | | |
| Schiedsrichter                                                                          | Hübner (Molfsee) & Belitz (Osdorf) | Hübner (Molfsee) & Belitz (Osdorf) | Hübner (Molfsee) & Belitz (Osdorf) | Hübner (Molfsee) & Belitz (Osdorf) | Hübner (Molfsee) & Belitz (Osdorf) | Hübner (Molfsee) & Belitz (Osdorf) | Hübner (Molfsee) & Belitz (Osdorf) | Hübner (Molfsee) & Belitz (Osdorf) | | |
|                                                                                         | 26 | Freundschaftsspiel | Freundschaftsspiel | Freundschaftsspiel | Sa., 1. Dez. 1984 19:30 | TuS Nettelstedt | TSV Grün-Weiß Dankersen | 16:24 (9:12) | 600 | Kreissporthalle, Lübbecke |
|                                                                                         | | Aufstellungen | TuS | Hans-Jörg Klindt, Bernhard Heinker – Karsten Neppert (1), Manfred Dierkes, Klaus Kühn (1), Dirk Kämper (1), Uwe Kölling (3/1), Dieter Waltke (5/2), Ralf Wirth (3), Frank Siebeking, Hans Kottkamp (2) Trainer:? interimsweise | Hans-Jörg Klindt, Bernhard Heinker – Karsten Neppert (1), Manfred Dierkes, Klaus Kühn (1), Dirk Kämper (1), Uwe Kölling (3/1), Dieter Waltke (5/2), Ralf Wirth (3), Frank Siebeking, Hans Kottkamp (2) Trainer:? interimsweise | Hans-Jörg Klindt, Bernhard Heinker – Karsten Neppert (1), Manfred Dierkes, Klaus Kühn (1), Dirk Kämper (1), Uwe Kölling (3/1), Dieter Waltke (5/2), Ralf Wirth (3), Frank Siebeking, Hans Kottkamp (2) Trainer:? interimsweise | Hans-Jörg Klindt, Bernhard Heinker – Karsten Neppert (1), Manfred Dierkes, Klaus Kühn (1), Dirk Kämper (1), Uwe Kölling (3/1), Dieter Waltke (5/2), Ralf Wirth (3), Frank Siebeking, Hans Kottkamp (2) Trainer:? interimsweise | Hans-Jörg Klindt, Bernhard Heinker – Karsten Neppert (1), Manfred Dierkes, Klaus Kühn (1), Dirk Kämper (1), Uwe Kölling (3/1), Dieter Waltke (5/2), Ralf Wirth (3), Frank Siebeking, Hans Kottkamp (2) Trainer:? interimsweise | Hans-Jörg Klindt, Bernhard Heinker – Karsten Neppert (1), Manfred Dierkes, Klaus Kühn (1), Dirk Kämper (1), Uwe Kölling (3/1), Dieter Waltke (5/2), Ralf Wirth (3), Frank Siebeking, Hans Kottkamp (2) Trainer:? interimsweise | Hans-Jörg Klindt, Bernhard Heinker – Karsten Neppert (1), Manfred Dierkes, Klaus Kühn (1), Dirk Kämper (1), Uwe Kölling (3/1), Dieter Waltke (5/2), Ralf Wirth (3), Frank Siebeking, Hans Kottkamp (2) Trainer:? interimsweise |
| GWD                                                                                     | Peter Lipp, Rainer Niemeyer – Otfried Reimler (3), Bernd Seehase, Fido Gast (6), Henry Kaufmann, Frank Harting (2), Milomir Mijatović (5/1), Detlef Meyer (6), Volker Fiedler (1), Jens Binek (1), Hans-Jürgen Beißner (n.e.) Trainer: Vitomir Arsenijević | Peter Lipp, Rainer Niemeyer – Otfried Reimler (3), Bernd Seehase, Fido Gast (6), Henry Kaufmann, Frank Harting (2), Milomir Mijatović (5/1), Detlef Meyer (6), Volker Fiedler (1), Jens Binek (1), Hans-Jürgen Beißner (n.e.) Trainer: Vitomir Arsenijević | Peter Lipp, Rainer Niemeyer – Otfried Reimler (3), Bernd Seehase, Fido Gast (6), Henry Kaufmann, Frank Harting (2), Milomir Mijatović (5/1), Detlef Meyer (6), Volker Fiedler (1), Jens Binek (1), Hans-Jürgen Beißner (n.e.) Trainer: Vitomir Arsenijević | Peter Lipp, Rainer Niemeyer – Otfried Reimler (3), Bernd Seehase, Fido Gast (6), Henry Kaufmann, Frank Harting (2), Milomir Mijatović (5/1), Detlef Meyer (6), Volker Fiedler (1), Jens Binek (1), Hans-Jürgen Beißner (n.e.) Trainer: Vitomir Arsenijević | Peter Lipp, Rainer Niemeyer – Otfried Reimler (3), Bernd Seehase, Fido Gast (6), Henry Kaufmann, Frank Harting (2), Milomir Mijatović (5/1), Detlef Meyer (6), Volker Fiedler (1), Jens Binek (1), Hans-Jürgen Beißner (n.e.) Trainer: Vitomir Arsenijević | Peter Lipp, Rainer Niemeyer – Otfried Reimler (3), Bernd Seehase, Fido Gast (6), Henry Kaufmann, Frank Harting (2), Milomir Mijatović (5/1), Detlef Meyer (6), Volker Fiedler (1), Jens Binek (1), Hans-Jürgen Beißner (n.e.) Trainer: Vitomir Arsenijević | Peter Lipp, Rainer Niemeyer – Otfried Reimler (3), Bernd Seehase, Fido Gast (6), Henry Kaufmann, Frank Harting (2), Milomir Mijatović (5/1), Detlef Meyer (6), Volker Fiedler (1), Jens Binek (1), Hans-Jürgen Beißner (n.e.) Trainer: Vitomir Arsenijević | | | |
| Strafen                                                                                 | TuS | 0× | 0× | 0× | 0× | 0× | 0× | 0× | | |
| Strafen                                                                                 | GWD | 2× Meyer, Seehase | 2× Meyer, Seehase | 2× Meyer, Seehase | 2× Meyer, Seehase | 2× Meyer, Seehase | 2× Meyer, Seehase | 2× Meyer, Seehase | | |
| Siebenmeter                                                                             | TuS | 7/3 – verworfen: Neppert, Waltke (2), Kottkamp | 7/3 – verworfen: Neppert, Waltke (2), Kottkamp | 7/3 – verworfen: Neppert, Waltke (2), Kottkamp | 7/3 – verworfen: Neppert, Waltke (2), Kottkamp | 7/3 – verworfen: Neppert, Waltke (2), Kottkamp | 7/3 – verworfen: Neppert, Waltke (2), Kottkamp | 7/3 – verworfen: Neppert, Waltke (2), Kottkamp | | |
| Siebenmeter                                                                             | GWD | 1/1 | 1/1 | 1/1 | 1/1 | 1/1 | 1/1 | 1/1 | | |
| Schiedsrichter                                                                          | Kirchhof & Kreienburg | Kirchhof & Kreienburg | Kirchhof & Kreienburg | Kirchhof & Kreienburg | Kirchhof & Kreienburg | Kirchhof & Kreienburg | Kirchhof & Kreienburg | Kirchhof & Kreienburg | | |
|                                                                                         | 27 | Freundschaftsspiel | Freundschaftsspiel | Freundschaftsspiel | Sa., 10. Aug. 1985 16:30 | TSV Grün-Weiß Dankersen | TuS Nettelstedt | 30:19 (14:9) | 250 | Kreissporthalle, Minden |
|                                                                                         | | Aufstellungen | GWD | Detlef Böhme, Bernd Miersch – Fido Gast (5), Páll Ólafsson (7), Frank Harting (3), Michael Wörner (6/2), Bernd Seehase (3/1), Jens Binek (1), Wilhelm Südmeier (2), Detlef Meyer (1), Volker Fiedler (2), Gebhard Piepenbrink (n.e.), Thomas Brilka (n.e.) Trainer: Milorad Reljić | Detlef Böhme, Bernd Miersch – Fido Gast (5), Páll Ólafsson (7), Frank Harting (3), Michael Wörner (6/2), Bernd Seehase (3/1), Jens Binek (1), Wilhelm Südmeier (2), Detlef Meyer (1), Volker Fiedler (2), Gebhard Piepenbrink (n.e.), Thomas Brilka (n.e.) Trainer: Milorad Reljić | Detlef Böhme, Bernd Miersch – Fido Gast (5), Páll Ólafsson (7), Frank Harting (3), Michael Wörner (6/2), Bernd Seehase (3/1), Jens Binek (1), Wilhelm Südmeier (2), Detlef Meyer (1), Volker Fiedler (2), Gebhard Piepenbrink (n.e.), Thomas Brilka (n.e.) Trainer: Milorad Reljić | Detlef Böhme, Bernd Miersch – Fido Gast (5), Páll Ólafsson (7), Frank Harting (3), Michael Wörner (6/2), Bernd Seehase (3/1), Jens Binek (1), Wilhelm Südmeier (2), Detlef Meyer (1), Volker Fiedler (2), Gebhard Piepenbrink (n.e.), Thomas Brilka (n.e.) Trainer: Milorad Reljić | Detlef Böhme, Bernd Miersch – Fido Gast (5), Páll Ólafsson (7), Frank Harting (3), Michael Wörner (6/2), Bernd Seehase (3/1), Jens Binek (1), Wilhelm Südmeier (2), Detlef Meyer (1), Volker Fiedler (2), Gebhard Piepenbrink (n.e.), Thomas Brilka (n.e.) Trainer: Milorad Reljić | Detlef Böhme, Bernd Miersch – Fido Gast (5), Páll Ólafsson (7), Frank Harting (3), Michael Wörner (6/2), Bernd Seehase (3/1), Jens Binek (1), Wilhelm Südmeier (2), Detlef Meyer (1), Volker Fiedler (2), Gebhard Piepenbrink (n.e.), Thomas Brilka (n.e.) Trainer: Milorad Reljić                                                                                      | Detlef Böhme, Bernd Miersch – Fido Gast (5), Páll Ólafsson (7), Frank Harting (3), Michael Wörner (6/2), Bernd Seehase (3/1), Jens Binek (1), Wilhelm Südmeier (2), Detlef Meyer (1), Volker Fiedler (2), Gebhard Piepenbrink (n.e.), Thomas Brilka (n.e.) Trainer: Milorad Reljić                                                                                      |
| TuS                                                                                     | Bernhard Heinker, Armin Wegner – Karsten Neppert (4/1), Ralf Wirth (4), Thomas Horstmann, Jörg Kuhnigk (2), Klaus Kühn (8/2), Jörg Wieske (1), Hans Kottkamp Trainer: Walter Haase | Bernhard Heinker, Armin Wegner – Karsten Neppert (4/1), Ralf Wirth (4), Thomas Horstmann, Jörg Kuhnigk (2), Klaus Kühn (8/2), Jörg Wieske (1), Hans Kottkamp Trainer: Walter Haase | Bernhard Heinker, Armin Wegner – Karsten Neppert (4/1), Ralf Wirth (4), Thomas Horstmann, Jörg Kuhnigk (2), Klaus Kühn (8/2), Jörg Wieske (1), Hans Kottkamp Trainer: Walter Haase | Bernhard Heinker, Armin Wegner – Karsten Neppert (4/1), Ralf Wirth (4), Thomas Horstmann, Jörg Kuhnigk (2), Klaus Kühn (8/2), Jörg Wieske (1), Hans Kottkamp Trainer: Walter Haase | Bernhard Heinker, Armin Wegner – Karsten Neppert (4/1), Ralf Wirth (4), Thomas Horstmann, Jörg Kuhnigk (2), Klaus Kühn (8/2), Jörg Wieske (1), Hans Kottkamp Trainer: Walter Haase | Bernhard Heinker, Armin Wegner – Karsten Neppert (4/1), Ralf Wirth (4), Thomas Horstmann, Jörg Kuhnigk (2), Klaus Kühn (8/2), Jörg Wieske (1), Hans Kottkamp Trainer: Walter Haase | Bernhard Heinker, Armin Wegner – Karsten Neppert (4/1), Ralf Wirth (4), Thomas Horstmann, Jörg Kuhnigk (2), Klaus Kühn (8/2), Jörg Wieske (1), Hans Kottkamp Trainer: Walter Haase | | | |
| Schiedsrichter                                                                          | Henneking (Porta Westfalica) & Krietemeier (Minden) | Henneking (Porta Westfalica) & Krietemeier (Minden) | Henneking (Porta Westfalica) & Krietemeier (Minden) | Henneking (Porta Westfalica) & Krietemeier (Minden) | Henneking (Porta Westfalica) & Krietemeier (Minden) | Henneking (Porta Westfalica) & Krietemeier (Minden) | Henneking (Porta Westfalica) & Krietemeier (Minden) | Henneking (Porta Westfalica) & Krietemeier (Minden) | | |
|                                                                                         | 28 | Freundschaftsspiel | Freundschaftsspiel | Freundschaftsspiel | Fr., 20. Dez. 1985 19:30 | TuS Nettelstedt | TSV GWD Minden | 22:22 (9:10) | 250 | Stadtsporthalle, Lübbecke |
|                                                                                         | | Aufstellungen | TuS | Bernhard Heinker, Armin Wegner, Uwe Koch – Klaus Kühn (3), Danilo Loncović (6/1), Dirk Kämper (2), Hans Kottkamp (1), Uwe Kölling (2), Stefan Windhagen (2), Ralf Wirth (2), Peter Pickel (1/1), Jörg Kuhnigk (3) Trainer: Walter Haase | Bernhard Heinker, Armin Wegner, Uwe Koch – Klaus Kühn (3), Danilo Loncović (6/1), Dirk Kämper (2), Hans Kottkamp (1), Uwe Kölling (2), Stefan Windhagen (2), Ralf Wirth (2), Peter Pickel (1/1), Jörg Kuhnigk (3) Trainer: Walter Haase | Bernhard Heinker, Armin Wegner, Uwe Koch – Klaus Kühn (3), Danilo Loncović (6/1), Dirk Kämper (2), Hans Kottkamp (1), Uwe Kölling (2), Stefan Windhagen (2), Ralf Wirth (2), Peter Pickel (1/1), Jörg Kuhnigk (3) Trainer: Walter Haase | Bernhard Heinker, Armin Wegner, Uwe Koch – Klaus Kühn (3), Danilo Loncović (6/1), Dirk Kämper (2), Hans Kottkamp (1), Uwe Kölling (2), Stefan Windhagen (2), Ralf Wirth (2), Peter Pickel (1/1), Jörg Kuhnigk (3) Trainer: Walter Haase | Bernhard Heinker, Armin Wegner, Uwe Koch – Klaus Kühn (3), Danilo Loncović (6/1), Dirk Kämper (2), Hans Kottkamp (1), Uwe Kölling (2), Stefan Windhagen (2), Ralf Wirth (2), Peter Pickel (1/1), Jörg Kuhnigk (3) Trainer: Walter Haase | Bernhard Heinker, Armin Wegner, Uwe Koch – Klaus Kühn (3), Danilo Loncović (6/1), Dirk Kämper (2), Hans Kottkamp (1), Uwe Kölling (2), Stefan Windhagen (2), Ralf Wirth (2), Peter Pickel (1/1), Jörg Kuhnigk (3) Trainer: Walter Haase | Bernhard Heinker, Armin Wegner, Uwe Koch – Klaus Kühn (3), Danilo Loncović (6/1), Dirk Kämper (2), Hans Kottkamp (1), Uwe Kölling (2), Stefan Windhagen (2), Ralf Wirth (2), Peter Pickel (1/1), Jörg Kuhnigk (3) Trainer: Walter Haase |
| GWD                                                                                     | Bernd Miersch, Detlef Böhme – Fido Gast (5), Páll Ólafsson (4), Frank Harting (4/1), Bernd Seehase (3/1), Detlef Meyer (2), Volker Fiedler (4), Jens Binek, Mathias Kiesau (n.e.), Wilhelm Südmeier (n.e.) Trainer: Günter Meyer | Bernd Miersch, Detlef Böhme – Fido Gast (5), Páll Ólafsson (4), Frank Harting (4/1), Bernd Seehase (3/1), Detlef Meyer (2), Volker Fiedler (4), Jens Binek, Mathias Kiesau (n.e.), Wilhelm Südmeier (n.e.) Trainer: Günter Meyer | Bernd Miersch, Detlef Böhme – Fido Gast (5), Páll Ólafsson (4), Frank Harting (4/1), Bernd Seehase (3/1), Detlef Meyer (2), Volker Fiedler (4), Jens Binek, Mathias Kiesau (n.e.), Wilhelm Südmeier (n.e.) Trainer: Günter Meyer | Bernd Miersch, Detlef Böhme – Fido Gast (5), Páll Ólafsson (4), Frank Harting (4/1), Bernd Seehase (3/1), Detlef Meyer (2), Volker Fiedler (4), Jens Binek, Mathias Kiesau (n.e.), Wilhelm Südmeier (n.e.) Trainer: Günter Meyer | Bernd Miersch, Detlef Böhme – Fido Gast (5), Páll Ólafsson (4), Frank Harting (4/1), Bernd Seehase (3/1), Detlef Meyer (2), Volker Fiedler (4), Jens Binek, Mathias Kiesau (n.e.), Wilhelm Südmeier (n.e.) Trainer: Günter Meyer | Bernd Miersch, Detlef Böhme – Fido Gast (5), Páll Ólafsson (4), Frank Harting (4/1), Bernd Seehase (3/1), Detlef Meyer (2), Volker Fiedler (4), Jens Binek, Mathias Kiesau (n.e.), Wilhelm Südmeier (n.e.) Trainer: Günter Meyer | Bernd Miersch, Detlef Böhme – Fido Gast (5), Páll Ólafsson (4), Frank Harting (4/1), Bernd Seehase (3/1), Detlef Meyer (2), Volker Fiedler (4), Jens Binek, Mathias Kiesau (n.e.), Wilhelm Südmeier (n.e.) Trainer: Günter Meyer | | | |
|                                                                                         | 29 | Freundschaftsspiel – Spielothek-Cup 1986 | Freundschaftsspiel – Spielothek-Cup 1986 | Freundschaftsspiel – Spielothek-Cup 1986 | So., 9. Feb. 1986 11:30 | TuS Nettelstedt | TSV GWD Minden | 30:25 (15:9) | 500 | Kreissporthalle, Lübbecke |
|                                                                                         | | Aufstellungen | TuS | Uwe Koch, Armin Wegner – Karsten Neppert (1), Klaus Kühn (5), Danilo Loncović (5/1), Dirk Kämper, Hans Kottkamp (3), Uwe Kölling (9/1), Stefan Windhagen (1), Peter Pickel (2), Jörg Kuhnigk (4) Trainer: Walter Haase | Uwe Koch, Armin Wegner – Karsten Neppert (1), Klaus Kühn (5), Danilo Loncović (5/1), Dirk Kämper, Hans Kottkamp (3), Uwe Kölling (9/1), Stefan Windhagen (1), Peter Pickel (2), Jörg Kuhnigk (4) Trainer: Walter Haase | Uwe Koch, Armin Wegner – Karsten Neppert (1), Klaus Kühn (5), Danilo Loncović (5/1), Dirk Kämper, Hans Kottkamp (3), Uwe Kölling (9/1), Stefan Windhagen (1), Peter Pickel (2), Jörg Kuhnigk (4) Trainer: Walter Haase | Uwe Koch, Armin Wegner – Karsten Neppert (1), Klaus Kühn (5), Danilo Loncović (5/1), Dirk Kämper, Hans Kottkamp (3), Uwe Kölling (9/1), Stefan Windhagen (1), Peter Pickel (2), Jörg Kuhnigk (4) Trainer: Walter Haase | Uwe Koch, Armin Wegner – Karsten Neppert (1), Klaus Kühn (5), Danilo Loncović (5/1), Dirk Kämper, Hans Kottkamp (3), Uwe Kölling (9/1), Stefan Windhagen (1), Peter Pickel (2), Jörg Kuhnigk (4) Trainer: Walter Haase | Uwe Koch, Armin Wegner – Karsten Neppert (1), Klaus Kühn (5), Danilo Loncović (5/1), Dirk Kämper, Hans Kottkamp (3), Uwe Kölling (9/1), Stefan Windhagen (1), Peter Pickel (2), Jörg Kuhnigk (4) Trainer: Walter Haase | Uwe Koch, Armin Wegner – Karsten Neppert (1), Klaus Kühn (5), Danilo Loncović (5/1), Dirk Kämper, Hans Kottkamp (3), Uwe Kölling (9/1), Stefan Windhagen (1), Peter Pickel (2), Jörg Kuhnigk (4) Trainer: Walter Haase |
| GWD                                                                                     | Detlef Böhme, Bernd Miersch – Mathias Kiesau (1), Fido Gast (5), Frank Harting (4/3), Michael Wörner (6/2), Bernd Seehase (1), Jens Binek, Wilhelm Südmeier, Detlef Meyer (5), Volker Fiedler (2), Cord Manhenke (1) Trainer: Günter Meyer | Detlef Böhme, Bernd Miersch – Mathias Kiesau (1), Fido Gast (5), Frank Harting (4/3), Michael Wörner (6/2), Bernd Seehase (1), Jens Binek, Wilhelm Südmeier, Detlef Meyer (5), Volker Fiedler (2), Cord Manhenke (1) Trainer: Günter Meyer | Detlef Böhme, Bernd Miersch – Mathias Kiesau (1), Fido Gast (5), Frank Harting (4/3), Michael Wörner (6/2), Bernd Seehase (1), Jens Binek, Wilhelm Südmeier, Detlef Meyer (5), Volker Fiedler (2), Cord Manhenke (1) Trainer: Günter Meyer | Detlef Böhme, Bernd Miersch – Mathias Kiesau (1), Fido Gast (5), Frank Harting (4/3), Michael Wörner (6/2), Bernd Seehase (1), Jens Binek, Wilhelm Südmeier, Detlef Meyer (5), Volker Fiedler (2), Cord Manhenke (1) Trainer: Günter Meyer | Detlef Böhme, Bernd Miersch – Mathias Kiesau (1), Fido Gast (5), Frank Harting (4/3), Michael Wörner (6/2), Bernd Seehase (1), Jens Binek, Wilhelm Südmeier, Detlef Meyer (5), Volker Fiedler (2), Cord Manhenke (1) Trainer: Günter Meyer | Detlef Böhme, Bernd Miersch – Mathias Kiesau (1), Fido Gast (5), Frank Harting (4/3), Michael Wörner (6/2), Bernd Seehase (1), Jens Binek, Wilhelm Südmeier, Detlef Meyer (5), Volker Fiedler (2), Cord Manhenke (1) Trainer: Günter Meyer | Detlef Böhme, Bernd Miersch – Mathias Kiesau (1), Fido Gast (5), Frank Harting (4/3), Michael Wörner (6/2), Bernd Seehase (1), Jens Binek, Wilhelm Südmeier, Detlef Meyer (5), Volker Fiedler (2), Cord Manhenke (1) Trainer: Günter Meyer | | | |
|                                                                                         | 30 | Freundschaftsspiel | Freundschaftsspiel | Freundschaftsspiel | Fr., 28. Feb. 1986 19:30 | TSV GWD Minden | TuS Nettelstedt | 27:19 (13:10) | 100 | Sporthalle Dankersen, Minden |
|                                                                                         | | Aufstellungen | GWD | Bernd Miersch – Cord Manhenke, Mathias Kiesau, Fido Gast (4), Frank Harting (6/2), Michael Wörner (6/2), Bernd Seehase (1), Jens Binek, Wilhelm Südmeier (3), Detlef Meyer (1), Volker Fiedler (6) Trainer: Günter Meyer | Bernd Miersch – Cord Manhenke, Mathias Kiesau, Fido Gast (4), Frank Harting (6/2), Michael Wörner (6/2), Bernd Seehase (1), Jens Binek, Wilhelm Südmeier (3), Detlef Meyer (1), Volker Fiedler (6) Trainer: Günter Meyer | Bernd Miersch – Cord Manhenke, Mathias Kiesau, Fido Gast (4), Frank Harting (6/2), Michael Wörner (6/2), Bernd Seehase (1), Jens Binek, Wilhelm Südmeier (3), Detlef Meyer (1), Volker Fiedler (6) Trainer: Günter Meyer | Bernd Miersch – Cord Manhenke, Mathias Kiesau, Fido Gast (4), Frank Harting (6/2), Michael Wörner (6/2), Bernd Seehase (1), Jens Binek, Wilhelm Südmeier (3), Detlef Meyer (1), Volker Fiedler (6) Trainer: Günter Meyer | Bernd Miersch – Cord Manhenke, Mathias Kiesau, Fido Gast (4), Frank Harting (6/2), Michael Wörner (6/2), Bernd Seehase (1), Jens Binek, Wilhelm Südmeier (3), Detlef Meyer (1), Volker Fiedler (6) Trainer: Günter Meyer | Bernd Miersch – Cord Manhenke, Mathias Kiesau, Fido Gast (4), Frank Harting (6/2), Michael Wörner (6/2), Bernd Seehase (1), Jens Binek, Wilhelm Südmeier (3), Detlef Meyer (1), Volker Fiedler (6) Trainer: Günter Meyer | Bernd Miersch – Cord Manhenke, Mathias Kiesau, Fido Gast (4), Frank Harting (6/2), Michael Wörner (6/2), Bernd Seehase (1), Jens Binek, Wilhelm Südmeier (3), Detlef Meyer (1), Volker Fiedler (6) Trainer: Günter Meyer |
| TuS                                                                                     | Armin Wegner, Uwe Koch – Karsten Neppert (4/1), Dirk Kämper (1), Hans Kottkamp (3), Uwe Kölling (2), Stefan Windhagen (2), Ralf Wirth (4), Peter Pickel (2), Jörg Kuhnigk (1) Trainer: Walter Haase | Armin Wegner, Uwe Koch – Karsten Neppert (4/1), Dirk Kämper (1), Hans Kottkamp (3), Uwe Kölling (2), Stefan Windhagen (2), Ralf Wirth (4), Peter Pickel (2), Jörg Kuhnigk (1) Trainer: Walter Haase | Armin Wegner, Uwe Koch – Karsten Neppert (4/1), Dirk Kämper (1), Hans Kottkamp (3), Uwe Kölling (2), Stefan Windhagen (2), Ralf Wirth (4), Peter Pickel (2), Jörg Kuhnigk (1) Trainer: Walter Haase | Armin Wegner, Uwe Koch – Karsten Neppert (4/1), Dirk Kämper (1), Hans Kottkamp (3), Uwe Kölling (2), Stefan Windhagen (2), Ralf Wirth (4), Peter Pickel (2), Jörg Kuhnigk (1) Trainer: Walter Haase | Armin Wegner, Uwe Koch – Karsten Neppert (4/1), Dirk Kämper (1), Hans Kottkamp (3), Uwe Kölling (2), Stefan Windhagen (2), Ralf Wirth (4), Peter Pickel (2), Jörg Kuhnigk (1) Trainer: Walter Haase | Armin Wegner, Uwe Koch – Karsten Neppert (4/1), Dirk Kämper (1), Hans Kottkamp (3), Uwe Kölling (2), Stefan Windhagen (2), Ralf Wirth (4), Peter Pickel (2), Jörg Kuhnigk (1) Trainer: Walter Haase | Armin Wegner, Uwe Koch – Karsten Neppert (4/1), Dirk Kämper (1), Hans Kottkamp (3), Uwe Kölling (2), Stefan Windhagen (2), Ralf Wirth (4), Peter Pickel (2), Jörg Kuhnigk (1) Trainer: Walter Haase | | | |
| 14                                                                                      | 31 | 2. Handball-Bundesliga 1986/87 Nord – 3. Spieltag | 2. Handball-Bundesliga 1986/87 Nord – 3. Spieltag | 2. Handball-Bundesliga 1986/87 Nord – 3. Spieltag | Sa., 27. Sep. 1986 19:00 | TuS Nettelstedt | TSV GWD Minden | 19:17 (8:9) | 1.500 (ausverkauft) | Kreissporthalle, Lübbecke |
|                                                                                         | | Aufstellungen | TuS | Armin Wegner, Uwe Koch – Dirk Kelle (n.e.), Zlatko Ferić (6), Klaus Kühn (3), Thomas Brilka, Dirk Kämper, Harry Keller (4), Uwe Kölling (1/1), Stefan Windhagen (n.e.), Ralf Wirth (5), Peter Pickel, Jörg Kuhnigk Trainer: Willi Möhle | Armin Wegner, Uwe Koch – Dirk Kelle (n.e.), Zlatko Ferić (6), Klaus Kühn (3), Thomas Brilka, Dirk Kämper, Harry Keller (4), Uwe Kölling (1/1), Stefan Windhagen (n.e.), Ralf Wirth (5), Peter Pickel, Jörg Kuhnigk Trainer: Willi Möhle | Armin Wegner, Uwe Koch – Dirk Kelle (n.e.), Zlatko Ferić (6), Klaus Kühn (3), Thomas Brilka, Dirk Kämper, Harry Keller (4), Uwe Kölling (1/1), Stefan Windhagen (n.e.), Ralf Wirth (5), Peter Pickel, Jörg Kuhnigk Trainer: Willi Möhle | Armin Wegner, Uwe Koch – Dirk Kelle (n.e.), Zlatko Ferić (6), Klaus Kühn (3), Thomas Brilka, Dirk Kämper, Harry Keller (4), Uwe Kölling (1/1), Stefan Windhagen (n.e.), Ralf Wirth (5), Peter Pickel, Jörg Kuhnigk Trainer: Willi Möhle | Armin Wegner, Uwe Koch – Dirk Kelle (n.e.), Zlatko Ferić (6), Klaus Kühn (3), Thomas Brilka, Dirk Kämper, Harry Keller (4), Uwe Kölling (1/1), Stefan Windhagen (n.e.), Ralf Wirth (5), Peter Pickel, Jörg Kuhnigk Trainer: Willi Möhle | Armin Wegner, Uwe Koch – Dirk Kelle (n.e.), Zlatko Ferić (6), Klaus Kühn (3), Thomas Brilka, Dirk Kämper, Harry Keller (4), Uwe Kölling (1/1), Stefan Windhagen (n.e.), Ralf Wirth (5), Peter Pickel, Jörg Kuhnigk Trainer: Willi Möhle | Armin Wegner, Uwe Koch – Dirk Kelle (n.e.), Zlatko Ferić (6), Klaus Kühn (3), Thomas Brilka, Dirk Kämper, Harry Keller (4), Uwe Kölling (1/1), Stefan Windhagen (n.e.), Ralf Wirth (5), Peter Pickel, Jörg Kuhnigk Trainer: Willi Möhle |
| GWD                                                                                     | Herbert Pohl, Thomas Berg – Carsten Berg (2), Mathias Kiesau (n.e.), Fido Gast (2), Velibor Nenadić (1), Bernd Schwenker, Bernd Seehase (8/3), Jens Binek, Detlef Meyer, Volker Fiedler (1), Cord Manhenke (3) Trainer: Günter Meyer | Herbert Pohl, Thomas Berg – Carsten Berg (2), Mathias Kiesau (n.e.), Fido Gast (2), Velibor Nenadić (1), Bernd Schwenker, Bernd Seehase (8/3), Jens Binek, Detlef Meyer, Volker Fiedler (1), Cord Manhenke (3) Trainer: Günter Meyer | Herbert Pohl, Thomas Berg – Carsten Berg (2), Mathias Kiesau (n.e.), Fido Gast (2), Velibor Nenadić (1), Bernd Schwenker, Bernd Seehase (8/3), Jens Binek, Detlef Meyer, Volker Fiedler (1), Cord Manhenke (3) Trainer: Günter Meyer | Herbert Pohl, Thomas Berg – Carsten Berg (2), Mathias Kiesau (n.e.), Fido Gast (2), Velibor Nenadić (1), Bernd Schwenker, Bernd Seehase (8/3), Jens Binek, Detlef Meyer, Volker Fiedler (1), Cord Manhenke (3) Trainer: Günter Meyer | Herbert Pohl, Thomas Berg – Carsten Berg (2), Mathias Kiesau (n.e.), Fido Gast (2), Velibor Nenadić (1), Bernd Schwenker, Bernd Seehase (8/3), Jens Binek, Detlef Meyer, Volker Fiedler (1), Cord Manhenke (3) Trainer: Günter Meyer | Herbert Pohl, Thomas Berg – Carsten Berg (2), Mathias Kiesau (n.e.), Fido Gast (2), Velibor Nenadić (1), Bernd Schwenker, Bernd Seehase (8/3), Jens Binek, Detlef Meyer, Volker Fiedler (1), Cord Manhenke (3) Trainer: Günter Meyer | Herbert Pohl, Thomas Berg – Carsten Berg (2), Mathias Kiesau (n.e.), Fido Gast (2), Velibor Nenadić (1), Bernd Schwenker, Bernd Seehase (8/3), Jens Binek, Detlef Meyer, Volker Fiedler (1), Cord Manhenke (3) Trainer: Günter Meyer | | | |
| Strafen                                                                                 | TuS | 6× Kölling (3), Ferić (2), Kühn 1× Kölling (60./dritte Zeitstrafe) | 6× Kölling (3), Ferić (2), Kühn 1× Kölling (60./dritte Zeitstrafe) | 6× Kölling (3), Ferić (2), Kühn 1× Kölling (60./dritte Zeitstrafe) | 6× Kölling (3), Ferić (2), Kühn 1× Kölling (60./dritte Zeitstrafe) | 6× Kölling (3), Ferić (2), Kühn 1× Kölling (60./dritte Zeitstrafe) | 6× Kölling (3), Ferić (2), Kühn 1× Kölling (60./dritte Zeitstrafe) | 6× Kölling (3), Ferić (2), Kühn 1× Kölling (60./dritte Zeitstrafe) | | |
| Strafen                                                                                 | GWD | 5× Seehase (4.), Nenadić, Fiedler, C. Berg (2) 0× | 5× Seehase (4.), Nenadić, Fiedler, C. Berg (2) 0× | 5× Seehase (4.), Nenadić, Fiedler, C. Berg (2) 0× | 5× Seehase (4.), Nenadić, Fiedler, C. Berg (2) 0× | 5× Seehase (4.), Nenadić, Fiedler, C. Berg (2) 0× | 5× Seehase (4.), Nenadić, Fiedler, C. Berg (2) 0× | 5× Seehase (4.), Nenadić, Fiedler, C. Berg (2) 0× | | |
| Siebenmeter                                                                             | TuS | 1/1 | 1/1 | 1/1 | 1/1 | 1/1 | 1/1 | 1/1 | | |
| Siebenmeter                                                                             | GWD | 4/3 – verworfen: Nenadić | 4/3 – verworfen: Nenadić | 4/3 – verworfen: Nenadić | 4/3 – verworfen: Nenadić | 4/3 – verworfen: Nenadić | 4/3 – verworfen: Nenadić | 4/3 – verworfen: Nenadić | | |
| Schiedsrichter                                                                          | Jürgen Rauhut (Nordhorn) & Zoeger (Osnabrück) | Jürgen Rauhut (Nordhorn) & Zoeger (Osnabrück) | Jürgen Rauhut (Nordhorn) & Zoeger (Osnabrück) | Jürgen Rauhut (Nordhorn) & Zoeger (Osnabrück) | Jürgen Rauhut (Nordhorn) & Zoeger (Osnabrück) | Jürgen Rauhut (Nordhorn) & Zoeger (Osnabrück) | Jürgen Rauhut (Nordhorn) & Zoeger (Osnabrück) | Jürgen Rauhut (Nordhorn) & Zoeger (Osnabrück) | | |
| Bemerkungen                                                                             | GWD Minden hinterließ auf dem Spielberichtsbogen einen vorsorglichen Hinweis, bei dem die Spielberechtigung des Nettelstedter Spielers Thomas Brilka auf Grund von Einsätzen in zwei Testspielen gegen Union 73 Bad Salzuflen und Breiðablik UBK angezweifelt wurde. Man vermutete eine nicht abgelaufene Sperrfrist. So forderte man DHB-Männerspielwart Fritz Facklam auf, dieses zu überprüfen. Währenddessen erklärte TuS-Handball-Abteilungsleiter Wilhelm Kottkamp, Brilka sei für die besagten Spiele spielberechtigt gewesen, da es sich laut Spielberichtsbogen um Spiele der zweiten Mannschaft handelte. GWD Minden vermutete hierbei den Versuch, Statuten zu umgehen und forderte den DHB auf, klare Regelungen zu schaffen. Am 13. Oktober teilte Facklam GWD mit, dass eine mögliche Wartefrist-Verlängerung gegen Brilka nicht ausgesprochen werden müsse, da sich wegen fehlender Beweismittel nicht mehr nachweisen lasse, dass Brilka am 22. August im Testspiel gegen Union Bad Salzuflen eingesetzt wurde. Der Spielberichtsbogen wurde in Absprache mit den Mannschaften und den Schiedsrichtern vernichtet. Damit hatte das Ergebnis von 19:17 weiterhin Gültigkeit. | GWD Minden hinterließ auf dem Spielberichtsbogen einen vorsorglichen Hinweis, bei dem die Spielberechtigung des Nettelstedter Spielers Thomas Brilka auf Grund von Einsätzen in zwei Testspielen gegen Union 73 Bad Salzuflen und Breiðablik UBK angezweifelt wurde. Man vermutete eine nicht abgelaufene Sperrfrist. So forderte man DHB-Männerspielwart Fritz Facklam auf, dieses zu überprüfen. Währenddessen erklärte TuS-Handball-Abteilungsleiter Wilhelm Kottkamp, Brilka sei für die besagten Spiele spielberechtigt gewesen, da es sich laut Spielberichtsbogen um Spiele der zweiten Mannschaft handelte. GWD Minden vermutete hierbei den Versuch, Statuten zu umgehen und forderte den DHB auf, klare Regelungen zu schaffen. Am 13. Oktober teilte Facklam GWD mit, dass eine mögliche Wartefrist-Verlängerung gegen Brilka nicht ausgesprochen werden müsse, da sich wegen fehlender Beweismittel nicht mehr nachweisen lasse, dass Brilka am 22. August im Testspiel gegen Union Bad Salzuflen eingesetzt wurde. Der Spielberichtsbogen wurde in Absprache mit den Mannschaften und den Schiedsrichtern vernichtet. Damit hatte das Ergebnis von 19:17 weiterhin Gültigkeit. | GWD Minden hinterließ auf dem Spielberichtsbogen einen vorsorglichen Hinweis, bei dem die Spielberechtigung des Nettelstedter Spielers Thomas Brilka auf Grund von Einsätzen in zwei Testspielen gegen Union 73 Bad Salzuflen und Breiðablik UBK angezweifelt wurde. Man vermutete eine nicht abgelaufene Sperrfrist. So forderte man DHB-Männerspielwart Fritz Facklam auf, dieses zu überprüfen. Währenddessen erklärte TuS-Handball-Abteilungsleiter Wilhelm Kottkamp, Brilka sei für die besagten Spiele spielberechtigt gewesen, da es sich laut Spielberichtsbogen um Spiele der zweiten Mannschaft handelte. GWD Minden vermutete hierbei den Versuch, Statuten zu umgehen und forderte den DHB auf, klare Regelungen zu schaffen. Am 13. Oktober teilte Facklam GWD mit, dass eine mögliche Wartefrist-Verlängerung gegen Brilka nicht ausgesprochen werden müsse, da sich wegen fehlender Beweismittel nicht mehr nachweisen lasse, dass Brilka am 22. August im Testspiel gegen Union Bad Salzuflen eingesetzt wurde. Der Spielberichtsbogen wurde in Absprache mit den Mannschaften und den Schiedsrichtern vernichtet. Damit hatte das Ergebnis von 19:17 weiterhin Gültigkeit. | GWD Minden hinterließ auf dem Spielberichtsbogen einen vorsorglichen Hinweis, bei dem die Spielberechtigung des Nettelstedter Spielers Thomas Brilka auf Grund von Einsätzen in zwei Testspielen gegen Union 73 Bad Salzuflen und Breiðablik UBK angezweifelt wurde. Man vermutete eine nicht abgelaufene Sperrfrist. So forderte man DHB-Männerspielwart Fritz Facklam auf, dieses zu überprüfen. Währenddessen erklärte TuS-Handball-Abteilungsleiter Wilhelm Kottkamp, Brilka sei für die besagten Spiele spielberechtigt gewesen, da es sich laut Spielberichtsbogen um Spiele der zweiten Mannschaft handelte. GWD Minden vermutete hierbei den Versuch, Statuten zu umgehen und forderte den DHB auf, klare Regelungen zu schaffen. Am 13. Oktober teilte Facklam GWD mit, dass eine mögliche Wartefrist-Verlängerung gegen Brilka nicht ausgesprochen werden müsse, da sich wegen fehlender Beweismittel nicht mehr nachweisen lasse, dass Brilka am 22. August im Testspiel gegen Union Bad Salzuflen eingesetzt wurde. Der Spielberichtsbogen wurde in Absprache mit den Mannschaften und den Schiedsrichtern vernichtet. Damit hatte das Ergebnis von 19:17 weiterhin Gültigkeit. | GWD Minden hinterließ auf dem Spielberichtsbogen einen vorsorglichen Hinweis, bei dem die Spielberechtigung des Nettelstedter Spielers Thomas Brilka auf Grund von Einsätzen in zwei Testspielen gegen Union 73 Bad Salzuflen und Breiðablik UBK angezweifelt wurde. Man vermutete eine nicht abgelaufene Sperrfrist. So forderte man DHB-Männerspielwart Fritz Facklam auf, dieses zu überprüfen. Währenddessen erklärte TuS-Handball-Abteilungsleiter Wilhelm Kottkamp, Brilka sei für die besagten Spiele spielberechtigt gewesen, da es sich laut Spielberichtsbogen um Spiele der zweiten Mannschaft handelte. GWD Minden vermutete hierbei den Versuch, Statuten zu umgehen und forderte den DHB auf, klare Regelungen zu schaffen. Am 13. Oktober teilte Facklam GWD mit, dass eine mögliche Wartefrist-Verlängerung gegen Brilka nicht ausgesprochen werden müsse, da sich wegen fehlender Beweismittel nicht mehr nachweisen lasse, dass Brilka am 22. August im Testspiel gegen Union Bad Salzuflen eingesetzt wurde. Der Spielberichtsbogen wurde in Absprache mit den Mannschaften und den Schiedsrichtern vernichtet. Damit hatte das Ergebnis von 19:17 weiterhin Gültigkeit. | GWD Minden hinterließ auf dem Spielberichtsbogen einen vorsorglichen Hinweis, bei dem die Spielberechtigung des Nettelstedter Spielers Thomas Brilka auf Grund von Einsätzen in zwei Testspielen gegen Union 73 Bad Salzuflen und Breiðablik UBK angezweifelt wurde. Man vermutete eine nicht abgelaufene Sperrfrist. So forderte man DHB-Männerspielwart Fritz Facklam auf, dieses zu überprüfen. Währenddessen erklärte TuS-Handball-Abteilungsleiter Wilhelm Kottkamp, Brilka sei für die besagten Spiele spielberechtigt gewesen, da es sich laut Spielberichtsbogen um Spiele der zweiten Mannschaft handelte. GWD Minden vermutete hierbei den Versuch, Statuten zu umgehen und forderte den DHB auf, klare Regelungen zu schaffen. Am 13. Oktober teilte Facklam GWD mit, dass eine mögliche Wartefrist-Verlängerung gegen Brilka nicht ausgesprochen werden müsse, da sich wegen fehlender Beweismittel nicht mehr nachweisen lasse, dass Brilka am 22. August im Testspiel gegen Union Bad Salzuflen eingesetzt wurde. Der Spielberichtsbogen wurde in Absprache mit den Mannschaften und den Schiedsrichtern vernichtet. Damit hatte das Ergebnis von 19:17 weiterhin Gültigkeit. | GWD Minden hinterließ auf dem Spielberichtsbogen einen vorsorglichen Hinweis, bei dem die Spielberechtigung des Nettelstedter Spielers Thomas Brilka auf Grund von Einsätzen in zwei Testspielen gegen Union 73 Bad Salzuflen und Breiðablik UBK angezweifelt wurde. Man vermutete eine nicht abgelaufene Sperrfrist. So forderte man DHB-Männerspielwart Fritz Facklam auf, dieses zu überprüfen. Währenddessen erklärte TuS-Handball-Abteilungsleiter Wilhelm Kottkamp, Brilka sei für die besagten Spiele spielberechtigt gewesen, da es sich laut Spielberichtsbogen um Spiele der zweiten Mannschaft handelte. GWD Minden vermutete hierbei den Versuch, Statuten zu umgehen und forderte den DHB auf, klare Regelungen zu schaffen. Am 13. Oktober teilte Facklam GWD mit, dass eine mögliche Wartefrist-Verlängerung gegen Brilka nicht ausgesprochen werden müsse, da sich wegen fehlender Beweismittel nicht mehr nachweisen lasse, dass Brilka am 22. August im Testspiel gegen Union Bad Salzuflen eingesetzt wurde. Der Spielberichtsbogen wurde in Absprache mit den Mannschaften und den Schiedsrichtern vernichtet. Damit hatte das Ergebnis von 19:17 weiterhin Gültigkeit. | GWD Minden hinterließ auf dem Spielberichtsbogen einen vorsorglichen Hinweis, bei dem die Spielberechtigung des Nettelstedter Spielers Thomas Brilka auf Grund von Einsätzen in zwei Testspielen gegen Union 73 Bad Salzuflen und Breiðablik UBK angezweifelt wurde. Man vermutete eine nicht abgelaufene Sperrfrist. So forderte man DHB-Männerspielwart Fritz Facklam auf, dieses zu überprüfen. Währenddessen erklärte TuS-Handball-Abteilungsleiter Wilhelm Kottkamp, Brilka sei für die besagten Spiele spielberechtigt gewesen, da es sich laut Spielberichtsbogen um Spiele der zweiten Mannschaft handelte. GWD Minden vermutete hierbei den Versuch, Statuten zu umgehen und forderte den DHB auf, klare Regelungen zu schaffen. Am 13. Oktober teilte Facklam GWD mit, dass eine mögliche Wartefrist-Verlängerung gegen Brilka nicht ausgesprochen werden müsse, da sich wegen fehlender Beweismittel nicht mehr nachweisen lasse, dass Brilka am 22. August im Testspiel gegen Union Bad Salzuflen eingesetzt wurde. Der Spielberichtsbogen wurde in Absprache mit den Mannschaften und den Schiedsrichtern vernichtet. Damit hatte das Ergebnis von 19:17 weiterhin Gültigkeit. | | |
| 15                                                                                      | 32 | 2. Handball-Bundesliga 1986/87 Nord – 16. Spieltag | 2. Handball-Bundesliga 1986/87 Nord – 16. Spieltag | 2. Handball-Bundesliga 1986/87 Nord – 16. Spieltag | Sa., 17. Jan. 1987 19:30 | TSV GWD Minden | TuS Nettelstedt | 18:18 (10:7) | 1.100 | Kreissporthalle, Minden |
|                                                                                         | | Aufstellungen | GWD | Thomas Berg, Herbert Pohl (n.e.) – Carsten Berg (2), Jens Binek (n.e.), Mathias Kiesau, Fido Gast (1), Velibor Nenadić (7/5), Bernd Schwenker (1), Bernd Seehase (1), Detlef Meyer (4), Volker Fiedler, Cord Manhenke (2) Trainer: Günter Meyer | Thomas Berg, Herbert Pohl (n.e.) – Carsten Berg (2), Jens Binek (n.e.), Mathias Kiesau, Fido Gast (1), Velibor Nenadić (7/5), Bernd Schwenker (1), Bernd Seehase (1), Detlef Meyer (4), Volker Fiedler, Cord Manhenke (2) Trainer: Günter Meyer | Thomas Berg, Herbert Pohl (n.e.) – Carsten Berg (2), Jens Binek (n.e.), Mathias Kiesau, Fido Gast (1), Velibor Nenadić (7/5), Bernd Schwenker (1), Bernd Seehase (1), Detlef Meyer (4), Volker Fiedler, Cord Manhenke (2) Trainer: Günter Meyer | Thomas Berg, Herbert Pohl (n.e.) – Carsten Berg (2), Jens Binek (n.e.), Mathias Kiesau, Fido Gast (1), Velibor Nenadić (7/5), Bernd Schwenker (1), Bernd Seehase (1), Detlef Meyer (4), Volker Fiedler, Cord Manhenke (2) Trainer: Günter Meyer | Thomas Berg, Herbert Pohl (n.e.) – Carsten Berg (2), Jens Binek (n.e.), Mathias Kiesau, Fido Gast (1), Velibor Nenadić (7/5), Bernd Schwenker (1), Bernd Seehase (1), Detlef Meyer (4), Volker Fiedler, Cord Manhenke (2) Trainer: Günter Meyer | Thomas Berg, Herbert Pohl (n.e.) – Carsten Berg (2), Jens Binek (n.e.), Mathias Kiesau, Fido Gast (1), Velibor Nenadić (7/5), Bernd Schwenker (1), Bernd Seehase (1), Detlef Meyer (4), Volker Fiedler, Cord Manhenke (2) Trainer: Günter Meyer | Thomas Berg, Herbert Pohl (n.e.) – Carsten Berg (2), Jens Binek (n.e.), Mathias Kiesau, Fido Gast (1), Velibor Nenadić (7/5), Bernd Schwenker (1), Bernd Seehase (1), Detlef Meyer (4), Volker Fiedler, Cord Manhenke (2) Trainer: Günter Meyer |
| TuS                                                                                     | Uwe Koch, Armin Wegner – Zlatko Ferić (1/1), Klaus Kühn (1), Thomas Brilka (n.e.), Dirk Kämper (4), Harry Keller (1), Uwe Kölling (2/1), Stefan Windhagen, Ralf Wirth (4), Peter Pickel, Jörg Kuhnigk (5) Trainer: Willi Möhle | Uwe Koch, Armin Wegner – Zlatko Ferić (1/1), Klaus Kühn (1), Thomas Brilka (n.e.), Dirk Kämper (4), Harry Keller (1), Uwe Kölling (2/1), Stefan Windhagen, Ralf Wirth (4), Peter Pickel, Jörg Kuhnigk (5) Trainer: Willi Möhle | Uwe Koch, Armin Wegner – Zlatko Ferić (1/1), Klaus Kühn (1), Thomas Brilka (n.e.), Dirk Kämper (4), Harry Keller (1), Uwe Kölling (2/1), Stefan Windhagen, Ralf Wirth (4), Peter Pickel, Jörg Kuhnigk (5) Trainer: Willi Möhle | Uwe Koch, Armin Wegner – Zlatko Ferić (1/1), Klaus Kühn (1), Thomas Brilka (n.e.), Dirk Kämper (4), Harry Keller (1), Uwe Kölling (2/1), Stefan Windhagen, Ralf Wirth (4), Peter Pickel, Jörg Kuhnigk (5) Trainer: Willi Möhle | Uwe Koch, Armin Wegner – Zlatko Ferić (1/1), Klaus Kühn (1), Thomas Brilka (n.e.), Dirk Kämper (4), Harry Keller (1), Uwe Kölling (2/1), Stefan Windhagen, Ralf Wirth (4), Peter Pickel, Jörg Kuhnigk (5) Trainer: Willi Möhle | Uwe Koch, Armin Wegner – Zlatko Ferić (1/1), Klaus Kühn (1), Thomas Brilka (n.e.), Dirk Kämper (4), Harry Keller (1), Uwe Kölling (2/1), Stefan Windhagen, Ralf Wirth (4), Peter Pickel, Jörg Kuhnigk (5) Trainer: Willi Möhle | Uwe Koch, Armin Wegner – Zlatko Ferić (1/1), Klaus Kühn (1), Thomas Brilka (n.e.), Dirk Kämper (4), Harry Keller (1), Uwe Kölling (2/1), Stefan Windhagen, Ralf Wirth (4), Peter Pickel, Jörg Kuhnigk (5) Trainer: Willi Möhle | | | |
| Strafen                                                                                 | GWD | 6× C. Berg (2), Kiesau, Meyer, Fiedler, Manhenke | 6× C. Berg (2), Kiesau, Meyer, Fiedler, Manhenke | 6× C. Berg (2), Kiesau, Meyer, Fiedler, Manhenke | 6× C. Berg (2), Kiesau, Meyer, Fiedler, Manhenke | 6× C. Berg (2), Kiesau, Meyer, Fiedler, Manhenke | 6× C. Berg (2), Kiesau, Meyer, Fiedler, Manhenke | 6× C. Berg (2), Kiesau, Meyer, Fiedler, Manhenke | | |
| Strafen                                                                                 | TuS | 3× Kämper, Kühn, Wirth | 3× Kämper, Kühn, Wirth | 3× Kämper, Kühn, Wirth | 3× Kämper, Kühn, Wirth | 3× Kämper, Kühn, Wirth | 3× Kämper, Kühn, Wirth | 3× Kämper, Kühn, Wirth | | |
| Siebenmeter                                                                             | GWD | 6/5 – verworfen: Nenadić | 6/5 – verworfen: Nenadić | 6/5 – verworfen: Nenadić | 6/5 – verworfen: Nenadić | 6/5 – verworfen: Nenadić | 6/5 – verworfen: Nenadić | 6/5 – verworfen: Nenadić | | |
| Siebenmeter                                                                             | TuS | 3/2 – verworfen: Kölling | 3/2 – verworfen: Kölling | 3/2 – verworfen: Kölling | 3/2 – verworfen: Kölling | 3/2 – verworfen: Kölling | 3/2 – verworfen: Kölling | 3/2 – verworfen: Kölling | | |
| Schiedsrichter                                                                          | Manfred Gremmel & Wolfgang Gremmel (beide Söhlde) | Manfred Gremmel & Wolfgang Gremmel (beide Söhlde) | Manfred Gremmel & Wolfgang Gremmel (beide Söhlde) | Manfred Gremmel & Wolfgang Gremmel (beide Söhlde) | Manfred Gremmel & Wolfgang Gremmel (beide Söhlde) | Manfred Gremmel & Wolfgang Gremmel (beide Söhlde) | Manfred Gremmel & Wolfgang Gremmel (beide Söhlde) | Manfred Gremmel & Wolfgang Gremmel (beide Söhlde) | | |
|                                                                                         | 33 | Freundschaftsspiel – Spielothek-Cup 1987 | Freundschaftsspiel – Spielothek-Cup 1987 | Freundschaftsspiel – Spielothek-Cup 1987 | Sa., 24. Jan. 1987 20:00 | TuS Nettelstedt | TSV GWD Minden | 25:26 (11:16) | 700 | Kreissporthalle, Lübbecke |
|                                                                                         | | Aufstellungen | TuS | Uwe Koch, Armin Wegner (n.e.) – Dirk Kelle (3), Zlatko Ferić (3/1), Klaus Kühn (4), Dirk Kämper (4), Uwe Kölling (4/2), Stefan Windhagen (1), Ralf Wirth (2), Peter Pickel (1), Jörg Kuhnigk (3), Thomas Brilka (n.e.) Trainer: Walter Haase | Uwe Koch, Armin Wegner (n.e.) – Dirk Kelle (3), Zlatko Ferić (3/1), Klaus Kühn (4), Dirk Kämper (4), Uwe Kölling (4/2), Stefan Windhagen (1), Ralf Wirth (2), Peter Pickel (1), Jörg Kuhnigk (3), Thomas Brilka (n.e.) Trainer: Walter Haase | Uwe Koch, Armin Wegner (n.e.) – Dirk Kelle (3), Zlatko Ferić (3/1), Klaus Kühn (4), Dirk Kämper (4), Uwe Kölling (4/2), Stefan Windhagen (1), Ralf Wirth (2), Peter Pickel (1), Jörg Kuhnigk (3), Thomas Brilka (n.e.) Trainer: Walter Haase | Uwe Koch, Armin Wegner (n.e.) – Dirk Kelle (3), Zlatko Ferić (3/1), Klaus Kühn (4), Dirk Kämper (4), Uwe Kölling (4/2), Stefan Windhagen (1), Ralf Wirth (2), Peter Pickel (1), Jörg Kuhnigk (3), Thomas Brilka (n.e.) Trainer: Walter Haase | Uwe Koch, Armin Wegner (n.e.) – Dirk Kelle (3), Zlatko Ferić (3/1), Klaus Kühn (4), Dirk Kämper (4), Uwe Kölling (4/2), Stefan Windhagen (1), Ralf Wirth (2), Peter Pickel (1), Jörg Kuhnigk (3), Thomas Brilka (n.e.) Trainer: Walter Haase | Uwe Koch, Armin Wegner (n.e.) – Dirk Kelle (3), Zlatko Ferić (3/1), Klaus Kühn (4), Dirk Kämper (4), Uwe Kölling (4/2), Stefan Windhagen (1), Ralf Wirth (2), Peter Pickel (1), Jörg Kuhnigk (3), Thomas Brilka (n.e.) Trainer: Walter Haase | Uwe Koch, Armin Wegner (n.e.) – Dirk Kelle (3), Zlatko Ferić (3/1), Klaus Kühn (4), Dirk Kämper (4), Uwe Kölling (4/2), Stefan Windhagen (1), Ralf Wirth (2), Peter Pickel (1), Jörg Kuhnigk (3), Thomas Brilka (n.e.) Trainer: Walter Haase |
| GWD                                                                                     | Thomas Berg, Herbert Pohl – Carsten Berg (1), Mathias Kiesau, Fido Gast (3), Velibor Nenadić (8/2), Bernd Schwenker (2), Bernd Seehase (5), Jens Binek (n.e.), Detlef Meyer (5), Volker Fiedler, Cord Manhenke (2) Trainer: Günter Meyer | Thomas Berg, Herbert Pohl – Carsten Berg (1), Mathias Kiesau, Fido Gast (3), Velibor Nenadić (8/2), Bernd Schwenker (2), Bernd Seehase (5), Jens Binek (n.e.), Detlef Meyer (5), Volker Fiedler, Cord Manhenke (2) Trainer: Günter Meyer | Thomas Berg, Herbert Pohl – Carsten Berg (1), Mathias Kiesau, Fido Gast (3), Velibor Nenadić (8/2), Bernd Schwenker (2), Bernd Seehase (5), Jens Binek (n.e.), Detlef Meyer (5), Volker Fiedler, Cord Manhenke (2) Trainer: Günter Meyer | Thomas Berg, Herbert Pohl – Carsten Berg (1), Mathias Kiesau, Fido Gast (3), Velibor Nenadić (8/2), Bernd Schwenker (2), Bernd Seehase (5), Jens Binek (n.e.), Detlef Meyer (5), Volker Fiedler, Cord Manhenke (2) Trainer: Günter Meyer | Thomas Berg, Herbert Pohl – Carsten Berg (1), Mathias Kiesau, Fido Gast (3), Velibor Nenadić (8/2), Bernd Schwenker (2), Bernd Seehase (5), Jens Binek (n.e.), Detlef Meyer (5), Volker Fiedler, Cord Manhenke (2) Trainer: Günter Meyer | Thomas Berg, Herbert Pohl – Carsten Berg (1), Mathias Kiesau, Fido Gast (3), Velibor Nenadić (8/2), Bernd Schwenker (2), Bernd Seehase (5), Jens Binek (n.e.), Detlef Meyer (5), Volker Fiedler, Cord Manhenke (2) Trainer: Günter Meyer | Thomas Berg, Herbert Pohl – Carsten Berg (1), Mathias Kiesau, Fido Gast (3), Velibor Nenadić (8/2), Bernd Schwenker (2), Bernd Seehase (5), Jens Binek (n.e.), Detlef Meyer (5), Volker Fiedler, Cord Manhenke (2) Trainer: Günter Meyer | | | |
| Schiedsrichter                                                                          | Harald Buhrmester (Detmold) & Heger (Lemgo) | Harald Buhrmester (Detmold) & Heger (Lemgo) | Harald Buhrmester (Detmold) & Heger (Lemgo) | Harald Buhrmester (Detmold) & Heger (Lemgo) | Harald Buhrmester (Detmold) & Heger (Lemgo) | Harald Buhrmester (Detmold) & Heger (Lemgo) | Harald Buhrmester (Detmold) & Heger (Lemgo) | Harald Buhrmester (Detmold) & Heger (Lemgo) | | |
| 16                                                                                      | 34 | 2. Handball-Bundesliga 1987/88 Nord – 8. Spieltag | 2. Handball-Bundesliga 1987/88 Nord – 8. Spieltag | 2. Handball-Bundesliga 1987/88 Nord – 8. Spieltag | Sa., 31. Okt. 1987 19:30 | TSV GWD Minden | TuS Nettelstedt | 21:18 (12:7) | 2.500 (ausverkauft) | Kreissporthalle, Minden |
|                                                                                         | | Aufstellungen | GWD | Thomas Berg, Herbert Pohl (n.e.) – Carsten Berg, Mathias Kiesau (n.e.), Fido Gast (4), Bernd Schwenker, Nils Lehmann (1), Bernd Seehase (2/1), Jovica Cvetković (10/4), Cord Manhenke (3), Detlef Meyer, Volker Fiedler (1) Trainer: Friedrich Spannuth | Thomas Berg, Herbert Pohl (n.e.) – Carsten Berg, Mathias Kiesau (n.e.), Fido Gast (4), Bernd Schwenker, Nils Lehmann (1), Bernd Seehase (2/1), Jovica Cvetković (10/4), Cord Manhenke (3), Detlef Meyer, Volker Fiedler (1) Trainer: Friedrich Spannuth | Thomas Berg, Herbert Pohl (n.e.) – Carsten Berg, Mathias Kiesau (n.e.), Fido Gast (4), Bernd Schwenker, Nils Lehmann (1), Bernd Seehase (2/1), Jovica Cvetković (10/4), Cord Manhenke (3), Detlef Meyer, Volker Fiedler (1) Trainer: Friedrich Spannuth | Thomas Berg, Herbert Pohl (n.e.) – Carsten Berg, Mathias Kiesau (n.e.), Fido Gast (4), Bernd Schwenker, Nils Lehmann (1), Bernd Seehase (2/1), Jovica Cvetković (10/4), Cord Manhenke (3), Detlef Meyer, Volker Fiedler (1) Trainer: Friedrich Spannuth | Thomas Berg, Herbert Pohl (n.e.) – Carsten Berg, Mathias Kiesau (n.e.), Fido Gast (4), Bernd Schwenker, Nils Lehmann (1), Bernd Seehase (2/1), Jovica Cvetković (10/4), Cord Manhenke (3), Detlef Meyer, Volker Fiedler (1) Trainer: Friedrich Spannuth | Thomas Berg, Herbert Pohl (n.e.) – Carsten Berg, Mathias Kiesau (n.e.), Fido Gast (4), Bernd Schwenker, Nils Lehmann (1), Bernd Seehase (2/1), Jovica Cvetković (10/4), Cord Manhenke (3), Detlef Meyer, Volker Fiedler (1) Trainer: Friedrich Spannuth | Thomas Berg, Herbert Pohl (n.e.) – Carsten Berg, Mathias Kiesau (n.e.), Fido Gast (4), Bernd Schwenker, Nils Lehmann (1), Bernd Seehase (2/1), Jovica Cvetković (10/4), Cord Manhenke (3), Detlef Meyer, Volker Fiedler (1) Trainer: Friedrich Spannuth |
| TuS                                                                                     | Uwe Koch, Armin Wegner – Zlatko Ferić (1), Klaus Kühn (5), Dirk Kämper (1), Harry Keller (4), Uwe Kölling (3/1), Stefan Windhagen (2), Ralf Wirth (1), Thomas Brilka, Jörg Wieske (n.e.), Jörg Kuhnigk (1) Trainer: Hans-Jürgen Sulk | Uwe Koch, Armin Wegner – Zlatko Ferić (1), Klaus Kühn (5), Dirk Kämper (1), Harry Keller (4), Uwe Kölling (3/1), Stefan Windhagen (2), Ralf Wirth (1), Thomas Brilka, Jörg Wieske (n.e.), Jörg Kuhnigk (1) Trainer: Hans-Jürgen Sulk | Uwe Koch, Armin Wegner – Zlatko Ferić (1), Klaus Kühn (5), Dirk Kämper (1), Harry Keller (4), Uwe Kölling (3/1), Stefan Windhagen (2), Ralf Wirth (1), Thomas Brilka, Jörg Wieske (n.e.), Jörg Kuhnigk (1) Trainer: Hans-Jürgen Sulk | Uwe Koch, Armin Wegner – Zlatko Ferić (1), Klaus Kühn (5), Dirk Kämper (1), Harry Keller (4), Uwe Kölling (3/1), Stefan Windhagen (2), Ralf Wirth (1), Thomas Brilka, Jörg Wieske (n.e.), Jörg Kuhnigk (1) Trainer: Hans-Jürgen Sulk | Uwe Koch, Armin Wegner – Zlatko Ferić (1), Klaus Kühn (5), Dirk Kämper (1), Harry Keller (4), Uwe Kölling (3/1), Stefan Windhagen (2), Ralf Wirth (1), Thomas Brilka, Jörg Wieske (n.e.), Jörg Kuhnigk (1) Trainer: Hans-Jürgen Sulk | Uwe Koch, Armin Wegner – Zlatko Ferić (1), Klaus Kühn (5), Dirk Kämper (1), Harry Keller (4), Uwe Kölling (3/1), Stefan Windhagen (2), Ralf Wirth (1), Thomas Brilka, Jörg Wieske (n.e.), Jörg Kuhnigk (1) Trainer: Hans-Jürgen Sulk | Uwe Koch, Armin Wegner – Zlatko Ferić (1), Klaus Kühn (5), Dirk Kämper (1), Harry Keller (4), Uwe Kölling (3/1), Stefan Windhagen (2), Ralf Wirth (1), Thomas Brilka, Jörg Wieske (n.e.), Jörg Kuhnigk (1) Trainer: Hans-Jürgen Sulk | | | |
| Strafen                                                                                 | GWD | 3× Gast, Manhenke, Meyer 0× | 3× Gast, Manhenke, Meyer 0× | 3× Gast, Manhenke, Meyer 0× | 3× Gast, Manhenke, Meyer 0× | 3× Gast, Manhenke, Meyer 0× | 3× Gast, Manhenke, Meyer 0× | 3× Gast, Manhenke, Meyer 0× | | |
| Strafen                                                                                 | TuS | 9× Kämper (3), Ferić (2), Wirth (2), Windhagen, Kühn 1× Kämper (47./dritte Zeitstrafe) | 9× Kämper (3), Ferić (2), Wirth (2), Windhagen, Kühn 1× Kämper (47./dritte Zeitstrafe) | 9× Kämper (3), Ferić (2), Wirth (2), Windhagen, Kühn 1× Kämper (47./dritte Zeitstrafe) | 9× Kämper (3), Ferić (2), Wirth (2), Windhagen, Kühn 1× Kämper (47./dritte Zeitstrafe) | 9× Kämper (3), Ferić (2), Wirth (2), Windhagen, Kühn 1× Kämper (47./dritte Zeitstrafe) | 9× Kämper (3), Ferić (2), Wirth (2), Windhagen, Kühn 1× Kämper (47./dritte Zeitstrafe) | 9× Kämper (3), Ferić (2), Wirth (2), Windhagen, Kühn 1× Kämper (47./dritte Zeitstrafe) | | |
| Siebenmeter                                                                             | GWD | 7/5 – verworfen: Cvetković (2) | 7/5 – verworfen: Cvetković (2) | 7/5 – verworfen: Cvetković (2) | 7/5 – verworfen: Cvetković (2) | 7/5 – verworfen: Cvetković (2) | 7/5 – verworfen: Cvetković (2) | 7/5 – verworfen: Cvetković (2) | | |
| Siebenmeter                                                                             | TuS | 1/1 | 1/1 | 1/1 | 1/1 | 1/1 | 1/1 | 1/1 | | |
| Schiedsrichter                                                                          | Michael Kulus & Harald Mohr (beide Berlin) | Michael Kulus & Harald Mohr (beide Berlin) | Michael Kulus & Harald Mohr (beide Berlin) | Michael Kulus & Harald Mohr (beide Berlin) | Michael Kulus & Harald Mohr (beide Berlin) | Michael Kulus & Harald Mohr (beide Berlin) | Michael Kulus & Harald Mohr (beide Berlin) | Michael Kulus & Harald Mohr (beide Berlin) | | |
| Bemerkungen                                                                             | Aus Protest gegen Schiedsrichter-Entscheidungen forderte TuS-Trainer Hans-Jürgen Sulk seine Mannschaft in der 49. Minute auf, das Spielfeld zu verlassen um einen Abbruch zu provozieren. Die Spieler folgten nach kurzer Beratung seiner Anweisung allerdings nicht und brachten das Spiel zu Ende. | Aus Protest gegen Schiedsrichter-Entscheidungen forderte TuS-Trainer Hans-Jürgen Sulk seine Mannschaft in der 49. Minute auf, das Spielfeld zu verlassen um einen Abbruch zu provozieren. Die Spieler folgten nach kurzer Beratung seiner Anweisung allerdings nicht und brachten das Spiel zu Ende. | Aus Protest gegen Schiedsrichter-Entscheidungen forderte TuS-Trainer Hans-Jürgen Sulk seine Mannschaft in der 49. Minute auf, das Spielfeld zu verlassen um einen Abbruch zu provozieren. Die Spieler folgten nach kurzer Beratung seiner Anweisung allerdings nicht und brachten das Spiel zu Ende. | Aus Protest gegen Schiedsrichter-Entscheidungen forderte TuS-Trainer Hans-Jürgen Sulk seine Mannschaft in der 49. Minute auf, das Spielfeld zu verlassen um einen Abbruch zu provozieren. Die Spieler folgten nach kurzer Beratung seiner Anweisung allerdings nicht und brachten das Spiel zu Ende. | Aus Protest gegen Schiedsrichter-Entscheidungen forderte TuS-Trainer Hans-Jürgen Sulk seine Mannschaft in der 49. Minute auf, das Spielfeld zu verlassen um einen Abbruch zu provozieren. Die Spieler folgten nach kurzer Beratung seiner Anweisung allerdings nicht und brachten das Spiel zu Ende. | Aus Protest gegen Schiedsrichter-Entscheidungen forderte TuS-Trainer Hans-Jürgen Sulk seine Mannschaft in der 49. Minute auf, das Spielfeld zu verlassen um einen Abbruch zu provozieren. Die Spieler folgten nach kurzer Beratung seiner Anweisung allerdings nicht und brachten das Spiel zu Ende. | Aus Protest gegen Schiedsrichter-Entscheidungen forderte TuS-Trainer Hans-Jürgen Sulk seine Mannschaft in der 49. Minute auf, das Spielfeld zu verlassen um einen Abbruch zu provozieren. Die Spieler folgten nach kurzer Beratung seiner Anweisung allerdings nicht und brachten das Spiel zu Ende. | Aus Protest gegen Schiedsrichter-Entscheidungen forderte TuS-Trainer Hans-Jürgen Sulk seine Mannschaft in der 49. Minute auf, das Spielfeld zu verlassen um einen Abbruch zu provozieren. Die Spieler folgten nach kurzer Beratung seiner Anweisung allerdings nicht und brachten das Spiel zu Ende. | | |
|                                                                                         | 35 | Freundschaftsspiel – Spielothek-Cup 1988 | Freundschaftsspiel – Spielothek-Cup 1988 | Freundschaftsspiel – Spielothek-Cup 1988 | So., 6. Dez. 1987 11:30 | TuS Nettelstedt | TSV GWD Minden | 22:27 (9:15) | 200 | Kreissporthalle, Lübbecke |
|                                                                                         | | Aufstellungen | TuS | Uwe Koch, Armin Wegner – Zlatko Ferić, Klaus Kühn (7), Dirk Kämper (1), Harry Keller (3), Uwe Kölling, Stefan Windhagen (3), Thomas Brilka (1), Jörg Wieske (3), Jörg Kuhnigk (4/2) Trainer: Hans-Jürgen Sulk | Uwe Koch, Armin Wegner – Zlatko Ferić, Klaus Kühn (7), Dirk Kämper (1), Harry Keller (3), Uwe Kölling, Stefan Windhagen (3), Thomas Brilka (1), Jörg Wieske (3), Jörg Kuhnigk (4/2) Trainer: Hans-Jürgen Sulk | Uwe Koch, Armin Wegner – Zlatko Ferić, Klaus Kühn (7), Dirk Kämper (1), Harry Keller (3), Uwe Kölling, Stefan Windhagen (3), Thomas Brilka (1), Jörg Wieske (3), Jörg Kuhnigk (4/2) Trainer: Hans-Jürgen Sulk | Uwe Koch, Armin Wegner – Zlatko Ferić, Klaus Kühn (7), Dirk Kämper (1), Harry Keller (3), Uwe Kölling, Stefan Windhagen (3), Thomas Brilka (1), Jörg Wieske (3), Jörg Kuhnigk (4/2) Trainer: Hans-Jürgen Sulk | Uwe Koch, Armin Wegner – Zlatko Ferić, Klaus Kühn (7), Dirk Kämper (1), Harry Keller (3), Uwe Kölling, Stefan Windhagen (3), Thomas Brilka (1), Jörg Wieske (3), Jörg Kuhnigk (4/2) Trainer: Hans-Jürgen Sulk | Uwe Koch, Armin Wegner – Zlatko Ferić, Klaus Kühn (7), Dirk Kämper (1), Harry Keller (3), Uwe Kölling, Stefan Windhagen (3), Thomas Brilka (1), Jörg Wieske (3), Jörg Kuhnigk (4/2) Trainer: Hans-Jürgen Sulk | Uwe Koch, Armin Wegner – Zlatko Ferić, Klaus Kühn (7), Dirk Kämper (1), Harry Keller (3), Uwe Kölling, Stefan Windhagen (3), Thomas Brilka (1), Jörg Wieske (3), Jörg Kuhnigk (4/2) Trainer: Hans-Jürgen Sulk |
| GWD                                                                                     | Herbert Pohl, Thomas Berg – Carsten Berg, Mathias Kiesau, Fido Gast (5), Nils Lehmann (1), Bernd Schwenker (5), Bernd Seehase (8/3), Cord Manhenke (4), Detlef Meyer (3), Volker Fiedler (1), Guido Klöpper (n.e.), Peter Gerfen (n.e.) Trainer: Friedrich Spannuth | Herbert Pohl, Thomas Berg – Carsten Berg, Mathias Kiesau, Fido Gast (5), Nils Lehmann (1), Bernd Schwenker (5), Bernd Seehase (8/3), Cord Manhenke (4), Detlef Meyer (3), Volker Fiedler (1), Guido Klöpper (n.e.), Peter Gerfen (n.e.) Trainer: Friedrich Spannuth | Herbert Pohl, Thomas Berg – Carsten Berg, Mathias Kiesau, Fido Gast (5), Nils Lehmann (1), Bernd Schwenker (5), Bernd Seehase (8/3), Cord Manhenke (4), Detlef Meyer (3), Volker Fiedler (1), Guido Klöpper (n.e.), Peter Gerfen (n.e.) Trainer: Friedrich Spannuth | Herbert Pohl, Thomas Berg – Carsten Berg, Mathias Kiesau, Fido Gast (5), Nils Lehmann (1), Bernd Schwenker (5), Bernd Seehase (8/3), Cord Manhenke (4), Detlef Meyer (3), Volker Fiedler (1), Guido Klöpper (n.e.), Peter Gerfen (n.e.) Trainer: Friedrich Spannuth | Herbert Pohl, Thomas Berg – Carsten Berg, Mathias Kiesau, Fido Gast (5), Nils Lehmann (1), Bernd Schwenker (5), Bernd Seehase (8/3), Cord Manhenke (4), Detlef Meyer (3), Volker Fiedler (1), Guido Klöpper (n.e.), Peter Gerfen (n.e.) Trainer: Friedrich Spannuth | Herbert Pohl, Thomas Berg – Carsten Berg, Mathias Kiesau, Fido Gast (5), Nils Lehmann (1), Bernd Schwenker (5), Bernd Seehase (8/3), Cord Manhenke (4), Detlef Meyer (3), Volker Fiedler (1), Guido Klöpper (n.e.), Peter Gerfen (n.e.) Trainer: Friedrich Spannuth | Herbert Pohl, Thomas Berg – Carsten Berg, Mathias Kiesau, Fido Gast (5), Nils Lehmann (1), Bernd Schwenker (5), Bernd Seehase (8/3), Cord Manhenke (4), Detlef Meyer (3), Volker Fiedler (1), Guido Klöpper (n.e.), Peter Gerfen (n.e.) Trainer: Friedrich Spannuth | | | |
| 17                                                                                      | 36 | 2. Handball-Bundesliga 1987/88 Nord – 21. Spieltag | 2. Handball-Bundesliga 1987/88 Nord – 21. Spieltag | 2. Handball-Bundesliga 1987/88 Nord – 21. Spieltag | Sa., 12. März 1988 19:30 | TuS Nettelstedt | TSV GWD Minden | 14:15 (6:7) | 1.100 | Kreissporthalle, Lübbecke |
|                                                                                         | | Aufstellungen | TuS | Armin Wegner, Uwe Koch (n.e.) – Zlatko Ferić (8/2), Lutz Kämper (n.e.), Dirk Kämper (2), Harry Keller (1), Uwe Kölling, Stefan Windhagen (1), Ralf Wirth (1), Thomas Brilka (1), Jörg Wieske, Jörg Kuhnigk Trainer: Hans-Jürgen Sulk | Armin Wegner, Uwe Koch (n.e.) – Zlatko Ferić (8/2), Lutz Kämper (n.e.), Dirk Kämper (2), Harry Keller (1), Uwe Kölling, Stefan Windhagen (1), Ralf Wirth (1), Thomas Brilka (1), Jörg Wieske, Jörg Kuhnigk Trainer: Hans-Jürgen Sulk | Armin Wegner, Uwe Koch (n.e.) – Zlatko Ferić (8/2), Lutz Kämper (n.e.), Dirk Kämper (2), Harry Keller (1), Uwe Kölling, Stefan Windhagen (1), Ralf Wirth (1), Thomas Brilka (1), Jörg Wieske, Jörg Kuhnigk Trainer: Hans-Jürgen Sulk | Armin Wegner, Uwe Koch (n.e.) – Zlatko Ferić (8/2), Lutz Kämper (n.e.), Dirk Kämper (2), Harry Keller (1), Uwe Kölling, Stefan Windhagen (1), Ralf Wirth (1), Thomas Brilka (1), Jörg Wieske, Jörg Kuhnigk Trainer: Hans-Jürgen Sulk | Armin Wegner, Uwe Koch (n.e.) – Zlatko Ferić (8/2), Lutz Kämper (n.e.), Dirk Kämper (2), Harry Keller (1), Uwe Kölling, Stefan Windhagen (1), Ralf Wirth (1), Thomas Brilka (1), Jörg Wieske, Jörg Kuhnigk Trainer: Hans-Jürgen Sulk | Armin Wegner, Uwe Koch (n.e.) – Zlatko Ferić (8/2), Lutz Kämper (n.e.), Dirk Kämper (2), Harry Keller (1), Uwe Kölling, Stefan Windhagen (1), Ralf Wirth (1), Thomas Brilka (1), Jörg Wieske, Jörg Kuhnigk Trainer: Hans-Jürgen Sulk | Armin Wegner, Uwe Koch (n.e.) – Zlatko Ferić (8/2), Lutz Kämper (n.e.), Dirk Kämper (2), Harry Keller (1), Uwe Kölling, Stefan Windhagen (1), Ralf Wirth (1), Thomas Brilka (1), Jörg Wieske, Jörg Kuhnigk Trainer: Hans-Jürgen Sulk |
| GWD                                                                                     | Thomas Berg, Herbert Pohl (n.e.) – Carsten Berg (1), Lars Fürhölter, Fido Gast (4), Guido Klöpper, Bernd Schwenker (3), Nils Lehmann (1), Bernd Seehase (1/1), Cord Manhenke (1), Detlef Meyer (1), Volker Fiedler (3) Trainer: Friedrich Spannuth | Thomas Berg, Herbert Pohl (n.e.) – Carsten Berg (1), Lars Fürhölter, Fido Gast (4), Guido Klöpper, Bernd Schwenker (3), Nils Lehmann (1), Bernd Seehase (1/1), Cord Manhenke (1), Detlef Meyer (1), Volker Fiedler (3) Trainer: Friedrich Spannuth | Thomas Berg, Herbert Pohl (n.e.) – Carsten Berg (1), Lars Fürhölter, Fido Gast (4), Guido Klöpper, Bernd Schwenker (3), Nils Lehmann (1), Bernd Seehase (1/1), Cord Manhenke (1), Detlef Meyer (1), Volker Fiedler (3) Trainer: Friedrich Spannuth | Thomas Berg, Herbert Pohl (n.e.) – Carsten Berg (1), Lars Fürhölter, Fido Gast (4), Guido Klöpper, Bernd Schwenker (3), Nils Lehmann (1), Bernd Seehase (1/1), Cord Manhenke (1), Detlef Meyer (1), Volker Fiedler (3) Trainer: Friedrich Spannuth | Thomas Berg, Herbert Pohl (n.e.) – Carsten Berg (1), Lars Fürhölter, Fido Gast (4), Guido Klöpper, Bernd Schwenker (3), Nils Lehmann (1), Bernd Seehase (1/1), Cord Manhenke (1), Detlef Meyer (1), Volker Fiedler (3) Trainer: Friedrich Spannuth | Thomas Berg, Herbert Pohl (n.e.) – Carsten Berg (1), Lars Fürhölter, Fido Gast (4), Guido Klöpper, Bernd Schwenker (3), Nils Lehmann (1), Bernd Seehase (1/1), Cord Manhenke (1), Detlef Meyer (1), Volker Fiedler (3) Trainer: Friedrich Spannuth | Thomas Berg, Herbert Pohl (n.e.) – Carsten Berg (1), Lars Fürhölter, Fido Gast (4), Guido Klöpper, Bernd Schwenker (3), Nils Lehmann (1), Bernd Seehase (1/1), Cord Manhenke (1), Detlef Meyer (1), Volker Fiedler (3) Trainer: Friedrich Spannuth | | | |
| Strafen                                                                                 | TuS | 4× Keller, Ferić, Windhagen, Kölling | 4× Keller, Ferić, Windhagen, Kölling | 4× Keller, Ferić, Windhagen, Kölling | 4× Keller, Ferić, Windhagen, Kölling | 4× Keller, Ferić, Windhagen, Kölling | 4× Keller, Ferić, Windhagen, Kölling | 4× Keller, Ferić, Windhagen, Kölling | | |
| Strafen                                                                                 | GWD | 2× Schwenker (2) | 2× Schwenker (2) | 2× Schwenker (2) | 2× Schwenker (2) | 2× Schwenker (2) | 2× Schwenker (2) | 2× Schwenker (2) | | |
| Siebenmeter                                                                             | TuS | 3/2 – verworfen: Ferić | 3/2 – verworfen: Ferić | 3/2 – verworfen: Ferić | 3/2 – verworfen: Ferić | 3/2 – verworfen: Ferić | 3/2 – verworfen: Ferić | 3/2 – verworfen: Ferić | | |
| Siebenmeter                                                                             | GWD | 3/1 – verworfen: Fiedler, Seehase | 3/1 – verworfen: Fiedler, Seehase | 3/1 – verworfen: Fiedler, Seehase | 3/1 – verworfen: Fiedler, Seehase | 3/1 – verworfen: Fiedler, Seehase | 3/1 – verworfen: Fiedler, Seehase | 3/1 – verworfen: Fiedler, Seehase | | |
| Schiedsrichter                                                                          | Wolfgang Jamelle (Dortmund) & Reinhard Kellermann (Kamen) | Wolfgang Jamelle (Dortmund) & Reinhard Kellermann (Kamen) | Wolfgang Jamelle (Dortmund) & Reinhard Kellermann (Kamen) | Wolfgang Jamelle (Dortmund) & Reinhard Kellermann (Kamen) | Wolfgang Jamelle (Dortmund) & Reinhard Kellermann (Kamen) | Wolfgang Jamelle (Dortmund) & Reinhard Kellermann (Kamen) | Wolfgang Jamelle (Dortmund) & Reinhard Kellermann (Kamen) | Wolfgang Jamelle (Dortmund) & Reinhard Kellermann (Kamen) | | |
| 18                                                                                      | 37 | 2. Handball-Bundesliga 1988/89 Nord – 7. Spieltag | 2. Handball-Bundesliga 1988/89 Nord – 7. Spieltag | 2. Handball-Bundesliga 1988/89 Nord – 7. Spieltag | Sa., 29. Okt. 1988 19:30 | TuS Nettelstedt | TSV GWD Minden | 14:14 (7:8) | 1.200 | Kreissporthalle, Lübbecke |
|                                                                                         | | Aufstellungen | TuS | Armin Wegner, Uwe Koch – Zlatko Ferić, Stefan Krone (1), Carsten Berg (2), Harry Keller (2), Uwe Kölling (1), Stefan Windhagen (1), Ralf Wirth (7/3), Jörg Kuhnigk, Stephan Neitzel (n.e.), Jörg Wieske (n.e.) Trainer: Dietmar Molthahn | Armin Wegner, Uwe Koch – Zlatko Ferić, Stefan Krone (1), Carsten Berg (2), Harry Keller (2), Uwe Kölling (1), Stefan Windhagen (1), Ralf Wirth (7/3), Jörg Kuhnigk, Stephan Neitzel (n.e.), Jörg Wieske (n.e.) Trainer: Dietmar Molthahn | Armin Wegner, Uwe Koch – Zlatko Ferić, Stefan Krone (1), Carsten Berg (2), Harry Keller (2), Uwe Kölling (1), Stefan Windhagen (1), Ralf Wirth (7/3), Jörg Kuhnigk, Stephan Neitzel (n.e.), Jörg Wieske (n.e.) Trainer: Dietmar Molthahn | Armin Wegner, Uwe Koch – Zlatko Ferić, Stefan Krone (1), Carsten Berg (2), Harry Keller (2), Uwe Kölling (1), Stefan Windhagen (1), Ralf Wirth (7/3), Jörg Kuhnigk, Stephan Neitzel (n.e.), Jörg Wieske (n.e.) Trainer: Dietmar Molthahn | Armin Wegner, Uwe Koch – Zlatko Ferić, Stefan Krone (1), Carsten Berg (2), Harry Keller (2), Uwe Kölling (1), Stefan Windhagen (1), Ralf Wirth (7/3), Jörg Kuhnigk, Stephan Neitzel (n.e.), Jörg Wieske (n.e.) Trainer: Dietmar Molthahn | Armin Wegner, Uwe Koch – Zlatko Ferić, Stefan Krone (1), Carsten Berg (2), Harry Keller (2), Uwe Kölling (1), Stefan Windhagen (1), Ralf Wirth (7/3), Jörg Kuhnigk, Stephan Neitzel (n.e.), Jörg Wieske (n.e.) Trainer: Dietmar Molthahn | Armin Wegner, Uwe Koch – Zlatko Ferić, Stefan Krone (1), Carsten Berg (2), Harry Keller (2), Uwe Kölling (1), Stefan Windhagen (1), Ralf Wirth (7/3), Jörg Kuhnigk, Stephan Neitzel (n.e.), Jörg Wieske (n.e.) Trainer: Dietmar Molthahn |
| GWD                                                                                     | Herbert Pohl, Volker Hoffmann – Klaus-Dieter Petersen (2), Kai Stolze (1), Thomas Brandes (2), Wolfgang Prüm (1), Mathias Kiesau, Nils Lehmann, Detlef Meyer , Tomáš Bártek (4), Peter Gerfen (4/3), Uwe Fröschke (n.e.), Lars Fürhölter (n.e.) Trainer: Heinz Brockmeier | Herbert Pohl, Volker Hoffmann – Klaus-Dieter Petersen (2), Kai Stolze (1), Thomas Brandes (2), Wolfgang Prüm (1), Mathias Kiesau, Nils Lehmann, Detlef Meyer , Tomáš Bártek (4), Peter Gerfen (4/3), Uwe Fröschke (n.e.), Lars Fürhölter (n.e.) Trainer: Heinz Brockmeier | Herbert Pohl, Volker Hoffmann – Klaus-Dieter Petersen (2), Kai Stolze (1), Thomas Brandes (2), Wolfgang Prüm (1), Mathias Kiesau, Nils Lehmann, Detlef Meyer , Tomáš Bártek (4), Peter Gerfen (4/3), Uwe Fröschke (n.e.), Lars Fürhölter (n.e.) Trainer: Heinz Brockmeier | Herbert Pohl, Volker Hoffmann – Klaus-Dieter Petersen (2), Kai Stolze (1), Thomas Brandes (2), Wolfgang Prüm (1), Mathias Kiesau, Nils Lehmann, Detlef Meyer , Tomáš Bártek (4), Peter Gerfen (4/3), Uwe Fröschke (n.e.), Lars Fürhölter (n.e.) Trainer: Heinz Brockmeier | Herbert Pohl, Volker Hoffmann – Klaus-Dieter Petersen (2), Kai Stolze (1), Thomas Brandes (2), Wolfgang Prüm (1), Mathias Kiesau, Nils Lehmann, Detlef Meyer , Tomáš Bártek (4), Peter Gerfen (4/3), Uwe Fröschke (n.e.), Lars Fürhölter (n.e.) Trainer: Heinz Brockmeier | Herbert Pohl, Volker Hoffmann – Klaus-Dieter Petersen (2), Kai Stolze (1), Thomas Brandes (2), Wolfgang Prüm (1), Mathias Kiesau, Nils Lehmann, Detlef Meyer , Tomáš Bártek (4), Peter Gerfen (4/3), Uwe Fröschke (n.e.), Lars Fürhölter (n.e.) Trainer: Heinz Brockmeier | Herbert Pohl, Volker Hoffmann – Klaus-Dieter Petersen (2), Kai Stolze (1), Thomas Brandes (2), Wolfgang Prüm (1), Mathias Kiesau, Nils Lehmann, Detlef Meyer , Tomáš Bártek (4), Peter Gerfen (4/3), Uwe Fröschke (n.e.), Lars Fürhölter (n.e.) Trainer: Heinz Brockmeier | | | |
| Strafen                                                                                 | TuS | 2× Keller, Wirth | 2× Keller, Wirth | 2× Keller, Wirth | 2× Keller, Wirth | 2× Keller, Wirth | 2× Keller, Wirth | 2× Keller, Wirth | | |
| Strafen                                                                                 | GWD | 5× Stolze (2), Petersen, Bártek, Lehmann | 5× Stolze (2), Petersen, Bártek, Lehmann | 5× Stolze (2), Petersen, Bártek, Lehmann | 5× Stolze (2), Petersen, Bártek, Lehmann | 5× Stolze (2), Petersen, Bártek, Lehmann | 5× Stolze (2), Petersen, Bártek, Lehmann | 5× Stolze (2), Petersen, Bártek, Lehmann | | |
| Siebenmeter                                                                             | TuS | 5/3 – verworfen: Kölling, Wirth | 5/3 – verworfen: Kölling, Wirth | 5/3 – verworfen: Kölling, Wirth | 5/3 – verworfen: Kölling, Wirth | 5/3 – verworfen: Kölling, Wirth | 5/3 – verworfen: Kölling, Wirth | 5/3 – verworfen: Kölling, Wirth | | |
| Siebenmeter                                                                             | GWD | 3/3 | 3/3 | 3/3 | 3/3 | 3/3 | 3/3 | 3/3 | | |
| Schiedsrichter                                                                          | Dick & Lau (beide Witten) | Dick & Lau (beide Witten) | Dick & Lau (beide Witten) | Dick & Lau (beide Witten) | Dick & Lau (beide Witten) | Dick & Lau (beide Witten) | Dick & Lau (beide Witten) | Dick & Lau (beide Witten) | | |
|                                                                                         | 38 | Freundschaftsspiel – Spielothek-Cup 1989 | Freundschaftsspiel – Spielothek-Cup 1989 | Freundschaftsspiel – Spielothek-Cup 1989 | So., 26. Feb. 1989 11:30 | TuS Nettelstedt | TSV GWD Minden | 15:19 (6:11) | | Kreissporthalle, Lübbecke |
|                                                                                         | | Aufstellungen | TuS | Armin Wegner, Uwe Koch – Stephan Neitzel (2), Zlatko Ferić (1), Stefan Krone (1), Harry Keller, Uwe Kölling (4/1), Stefan Windhagen (1), Ralf Wirth (3/1), Ralf Bruelheide (2), Jörg Kuhnigk (1) Trainer: Dietmar Molthahn | Armin Wegner, Uwe Koch – Stephan Neitzel (2), Zlatko Ferić (1), Stefan Krone (1), Harry Keller, Uwe Kölling (4/1), Stefan Windhagen (1), Ralf Wirth (3/1), Ralf Bruelheide (2), Jörg Kuhnigk (1) Trainer: Dietmar Molthahn | Armin Wegner, Uwe Koch – Stephan Neitzel (2), Zlatko Ferić (1), Stefan Krone (1), Harry Keller, Uwe Kölling (4/1), Stefan Windhagen (1), Ralf Wirth (3/1), Ralf Bruelheide (2), Jörg Kuhnigk (1) Trainer: Dietmar Molthahn | Armin Wegner, Uwe Koch – Stephan Neitzel (2), Zlatko Ferić (1), Stefan Krone (1), Harry Keller, Uwe Kölling (4/1), Stefan Windhagen (1), Ralf Wirth (3/1), Ralf Bruelheide (2), Jörg Kuhnigk (1) Trainer: Dietmar Molthahn | Armin Wegner, Uwe Koch – Stephan Neitzel (2), Zlatko Ferić (1), Stefan Krone (1), Harry Keller, Uwe Kölling (4/1), Stefan Windhagen (1), Ralf Wirth (3/1), Ralf Bruelheide (2), Jörg Kuhnigk (1) Trainer: Dietmar Molthahn | Armin Wegner, Uwe Koch – Stephan Neitzel (2), Zlatko Ferić (1), Stefan Krone (1), Harry Keller, Uwe Kölling (4/1), Stefan Windhagen (1), Ralf Wirth (3/1), Ralf Bruelheide (2), Jörg Kuhnigk (1) Trainer: Dietmar Molthahn | Armin Wegner, Uwe Koch – Stephan Neitzel (2), Zlatko Ferić (1), Stefan Krone (1), Harry Keller, Uwe Kölling (4/1), Stefan Windhagen (1), Ralf Wirth (3/1), Ralf Bruelheide (2), Jörg Kuhnigk (1) Trainer: Dietmar Molthahn |
| GWD                                                                                     | Volker Hoffmann – Klaus-Dieter Petersen (2), Kai Stolze (2), Uwe Fröschke (2), Thomas Brandes (1), Mathias Kiesau (1), Nils Lehmann (6/4), Detlef Meyer (5), Volker Fiedler Trainer: Heinz Brockmeier | Volker Hoffmann – Klaus-Dieter Petersen (2), Kai Stolze (2), Uwe Fröschke (2), Thomas Brandes (1), Mathias Kiesau (1), Nils Lehmann (6/4), Detlef Meyer (5), Volker Fiedler Trainer: Heinz Brockmeier | Volker Hoffmann – Klaus-Dieter Petersen (2), Kai Stolze (2), Uwe Fröschke (2), Thomas Brandes (1), Mathias Kiesau (1), Nils Lehmann (6/4), Detlef Meyer (5), Volker Fiedler Trainer: Heinz Brockmeier | Volker Hoffmann – Klaus-Dieter Petersen (2), Kai Stolze (2), Uwe Fröschke (2), Thomas Brandes (1), Mathias Kiesau (1), Nils Lehmann (6/4), Detlef Meyer (5), Volker Fiedler Trainer: Heinz Brockmeier | Volker Hoffmann – Klaus-Dieter Petersen (2), Kai Stolze (2), Uwe Fröschke (2), Thomas Brandes (1), Mathias Kiesau (1), Nils Lehmann (6/4), Detlef Meyer (5), Volker Fiedler Trainer: Heinz Brockmeier | Volker Hoffmann – Klaus-Dieter Petersen (2), Kai Stolze (2), Uwe Fröschke (2), Thomas Brandes (1), Mathias Kiesau (1), Nils Lehmann (6/4), Detlef Meyer (5), Volker Fiedler Trainer: Heinz Brockmeier | Volker Hoffmann – Klaus-Dieter Petersen (2), Kai Stolze (2), Uwe Fröschke (2), Thomas Brandes (1), Mathias Kiesau (1), Nils Lehmann (6/4), Detlef Meyer (5), Volker Fiedler Trainer: Heinz Brockmeier | | | |
| 19                                                                                      | 39 | 2. Handball-Bundesliga 1988/89 Nord – 20. Spieltag | 2. Handball-Bundesliga 1988/89 Nord – 20. Spieltag | 2. Handball-Bundesliga 1988/89 Nord – 20. Spieltag | Mi., 5. April 1989 20:00 | TSV GWD Minden | TuS Nettelstedt | 19:18 (9:8) | 500 | Kreissporthalle, Minden |
|                                                                                         | | Aufstellungen | GWD | Herbert Pohl, Volker Hoffmann – Klaus-Dieter Petersen, Kai Stolze (4), Thomas Brandes (6), Mathias Kiesau, Tomáš Bártek (1), Nils Lehmann (5), Detlef Meyer , Volker Fiedler (1), Peter Gerfen (2/2) Trainer: Heinz Brockmeier | Herbert Pohl, Volker Hoffmann – Klaus-Dieter Petersen, Kai Stolze (4), Thomas Brandes (6), Mathias Kiesau, Tomáš Bártek (1), Nils Lehmann (5), Detlef Meyer , Volker Fiedler (1), Peter Gerfen (2/2) Trainer: Heinz Brockmeier | Herbert Pohl, Volker Hoffmann – Klaus-Dieter Petersen, Kai Stolze (4), Thomas Brandes (6), Mathias Kiesau, Tomáš Bártek (1), Nils Lehmann (5), Detlef Meyer , Volker Fiedler (1), Peter Gerfen (2/2) Trainer: Heinz Brockmeier | Herbert Pohl, Volker Hoffmann – Klaus-Dieter Petersen, Kai Stolze (4), Thomas Brandes (6), Mathias Kiesau, Tomáš Bártek (1), Nils Lehmann (5), Detlef Meyer , Volker Fiedler (1), Peter Gerfen (2/2) Trainer: Heinz Brockmeier | Herbert Pohl, Volker Hoffmann – Klaus-Dieter Petersen, Kai Stolze (4), Thomas Brandes (6), Mathias Kiesau, Tomáš Bártek (1), Nils Lehmann (5), Detlef Meyer , Volker Fiedler (1), Peter Gerfen (2/2) Trainer: Heinz Brockmeier | Herbert Pohl, Volker Hoffmann – Klaus-Dieter Petersen, Kai Stolze (4), Thomas Brandes (6), Mathias Kiesau, Tomáš Bártek (1), Nils Lehmann (5), Detlef Meyer , Volker Fiedler (1), Peter Gerfen (2/2) Trainer: Heinz Brockmeier | Herbert Pohl, Volker Hoffmann – Klaus-Dieter Petersen, Kai Stolze (4), Thomas Brandes (6), Mathias Kiesau, Tomáš Bártek (1), Nils Lehmann (5), Detlef Meyer , Volker Fiedler (1), Peter Gerfen (2/2) Trainer: Heinz Brockmeier |
| TuS                                                                                     | Armin Wegner, Uwe Koch – Stephan Neitzel (3), Zlatko Ferić (1), Jörg Kuhnigk (3), Carsten Berg (1), Harry Keller (n.e.), Uwe Kölling (1), Stefan Windhagen, Ralf Wirth (3), Ralf Bruelheide (6/4) Trainer: Dietmar Molthahn | Armin Wegner, Uwe Koch – Stephan Neitzel (3), Zlatko Ferić (1), Jörg Kuhnigk (3), Carsten Berg (1), Harry Keller (n.e.), Uwe Kölling (1), Stefan Windhagen, Ralf Wirth (3), Ralf Bruelheide (6/4) Trainer: Dietmar Molthahn | Armin Wegner, Uwe Koch – Stephan Neitzel (3), Zlatko Ferić (1), Jörg Kuhnigk (3), Carsten Berg (1), Harry Keller (n.e.), Uwe Kölling (1), Stefan Windhagen, Ralf Wirth (3), Ralf Bruelheide (6/4) Trainer: Dietmar Molthahn | Armin Wegner, Uwe Koch – Stephan Neitzel (3), Zlatko Ferić (1), Jörg Kuhnigk (3), Carsten Berg (1), Harry Keller (n.e.), Uwe Kölling (1), Stefan Windhagen, Ralf Wirth (3), Ralf Bruelheide (6/4) Trainer: Dietmar Molthahn | Armin Wegner, Uwe Koch – Stephan Neitzel (3), Zlatko Ferić (1), Jörg Kuhnigk (3), Carsten Berg (1), Harry Keller (n.e.), Uwe Kölling (1), Stefan Windhagen, Ralf Wirth (3), Ralf Bruelheide (6/4) Trainer: Dietmar Molthahn | Armin Wegner, Uwe Koch – Stephan Neitzel (3), Zlatko Ferić (1), Jörg Kuhnigk (3), Carsten Berg (1), Harry Keller (n.e.), Uwe Kölling (1), Stefan Windhagen, Ralf Wirth (3), Ralf Bruelheide (6/4) Trainer: Dietmar Molthahn | Armin Wegner, Uwe Koch – Stephan Neitzel (3), Zlatko Ferić (1), Jörg Kuhnigk (3), Carsten Berg (1), Harry Keller (n.e.), Uwe Kölling (1), Stefan Windhagen, Ralf Wirth (3), Ralf Bruelheide (6/4) Trainer: Dietmar Molthahn | | | |
| Strafen                                                                                 | GWD | 3× Meyer (2), Brandes | 3× Meyer (2), Brandes | 3× Meyer (2), Brandes | 3× Meyer (2), Brandes | 3× Meyer (2), Brandes | 3× Meyer (2), Brandes | 3× Meyer (2), Brandes | | |
| Strafen                                                                                 | TuS | 3× Windhagen, Kuhnigk, Wirth | 3× Windhagen, Kuhnigk, Wirth | 3× Windhagen, Kuhnigk, Wirth | 3× Windhagen, Kuhnigk, Wirth | 3× Windhagen, Kuhnigk, Wirth | 3× Windhagen, Kuhnigk, Wirth | 3× Windhagen, Kuhnigk, Wirth | | |
| Siebenmeter                                                                             | GWD | 2/2 | 2/2 | 2/2 | 2/2 | 2/2 | 2/2 | 2/2 | | |
| Siebenmeter                                                                             | TuS | 5/4 – verworfen: Bruelheide | 5/4 – verworfen: Bruelheide | 5/4 – verworfen: Bruelheide | 5/4 – verworfen: Bruelheide | 5/4 – verworfen: Bruelheide | 5/4 – verworfen: Bruelheide | 5/4 – verworfen: Bruelheide | | |
| Schiedsrichter                                                                          | Hoffmann & Weber (beide Siegburg) | Hoffmann & Weber (beide Siegburg) | Hoffmann & Weber (beide Siegburg) | Hoffmann & Weber (beide Siegburg) | Hoffmann & Weber (beide Siegburg) | Hoffmann & Weber (beide Siegburg) | Hoffmann & Weber (beide Siegburg) | Hoffmann & Weber (beide Siegburg) | | |
| 20                                                                                      | 40 | 2. Handball-Bundesliga 1989/90 Nord – 8. Spieltag | 2. Handball-Bundesliga 1989/90 Nord – 8. Spieltag | 2. Handball-Bundesliga 1989/90 Nord – 8. Spieltag | Sa., 18. Nov. 1989 19:30 | TSV GWD Minden | TuS Nettelstedt | 27:20 (12:8) | 2.000 | Kreissporthalle, Minden |
|                                                                                         | | Aufstellungen | GWD | Volker Hoffmann, Herbert Pohl – Frank Meyer (1), Kai Stolze (3), Jörg Reichert (1), Wolfgang Prüm (5), Ralf Niemeyer (1), Tomáš Bártek (4), Detlef Meyer , Peter Gerfen (9/4), Guido Klöpper (3), Wolfgang Böhme (n.e.) Trainer: Wolfgang Böhme | Volker Hoffmann, Herbert Pohl – Frank Meyer (1), Kai Stolze (3), Jörg Reichert (1), Wolfgang Prüm (5), Ralf Niemeyer (1), Tomáš Bártek (4), Detlef Meyer , Peter Gerfen (9/4), Guido Klöpper (3), Wolfgang Böhme (n.e.) Trainer: Wolfgang Böhme | Volker Hoffmann, Herbert Pohl – Frank Meyer (1), Kai Stolze (3), Jörg Reichert (1), Wolfgang Prüm (5), Ralf Niemeyer (1), Tomáš Bártek (4), Detlef Meyer , Peter Gerfen (9/4), Guido Klöpper (3), Wolfgang Böhme (n.e.) Trainer: Wolfgang Böhme | Volker Hoffmann, Herbert Pohl – Frank Meyer (1), Kai Stolze (3), Jörg Reichert (1), Wolfgang Prüm (5), Ralf Niemeyer (1), Tomáš Bártek (4), Detlef Meyer , Peter Gerfen (9/4), Guido Klöpper (3), Wolfgang Böhme (n.e.) Trainer: Wolfgang Böhme | Volker Hoffmann, Herbert Pohl – Frank Meyer (1), Kai Stolze (3), Jörg Reichert (1), Wolfgang Prüm (5), Ralf Niemeyer (1), Tomáš Bártek (4), Detlef Meyer , Peter Gerfen (9/4), Guido Klöpper (3), Wolfgang Böhme (n.e.) Trainer: Wolfgang Böhme | Volker Hoffmann, Herbert Pohl – Frank Meyer (1), Kai Stolze (3), Jörg Reichert (1), Wolfgang Prüm (5), Ralf Niemeyer (1), Tomáš Bártek (4), Detlef Meyer , Peter Gerfen (9/4), Guido Klöpper (3), Wolfgang Böhme (n.e.) Trainer: Wolfgang Böhme | Volker Hoffmann, Herbert Pohl – Frank Meyer (1), Kai Stolze (3), Jörg Reichert (1), Wolfgang Prüm (5), Ralf Niemeyer (1), Tomáš Bártek (4), Detlef Meyer , Peter Gerfen (9/4), Guido Klöpper (3), Wolfgang Böhme (n.e.) Trainer: Wolfgang Böhme |
| TuS                                                                                     | Armin Wegner, Joachim Hartmann – Stephan Neitzel (1), Volker Fiedler, Bernd Wienecke (n.e.), Carsten Berg (1), Boris Komucki (11/6), Uwe Kölling, Stefan Windhagen (2), Ralf Wirth (3), Jörg Kuhnigk (2), Stefan Krone, Stefan Kleine (n.e.) Trainer: Dietmar Molthahn | Armin Wegner, Joachim Hartmann – Stephan Neitzel (1), Volker Fiedler, Bernd Wienecke (n.e.), Carsten Berg (1), Boris Komucki (11/6), Uwe Kölling, Stefan Windhagen (2), Ralf Wirth (3), Jörg Kuhnigk (2), Stefan Krone, Stefan Kleine (n.e.) Trainer: Dietmar Molthahn | Armin Wegner, Joachim Hartmann – Stephan Neitzel (1), Volker Fiedler, Bernd Wienecke (n.e.), Carsten Berg (1), Boris Komucki (11/6), Uwe Kölling, Stefan Windhagen (2), Ralf Wirth (3), Jörg Kuhnigk (2), Stefan Krone, Stefan Kleine (n.e.) Trainer: Dietmar Molthahn | Armin Wegner, Joachim Hartmann – Stephan Neitzel (1), Volker Fiedler, Bernd Wienecke (n.e.), Carsten Berg (1), Boris Komucki (11/6), Uwe Kölling, Stefan Windhagen (2), Ralf Wirth (3), Jörg Kuhnigk (2), Stefan Krone, Stefan Kleine (n.e.) Trainer: Dietmar Molthahn | Armin Wegner, Joachim Hartmann – Stephan Neitzel (1), Volker Fiedler, Bernd Wienecke (n.e.), Carsten Berg (1), Boris Komucki (11/6), Uwe Kölling, Stefan Windhagen (2), Ralf Wirth (3), Jörg Kuhnigk (2), Stefan Krone, Stefan Kleine (n.e.) Trainer: Dietmar Molthahn | Armin Wegner, Joachim Hartmann – Stephan Neitzel (1), Volker Fiedler, Bernd Wienecke (n.e.), Carsten Berg (1), Boris Komucki (11/6), Uwe Kölling, Stefan Windhagen (2), Ralf Wirth (3), Jörg Kuhnigk (2), Stefan Krone, Stefan Kleine (n.e.) Trainer: Dietmar Molthahn | Armin Wegner, Joachim Hartmann – Stephan Neitzel (1), Volker Fiedler, Bernd Wienecke (n.e.), Carsten Berg (1), Boris Komucki (11/6), Uwe Kölling, Stefan Windhagen (2), Ralf Wirth (3), Jörg Kuhnigk (2), Stefan Krone, Stefan Kleine (n.e.) Trainer: Dietmar Molthahn | | | |
| Strafen                                                                                 | GWD | 4× Klöpper (2), F. Meyer, Bártek | 4× Klöpper (2), F. Meyer, Bártek | 4× Klöpper (2), F. Meyer, Bártek | 4× Klöpper (2), F. Meyer, Bártek | 4× Klöpper (2), F. Meyer, Bártek | 4× Klöpper (2), F. Meyer, Bártek | 4× Klöpper (2), F. Meyer, Bártek | | |
| Strafen                                                                                 | TuS | 8× Neitzel (2), Komucki (2), Kölling (2), Wirth, Windhagen | 8× Neitzel (2), Komucki (2), Kölling (2), Wirth, Windhagen | 8× Neitzel (2), Komucki (2), Kölling (2), Wirth, Windhagen | 8× Neitzel (2), Komucki (2), Kölling (2), Wirth, Windhagen | 8× Neitzel (2), Komucki (2), Kölling (2), Wirth, Windhagen | 8× Neitzel (2), Komucki (2), Kölling (2), Wirth, Windhagen | 8× Neitzel (2), Komucki (2), Kölling (2), Wirth, Windhagen | | |
| Siebenmeter                                                                             | GWD | 4/4 | 4/4 | 4/4 | 4/4 | 4/4 | 4/4 | 4/4 | | |
| Siebenmeter                                                                             | TuS | 7/6 – verworfen: Wirth | 7/6 – verworfen: Wirth | 7/6 – verworfen: Wirth | 7/6 – verworfen: Wirth | 7/6 – verworfen: Wirth | 7/6 – verworfen: Wirth | 7/6 – verworfen: Wirth | | |
| Schiedsrichter                                                                          | Jürgen Rauhut (Nordhorn) & Zoeger (Osnabrück) | Jürgen Rauhut (Nordhorn) & Zoeger (Osnabrück) | Jürgen Rauhut (Nordhorn) & Zoeger (Osnabrück) | Jürgen Rauhut (Nordhorn) & Zoeger (Osnabrück) | Jürgen Rauhut (Nordhorn) & Zoeger (Osnabrück) | Jürgen Rauhut (Nordhorn) & Zoeger (Osnabrück) | Jürgen Rauhut (Nordhorn) & Zoeger (Osnabrück) | Jürgen Rauhut (Nordhorn) & Zoeger (Osnabrück) | | |
|                                                                                         | 41 | Freundschaftsspiel – Spielothek-Cup 1990 | Freundschaftsspiel – Spielothek-Cup 1990 | Freundschaftsspiel – Spielothek-Cup 1990 | So., 7. Jan. 1990 11:30 | TSV GWD Minden | TuS Nettelstedt | 22:15 (11:7) | | Kreissporthalle, Lübbecke |
|                                                                                         | | Aufstellungen | GWD | Volker Hoffmann, Herbert Pohl (n.e.) – Kai Stolze (7), Jörg Reichert (1), Ralf Niemeyer (2), Tomáš Bártek (6/1), Peter Gerfen (4), Guido Klöpper, Michael Jecke (2) Trainer: Wolfgang Böhme | Volker Hoffmann, Herbert Pohl (n.e.) – Kai Stolze (7), Jörg Reichert (1), Ralf Niemeyer (2), Tomáš Bártek (6/1), Peter Gerfen (4), Guido Klöpper, Michael Jecke (2) Trainer: Wolfgang Böhme | Volker Hoffmann, Herbert Pohl (n.e.) – Kai Stolze (7), Jörg Reichert (1), Ralf Niemeyer (2), Tomáš Bártek (6/1), Peter Gerfen (4), Guido Klöpper, Michael Jecke (2) Trainer: Wolfgang Böhme | Volker Hoffmann, Herbert Pohl (n.e.) – Kai Stolze (7), Jörg Reichert (1), Ralf Niemeyer (2), Tomáš Bártek (6/1), Peter Gerfen (4), Guido Klöpper, Michael Jecke (2) Trainer: Wolfgang Böhme | Volker Hoffmann, Herbert Pohl (n.e.) – Kai Stolze (7), Jörg Reichert (1), Ralf Niemeyer (2), Tomáš Bártek (6/1), Peter Gerfen (4), Guido Klöpper, Michael Jecke (2) Trainer: Wolfgang Böhme | Volker Hoffmann, Herbert Pohl (n.e.) – Kai Stolze (7), Jörg Reichert (1), Ralf Niemeyer (2), Tomáš Bártek (6/1), Peter Gerfen (4), Guido Klöpper, Michael Jecke (2) Trainer: Wolfgang Böhme | Volker Hoffmann, Herbert Pohl (n.e.) – Kai Stolze (7), Jörg Reichert (1), Ralf Niemeyer (2), Tomáš Bártek (6/1), Peter Gerfen (4), Guido Klöpper, Michael Jecke (2) Trainer: Wolfgang Böhme |
| TuS                                                                                     | Rainer Niemeyer, Achim Hucke (n.e.) – Stephan Neitzel (2/1), Volker Fiedler (2), Bernd Wienecke, Jürgen Tabel (3), Falco Hellmich, Olaf Coors, Bernd Arning (1), Stefan Windhagen (1), Dirk Niedringhaus (5/1), Christian Rogge, Peter Pickel (1) Trainer: Dietmar Molthahn | Rainer Niemeyer, Achim Hucke (n.e.) – Stephan Neitzel (2/1), Volker Fiedler (2), Bernd Wienecke, Jürgen Tabel (3), Falco Hellmich, Olaf Coors, Bernd Arning (1), Stefan Windhagen (1), Dirk Niedringhaus (5/1), Christian Rogge, Peter Pickel (1) Trainer: Dietmar Molthahn | Rainer Niemeyer, Achim Hucke (n.e.) – Stephan Neitzel (2/1), Volker Fiedler (2), Bernd Wienecke, Jürgen Tabel (3), Falco Hellmich, Olaf Coors, Bernd Arning (1), Stefan Windhagen (1), Dirk Niedringhaus (5/1), Christian Rogge, Peter Pickel (1) Trainer: Dietmar Molthahn | Rainer Niemeyer, Achim Hucke (n.e.) – Stephan Neitzel (2/1), Volker Fiedler (2), Bernd Wienecke, Jürgen Tabel (3), Falco Hellmich, Olaf Coors, Bernd Arning (1), Stefan Windhagen (1), Dirk Niedringhaus (5/1), Christian Rogge, Peter Pickel (1) Trainer: Dietmar Molthahn | Rainer Niemeyer, Achim Hucke (n.e.) – Stephan Neitzel (2/1), Volker Fiedler (2), Bernd Wienecke, Jürgen Tabel (3), Falco Hellmich, Olaf Coors, Bernd Arning (1), Stefan Windhagen (1), Dirk Niedringhaus (5/1), Christian Rogge, Peter Pickel (1) Trainer: Dietmar Molthahn | Rainer Niemeyer, Achim Hucke (n.e.) – Stephan Neitzel (2/1), Volker Fiedler (2), Bernd Wienecke, Jürgen Tabel (3), Falco Hellmich, Olaf Coors, Bernd Arning (1), Stefan Windhagen (1), Dirk Niedringhaus (5/1), Christian Rogge, Peter Pickel (1) Trainer: Dietmar Molthahn | Rainer Niemeyer, Achim Hucke (n.e.) – Stephan Neitzel (2/1), Volker Fiedler (2), Bernd Wienecke, Jürgen Tabel (3), Falco Hellmich, Olaf Coors, Bernd Arning (1), Stefan Windhagen (1), Dirk Niedringhaus (5/1), Christian Rogge, Peter Pickel (1) Trainer: Dietmar Molthahn | | | |
| 21                                                                                      | 42 | 2. Handball-Bundesliga 1989/90 Nord – 21. Spieltag | 2. Handball-Bundesliga 1989/90 Nord – 21. Spieltag | 2. Handball-Bundesliga 1989/90 Nord – 21. Spieltag | Sa., 3. März 1990 19:30 | TuS Nettelstedt | TSV GWD Minden | 19:15 (7:9) | 1.500 | Kreissporthalle, Lübbecke |
|                                                                                         | | Aufstellungen | TuS | Armin Wegner, Rainer Niemeyer – Volker Fiedler, Bernd Wienecke (2), Boris Komucki (13/8), Uwe Kölling (1), Stefan Windhagen (1), Ralf Bruelheide (1), Jörg Kuhnigk (1), Stephan Neitzel (n.e.), Stefan Kleine (n.e.), Carsten Berg (n.e.), Dirk Niedringhaus (n.e.) Trainer: Dietmar Molthahn | Armin Wegner, Rainer Niemeyer – Volker Fiedler, Bernd Wienecke (2), Boris Komucki (13/8), Uwe Kölling (1), Stefan Windhagen (1), Ralf Bruelheide (1), Jörg Kuhnigk (1), Stephan Neitzel (n.e.), Stefan Kleine (n.e.), Carsten Berg (n.e.), Dirk Niedringhaus (n.e.) Trainer: Dietmar Molthahn | Armin Wegner, Rainer Niemeyer – Volker Fiedler, Bernd Wienecke (2), Boris Komucki (13/8), Uwe Kölling (1), Stefan Windhagen (1), Ralf Bruelheide (1), Jörg Kuhnigk (1), Stephan Neitzel (n.e.), Stefan Kleine (n.e.), Carsten Berg (n.e.), Dirk Niedringhaus (n.e.) Trainer: Dietmar Molthahn | Armin Wegner, Rainer Niemeyer – Volker Fiedler, Bernd Wienecke (2), Boris Komucki (13/8), Uwe Kölling (1), Stefan Windhagen (1), Ralf Bruelheide (1), Jörg Kuhnigk (1), Stephan Neitzel (n.e.), Stefan Kleine (n.e.), Carsten Berg (n.e.), Dirk Niedringhaus (n.e.) Trainer: Dietmar Molthahn | Armin Wegner, Rainer Niemeyer – Volker Fiedler, Bernd Wienecke (2), Boris Komucki (13/8), Uwe Kölling (1), Stefan Windhagen (1), Ralf Bruelheide (1), Jörg Kuhnigk (1), Stephan Neitzel (n.e.), Stefan Kleine (n.e.), Carsten Berg (n.e.), Dirk Niedringhaus (n.e.) Trainer: Dietmar Molthahn | Armin Wegner, Rainer Niemeyer – Volker Fiedler, Bernd Wienecke (2), Boris Komucki (13/8), Uwe Kölling (1), Stefan Windhagen (1), Ralf Bruelheide (1), Jörg Kuhnigk (1), Stephan Neitzel (n.e.), Stefan Kleine (n.e.), Carsten Berg (n.e.), Dirk Niedringhaus (n.e.) Trainer: Dietmar Molthahn                                                                           | Armin Wegner, Rainer Niemeyer – Volker Fiedler, Bernd Wienecke (2), Boris Komucki (13/8), Uwe Kölling (1), Stefan Windhagen (1), Ralf Bruelheide (1), Jörg Kuhnigk (1), Stephan Neitzel (n.e.), Stefan Kleine (n.e.), Carsten Berg (n.e.), Dirk Niedringhaus (n.e.) Trainer: Dietmar Molthahn                                                                           |
| GWD                                                                                     | Volker Hoffmann, Herbert Pohl – Frank Meyer (1), Kai Stolze, Jörg Reichert, Gerd Amann (1), Wolfgang Prüm, Ralf Niemeyer (1), Tomáš Bártek (6/1), Detlef Meyer , Peter Gerfen (4/3), Guido Klöpper (2) Trainer: Wolfgang Böhme | Volker Hoffmann, Herbert Pohl – Frank Meyer (1), Kai Stolze, Jörg Reichert, Gerd Amann (1), Wolfgang Prüm, Ralf Niemeyer (1), Tomáš Bártek (6/1), Detlef Meyer , Peter Gerfen (4/3), Guido Klöpper (2) Trainer: Wolfgang Böhme | Volker Hoffmann, Herbert Pohl – Frank Meyer (1), Kai Stolze, Jörg Reichert, Gerd Amann (1), Wolfgang Prüm, Ralf Niemeyer (1), Tomáš Bártek (6/1), Detlef Meyer , Peter Gerfen (4/3), Guido Klöpper (2) Trainer: Wolfgang Böhme | Volker Hoffmann, Herbert Pohl – Frank Meyer (1), Kai Stolze, Jörg Reichert, Gerd Amann (1), Wolfgang Prüm, Ralf Niemeyer (1), Tomáš Bártek (6/1), Detlef Meyer , Peter Gerfen (4/3), Guido Klöpper (2) Trainer: Wolfgang Böhme | Volker Hoffmann, Herbert Pohl – Frank Meyer (1), Kai Stolze, Jörg Reichert, Gerd Amann (1), Wolfgang Prüm, Ralf Niemeyer (1), Tomáš Bártek (6/1), Detlef Meyer , Peter Gerfen (4/3), Guido Klöpper (2) Trainer: Wolfgang Böhme | Volker Hoffmann, Herbert Pohl – Frank Meyer (1), Kai Stolze, Jörg Reichert, Gerd Amann (1), Wolfgang Prüm, Ralf Niemeyer (1), Tomáš Bártek (6/1), Detlef Meyer , Peter Gerfen (4/3), Guido Klöpper (2) Trainer: Wolfgang Böhme | Volker Hoffmann, Herbert Pohl – Frank Meyer (1), Kai Stolze, Jörg Reichert, Gerd Amann (1), Wolfgang Prüm, Ralf Niemeyer (1), Tomáš Bártek (6/1), Detlef Meyer , Peter Gerfen (4/3), Guido Klöpper (2) Trainer: Wolfgang Böhme | | | |
| Strafen                                                                                 | TuS | 7× Kuhnigk (3), Fiedler (2), Kölling, Komucki 1× Kuhnigk (dritte Zeitstrafe) | 7× Kuhnigk (3), Fiedler (2), Kölling, Komucki 1× Kuhnigk (dritte Zeitstrafe) | 7× Kuhnigk (3), Fiedler (2), Kölling, Komucki 1× Kuhnigk (dritte Zeitstrafe) | 7× Kuhnigk (3), Fiedler (2), Kölling, Komucki 1× Kuhnigk (dritte Zeitstrafe) | 7× Kuhnigk (3), Fiedler (2), Kölling, Komucki 1× Kuhnigk (dritte Zeitstrafe) | 7× Kuhnigk (3), Fiedler (2), Kölling, Komucki 1× Kuhnigk (dritte Zeitstrafe) | 7× Kuhnigk (3), Fiedler (2), Kölling, Komucki 1× Kuhnigk (dritte Zeitstrafe) | | |
| Strafen                                                                                 | GWD | 6× Klöpper (2), Niemeyer, Stolze (2), Bártek 0× | 6× Klöpper (2), Niemeyer, Stolze (2), Bártek 0× | 6× Klöpper (2), Niemeyer, Stolze (2), Bártek 0× | 6× Klöpper (2), Niemeyer, Stolze (2), Bártek 0× | 6× Klöpper (2), Niemeyer, Stolze (2), Bártek 0× | 6× Klöpper (2), Niemeyer, Stolze (2), Bártek 0× | 6× Klöpper (2), Niemeyer, Stolze (2), Bártek 0× | | |
| Siebenmeter                                                                             | TuS | 8/8 | 8/8 | 8/8 | 8/8 | 8/8 | 8/8 | 8/8 | | |
| Siebenmeter                                                                             | GWD | 6/4 – verworfen: Bártek, Gerfen | 6/4 – verworfen: Bártek, Gerfen | 6/4 – verworfen: Bártek, Gerfen | 6/4 – verworfen: Bártek, Gerfen | 6/4 – verworfen: Bártek, Gerfen | 6/4 – verworfen: Bártek, Gerfen | 6/4 – verworfen: Bártek, Gerfen | | |
| Schiedsrichter                                                                          | Wilfried Schäfer (Pohlheim) & Josef Semmelroth (Linden) | Wilfried Schäfer (Pohlheim) & Josef Semmelroth (Linden) | Wilfried Schäfer (Pohlheim) & Josef Semmelroth (Linden) | Wilfried Schäfer (Pohlheim) & Josef Semmelroth (Linden) | Wilfried Schäfer (Pohlheim) & Josef Semmelroth (Linden) | Wilfried Schäfer (Pohlheim) & Josef Semmelroth (Linden) | Wilfried Schäfer (Pohlheim) & Josef Semmelroth (Linden) | Wilfried Schäfer (Pohlheim) & Josef Semmelroth (Linden) | | |
| 22                                                                                      | 43 | 2. Handball-Bundesliga 1990/91 Nord – 11. Spieltag | 2. Handball-Bundesliga 1990/91 Nord – 11. Spieltag | 2. Handball-Bundesliga 1990/91 Nord – 11. Spieltag | Fr., 30. Nov. 1990 20:00 | TSV GWD Minden | TuS Nettelstedt | 27:17 (13:10) | 1.900 | Kreissporthalle, Minden |
|                                                                                         | | Aufstellungen | GWD | Volker Hoffmann, Lars Liebe – Rüdiger Borchardt (9/1), Kai Stolze (4), Norbert Gregorz (3), Frank Schoppe (2), Tomáš Bártek (3), Gerd Amann , Detlef Meyer (4), Guido Klöpper (n.e.), Jörg Reichert, Peter Gerfen (2) Trainer: Wolfgang Böhme | Volker Hoffmann, Lars Liebe – Rüdiger Borchardt (9/1), Kai Stolze (4), Norbert Gregorz (3), Frank Schoppe (2), Tomáš Bártek (3), Gerd Amann , Detlef Meyer (4), Guido Klöpper (n.e.), Jörg Reichert, Peter Gerfen (2) Trainer: Wolfgang Böhme | Volker Hoffmann, Lars Liebe – Rüdiger Borchardt (9/1), Kai Stolze (4), Norbert Gregorz (3), Frank Schoppe (2), Tomáš Bártek (3), Gerd Amann , Detlef Meyer (4), Guido Klöpper (n.e.), Jörg Reichert, Peter Gerfen (2) Trainer: Wolfgang Böhme | Volker Hoffmann, Lars Liebe – Rüdiger Borchardt (9/1), Kai Stolze (4), Norbert Gregorz (3), Frank Schoppe (2), Tomáš Bártek (3), Gerd Amann , Detlef Meyer (4), Guido Klöpper (n.e.), Jörg Reichert, Peter Gerfen (2) Trainer: Wolfgang Böhme | Volker Hoffmann, Lars Liebe – Rüdiger Borchardt (9/1), Kai Stolze (4), Norbert Gregorz (3), Frank Schoppe (2), Tomáš Bártek (3), Gerd Amann , Detlef Meyer (4), Guido Klöpper (n.e.), Jörg Reichert, Peter Gerfen (2) Trainer: Wolfgang Böhme | Volker Hoffmann, Lars Liebe – Rüdiger Borchardt (9/1), Kai Stolze (4), Norbert Gregorz (3), Frank Schoppe (2), Tomáš Bártek (3), Gerd Amann , Detlef Meyer (4), Guido Klöpper (n.e.), Jörg Reichert, Peter Gerfen (2) Trainer: Wolfgang Böhme | Volker Hoffmann, Lars Liebe – Rüdiger Borchardt (9/1), Kai Stolze (4), Norbert Gregorz (3), Frank Schoppe (2), Tomáš Bártek (3), Gerd Amann , Detlef Meyer (4), Guido Klöpper (n.e.), Jörg Reichert, Peter Gerfen (2) Trainer: Wolfgang Böhme |
| TuS                                                                                     | Armin Wegner, Jens Kanzog (n.e.) – Uwe Zimmer (n.e.), Volker Fiedler (2), Heiko Ruwe, Boris Komucki (3/1), Uwe Kölling (1), Stefan Windhagen, Andreas Kohl (2), Ralf Bruelheide (8/4), Stefan Kleine, Jörg Kuhnigk (1) Trainer: Dietmar Molthahn | Armin Wegner, Jens Kanzog (n.e.) – Uwe Zimmer (n.e.), Volker Fiedler (2), Heiko Ruwe, Boris Komucki (3/1), Uwe Kölling (1), Stefan Windhagen, Andreas Kohl (2), Ralf Bruelheide (8/4), Stefan Kleine, Jörg Kuhnigk (1) Trainer: Dietmar Molthahn | Armin Wegner, Jens Kanzog (n.e.) – Uwe Zimmer (n.e.), Volker Fiedler (2), Heiko Ruwe, Boris Komucki (3/1), Uwe Kölling (1), Stefan Windhagen, Andreas Kohl (2), Ralf Bruelheide (8/4), Stefan Kleine, Jörg Kuhnigk (1) Trainer: Dietmar Molthahn | Armin Wegner, Jens Kanzog (n.e.) – Uwe Zimmer (n.e.), Volker Fiedler (2), Heiko Ruwe, Boris Komucki (3/1), Uwe Kölling (1), Stefan Windhagen, Andreas Kohl (2), Ralf Bruelheide (8/4), Stefan Kleine, Jörg Kuhnigk (1) Trainer: Dietmar Molthahn | Armin Wegner, Jens Kanzog (n.e.) – Uwe Zimmer (n.e.), Volker Fiedler (2), Heiko Ruwe, Boris Komucki (3/1), Uwe Kölling (1), Stefan Windhagen, Andreas Kohl (2), Ralf Bruelheide (8/4), Stefan Kleine, Jörg Kuhnigk (1) Trainer: Dietmar Molthahn | Armin Wegner, Jens Kanzog (n.e.) – Uwe Zimmer (n.e.), Volker Fiedler (2), Heiko Ruwe, Boris Komucki (3/1), Uwe Kölling (1), Stefan Windhagen, Andreas Kohl (2), Ralf Bruelheide (8/4), Stefan Kleine, Jörg Kuhnigk (1) Trainer: Dietmar Molthahn | Armin Wegner, Jens Kanzog (n.e.) – Uwe Zimmer (n.e.), Volker Fiedler (2), Heiko Ruwe, Boris Komucki (3/1), Uwe Kölling (1), Stefan Windhagen, Andreas Kohl (2), Ralf Bruelheide (8/4), Stefan Kleine, Jörg Kuhnigk (1) Trainer: Dietmar Molthahn | | | |
| Strafen                                                                                 | GWD | 2× Gerfen, Schoppe | 2× Gerfen, Schoppe | 2× Gerfen, Schoppe | 2× Gerfen, Schoppe | 2× Gerfen, Schoppe | 2× Gerfen, Schoppe | 2× Gerfen, Schoppe | | |
| Strafen                                                                                 | TuS | 4× Ruwe, Kuhnigk (2), Windhagen | 4× Ruwe, Kuhnigk (2), Windhagen | 4× Ruwe, Kuhnigk (2), Windhagen | 4× Ruwe, Kuhnigk (2), Windhagen | 4× Ruwe, Kuhnigk (2), Windhagen | 4× Ruwe, Kuhnigk (2), Windhagen | 4× Ruwe, Kuhnigk (2), Windhagen | | |
| Siebenmeter                                                                             | GWD | 1/1 | 1/1 | 1/1 | 1/1 | 1/1 | 1/1 | 1/1 | | |
| Siebenmeter                                                                             | TuS | 6/5 – verworfen: Komucki | 6/5 – verworfen: Komucki | 6/5 – verworfen: Komucki | 6/5 – verworfen: Komucki | 6/5 – verworfen: Komucki | 6/5 – verworfen: Komucki | 6/5 – verworfen: Komucki | | |
| Schiedsrichter                                                                          | Michael Kulus & Harald Mohr (beide Berlin) | Michael Kulus & Harald Mohr (beide Berlin) | Michael Kulus & Harald Mohr (beide Berlin) | Michael Kulus & Harald Mohr (beide Berlin) | Michael Kulus & Harald Mohr (beide Berlin) | Michael Kulus & Harald Mohr (beide Berlin) | Michael Kulus & Harald Mohr (beide Berlin) | Michael Kulus & Harald Mohr (beide Berlin) | | |
| 23                                                                                      | 44 | 2. Handball-Bundesliga 1990/91 Nord – 24. Spieltag | 2. Handball-Bundesliga 1990/91 Nord – 24. Spieltag | 2. Handball-Bundesliga 1990/91 Nord – 24. Spieltag | Sa., 9. März 1991 19:30 | TuS Nettelstedt | TSV GWD Minden | 22:22 (12:13) | 1.000 | Kreissporthalle, Lübbecke |
|                                                                                         | | Aufstellungen | TuS | Jens Kanzog, Achim Hucke – Uwe Zimmer (4), Volker Fiedler (1), Stefan Kleine (n.e.), Heiko Ruwe, Jens Nikolaus, Boris Komucki (5/2), Uwe Kölling (1), Stefan Windhagen (1), Andreas Kohl (3), Ralf Bruelheide (7/1), Dirk Niedringhaus (n.e.) Trainer: Dietmar Molthahn | Jens Kanzog, Achim Hucke – Uwe Zimmer (4), Volker Fiedler (1), Stefan Kleine (n.e.), Heiko Ruwe, Jens Nikolaus, Boris Komucki (5/2), Uwe Kölling (1), Stefan Windhagen (1), Andreas Kohl (3), Ralf Bruelheide (7/1), Dirk Niedringhaus (n.e.) Trainer: Dietmar Molthahn | Jens Kanzog, Achim Hucke – Uwe Zimmer (4), Volker Fiedler (1), Stefan Kleine (n.e.), Heiko Ruwe, Jens Nikolaus, Boris Komucki (5/2), Uwe Kölling (1), Stefan Windhagen (1), Andreas Kohl (3), Ralf Bruelheide (7/1), Dirk Niedringhaus (n.e.) Trainer: Dietmar Molthahn | Jens Kanzog, Achim Hucke – Uwe Zimmer (4), Volker Fiedler (1), Stefan Kleine (n.e.), Heiko Ruwe, Jens Nikolaus, Boris Komucki (5/2), Uwe Kölling (1), Stefan Windhagen (1), Andreas Kohl (3), Ralf Bruelheide (7/1), Dirk Niedringhaus (n.e.) Trainer: Dietmar Molthahn | Jens Kanzog, Achim Hucke – Uwe Zimmer (4), Volker Fiedler (1), Stefan Kleine (n.e.), Heiko Ruwe, Jens Nikolaus, Boris Komucki (5/2), Uwe Kölling (1), Stefan Windhagen (1), Andreas Kohl (3), Ralf Bruelheide (7/1), Dirk Niedringhaus (n.e.) Trainer: Dietmar Molthahn | Jens Kanzog, Achim Hucke – Uwe Zimmer (4), Volker Fiedler (1), Stefan Kleine (n.e.), Heiko Ruwe, Jens Nikolaus, Boris Komucki (5/2), Uwe Kölling (1), Stefan Windhagen (1), Andreas Kohl (3), Ralf Bruelheide (7/1), Dirk Niedringhaus (n.e.) Trainer: Dietmar Molthahn                                                                                                 | Jens Kanzog, Achim Hucke – Uwe Zimmer (4), Volker Fiedler (1), Stefan Kleine (n.e.), Heiko Ruwe, Jens Nikolaus, Boris Komucki (5/2), Uwe Kölling (1), Stefan Windhagen (1), Andreas Kohl (3), Ralf Bruelheide (7/1), Dirk Niedringhaus (n.e.) Trainer: Dietmar Molthahn                                                                                                 |
| GWD                                                                                     | Herbert Pohl, Volker Hoffmann – Rüdiger Borchardt (10/2), Ralf Niemeyer, Kai Stolze (2), Norbert Gregorz, Wolfgang Prüm (3), Tomáš Bártek (4), Gerd Amann (1), Guido Klöpper, Peter Gerfen (2) Trainer: Günter Gieseking | Herbert Pohl, Volker Hoffmann – Rüdiger Borchardt (10/2), Ralf Niemeyer, Kai Stolze (2), Norbert Gregorz, Wolfgang Prüm (3), Tomáš Bártek (4), Gerd Amann (1), Guido Klöpper, Peter Gerfen (2) Trainer: Günter Gieseking | Herbert Pohl, Volker Hoffmann – Rüdiger Borchardt (10/2), Ralf Niemeyer, Kai Stolze (2), Norbert Gregorz, Wolfgang Prüm (3), Tomáš Bártek (4), Gerd Amann (1), Guido Klöpper, Peter Gerfen (2) Trainer: Günter Gieseking | Herbert Pohl, Volker Hoffmann – Rüdiger Borchardt (10/2), Ralf Niemeyer, Kai Stolze (2), Norbert Gregorz, Wolfgang Prüm (3), Tomáš Bártek (4), Gerd Amann (1), Guido Klöpper, Peter Gerfen (2) Trainer: Günter Gieseking | Herbert Pohl, Volker Hoffmann – Rüdiger Borchardt (10/2), Ralf Niemeyer, Kai Stolze (2), Norbert Gregorz, Wolfgang Prüm (3), Tomáš Bártek (4), Gerd Amann (1), Guido Klöpper, Peter Gerfen (2) Trainer: Günter Gieseking | Herbert Pohl, Volker Hoffmann – Rüdiger Borchardt (10/2), Ralf Niemeyer, Kai Stolze (2), Norbert Gregorz, Wolfgang Prüm (3), Tomáš Bártek (4), Gerd Amann (1), Guido Klöpper, Peter Gerfen (2) Trainer: Günter Gieseking | Herbert Pohl, Volker Hoffmann – Rüdiger Borchardt (10/2), Ralf Niemeyer, Kai Stolze (2), Norbert Gregorz, Wolfgang Prüm (3), Tomáš Bártek (4), Gerd Amann (1), Guido Klöpper, Peter Gerfen (2) Trainer: Günter Gieseking | | | |
| Strafen                                                                                 | TuS | 3× | 3× | 3× | 3× | 3× | 3× | 3× | | |
| Strafen                                                                                 | GWD | 5× | 5× | 5× | 5× | 5× | 5× | 5× | | |
| Siebenmeter                                                                             | TuS | 4/3 – verworfen: Komucki | 4/3 – verworfen: Komucki | 4/3 – verworfen: Komucki | 4/3 – verworfen: Komucki | 4/3 – verworfen: Komucki | 4/3 – verworfen: Komucki | 4/3 – verworfen: Komucki | | |
| Siebenmeter                                                                             | GWD | 2/2 | 2/2 | 2/2 | 2/2 | 2/2 | 2/2 | 2/2 | | |
| Schiedsrichter                                                                          | Schlieder (Kerken) & Wolfram Schlieder (Moers) | Schlieder (Kerken) & Wolfram Schlieder (Moers) | Schlieder (Kerken) & Wolfram Schlieder (Moers) | Schlieder (Kerken) & Wolfram Schlieder (Moers) | Schlieder (Kerken) & Wolfram Schlieder (Moers) | Schlieder (Kerken) & Wolfram Schlieder (Moers) | Schlieder (Kerken) & Wolfram Schlieder (Moers) | Schlieder (Kerken) & Wolfram Schlieder (Moers) | | |
|                                                                                         | 45 | Freundschaftsspiel – UNICEF-Cup (Vorrunde) | Freundschaftsspiel – UNICEF-Cup (Vorrunde) | Freundschaftsspiel – UNICEF-Cup (Vorrunde) | Sa., 20. April 1991 16:00 | TuS Nettelstedt | TSV GWD Minden | 22:21 (10:11) | | Kreissporthalle, Lübbecke |
|                                                                                         | | Aufstellungen | TuS | Trainer: Christoph Geis | Trainer: Christoph Geis | Trainer: Christoph Geis | Trainer: Christoph Geis | Trainer: Christoph Geis | Trainer: Christoph Geis | Trainer: Christoph Geis |
| GWD                                                                                     | Trainer: Frank Spannuth interimsweise | Trainer: Frank Spannuth interimsweise | Trainer: Frank Spannuth interimsweise | Trainer: Frank Spannuth interimsweise | Trainer: Frank Spannuth interimsweise | Trainer: Frank Spannuth interimsweise | Trainer: Frank Spannuth interimsweise | | | |
| Bemerkungen                                                                             | Es sind keine näheren Statistiken bekannt. | Es sind keine näheren Statistiken bekannt. | Es sind keine näheren Statistiken bekannt. | Es sind keine näheren Statistiken bekannt. | Es sind keine näheren Statistiken bekannt. | Es sind keine näheren Statistiken bekannt. | Es sind keine näheren Statistiken bekannt. | Es sind keine näheren Statistiken bekannt. | | |
| 24                                                                                      | 46 | 2. Handball-Bundesliga 1991/92 Nord – 8. Spieltag | 2. Handball-Bundesliga 1991/92 Nord – 8. Spieltag | 2. Handball-Bundesliga 1991/92 Nord – 8. Spieltag | Sa., 2. Nov. 1991 19:30 | TuS Nettelstedt | TSV GWD Minden | 22:15 (8:6) | 3.000 (ausverkauft) | Kreissporthalle, Lübbecke |
|                                                                                         | | Aufstellungen | TuS | Rainer Niemeyer, Jens Kanzog (n.e.) – Oleg Gagin (8/4), Volker Fiedler (n.e.), Volker Mudrow (2), Heiko Ruwe (n.e.), Dirk Lindhorst, Mike Vette (n.e.), Uwe Zimmer (6), Stefan Windhagen, Andreas Kohl (2), Ralf Bruelheide (4), Guido Klöpper Trainer: Christoph Geis | Rainer Niemeyer, Jens Kanzog (n.e.) – Oleg Gagin (8/4), Volker Fiedler (n.e.), Volker Mudrow (2), Heiko Ruwe (n.e.), Dirk Lindhorst, Mike Vette (n.e.), Uwe Zimmer (6), Stefan Windhagen, Andreas Kohl (2), Ralf Bruelheide (4), Guido Klöpper Trainer: Christoph Geis | Rainer Niemeyer, Jens Kanzog (n.e.) – Oleg Gagin (8/4), Volker Fiedler (n.e.), Volker Mudrow (2), Heiko Ruwe (n.e.), Dirk Lindhorst, Mike Vette (n.e.), Uwe Zimmer (6), Stefan Windhagen, Andreas Kohl (2), Ralf Bruelheide (4), Guido Klöpper Trainer: Christoph Geis | Rainer Niemeyer, Jens Kanzog (n.e.) – Oleg Gagin (8/4), Volker Fiedler (n.e.), Volker Mudrow (2), Heiko Ruwe (n.e.), Dirk Lindhorst, Mike Vette (n.e.), Uwe Zimmer (6), Stefan Windhagen, Andreas Kohl (2), Ralf Bruelheide (4), Guido Klöpper Trainer: Christoph Geis | Rainer Niemeyer, Jens Kanzog (n.e.) – Oleg Gagin (8/4), Volker Fiedler (n.e.), Volker Mudrow (2), Heiko Ruwe (n.e.), Dirk Lindhorst, Mike Vette (n.e.), Uwe Zimmer (6), Stefan Windhagen, Andreas Kohl (2), Ralf Bruelheide (4), Guido Klöpper Trainer: Christoph Geis | Rainer Niemeyer, Jens Kanzog (n.e.) – Oleg Gagin (8/4), Volker Fiedler (n.e.), Volker Mudrow (2), Heiko Ruwe (n.e.), Dirk Lindhorst, Mike Vette (n.e.), Uwe Zimmer (6), Stefan Windhagen, Andreas Kohl (2), Ralf Bruelheide (4), Guido Klöpper Trainer: Christoph Geis                                                                                                  | Rainer Niemeyer, Jens Kanzog (n.e.) – Oleg Gagin (8/4), Volker Fiedler (n.e.), Volker Mudrow (2), Heiko Ruwe (n.e.), Dirk Lindhorst, Mike Vette (n.e.), Uwe Zimmer (6), Stefan Windhagen, Andreas Kohl (2), Ralf Bruelheide (4), Guido Klöpper Trainer: Christoph Geis                                                                                                  |
| GWD                                                                                     | Volker Hoffmann, Herbert Pohl – Holger Niekamp, Kai Stolze (1), Saša Babić (5), Norbert Gregorz, Lars Fürhölter (2), Dirk Kämper (n.e.), Bert Fuchs (3), Stephan Schlegel, Peter Gerfen (4/1) Trainer: Dietmar Molthahn | Volker Hoffmann, Herbert Pohl – Holger Niekamp, Kai Stolze (1), Saša Babić (5), Norbert Gregorz, Lars Fürhölter (2), Dirk Kämper (n.e.), Bert Fuchs (3), Stephan Schlegel, Peter Gerfen (4/1) Trainer: Dietmar Molthahn | Volker Hoffmann, Herbert Pohl – Holger Niekamp, Kai Stolze (1), Saša Babić (5), Norbert Gregorz, Lars Fürhölter (2), Dirk Kämper (n.e.), Bert Fuchs (3), Stephan Schlegel, Peter Gerfen (4/1) Trainer: Dietmar Molthahn | Volker Hoffmann, Herbert Pohl – Holger Niekamp, Kai Stolze (1), Saša Babić (5), Norbert Gregorz, Lars Fürhölter (2), Dirk Kämper (n.e.), Bert Fuchs (3), Stephan Schlegel, Peter Gerfen (4/1) Trainer: Dietmar Molthahn | Volker Hoffmann, Herbert Pohl – Holger Niekamp, Kai Stolze (1), Saša Babić (5), Norbert Gregorz, Lars Fürhölter (2), Dirk Kämper (n.e.), Bert Fuchs (3), Stephan Schlegel, Peter Gerfen (4/1) Trainer: Dietmar Molthahn | Volker Hoffmann, Herbert Pohl – Holger Niekamp, Kai Stolze (1), Saša Babić (5), Norbert Gregorz, Lars Fürhölter (2), Dirk Kämper (n.e.), Bert Fuchs (3), Stephan Schlegel, Peter Gerfen (4/1) Trainer: Dietmar Molthahn | Volker Hoffmann, Herbert Pohl – Holger Niekamp, Kai Stolze (1), Saša Babić (5), Norbert Gregorz, Lars Fürhölter (2), Dirk Kämper (n.e.), Bert Fuchs (3), Stephan Schlegel, Peter Gerfen (4/1) Trainer: Dietmar Molthahn | | | |
| Strafen                                                                                 | TuS | 4× | 4× | 4× | 4× | 4× | 4× | 4× | | |
| Strafen                                                                                 | GWD | 5× | 5× | 5× | 5× | 5× | 5× | 5× | | |
| Siebenmeter                                                                             | TuS | 6/4 – verworfen: Gagin, Bruelheide | 6/4 – verworfen: Gagin, Bruelheide | 6/4 – verworfen: Gagin, Bruelheide | 6/4 – verworfen: Gagin, Bruelheide | 6/4 – verworfen: Gagin, Bruelheide | 6/4 – verworfen: Gagin, Bruelheide | 6/4 – verworfen: Gagin, Bruelheide | | |
| Siebenmeter                                                                             | GWD | 2/1 – verworfen: Gerfen | 2/1 – verworfen: Gerfen | 2/1 – verworfen: Gerfen | 2/1 – verworfen: Gerfen | 2/1 – verworfen: Gerfen | 2/1 – verworfen: Gerfen | 2/1 – verworfen: Gerfen | | |
| Schiedsrichter                                                                          | Karl-Friedrich Schwark (Rickert) & Rainer Tschirne (Büdelsdorf) | Karl-Friedrich Schwark (Rickert) & Rainer Tschirne (Büdelsdorf) | Karl-Friedrich Schwark (Rickert) & Rainer Tschirne (Büdelsdorf) | Karl-Friedrich Schwark (Rickert) & Rainer Tschirne (Büdelsdorf) | Karl-Friedrich Schwark (Rickert) & Rainer Tschirne (Büdelsdorf) | Karl-Friedrich Schwark (Rickert) & Rainer Tschirne (Büdelsdorf) | Karl-Friedrich Schwark (Rickert) & Rainer Tschirne (Büdelsdorf) | Karl-Friedrich Schwark (Rickert) & Rainer Tschirne (Büdelsdorf) | | |
| 25                                                                                      | 47 | 2. Handball-Bundesliga 1991/92 Nord – 21. Spieltag | 2. Handball-Bundesliga 1991/92 Nord – 21. Spieltag | 2. Handball-Bundesliga 1991/92 Nord – 21. Spieltag | Fr., 24. Jan. 1992 20:00 | TSV GWD Minden | TuS Nettelstedt | 19:17 (7:10) | 2.300 (ausverkauft) | Kreissporthalle, Minden |
|                                                                                         | | Aufstellungen | GWD | Volker Hoffmann, Herbert Pohl (n.e.) – Holger Niekamp (1), Kai Stolze (3), Saša Babić (5), Norbert Gregorz (1), Lars Fürhölter, Bernd Seehase (3), Dirk Kämper (1/1), Bert Fuchs (1), Stephan Schlegel, Peter Gerfen (4) Trainer: Dietmar Molthahn | Volker Hoffmann, Herbert Pohl (n.e.) – Holger Niekamp (1), Kai Stolze (3), Saša Babić (5), Norbert Gregorz (1), Lars Fürhölter, Bernd Seehase (3), Dirk Kämper (1/1), Bert Fuchs (1), Stephan Schlegel, Peter Gerfen (4) Trainer: Dietmar Molthahn | Volker Hoffmann, Herbert Pohl (n.e.) – Holger Niekamp (1), Kai Stolze (3), Saša Babić (5), Norbert Gregorz (1), Lars Fürhölter, Bernd Seehase (3), Dirk Kämper (1/1), Bert Fuchs (1), Stephan Schlegel, Peter Gerfen (4) Trainer: Dietmar Molthahn | Volker Hoffmann, Herbert Pohl (n.e.) – Holger Niekamp (1), Kai Stolze (3), Saša Babić (5), Norbert Gregorz (1), Lars Fürhölter, Bernd Seehase (3), Dirk Kämper (1/1), Bert Fuchs (1), Stephan Schlegel, Peter Gerfen (4) Trainer: Dietmar Molthahn | Volker Hoffmann, Herbert Pohl (n.e.) – Holger Niekamp (1), Kai Stolze (3), Saša Babić (5), Norbert Gregorz (1), Lars Fürhölter, Bernd Seehase (3), Dirk Kämper (1/1), Bert Fuchs (1), Stephan Schlegel, Peter Gerfen (4) Trainer: Dietmar Molthahn | Volker Hoffmann, Herbert Pohl (n.e.) – Holger Niekamp (1), Kai Stolze (3), Saša Babić (5), Norbert Gregorz (1), Lars Fürhölter, Bernd Seehase (3), Dirk Kämper (1/1), Bert Fuchs (1), Stephan Schlegel, Peter Gerfen (4) Trainer: Dietmar Molthahn | Volker Hoffmann, Herbert Pohl (n.e.) – Holger Niekamp (1), Kai Stolze (3), Saša Babić (5), Norbert Gregorz (1), Lars Fürhölter, Bernd Seehase (3), Dirk Kämper (1/1), Bert Fuchs (1), Stephan Schlegel, Peter Gerfen (4) Trainer: Dietmar Molthahn |
| TuS                                                                                     | Rainer Niemeyer, Jens Kanzog (n.e.) – Oleg Gagin, Volker Fiedler, Volker Mudrow (5), Heiko Ruwe, Dirk Lindhorst, Mike Vette, Uwe Zimmer (7), Stefan Windhagen (1), Andreas Kohl (1), Ralf Bruelheide (2), Guido Klöpper (1) Trainer: Christoph Geis | Rainer Niemeyer, Jens Kanzog (n.e.) – Oleg Gagin, Volker Fiedler, Volker Mudrow (5), Heiko Ruwe, Dirk Lindhorst, Mike Vette, Uwe Zimmer (7), Stefan Windhagen (1), Andreas Kohl (1), Ralf Bruelheide (2), Guido Klöpper (1) Trainer: Christoph Geis | Rainer Niemeyer, Jens Kanzog (n.e.) – Oleg Gagin, Volker Fiedler, Volker Mudrow (5), Heiko Ruwe, Dirk Lindhorst, Mike Vette, Uwe Zimmer (7), Stefan Windhagen (1), Andreas Kohl (1), Ralf Bruelheide (2), Guido Klöpper (1) Trainer: Christoph Geis | Rainer Niemeyer, Jens Kanzog (n.e.) – Oleg Gagin, Volker Fiedler, Volker Mudrow (5), Heiko Ruwe, Dirk Lindhorst, Mike Vette, Uwe Zimmer (7), Stefan Windhagen (1), Andreas Kohl (1), Ralf Bruelheide (2), Guido Klöpper (1) Trainer: Christoph Geis | Rainer Niemeyer, Jens Kanzog (n.e.) – Oleg Gagin, Volker Fiedler, Volker Mudrow (5), Heiko Ruwe, Dirk Lindhorst, Mike Vette, Uwe Zimmer (7), Stefan Windhagen (1), Andreas Kohl (1), Ralf Bruelheide (2), Guido Klöpper (1) Trainer: Christoph Geis | Rainer Niemeyer, Jens Kanzog (n.e.) – Oleg Gagin, Volker Fiedler, Volker Mudrow (5), Heiko Ruwe, Dirk Lindhorst, Mike Vette, Uwe Zimmer (7), Stefan Windhagen (1), Andreas Kohl (1), Ralf Bruelheide (2), Guido Klöpper (1) Trainer: Christoph Geis | Rainer Niemeyer, Jens Kanzog (n.e.) – Oleg Gagin, Volker Fiedler, Volker Mudrow (5), Heiko Ruwe, Dirk Lindhorst, Mike Vette, Uwe Zimmer (7), Stefan Windhagen (1), Andreas Kohl (1), Ralf Bruelheide (2), Guido Klöpper (1) Trainer: Christoph Geis | | | |
| Strafen                                                                                 | GWD | 3× | 3× | 3× | 3× | 3× | 3× | 3× | | |
| Strafen                                                                                 | TuS | 6× | 6× | 6× | 6× | 6× | 6× | 6× | | |
| Siebenmeter                                                                             | GWD | 2/1 – verworfen: Gerfen | 2/1 – verworfen: Gerfen | 2/1 – verworfen: Gerfen | 2/1 – verworfen: Gerfen | 2/1 – verworfen: Gerfen | 2/1 – verworfen: Gerfen | 2/1 – verworfen: Gerfen | | |
| Siebenmeter                                                                             | TuS | 0/0 | 0/0 | 0/0 | 0/0 | 0/0 | 0/0 | 0/0 | | |
| Schiedsrichter                                                                          | Eberhard Gläser & Bernd Lüders (beide Magdeburg) | Eberhard Gläser & Bernd Lüders (beide Magdeburg) | Eberhard Gläser & Bernd Lüders (beide Magdeburg) | Eberhard Gläser & Bernd Lüders (beide Magdeburg) | Eberhard Gläser & Bernd Lüders (beide Magdeburg) | Eberhard Gläser & Bernd Lüders (beide Magdeburg) | Eberhard Gläser & Bernd Lüders (beide Magdeburg) | Eberhard Gläser & Bernd Lüders (beide Magdeburg) | | |
|                                                                                         | 48 | Freundschaftsspiel – Spielothek-Cup 1992 (Spiel um Platz 3) | Freundschaftsspiel – Spielothek-Cup 1992 (Spiel um Platz 3) | Freundschaftsspiel – Spielothek-Cup 1992 (Spiel um Platz 3) | Sa., 29. Aug. 1992 18:30 | TSV GWD Minden | TuS Nettelstedt | 24:24 (17:17; 10:7) n.S. 7 (Abbruch) | 300 | Kreissporthalle, Lübbecke |
|                                                                                         | | Aufstellungen | GWD | Volker Hoffmann, Jens Buhrmester – Bodo Leckelt (4), Holger Niekamp (5/5), Kai Stolze (2), Norbert Gregorz (1), Lars Fürhölter (n.e.), Frank Schoppe, Thomas Oehme, Bert Fuchs, Stephan Schlegel (2), Andreas Hertelt (3) Trainer: Milomir Mijatović | Volker Hoffmann, Jens Buhrmester – Bodo Leckelt (4), Holger Niekamp (5/5), Kai Stolze (2), Norbert Gregorz (1), Lars Fürhölter (n.e.), Frank Schoppe, Thomas Oehme, Bert Fuchs, Stephan Schlegel (2), Andreas Hertelt (3) Trainer: Milomir Mijatović | Volker Hoffmann, Jens Buhrmester – Bodo Leckelt (4), Holger Niekamp (5/5), Kai Stolze (2), Norbert Gregorz (1), Lars Fürhölter (n.e.), Frank Schoppe, Thomas Oehme, Bert Fuchs, Stephan Schlegel (2), Andreas Hertelt (3) Trainer: Milomir Mijatović | Volker Hoffmann, Jens Buhrmester – Bodo Leckelt (4), Holger Niekamp (5/5), Kai Stolze (2), Norbert Gregorz (1), Lars Fürhölter (n.e.), Frank Schoppe, Thomas Oehme, Bert Fuchs, Stephan Schlegel (2), Andreas Hertelt (3) Trainer: Milomir Mijatović | Volker Hoffmann, Jens Buhrmester – Bodo Leckelt (4), Holger Niekamp (5/5), Kai Stolze (2), Norbert Gregorz (1), Lars Fürhölter (n.e.), Frank Schoppe, Thomas Oehme, Bert Fuchs, Stephan Schlegel (2), Andreas Hertelt (3) Trainer: Milomir Mijatović | Volker Hoffmann, Jens Buhrmester – Bodo Leckelt (4), Holger Niekamp (5/5), Kai Stolze (2), Norbert Gregorz (1), Lars Fürhölter (n.e.), Frank Schoppe, Thomas Oehme, Bert Fuchs, Stephan Schlegel (2), Andreas Hertelt (3) Trainer: Milomir Mijatović | Volker Hoffmann, Jens Buhrmester – Bodo Leckelt (4), Holger Niekamp (5/5), Kai Stolze (2), Norbert Gregorz (1), Lars Fürhölter (n.e.), Frank Schoppe, Thomas Oehme, Bert Fuchs, Stephan Schlegel (2), Andreas Hertelt (3) Trainer: Milomir Mijatović |
| TuS                                                                                     | Jens Kanzog, Fynn Holpert – Oleg Gagin (9/2), Heiko Ruwe (1), Mike Vette (2), Dieter Kress, Stefan Windhagen, Andreas Kohl (1), Ralf Bruelheide (3), Guido Klöpper (1) Trainer: Christoph Geis | Jens Kanzog, Fynn Holpert – Oleg Gagin (9/2), Heiko Ruwe (1), Mike Vette (2), Dieter Kress, Stefan Windhagen, Andreas Kohl (1), Ralf Bruelheide (3), Guido Klöpper (1) Trainer: Christoph Geis | Jens Kanzog, Fynn Holpert – Oleg Gagin (9/2), Heiko Ruwe (1), Mike Vette (2), Dieter Kress, Stefan Windhagen, Andreas Kohl (1), Ralf Bruelheide (3), Guido Klöpper (1) Trainer: Christoph Geis | Jens Kanzog, Fynn Holpert – Oleg Gagin (9/2), Heiko Ruwe (1), Mike Vette (2), Dieter Kress, Stefan Windhagen, Andreas Kohl (1), Ralf Bruelheide (3), Guido Klöpper (1) Trainer: Christoph Geis | Jens Kanzog, Fynn Holpert – Oleg Gagin (9/2), Heiko Ruwe (1), Mike Vette (2), Dieter Kress, Stefan Windhagen, Andreas Kohl (1), Ralf Bruelheide (3), Guido Klöpper (1) Trainer: Christoph Geis | Jens Kanzog, Fynn Holpert – Oleg Gagin (9/2), Heiko Ruwe (1), Mike Vette (2), Dieter Kress, Stefan Windhagen, Andreas Kohl (1), Ralf Bruelheide (3), Guido Klöpper (1) Trainer: Christoph Geis | Jens Kanzog, Fynn Holpert – Oleg Gagin (9/2), Heiko Ruwe (1), Mike Vette (2), Dieter Kress, Stefan Windhagen, Andreas Kohl (1), Ralf Bruelheide (3), Guido Klöpper (1) Trainer: Christoph Geis | | | |
| Schiedsrichter                                                                          | Wolfgang Jamelle (Dortmund) & Thomas Link (Bergkamen) | Wolfgang Jamelle (Dortmund) & Thomas Link (Bergkamen) | Wolfgang Jamelle (Dortmund) & Thomas Link (Bergkamen) | Wolfgang Jamelle (Dortmund) & Thomas Link (Bergkamen) | Wolfgang Jamelle (Dortmund) & Thomas Link (Bergkamen) | Wolfgang Jamelle (Dortmund) & Thomas Link (Bergkamen) | Wolfgang Jamelle (Dortmund) & Thomas Link (Bergkamen) | Wolfgang Jamelle (Dortmund) & Thomas Link (Bergkamen) | | |
| Bemerkungen                                                                             | Als im Siebenmeterwerfen nach 18 Schützen noch immer kein Sieger feststand, entschieden die Organisatoren auf Abbruch und einen geteilten dritten Platz. Die Torschützen des Siebenmeterwerfens sind nicht bekannt. | Als im Siebenmeterwerfen nach 18 Schützen noch immer kein Sieger feststand, entschieden die Organisatoren auf Abbruch und einen geteilten dritten Platz. Die Torschützen des Siebenmeterwerfens sind nicht bekannt. | Als im Siebenmeterwerfen nach 18 Schützen noch immer kein Sieger feststand, entschieden die Organisatoren auf Abbruch und einen geteilten dritten Platz. Die Torschützen des Siebenmeterwerfens sind nicht bekannt. | Als im Siebenmeterwerfen nach 18 Schützen noch immer kein Sieger feststand, entschieden die Organisatoren auf Abbruch und einen geteilten dritten Platz. Die Torschützen des Siebenmeterwerfens sind nicht bekannt. | Als im Siebenmeterwerfen nach 18 Schützen noch immer kein Sieger feststand, entschieden die Organisatoren auf Abbruch und einen geteilten dritten Platz. Die Torschützen des Siebenmeterwerfens sind nicht bekannt. | Als im Siebenmeterwerfen nach 18 Schützen noch immer kein Sieger feststand, entschieden die Organisatoren auf Abbruch und einen geteilten dritten Platz. Die Torschützen des Siebenmeterwerfens sind nicht bekannt. | Als im Siebenmeterwerfen nach 18 Schützen noch immer kein Sieger feststand, entschieden die Organisatoren auf Abbruch und einen geteilten dritten Platz. Die Torschützen des Siebenmeterwerfens sind nicht bekannt. | Als im Siebenmeterwerfen nach 18 Schützen noch immer kein Sieger feststand, entschieden die Organisatoren auf Abbruch und einen geteilten dritten Platz. Die Torschützen des Siebenmeterwerfens sind nicht bekannt. | | |
| 26                                                                                      | 49 | 2. Handball-Bundesliga 1992/93 Nord – 3. Spieltag | 2. Handball-Bundesliga 1992/93 Nord – 3. Spieltag | 2. Handball-Bundesliga 1992/93 Nord – 3. Spieltag | Sa., 26. Sep. 1992 19:30 | TuS Nettelstedt | TSV GWD Minden | 19:18 (8:7) | 2.400 | Kreissporthalle, Lübbecke |
|                                                                                         | | Aufstellungen | TuS | Jens Kanzog, Fynn Holpert – Oleg Gagin (8/4), Michael Thierauf (1), Heiko Ruwe (2), Jörg Mangold, Mike Vette, Dieter Kress (4), Stefan Windhagen (1), Andreas Kohl, Ralf Bruelheide (3/1), Guido Klöpper Trainer: Christoph Geis | Jens Kanzog, Fynn Holpert – Oleg Gagin (8/4), Michael Thierauf (1), Heiko Ruwe (2), Jörg Mangold, Mike Vette, Dieter Kress (4), Stefan Windhagen (1), Andreas Kohl, Ralf Bruelheide (3/1), Guido Klöpper Trainer: Christoph Geis | Jens Kanzog, Fynn Holpert – Oleg Gagin (8/4), Michael Thierauf (1), Heiko Ruwe (2), Jörg Mangold, Mike Vette, Dieter Kress (4), Stefan Windhagen (1), Andreas Kohl, Ralf Bruelheide (3/1), Guido Klöpper Trainer: Christoph Geis | Jens Kanzog, Fynn Holpert – Oleg Gagin (8/4), Michael Thierauf (1), Heiko Ruwe (2), Jörg Mangold, Mike Vette, Dieter Kress (4), Stefan Windhagen (1), Andreas Kohl, Ralf Bruelheide (3/1), Guido Klöpper Trainer: Christoph Geis | Jens Kanzog, Fynn Holpert – Oleg Gagin (8/4), Michael Thierauf (1), Heiko Ruwe (2), Jörg Mangold, Mike Vette, Dieter Kress (4), Stefan Windhagen (1), Andreas Kohl, Ralf Bruelheide (3/1), Guido Klöpper Trainer: Christoph Geis | Jens Kanzog, Fynn Holpert – Oleg Gagin (8/4), Michael Thierauf (1), Heiko Ruwe (2), Jörg Mangold, Mike Vette, Dieter Kress (4), Stefan Windhagen (1), Andreas Kohl, Ralf Bruelheide (3/1), Guido Klöpper Trainer: Christoph Geis | Jens Kanzog, Fynn Holpert – Oleg Gagin (8/4), Michael Thierauf (1), Heiko Ruwe (2), Jörg Mangold, Mike Vette, Dieter Kress (4), Stefan Windhagen (1), Andreas Kohl, Ralf Bruelheide (3/1), Guido Klöpper Trainer: Christoph Geis |
| GWD                                                                                     | Wieland Schmidt, Jens Buhrmester (n.e.) – Lars Fürhölter (1), Saša Babić (2), Frank Schoppe (6/1), Thomas Oehme (3/2), Bodo Leckelt, Holger Niekamp, Kai Stolze (4), Bert Fuchs (1), Stephan Schlegel (1), Norbert Gregorz Trainer: Milomir Mijatović | Wieland Schmidt, Jens Buhrmester (n.e.) – Lars Fürhölter (1), Saša Babić (2), Frank Schoppe (6/1), Thomas Oehme (3/2), Bodo Leckelt, Holger Niekamp, Kai Stolze (4), Bert Fuchs (1), Stephan Schlegel (1), Norbert Gregorz Trainer: Milomir Mijatović | Wieland Schmidt, Jens Buhrmester (n.e.) – Lars Fürhölter (1), Saša Babić (2), Frank Schoppe (6/1), Thomas Oehme (3/2), Bodo Leckelt, Holger Niekamp, Kai Stolze (4), Bert Fuchs (1), Stephan Schlegel (1), Norbert Gregorz Trainer: Milomir Mijatović | Wieland Schmidt, Jens Buhrmester (n.e.) – Lars Fürhölter (1), Saša Babić (2), Frank Schoppe (6/1), Thomas Oehme (3/2), Bodo Leckelt, Holger Niekamp, Kai Stolze (4), Bert Fuchs (1), Stephan Schlegel (1), Norbert Gregorz Trainer: Milomir Mijatović | Wieland Schmidt, Jens Buhrmester (n.e.) – Lars Fürhölter (1), Saša Babić (2), Frank Schoppe (6/1), Thomas Oehme (3/2), Bodo Leckelt, Holger Niekamp, Kai Stolze (4), Bert Fuchs (1), Stephan Schlegel (1), Norbert Gregorz Trainer: Milomir Mijatović | Wieland Schmidt, Jens Buhrmester (n.e.) – Lars Fürhölter (1), Saša Babić (2), Frank Schoppe (6/1), Thomas Oehme (3/2), Bodo Leckelt, Holger Niekamp, Kai Stolze (4), Bert Fuchs (1), Stephan Schlegel (1), Norbert Gregorz Trainer: Milomir Mijatović | Wieland Schmidt, Jens Buhrmester (n.e.) – Lars Fürhölter (1), Saša Babić (2), Frank Schoppe (6/1), Thomas Oehme (3/2), Bodo Leckelt, Holger Niekamp, Kai Stolze (4), Bert Fuchs (1), Stephan Schlegel (1), Norbert Gregorz Trainer: Milomir Mijatović | | | |
| Strafen                                                                                 | TuS | 12× Mangold (3), Gagin (2), Kress (2), Ruwe (2), Thierauf (2), Klöpper 2× Bruelheide (23./Tätlichkeit), Mangold (dritte Zeitstrafe) | 12× Mangold (3), Gagin (2), Kress (2), Ruwe (2), Thierauf (2), Klöpper 2× Bruelheide (23./Tätlichkeit), Mangold (dritte Zeitstrafe) | 12× Mangold (3), Gagin (2), Kress (2), Ruwe (2), Thierauf (2), Klöpper 2× Bruelheide (23./Tätlichkeit), Mangold (dritte Zeitstrafe) | 12× Mangold (3), Gagin (2), Kress (2), Ruwe (2), Thierauf (2), Klöpper 2× Bruelheide (23./Tätlichkeit), Mangold (dritte Zeitstrafe) | 12× Mangold (3), Gagin (2), Kress (2), Ruwe (2), Thierauf (2), Klöpper 2× Bruelheide (23./Tätlichkeit), Mangold (dritte Zeitstrafe) | 12× Mangold (3), Gagin (2), Kress (2), Ruwe (2), Thierauf (2), Klöpper 2× Bruelheide (23./Tätlichkeit), Mangold (dritte Zeitstrafe) | 12× Mangold (3), Gagin (2), Kress (2), Ruwe (2), Thierauf (2), Klöpper 2× Bruelheide (23./Tätlichkeit), Mangold (dritte Zeitstrafe) | | |
| Strafen                                                                                 | GWD | 6× Schlegel (2), Oehme (2), Babić, Stolze 0× | 6× Schlegel (2), Oehme (2), Babić, Stolze 0× | 6× Schlegel (2), Oehme (2), Babić, Stolze 0× | 6× Schlegel (2), Oehme (2), Babić, Stolze 0× | 6× Schlegel (2), Oehme (2), Babić, Stolze 0× | 6× Schlegel (2), Oehme (2), Babić, Stolze 0× | 6× Schlegel (2), Oehme (2), Babić, Stolze 0× | | |
| Siebenmeter                                                                             | TuS | 6/5 – verworfen: Gagin | 6/5 – verworfen: Gagin | 6/5 – verworfen: Gagin | 6/5 – verworfen: Gagin | 6/5 – verworfen: Gagin | 6/5 – verworfen: Gagin | 6/5 – verworfen: Gagin | | |
| Siebenmeter                                                                             | GWD | 4/3 – verworfen: Oehme | 4/3 – verworfen: Oehme | 4/3 – verworfen: Oehme | 4/3 – verworfen: Oehme | 4/3 – verworfen: Oehme | 4/3 – verworfen: Oehme | 4/3 – verworfen: Oehme | | |
| Schiedsrichter                                                                          | Hermes (Essen) & Jürgen Scharoff (Düsseldorf) | Hermes (Essen) & Jürgen Scharoff (Düsseldorf) | Hermes (Essen) & Jürgen Scharoff (Düsseldorf) | Hermes (Essen) & Jürgen Scharoff (Düsseldorf) | Hermes (Essen) & Jürgen Scharoff (Düsseldorf) | Hermes (Essen) & Jürgen Scharoff (Düsseldorf) | Hermes (Essen) & Jürgen Scharoff (Düsseldorf) | Hermes (Essen) & Jürgen Scharoff (Düsseldorf) | | |
| Bemerkungen                                                                             | Das Spiel musste in der 8. Minute wegen nasser Stellen auf der Spielfläche für 40 Minuten unterbrochen werden. In der Belüftungsanlage der Halle hatte sich Kondenswasser gebildet. Es gelangte in die Rohre der abgestellten Heizungsanlage und tropfte von einer undichten Rohrleitung herab. | Das Spiel musste in der 8. Minute wegen nasser Stellen auf der Spielfläche für 40 Minuten unterbrochen werden. In der Belüftungsanlage der Halle hatte sich Kondenswasser gebildet. Es gelangte in die Rohre der abgestellten Heizungsanlage und tropfte von einer undichten Rohrleitung herab. | Das Spiel musste in der 8. Minute wegen nasser Stellen auf der Spielfläche für 40 Minuten unterbrochen werden. In der Belüftungsanlage der Halle hatte sich Kondenswasser gebildet. Es gelangte in die Rohre der abgestellten Heizungsanlage und tropfte von einer undichten Rohrleitung herab. | Das Spiel musste in der 8. Minute wegen nasser Stellen auf der Spielfläche für 40 Minuten unterbrochen werden. In der Belüftungsanlage der Halle hatte sich Kondenswasser gebildet. Es gelangte in die Rohre der abgestellten Heizungsanlage und tropfte von einer undichten Rohrleitung herab. | Das Spiel musste in der 8. Minute wegen nasser Stellen auf der Spielfläche für 40 Minuten unterbrochen werden. In der Belüftungsanlage der Halle hatte sich Kondenswasser gebildet. Es gelangte in die Rohre der abgestellten Heizungsanlage und tropfte von einer undichten Rohrleitung herab. | Das Spiel musste in der 8. Minute wegen nasser Stellen auf der Spielfläche für 40 Minuten unterbrochen werden. In der Belüftungsanlage der Halle hatte sich Kondenswasser gebildet. Es gelangte in die Rohre der abgestellten Heizungsanlage und tropfte von einer undichten Rohrleitung herab. | Das Spiel musste in der 8. Minute wegen nasser Stellen auf der Spielfläche für 40 Minuten unterbrochen werden. In der Belüftungsanlage der Halle hatte sich Kondenswasser gebildet. Es gelangte in die Rohre der abgestellten Heizungsanlage und tropfte von einer undichten Rohrleitung herab. | Das Spiel musste in der 8. Minute wegen nasser Stellen auf der Spielfläche für 40 Minuten unterbrochen werden. In der Belüftungsanlage der Halle hatte sich Kondenswasser gebildet. Es gelangte in die Rohre der abgestellten Heizungsanlage und tropfte von einer undichten Rohrleitung herab. | | |
| 27                                                                                      | 50 | 2. Handball-Bundesliga 1992/93 Nord – 16. Spieltag | 2. Handball-Bundesliga 1992/93 Nord – 16. Spieltag | 2. Handball-Bundesliga 1992/93 Nord – 16. Spieltag | Fr., 22. Jan. 1993 20:00 | TSV GWD Minden | TuS Nettelstedt | 19:13 (8:6) | 2.500 (ausverkauft) | Kreissporthalle, Minden |
|                                                                                         | | Aufstellungen | GWD | Volker Hoffmann, Wieland Schmidt – Bodo Leckelt (2), Holger Niekamp, Kai Stolze (5), Saša Babić (2/1), Norbert Gregorz (2), Lars Fürhölter, Frank Schoppe (4/1), Thomas Oehme (1), Bert Fuchs, Stephan Schlegel, Andreas Hertelt (3) Trainer: Milomir Mijatović | Volker Hoffmann, Wieland Schmidt – Bodo Leckelt (2), Holger Niekamp, Kai Stolze (5), Saša Babić (2/1), Norbert Gregorz (2), Lars Fürhölter, Frank Schoppe (4/1), Thomas Oehme (1), Bert Fuchs, Stephan Schlegel, Andreas Hertelt (3) Trainer: Milomir Mijatović | Volker Hoffmann, Wieland Schmidt – Bodo Leckelt (2), Holger Niekamp, Kai Stolze (5), Saša Babić (2/1), Norbert Gregorz (2), Lars Fürhölter, Frank Schoppe (4/1), Thomas Oehme (1), Bert Fuchs, Stephan Schlegel, Andreas Hertelt (3) Trainer: Milomir Mijatović | Volker Hoffmann, Wieland Schmidt – Bodo Leckelt (2), Holger Niekamp, Kai Stolze (5), Saša Babić (2/1), Norbert Gregorz (2), Lars Fürhölter, Frank Schoppe (4/1), Thomas Oehme (1), Bert Fuchs, Stephan Schlegel, Andreas Hertelt (3) Trainer: Milomir Mijatović | Volker Hoffmann, Wieland Schmidt – Bodo Leckelt (2), Holger Niekamp, Kai Stolze (5), Saša Babić (2/1), Norbert Gregorz (2), Lars Fürhölter, Frank Schoppe (4/1), Thomas Oehme (1), Bert Fuchs, Stephan Schlegel, Andreas Hertelt (3) Trainer: Milomir Mijatović | Volker Hoffmann, Wieland Schmidt – Bodo Leckelt (2), Holger Niekamp, Kai Stolze (5), Saša Babić (2/1), Norbert Gregorz (2), Lars Fürhölter, Frank Schoppe (4/1), Thomas Oehme (1), Bert Fuchs, Stephan Schlegel, Andreas Hertelt (3) Trainer: Milomir Mijatović | Volker Hoffmann, Wieland Schmidt – Bodo Leckelt (2), Holger Niekamp, Kai Stolze (5), Saša Babić (2/1), Norbert Gregorz (2), Lars Fürhölter, Frank Schoppe (4/1), Thomas Oehme (1), Bert Fuchs, Stephan Schlegel, Andreas Hertelt (3) Trainer: Milomir Mijatović |
| TuS                                                                                     | Fynn Holpert (n.e.), Jens Kanzog – Oleg Gagin (6/4), Michael Thierauf (3), Heiko Ruwe (1), Jörg Mangold, Mike Vette, Dieter Kress, Stefan Windhagen, Andreas Kohl, Ralf Bruelheide (3), Guido Klöpper Trainer: Christoph Geis | Fynn Holpert (n.e.), Jens Kanzog – Oleg Gagin (6/4), Michael Thierauf (3), Heiko Ruwe (1), Jörg Mangold, Mike Vette, Dieter Kress, Stefan Windhagen, Andreas Kohl, Ralf Bruelheide (3), Guido Klöpper Trainer: Christoph Geis | Fynn Holpert (n.e.), Jens Kanzog – Oleg Gagin (6/4), Michael Thierauf (3), Heiko Ruwe (1), Jörg Mangold, Mike Vette, Dieter Kress, Stefan Windhagen, Andreas Kohl, Ralf Bruelheide (3), Guido Klöpper Trainer: Christoph Geis | Fynn Holpert (n.e.), Jens Kanzog – Oleg Gagin (6/4), Michael Thierauf (3), Heiko Ruwe (1), Jörg Mangold, Mike Vette, Dieter Kress, Stefan Windhagen, Andreas Kohl, Ralf Bruelheide (3), Guido Klöpper Trainer: Christoph Geis | Fynn Holpert (n.e.), Jens Kanzog – Oleg Gagin (6/4), Michael Thierauf (3), Heiko Ruwe (1), Jörg Mangold, Mike Vette, Dieter Kress, Stefan Windhagen, Andreas Kohl, Ralf Bruelheide (3), Guido Klöpper Trainer: Christoph Geis | Fynn Holpert (n.e.), Jens Kanzog – Oleg Gagin (6/4), Michael Thierauf (3), Heiko Ruwe (1), Jörg Mangold, Mike Vette, Dieter Kress, Stefan Windhagen, Andreas Kohl, Ralf Bruelheide (3), Guido Klöpper Trainer: Christoph Geis | Fynn Holpert (n.e.), Jens Kanzog – Oleg Gagin (6/4), Michael Thierauf (3), Heiko Ruwe (1), Jörg Mangold, Mike Vette, Dieter Kress, Stefan Windhagen, Andreas Kohl, Ralf Bruelheide (3), Guido Klöpper Trainer: Christoph Geis | | | |
| Strafen                                                                                 | GWD | 9× 1× Babić (dritte Zeitstrafe) | 9× 1× Babić (dritte Zeitstrafe) | 9× 1× Babić (dritte Zeitstrafe) | 9× 1× Babić (dritte Zeitstrafe) | 9× 1× Babić (dritte Zeitstrafe) | 9× 1× Babić (dritte Zeitstrafe) | 9× 1× Babić (dritte Zeitstrafe) | | |
| Strafen                                                                                 | TuS | 4× 0× | 4× 0× | 4× 0× | 4× 0× | 4× 0× | 4× 0× | 4× 0× | | |
| Siebenmeter                                                                             | GWD | 3/2 – verworfen: Niekamp | 3/2 – verworfen: Niekamp | 3/2 – verworfen: Niekamp | 3/2 – verworfen: Niekamp | 3/2 – verworfen: Niekamp | 3/2 – verworfen: Niekamp | 3/2 – verworfen: Niekamp | | |
| Siebenmeter                                                                             | TuS | 5/4 – verworfen: Gagin | 5/4 – verworfen: Gagin | 5/4 – verworfen: Gagin | 5/4 – verworfen: Gagin | 5/4 – verworfen: Gagin | 5/4 – verworfen: Gagin | 5/4 – verworfen: Gagin | | |
| Schiedsrichter                                                                          | Wilfried Schäfer (Pohlheim) & Josef Semmelroth (Linden) | Wilfried Schäfer (Pohlheim) & Josef Semmelroth (Linden) | Wilfried Schäfer (Pohlheim) & Josef Semmelroth (Linden) | Wilfried Schäfer (Pohlheim) & Josef Semmelroth (Linden) | Wilfried Schäfer (Pohlheim) & Josef Semmelroth (Linden) | Wilfried Schäfer (Pohlheim) & Josef Semmelroth (Linden) | Wilfried Schäfer (Pohlheim) & Josef Semmelroth (Linden) | Wilfried Schäfer (Pohlheim) & Josef Semmelroth (Linden) | | |
|                                                                                         | 51 | Freundschaftsspiel – Spielothek-Cup 1993 (Finale) | Freundschaftsspiel – Spielothek-Cup 1993 (Finale) | Freundschaftsspiel – Spielothek-Cup 1993 (Finale) | Sa., 28. Aug. 1993 20:00 | TuS Nettelstedt | TSV GWD Minden | 29:26 (12:13) | 1.200 | Kreissporthalle, Minden |
|                                                                                         | | Aufstellungen | TuS | Fynn Holpert, Jens Kanzog – Zbigniew Tłuczyński (6/2), Karl-Heinz Töpfer (4), Jörg Spreitzer, Maik Stolle (2), Gennadij Chalepo (7), Stefan Windhagen (n.e.), Ralf Bruelheide (5), Michael Thierauf (2), Michael Lehnertz (3), Jens Sachse (n.e.) Trainer: Mariusz Czok | Fynn Holpert, Jens Kanzog – Zbigniew Tłuczyński (6/2), Karl-Heinz Töpfer (4), Jörg Spreitzer, Maik Stolle (2), Gennadij Chalepo (7), Stefan Windhagen (n.e.), Ralf Bruelheide (5), Michael Thierauf (2), Michael Lehnertz (3), Jens Sachse (n.e.) Trainer: Mariusz Czok | Fynn Holpert, Jens Kanzog – Zbigniew Tłuczyński (6/2), Karl-Heinz Töpfer (4), Jörg Spreitzer, Maik Stolle (2), Gennadij Chalepo (7), Stefan Windhagen (n.e.), Ralf Bruelheide (5), Michael Thierauf (2), Michael Lehnertz (3), Jens Sachse (n.e.) Trainer: Mariusz Czok | Fynn Holpert, Jens Kanzog – Zbigniew Tłuczyński (6/2), Karl-Heinz Töpfer (4), Jörg Spreitzer, Maik Stolle (2), Gennadij Chalepo (7), Stefan Windhagen (n.e.), Ralf Bruelheide (5), Michael Thierauf (2), Michael Lehnertz (3), Jens Sachse (n.e.) Trainer: Mariusz Czok | Fynn Holpert, Jens Kanzog – Zbigniew Tłuczyński (6/2), Karl-Heinz Töpfer (4), Jörg Spreitzer, Maik Stolle (2), Gennadij Chalepo (7), Stefan Windhagen (n.e.), Ralf Bruelheide (5), Michael Thierauf (2), Michael Lehnertz (3), Jens Sachse (n.e.) Trainer: Mariusz Czok | Fynn Holpert, Jens Kanzog – Zbigniew Tłuczyński (6/2), Karl-Heinz Töpfer (4), Jörg Spreitzer, Maik Stolle (2), Gennadij Chalepo (7), Stefan Windhagen (n.e.), Ralf Bruelheide (5), Michael Thierauf (2), Michael Lehnertz (3), Jens Sachse (n.e.) Trainer: Mariusz Czok                                                                                                 | Fynn Holpert, Jens Kanzog – Zbigniew Tłuczyński (6/2), Karl-Heinz Töpfer (4), Jörg Spreitzer, Maik Stolle (2), Gennadij Chalepo (7), Stefan Windhagen (n.e.), Ralf Bruelheide (5), Michael Thierauf (2), Michael Lehnertz (3), Jens Sachse (n.e.) Trainer: Mariusz Czok                                                                                                 |
| GWD                                                                                     | Volker Hoffmann (1), Jörg Engelhardt (n.e.) – Bodo Leckelt (2), Kai Stolze, Robert Hedin (8/2), Norbert Gregorz (2), Hajo Wulff (9), Thomas Oehme (1), Marten Julius, Andreas Bock (3), Andreas Hertelt Trainer: Milomir Mijatović | Volker Hoffmann (1), Jörg Engelhardt (n.e.) – Bodo Leckelt (2), Kai Stolze, Robert Hedin (8/2), Norbert Gregorz (2), Hajo Wulff (9), Thomas Oehme (1), Marten Julius, Andreas Bock (3), Andreas Hertelt Trainer: Milomir Mijatović | Volker Hoffmann (1), Jörg Engelhardt (n.e.) – Bodo Leckelt (2), Kai Stolze, Robert Hedin (8/2), Norbert Gregorz (2), Hajo Wulff (9), Thomas Oehme (1), Marten Julius, Andreas Bock (3), Andreas Hertelt Trainer: Milomir Mijatović | Volker Hoffmann (1), Jörg Engelhardt (n.e.) – Bodo Leckelt (2), Kai Stolze, Robert Hedin (8/2), Norbert Gregorz (2), Hajo Wulff (9), Thomas Oehme (1), Marten Julius, Andreas Bock (3), Andreas Hertelt Trainer: Milomir Mijatović | Volker Hoffmann (1), Jörg Engelhardt (n.e.) – Bodo Leckelt (2), Kai Stolze, Robert Hedin (8/2), Norbert Gregorz (2), Hajo Wulff (9), Thomas Oehme (1), Marten Julius, Andreas Bock (3), Andreas Hertelt Trainer: Milomir Mijatović | Volker Hoffmann (1), Jörg Engelhardt (n.e.) – Bodo Leckelt (2), Kai Stolze, Robert Hedin (8/2), Norbert Gregorz (2), Hajo Wulff (9), Thomas Oehme (1), Marten Julius, Andreas Bock (3), Andreas Hertelt Trainer: Milomir Mijatović | Volker Hoffmann (1), Jörg Engelhardt (n.e.) – Bodo Leckelt (2), Kai Stolze, Robert Hedin (8/2), Norbert Gregorz (2), Hajo Wulff (9), Thomas Oehme (1), Marten Julius, Andreas Bock (3), Andreas Hertelt Trainer: Milomir Mijatović | | | |
| Schiedsrichter                                                                          | Manfred Gremmel & Wolfgang Gremmel (beide Söhlde) | Manfred Gremmel & Wolfgang Gremmel (beide Söhlde) | Manfred Gremmel & Wolfgang Gremmel (beide Söhlde) | Manfred Gremmel & Wolfgang Gremmel (beide Söhlde) | Manfred Gremmel & Wolfgang Gremmel (beide Söhlde) | Manfred Gremmel & Wolfgang Gremmel (beide Söhlde) | Manfred Gremmel & Wolfgang Gremmel (beide Söhlde) | Manfred Gremmel & Wolfgang Gremmel (beide Söhlde) | | |
| 28                                                                                      | 52 | DHB-Pokal 1993/94 – 2. Runde | DHB-Pokal 1993/94 – 2. Runde | DHB-Pokal 1993/94 – 2. Runde | Mi., 10. Nov. 1993 19:00 | TuS Nettelstedt | TSV GWD Minden | 33:31 (28:28; 23:23; 13:9) n. 2. V. 6 | 3.000 (ausverkauft) | Kreissporthalle, Lübbecke |
|                                                                                         | | Aufstellungen | TuS | Fynn Holpert, Jens Kanzog – Zbigniew Tłuczyński (7/3), Karl-Heinz Töpfer (3), Jörg Spreitzer, Maik Stolle (n.e.), Gennadij Chalepo (8), Mike Vette (n.e.), Jens Sachse (4), Andreas Kohl, Ralf Bruelheide (4), Michael Thierauf (1), Michael Lehnertz (6) Trainer: Mariusz Czok | Fynn Holpert, Jens Kanzog – Zbigniew Tłuczyński (7/3), Karl-Heinz Töpfer (3), Jörg Spreitzer, Maik Stolle (n.e.), Gennadij Chalepo (8), Mike Vette (n.e.), Jens Sachse (4), Andreas Kohl, Ralf Bruelheide (4), Michael Thierauf (1), Michael Lehnertz (6) Trainer: Mariusz Czok | Fynn Holpert, Jens Kanzog – Zbigniew Tłuczyński (7/3), Karl-Heinz Töpfer (3), Jörg Spreitzer, Maik Stolle (n.e.), Gennadij Chalepo (8), Mike Vette (n.e.), Jens Sachse (4), Andreas Kohl, Ralf Bruelheide (4), Michael Thierauf (1), Michael Lehnertz (6) Trainer: Mariusz Czok | Fynn Holpert, Jens Kanzog – Zbigniew Tłuczyński (7/3), Karl-Heinz Töpfer (3), Jörg Spreitzer, Maik Stolle (n.e.), Gennadij Chalepo (8), Mike Vette (n.e.), Jens Sachse (4), Andreas Kohl, Ralf Bruelheide (4), Michael Thierauf (1), Michael Lehnertz (6) Trainer: Mariusz Czok | Fynn Holpert, Jens Kanzog – Zbigniew Tłuczyński (7/3), Karl-Heinz Töpfer (3), Jörg Spreitzer, Maik Stolle (n.e.), Gennadij Chalepo (8), Mike Vette (n.e.), Jens Sachse (4), Andreas Kohl, Ralf Bruelheide (4), Michael Thierauf (1), Michael Lehnertz (6) Trainer: Mariusz Czok | Fynn Holpert, Jens Kanzog – Zbigniew Tłuczyński (7/3), Karl-Heinz Töpfer (3), Jörg Spreitzer, Maik Stolle (n.e.), Gennadij Chalepo (8), Mike Vette (n.e.), Jens Sachse (4), Andreas Kohl, Ralf Bruelheide (4), Michael Thierauf (1), Michael Lehnertz (6) Trainer: Mariusz Czok                                                                                         | Fynn Holpert, Jens Kanzog – Zbigniew Tłuczyński (7/3), Karl-Heinz Töpfer (3), Jörg Spreitzer, Maik Stolle (n.e.), Gennadij Chalepo (8), Mike Vette (n.e.), Jens Sachse (4), Andreas Kohl, Ralf Bruelheide (4), Michael Thierauf (1), Michael Lehnertz (6) Trainer: Mariusz Czok                                                                                         |
| GWD                                                                                     | Volker Hoffmann, Jörg Engelhardt – Bodo Leckelt, Kai Stolze (4), Robert Hedin (6), Norbert Gregorz, Hajo Wulff (9/3), Thomas Oehme, Walter Schubert (6), Marten Julius, Andreas Bock (4), Andreas Hertelt (2) Trainer: Milomir Mijatović | Volker Hoffmann, Jörg Engelhardt – Bodo Leckelt, Kai Stolze (4), Robert Hedin (6), Norbert Gregorz, Hajo Wulff (9/3), Thomas Oehme, Walter Schubert (6), Marten Julius, Andreas Bock (4), Andreas Hertelt (2) Trainer: Milomir Mijatović | Volker Hoffmann, Jörg Engelhardt – Bodo Leckelt, Kai Stolze (4), Robert Hedin (6), Norbert Gregorz, Hajo Wulff (9/3), Thomas Oehme, Walter Schubert (6), Marten Julius, Andreas Bock (4), Andreas Hertelt (2) Trainer: Milomir Mijatović | Volker Hoffmann, Jörg Engelhardt – Bodo Leckelt, Kai Stolze (4), Robert Hedin (6), Norbert Gregorz, Hajo Wulff (9/3), Thomas Oehme, Walter Schubert (6), Marten Julius, Andreas Bock (4), Andreas Hertelt (2) Trainer: Milomir Mijatović | Volker Hoffmann, Jörg Engelhardt – Bodo Leckelt, Kai Stolze (4), Robert Hedin (6), Norbert Gregorz, Hajo Wulff (9/3), Thomas Oehme, Walter Schubert (6), Marten Julius, Andreas Bock (4), Andreas Hertelt (2) Trainer: Milomir Mijatović | Volker Hoffmann, Jörg Engelhardt – Bodo Leckelt, Kai Stolze (4), Robert Hedin (6), Norbert Gregorz, Hajo Wulff (9/3), Thomas Oehme, Walter Schubert (6), Marten Julius, Andreas Bock (4), Andreas Hertelt (2) Trainer: Milomir Mijatović | Volker Hoffmann, Jörg Engelhardt – Bodo Leckelt, Kai Stolze (4), Robert Hedin (6), Norbert Gregorz, Hajo Wulff (9/3), Thomas Oehme, Walter Schubert (6), Marten Julius, Andreas Bock (4), Andreas Hertelt (2) Trainer: Milomir Mijatović | | | |
| Strafen                                                                                 | TuS | 4× Chalepo, Thierauf, Lehnertz, Bruelheide | 4× Chalepo, Thierauf, Lehnertz, Bruelheide | 4× Chalepo, Thierauf, Lehnertz, Bruelheide | 4× Chalepo, Thierauf, Lehnertz, Bruelheide | 4× Chalepo, Thierauf, Lehnertz, Bruelheide | 4× Chalepo, Thierauf, Lehnertz, Bruelheide | 4× Chalepo, Thierauf, Lehnertz, Bruelheide | | |
| Strafen                                                                                 | GWD | 7× Bock (2), Stolze, Hedin, Wulff, Hertelt, Schubert | 7× Bock (2), Stolze, Hedin, Wulff, Hertelt, Schubert | 7× Bock (2), Stolze, Hedin, Wulff, Hertelt, Schubert | 7× Bock (2), Stolze, Hedin, Wulff, Hertelt, Schubert | 7× Bock (2), Stolze, Hedin, Wulff, Hertelt, Schubert | 7× Bock (2), Stolze, Hedin, Wulff, Hertelt, Schubert | 7× Bock (2), Stolze, Hedin, Wulff, Hertelt, Schubert | | |
| Siebenmeter                                                                             | TuS | 3/3 | 3/3 | 3/3 | 3/3 | 3/3 | 3/3 | 3/3 | | |
| Siebenmeter                                                                             | GWD | 4/3 – verworfen: Wulff | 4/3 – verworfen: Wulff | 4/3 – verworfen: Wulff | 4/3 – verworfen: Wulff | 4/3 – verworfen: Wulff | 4/3 – verworfen: Wulff | 4/3 – verworfen: Wulff | | |
| Schiedsrichter                                                                          | Manfred Gremmel (Söhlde) | Manfred Gremmel (Söhlde) | Manfred Gremmel (Söhlde) | Manfred Gremmel (Söhlde) | Manfred Gremmel (Söhlde) | Manfred Gremmel (Söhlde) | Manfred Gremmel (Söhlde) | Manfred Gremmel (Söhlde) | | |
| Bemerkungen                                                                             | Schiedsrichter Wolfgang Gremmel erkrankte im Vorfeld. So musste sein Zwillingsbruder Manfred die Partie komplett alleine pfeifen. | Schiedsrichter Wolfgang Gremmel erkrankte im Vorfeld. So musste sein Zwillingsbruder Manfred die Partie komplett alleine pfeifen. | Schiedsrichter Wolfgang Gremmel erkrankte im Vorfeld. So musste sein Zwillingsbruder Manfred die Partie komplett alleine pfeifen. | Schiedsrichter Wolfgang Gremmel erkrankte im Vorfeld. So musste sein Zwillingsbruder Manfred die Partie komplett alleine pfeifen. | Schiedsrichter Wolfgang Gremmel erkrankte im Vorfeld. So musste sein Zwillingsbruder Manfred die Partie komplett alleine pfeifen. | Schiedsrichter Wolfgang Gremmel erkrankte im Vorfeld. So musste sein Zwillingsbruder Manfred die Partie komplett alleine pfeifen. | Schiedsrichter Wolfgang Gremmel erkrankte im Vorfeld. So musste sein Zwillingsbruder Manfred die Partie komplett alleine pfeifen. | Schiedsrichter Wolfgang Gremmel erkrankte im Vorfeld. So musste sein Zwillingsbruder Manfred die Partie komplett alleine pfeifen. | | |
| 29                                                                                      | 53 | 2. Handball-Bundesliga 1993/94 Nord – 9. Spieltag | 2. Handball-Bundesliga 1993/94 Nord – 9. Spieltag | 2. Handball-Bundesliga 1993/94 Nord – 9. Spieltag | Mi., 17. Nov. 1993 20:00 | TSV GWD Minden | TuS Nettelstedt | 25:19 (12:9) | 2.600 (ausverkauft) | Kreissporthalle, Minden |
|                                                                                         | | Aufstellungen | GWD | Volker Hoffmann, Jörg Engelhardt – Bodo Leckelt (6), Kai Stolze (2), Robert Hedin (5), Norbert Gregorz (1), Hajo Wulff (3), Walter Schubert (1), Marten Julius, Andreas Bock (5), Andreas Hertelt (2) Trainer: Milomir Mijatović | Volker Hoffmann, Jörg Engelhardt – Bodo Leckelt (6), Kai Stolze (2), Robert Hedin (5), Norbert Gregorz (1), Hajo Wulff (3), Walter Schubert (1), Marten Julius, Andreas Bock (5), Andreas Hertelt (2) Trainer: Milomir Mijatović | Volker Hoffmann, Jörg Engelhardt – Bodo Leckelt (6), Kai Stolze (2), Robert Hedin (5), Norbert Gregorz (1), Hajo Wulff (3), Walter Schubert (1), Marten Julius, Andreas Bock (5), Andreas Hertelt (2) Trainer: Milomir Mijatović | Volker Hoffmann, Jörg Engelhardt – Bodo Leckelt (6), Kai Stolze (2), Robert Hedin (5), Norbert Gregorz (1), Hajo Wulff (3), Walter Schubert (1), Marten Julius, Andreas Bock (5), Andreas Hertelt (2) Trainer: Milomir Mijatović | Volker Hoffmann, Jörg Engelhardt – Bodo Leckelt (6), Kai Stolze (2), Robert Hedin (5), Norbert Gregorz (1), Hajo Wulff (3), Walter Schubert (1), Marten Julius, Andreas Bock (5), Andreas Hertelt (2) Trainer: Milomir Mijatović | Volker Hoffmann, Jörg Engelhardt – Bodo Leckelt (6), Kai Stolze (2), Robert Hedin (5), Norbert Gregorz (1), Hajo Wulff (3), Walter Schubert (1), Marten Julius, Andreas Bock (5), Andreas Hertelt (2) Trainer: Milomir Mijatović | Volker Hoffmann, Jörg Engelhardt – Bodo Leckelt (6), Kai Stolze (2), Robert Hedin (5), Norbert Gregorz (1), Hajo Wulff (3), Walter Schubert (1), Marten Julius, Andreas Bock (5), Andreas Hertelt (2) Trainer: Milomir Mijatović |
| TuS                                                                                     | Fynn Holpert, Jens Kanzog – Zbigniew Tłuczyński (4/2), Karl-Heinz Töpfer (1), Jörg Spreitzer (3), Gennadij Chalepo (1), Mike Vette (1), Jens Sachse, Andreas Kohl, Ralf Bruelheide (2/1), Michael Thierauf (3), Michael Lehnertz (4) Trainer: Mariusz Czok | Fynn Holpert, Jens Kanzog – Zbigniew Tłuczyński (4/2), Karl-Heinz Töpfer (1), Jörg Spreitzer (3), Gennadij Chalepo (1), Mike Vette (1), Jens Sachse, Andreas Kohl, Ralf Bruelheide (2/1), Michael Thierauf (3), Michael Lehnertz (4) Trainer: Mariusz Czok | Fynn Holpert, Jens Kanzog – Zbigniew Tłuczyński (4/2), Karl-Heinz Töpfer (1), Jörg Spreitzer (3), Gennadij Chalepo (1), Mike Vette (1), Jens Sachse, Andreas Kohl, Ralf Bruelheide (2/1), Michael Thierauf (3), Michael Lehnertz (4) Trainer: Mariusz Czok | Fynn Holpert, Jens Kanzog – Zbigniew Tłuczyński (4/2), Karl-Heinz Töpfer (1), Jörg Spreitzer (3), Gennadij Chalepo (1), Mike Vette (1), Jens Sachse, Andreas Kohl, Ralf Bruelheide (2/1), Michael Thierauf (3), Michael Lehnertz (4) Trainer: Mariusz Czok | Fynn Holpert, Jens Kanzog – Zbigniew Tłuczyński (4/2), Karl-Heinz Töpfer (1), Jörg Spreitzer (3), Gennadij Chalepo (1), Mike Vette (1), Jens Sachse, Andreas Kohl, Ralf Bruelheide (2/1), Michael Thierauf (3), Michael Lehnertz (4) Trainer: Mariusz Czok | Fynn Holpert, Jens Kanzog – Zbigniew Tłuczyński (4/2), Karl-Heinz Töpfer (1), Jörg Spreitzer (3), Gennadij Chalepo (1), Mike Vette (1), Jens Sachse, Andreas Kohl, Ralf Bruelheide (2/1), Michael Thierauf (3), Michael Lehnertz (4) Trainer: Mariusz Czok | Fynn Holpert, Jens Kanzog – Zbigniew Tłuczyński (4/2), Karl-Heinz Töpfer (1), Jörg Spreitzer (3), Gennadij Chalepo (1), Mike Vette (1), Jens Sachse, Andreas Kohl, Ralf Bruelheide (2/1), Michael Thierauf (3), Michael Lehnertz (4) Trainer: Mariusz Czok | | | |
| Strafen                                                                                 | GWD | 5× Hertelt (3), Hedin, Gregorz 1× Hertelt (53./dritte Zeitstrafe) | 5× Hertelt (3), Hedin, Gregorz 1× Hertelt (53./dritte Zeitstrafe) | 5× Hertelt (3), Hedin, Gregorz 1× Hertelt (53./dritte Zeitstrafe) | 5× Hertelt (3), Hedin, Gregorz 1× Hertelt (53./dritte Zeitstrafe) | 5× Hertelt (3), Hedin, Gregorz 1× Hertelt (53./dritte Zeitstrafe) | 5× Hertelt (3), Hedin, Gregorz 1× Hertelt (53./dritte Zeitstrafe) | 5× Hertelt (3), Hedin, Gregorz 1× Hertelt (53./dritte Zeitstrafe) | | |
| Strafen                                                                                 | TuS | 5× Sachse, Spreitzer, Chalepo, Bruelheide, Tłuczyński 0× | 5× Sachse, Spreitzer, Chalepo, Bruelheide, Tłuczyński 0× | 5× Sachse, Spreitzer, Chalepo, Bruelheide, Tłuczyński 0× | 5× Sachse, Spreitzer, Chalepo, Bruelheide, Tłuczyński 0× | 5× Sachse, Spreitzer, Chalepo, Bruelheide, Tłuczyński 0× | 5× Sachse, Spreitzer, Chalepo, Bruelheide, Tłuczyński 0× | 5× Sachse, Spreitzer, Chalepo, Bruelheide, Tłuczyński 0× | | |
| Siebenmeter                                                                             | GWD | 2/0 – verworfen: Hedin, Wulff | 2/0 – verworfen: Hedin, Wulff | 2/0 – verworfen: Hedin, Wulff | 2/0 – verworfen: Hedin, Wulff | 2/0 – verworfen: Hedin, Wulff | 2/0 – verworfen: Hedin, Wulff | 2/0 – verworfen: Hedin, Wulff | | |
| Siebenmeter                                                                             | TuS | 4/3 – verworfen: Tłuczyński | 4/3 – verworfen: Tłuczyński | 4/3 – verworfen: Tłuczyński | 4/3 – verworfen: Tłuczyński | 4/3 – verworfen: Tłuczyński | 4/3 – verworfen: Tłuczyński | 4/3 – verworfen: Tłuczyński | | |
| Schiedsrichter                                                                          | Karl-Friedrich Schwark & Rainer Tschirne (beide Büdelsdorf) | Karl-Friedrich Schwark & Rainer Tschirne (beide Büdelsdorf) | Karl-Friedrich Schwark & Rainer Tschirne (beide Büdelsdorf) | Karl-Friedrich Schwark & Rainer Tschirne (beide Büdelsdorf) | Karl-Friedrich Schwark & Rainer Tschirne (beide Büdelsdorf) | Karl-Friedrich Schwark & Rainer Tschirne (beide Büdelsdorf) | Karl-Friedrich Schwark & Rainer Tschirne (beide Büdelsdorf) | Karl-Friedrich Schwark & Rainer Tschirne (beide Büdelsdorf) | | |
| 30                                                                                      | 54 | 2. Handball-Bundesliga 1993/94 Nord – 26. Spieltag | 2. Handball-Bundesliga 1993/94 Nord – 26. Spieltag | 2. Handball-Bundesliga 1993/94 Nord – 26. Spieltag | Mi., 23. März 1994 18:30 | TuS Nettelstedt | TSV GWD Minden | 25:24 (13:14) | 2.800 (ausverkauft) | Kreissporthalle, Lübbecke |
|                                                                                         | | Aufstellungen | TuS | Fynn Holpert, Joachim Kurth – Zbigniew Tłuczyński (6/3), Jens Sachse (n.e.), Karl-Heinz Töpfer (1), Jörg Spreitzer, Ulrich Derad (5), Gennadij Chalepo (6), Andreas Kohl (3), Mike Vette (n.e.), Ralf Bruelheide (3), Michael Thierauf, Michael Lehnertz (1) Trainer: Mariusz Czok | Fynn Holpert, Joachim Kurth – Zbigniew Tłuczyński (6/3), Jens Sachse (n.e.), Karl-Heinz Töpfer (1), Jörg Spreitzer, Ulrich Derad (5), Gennadij Chalepo (6), Andreas Kohl (3), Mike Vette (n.e.), Ralf Bruelheide (3), Michael Thierauf, Michael Lehnertz (1) Trainer: Mariusz Czok | Fynn Holpert, Joachim Kurth – Zbigniew Tłuczyński (6/3), Jens Sachse (n.e.), Karl-Heinz Töpfer (1), Jörg Spreitzer, Ulrich Derad (5), Gennadij Chalepo (6), Andreas Kohl (3), Mike Vette (n.e.), Ralf Bruelheide (3), Michael Thierauf, Michael Lehnertz (1) Trainer: Mariusz Czok | Fynn Holpert, Joachim Kurth – Zbigniew Tłuczyński (6/3), Jens Sachse (n.e.), Karl-Heinz Töpfer (1), Jörg Spreitzer, Ulrich Derad (5), Gennadij Chalepo (6), Andreas Kohl (3), Mike Vette (n.e.), Ralf Bruelheide (3), Michael Thierauf, Michael Lehnertz (1) Trainer: Mariusz Czok | Fynn Holpert, Joachim Kurth – Zbigniew Tłuczyński (6/3), Jens Sachse (n.e.), Karl-Heinz Töpfer (1), Jörg Spreitzer, Ulrich Derad (5), Gennadij Chalepo (6), Andreas Kohl (3), Mike Vette (n.e.), Ralf Bruelheide (3), Michael Thierauf, Michael Lehnertz (1) Trainer: Mariusz Czok | Fynn Holpert, Joachim Kurth – Zbigniew Tłuczyński (6/3), Jens Sachse (n.e.), Karl-Heinz Töpfer (1), Jörg Spreitzer, Ulrich Derad (5), Gennadij Chalepo (6), Andreas Kohl (3), Mike Vette (n.e.), Ralf Bruelheide (3), Michael Thierauf, Michael Lehnertz (1) Trainer: Mariusz Czok                                                                                      | Fynn Holpert, Joachim Kurth – Zbigniew Tłuczyński (6/3), Jens Sachse (n.e.), Karl-Heinz Töpfer (1), Jörg Spreitzer, Ulrich Derad (5), Gennadij Chalepo (6), Andreas Kohl (3), Mike Vette (n.e.), Ralf Bruelheide (3), Michael Thierauf, Michael Lehnertz (1) Trainer: Mariusz Czok                                                                                      |
| GWD                                                                                     | Volker Hoffmann, Jörg Engelhardt – Bodo Leckelt (5), Kai Stolze (4), Robert Hedin (8), Norbert Gregorz (2), Hajo Wulff (1), Thomas Oehme (1), Walter Schubert (1), Marten Julius (1), Andreas Bock (1) Trainer: Milomir Mijatović | Volker Hoffmann, Jörg Engelhardt – Bodo Leckelt (5), Kai Stolze (4), Robert Hedin (8), Norbert Gregorz (2), Hajo Wulff (1), Thomas Oehme (1), Walter Schubert (1), Marten Julius (1), Andreas Bock (1) Trainer: Milomir Mijatović | Volker Hoffmann, Jörg Engelhardt – Bodo Leckelt (5), Kai Stolze (4), Robert Hedin (8), Norbert Gregorz (2), Hajo Wulff (1), Thomas Oehme (1), Walter Schubert (1), Marten Julius (1), Andreas Bock (1) Trainer: Milomir Mijatović | Volker Hoffmann, Jörg Engelhardt – Bodo Leckelt (5), Kai Stolze (4), Robert Hedin (8), Norbert Gregorz (2), Hajo Wulff (1), Thomas Oehme (1), Walter Schubert (1), Marten Julius (1), Andreas Bock (1) Trainer: Milomir Mijatović | Volker Hoffmann, Jörg Engelhardt – Bodo Leckelt (5), Kai Stolze (4), Robert Hedin (8), Norbert Gregorz (2), Hajo Wulff (1), Thomas Oehme (1), Walter Schubert (1), Marten Julius (1), Andreas Bock (1) Trainer: Milomir Mijatović | Volker Hoffmann, Jörg Engelhardt – Bodo Leckelt (5), Kai Stolze (4), Robert Hedin (8), Norbert Gregorz (2), Hajo Wulff (1), Thomas Oehme (1), Walter Schubert (1), Marten Julius (1), Andreas Bock (1) Trainer: Milomir Mijatović | Volker Hoffmann, Jörg Engelhardt – Bodo Leckelt (5), Kai Stolze (4), Robert Hedin (8), Norbert Gregorz (2), Hajo Wulff (1), Thomas Oehme (1), Walter Schubert (1), Marten Julius (1), Andreas Bock (1) Trainer: Milomir Mijatović | | | |
| Strafen                                                                                 | TuS | 5× | 5× | 5× | 5× | 5× | 5× | 5× | | |
| Strafen                                                                                 | GWD | 4× | 4× | 4× | 4× | 4× | 4× | 4× | | |
| Siebenmeter                                                                             | TuS | 3/3 | 3/3 | 3/3 | 3/3 | 3/3 | 3/3 | 3/3 | | |
| Siebenmeter                                                                             | GWD | 1/0 – verworfen: Hedin | 1/0 – verworfen: Hedin | 1/0 – verworfen: Hedin | 1/0 – verworfen: Hedin | 1/0 – verworfen: Hedin | 1/0 – verworfen: Hedin | 1/0 – verworfen: Hedin | | |
| Schiedsrichter                                                                          | Volker Lienhop (Vellmar) & Gerd Meuler (Grebenstein) | Volker Lienhop (Vellmar) & Gerd Meuler (Grebenstein) | Volker Lienhop (Vellmar) & Gerd Meuler (Grebenstein) | Volker Lienhop (Vellmar) & Gerd Meuler (Grebenstein) | Volker Lienhop (Vellmar) & Gerd Meuler (Grebenstein) | Volker Lienhop (Vellmar) & Gerd Meuler (Grebenstein) | Volker Lienhop (Vellmar) & Gerd Meuler (Grebenstein) | Volker Lienhop (Vellmar) & Gerd Meuler (Grebenstein) | | |
| 31                                                                                      | 55 | Handball-Bundesliga 1995/96 – 11. Spieltag | Handball-Bundesliga 1995/96 – 11. Spieltag | Handball-Bundesliga 1995/96 – 11. Spieltag | Fr., 15. Dez. 1995 19:30 | TuS Nettelstedt | TSV GWD Minden | 28:22 (14:9) | 3.500 (ausverkauft) | Kreissporthalle, Lübbecke |
|                                                                                         | | Aufstellungen | TuS | Volker Hoffmann, Mariusz Dudek – Jörg Bohrmann, Ralf Abend (7/4), Peter Joas (n.e.), Bogdan Wenta (6/2), Michael Scholz (4), Uwe Zimmer, Christian Piller (2), Andreas Kohl (6), Frank Schmitt (3), Dirk Beuchler Trainer: Gunter Funk | Volker Hoffmann, Mariusz Dudek – Jörg Bohrmann, Ralf Abend (7/4), Peter Joas (n.e.), Bogdan Wenta (6/2), Michael Scholz (4), Uwe Zimmer, Christian Piller (2), Andreas Kohl (6), Frank Schmitt (3), Dirk Beuchler Trainer: Gunter Funk | Volker Hoffmann, Mariusz Dudek – Jörg Bohrmann, Ralf Abend (7/4), Peter Joas (n.e.), Bogdan Wenta (6/2), Michael Scholz (4), Uwe Zimmer, Christian Piller (2), Andreas Kohl (6), Frank Schmitt (3), Dirk Beuchler Trainer: Gunter Funk | Volker Hoffmann, Mariusz Dudek – Jörg Bohrmann, Ralf Abend (7/4), Peter Joas (n.e.), Bogdan Wenta (6/2), Michael Scholz (4), Uwe Zimmer, Christian Piller (2), Andreas Kohl (6), Frank Schmitt (3), Dirk Beuchler Trainer: Gunter Funk | Volker Hoffmann, Mariusz Dudek – Jörg Bohrmann, Ralf Abend (7/4), Peter Joas (n.e.), Bogdan Wenta (6/2), Michael Scholz (4), Uwe Zimmer, Christian Piller (2), Andreas Kohl (6), Frank Schmitt (3), Dirk Beuchler Trainer: Gunter Funk | Volker Hoffmann, Mariusz Dudek – Jörg Bohrmann, Ralf Abend (7/4), Peter Joas (n.e.), Bogdan Wenta (6/2), Michael Scholz (4), Uwe Zimmer, Christian Piller (2), Andreas Kohl (6), Frank Schmitt (3), Dirk Beuchler Trainer: Gunter Funk | Volker Hoffmann, Mariusz Dudek – Jörg Bohrmann, Ralf Abend (7/4), Peter Joas (n.e.), Bogdan Wenta (6/2), Michael Scholz (4), Uwe Zimmer, Christian Piller (2), Andreas Kohl (6), Frank Schmitt (3), Dirk Beuchler Trainer: Gunter Funk |
| GWD                                                                                     | Armin Wegner, Chrischa Hannawald – Bodo Leckelt (1), Frank von Behren (1), Kai Stolze (4), Robert Hedin (3/1), Holger Kretschmer (3), Rüdiger Traub, Joachim Sproß (5/3), Thomas Oehme (1), Ralf Böhme (1), Andreas Bock (3) Trainer: Jürgen Kloth | Armin Wegner, Chrischa Hannawald – Bodo Leckelt (1), Frank von Behren (1), Kai Stolze (4), Robert Hedin (3/1), Holger Kretschmer (3), Rüdiger Traub, Joachim Sproß (5/3), Thomas Oehme (1), Ralf Böhme (1), Andreas Bock (3) Trainer: Jürgen Kloth | Armin Wegner, Chrischa Hannawald – Bodo Leckelt (1), Frank von Behren (1), Kai Stolze (4), Robert Hedin (3/1), Holger Kretschmer (3), Rüdiger Traub, Joachim Sproß (5/3), Thomas Oehme (1), Ralf Böhme (1), Andreas Bock (3) Trainer: Jürgen Kloth | Armin Wegner, Chrischa Hannawald – Bodo Leckelt (1), Frank von Behren (1), Kai Stolze (4), Robert Hedin (3/1), Holger Kretschmer (3), Rüdiger Traub, Joachim Sproß (5/3), Thomas Oehme (1), Ralf Böhme (1), Andreas Bock (3) Trainer: Jürgen Kloth | Armin Wegner, Chrischa Hannawald – Bodo Leckelt (1), Frank von Behren (1), Kai Stolze (4), Robert Hedin (3/1), Holger Kretschmer (3), Rüdiger Traub, Joachim Sproß (5/3), Thomas Oehme (1), Ralf Böhme (1), Andreas Bock (3) Trainer: Jürgen Kloth | Armin Wegner, Chrischa Hannawald – Bodo Leckelt (1), Frank von Behren (1), Kai Stolze (4), Robert Hedin (3/1), Holger Kretschmer (3), Rüdiger Traub, Joachim Sproß (5/3), Thomas Oehme (1), Ralf Böhme (1), Andreas Bock (3) Trainer: Jürgen Kloth | Armin Wegner, Chrischa Hannawald – Bodo Leckelt (1), Frank von Behren (1), Kai Stolze (4), Robert Hedin (3/1), Holger Kretschmer (3), Rüdiger Traub, Joachim Sproß (5/3), Thomas Oehme (1), Ralf Böhme (1), Andreas Bock (3) Trainer: Jürgen Kloth | | | |
| Strafen                                                                                 | TuS | 6× Schmitt (2), Piller (2), Kohl, Abend | 6× Schmitt (2), Piller (2), Kohl, Abend | 6× Schmitt (2), Piller (2), Kohl, Abend | 6× Schmitt (2), Piller (2), Kohl, Abend | 6× Schmitt (2), Piller (2), Kohl, Abend | 6× Schmitt (2), Piller (2), Kohl, Abend | 6× Schmitt (2), Piller (2), Kohl, Abend | | |
| Strafen                                                                                 | GWD | 6× Bock (2), Leckelt, Kretschmer, Traub, von Behren | 6× Bock (2), Leckelt, Kretschmer, Traub, von Behren | 6× Bock (2), Leckelt, Kretschmer, Traub, von Behren | 6× Bock (2), Leckelt, Kretschmer, Traub, von Behren | 6× Bock (2), Leckelt, Kretschmer, Traub, von Behren | 6× Bock (2), Leckelt, Kretschmer, Traub, von Behren | 6× Bock (2), Leckelt, Kretschmer, Traub, von Behren | | |
| Siebenmeter                                                                             | TuS | 7/6 – verworfen: Wenta | 7/6 – verworfen: Wenta | 7/6 – verworfen: Wenta | 7/6 – verworfen: Wenta | 7/6 – verworfen: Wenta | 7/6 – verworfen: Wenta | 7/6 – verworfen: Wenta | | |
| Siebenmeter                                                                             | GWD | 8/4 – verworfen: Stolze, Hedin, von Behren, Leckelt | 8/4 – verworfen: Stolze, Hedin, von Behren, Leckelt | 8/4 – verworfen: Stolze, Hedin, von Behren, Leckelt | 8/4 – verworfen: Stolze, Hedin, von Behren, Leckelt | 8/4 – verworfen: Stolze, Hedin, von Behren, Leckelt | 8/4 – verworfen: Stolze, Hedin, von Behren, Leckelt | 8/4 – verworfen: Stolze, Hedin, von Behren, Leckelt | | |
| Schiedsrichter                                                                          | Günter Farischon (Stutensee) & Achim Michel (Eggenstein-Leopoldshafen) | Günter Farischon (Stutensee) & Achim Michel (Eggenstein-Leopoldshafen) | Günter Farischon (Stutensee) & Achim Michel (Eggenstein-Leopoldshafen) | Günter Farischon (Stutensee) & Achim Michel (Eggenstein-Leopoldshafen) | Günter Farischon (Stutensee) & Achim Michel (Eggenstein-Leopoldshafen) | Günter Farischon (Stutensee) & Achim Michel (Eggenstein-Leopoldshafen) | Günter Farischon (Stutensee) & Achim Michel (Eggenstein-Leopoldshafen) | Günter Farischon (Stutensee) & Achim Michel (Eggenstein-Leopoldshafen) | | |
| 32                                                                                      | 56 | Handball-Bundesliga 1995/96 – 26. Spieltag | Handball-Bundesliga 1995/96 – 26. Spieltag | Handball-Bundesliga 1995/96 – 26. Spieltag | Sa., 26. März 1996 19:30 | TSV GWD Minden | TuS Nettelstedt | 26:26 (13:14) | 3.000 (ausverkauft) | Kreissporthalle, Minden |
|                                                                                         | | Aufstellungen | GWD | Chrischa Hannawald, Vlado Šola – Bodo Leckelt (1), Frank von Behren (2), Robert Hedin (12/1), Hendrik Ochel, Rüdiger Traub (3), Joachim Sproß (2/2), Thomas Oehme (2), Holger Kretschmer (1), Andreas Bock (3), Ralf Böhme Trainer: Jürgen Kloth | Chrischa Hannawald, Vlado Šola – Bodo Leckelt (1), Frank von Behren (2), Robert Hedin (12/1), Hendrik Ochel, Rüdiger Traub (3), Joachim Sproß (2/2), Thomas Oehme (2), Holger Kretschmer (1), Andreas Bock (3), Ralf Böhme Trainer: Jürgen Kloth | Chrischa Hannawald, Vlado Šola – Bodo Leckelt (1), Frank von Behren (2), Robert Hedin (12/1), Hendrik Ochel, Rüdiger Traub (3), Joachim Sproß (2/2), Thomas Oehme (2), Holger Kretschmer (1), Andreas Bock (3), Ralf Böhme Trainer: Jürgen Kloth | Chrischa Hannawald, Vlado Šola – Bodo Leckelt (1), Frank von Behren (2), Robert Hedin (12/1), Hendrik Ochel, Rüdiger Traub (3), Joachim Sproß (2/2), Thomas Oehme (2), Holger Kretschmer (1), Andreas Bock (3), Ralf Böhme Trainer: Jürgen Kloth | Chrischa Hannawald, Vlado Šola – Bodo Leckelt (1), Frank von Behren (2), Robert Hedin (12/1), Hendrik Ochel, Rüdiger Traub (3), Joachim Sproß (2/2), Thomas Oehme (2), Holger Kretschmer (1), Andreas Bock (3), Ralf Böhme Trainer: Jürgen Kloth | Chrischa Hannawald, Vlado Šola – Bodo Leckelt (1), Frank von Behren (2), Robert Hedin (12/1), Hendrik Ochel, Rüdiger Traub (3), Joachim Sproß (2/2), Thomas Oehme (2), Holger Kretschmer (1), Andreas Bock (3), Ralf Böhme Trainer: Jürgen Kloth | Chrischa Hannawald, Vlado Šola – Bodo Leckelt (1), Frank von Behren (2), Robert Hedin (12/1), Hendrik Ochel, Rüdiger Traub (3), Joachim Sproß (2/2), Thomas Oehme (2), Holger Kretschmer (1), Andreas Bock (3), Ralf Böhme Trainer: Jürgen Kloth |
| TuS                                                                                     | Volker Hoffmann, Mariusz Dudek – Jörg Bohrmann, Ralf Abend (1), Bogdan Wenta (8), Michael Scholz (1), Gennadij Chalepo (5), Uwe Zimmer, Christian Piller, Michael Altenbeck (4/2), Dirk Beuchler (7) Trainer: Gunter Funk | Volker Hoffmann, Mariusz Dudek – Jörg Bohrmann, Ralf Abend (1), Bogdan Wenta (8), Michael Scholz (1), Gennadij Chalepo (5), Uwe Zimmer, Christian Piller, Michael Altenbeck (4/2), Dirk Beuchler (7) Trainer: Gunter Funk | Volker Hoffmann, Mariusz Dudek – Jörg Bohrmann, Ralf Abend (1), Bogdan Wenta (8), Michael Scholz (1), Gennadij Chalepo (5), Uwe Zimmer, Christian Piller, Michael Altenbeck (4/2), Dirk Beuchler (7) Trainer: Gunter Funk | Volker Hoffmann, Mariusz Dudek – Jörg Bohrmann, Ralf Abend (1), Bogdan Wenta (8), Michael Scholz (1), Gennadij Chalepo (5), Uwe Zimmer, Christian Piller, Michael Altenbeck (4/2), Dirk Beuchler (7) Trainer: Gunter Funk | Volker Hoffmann, Mariusz Dudek – Jörg Bohrmann, Ralf Abend (1), Bogdan Wenta (8), Michael Scholz (1), Gennadij Chalepo (5), Uwe Zimmer, Christian Piller, Michael Altenbeck (4/2), Dirk Beuchler (7) Trainer: Gunter Funk | Volker Hoffmann, Mariusz Dudek – Jörg Bohrmann, Ralf Abend (1), Bogdan Wenta (8), Michael Scholz (1), Gennadij Chalepo (5), Uwe Zimmer, Christian Piller, Michael Altenbeck (4/2), Dirk Beuchler (7) Trainer: Gunter Funk | Volker Hoffmann, Mariusz Dudek – Jörg Bohrmann, Ralf Abend (1), Bogdan Wenta (8), Michael Scholz (1), Gennadij Chalepo (5), Uwe Zimmer, Christian Piller, Michael Altenbeck (4/2), Dirk Beuchler (7) Trainer: Gunter Funk | | | |
| Strafen                                                                                 | GWD | 4× Hedin (2), von Behren, Ochel | 4× Hedin (2), von Behren, Ochel | 4× Hedin (2), von Behren, Ochel | 4× Hedin (2), von Behren, Ochel | 4× Hedin (2), von Behren, Ochel | 4× Hedin (2), von Behren, Ochel | 4× Hedin (2), von Behren, Ochel | | |
| Strafen                                                                                 | TuS | 6× Zimmer (2), Wenta, Piller, Chalepo, Altenbeck | 6× Zimmer (2), Wenta, Piller, Chalepo, Altenbeck | 6× Zimmer (2), Wenta, Piller, Chalepo, Altenbeck | 6× Zimmer (2), Wenta, Piller, Chalepo, Altenbeck | 6× Zimmer (2), Wenta, Piller, Chalepo, Altenbeck | 6× Zimmer (2), Wenta, Piller, Chalepo, Altenbeck | 6× Zimmer (2), Wenta, Piller, Chalepo, Altenbeck | | |
| Siebenmeter                                                                             | GWD | 3/3 | 3/3 | 3/3 | 3/3 | 3/3 | 3/3 | 3/3 | | |
| Siebenmeter                                                                             | TuS | 3/2 – verworfen: Altenbeck | 3/2 – verworfen: Altenbeck | 3/2 – verworfen: Altenbeck | 3/2 – verworfen: Altenbeck | 3/2 – verworfen: Altenbeck | 3/2 – verworfen: Altenbeck | 3/2 – verworfen: Altenbeck | | |
| Schiedsrichter                                                                          | Günter Farischon (Stutensee) & Achim Michel (Eggenstein-Leopoldshafen) | Günter Farischon (Stutensee) & Achim Michel (Eggenstein-Leopoldshafen) | Günter Farischon (Stutensee) & Achim Michel (Eggenstein-Leopoldshafen) | Günter Farischon (Stutensee) & Achim Michel (Eggenstein-Leopoldshafen) | Günter Farischon (Stutensee) & Achim Michel (Eggenstein-Leopoldshafen) | Günter Farischon (Stutensee) & Achim Michel (Eggenstein-Leopoldshafen) | Günter Farischon (Stutensee) & Achim Michel (Eggenstein-Leopoldshafen) | Günter Farischon (Stutensee) & Achim Michel (Eggenstein-Leopoldshafen) | | |
|                                                                                         | 57 | Freundschaftsspiel – Kreis-Supercup | Freundschaftsspiel – Kreis-Supercup | Freundschaftsspiel – Kreis-Supercup | Fr., 24. Mai 1996 20:45 | TSV GWD Minden | TuS Nettelstedt | 17:25 (8:10) | 200 | Sporthalle Lahde, Petershagen |
|                                                                                         | | Aufstellungen | GWD | Trainer: Philipp Koch interimsweise | Trainer: Philipp Koch interimsweise | Trainer: Philipp Koch interimsweise | Trainer: Philipp Koch interimsweise | Trainer: Philipp Koch interimsweise | Trainer: Philipp Koch interimsweise | Trainer: Philipp Koch interimsweise |
| TuS                                                                                     | Trainer: Zlatko Ferić interimsweise | Trainer: Zlatko Ferić interimsweise | Trainer: Zlatko Ferić interimsweise | Trainer: Zlatko Ferić interimsweise | Trainer: Zlatko Ferić interimsweise | Trainer: Zlatko Ferić interimsweise | Trainer: Zlatko Ferić interimsweise | | | |
| Bemerkungen                                                                             | Es sind keine näheren Statistiken bekannt. Die Spielzeit war verkürzt. | Es sind keine näheren Statistiken bekannt. Die Spielzeit war verkürzt. | Es sind keine näheren Statistiken bekannt. Die Spielzeit war verkürzt. | Es sind keine näheren Statistiken bekannt. Die Spielzeit war verkürzt. | Es sind keine näheren Statistiken bekannt. Die Spielzeit war verkürzt. | Es sind keine näheren Statistiken bekannt. Die Spielzeit war verkürzt. | Es sind keine näheren Statistiken bekannt. Die Spielzeit war verkürzt. | Es sind keine näheren Statistiken bekannt. Die Spielzeit war verkürzt. | | |
| 33                                                                                      | 58 | DHB-Pokal 1996/97 – 2. Runde | DHB-Pokal 1996/97 – 2. Runde | DHB-Pokal 1996/97 – 2. Runde | Mi., 16. Okt. 1996 20:00 | TSV GWD Minden | TuS Nettelstedt | 24:23 (13:11) | 2.500 (ausverkauft) | Kreissporthalle, Minden |
|                                                                                         | | Aufstellungen | GWD | Vlado Šola, Chrischa Hannawald (n.e.) – Robert Hedin (5), Thomas Oehme, Sigurður Bjarnason (1), Stéphane Stoecklin (9/5), Tomislav Farkaš, Rüdiger Traub, Andreas Bock (5), Ralf Böhme (1), Holger Kretschmer (1), Johan Petersson (2) Trainer: Zenon Łakomy | Vlado Šola, Chrischa Hannawald (n.e.) – Robert Hedin (5), Thomas Oehme, Sigurður Bjarnason (1), Stéphane Stoecklin (9/5), Tomislav Farkaš, Rüdiger Traub, Andreas Bock (5), Ralf Böhme (1), Holger Kretschmer (1), Johan Petersson (2) Trainer: Zenon Łakomy | Vlado Šola, Chrischa Hannawald (n.e.) – Robert Hedin (5), Thomas Oehme, Sigurður Bjarnason (1), Stéphane Stoecklin (9/5), Tomislav Farkaš, Rüdiger Traub, Andreas Bock (5), Ralf Böhme (1), Holger Kretschmer (1), Johan Petersson (2) Trainer: Zenon Łakomy | Vlado Šola, Chrischa Hannawald (n.e.) – Robert Hedin (5), Thomas Oehme, Sigurður Bjarnason (1), Stéphane Stoecklin (9/5), Tomislav Farkaš, Rüdiger Traub, Andreas Bock (5), Ralf Böhme (1), Holger Kretschmer (1), Johan Petersson (2) Trainer: Zenon Łakomy | Vlado Šola, Chrischa Hannawald (n.e.) – Robert Hedin (5), Thomas Oehme, Sigurður Bjarnason (1), Stéphane Stoecklin (9/5), Tomislav Farkaš, Rüdiger Traub, Andreas Bock (5), Ralf Böhme (1), Holger Kretschmer (1), Johan Petersson (2) Trainer: Zenon Łakomy | Vlado Šola, Chrischa Hannawald (n.e.) – Robert Hedin (5), Thomas Oehme, Sigurður Bjarnason (1), Stéphane Stoecklin (9/5), Tomislav Farkaš, Rüdiger Traub, Andreas Bock (5), Ralf Böhme (1), Holger Kretschmer (1), Johan Petersson (2) Trainer: Zenon Łakomy | Vlado Šola, Chrischa Hannawald (n.e.) – Robert Hedin (5), Thomas Oehme, Sigurður Bjarnason (1), Stéphane Stoecklin (9/5), Tomislav Farkaš, Rüdiger Traub, Andreas Bock (5), Ralf Böhme (1), Holger Kretschmer (1), Johan Petersson (2) Trainer: Zenon Łakomy |
| TuS                                                                                     | Volker Hoffmann, Ewald Humenberger – Jörg Bohrmann (2), Thomas Steen (1), Bogdan Wenta (4), Michael Scholz (3), Gennadij Chalepo (7), Christian Piller, Michael Altenbeck, Dirk Beuchler, Zoran Mikulić (4), Joachim Sproß (2/1) Trainer: Lajos Mocsai | Volker Hoffmann, Ewald Humenberger – Jörg Bohrmann (2), Thomas Steen (1), Bogdan Wenta (4), Michael Scholz (3), Gennadij Chalepo (7), Christian Piller, Michael Altenbeck, Dirk Beuchler, Zoran Mikulić (4), Joachim Sproß (2/1) Trainer: Lajos Mocsai | Volker Hoffmann, Ewald Humenberger – Jörg Bohrmann (2), Thomas Steen (1), Bogdan Wenta (4), Michael Scholz (3), Gennadij Chalepo (7), Christian Piller, Michael Altenbeck, Dirk Beuchler, Zoran Mikulić (4), Joachim Sproß (2/1) Trainer: Lajos Mocsai | Volker Hoffmann, Ewald Humenberger – Jörg Bohrmann (2), Thomas Steen (1), Bogdan Wenta (4), Michael Scholz (3), Gennadij Chalepo (7), Christian Piller, Michael Altenbeck, Dirk Beuchler, Zoran Mikulić (4), Joachim Sproß (2/1) Trainer: Lajos Mocsai | Volker Hoffmann, Ewald Humenberger – Jörg Bohrmann (2), Thomas Steen (1), Bogdan Wenta (4), Michael Scholz (3), Gennadij Chalepo (7), Christian Piller, Michael Altenbeck, Dirk Beuchler, Zoran Mikulić (4), Joachim Sproß (2/1) Trainer: Lajos Mocsai | Volker Hoffmann, Ewald Humenberger – Jörg Bohrmann (2), Thomas Steen (1), Bogdan Wenta (4), Michael Scholz (3), Gennadij Chalepo (7), Christian Piller, Michael Altenbeck, Dirk Beuchler, Zoran Mikulić (4), Joachim Sproß (2/1) Trainer: Lajos Mocsai | Volker Hoffmann, Ewald Humenberger – Jörg Bohrmann (2), Thomas Steen (1), Bogdan Wenta (4), Michael Scholz (3), Gennadij Chalepo (7), Christian Piller, Michael Altenbeck, Dirk Beuchler, Zoran Mikulić (4), Joachim Sproß (2/1) Trainer: Lajos Mocsai | | | |
| Strafen                                                                                 | GWD | 7× 1× Hedin (60./dritte Zeitstrafe) | 7× 1× Hedin (60./dritte Zeitstrafe) | 7× 1× Hedin (60./dritte Zeitstrafe) | 7× 1× Hedin (60./dritte Zeitstrafe) | 7× 1× Hedin (60./dritte Zeitstrafe) | 7× 1× Hedin (60./dritte Zeitstrafe) | 7× 1× Hedin (60./dritte Zeitstrafe) | | |
| Strafen                                                                                 | TuS | 4× 0× | 4× 0× | 4× 0× | 4× 0× | 4× 0× | 4× 0× | 4× 0× | | |
| Siebenmeter                                                                             | GWD | 5/5 | 5/5 | 5/5 | 5/5 | 5/5 | 5/5 | 5/5 | | |
| Siebenmeter                                                                             | TuS | 2/1 – verworfen: Altenbeck | 2/1 – verworfen: Altenbeck | 2/1 – verworfen: Altenbeck | 2/1 – verworfen: Altenbeck | 2/1 – verworfen: Altenbeck | 2/1 – verworfen: Altenbeck | 2/1 – verworfen: Altenbeck | | |
| Schiedsrichter                                                                          | Bernd Methe & Reiner Methe (beide Vellmar) | Bernd Methe & Reiner Methe (beide Vellmar) | Bernd Methe & Reiner Methe (beide Vellmar) | Bernd Methe & Reiner Methe (beide Vellmar) | Bernd Methe & Reiner Methe (beide Vellmar) | Bernd Methe & Reiner Methe (beide Vellmar) | Bernd Methe & Reiner Methe (beide Vellmar) | Bernd Methe & Reiner Methe (beide Vellmar) | | |
| 34                                                                                      | 59 | Handball-Bundesliga 1996/97 – 12. Spieltag | Handball-Bundesliga 1996/97 – 12. Spieltag | Handball-Bundesliga 1996/97 – 12. Spieltag | Fr., 13. Dez. 1996 19:30 | TuS Nettelstedt | TSV GWD Minden | 25:25 (13:11) | 3.500 (ausverkauft) | Kreissporthalle, Lübbecke |
|                                                                                         | | Aufstellungen | TuS | Ewald Humenberger, Volker Hoffmann – Jörg Bohrmann, Bogdan Wenta (8), Michael Scholz (4), Gennadij Chalepo (6), Joachim Sproß (1/1), Christian Piller, Andreas Kohl (n.e.), Michael Altenbeck (6/2), Dirk Beuchler Trainer: Lajos Mocsai | Ewald Humenberger, Volker Hoffmann – Jörg Bohrmann, Bogdan Wenta (8), Michael Scholz (4), Gennadij Chalepo (6), Joachim Sproß (1/1), Christian Piller, Andreas Kohl (n.e.), Michael Altenbeck (6/2), Dirk Beuchler Trainer: Lajos Mocsai | Ewald Humenberger, Volker Hoffmann – Jörg Bohrmann, Bogdan Wenta (8), Michael Scholz (4), Gennadij Chalepo (6), Joachim Sproß (1/1), Christian Piller, Andreas Kohl (n.e.), Michael Altenbeck (6/2), Dirk Beuchler Trainer: Lajos Mocsai | Ewald Humenberger, Volker Hoffmann – Jörg Bohrmann, Bogdan Wenta (8), Michael Scholz (4), Gennadij Chalepo (6), Joachim Sproß (1/1), Christian Piller, Andreas Kohl (n.e.), Michael Altenbeck (6/2), Dirk Beuchler Trainer: Lajos Mocsai | Ewald Humenberger, Volker Hoffmann – Jörg Bohrmann, Bogdan Wenta (8), Michael Scholz (4), Gennadij Chalepo (6), Joachim Sproß (1/1), Christian Piller, Andreas Kohl (n.e.), Michael Altenbeck (6/2), Dirk Beuchler Trainer: Lajos Mocsai | Ewald Humenberger, Volker Hoffmann – Jörg Bohrmann, Bogdan Wenta (8), Michael Scholz (4), Gennadij Chalepo (6), Joachim Sproß (1/1), Christian Piller, Andreas Kohl (n.e.), Michael Altenbeck (6/2), Dirk Beuchler Trainer: Lajos Mocsai | Ewald Humenberger, Volker Hoffmann – Jörg Bohrmann, Bogdan Wenta (8), Michael Scholz (4), Gennadij Chalepo (6), Joachim Sproß (1/1), Christian Piller, Andreas Kohl (n.e.), Michael Altenbeck (6/2), Dirk Beuchler Trainer: Lajos Mocsai |
| GWD                                                                                     | Vlado Šola, Chrischa Hannawald – Tomislav Farkaš (7), Frank von Behren (2), Johan Petersson (4), Robert Hedin (4/1), Andreas Bock (3), Stéphane Stoecklin (2), Ralf Böhme (2), Holger Kretschmer (1), Thomas Oehme Trainer: Zenon Łakomy | Vlado Šola, Chrischa Hannawald – Tomislav Farkaš (7), Frank von Behren (2), Johan Petersson (4), Robert Hedin (4/1), Andreas Bock (3), Stéphane Stoecklin (2), Ralf Böhme (2), Holger Kretschmer (1), Thomas Oehme Trainer: Zenon Łakomy | Vlado Šola, Chrischa Hannawald – Tomislav Farkaš (7), Frank von Behren (2), Johan Petersson (4), Robert Hedin (4/1), Andreas Bock (3), Stéphane Stoecklin (2), Ralf Böhme (2), Holger Kretschmer (1), Thomas Oehme Trainer: Zenon Łakomy | Vlado Šola, Chrischa Hannawald – Tomislav Farkaš (7), Frank von Behren (2), Johan Petersson (4), Robert Hedin (4/1), Andreas Bock (3), Stéphane Stoecklin (2), Ralf Böhme (2), Holger Kretschmer (1), Thomas Oehme Trainer: Zenon Łakomy | Vlado Šola, Chrischa Hannawald – Tomislav Farkaš (7), Frank von Behren (2), Johan Petersson (4), Robert Hedin (4/1), Andreas Bock (3), Stéphane Stoecklin (2), Ralf Böhme (2), Holger Kretschmer (1), Thomas Oehme Trainer: Zenon Łakomy | Vlado Šola, Chrischa Hannawald – Tomislav Farkaš (7), Frank von Behren (2), Johan Petersson (4), Robert Hedin (4/1), Andreas Bock (3), Stéphane Stoecklin (2), Ralf Böhme (2), Holger Kretschmer (1), Thomas Oehme Trainer: Zenon Łakomy | Vlado Šola, Chrischa Hannawald – Tomislav Farkaš (7), Frank von Behren (2), Johan Petersson (4), Robert Hedin (4/1), Andreas Bock (3), Stéphane Stoecklin (2), Ralf Böhme (2), Holger Kretschmer (1), Thomas Oehme Trainer: Zenon Łakomy | | | |
| Strafen                                                                                 | TuS | 4× Chalepo (2), Bohrmann (2) 0× | 4× Chalepo (2), Bohrmann (2) 0× | 4× Chalepo (2), Bohrmann (2) 0× | 4× Chalepo (2), Bohrmann (2) 0× | 4× Chalepo (2), Bohrmann (2) 0× | 4× Chalepo (2), Bohrmann (2) 0× | 4× Chalepo (2), Bohrmann (2) 0× | | |
| Strafen                                                                                 | GWD | 10× Stoecklin (17., 22., 29.), Kretschmer (3), Hedin (2), Bock, Petersson 2× Stoecklin (29./dritte Zeitstrafe), Kretschmer (50./dritte Zeitstrafe) | 10× Stoecklin (17., 22., 29.), Kretschmer (3), Hedin (2), Bock, Petersson 2× Stoecklin (29./dritte Zeitstrafe), Kretschmer (50./dritte Zeitstrafe) | 10× Stoecklin (17., 22., 29.), Kretschmer (3), Hedin (2), Bock, Petersson 2× Stoecklin (29./dritte Zeitstrafe), Kretschmer (50./dritte Zeitstrafe) | 10× Stoecklin (17., 22., 29.), Kretschmer (3), Hedin (2), Bock, Petersson 2× Stoecklin (29./dritte Zeitstrafe), Kretschmer (50./dritte Zeitstrafe) | 10× Stoecklin (17., 22., 29.), Kretschmer (3), Hedin (2), Bock, Petersson 2× Stoecklin (29./dritte Zeitstrafe), Kretschmer (50./dritte Zeitstrafe) | 10× Stoecklin (17., 22., 29.), Kretschmer (3), Hedin (2), Bock, Petersson 2× Stoecklin (29./dritte Zeitstrafe), Kretschmer (50./dritte Zeitstrafe) | 10× Stoecklin (17., 22., 29.), Kretschmer (3), Hedin (2), Bock, Petersson 2× Stoecklin (29./dritte Zeitstrafe), Kretschmer (50./dritte Zeitstrafe) | | |
| Siebenmeter                                                                             | TuS | 4/3 – verworfen: Sproß | 4/3 – verworfen: Sproß | 4/3 – verworfen: Sproß | 4/3 – verworfen: Sproß | 4/3 – verworfen: Sproß | 4/3 – verworfen: Sproß | 4/3 – verworfen: Sproß | | |
| Siebenmeter                                                                             | GWD | 3/1 – verworfen: Farkaš, Hedin | 3/1 – verworfen: Farkaš, Hedin | 3/1 – verworfen: Farkaš, Hedin | 3/1 – verworfen: Farkaš, Hedin | 3/1 – verworfen: Farkaš, Hedin | 3/1 – verworfen: Farkaš, Hedin | 3/1 – verworfen: Farkaš, Hedin | | |
| Schiedsrichter                                                                          | Frank Lemme & Bernd Ullrich (beide Magdeburg) | Frank Lemme & Bernd Ullrich (beide Magdeburg) | Frank Lemme & Bernd Ullrich (beide Magdeburg) | Frank Lemme & Bernd Ullrich (beide Magdeburg) | Frank Lemme & Bernd Ullrich (beide Magdeburg) | Frank Lemme & Bernd Ullrich (beide Magdeburg) | Frank Lemme & Bernd Ullrich (beide Magdeburg) | Frank Lemme & Bernd Ullrich (beide Magdeburg) | | |
| 35                                                                                      | 60 | Handball-Bundesliga 1996/97 – 27. Spieltag | Handball-Bundesliga 1996/97 – 27. Spieltag | Handball-Bundesliga 1996/97 – 27. Spieltag | Sa., 29. März 1997 19:30 | TSV GWD Minden | TuS Nettelstedt | 27:25 (13:16) | 2.800 (ausverkauft) | Kreissporthalle, Minden |
|                                                                                         | | Aufstellungen | GWD | Vlado Šola, Chrischa Hannawald – Tomislav Farkaš (3), Robert Hedin (6/1), Johan Petersson (4), Sigurður Bjarnason (1), Thomas Oehme, Holger Kretschmer (2), Ralf Böhme, Andreas Bock (3), Stéphane Stoecklin (8/3), Rüdiger Traub (n.e.), Menc Exner (n.e.) Trainer: Dietmar Molthahn | Vlado Šola, Chrischa Hannawald – Tomislav Farkaš (3), Robert Hedin (6/1), Johan Petersson (4), Sigurður Bjarnason (1), Thomas Oehme, Holger Kretschmer (2), Ralf Böhme, Andreas Bock (3), Stéphane Stoecklin (8/3), Rüdiger Traub (n.e.), Menc Exner (n.e.) Trainer: Dietmar Molthahn | Vlado Šola, Chrischa Hannawald – Tomislav Farkaš (3), Robert Hedin (6/1), Johan Petersson (4), Sigurður Bjarnason (1), Thomas Oehme, Holger Kretschmer (2), Ralf Böhme, Andreas Bock (3), Stéphane Stoecklin (8/3), Rüdiger Traub (n.e.), Menc Exner (n.e.) Trainer: Dietmar Molthahn | Vlado Šola, Chrischa Hannawald – Tomislav Farkaš (3), Robert Hedin (6/1), Johan Petersson (4), Sigurður Bjarnason (1), Thomas Oehme, Holger Kretschmer (2), Ralf Böhme, Andreas Bock (3), Stéphane Stoecklin (8/3), Rüdiger Traub (n.e.), Menc Exner (n.e.) Trainer: Dietmar Molthahn | Vlado Šola, Chrischa Hannawald – Tomislav Farkaš (3), Robert Hedin (6/1), Johan Petersson (4), Sigurður Bjarnason (1), Thomas Oehme, Holger Kretschmer (2), Ralf Böhme, Andreas Bock (3), Stéphane Stoecklin (8/3), Rüdiger Traub (n.e.), Menc Exner (n.e.) Trainer: Dietmar Molthahn | Vlado Šola, Chrischa Hannawald – Tomislav Farkaš (3), Robert Hedin (6/1), Johan Petersson (4), Sigurður Bjarnason (1), Thomas Oehme, Holger Kretschmer (2), Ralf Böhme, Andreas Bock (3), Stéphane Stoecklin (8/3), Rüdiger Traub (n.e.), Menc Exner (n.e.) Trainer: Dietmar Molthahn                                                                                   | Vlado Šola, Chrischa Hannawald – Tomislav Farkaš (3), Robert Hedin (6/1), Johan Petersson (4), Sigurður Bjarnason (1), Thomas Oehme, Holger Kretschmer (2), Ralf Böhme, Andreas Bock (3), Stéphane Stoecklin (8/3), Rüdiger Traub (n.e.), Menc Exner (n.e.) Trainer: Dietmar Molthahn                                                                                   |
| TuS                                                                                     | Ewald Humenberger, Volker Hoffmann – Jörg Bohrmann (1), Bogdan Wenta (7), Michael Scholz (5), Gennadij Chalepo (4), Joachim Sproß (n.e.), Christian Piller, Andreas Kohl (1), Valerij Savko, Michael Altenbeck (2/2), Dirk Beuchler (1), Zoran Mikulić (4) Trainer: Lajos Mocsai | Ewald Humenberger, Volker Hoffmann – Jörg Bohrmann (1), Bogdan Wenta (7), Michael Scholz (5), Gennadij Chalepo (4), Joachim Sproß (n.e.), Christian Piller, Andreas Kohl (1), Valerij Savko, Michael Altenbeck (2/2), Dirk Beuchler (1), Zoran Mikulić (4) Trainer: Lajos Mocsai | Ewald Humenberger, Volker Hoffmann – Jörg Bohrmann (1), Bogdan Wenta (7), Michael Scholz (5), Gennadij Chalepo (4), Joachim Sproß (n.e.), Christian Piller, Andreas Kohl (1), Valerij Savko, Michael Altenbeck (2/2), Dirk Beuchler (1), Zoran Mikulić (4) Trainer: Lajos Mocsai | Ewald Humenberger, Volker Hoffmann – Jörg Bohrmann (1), Bogdan Wenta (7), Michael Scholz (5), Gennadij Chalepo (4), Joachim Sproß (n.e.), Christian Piller, Andreas Kohl (1), Valerij Savko, Michael Altenbeck (2/2), Dirk Beuchler (1), Zoran Mikulić (4) Trainer: Lajos Mocsai | Ewald Humenberger, Volker Hoffmann – Jörg Bohrmann (1), Bogdan Wenta (7), Michael Scholz (5), Gennadij Chalepo (4), Joachim Sproß (n.e.), Christian Piller, Andreas Kohl (1), Valerij Savko, Michael Altenbeck (2/2), Dirk Beuchler (1), Zoran Mikulić (4) Trainer: Lajos Mocsai | Ewald Humenberger, Volker Hoffmann – Jörg Bohrmann (1), Bogdan Wenta (7), Michael Scholz (5), Gennadij Chalepo (4), Joachim Sproß (n.e.), Christian Piller, Andreas Kohl (1), Valerij Savko, Michael Altenbeck (2/2), Dirk Beuchler (1), Zoran Mikulić (4) Trainer: Lajos Mocsai | Ewald Humenberger, Volker Hoffmann – Jörg Bohrmann (1), Bogdan Wenta (7), Michael Scholz (5), Gennadij Chalepo (4), Joachim Sproß (n.e.), Christian Piller, Andreas Kohl (1), Valerij Savko, Michael Altenbeck (2/2), Dirk Beuchler (1), Zoran Mikulić (4) Trainer: Lajos Mocsai | | | |
| Strafen                                                                                 | GWD | 7× Oehme (2), Kretschmer (2), Bock (2), Petersson 1× Oehme (48./grobes Foulspiel) | 7× Oehme (2), Kretschmer (2), Bock (2), Petersson 1× Oehme (48./grobes Foulspiel) | 7× Oehme (2), Kretschmer (2), Bock (2), Petersson 1× Oehme (48./grobes Foulspiel) | 7× Oehme (2), Kretschmer (2), Bock (2), Petersson 1× Oehme (48./grobes Foulspiel) | 7× Oehme (2), Kretschmer (2), Bock (2), Petersson 1× Oehme (48./grobes Foulspiel) | 7× Oehme (2), Kretschmer (2), Bock (2), Petersson 1× Oehme (48./grobes Foulspiel) | 7× Oehme (2), Kretschmer (2), Bock (2), Petersson 1× Oehme (48./grobes Foulspiel) | | |
| Strafen                                                                                 | TuS | 6× Scholz (2), Altenbeck (2), Chalepo, Beuchler 0× | 6× Scholz (2), Altenbeck (2), Chalepo, Beuchler 0× | 6× Scholz (2), Altenbeck (2), Chalepo, Beuchler 0× | 6× Scholz (2), Altenbeck (2), Chalepo, Beuchler 0× | 6× Scholz (2), Altenbeck (2), Chalepo, Beuchler 0× | 6× Scholz (2), Altenbeck (2), Chalepo, Beuchler 0× | 6× Scholz (2), Altenbeck (2), Chalepo, Beuchler 0× | | |
| Siebenmeter                                                                             | GWD | 6/4 – verworfen: Stoecklin, Hedin | 6/4 – verworfen: Stoecklin, Hedin | 6/4 – verworfen: Stoecklin, Hedin | 6/4 – verworfen: Stoecklin, Hedin | 6/4 – verworfen: Stoecklin, Hedin | 6/4 – verworfen: Stoecklin, Hedin | 6/4 – verworfen: Stoecklin, Hedin | | |
| Siebenmeter                                                                             | TuS | 4/2 – verworfen: Wenta, Altenbeck | 4/2 – verworfen: Wenta, Altenbeck | 4/2 – verworfen: Wenta, Altenbeck | 4/2 – verworfen: Wenta, Altenbeck | 4/2 – verworfen: Wenta, Altenbeck | 4/2 – verworfen: Wenta, Altenbeck | 4/2 – verworfen: Wenta, Altenbeck | | |
| Schiedsrichter                                                                          | Wolfgang Jamelle (Dortmund) & Thomas Link (Bergkamen) | Wolfgang Jamelle (Dortmund) & Thomas Link (Bergkamen) | Wolfgang Jamelle (Dortmund) & Thomas Link (Bergkamen) | Wolfgang Jamelle (Dortmund) & Thomas Link (Bergkamen) | Wolfgang Jamelle (Dortmund) & Thomas Link (Bergkamen) | Wolfgang Jamelle (Dortmund) & Thomas Link (Bergkamen) | Wolfgang Jamelle (Dortmund) & Thomas Link (Bergkamen) | Wolfgang Jamelle (Dortmund) & Thomas Link (Bergkamen) | | |
| Weblinks                                                                                | Live-Radioreportage von Radio Westfalica (YouTube) | Live-Radioreportage von Radio Westfalica (YouTube) | Live-Radioreportage von Radio Westfalica (YouTube) | Live-Radioreportage von Radio Westfalica (YouTube) | Live-Radioreportage von Radio Westfalica (YouTube) | Live-Radioreportage von Radio Westfalica (YouTube) | Live-Radioreportage von Radio Westfalica (YouTube) | Live-Radioreportage von Radio Westfalica (YouTube) | | |
|                                                                                         | 61 | Freundschaftsspiel – Spielothek-Cup 1997 (Finale) | Freundschaftsspiel – Spielothek-Cup 1997 (Finale) | Freundschaftsspiel – Spielothek-Cup 1997 (Finale) | Sa., 23. Aug. 1997 18:15 | TSV GWD Minden | TuS Nettelstedt | 27:28 (14:14) | 1.500 | Kreissporthalle, Lübbecke |
|                                                                                         | | Aufstellungen | GWD | Jörg-Uwe Lütt, Vlado Šola – Tomislav Farkaš (4), Menc Exner (n.e.), Robert Hedin, Magnus Andersson (5/1), Rüdiger Traub (4), Thomas Oehme, Holger Kretschmer (2), Andreas Bock (1), Frank Löhr, Stéphane Stoecklin (11/1) Trainer: Michael Biegler | Jörg-Uwe Lütt, Vlado Šola – Tomislav Farkaš (4), Menc Exner (n.e.), Robert Hedin, Magnus Andersson (5/1), Rüdiger Traub (4), Thomas Oehme, Holger Kretschmer (2), Andreas Bock (1), Frank Löhr, Stéphane Stoecklin (11/1) Trainer: Michael Biegler | Jörg-Uwe Lütt, Vlado Šola – Tomislav Farkaš (4), Menc Exner (n.e.), Robert Hedin, Magnus Andersson (5/1), Rüdiger Traub (4), Thomas Oehme, Holger Kretschmer (2), Andreas Bock (1), Frank Löhr, Stéphane Stoecklin (11/1) Trainer: Michael Biegler | Jörg-Uwe Lütt, Vlado Šola – Tomislav Farkaš (4), Menc Exner (n.e.), Robert Hedin, Magnus Andersson (5/1), Rüdiger Traub (4), Thomas Oehme, Holger Kretschmer (2), Andreas Bock (1), Frank Löhr, Stéphane Stoecklin (11/1) Trainer: Michael Biegler | Jörg-Uwe Lütt, Vlado Šola – Tomislav Farkaš (4), Menc Exner (n.e.), Robert Hedin, Magnus Andersson (5/1), Rüdiger Traub (4), Thomas Oehme, Holger Kretschmer (2), Andreas Bock (1), Frank Löhr, Stéphane Stoecklin (11/1) Trainer: Michael Biegler | Jörg-Uwe Lütt, Vlado Šola – Tomislav Farkaš (4), Menc Exner (n.e.), Robert Hedin, Magnus Andersson (5/1), Rüdiger Traub (4), Thomas Oehme, Holger Kretschmer (2), Andreas Bock (1), Frank Löhr, Stéphane Stoecklin (11/1) Trainer: Michael Biegler | Jörg-Uwe Lütt, Vlado Šola – Tomislav Farkaš (4), Menc Exner (n.e.), Robert Hedin, Magnus Andersson (5/1), Rüdiger Traub (4), Thomas Oehme, Holger Kretschmer (2), Andreas Bock (1), Frank Löhr, Stéphane Stoecklin (11/1) Trainer: Michael Biegler |
| TuS                                                                                     | Ewald Humenberger, Volker Hoffmann – Mark Dragunski, Bogdan Wenta (2), Michael Scholz (3), Gennadij Chalepo (6), Christian Piller, Talant Dujshebaev (6/1), Michael Altenbeck (1), Sven Lakenmacher (3), Dirk Beuchler, Zoran Mikulić (7) Trainer: Zlatko Ferić | Ewald Humenberger, Volker Hoffmann – Mark Dragunski, Bogdan Wenta (2), Michael Scholz (3), Gennadij Chalepo (6), Christian Piller, Talant Dujshebaev (6/1), Michael Altenbeck (1), Sven Lakenmacher (3), Dirk Beuchler, Zoran Mikulić (7) Trainer: Zlatko Ferić | Ewald Humenberger, Volker Hoffmann – Mark Dragunski, Bogdan Wenta (2), Michael Scholz (3), Gennadij Chalepo (6), Christian Piller, Talant Dujshebaev (6/1), Michael Altenbeck (1), Sven Lakenmacher (3), Dirk Beuchler, Zoran Mikulić (7) Trainer: Zlatko Ferić | Ewald Humenberger, Volker Hoffmann – Mark Dragunski, Bogdan Wenta (2), Michael Scholz (3), Gennadij Chalepo (6), Christian Piller, Talant Dujshebaev (6/1), Michael Altenbeck (1), Sven Lakenmacher (3), Dirk Beuchler, Zoran Mikulić (7) Trainer: Zlatko Ferić | Ewald Humenberger, Volker Hoffmann – Mark Dragunski, Bogdan Wenta (2), Michael Scholz (3), Gennadij Chalepo (6), Christian Piller, Talant Dujshebaev (6/1), Michael Altenbeck (1), Sven Lakenmacher (3), Dirk Beuchler, Zoran Mikulić (7) Trainer: Zlatko Ferić | Ewald Humenberger, Volker Hoffmann – Mark Dragunski, Bogdan Wenta (2), Michael Scholz (3), Gennadij Chalepo (6), Christian Piller, Talant Dujshebaev (6/1), Michael Altenbeck (1), Sven Lakenmacher (3), Dirk Beuchler, Zoran Mikulić (7) Trainer: Zlatko Ferić | Ewald Humenberger, Volker Hoffmann – Mark Dragunski, Bogdan Wenta (2), Michael Scholz (3), Gennadij Chalepo (6), Christian Piller, Talant Dujshebaev (6/1), Michael Altenbeck (1), Sven Lakenmacher (3), Dirk Beuchler, Zoran Mikulić (7) Trainer: Zlatko Ferić | | | |
| Strafen                                                                                 | GWD | 7× Bock (6.), Farkaš (14., 30., 35.), Löhr (17.), Kretschmer (42.), Hedin (50.) 1× Farkaš (35./dritte Zeitstrafe) | 7× Bock (6.), Farkaš (14., 30., 35.), Löhr (17.), Kretschmer (42.), Hedin (50.) 1× Farkaš (35./dritte Zeitstrafe) | 7× Bock (6.), Farkaš (14., 30., 35.), Löhr (17.), Kretschmer (42.), Hedin (50.) 1× Farkaš (35./dritte Zeitstrafe) | 7× Bock (6.), Farkaš (14., 30., 35.), Löhr (17.), Kretschmer (42.), Hedin (50.) 1× Farkaš (35./dritte Zeitstrafe) | 7× Bock (6.), Farkaš (14., 30., 35.), Löhr (17.), Kretschmer (42.), Hedin (50.) 1× Farkaš (35./dritte Zeitstrafe) | 7× Bock (6.), Farkaš (14., 30., 35.), Löhr (17.), Kretschmer (42.), Hedin (50.) 1× Farkaš (35./dritte Zeitstrafe) | 7× Bock (6.), Farkaš (14., 30., 35.), Löhr (17.), Kretschmer (42.), Hedin (50.) 1× Farkaš (35./dritte Zeitstrafe) | | |
| Strafen                                                                                 | TuS | 6× Mikulić (8.), Dujshebaev (17., 30.), Chalepo (28.), Piller (34.), Wenta (49.) 0× | 6× Mikulić (8.), Dujshebaev (17., 30.), Chalepo (28.), Piller (34.), Wenta (49.) 0× | 6× Mikulić (8.), Dujshebaev (17., 30.), Chalepo (28.), Piller (34.), Wenta (49.) 0× | 6× Mikulić (8.), Dujshebaev (17., 30.), Chalepo (28.), Piller (34.), Wenta (49.) 0× | 6× Mikulić (8.), Dujshebaev (17., 30.), Chalepo (28.), Piller (34.), Wenta (49.) 0× | 6× Mikulić (8.), Dujshebaev (17., 30.), Chalepo (28.), Piller (34.), Wenta (49.) 0× | 6× Mikulić (8.), Dujshebaev (17., 30.), Chalepo (28.), Piller (34.), Wenta (49.) 0× | | |
| Siebenmeter                                                                             | GWD | 2/2 | 2/2 | 2/2 | 2/2 | 2/2 | 2/2 | 2/2 | | |
| Siebenmeter                                                                             | TuS | 4/1 – verworfen: Mikulic (12.), Altenbeck (14.), Lakenmacher (21.) | 4/1 – verworfen: Mikulic (12.), Altenbeck (14.), Lakenmacher (21.) | 4/1 – verworfen: Mikulic (12.), Altenbeck (14.), Lakenmacher (21.) | 4/1 – verworfen: Mikulic (12.), Altenbeck (14.), Lakenmacher (21.) | 4/1 – verworfen: Mikulic (12.), Altenbeck (14.), Lakenmacher (21.) | 4/1 – verworfen: Mikulic (12.), Altenbeck (14.), Lakenmacher (21.) | 4/1 – verworfen: Mikulic (12.), Altenbeck (14.), Lakenmacher (21.) | | |
| Schiedsrichter                                                                          | Manfred Bülow & Wilfried Lübker (beide Lübeck) | Manfred Bülow & Wilfried Lübker (beide Lübeck) | Manfred Bülow & Wilfried Lübker (beide Lübeck) | Manfred Bülow & Wilfried Lübker (beide Lübeck) | Manfred Bülow & Wilfried Lübker (beide Lübeck) | Manfred Bülow & Wilfried Lübker (beide Lübeck) | Manfred Bülow & Wilfried Lübker (beide Lübeck) | Manfred Bülow & Wilfried Lübker (beide Lübeck) | | |
| 36                                                                                      | 62 | Handball-Bundesliga 1997/98 – 10. Spieltag | Handball-Bundesliga 1997/98 – 10. Spieltag | Handball-Bundesliga 1997/98 – 10. Spieltag | Sa., 22. Nov. 1997 19:30 | TuS Nettelstedt | TSV GWD Minden | 26:26 (15:12) | 3.500 (ausverkauft) | Kreissporthalle, Lübbecke |
|                                                                                         | | Aufstellungen | TuS | Ewald Humenberger, Volker Hoffmann – Mark Dragunski, Bogdan Wenta (3), Michael Scholz (n.e.), Gennadij Chalepo (1), Christian Piller (1), Talant Dujshebaev (11/4), Geir Oustorp (n.e.), Michael Altenbeck (1), Sven Lakenmacher (3), Dirk Beuchler (4), Zoran Mikulić (2) Trainer: Lajos Mocsai | Ewald Humenberger, Volker Hoffmann – Mark Dragunski, Bogdan Wenta (3), Michael Scholz (n.e.), Gennadij Chalepo (1), Christian Piller (1), Talant Dujshebaev (11/4), Geir Oustorp (n.e.), Michael Altenbeck (1), Sven Lakenmacher (3), Dirk Beuchler (4), Zoran Mikulić (2) Trainer: Lajos Mocsai | Ewald Humenberger, Volker Hoffmann – Mark Dragunski, Bogdan Wenta (3), Michael Scholz (n.e.), Gennadij Chalepo (1), Christian Piller (1), Talant Dujshebaev (11/4), Geir Oustorp (n.e.), Michael Altenbeck (1), Sven Lakenmacher (3), Dirk Beuchler (4), Zoran Mikulić (2) Trainer: Lajos Mocsai | Ewald Humenberger, Volker Hoffmann – Mark Dragunski, Bogdan Wenta (3), Michael Scholz (n.e.), Gennadij Chalepo (1), Christian Piller (1), Talant Dujshebaev (11/4), Geir Oustorp (n.e.), Michael Altenbeck (1), Sven Lakenmacher (3), Dirk Beuchler (4), Zoran Mikulić (2) Trainer: Lajos Mocsai | Ewald Humenberger, Volker Hoffmann – Mark Dragunski, Bogdan Wenta (3), Michael Scholz (n.e.), Gennadij Chalepo (1), Christian Piller (1), Talant Dujshebaev (11/4), Geir Oustorp (n.e.), Michael Altenbeck (1), Sven Lakenmacher (3), Dirk Beuchler (4), Zoran Mikulić (2) Trainer: Lajos Mocsai | Ewald Humenberger, Volker Hoffmann – Mark Dragunski, Bogdan Wenta (3), Michael Scholz (n.e.), Gennadij Chalepo (1), Christian Piller (1), Talant Dujshebaev (11/4), Geir Oustorp (n.e.), Michael Altenbeck (1), Sven Lakenmacher (3), Dirk Beuchler (4), Zoran Mikulić (2) Trainer: Lajos Mocsai                                                                        | Ewald Humenberger, Volker Hoffmann – Mark Dragunski, Bogdan Wenta (3), Michael Scholz (n.e.), Gennadij Chalepo (1), Christian Piller (1), Talant Dujshebaev (11/4), Geir Oustorp (n.e.), Michael Altenbeck (1), Sven Lakenmacher (3), Dirk Beuchler (4), Zoran Mikulić (2) Trainer: Lajos Mocsai                                                                        |
| GWD                                                                                     | Jörg-Uwe Lütt, Vlado Šola – Frank von Behren, Tomislav Farkaš (6), Menc Exner (n.e.), Robert Hedin (4), Rüdiger Traub (4), Holger Kretschmer, Andreas Bock (2), Frank Löhr (2), Stéphane Stoecklin (8/2) Trainer: Michael Biegler | Jörg-Uwe Lütt, Vlado Šola – Frank von Behren, Tomislav Farkaš (6), Menc Exner (n.e.), Robert Hedin (4), Rüdiger Traub (4), Holger Kretschmer, Andreas Bock (2), Frank Löhr (2), Stéphane Stoecklin (8/2) Trainer: Michael Biegler | Jörg-Uwe Lütt, Vlado Šola – Frank von Behren, Tomislav Farkaš (6), Menc Exner (n.e.), Robert Hedin (4), Rüdiger Traub (4), Holger Kretschmer, Andreas Bock (2), Frank Löhr (2), Stéphane Stoecklin (8/2) Trainer: Michael Biegler | Jörg-Uwe Lütt, Vlado Šola – Frank von Behren, Tomislav Farkaš (6), Menc Exner (n.e.), Robert Hedin (4), Rüdiger Traub (4), Holger Kretschmer, Andreas Bock (2), Frank Löhr (2), Stéphane Stoecklin (8/2) Trainer: Michael Biegler | Jörg-Uwe Lütt, Vlado Šola – Frank von Behren, Tomislav Farkaš (6), Menc Exner (n.e.), Robert Hedin (4), Rüdiger Traub (4), Holger Kretschmer, Andreas Bock (2), Frank Löhr (2), Stéphane Stoecklin (8/2) Trainer: Michael Biegler | Jörg-Uwe Lütt, Vlado Šola – Frank von Behren, Tomislav Farkaš (6), Menc Exner (n.e.), Robert Hedin (4), Rüdiger Traub (4), Holger Kretschmer, Andreas Bock (2), Frank Löhr (2), Stéphane Stoecklin (8/2) Trainer: Michael Biegler | Jörg-Uwe Lütt, Vlado Šola – Frank von Behren, Tomislav Farkaš (6), Menc Exner (n.e.), Robert Hedin (4), Rüdiger Traub (4), Holger Kretschmer, Andreas Bock (2), Frank Löhr (2), Stéphane Stoecklin (8/2) Trainer: Michael Biegler | | | |
| Strafen                                                                                 | TuS | 5× Dragunski (2), Mikulić, Wenta, Piller | 5× Dragunski (2), Mikulić, Wenta, Piller | 5× Dragunski (2), Mikulić, Wenta, Piller | 5× Dragunski (2), Mikulić, Wenta, Piller | 5× Dragunski (2), Mikulić, Wenta, Piller | 5× Dragunski (2), Mikulić, Wenta, Piller | 5× Dragunski (2), Mikulić, Wenta, Piller | | |
| Strafen                                                                                 | GWD | 4× von Behren (2), Bock, Kretschmer | 4× von Behren (2), Bock, Kretschmer | 4× von Behren (2), Bock, Kretschmer | 4× von Behren (2), Bock, Kretschmer | 4× von Behren (2), Bock, Kretschmer | 4× von Behren (2), Bock, Kretschmer | 4× von Behren (2), Bock, Kretschmer | | |
| Siebenmeter                                                                             | TuS | 5/4 – verworfen: Dujshebaev | 5/4 – verworfen: Dujshebaev | 5/4 – verworfen: Dujshebaev | 5/4 – verworfen: Dujshebaev | 5/4 – verworfen: Dujshebaev | 5/4 – verworfen: Dujshebaev | 5/4 – verworfen: Dujshebaev | | |
| Siebenmeter                                                                             | GWD | 3/2 – verworfen: Traub | 3/2 – verworfen: Traub | 3/2 – verworfen: Traub | 3/2 – verworfen: Traub | 3/2 – verworfen: Traub | 3/2 – verworfen: Traub | 3/2 – verworfen: Traub | | |
| Schiedsrichter                                                                          | Manfred Gremmel & Wolfgang Gremmel (beide Söhlde) | Manfred Gremmel & Wolfgang Gremmel (beide Söhlde) | Manfred Gremmel & Wolfgang Gremmel (beide Söhlde) | Manfred Gremmel & Wolfgang Gremmel (beide Söhlde) | Manfred Gremmel & Wolfgang Gremmel (beide Söhlde) | Manfred Gremmel & Wolfgang Gremmel (beide Söhlde) | Manfred Gremmel & Wolfgang Gremmel (beide Söhlde) | Manfred Gremmel & Wolfgang Gremmel (beide Söhlde) | | |
| 37                                                                                      | 63 | Handball-Bundesliga 1997/98 – 25. Spieltag | Handball-Bundesliga 1997/98 – 25. Spieltag | Handball-Bundesliga 1997/98 – 25. Spieltag | Mi., 18. März 1998 20:00 | TSV GWD Minden | TuS Nettelstedt | 26:27 (16:14) | 2.800 (ausverkauft) | Kreissporthalle, Minden |
|                                                                                         | | Aufstellungen | GWD | Jörg-Uwe Lütt, Vlado Šola – Tomislav Farkaš (3), Menc Exner (n.e.), Frank von Behren, Robert Hedin (8), Magnus Andersson (3), Rüdiger Traub (3), Holger Kretschmer (1), Andreas Bock (1), Frank Löhr, Stéphane Stoecklin (7) Trainer: Michael Biegler | Jörg-Uwe Lütt, Vlado Šola – Tomislav Farkaš (3), Menc Exner (n.e.), Frank von Behren, Robert Hedin (8), Magnus Andersson (3), Rüdiger Traub (3), Holger Kretschmer (1), Andreas Bock (1), Frank Löhr, Stéphane Stoecklin (7) Trainer: Michael Biegler | Jörg-Uwe Lütt, Vlado Šola – Tomislav Farkaš (3), Menc Exner (n.e.), Frank von Behren, Robert Hedin (8), Magnus Andersson (3), Rüdiger Traub (3), Holger Kretschmer (1), Andreas Bock (1), Frank Löhr, Stéphane Stoecklin (7) Trainer: Michael Biegler | Jörg-Uwe Lütt, Vlado Šola – Tomislav Farkaš (3), Menc Exner (n.e.), Frank von Behren, Robert Hedin (8), Magnus Andersson (3), Rüdiger Traub (3), Holger Kretschmer (1), Andreas Bock (1), Frank Löhr, Stéphane Stoecklin (7) Trainer: Michael Biegler | Jörg-Uwe Lütt, Vlado Šola – Tomislav Farkaš (3), Menc Exner (n.e.), Frank von Behren, Robert Hedin (8), Magnus Andersson (3), Rüdiger Traub (3), Holger Kretschmer (1), Andreas Bock (1), Frank Löhr, Stéphane Stoecklin (7) Trainer: Michael Biegler | Jörg-Uwe Lütt, Vlado Šola – Tomislav Farkaš (3), Menc Exner (n.e.), Frank von Behren, Robert Hedin (8), Magnus Andersson (3), Rüdiger Traub (3), Holger Kretschmer (1), Andreas Bock (1), Frank Löhr, Stéphane Stoecklin (7) Trainer: Michael Biegler | Jörg-Uwe Lütt, Vlado Šola – Tomislav Farkaš (3), Menc Exner (n.e.), Frank von Behren, Robert Hedin (8), Magnus Andersson (3), Rüdiger Traub (3), Holger Kretschmer (1), Andreas Bock (1), Frank Löhr, Stéphane Stoecklin (7) Trainer: Michael Biegler |
| TuS                                                                                     | Ewald Humenberger, Volker Hoffmann – Mark Dragunski (3), Gennadij Chalepo (6), Bogdan Wenta, Zoran Mikulić (1), Sven Lakenmacher (4), Geir Oustorp (2), Dirk Beuchler (1), Talant Dujshebaev (9/3), Michael Altenbeck, Nils Lehmann (1) Trainer: Zlatko Ferić | Ewald Humenberger, Volker Hoffmann – Mark Dragunski (3), Gennadij Chalepo (6), Bogdan Wenta, Zoran Mikulić (1), Sven Lakenmacher (4), Geir Oustorp (2), Dirk Beuchler (1), Talant Dujshebaev (9/3), Michael Altenbeck, Nils Lehmann (1) Trainer: Zlatko Ferić | Ewald Humenberger, Volker Hoffmann – Mark Dragunski (3), Gennadij Chalepo (6), Bogdan Wenta, Zoran Mikulić (1), Sven Lakenmacher (4), Geir Oustorp (2), Dirk Beuchler (1), Talant Dujshebaev (9/3), Michael Altenbeck, Nils Lehmann (1) Trainer: Zlatko Ferić | Ewald Humenberger, Volker Hoffmann – Mark Dragunski (3), Gennadij Chalepo (6), Bogdan Wenta, Zoran Mikulić (1), Sven Lakenmacher (4), Geir Oustorp (2), Dirk Beuchler (1), Talant Dujshebaev (9/3), Michael Altenbeck, Nils Lehmann (1) Trainer: Zlatko Ferić | Ewald Humenberger, Volker Hoffmann – Mark Dragunski (3), Gennadij Chalepo (6), Bogdan Wenta, Zoran Mikulić (1), Sven Lakenmacher (4), Geir Oustorp (2), Dirk Beuchler (1), Talant Dujshebaev (9/3), Michael Altenbeck, Nils Lehmann (1) Trainer: Zlatko Ferić | Ewald Humenberger, Volker Hoffmann – Mark Dragunski (3), Gennadij Chalepo (6), Bogdan Wenta, Zoran Mikulić (1), Sven Lakenmacher (4), Geir Oustorp (2), Dirk Beuchler (1), Talant Dujshebaev (9/3), Michael Altenbeck, Nils Lehmann (1) Trainer: Zlatko Ferić | Ewald Humenberger, Volker Hoffmann – Mark Dragunski (3), Gennadij Chalepo (6), Bogdan Wenta, Zoran Mikulić (1), Sven Lakenmacher (4), Geir Oustorp (2), Dirk Beuchler (1), Talant Dujshebaev (9/3), Michael Altenbeck, Nils Lehmann (1) Trainer: Zlatko Ferić | | | |
| Strafen                                                                                 | GWD | 4× Farkaš (3), Hedin 1× Farkaš (52./dritte Zeitstrafe) | 4× Farkaš (3), Hedin 1× Farkaš (52./dritte Zeitstrafe) | 4× Farkaš (3), Hedin 1× Farkaš (52./dritte Zeitstrafe) | 4× Farkaš (3), Hedin 1× Farkaš (52./dritte Zeitstrafe) | 4× Farkaš (3), Hedin 1× Farkaš (52./dritte Zeitstrafe) | 4× Farkaš (3), Hedin 1× Farkaš (52./dritte Zeitstrafe) | 4× Farkaš (3), Hedin 1× Farkaš (52./dritte Zeitstrafe) | | |
| Strafen                                                                                 | TuS | 4× Chalepo (2), Lakenmacher, Wenta 0× | 4× Chalepo (2), Lakenmacher, Wenta 0× | 4× Chalepo (2), Lakenmacher, Wenta 0× | 4× Chalepo (2), Lakenmacher, Wenta 0× | 4× Chalepo (2), Lakenmacher, Wenta 0× | 4× Chalepo (2), Lakenmacher, Wenta 0× | 4× Chalepo (2), Lakenmacher, Wenta 0× | | |
| Siebenmeter                                                                             | GWD | 2/0 – verworfen: Andersson, Stoecklin | 2/0 – verworfen: Andersson, Stoecklin | 2/0 – verworfen: Andersson, Stoecklin | 2/0 – verworfen: Andersson, Stoecklin | 2/0 – verworfen: Andersson, Stoecklin | 2/0 – verworfen: Andersson, Stoecklin | 2/0 – verworfen: Andersson, Stoecklin | | |
| Siebenmeter                                                                             | TuS | 4/3 – verworfen: Dujshebaev | 4/3 – verworfen: Dujshebaev | 4/3 – verworfen: Dujshebaev | 4/3 – verworfen: Dujshebaev | 4/3 – verworfen: Dujshebaev | 4/3 – verworfen: Dujshebaev | 4/3 – verworfen: Dujshebaev | | |
| Schiedsrichter                                                                          | Günter Farischon (Stutensee) & Achim Michel (Eggenstein-Leopoldshafen) | Günter Farischon (Stutensee) & Achim Michel (Eggenstein-Leopoldshafen) | Günter Farischon (Stutensee) & Achim Michel (Eggenstein-Leopoldshafen) | Günter Farischon (Stutensee) & Achim Michel (Eggenstein-Leopoldshafen) | Günter Farischon (Stutensee) & Achim Michel (Eggenstein-Leopoldshafen) | Günter Farischon (Stutensee) & Achim Michel (Eggenstein-Leopoldshafen) | Günter Farischon (Stutensee) & Achim Michel (Eggenstein-Leopoldshafen) | Günter Farischon (Stutensee) & Achim Michel (Eggenstein-Leopoldshafen) | | |
| 38                                                                                      | 64 | Handball-Bundesliga 1998/99 – 6. Spieltag | Handball-Bundesliga 1998/99 – 6. Spieltag | Handball-Bundesliga 1998/99 – 6. Spieltag | Sa., 31. Okt. 1998 15:00 | TuS Nettelstedt | TSV GWD Minden | 27:27 (16:16) | 3.500 (ausverkauft) | Kreissporthalle, Lübbecke |
|                                                                                         | | Aufstellungen | TuS | Ewald Humenberger, Volker Hoffmann – Michael Scholz (1), Diethard Huygen (1), Harald Beilschmied, Christian Piller, Markus Hochhaus, Robert Nijdam (1), Sven Lakenmacher (3), Dirk Beuchler (4), Slavko Goluža (8), Zoran Mikulić (9/3) Trainer: Zlatko Ferić | Ewald Humenberger, Volker Hoffmann – Michael Scholz (1), Diethard Huygen (1), Harald Beilschmied, Christian Piller, Markus Hochhaus, Robert Nijdam (1), Sven Lakenmacher (3), Dirk Beuchler (4), Slavko Goluža (8), Zoran Mikulić (9/3) Trainer: Zlatko Ferić | Ewald Humenberger, Volker Hoffmann – Michael Scholz (1), Diethard Huygen (1), Harald Beilschmied, Christian Piller, Markus Hochhaus, Robert Nijdam (1), Sven Lakenmacher (3), Dirk Beuchler (4), Slavko Goluža (8), Zoran Mikulić (9/3) Trainer: Zlatko Ferić | Ewald Humenberger, Volker Hoffmann – Michael Scholz (1), Diethard Huygen (1), Harald Beilschmied, Christian Piller, Markus Hochhaus, Robert Nijdam (1), Sven Lakenmacher (3), Dirk Beuchler (4), Slavko Goluža (8), Zoran Mikulić (9/3) Trainer: Zlatko Ferić | Ewald Humenberger, Volker Hoffmann – Michael Scholz (1), Diethard Huygen (1), Harald Beilschmied, Christian Piller, Markus Hochhaus, Robert Nijdam (1), Sven Lakenmacher (3), Dirk Beuchler (4), Slavko Goluža (8), Zoran Mikulić (9/3) Trainer: Zlatko Ferić | Ewald Humenberger, Volker Hoffmann – Michael Scholz (1), Diethard Huygen (1), Harald Beilschmied, Christian Piller, Markus Hochhaus, Robert Nijdam (1), Sven Lakenmacher (3), Dirk Beuchler (4), Slavko Goluža (8), Zoran Mikulić (9/3) Trainer: Zlatko Ferić | Ewald Humenberger, Volker Hoffmann – Michael Scholz (1), Diethard Huygen (1), Harald Beilschmied, Christian Piller, Markus Hochhaus, Robert Nijdam (1), Sven Lakenmacher (3), Dirk Beuchler (4), Slavko Goluža (8), Zoran Mikulić (9/3) Trainer: Zlatko Ferić |
| GWD                                                                                     | Henning Wiechers, Jörg-Uwe Lütt – Frank von Behren, Menc Exner (n.e.), Dmitri Kuselew (2), Martin Frändesjö (4), Rüdiger Traub (6/3), Andreas Bock, Frank Löhr (1), Alexander Tutschkin (8), Aaron Ziercke (6) Trainer: Michael Biegler | Henning Wiechers, Jörg-Uwe Lütt – Frank von Behren, Menc Exner (n.e.), Dmitri Kuselew (2), Martin Frändesjö (4), Rüdiger Traub (6/3), Andreas Bock, Frank Löhr (1), Alexander Tutschkin (8), Aaron Ziercke (6) Trainer: Michael Biegler | Henning Wiechers, Jörg-Uwe Lütt – Frank von Behren, Menc Exner (n.e.), Dmitri Kuselew (2), Martin Frändesjö (4), Rüdiger Traub (6/3), Andreas Bock, Frank Löhr (1), Alexander Tutschkin (8), Aaron Ziercke (6) Trainer: Michael Biegler | Henning Wiechers, Jörg-Uwe Lütt – Frank von Behren, Menc Exner (n.e.), Dmitri Kuselew (2), Martin Frändesjö (4), Rüdiger Traub (6/3), Andreas Bock, Frank Löhr (1), Alexander Tutschkin (8), Aaron Ziercke (6) Trainer: Michael Biegler | Henning Wiechers, Jörg-Uwe Lütt – Frank von Behren, Menc Exner (n.e.), Dmitri Kuselew (2), Martin Frändesjö (4), Rüdiger Traub (6/3), Andreas Bock, Frank Löhr (1), Alexander Tutschkin (8), Aaron Ziercke (6) Trainer: Michael Biegler | Henning Wiechers, Jörg-Uwe Lütt – Frank von Behren, Menc Exner (n.e.), Dmitri Kuselew (2), Martin Frändesjö (4), Rüdiger Traub (6/3), Andreas Bock, Frank Löhr (1), Alexander Tutschkin (8), Aaron Ziercke (6) Trainer: Michael Biegler | Henning Wiechers, Jörg-Uwe Lütt – Frank von Behren, Menc Exner (n.e.), Dmitri Kuselew (2), Martin Frändesjö (4), Rüdiger Traub (6/3), Andreas Bock, Frank Löhr (1), Alexander Tutschkin (8), Aaron Ziercke (6) Trainer: Michael Biegler | | | |
| Strafen                                                                                 | TuS | 8× Piller (2), Goluža (2), Huygen, Hochhaus, Beilschmied, Lakenmacher | 8× Piller (2), Goluža (2), Huygen, Hochhaus, Beilschmied, Lakenmacher | 8× Piller (2), Goluža (2), Huygen, Hochhaus, Beilschmied, Lakenmacher | 8× Piller (2), Goluža (2), Huygen, Hochhaus, Beilschmied, Lakenmacher | 8× Piller (2), Goluža (2), Huygen, Hochhaus, Beilschmied, Lakenmacher | 8× Piller (2), Goluža (2), Huygen, Hochhaus, Beilschmied, Lakenmacher | 8× Piller (2), Goluža (2), Huygen, Hochhaus, Beilschmied, Lakenmacher | | |
| Strafen                                                                                 | GWD | 5× Löhr (2), Frändesjö, Traub, Tutschkin | 5× Löhr (2), Frändesjö, Traub, Tutschkin | 5× Löhr (2), Frändesjö, Traub, Tutschkin | 5× Löhr (2), Frändesjö, Traub, Tutschkin | 5× Löhr (2), Frändesjö, Traub, Tutschkin | 5× Löhr (2), Frändesjö, Traub, Tutschkin | 5× Löhr (2), Frändesjö, Traub, Tutschkin | | |
| Siebenmeter                                                                             | TuS | 5/3 – verworfen: Mikulić, Lakenmacher | 5/3 – verworfen: Mikulić, Lakenmacher | 5/3 – verworfen: Mikulić, Lakenmacher | 5/3 – verworfen: Mikulić, Lakenmacher | 5/3 – verworfen: Mikulić, Lakenmacher | 5/3 – verworfen: Mikulić, Lakenmacher | 5/3 – verworfen: Mikulić, Lakenmacher | | |
| Siebenmeter                                                                             | GWD | 5/3 – verworfen: Ziercke, von Behren | 5/3 – verworfen: Ziercke, von Behren | 5/3 – verworfen: Ziercke, von Behren | 5/3 – verworfen: Ziercke, von Behren | 5/3 – verworfen: Ziercke, von Behren | 5/3 – verworfen: Ziercke, von Behren | 5/3 – verworfen: Ziercke, von Behren | | |
| Schiedsrichter                                                                          | Bernd Methe & Reiner Methe (beide Vellmar) | Bernd Methe & Reiner Methe (beide Vellmar) | Bernd Methe & Reiner Methe (beide Vellmar) | Bernd Methe & Reiner Methe (beide Vellmar) | Bernd Methe & Reiner Methe (beide Vellmar) | Bernd Methe & Reiner Methe (beide Vellmar) | Bernd Methe & Reiner Methe (beide Vellmar) | Bernd Methe & Reiner Methe (beide Vellmar) | | |
| 39                                                                                      | 65 | Handball-Bundesliga 1998/99 – 21. Spieltag | Handball-Bundesliga 1998/99 – 21. Spieltag | Handball-Bundesliga 1998/99 – 21. Spieltag | So., 14. Feb. 1999 16:00 | TSV GWD Minden | TuS Nettelstedt | 30:21 (19:9) | 2.800 (ausverkauft) | Kreissporthalle, Minden |
|                                                                                         | | Aufstellungen | GWD | Henning Wiechers, Jörg-Uwe Lütt, Andreas Dörries (n.e.) – Frank von Behren (4), Menc Exner (n.e.), Dmitri Kuselew (6), Martin Frändesjö (8/1), Rüdiger Traub (2), Talant Dujshebaev (4/1), Andreas Bock (1), Frank Löhr , Alexander Tutschkin (5), Aaron Ziercke (n.e.), Frank Habbe (n.e.), Axel Bornemann (n.e.) Trainer: Günter Gieseking | Henning Wiechers, Jörg-Uwe Lütt, Andreas Dörries (n.e.) – Frank von Behren (4), Menc Exner (n.e.), Dmitri Kuselew (6), Martin Frändesjö (8/1), Rüdiger Traub (2), Talant Dujshebaev (4/1), Andreas Bock (1), Frank Löhr , Alexander Tutschkin (5), Aaron Ziercke (n.e.), Frank Habbe (n.e.), Axel Bornemann (n.e.) Trainer: Günter Gieseking | Henning Wiechers, Jörg-Uwe Lütt, Andreas Dörries (n.e.) – Frank von Behren (4), Menc Exner (n.e.), Dmitri Kuselew (6), Martin Frändesjö (8/1), Rüdiger Traub (2), Talant Dujshebaev (4/1), Andreas Bock (1), Frank Löhr , Alexander Tutschkin (5), Aaron Ziercke (n.e.), Frank Habbe (n.e.), Axel Bornemann (n.e.) Trainer: Günter Gieseking | Henning Wiechers, Jörg-Uwe Lütt, Andreas Dörries (n.e.) – Frank von Behren (4), Menc Exner (n.e.), Dmitri Kuselew (6), Martin Frändesjö (8/1), Rüdiger Traub (2), Talant Dujshebaev (4/1), Andreas Bock (1), Frank Löhr , Alexander Tutschkin (5), Aaron Ziercke (n.e.), Frank Habbe (n.e.), Axel Bornemann (n.e.) Trainer: Günter Gieseking | Henning Wiechers, Jörg-Uwe Lütt, Andreas Dörries (n.e.) – Frank von Behren (4), Menc Exner (n.e.), Dmitri Kuselew (6), Martin Frändesjö (8/1), Rüdiger Traub (2), Talant Dujshebaev (4/1), Andreas Bock (1), Frank Löhr , Alexander Tutschkin (5), Aaron Ziercke (n.e.), Frank Habbe (n.e.), Axel Bornemann (n.e.) Trainer: Günter Gieseking | Henning Wiechers, Jörg-Uwe Lütt, Andreas Dörries (n.e.) – Frank von Behren (4), Menc Exner (n.e.), Dmitri Kuselew (6), Martin Frändesjö (8/1), Rüdiger Traub (2), Talant Dujshebaev (4/1), Andreas Bock (1), Frank Löhr , Alexander Tutschkin (5), Aaron Ziercke (n.e.), Frank Habbe (n.e.), Axel Bornemann (n.e.) Trainer: Günter Gieseking                            | Henning Wiechers, Jörg-Uwe Lütt, Andreas Dörries (n.e.) – Frank von Behren (4), Menc Exner (n.e.), Dmitri Kuselew (6), Martin Frändesjö (8/1), Rüdiger Traub (2), Talant Dujshebaev (4/1), Andreas Bock (1), Frank Löhr , Alexander Tutschkin (5), Aaron Ziercke (n.e.), Frank Habbe (n.e.), Axel Bornemann (n.e.) Trainer: Günter Gieseking                            |
| TuS                                                                                     | Ewald Humenberger, Volker Hoffmann – Michael Scholz (1), Diethard Huygen (6), Harald Beilschmied, Christian Piller (1), Markus Hochhaus (2), Robert Nijdam, Sven Lakenmacher (1), Dirk Beuchler (1), Slavko Goluža (1), Zoran Mikulić (8/1) Trainer: Zlatko Ferić | Ewald Humenberger, Volker Hoffmann – Michael Scholz (1), Diethard Huygen (6), Harald Beilschmied, Christian Piller (1), Markus Hochhaus (2), Robert Nijdam, Sven Lakenmacher (1), Dirk Beuchler (1), Slavko Goluža (1), Zoran Mikulić (8/1) Trainer: Zlatko Ferić | Ewald Humenberger, Volker Hoffmann – Michael Scholz (1), Diethard Huygen (6), Harald Beilschmied, Christian Piller (1), Markus Hochhaus (2), Robert Nijdam, Sven Lakenmacher (1), Dirk Beuchler (1), Slavko Goluža (1), Zoran Mikulić (8/1) Trainer: Zlatko Ferić | Ewald Humenberger, Volker Hoffmann – Michael Scholz (1), Diethard Huygen (6), Harald Beilschmied, Christian Piller (1), Markus Hochhaus (2), Robert Nijdam, Sven Lakenmacher (1), Dirk Beuchler (1), Slavko Goluža (1), Zoran Mikulić (8/1) Trainer: Zlatko Ferić | Ewald Humenberger, Volker Hoffmann – Michael Scholz (1), Diethard Huygen (6), Harald Beilschmied, Christian Piller (1), Markus Hochhaus (2), Robert Nijdam, Sven Lakenmacher (1), Dirk Beuchler (1), Slavko Goluža (1), Zoran Mikulić (8/1) Trainer: Zlatko Ferić | Ewald Humenberger, Volker Hoffmann – Michael Scholz (1), Diethard Huygen (6), Harald Beilschmied, Christian Piller (1), Markus Hochhaus (2), Robert Nijdam, Sven Lakenmacher (1), Dirk Beuchler (1), Slavko Goluža (1), Zoran Mikulić (8/1) Trainer: Zlatko Ferić | Ewald Humenberger, Volker Hoffmann – Michael Scholz (1), Diethard Huygen (6), Harald Beilschmied, Christian Piller (1), Markus Hochhaus (2), Robert Nijdam, Sven Lakenmacher (1), Dirk Beuchler (1), Slavko Goluža (1), Zoran Mikulić (8/1) Trainer: Zlatko Ferić | | | |
| Strafen                                                                                 | GWD | 3× von Behren, Frändesjö, Löhr | 3× von Behren, Frändesjö, Löhr | 3× von Behren, Frändesjö, Löhr | 3× von Behren, Frändesjö, Löhr | 3× von Behren, Frändesjö, Löhr | 3× von Behren, Frändesjö, Löhr | 3× von Behren, Frändesjö, Löhr | | |
| Strafen                                                                                 | TuS | 3× Hochhaus, Lakenmacher, Beuchler | 3× Hochhaus, Lakenmacher, Beuchler | 3× Hochhaus, Lakenmacher, Beuchler | 3× Hochhaus, Lakenmacher, Beuchler | 3× Hochhaus, Lakenmacher, Beuchler | 3× Hochhaus, Lakenmacher, Beuchler | 3× Hochhaus, Lakenmacher, Beuchler | | |
| Siebenmeter                                                                             | GWD | 3/2 – verworfen: Dujshebaev | 3/2 – verworfen: Dujshebaev | 3/2 – verworfen: Dujshebaev | 3/2 – verworfen: Dujshebaev | 3/2 – verworfen: Dujshebaev | 3/2 – verworfen: Dujshebaev | 3/2 – verworfen: Dujshebaev | | |
| Siebenmeter                                                                             | TuS | 3/1 – verworfen: Lakenmacher, Mikulić | 3/1 – verworfen: Lakenmacher, Mikulić | 3/1 – verworfen: Lakenmacher, Mikulić | 3/1 – verworfen: Lakenmacher, Mikulić | 3/1 – verworfen: Lakenmacher, Mikulić | 3/1 – verworfen: Lakenmacher, Mikulić | 3/1 – verworfen: Lakenmacher, Mikulić | | |
| Schiedsrichter                                                                          | Peter Jehle (Münstertal/Schwarzwald) & Roland Muser (Kehl) | Peter Jehle (Münstertal/Schwarzwald) & Roland Muser (Kehl) | Peter Jehle (Münstertal/Schwarzwald) & Roland Muser (Kehl) | Peter Jehle (Münstertal/Schwarzwald) & Roland Muser (Kehl) | Peter Jehle (Münstertal/Schwarzwald) & Roland Muser (Kehl) | Peter Jehle (Münstertal/Schwarzwald) & Roland Muser (Kehl) | Peter Jehle (Münstertal/Schwarzwald) & Roland Muser (Kehl) | Peter Jehle (Münstertal/Schwarzwald) & Roland Muser (Kehl) | | |
| 40                                                                                      | 66 | Handball-Bundesliga 1999/2000 – 6. Spieltag | Handball-Bundesliga 1999/2000 – 6. Spieltag | Handball-Bundesliga 1999/2000 – 6. Spieltag | Sa., 2. Okt. 1999 19:15 | TuS Nettelstedt | TSV GWD Minden | 28:28 (16:14) | 3.200 (ausverkauft) | Kreissporthalle, Lübbecke |
|                                                                                         | | Aufstellungen | TuS | Ewald Humenberger, Achim Hucke (n.e.) – Sven Lakenmacher (4), Tomislav Farkaš (3), Harald Beilschmied (1), Christian Piller (2), Markus Hochhaus (5/1), Denis Bahtijarević (2), Dirk Beuchler (6), Zoran Mikulić (5) Trainer: Zlatko Ferić | Ewald Humenberger, Achim Hucke (n.e.) – Sven Lakenmacher (4), Tomislav Farkaš (3), Harald Beilschmied (1), Christian Piller (2), Markus Hochhaus (5/1), Denis Bahtijarević (2), Dirk Beuchler (6), Zoran Mikulić (5) Trainer: Zlatko Ferić | Ewald Humenberger, Achim Hucke (n.e.) – Sven Lakenmacher (4), Tomislav Farkaš (3), Harald Beilschmied (1), Christian Piller (2), Markus Hochhaus (5/1), Denis Bahtijarević (2), Dirk Beuchler (6), Zoran Mikulić (5) Trainer: Zlatko Ferić | Ewald Humenberger, Achim Hucke (n.e.) – Sven Lakenmacher (4), Tomislav Farkaš (3), Harald Beilschmied (1), Christian Piller (2), Markus Hochhaus (5/1), Denis Bahtijarević (2), Dirk Beuchler (6), Zoran Mikulić (5) Trainer: Zlatko Ferić | Ewald Humenberger, Achim Hucke (n.e.) – Sven Lakenmacher (4), Tomislav Farkaš (3), Harald Beilschmied (1), Christian Piller (2), Markus Hochhaus (5/1), Denis Bahtijarević (2), Dirk Beuchler (6), Zoran Mikulić (5) Trainer: Zlatko Ferić | Ewald Humenberger, Achim Hucke (n.e.) – Sven Lakenmacher (4), Tomislav Farkaš (3), Harald Beilschmied (1), Christian Piller (2), Markus Hochhaus (5/1), Denis Bahtijarević (2), Dirk Beuchler (6), Zoran Mikulić (5) Trainer: Zlatko Ferić | Ewald Humenberger, Achim Hucke (n.e.) – Sven Lakenmacher (4), Tomislav Farkaš (3), Harald Beilschmied (1), Christian Piller (2), Markus Hochhaus (5/1), Denis Bahtijarević (2), Dirk Beuchler (6), Zoran Mikulić (5) Trainer: Zlatko Ferić |
| GWD                                                                                     | Jörg-Uwe Lütt, Henning Wiechers – Mike Bezdicek (2), Frank von Behren (7/2), Dmitri Kuselew (4), Rüdiger Traub (3/2), Talant Dujshebaev (5), Andreas Bock (5), Frank Löhr (2), Frank Habbe (n.e.), Karsten Gerling (n.e.), Arne Niemeyer (n.e.) Trainer: Alexander Rymanow | Jörg-Uwe Lütt, Henning Wiechers – Mike Bezdicek (2), Frank von Behren (7/2), Dmitri Kuselew (4), Rüdiger Traub (3/2), Talant Dujshebaev (5), Andreas Bock (5), Frank Löhr (2), Frank Habbe (n.e.), Karsten Gerling (n.e.), Arne Niemeyer (n.e.) Trainer: Alexander Rymanow | Jörg-Uwe Lütt, Henning Wiechers – Mike Bezdicek (2), Frank von Behren (7/2), Dmitri Kuselew (4), Rüdiger Traub (3/2), Talant Dujshebaev (5), Andreas Bock (5), Frank Löhr (2), Frank Habbe (n.e.), Karsten Gerling (n.e.), Arne Niemeyer (n.e.) Trainer: Alexander Rymanow | Jörg-Uwe Lütt, Henning Wiechers – Mike Bezdicek (2), Frank von Behren (7/2), Dmitri Kuselew (4), Rüdiger Traub (3/2), Talant Dujshebaev (5), Andreas Bock (5), Frank Löhr (2), Frank Habbe (n.e.), Karsten Gerling (n.e.), Arne Niemeyer (n.e.) Trainer: Alexander Rymanow | Jörg-Uwe Lütt, Henning Wiechers – Mike Bezdicek (2), Frank von Behren (7/2), Dmitri Kuselew (4), Rüdiger Traub (3/2), Talant Dujshebaev (5), Andreas Bock (5), Frank Löhr (2), Frank Habbe (n.e.), Karsten Gerling (n.e.), Arne Niemeyer (n.e.) Trainer: Alexander Rymanow | Jörg-Uwe Lütt, Henning Wiechers – Mike Bezdicek (2), Frank von Behren (7/2), Dmitri Kuselew (4), Rüdiger Traub (3/2), Talant Dujshebaev (5), Andreas Bock (5), Frank Löhr (2), Frank Habbe (n.e.), Karsten Gerling (n.e.), Arne Niemeyer (n.e.) Trainer: Alexander Rymanow | Jörg-Uwe Lütt, Henning Wiechers – Mike Bezdicek (2), Frank von Behren (7/2), Dmitri Kuselew (4), Rüdiger Traub (3/2), Talant Dujshebaev (5), Andreas Bock (5), Frank Löhr (2), Frank Habbe (n.e.), Karsten Gerling (n.e.), Arne Niemeyer (n.e.) Trainer: Alexander Rymanow | | | |
| Strafen                                                                                 | TuS | 2× Lakenmacher (30.), Beuchler (50.) | 2× Lakenmacher (30.), Beuchler (50.) | 2× Lakenmacher (30.), Beuchler (50.) | 2× Lakenmacher (30.), Beuchler (50.) | 2× Lakenmacher (30.), Beuchler (50.) | 2× Lakenmacher (30.), Beuchler (50.) | 2× Lakenmacher (30.), Beuchler (50.) | | |
| Strafen                                                                                 | GWD | 4× Löhr (6.), Bezdicek (12.), von Behren (59.), Traub (60.) | 4× Löhr (6.), Bezdicek (12.), von Behren (59.), Traub (60.) | 4× Löhr (6.), Bezdicek (12.), von Behren (59.), Traub (60.) | 4× Löhr (6.), Bezdicek (12.), von Behren (59.), Traub (60.) | 4× Löhr (6.), Bezdicek (12.), von Behren (59.), Traub (60.) | 4× Löhr (6.), Bezdicek (12.), von Behren (59.), Traub (60.) | 4× Löhr (6.), Bezdicek (12.), von Behren (59.), Traub (60.) | | |
| Siebenmeter                                                                             | TuS | 4/1 – verworfen: Hochhaus (9.), Mikulić (17.), Lakenmacher (58.) | 4/1 – verworfen: Hochhaus (9.), Mikulić (17.), Lakenmacher (58.) | 4/1 – verworfen: Hochhaus (9.), Mikulić (17.), Lakenmacher (58.) | 4/1 – verworfen: Hochhaus (9.), Mikulić (17.), Lakenmacher (58.) | 4/1 – verworfen: Hochhaus (9.), Mikulić (17.), Lakenmacher (58.) | 4/1 – verworfen: Hochhaus (9.), Mikulić (17.), Lakenmacher (58.) | 4/1 – verworfen: Hochhaus (9.), Mikulić (17.), Lakenmacher (58.) | | |
| Siebenmeter                                                                             | GWD | 4/2 – verworfen: von Behren (8.), Dujshebaev (17.) | 4/2 – verworfen: von Behren (8.), Dujshebaev (17.) | 4/2 – verworfen: von Behren (8.), Dujshebaev (17.) | 4/2 – verworfen: von Behren (8.), Dujshebaev (17.) | 4/2 – verworfen: von Behren (8.), Dujshebaev (17.) | 4/2 – verworfen: von Behren (8.), Dujshebaev (17.) | 4/2 – verworfen: von Behren (8.), Dujshebaev (17.) | | |
| Schiedsrichter                                                                          | Holger Fleisch (Ostfildern) & Jürgen Rieber (Denkendorf (Württemberg)) | Holger Fleisch (Ostfildern) & Jürgen Rieber (Denkendorf (Württemberg)) | Holger Fleisch (Ostfildern) & Jürgen Rieber (Denkendorf (Württemberg)) | Holger Fleisch (Ostfildern) & Jürgen Rieber (Denkendorf (Württemberg)) | Holger Fleisch (Ostfildern) & Jürgen Rieber (Denkendorf (Württemberg)) | Holger Fleisch (Ostfildern) & Jürgen Rieber (Denkendorf (Württemberg)) | Holger Fleisch (Ostfildern) & Jürgen Rieber (Denkendorf (Württemberg)) | Holger Fleisch (Ostfildern) & Jürgen Rieber (Denkendorf (Württemberg)) | | |
| 41                                                                                      | 67 | Handball-Bundesliga 1999/2000 – 23. Spieltag | Handball-Bundesliga 1999/2000 – 23. Spieltag | Handball-Bundesliga 1999/2000 – 23. Spieltag | Mi., 1. März 2000 20:00 | TSV GWD Minden | TuS Nettelstedt | 32:19 (17:11) | 4.000 (ausverkauft) | Kampa-Halle, Minden |
|                                                                                         | | Aufstellungen | GWD | Jörg-Uwe Lütt, Henning Wiechers (n.e.) – Frank von Behren (4), Dmitri Kuselew (6), Martin Frändesjö (1), Rüdiger Traub (1), Talant Dujshebaev (6), Karsten Gerling (1), Andreas Bock (3), Frank Löhr , Alexander Tutschkin (5), Aaron Ziercke (5/4) Trainer: Alexander Rymanow | Jörg-Uwe Lütt, Henning Wiechers (n.e.) – Frank von Behren (4), Dmitri Kuselew (6), Martin Frändesjö (1), Rüdiger Traub (1), Talant Dujshebaev (6), Karsten Gerling (1), Andreas Bock (3), Frank Löhr , Alexander Tutschkin (5), Aaron Ziercke (5/4) Trainer: Alexander Rymanow | Jörg-Uwe Lütt, Henning Wiechers (n.e.) – Frank von Behren (4), Dmitri Kuselew (6), Martin Frändesjö (1), Rüdiger Traub (1), Talant Dujshebaev (6), Karsten Gerling (1), Andreas Bock (3), Frank Löhr , Alexander Tutschkin (5), Aaron Ziercke (5/4) Trainer: Alexander Rymanow | Jörg-Uwe Lütt, Henning Wiechers (n.e.) – Frank von Behren (4), Dmitri Kuselew (6), Martin Frändesjö (1), Rüdiger Traub (1), Talant Dujshebaev (6), Karsten Gerling (1), Andreas Bock (3), Frank Löhr , Alexander Tutschkin (5), Aaron Ziercke (5/4) Trainer: Alexander Rymanow | Jörg-Uwe Lütt, Henning Wiechers (n.e.) – Frank von Behren (4), Dmitri Kuselew (6), Martin Frändesjö (1), Rüdiger Traub (1), Talant Dujshebaev (6), Karsten Gerling (1), Andreas Bock (3), Frank Löhr , Alexander Tutschkin (5), Aaron Ziercke (5/4) Trainer: Alexander Rymanow | Jörg-Uwe Lütt, Henning Wiechers (n.e.) – Frank von Behren (4), Dmitri Kuselew (6), Martin Frändesjö (1), Rüdiger Traub (1), Talant Dujshebaev (6), Karsten Gerling (1), Andreas Bock (3), Frank Löhr , Alexander Tutschkin (5), Aaron Ziercke (5/4) Trainer: Alexander Rymanow                                                                                          | Jörg-Uwe Lütt, Henning Wiechers (n.e.) – Frank von Behren (4), Dmitri Kuselew (6), Martin Frändesjö (1), Rüdiger Traub (1), Talant Dujshebaev (6), Karsten Gerling (1), Andreas Bock (3), Frank Löhr , Alexander Tutschkin (5), Aaron Ziercke (5/4) Trainer: Alexander Rymanow                                                                                          |
| TuS                                                                                     | Sascha Grote, Ewald Humenberger – Sven Lakenmacher (4), Tomislav Farkaš (3), Bogdan Wenta (5), Diethard Huygen, Harald Beilschmied (1), Markus Hochhaus (1), Dirk Beuchler (4), Zoran Mikulić (1) Trainer: Zlatko Ferić | Sascha Grote, Ewald Humenberger – Sven Lakenmacher (4), Tomislav Farkaš (3), Bogdan Wenta (5), Diethard Huygen, Harald Beilschmied (1), Markus Hochhaus (1), Dirk Beuchler (4), Zoran Mikulić (1) Trainer: Zlatko Ferić | Sascha Grote, Ewald Humenberger – Sven Lakenmacher (4), Tomislav Farkaš (3), Bogdan Wenta (5), Diethard Huygen, Harald Beilschmied (1), Markus Hochhaus (1), Dirk Beuchler (4), Zoran Mikulić (1) Trainer: Zlatko Ferić | Sascha Grote, Ewald Humenberger – Sven Lakenmacher (4), Tomislav Farkaš (3), Bogdan Wenta (5), Diethard Huygen, Harald Beilschmied (1), Markus Hochhaus (1), Dirk Beuchler (4), Zoran Mikulić (1) Trainer: Zlatko Ferić | Sascha Grote, Ewald Humenberger – Sven Lakenmacher (4), Tomislav Farkaš (3), Bogdan Wenta (5), Diethard Huygen, Harald Beilschmied (1), Markus Hochhaus (1), Dirk Beuchler (4), Zoran Mikulić (1) Trainer: Zlatko Ferić | Sascha Grote, Ewald Humenberger – Sven Lakenmacher (4), Tomislav Farkaš (3), Bogdan Wenta (5), Diethard Huygen, Harald Beilschmied (1), Markus Hochhaus (1), Dirk Beuchler (4), Zoran Mikulić (1) Trainer: Zlatko Ferić | Sascha Grote, Ewald Humenberger – Sven Lakenmacher (4), Tomislav Farkaš (3), Bogdan Wenta (5), Diethard Huygen, Harald Beilschmied (1), Markus Hochhaus (1), Dirk Beuchler (4), Zoran Mikulić (1) Trainer: Zlatko Ferić | | | |
| Strafen                                                                                 | GWD | 1× Löhr (15.) | 1× Löhr (15.) | 1× Löhr (15.) | 1× Löhr (15.) | 1× Löhr (15.) | 1× Löhr (15.) | 1× Löhr (15.) | | |
| Strafen                                                                                 | TuS | 6× Beilschmied (10., 16.), Farkaš (28., 35.), Huygen (37.), Lakenmacher (58.) | 6× Beilschmied (10., 16.), Farkaš (28., 35.), Huygen (37.), Lakenmacher (58.) | 6× Beilschmied (10., 16.), Farkaš (28., 35.), Huygen (37.), Lakenmacher (58.) | 6× Beilschmied (10., 16.), Farkaš (28., 35.), Huygen (37.), Lakenmacher (58.) | 6× Beilschmied (10., 16.), Farkaš (28., 35.), Huygen (37.), Lakenmacher (58.) | 6× Beilschmied (10., 16.), Farkaš (28., 35.), Huygen (37.), Lakenmacher (58.) | 6× Beilschmied (10., 16.), Farkaš (28., 35.), Huygen (37.), Lakenmacher (58.) | | |
| Siebenmeter                                                                             | GWD | 4/4 | 4/4 | 4/4 | 4/4 | 4/4 | 4/4 | 4/4 | | |
| Siebenmeter                                                                             | TuS | 2/0 – verworfen: Hochhaus, Mikulić | 2/0 – verworfen: Hochhaus, Mikulić | 2/0 – verworfen: Hochhaus, Mikulić | 2/0 – verworfen: Hochhaus, Mikulić | 2/0 – verworfen: Hochhaus, Mikulić | 2/0 – verworfen: Hochhaus, Mikulić | 2/0 – verworfen: Hochhaus, Mikulić | | |
| Schiedsrichter                                                                          | Hagen Becker & Axel Hack (beide Halberstadt) | Hagen Becker & Axel Hack (beide Halberstadt) | Hagen Becker & Axel Hack (beide Halberstadt) | Hagen Becker & Axel Hack (beide Halberstadt) | Hagen Becker & Axel Hack (beide Halberstadt) | Hagen Becker & Axel Hack (beide Halberstadt) | Hagen Becker & Axel Hack (beide Halberstadt) | Hagen Becker & Axel Hack (beide Halberstadt) | | |
|                                                                                         | 68 | Freundschaftsspiel – Spielothek-Cup 2000 (Finale) | Freundschaftsspiel – Spielothek-Cup 2000 (Finale) | Freundschaftsspiel – Spielothek-Cup 2000 (Finale) | Sa., 29. Juli 2000 19:15 | TuS Nettelstedt | TSV GWD Minden | 22:29 (8:17) | | Kampa-Halle, Minden |
|                                                                                         | | Aufstellungen | TuS | Trainer: Zlatko Ferić | Trainer: Zlatko Ferić | Trainer: Zlatko Ferić | Trainer: Zlatko Ferić | Trainer: Zlatko Ferić | Trainer: Zlatko Ferić | Trainer: Zlatko Ferić |
| GWD                                                                                     | Trainer: Alexander Rymanow | Trainer: Alexander Rymanow | Trainer: Alexander Rymanow | Trainer: Alexander Rymanow | Trainer: Alexander Rymanow | Trainer: Alexander Rymanow | Trainer: Alexander Rymanow | | | |
| Bemerkungen                                                                             | Es sind keine näheren Statistiken bekannt. | Es sind keine näheren Statistiken bekannt. | Es sind keine näheren Statistiken bekannt. | Es sind keine näheren Statistiken bekannt. | Es sind keine näheren Statistiken bekannt. | Es sind keine näheren Statistiken bekannt. | Es sind keine näheren Statistiken bekannt. | Es sind keine näheren Statistiken bekannt. | | |
| 42                                                                                      | 69 | Handball-Bundesliga 2000/01 – 17. Spieltag | Handball-Bundesliga 2000/01 – 17. Spieltag | Handball-Bundesliga 2000/01 – 17. Spieltag | Sa., 16. Dez. 2000 19:15 | TSV GWD Minden | TuS Nettelstedt | 26:23 (13:10) | 3.500 (ausverkauft) | Kampa-Halle, Minden |
|                                                                                         | | Aufstellungen | GWD | Jörg-Uwe Lütt, Malik Beširević (n.e.) – Gústaf Bjarnason (1), Frank von Behren (2), Arne Niemeyer (n.e.), Elmar Romanesen (n.e.), Frank Habbe (1), Talant Dujshebaev (1), Tomas Axnér (8/3), Jan-Fiete Buschmann, Frank Carstens (2), Blažo Lisičić (8), Aaron Ziercke (3) Trainer: Alexander Rymanow | Jörg-Uwe Lütt, Malik Beširević (n.e.) – Gústaf Bjarnason (1), Frank von Behren (2), Arne Niemeyer (n.e.), Elmar Romanesen (n.e.), Frank Habbe (1), Talant Dujshebaev (1), Tomas Axnér (8/3), Jan-Fiete Buschmann, Frank Carstens (2), Blažo Lisičić (8), Aaron Ziercke (3) Trainer: Alexander Rymanow | Jörg-Uwe Lütt, Malik Beširević (n.e.) – Gústaf Bjarnason (1), Frank von Behren (2), Arne Niemeyer (n.e.), Elmar Romanesen (n.e.), Frank Habbe (1), Talant Dujshebaev (1), Tomas Axnér (8/3), Jan-Fiete Buschmann, Frank Carstens (2), Blažo Lisičić (8), Aaron Ziercke (3) Trainer: Alexander Rymanow | Jörg-Uwe Lütt, Malik Beširević (n.e.) – Gústaf Bjarnason (1), Frank von Behren (2), Arne Niemeyer (n.e.), Elmar Romanesen (n.e.), Frank Habbe (1), Talant Dujshebaev (1), Tomas Axnér (8/3), Jan-Fiete Buschmann, Frank Carstens (2), Blažo Lisičić (8), Aaron Ziercke (3) Trainer: Alexander Rymanow | Jörg-Uwe Lütt, Malik Beširević (n.e.) – Gústaf Bjarnason (1), Frank von Behren (2), Arne Niemeyer (n.e.), Elmar Romanesen (n.e.), Frank Habbe (1), Talant Dujshebaev (1), Tomas Axnér (8/3), Jan-Fiete Buschmann, Frank Carstens (2), Blažo Lisičić (8), Aaron Ziercke (3) Trainer: Alexander Rymanow | Jörg-Uwe Lütt, Malik Beširević (n.e.) – Gústaf Bjarnason (1), Frank von Behren (2), Arne Niemeyer (n.e.), Elmar Romanesen (n.e.), Frank Habbe (1), Talant Dujshebaev (1), Tomas Axnér (8/3), Jan-Fiete Buschmann, Frank Carstens (2), Blažo Lisičić (8), Aaron Ziercke (3) Trainer: Alexander Rymanow                                                                   | Jörg-Uwe Lütt, Malik Beširević (n.e.) – Gústaf Bjarnason (1), Frank von Behren (2), Arne Niemeyer (n.e.), Elmar Romanesen (n.e.), Frank Habbe (1), Talant Dujshebaev (1), Tomas Axnér (8/3), Jan-Fiete Buschmann, Frank Carstens (2), Blažo Lisičić (8), Aaron Ziercke (3) Trainer: Alexander Rymanow                                                                   |
| TuS                                                                                     | Dejan Lukić, Sascha Grote – Sven Lakenmacher (3), Tomislav Farkaš, Julián Duranona (3), Christian Piller (3), Markus Hochhaus (3/1), Denis Bahtijarević (1), Tobias Skerka (1), Dirk Beuchler (7), Zoran Mikulić (2) Trainer: Zlatko Ferić | Dejan Lukić, Sascha Grote – Sven Lakenmacher (3), Tomislav Farkaš, Julián Duranona (3), Christian Piller (3), Markus Hochhaus (3/1), Denis Bahtijarević (1), Tobias Skerka (1), Dirk Beuchler (7), Zoran Mikulić (2) Trainer: Zlatko Ferić | Dejan Lukić, Sascha Grote – Sven Lakenmacher (3), Tomislav Farkaš, Julián Duranona (3), Christian Piller (3), Markus Hochhaus (3/1), Denis Bahtijarević (1), Tobias Skerka (1), Dirk Beuchler (7), Zoran Mikulić (2) Trainer: Zlatko Ferić | Dejan Lukić, Sascha Grote – Sven Lakenmacher (3), Tomislav Farkaš, Julián Duranona (3), Christian Piller (3), Markus Hochhaus (3/1), Denis Bahtijarević (1), Tobias Skerka (1), Dirk Beuchler (7), Zoran Mikulić (2) Trainer: Zlatko Ferić | Dejan Lukić, Sascha Grote – Sven Lakenmacher (3), Tomislav Farkaš, Julián Duranona (3), Christian Piller (3), Markus Hochhaus (3/1), Denis Bahtijarević (1), Tobias Skerka (1), Dirk Beuchler (7), Zoran Mikulić (2) Trainer: Zlatko Ferić | Dejan Lukić, Sascha Grote – Sven Lakenmacher (3), Tomislav Farkaš, Julián Duranona (3), Christian Piller (3), Markus Hochhaus (3/1), Denis Bahtijarević (1), Tobias Skerka (1), Dirk Beuchler (7), Zoran Mikulić (2) Trainer: Zlatko Ferić | Dejan Lukić, Sascha Grote – Sven Lakenmacher (3), Tomislav Farkaš, Julián Duranona (3), Christian Piller (3), Markus Hochhaus (3/1), Denis Bahtijarević (1), Tobias Skerka (1), Dirk Beuchler (7), Zoran Mikulić (2) Trainer: Zlatko Ferić | | | |
| Strafen                                                                                 | GWD | 3× Axnér (20., 56.), Lisičić (27.) | 3× Axnér (20., 56.), Lisičić (27.) | 3× Axnér (20., 56.), Lisičić (27.) | 3× Axnér (20., 56.), Lisičić (27.) | 3× Axnér (20., 56.), Lisičić (27.) | 3× Axnér (20., 56.), Lisičić (27.) | 3× Axnér (20., 56.), Lisičić (27.) | | |
| Strafen                                                                                 | TuS | 6× Beuchler (16.), Piller (34., 43.), Lakenmacher (50.), Mikulić (50.), Möller (50.) | 6× Beuchler (16.), Piller (34., 43.), Lakenmacher (50.), Mikulić (50.), Möller (50.) | 6× Beuchler (16.), Piller (34., 43.), Lakenmacher (50.), Mikulić (50.), Möller (50.) | 6× Beuchler (16.), Piller (34., 43.), Lakenmacher (50.), Mikulić (50.), Möller (50.) | 6× Beuchler (16.), Piller (34., 43.), Lakenmacher (50.), Mikulić (50.), Möller (50.) | 6× Beuchler (16.), Piller (34., 43.), Lakenmacher (50.), Mikulić (50.), Möller (50.) | 6× Beuchler (16.), Piller (34., 43.), Lakenmacher (50.), Mikulić (50.), Möller (50.) | | |
| Siebenmeter                                                                             | GWD | 3/3 | 3/3 | 3/3 | 3/3 | 3/3 | 3/3 | 3/3 | | |
| Siebenmeter                                                                             | TuS | 1/1 | 1/1 | 1/1 | 1/1 | 1/1 | 1/1 | 1/1 | | |
| Schiedsrichter                                                                          | Bernd Andler (Remseck am Neckar) & Harald Andler (Stuttgart) | Bernd Andler (Remseck am Neckar) & Harald Andler (Stuttgart) | Bernd Andler (Remseck am Neckar) & Harald Andler (Stuttgart) | Bernd Andler (Remseck am Neckar) & Harald Andler (Stuttgart) | Bernd Andler (Remseck am Neckar) & Harald Andler (Stuttgart) | Bernd Andler (Remseck am Neckar) & Harald Andler (Stuttgart) | Bernd Andler (Remseck am Neckar) & Harald Andler (Stuttgart) | Bernd Andler (Remseck am Neckar) & Harald Andler (Stuttgart) | | |
| 43                                                                                      | 70 | Handball-Bundesliga 2000/01 – 36. Spieltag | Handball-Bundesliga 2000/01 – 36. Spieltag | Handball-Bundesliga 2000/01 – 36. Spieltag | Sa., 12. Mai 2001 19:15 | TuS Nettelstedt | TSV GWD Minden | 22:27 (10:10) | 3.000 (ausverkauft) | Kreissporthalle, Lübbecke |
|                                                                                         | | Aufstellungen | TuS | Dejan Lukić, Sascha Grote – Sven Lakenmacher (4), Gunnar Schmidt, Christian Piller, Markus Hochhaus (4/2), Denis Bahtijarević (6), Peter Leidreiter, Tobias Skerka (2), Dirk Beuchler (2), Zoran Mikulić (4), Bert Fuchs Trainer: Jörn-Uwe Lommel | Dejan Lukić, Sascha Grote – Sven Lakenmacher (4), Gunnar Schmidt, Christian Piller, Markus Hochhaus (4/2), Denis Bahtijarević (6), Peter Leidreiter, Tobias Skerka (2), Dirk Beuchler (2), Zoran Mikulić (4), Bert Fuchs Trainer: Jörn-Uwe Lommel | Dejan Lukić, Sascha Grote – Sven Lakenmacher (4), Gunnar Schmidt, Christian Piller, Markus Hochhaus (4/2), Denis Bahtijarević (6), Peter Leidreiter, Tobias Skerka (2), Dirk Beuchler (2), Zoran Mikulić (4), Bert Fuchs Trainer: Jörn-Uwe Lommel | Dejan Lukić, Sascha Grote – Sven Lakenmacher (4), Gunnar Schmidt, Christian Piller, Markus Hochhaus (4/2), Denis Bahtijarević (6), Peter Leidreiter, Tobias Skerka (2), Dirk Beuchler (2), Zoran Mikulić (4), Bert Fuchs Trainer: Jörn-Uwe Lommel | Dejan Lukić, Sascha Grote – Sven Lakenmacher (4), Gunnar Schmidt, Christian Piller, Markus Hochhaus (4/2), Denis Bahtijarević (6), Peter Leidreiter, Tobias Skerka (2), Dirk Beuchler (2), Zoran Mikulić (4), Bert Fuchs Trainer: Jörn-Uwe Lommel | Dejan Lukić, Sascha Grote – Sven Lakenmacher (4), Gunnar Schmidt, Christian Piller, Markus Hochhaus (4/2), Denis Bahtijarević (6), Peter Leidreiter, Tobias Skerka (2), Dirk Beuchler (2), Zoran Mikulić (4), Bert Fuchs Trainer: Jörn-Uwe Lommel | Dejan Lukić, Sascha Grote – Sven Lakenmacher (4), Gunnar Schmidt, Christian Piller, Markus Hochhaus (4/2), Denis Bahtijarević (6), Peter Leidreiter, Tobias Skerka (2), Dirk Beuchler (2), Zoran Mikulić (4), Bert Fuchs Trainer: Jörn-Uwe Lommel |
| GWD                                                                                     | Malik Beširević, Jörg-Uwe Lütt – Frank von Behren (5/1), Arne Niemeyer (n.e.), Dmitri Kuselew (2), Elmar Romanesen (n.e.), Frank Habbe, Talant Dujshebaev (5), Tomas Axnér (4), Jan-Fiete Buschmann, Frank Carstens (6), Blažo Lisičić (4), Aaron Ziercke (1) Trainer: Alexander Rymanow | Malik Beširević, Jörg-Uwe Lütt – Frank von Behren (5/1), Arne Niemeyer (n.e.), Dmitri Kuselew (2), Elmar Romanesen (n.e.), Frank Habbe, Talant Dujshebaev (5), Tomas Axnér (4), Jan-Fiete Buschmann, Frank Carstens (6), Blažo Lisičić (4), Aaron Ziercke (1) Trainer: Alexander Rymanow | Malik Beširević, Jörg-Uwe Lütt – Frank von Behren (5/1), Arne Niemeyer (n.e.), Dmitri Kuselew (2), Elmar Romanesen (n.e.), Frank Habbe, Talant Dujshebaev (5), Tomas Axnér (4), Jan-Fiete Buschmann, Frank Carstens (6), Blažo Lisičić (4), Aaron Ziercke (1) Trainer: Alexander Rymanow | Malik Beširević, Jörg-Uwe Lütt – Frank von Behren (5/1), Arne Niemeyer (n.e.), Dmitri Kuselew (2), Elmar Romanesen (n.e.), Frank Habbe, Talant Dujshebaev (5), Tomas Axnér (4), Jan-Fiete Buschmann, Frank Carstens (6), Blažo Lisičić (4), Aaron Ziercke (1) Trainer: Alexander Rymanow | Malik Beširević, Jörg-Uwe Lütt – Frank von Behren (5/1), Arne Niemeyer (n.e.), Dmitri Kuselew (2), Elmar Romanesen (n.e.), Frank Habbe, Talant Dujshebaev (5), Tomas Axnér (4), Jan-Fiete Buschmann, Frank Carstens (6), Blažo Lisičić (4), Aaron Ziercke (1) Trainer: Alexander Rymanow | Malik Beširević, Jörg-Uwe Lütt – Frank von Behren (5/1), Arne Niemeyer (n.e.), Dmitri Kuselew (2), Elmar Romanesen (n.e.), Frank Habbe, Talant Dujshebaev (5), Tomas Axnér (4), Jan-Fiete Buschmann, Frank Carstens (6), Blažo Lisičić (4), Aaron Ziercke (1) Trainer: Alexander Rymanow | Malik Beširević, Jörg-Uwe Lütt – Frank von Behren (5/1), Arne Niemeyer (n.e.), Dmitri Kuselew (2), Elmar Romanesen (n.e.), Frank Habbe, Talant Dujshebaev (5), Tomas Axnér (4), Jan-Fiete Buschmann, Frank Carstens (6), Blažo Lisičić (4), Aaron Ziercke (1) Trainer: Alexander Rymanow | | | |
| Strafen                                                                                 | TuS | 4× Skerka (2), Leidreiter, Schmidt | 4× Skerka (2), Leidreiter, Schmidt | 4× Skerka (2), Leidreiter, Schmidt | 4× Skerka (2), Leidreiter, Schmidt | 4× Skerka (2), Leidreiter, Schmidt | 4× Skerka (2), Leidreiter, Schmidt | 4× Skerka (2), Leidreiter, Schmidt | | |
| Strafen                                                                                 | GWD | 2× Carstens (2) | 2× Carstens (2) | 2× Carstens (2) | 2× Carstens (2) | 2× Carstens (2) | 2× Carstens (2) | 2× Carstens (2) | | |
| Siebenmeter                                                                             | TuS | 3/2 – verworfen: Hochhaus | 3/2 – verworfen: Hochhaus | 3/2 – verworfen: Hochhaus | 3/2 – verworfen: Hochhaus | 3/2 – verworfen: Hochhaus | 3/2 – verworfen: Hochhaus | 3/2 – verworfen: Hochhaus | | |
| Siebenmeter                                                                             | GWD | 1/1 | 1/1 | 1/1 | 1/1 | 1/1 | 1/1 | 1/1 | | |
| Schiedsrichter                                                                          | Günter Farischon (Stutensee) & Achim Michel (Eggenstein-Leopoldshafen) | Günter Farischon (Stutensee) & Achim Michel (Eggenstein-Leopoldshafen) | Günter Farischon (Stutensee) & Achim Michel (Eggenstein-Leopoldshafen) | Günter Farischon (Stutensee) & Achim Michel (Eggenstein-Leopoldshafen) | Günter Farischon (Stutensee) & Achim Michel (Eggenstein-Leopoldshafen) | Günter Farischon (Stutensee) & Achim Michel (Eggenstein-Leopoldshafen) | Günter Farischon (Stutensee) & Achim Michel (Eggenstein-Leopoldshafen) | Günter Farischon (Stutensee) & Achim Michel (Eggenstein-Leopoldshafen) | | |
| Bemerkungen                                                                             | Erster GWD-Auswärtssieg in einem Pflichtspiel-Derby nach über 13 Jahren. | Erster GWD-Auswärtssieg in einem Pflichtspiel-Derby nach über 13 Jahren. | Erster GWD-Auswärtssieg in einem Pflichtspiel-Derby nach über 13 Jahren. | Erster GWD-Auswärtssieg in einem Pflichtspiel-Derby nach über 13 Jahren. | Erster GWD-Auswärtssieg in einem Pflichtspiel-Derby nach über 13 Jahren. | Erster GWD-Auswärtssieg in einem Pflichtspiel-Derby nach über 13 Jahren. | Erster GWD-Auswärtssieg in einem Pflichtspiel-Derby nach über 13 Jahren. | Erster GWD-Auswärtssieg in einem Pflichtspiel-Derby nach über 13 Jahren. | | |
|                                                                                         | 71 | Freundschaftsspiel – Spielothek-Cup 2001 (Spiel um Platz 3) | Freundschaftsspiel – Spielothek-Cup 2001 (Spiel um Platz 3) | Freundschaftsspiel – Spielothek-Cup 2001 (Spiel um Platz 3) | Sa., 25. Aug. 2001 19:15 | TSV GWD Minden | TuS N-Lübbecke | 27:25 (17:14) | 500 | Kreissporthalle, Lübbecke |
|                                                                                         | | Aufstellungen | GWD | Malik Beširević, Kristian Asmussen – Frank von Behren (2), Christian Prokop (4), Gústaf Bjarnason (3), Frank Habbe (2), Tomas Axnér (8/3), Frank Carstens (5), Blažo Lisičić (3) Trainer: Alexander Rymanow | Malik Beširević, Kristian Asmussen – Frank von Behren (2), Christian Prokop (4), Gústaf Bjarnason (3), Frank Habbe (2), Tomas Axnér (8/3), Frank Carstens (5), Blažo Lisičić (3) Trainer: Alexander Rymanow | Malik Beširević, Kristian Asmussen – Frank von Behren (2), Christian Prokop (4), Gústaf Bjarnason (3), Frank Habbe (2), Tomas Axnér (8/3), Frank Carstens (5), Blažo Lisičić (3) Trainer: Alexander Rymanow | Malik Beširević, Kristian Asmussen – Frank von Behren (2), Christian Prokop (4), Gústaf Bjarnason (3), Frank Habbe (2), Tomas Axnér (8/3), Frank Carstens (5), Blažo Lisičić (3) Trainer: Alexander Rymanow | Malik Beširević, Kristian Asmussen – Frank von Behren (2), Christian Prokop (4), Gústaf Bjarnason (3), Frank Habbe (2), Tomas Axnér (8/3), Frank Carstens (5), Blažo Lisičić (3) Trainer: Alexander Rymanow | Malik Beširević, Kristian Asmussen – Frank von Behren (2), Christian Prokop (4), Gústaf Bjarnason (3), Frank Habbe (2), Tomas Axnér (8/3), Frank Carstens (5), Blažo Lisičić (3) Trainer: Alexander Rymanow | Malik Beširević, Kristian Asmussen – Frank von Behren (2), Christian Prokop (4), Gústaf Bjarnason (3), Frank Habbe (2), Tomas Axnér (8/3), Frank Carstens (5), Blažo Lisičić (3) Trainer: Alexander Rymanow |
| TuS                                                                                     | Jens Buhrmester, Andrei Lawrow – Srdjan Skercevic (1), Andrej Sinjak (4/2), Sven Lakenmacher (8), Gerit Winnen (2), Edgar Schwank (1), Tobias Skerka (5), Harald Johnsen (1/1), Sascha Bertow (2), Björn Schubert (1) Trainer: Jörn-Uwe Lommel | Jens Buhrmester, Andrei Lawrow – Srdjan Skercevic (1), Andrej Sinjak (4/2), Sven Lakenmacher (8), Gerit Winnen (2), Edgar Schwank (1), Tobias Skerka (5), Harald Johnsen (1/1), Sascha Bertow (2), Björn Schubert (1) Trainer: Jörn-Uwe Lommel | Jens Buhrmester, Andrei Lawrow – Srdjan Skercevic (1), Andrej Sinjak (4/2), Sven Lakenmacher (8), Gerit Winnen (2), Edgar Schwank (1), Tobias Skerka (5), Harald Johnsen (1/1), Sascha Bertow (2), Björn Schubert (1) Trainer: Jörn-Uwe Lommel | Jens Buhrmester, Andrei Lawrow – Srdjan Skercevic (1), Andrej Sinjak (4/2), Sven Lakenmacher (8), Gerit Winnen (2), Edgar Schwank (1), Tobias Skerka (5), Harald Johnsen (1/1), Sascha Bertow (2), Björn Schubert (1) Trainer: Jörn-Uwe Lommel | Jens Buhrmester, Andrei Lawrow – Srdjan Skercevic (1), Andrej Sinjak (4/2), Sven Lakenmacher (8), Gerit Winnen (2), Edgar Schwank (1), Tobias Skerka (5), Harald Johnsen (1/1), Sascha Bertow (2), Björn Schubert (1) Trainer: Jörn-Uwe Lommel | Jens Buhrmester, Andrei Lawrow – Srdjan Skercevic (1), Andrej Sinjak (4/2), Sven Lakenmacher (8), Gerit Winnen (2), Edgar Schwank (1), Tobias Skerka (5), Harald Johnsen (1/1), Sascha Bertow (2), Björn Schubert (1) Trainer: Jörn-Uwe Lommel | Jens Buhrmester, Andrei Lawrow – Srdjan Skercevic (1), Andrej Sinjak (4/2), Sven Lakenmacher (8), Gerit Winnen (2), Edgar Schwank (1), Tobias Skerka (5), Harald Johnsen (1/1), Sascha Bertow (2), Björn Schubert (1) Trainer: Jörn-Uwe Lommel | | | |
| Strafen                                                                                 | GWD | 6× 1× Axnér (dritte Zeitstrafe) | 6× 1× Axnér (dritte Zeitstrafe) | 6× 1× Axnér (dritte Zeitstrafe) | 6× 1× Axnér (dritte Zeitstrafe) | 6× 1× Axnér (dritte Zeitstrafe) | 6× 1× Axnér (dritte Zeitstrafe) | 6× 1× Axnér (dritte Zeitstrafe) | | |
| Strafen                                                                                 | TuS | 4× 0× | 4× 0× | 4× 0× | 4× 0× | 4× 0× | 4× 0× | 4× 0× | | |
| Schiedsrichter                                                                          | Bernd Andler (Remseck am Neckar) & Harald Andler (Stuttgart) | Bernd Andler (Remseck am Neckar) & Harald Andler (Stuttgart) | Bernd Andler (Remseck am Neckar) & Harald Andler (Stuttgart) | Bernd Andler (Remseck am Neckar) & Harald Andler (Stuttgart) | Bernd Andler (Remseck am Neckar) & Harald Andler (Stuttgart) | Bernd Andler (Remseck am Neckar) & Harald Andler (Stuttgart) | Bernd Andler (Remseck am Neckar) & Harald Andler (Stuttgart) | Bernd Andler (Remseck am Neckar) & Harald Andler (Stuttgart) | | |
| 44                                                                                      | 72 | DHB-Pokal 2001/02 – 2. Runde | DHB-Pokal 2001/02 – 2. Runde | DHB-Pokal 2001/02 – 2. Runde | Mi., 3. Okt. 2001 20:30 | TuS N-Lübbecke | TSV GWD Minden | 22:30 (15:13) | 2.500 | Kreissporthalle, Lübbecke |
|                                                                                         | | Aufstellungen | TuS | Andrei Lawrow, Jens Buhrmester (n.e.) – Sven Lakenmacher (4), Edgar Schwank (4), Gerit Winnen (1), Andrej Sinjak (7/2), Zdeněk Vaněk, Sascha Bertow (1), Tobias Skerka (4), Harald Johnsen (1/1), Srdjan Skercevic, Björn Schubert (n.e.) Trainer: Jörn-Uwe Lommel | Andrei Lawrow, Jens Buhrmester (n.e.) – Sven Lakenmacher (4), Edgar Schwank (4), Gerit Winnen (1), Andrej Sinjak (7/2), Zdeněk Vaněk, Sascha Bertow (1), Tobias Skerka (4), Harald Johnsen (1/1), Srdjan Skercevic, Björn Schubert (n.e.) Trainer: Jörn-Uwe Lommel | Andrei Lawrow, Jens Buhrmester (n.e.) – Sven Lakenmacher (4), Edgar Schwank (4), Gerit Winnen (1), Andrej Sinjak (7/2), Zdeněk Vaněk, Sascha Bertow (1), Tobias Skerka (4), Harald Johnsen (1/1), Srdjan Skercevic, Björn Schubert (n.e.) Trainer: Jörn-Uwe Lommel | Andrei Lawrow, Jens Buhrmester (n.e.) – Sven Lakenmacher (4), Edgar Schwank (4), Gerit Winnen (1), Andrej Sinjak (7/2), Zdeněk Vaněk, Sascha Bertow (1), Tobias Skerka (4), Harald Johnsen (1/1), Srdjan Skercevic, Björn Schubert (n.e.) Trainer: Jörn-Uwe Lommel | Andrei Lawrow, Jens Buhrmester (n.e.) – Sven Lakenmacher (4), Edgar Schwank (4), Gerit Winnen (1), Andrej Sinjak (7/2), Zdeněk Vaněk, Sascha Bertow (1), Tobias Skerka (4), Harald Johnsen (1/1), Srdjan Skercevic, Björn Schubert (n.e.) Trainer: Jörn-Uwe Lommel | Andrei Lawrow, Jens Buhrmester (n.e.) – Sven Lakenmacher (4), Edgar Schwank (4), Gerit Winnen (1), Andrej Sinjak (7/2), Zdeněk Vaněk, Sascha Bertow (1), Tobias Skerka (4), Harald Johnsen (1/1), Srdjan Skercevic, Björn Schubert (n.e.) Trainer: Jörn-Uwe Lommel | Andrei Lawrow, Jens Buhrmester (n.e.) – Sven Lakenmacher (4), Edgar Schwank (4), Gerit Winnen (1), Andrej Sinjak (7/2), Zdeněk Vaněk, Sascha Bertow (1), Tobias Skerka (4), Harald Johnsen (1/1), Srdjan Skercevic, Björn Schubert (n.e.) Trainer: Jörn-Uwe Lommel |
| GWD                                                                                     | Malik Beširević, Kristian Asmussen – Frank von Behren (3), Dmitri Kuselew (5), Christian Prokop (2), Gústaf Bjarnason (2), Frank Habbe (1), Tomas Axnér (9/1), Jan-Fiete Buschmann, Frank Carstens (1), Blažo Lisičić (7) Trainer: Alexander Rymanow | Malik Beširević, Kristian Asmussen – Frank von Behren (3), Dmitri Kuselew (5), Christian Prokop (2), Gústaf Bjarnason (2), Frank Habbe (1), Tomas Axnér (9/1), Jan-Fiete Buschmann, Frank Carstens (1), Blažo Lisičić (7) Trainer: Alexander Rymanow | Malik Beširević, Kristian Asmussen – Frank von Behren (3), Dmitri Kuselew (5), Christian Prokop (2), Gústaf Bjarnason (2), Frank Habbe (1), Tomas Axnér (9/1), Jan-Fiete Buschmann, Frank Carstens (1), Blažo Lisičić (7) Trainer: Alexander Rymanow | Malik Beširević, Kristian Asmussen – Frank von Behren (3), Dmitri Kuselew (5), Christian Prokop (2), Gústaf Bjarnason (2), Frank Habbe (1), Tomas Axnér (9/1), Jan-Fiete Buschmann, Frank Carstens (1), Blažo Lisičić (7) Trainer: Alexander Rymanow | Malik Beširević, Kristian Asmussen – Frank von Behren (3), Dmitri Kuselew (5), Christian Prokop (2), Gústaf Bjarnason (2), Frank Habbe (1), Tomas Axnér (9/1), Jan-Fiete Buschmann, Frank Carstens (1), Blažo Lisičić (7) Trainer: Alexander Rymanow | Malik Beširević, Kristian Asmussen – Frank von Behren (3), Dmitri Kuselew (5), Christian Prokop (2), Gústaf Bjarnason (2), Frank Habbe (1), Tomas Axnér (9/1), Jan-Fiete Buschmann, Frank Carstens (1), Blažo Lisičić (7) Trainer: Alexander Rymanow | Malik Beširević, Kristian Asmussen – Frank von Behren (3), Dmitri Kuselew (5), Christian Prokop (2), Gústaf Bjarnason (2), Frank Habbe (1), Tomas Axnér (9/1), Jan-Fiete Buschmann, Frank Carstens (1), Blažo Lisičić (7) Trainer: Alexander Rymanow | | | |
| Strafen                                                                                 | TuS | 3× Lakenmacher (26.), Skercevic (42.), Schwank (57.) | 3× Lakenmacher (26.), Skercevic (42.), Schwank (57.) | 3× Lakenmacher (26.), Skercevic (42.), Schwank (57.) | 3× Lakenmacher (26.), Skercevic (42.), Schwank (57.) | 3× Lakenmacher (26.), Skercevic (42.), Schwank (57.) | 3× Lakenmacher (26.), Skercevic (42.), Schwank (57.) | 3× Lakenmacher (26.), Skercevic (42.), Schwank (57.) | | |
| Strafen                                                                                 | GWD | 3× Lisičić (10.), von Behren (15., 37.) | 3× Lisičić (10.), von Behren (15., 37.) | 3× Lisičić (10.), von Behren (15., 37.) | 3× Lisičić (10.), von Behren (15., 37.) | 3× Lisičić (10.), von Behren (15., 37.) | 3× Lisičić (10.), von Behren (15., 37.) | 3× Lisičić (10.), von Behren (15., 37.) | | |
| Siebenmeter                                                                             | TuS | 4/3 – verworfen: Johnsen | 4/3 – verworfen: Johnsen | 4/3 – verworfen: Johnsen | 4/3 – verworfen: Johnsen | 4/3 – verworfen: Johnsen | 4/3 – verworfen: Johnsen | 4/3 – verworfen: Johnsen | | |
| Siebenmeter                                                                             | GWD | 1/1 | 1/1 | 1/1 | 1/1 | 1/1 | 1/1 | 1/1 | | |
| Schiedsrichter                                                                          | Jutta Ehrmann (Odenthal) & Susanne Künzig (Karlsruhe) | Jutta Ehrmann (Odenthal) & Susanne Künzig (Karlsruhe) | Jutta Ehrmann (Odenthal) & Susanne Künzig (Karlsruhe) | Jutta Ehrmann (Odenthal) & Susanne Künzig (Karlsruhe) | Jutta Ehrmann (Odenthal) & Susanne Künzig (Karlsruhe) | Jutta Ehrmann (Odenthal) & Susanne Künzig (Karlsruhe) | Jutta Ehrmann (Odenthal) & Susanne Künzig (Karlsruhe) | Jutta Ehrmann (Odenthal) & Susanne Künzig (Karlsruhe) | | |
|                                                                                         | 73 | Freundschaftsspiel – Spielothek-Cup 2002 (Finale) | Freundschaftsspiel – Spielothek-Cup 2002 (Finale) | Freundschaftsspiel – Spielothek-Cup 2002 (Finale) | Sa., 24. Aug. 2002 19:15 | TuS N-Lübbecke | TSV GWD Minden | 23:24 (10:12) | 900 | Kampa-Halle, Minden |
|                                                                                         | | Aufstellungen | TuS | Jens Buhrmester, Jérôme Cazal, Andrei Lawrow (n.e.) – Patrick Fölser (3), Sven Lakenmacher (1), Edgar Schwank (1), Gerit Winnen (2), Pierre Hammarstrand (1), Sebastian Seifert, Andrej Sinjak, Jan-Philip Willgerodt, Zdeněk Vaněk (1), Sascha Bertow (4), Harald Johnsen (8/3), Damir Radončić (2) Trainer: Bert Fuchs; Teamchef: Robert Hedin | Jens Buhrmester, Jérôme Cazal, Andrei Lawrow (n.e.) – Patrick Fölser (3), Sven Lakenmacher (1), Edgar Schwank (1), Gerit Winnen (2), Pierre Hammarstrand (1), Sebastian Seifert, Andrej Sinjak, Jan-Philip Willgerodt, Zdeněk Vaněk (1), Sascha Bertow (4), Harald Johnsen (8/3), Damir Radončić (2) Trainer: Bert Fuchs; Teamchef: Robert Hedin | Jens Buhrmester, Jérôme Cazal, Andrei Lawrow (n.e.) – Patrick Fölser (3), Sven Lakenmacher (1), Edgar Schwank (1), Gerit Winnen (2), Pierre Hammarstrand (1), Sebastian Seifert, Andrej Sinjak, Jan-Philip Willgerodt, Zdeněk Vaněk (1), Sascha Bertow (4), Harald Johnsen (8/3), Damir Radončić (2) Trainer: Bert Fuchs; Teamchef: Robert Hedin | Jens Buhrmester, Jérôme Cazal, Andrei Lawrow (n.e.) – Patrick Fölser (3), Sven Lakenmacher (1), Edgar Schwank (1), Gerit Winnen (2), Pierre Hammarstrand (1), Sebastian Seifert, Andrej Sinjak, Jan-Philip Willgerodt, Zdeněk Vaněk (1), Sascha Bertow (4), Harald Johnsen (8/3), Damir Radončić (2) Trainer: Bert Fuchs; Teamchef: Robert Hedin | Jens Buhrmester, Jérôme Cazal, Andrei Lawrow (n.e.) – Patrick Fölser (3), Sven Lakenmacher (1), Edgar Schwank (1), Gerit Winnen (2), Pierre Hammarstrand (1), Sebastian Seifert, Andrej Sinjak, Jan-Philip Willgerodt, Zdeněk Vaněk (1), Sascha Bertow (4), Harald Johnsen (8/3), Damir Radončić (2) Trainer: Bert Fuchs; Teamchef: Robert Hedin | Jens Buhrmester, Jérôme Cazal, Andrei Lawrow (n.e.) – Patrick Fölser (3), Sven Lakenmacher (1), Edgar Schwank (1), Gerit Winnen (2), Pierre Hammarstrand (1), Sebastian Seifert, Andrej Sinjak, Jan-Philip Willgerodt, Zdeněk Vaněk (1), Sascha Bertow (4), Harald Johnsen (8/3), Damir Radončić (2) Trainer: Bert Fuchs; Teamchef: Robert Hedin                        | Jens Buhrmester, Jérôme Cazal, Andrei Lawrow (n.e.) – Patrick Fölser (3), Sven Lakenmacher (1), Edgar Schwank (1), Gerit Winnen (2), Pierre Hammarstrand (1), Sebastian Seifert, Andrej Sinjak, Jan-Philip Willgerodt, Zdeněk Vaněk (1), Sascha Bertow (4), Harald Johnsen (8/3), Damir Radončić (2) Trainer: Bert Fuchs; Teamchef: Robert Hedin                        |
| GWD                                                                                     | Kristian Asmussen, Jan de Bakker – Mike Bezdicek (1), Frank von Behren (3), Arne Niemeyer (4), Dmitri Kuselew (3), Gústaf Bjarnason (2), Frank Habbe (3), Tomas Axnér (4/1), Jan-Fiete Buschmann (3), Aaron Ziercke, Moritz Schäpsmeier (1) Trainer: Alexander Rymanow | Kristian Asmussen, Jan de Bakker – Mike Bezdicek (1), Frank von Behren (3), Arne Niemeyer (4), Dmitri Kuselew (3), Gústaf Bjarnason (2), Frank Habbe (3), Tomas Axnér (4/1), Jan-Fiete Buschmann (3), Aaron Ziercke, Moritz Schäpsmeier (1) Trainer: Alexander Rymanow | Kristian Asmussen, Jan de Bakker – Mike Bezdicek (1), Frank von Behren (3), Arne Niemeyer (4), Dmitri Kuselew (3), Gústaf Bjarnason (2), Frank Habbe (3), Tomas Axnér (4/1), Jan-Fiete Buschmann (3), Aaron Ziercke, Moritz Schäpsmeier (1) Trainer: Alexander Rymanow | Kristian Asmussen, Jan de Bakker – Mike Bezdicek (1), Frank von Behren (3), Arne Niemeyer (4), Dmitri Kuselew (3), Gústaf Bjarnason (2), Frank Habbe (3), Tomas Axnér (4/1), Jan-Fiete Buschmann (3), Aaron Ziercke, Moritz Schäpsmeier (1) Trainer: Alexander Rymanow | Kristian Asmussen, Jan de Bakker – Mike Bezdicek (1), Frank von Behren (3), Arne Niemeyer (4), Dmitri Kuselew (3), Gústaf Bjarnason (2), Frank Habbe (3), Tomas Axnér (4/1), Jan-Fiete Buschmann (3), Aaron Ziercke, Moritz Schäpsmeier (1) Trainer: Alexander Rymanow | Kristian Asmussen, Jan de Bakker – Mike Bezdicek (1), Frank von Behren (3), Arne Niemeyer (4), Dmitri Kuselew (3), Gústaf Bjarnason (2), Frank Habbe (3), Tomas Axnér (4/1), Jan-Fiete Buschmann (3), Aaron Ziercke, Moritz Schäpsmeier (1) Trainer: Alexander Rymanow | Kristian Asmussen, Jan de Bakker – Mike Bezdicek (1), Frank von Behren (3), Arne Niemeyer (4), Dmitri Kuselew (3), Gústaf Bjarnason (2), Frank Habbe (3), Tomas Axnér (4/1), Jan-Fiete Buschmann (3), Aaron Ziercke, Moritz Schäpsmeier (1) Trainer: Alexander Rymanow | | | |
| Schiedsrichter                                                                          | Bernd Methe & Reiner Methe (beide Vellmar) | Bernd Methe & Reiner Methe (beide Vellmar) | Bernd Methe & Reiner Methe (beide Vellmar) | Bernd Methe & Reiner Methe (beide Vellmar) | Bernd Methe & Reiner Methe (beide Vellmar) | Bernd Methe & Reiner Methe (beide Vellmar) | Bernd Methe & Reiner Methe (beide Vellmar) | Bernd Methe & Reiner Methe (beide Vellmar) | | |
| 45                                                                                      | 74 | DHB-Pokal 2002/03 – 2. Runde | DHB-Pokal 2002/03 – 2. Runde | DHB-Pokal 2002/03 – 2. Runde | Mi., 9. Okt. 2002 20:30 | TSV GWD Minden | TuS N-Lübbecke | 27:28 (15:13) | 1.500 | Kampa-Halle, Minden |
|                                                                                         | | Aufstellungen | GWD | Kristian Asmussen, Jan de Bakker – Frank von Behren (3), Arne Niemeyer (n.e.), Dmitri Kuselew (3), Gústaf Bjarnason (2), Frank Habbe (1), Tomas Axnér (11/5), Jan-Fiete Buschmann (5), Frank Carstens (2), Aaron Ziercke, Moritz Schäpsmeier, Andreas Simon Trainer: Alexander Rymanow | Kristian Asmussen, Jan de Bakker – Frank von Behren (3), Arne Niemeyer (n.e.), Dmitri Kuselew (3), Gústaf Bjarnason (2), Frank Habbe (1), Tomas Axnér (11/5), Jan-Fiete Buschmann (5), Frank Carstens (2), Aaron Ziercke, Moritz Schäpsmeier, Andreas Simon Trainer: Alexander Rymanow | Kristian Asmussen, Jan de Bakker – Frank von Behren (3), Arne Niemeyer (n.e.), Dmitri Kuselew (3), Gústaf Bjarnason (2), Frank Habbe (1), Tomas Axnér (11/5), Jan-Fiete Buschmann (5), Frank Carstens (2), Aaron Ziercke, Moritz Schäpsmeier, Andreas Simon Trainer: Alexander Rymanow | Kristian Asmussen, Jan de Bakker – Frank von Behren (3), Arne Niemeyer (n.e.), Dmitri Kuselew (3), Gústaf Bjarnason (2), Frank Habbe (1), Tomas Axnér (11/5), Jan-Fiete Buschmann (5), Frank Carstens (2), Aaron Ziercke, Moritz Schäpsmeier, Andreas Simon Trainer: Alexander Rymanow | Kristian Asmussen, Jan de Bakker – Frank von Behren (3), Arne Niemeyer (n.e.), Dmitri Kuselew (3), Gústaf Bjarnason (2), Frank Habbe (1), Tomas Axnér (11/5), Jan-Fiete Buschmann (5), Frank Carstens (2), Aaron Ziercke, Moritz Schäpsmeier, Andreas Simon Trainer: Alexander Rymanow | Kristian Asmussen, Jan de Bakker – Frank von Behren (3), Arne Niemeyer (n.e.), Dmitri Kuselew (3), Gústaf Bjarnason (2), Frank Habbe (1), Tomas Axnér (11/5), Jan-Fiete Buschmann (5), Frank Carstens (2), Aaron Ziercke, Moritz Schäpsmeier, Andreas Simon Trainer: Alexander Rymanow                                                                                  | Kristian Asmussen, Jan de Bakker – Frank von Behren (3), Arne Niemeyer (n.e.), Dmitri Kuselew (3), Gústaf Bjarnason (2), Frank Habbe (1), Tomas Axnér (11/5), Jan-Fiete Buschmann (5), Frank Carstens (2), Aaron Ziercke, Moritz Schäpsmeier, Andreas Simon Trainer: Alexander Rymanow                                                                                  |
| TuS                                                                                     | Andrei Lawrow, Jérôme Cazal – Patrick Fölser (4), Sascha Bertow (6), Damir Radončić (9/1), Sven Lakenmacher, Harald Johnsen (1/1), Gerit Winnen (2), Srdjan Skercevic, Zdeněk Vaněk, Edgar Schwank (2), Sebastian Seifert (3), Pierre Hammarstrand (1) Trainer: Bert Fuchs; Teamchef: Robert Hedin | Andrei Lawrow, Jérôme Cazal – Patrick Fölser (4), Sascha Bertow (6), Damir Radončić (9/1), Sven Lakenmacher, Harald Johnsen (1/1), Gerit Winnen (2), Srdjan Skercevic, Zdeněk Vaněk, Edgar Schwank (2), Sebastian Seifert (3), Pierre Hammarstrand (1) Trainer: Bert Fuchs; Teamchef: Robert Hedin | Andrei Lawrow, Jérôme Cazal – Patrick Fölser (4), Sascha Bertow (6), Damir Radončić (9/1), Sven Lakenmacher, Harald Johnsen (1/1), Gerit Winnen (2), Srdjan Skercevic, Zdeněk Vaněk, Edgar Schwank (2), Sebastian Seifert (3), Pierre Hammarstrand (1) Trainer: Bert Fuchs; Teamchef: Robert Hedin | Andrei Lawrow, Jérôme Cazal – Patrick Fölser (4), Sascha Bertow (6), Damir Radončić (9/1), Sven Lakenmacher, Harald Johnsen (1/1), Gerit Winnen (2), Srdjan Skercevic, Zdeněk Vaněk, Edgar Schwank (2), Sebastian Seifert (3), Pierre Hammarstrand (1) Trainer: Bert Fuchs; Teamchef: Robert Hedin | Andrei Lawrow, Jérôme Cazal – Patrick Fölser (4), Sascha Bertow (6), Damir Radončić (9/1), Sven Lakenmacher, Harald Johnsen (1/1), Gerit Winnen (2), Srdjan Skercevic, Zdeněk Vaněk, Edgar Schwank (2), Sebastian Seifert (3), Pierre Hammarstrand (1) Trainer: Bert Fuchs; Teamchef: Robert Hedin | Andrei Lawrow, Jérôme Cazal – Patrick Fölser (4), Sascha Bertow (6), Damir Radončić (9/1), Sven Lakenmacher, Harald Johnsen (1/1), Gerit Winnen (2), Srdjan Skercevic, Zdeněk Vaněk, Edgar Schwank (2), Sebastian Seifert (3), Pierre Hammarstrand (1) Trainer: Bert Fuchs; Teamchef: Robert Hedin | Andrei Lawrow, Jérôme Cazal – Patrick Fölser (4), Sascha Bertow (6), Damir Radončić (9/1), Sven Lakenmacher, Harald Johnsen (1/1), Gerit Winnen (2), Srdjan Skercevic, Zdeněk Vaněk, Edgar Schwank (2), Sebastian Seifert (3), Pierre Hammarstrand (1) Trainer: Bert Fuchs; Teamchef: Robert Hedin | | | |
| Strafen                                                                                 | GWD | 4× von Behren (30., 53.), Kuselew (41.), Ziercke (48.) | 4× von Behren (30., 53.), Kuselew (41.), Ziercke (48.) | 4× von Behren (30., 53.), Kuselew (41.), Ziercke (48.) | 4× von Behren (30., 53.), Kuselew (41.), Ziercke (48.) | 4× von Behren (30., 53.), Kuselew (41.), Ziercke (48.) | 4× von Behren (30., 53.), Kuselew (41.), Ziercke (48.) | 4× von Behren (30., 53.), Kuselew (41.), Ziercke (48.) | | |
| Strafen                                                                                 | TuS | 3× Vaněk (12.), Seifert (18.), Bertow (43.) | 3× Vaněk (12.), Seifert (18.), Bertow (43.) | 3× Vaněk (12.), Seifert (18.), Bertow (43.) | 3× Vaněk (12.), Seifert (18.), Bertow (43.) | 3× Vaněk (12.), Seifert (18.), Bertow (43.) | 3× Vaněk (12.), Seifert (18.), Bertow (43.) | 3× Vaněk (12.), Seifert (18.), Bertow (43.) | | |
| Siebenmeter                                                                             | GWD | 6/5 – verworfen: Axnér | 6/5 – verworfen: Axnér | 6/5 – verworfen: Axnér | 6/5 – verworfen: Axnér | 6/5 – verworfen: Axnér | 6/5 – verworfen: Axnér | 6/5 – verworfen: Axnér | | |
| Siebenmeter                                                                             | TuS | 3/1 – verworfen: Radončić (2) | 3/1 – verworfen: Radončić (2) | 3/1 – verworfen: Radončić (2) | 3/1 – verworfen: Radončić (2) | 3/1 – verworfen: Radončić (2) | 3/1 – verworfen: Radončić (2) | 3/1 – verworfen: Radončić (2) | | |
| Schiedsrichter                                                                          | Bernd Methe & Reiner Methe (beide Vellmar) | Bernd Methe & Reiner Methe (beide Vellmar) | Bernd Methe & Reiner Methe (beide Vellmar) | Bernd Methe & Reiner Methe (beide Vellmar) | Bernd Methe & Reiner Methe (beide Vellmar) | Bernd Methe & Reiner Methe (beide Vellmar) | Bernd Methe & Reiner Methe (beide Vellmar) | Bernd Methe & Reiner Methe (beide Vellmar) | | |
| 46                                                                                      | 75 | Handball-Bundesliga 2002/03 – 17. Spieltag | Handball-Bundesliga 2002/03 – 17. Spieltag | Handball-Bundesliga 2002/03 – 17. Spieltag | Sa., 21. Dez. 2002 19:30 | TSV GWD Minden | TuS N-Lübbecke | 24:20 (11:13) | 3.500 (ausverkauft) | Kampa-Halle, Minden |
|                                                                                         | | Aufstellungen | GWD | Kristian Asmussen, Jan de Bakker – Arne Niemeyer, Dmitri Kuselew (4), Gústaf Bjarnason (1), Frank Habbe (1), Tomas Axnér (10/7), Jan-Fiete Buschmann (3), Aaron Ziercke, Denis Maksimowitsch (2), Jesús Fernández Oceja (3), Moritz Schäpsmeier (n.e.) Trainer: Alexander Rymanow | Kristian Asmussen, Jan de Bakker – Arne Niemeyer, Dmitri Kuselew (4), Gústaf Bjarnason (1), Frank Habbe (1), Tomas Axnér (10/7), Jan-Fiete Buschmann (3), Aaron Ziercke, Denis Maksimowitsch (2), Jesús Fernández Oceja (3), Moritz Schäpsmeier (n.e.) Trainer: Alexander Rymanow | Kristian Asmussen, Jan de Bakker – Arne Niemeyer, Dmitri Kuselew (4), Gústaf Bjarnason (1), Frank Habbe (1), Tomas Axnér (10/7), Jan-Fiete Buschmann (3), Aaron Ziercke, Denis Maksimowitsch (2), Jesús Fernández Oceja (3), Moritz Schäpsmeier (n.e.) Trainer: Alexander Rymanow | Kristian Asmussen, Jan de Bakker – Arne Niemeyer, Dmitri Kuselew (4), Gústaf Bjarnason (1), Frank Habbe (1), Tomas Axnér (10/7), Jan-Fiete Buschmann (3), Aaron Ziercke, Denis Maksimowitsch (2), Jesús Fernández Oceja (3), Moritz Schäpsmeier (n.e.) Trainer: Alexander Rymanow | Kristian Asmussen, Jan de Bakker – Arne Niemeyer, Dmitri Kuselew (4), Gústaf Bjarnason (1), Frank Habbe (1), Tomas Axnér (10/7), Jan-Fiete Buschmann (3), Aaron Ziercke, Denis Maksimowitsch (2), Jesús Fernández Oceja (3), Moritz Schäpsmeier (n.e.) Trainer: Alexander Rymanow | Kristian Asmussen, Jan de Bakker – Arne Niemeyer, Dmitri Kuselew (4), Gústaf Bjarnason (1), Frank Habbe (1), Tomas Axnér (10/7), Jan-Fiete Buschmann (3), Aaron Ziercke, Denis Maksimowitsch (2), Jesús Fernández Oceja (3), Moritz Schäpsmeier (n.e.) Trainer: Alexander Rymanow                                                                                       | Kristian Asmussen, Jan de Bakker – Arne Niemeyer, Dmitri Kuselew (4), Gústaf Bjarnason (1), Frank Habbe (1), Tomas Axnér (10/7), Jan-Fiete Buschmann (3), Aaron Ziercke, Denis Maksimowitsch (2), Jesús Fernández Oceja (3), Moritz Schäpsmeier (n.e.) Trainer: Alexander Rymanow                                                                                       |
| TuS                                                                                     | Andrei Lawrow, Jérôme Cazal – Edgar Schwank (1), Gerit Winnen (3), Pierre Hammarstrand (2), Jan-Philip Willgerodt (4), Zdeněk Vaněk, Harald Johnsen (6/4), Srdjan Skercevic (1), Sascha Bertow (2), Patrick Fölser (1), Sebastian Seifert Trainer: Bert Fuchs; Teamchef: Robert Hedin | Andrei Lawrow, Jérôme Cazal – Edgar Schwank (1), Gerit Winnen (3), Pierre Hammarstrand (2), Jan-Philip Willgerodt (4), Zdeněk Vaněk, Harald Johnsen (6/4), Srdjan Skercevic (1), Sascha Bertow (2), Patrick Fölser (1), Sebastian Seifert Trainer: Bert Fuchs; Teamchef: Robert Hedin | Andrei Lawrow, Jérôme Cazal – Edgar Schwank (1), Gerit Winnen (3), Pierre Hammarstrand (2), Jan-Philip Willgerodt (4), Zdeněk Vaněk, Harald Johnsen (6/4), Srdjan Skercevic (1), Sascha Bertow (2), Patrick Fölser (1), Sebastian Seifert Trainer: Bert Fuchs; Teamchef: Robert Hedin | Andrei Lawrow, Jérôme Cazal – Edgar Schwank (1), Gerit Winnen (3), Pierre Hammarstrand (2), Jan-Philip Willgerodt (4), Zdeněk Vaněk, Harald Johnsen (6/4), Srdjan Skercevic (1), Sascha Bertow (2), Patrick Fölser (1), Sebastian Seifert Trainer: Bert Fuchs; Teamchef: Robert Hedin | Andrei Lawrow, Jérôme Cazal – Edgar Schwank (1), Gerit Winnen (3), Pierre Hammarstrand (2), Jan-Philip Willgerodt (4), Zdeněk Vaněk, Harald Johnsen (6/4), Srdjan Skercevic (1), Sascha Bertow (2), Patrick Fölser (1), Sebastian Seifert Trainer: Bert Fuchs; Teamchef: Robert Hedin | Andrei Lawrow, Jérôme Cazal – Edgar Schwank (1), Gerit Winnen (3), Pierre Hammarstrand (2), Jan-Philip Willgerodt (4), Zdeněk Vaněk, Harald Johnsen (6/4), Srdjan Skercevic (1), Sascha Bertow (2), Patrick Fölser (1), Sebastian Seifert Trainer: Bert Fuchs; Teamchef: Robert Hedin | Andrei Lawrow, Jérôme Cazal – Edgar Schwank (1), Gerit Winnen (3), Pierre Hammarstrand (2), Jan-Philip Willgerodt (4), Zdeněk Vaněk, Harald Johnsen (6/4), Srdjan Skercevic (1), Sascha Bertow (2), Patrick Fölser (1), Sebastian Seifert Trainer: Bert Fuchs; Teamchef: Robert Hedin | | | |
| Strafen                                                                                 | GWD | 6× Axnér (18.), Ziercke (20., 49.), Kuselew (45.), Bjarnason (59.), Niemeyer (60.) | 6× Axnér (18.), Ziercke (20., 49.), Kuselew (45.), Bjarnason (59.), Niemeyer (60.) | 6× Axnér (18.), Ziercke (20., 49.), Kuselew (45.), Bjarnason (59.), Niemeyer (60.) | 6× Axnér (18.), Ziercke (20., 49.), Kuselew (45.), Bjarnason (59.), Niemeyer (60.) | 6× Axnér (18.), Ziercke (20., 49.), Kuselew (45.), Bjarnason (59.), Niemeyer (60.) | 6× Axnér (18.), Ziercke (20., 49.), Kuselew (45.), Bjarnason (59.), Niemeyer (60.) | 6× Axnér (18.), Ziercke (20., 49.), Kuselew (45.), Bjarnason (59.), Niemeyer (60.) | | |
| Strafen                                                                                 | TuS | 5× Willgerodt (5.), Fölser (45.), Lawrow (45.), Bertow (56.), Hammarstrand (59.) | 5× Willgerodt (5.), Fölser (45.), Lawrow (45.), Bertow (56.), Hammarstrand (59.) | 5× Willgerodt (5.), Fölser (45.), Lawrow (45.), Bertow (56.), Hammarstrand (59.) | 5× Willgerodt (5.), Fölser (45.), Lawrow (45.), Bertow (56.), Hammarstrand (59.) | 5× Willgerodt (5.), Fölser (45.), Lawrow (45.), Bertow (56.), Hammarstrand (59.) | 5× Willgerodt (5.), Fölser (45.), Lawrow (45.), Bertow (56.), Hammarstrand (59.) | 5× Willgerodt (5.), Fölser (45.), Lawrow (45.), Bertow (56.), Hammarstrand (59.) | | |
| Siebenmeter                                                                             | GWD | 7/7 | 7/7 | 7/7 | 7/7 | 7/7 | 7/7 | 7/7 | | |
| Siebenmeter                                                                             | TuS | 4/4 | 4/4 | 4/4 | 4/4 | 4/4 | 4/4 | 4/4 | | |
| Schiedsrichter                                                                          | Lars Geipel (Steuden) & Marcus Helbig (Raguhn) | Lars Geipel (Steuden) & Marcus Helbig (Raguhn) | Lars Geipel (Steuden) & Marcus Helbig (Raguhn) | Lars Geipel (Steuden) & Marcus Helbig (Raguhn) | Lars Geipel (Steuden) & Marcus Helbig (Raguhn) | Lars Geipel (Steuden) & Marcus Helbig (Raguhn) | Lars Geipel (Steuden) & Marcus Helbig (Raguhn) | Lars Geipel (Steuden) & Marcus Helbig (Raguhn) | | |
| 47                                                                                      | 76 | Handball-Bundesliga 2002/03 – 34. Spieltag | Handball-Bundesliga 2002/03 – 34. Spieltag | Handball-Bundesliga 2002/03 – 34. Spieltag | Sa., 24. Mai 2003 15:00 | TuS N-Lübbecke | TSV GWD Minden | 30:35 (13:15) | 3.100 | Kreissporthalle, Lübbecke |
|                                                                                         | | Aufstellungen | TuS | Andrei Lawrow, Jérôme Cazal – Patrick Fölser (8), Sven Lakenmacher, Edgar Schwank (4), Sebastian Seifert, Robert Andersson (1), Jan-Philip Willgerodt (1), Zdeněk Vaněk, Sascha Bertow (6), Harald Johnsen, Damir Radončić (10/5) Trainer: Jörn-Uwe Lommel | Andrei Lawrow, Jérôme Cazal – Patrick Fölser (8), Sven Lakenmacher, Edgar Schwank (4), Sebastian Seifert, Robert Andersson (1), Jan-Philip Willgerodt (1), Zdeněk Vaněk, Sascha Bertow (6), Harald Johnsen, Damir Radončić (10/5) Trainer: Jörn-Uwe Lommel | Andrei Lawrow, Jérôme Cazal – Patrick Fölser (8), Sven Lakenmacher, Edgar Schwank (4), Sebastian Seifert, Robert Andersson (1), Jan-Philip Willgerodt (1), Zdeněk Vaněk, Sascha Bertow (6), Harald Johnsen, Damir Radončić (10/5) Trainer: Jörn-Uwe Lommel | Andrei Lawrow, Jérôme Cazal – Patrick Fölser (8), Sven Lakenmacher, Edgar Schwank (4), Sebastian Seifert, Robert Andersson (1), Jan-Philip Willgerodt (1), Zdeněk Vaněk, Sascha Bertow (6), Harald Johnsen, Damir Radončić (10/5) Trainer: Jörn-Uwe Lommel | Andrei Lawrow, Jérôme Cazal – Patrick Fölser (8), Sven Lakenmacher, Edgar Schwank (4), Sebastian Seifert, Robert Andersson (1), Jan-Philip Willgerodt (1), Zdeněk Vaněk, Sascha Bertow (6), Harald Johnsen, Damir Radončić (10/5) Trainer: Jörn-Uwe Lommel | Andrei Lawrow, Jérôme Cazal – Patrick Fölser (8), Sven Lakenmacher, Edgar Schwank (4), Sebastian Seifert, Robert Andersson (1), Jan-Philip Willgerodt (1), Zdeněk Vaněk, Sascha Bertow (6), Harald Johnsen, Damir Radončić (10/5) Trainer: Jörn-Uwe Lommel | Andrei Lawrow, Jérôme Cazal – Patrick Fölser (8), Sven Lakenmacher, Edgar Schwank (4), Sebastian Seifert, Robert Andersson (1), Jan-Philip Willgerodt (1), Zdeněk Vaněk, Sascha Bertow (6), Harald Johnsen, Damir Radončić (10/5) Trainer: Jörn-Uwe Lommel |
| GWD                                                                                     | Kristian Asmussen, Jan de Bakker – Mike Bezdicek (4), Arne Niemeyer (1), Dmitri Kuselew (4), Frank Habbe (2), Tomas Axnér (14/4), Jan-Fiete Buschmann (1), Frank Carstens (2), Jesús Fernández Oceja (3), Aaron Ziercke , Denis Maksimowitsch (4) Trainer: Rainer Niemeyer | Kristian Asmussen, Jan de Bakker – Mike Bezdicek (4), Arne Niemeyer (1), Dmitri Kuselew (4), Frank Habbe (2), Tomas Axnér (14/4), Jan-Fiete Buschmann (1), Frank Carstens (2), Jesús Fernández Oceja (3), Aaron Ziercke , Denis Maksimowitsch (4) Trainer: Rainer Niemeyer | Kristian Asmussen, Jan de Bakker – Mike Bezdicek (4), Arne Niemeyer (1), Dmitri Kuselew (4), Frank Habbe (2), Tomas Axnér (14/4), Jan-Fiete Buschmann (1), Frank Carstens (2), Jesús Fernández Oceja (3), Aaron Ziercke , Denis Maksimowitsch (4) Trainer: Rainer Niemeyer | Kristian Asmussen, Jan de Bakker – Mike Bezdicek (4), Arne Niemeyer (1), Dmitri Kuselew (4), Frank Habbe (2), Tomas Axnér (14/4), Jan-Fiete Buschmann (1), Frank Carstens (2), Jesús Fernández Oceja (3), Aaron Ziercke , Denis Maksimowitsch (4) Trainer: Rainer Niemeyer | Kristian Asmussen, Jan de Bakker – Mike Bezdicek (4), Arne Niemeyer (1), Dmitri Kuselew (4), Frank Habbe (2), Tomas Axnér (14/4), Jan-Fiete Buschmann (1), Frank Carstens (2), Jesús Fernández Oceja (3), Aaron Ziercke , Denis Maksimowitsch (4) Trainer: Rainer Niemeyer | Kristian Asmussen, Jan de Bakker – Mike Bezdicek (4), Arne Niemeyer (1), Dmitri Kuselew (4), Frank Habbe (2), Tomas Axnér (14/4), Jan-Fiete Buschmann (1), Frank Carstens (2), Jesús Fernández Oceja (3), Aaron Ziercke , Denis Maksimowitsch (4) Trainer: Rainer Niemeyer | Kristian Asmussen, Jan de Bakker – Mike Bezdicek (4), Arne Niemeyer (1), Dmitri Kuselew (4), Frank Habbe (2), Tomas Axnér (14/4), Jan-Fiete Buschmann (1), Frank Carstens (2), Jesús Fernández Oceja (3), Aaron Ziercke , Denis Maksimowitsch (4) Trainer: Rainer Niemeyer | | | |
| Strafen                                                                                 | TuS | 6× Willgerodt (6., 41.), Bertow (12.), Fölser (25.), Radončić (32.), Schwank (54.) | 6× Willgerodt (6., 41.), Bertow (12.), Fölser (25.), Radončić (32.), Schwank (54.) | 6× Willgerodt (6., 41.), Bertow (12.), Fölser (25.), Radončić (32.), Schwank (54.) | 6× Willgerodt (6., 41.), Bertow (12.), Fölser (25.), Radončić (32.), Schwank (54.) | 6× Willgerodt (6., 41.), Bertow (12.), Fölser (25.), Radončić (32.), Schwank (54.) | 6× Willgerodt (6., 41.), Bertow (12.), Fölser (25.), Radončić (32.), Schwank (54.) | 6× Willgerodt (6., 41.), Bertow (12.), Fölser (25.), Radončić (32.), Schwank (54.) | | |
| Strafen                                                                                 | GWD | 3× Kuselew (46.), Axnér (46.), Maksimowitsch (52.) | 3× Kuselew (46.), Axnér (46.), Maksimowitsch (52.) | 3× Kuselew (46.), Axnér (46.), Maksimowitsch (52.) | 3× Kuselew (46.), Axnér (46.), Maksimowitsch (52.) | 3× Kuselew (46.), Axnér (46.), Maksimowitsch (52.) | 3× Kuselew (46.), Axnér (46.), Maksimowitsch (52.) | 3× Kuselew (46.), Axnér (46.), Maksimowitsch (52.) | | |
| Siebenmeter                                                                             | TuS | 6/5 – verworfen: Schwank (16.) | 6/5 – verworfen: Schwank (16.) | 6/5 – verworfen: Schwank (16.) | 6/5 – verworfen: Schwank (16.) | 6/5 – verworfen: Schwank (16.) | 6/5 – verworfen: Schwank (16.) | 6/5 – verworfen: Schwank (16.) | | |
| Siebenmeter                                                                             | GWD | 5/4 – verworfen: Axnér (54.) | 5/4 – verworfen: Axnér (54.) | 5/4 – verworfen: Axnér (54.) | 5/4 – verworfen: Axnér (54.) | 5/4 – verworfen: Axnér (54.) | 5/4 – verworfen: Axnér (54.) | 5/4 – verworfen: Axnér (54.) | | |
| Schiedsrichter                                                                          | Frank Lemme & Bernd Ullrich (beide Magdeburg) | Frank Lemme & Bernd Ullrich (beide Magdeburg) | Frank Lemme & Bernd Ullrich (beide Magdeburg) | Frank Lemme & Bernd Ullrich (beide Magdeburg) | Frank Lemme & Bernd Ullrich (beide Magdeburg) | Frank Lemme & Bernd Ullrich (beide Magdeburg) | Frank Lemme & Bernd Ullrich (beide Magdeburg) | Frank Lemme & Bernd Ullrich (beide Magdeburg) | | |
| 48                                                                                      | 77 | Handball-Bundesliga 2004/05 – 11. Spieltag | Handball-Bundesliga 2004/05 – 11. Spieltag | Handball-Bundesliga 2004/05 – 11. Spieltag | Sa., 13. Nov. 2004 19:30 | GWD Minden-Hannover | TuS N-Lübbecke | 37:40 (17:16) | 3.700 | Kampa-Halle, Minden |
|                                                                                         | | Aufstellungen | GWD | Fredrik Ohlander, Malik Beširević – Ognjen Backovič (2), Arne Niemeyer (7), Dmitri Kuselew (3), Andreas Simon (1), Sven Pohlmann, Tomas Axnér (5), Jan-Fiete Buschmann (6), Lars Rasmussen (6/5), Patrekur Jóhannesson (4), Kilian Kraft (n.e.), Moritz Schäpsmeier (3), Sebastian Bagats Trainer: Velimir Kljaić | Fredrik Ohlander, Malik Beširević – Ognjen Backovič (2), Arne Niemeyer (7), Dmitri Kuselew (3), Andreas Simon (1), Sven Pohlmann, Tomas Axnér (5), Jan-Fiete Buschmann (6), Lars Rasmussen (6/5), Patrekur Jóhannesson (4), Kilian Kraft (n.e.), Moritz Schäpsmeier (3), Sebastian Bagats Trainer: Velimir Kljaić | Fredrik Ohlander, Malik Beširević – Ognjen Backovič (2), Arne Niemeyer (7), Dmitri Kuselew (3), Andreas Simon (1), Sven Pohlmann, Tomas Axnér (5), Jan-Fiete Buschmann (6), Lars Rasmussen (6/5), Patrekur Jóhannesson (4), Kilian Kraft (n.e.), Moritz Schäpsmeier (3), Sebastian Bagats Trainer: Velimir Kljaić | Fredrik Ohlander, Malik Beširević – Ognjen Backovič (2), Arne Niemeyer (7), Dmitri Kuselew (3), Andreas Simon (1), Sven Pohlmann, Tomas Axnér (5), Jan-Fiete Buschmann (6), Lars Rasmussen (6/5), Patrekur Jóhannesson (4), Kilian Kraft (n.e.), Moritz Schäpsmeier (3), Sebastian Bagats Trainer: Velimir Kljaić | Fredrik Ohlander, Malik Beširević – Ognjen Backovič (2), Arne Niemeyer (7), Dmitri Kuselew (3), Andreas Simon (1), Sven Pohlmann, Tomas Axnér (5), Jan-Fiete Buschmann (6), Lars Rasmussen (6/5), Patrekur Jóhannesson (4), Kilian Kraft (n.e.), Moritz Schäpsmeier (3), Sebastian Bagats Trainer: Velimir Kljaić | Fredrik Ohlander, Malik Beširević – Ognjen Backovič (2), Arne Niemeyer (7), Dmitri Kuselew (3), Andreas Simon (1), Sven Pohlmann, Tomas Axnér (5), Jan-Fiete Buschmann (6), Lars Rasmussen (6/5), Patrekur Jóhannesson (4), Kilian Kraft (n.e.), Moritz Schäpsmeier (3), Sebastian Bagats Trainer: Velimir Kljaić                                                       | Fredrik Ohlander, Malik Beširević – Ognjen Backovič (2), Arne Niemeyer (7), Dmitri Kuselew (3), Andreas Simon (1), Sven Pohlmann, Tomas Axnér (5), Jan-Fiete Buschmann (6), Lars Rasmussen (6/5), Patrekur Jóhannesson (4), Kilian Kraft (n.e.), Moritz Schäpsmeier (3), Sebastian Bagats Trainer: Velimir Kljaić                                                       |
| TuS                                                                                     | Nándor Fazekas, Sascha Grote – Patrick Fölser (8), Jan Thomas Lauritzen, Pierre Hammarstrand (1), Henrik Ortmann (3), Markus Becker (n.e.), Fabian van Olphen (2), Sascha Bertow (1), Daniel Kubeš (4), Stian Tønnesen (3/1), Rolf Hermann (8), Dirk Hartmann (2), Tobias Schröder (8) Trainer: Jens Pfänder | Nándor Fazekas, Sascha Grote – Patrick Fölser (8), Jan Thomas Lauritzen, Pierre Hammarstrand (1), Henrik Ortmann (3), Markus Becker (n.e.), Fabian van Olphen (2), Sascha Bertow (1), Daniel Kubeš (4), Stian Tønnesen (3/1), Rolf Hermann (8), Dirk Hartmann (2), Tobias Schröder (8) Trainer: Jens Pfänder | Nándor Fazekas, Sascha Grote – Patrick Fölser (8), Jan Thomas Lauritzen, Pierre Hammarstrand (1), Henrik Ortmann (3), Markus Becker (n.e.), Fabian van Olphen (2), Sascha Bertow (1), Daniel Kubeš (4), Stian Tønnesen (3/1), Rolf Hermann (8), Dirk Hartmann (2), Tobias Schröder (8) Trainer: Jens Pfänder | Nándor Fazekas, Sascha Grote – Patrick Fölser (8), Jan Thomas Lauritzen, Pierre Hammarstrand (1), Henrik Ortmann (3), Markus Becker (n.e.), Fabian van Olphen (2), Sascha Bertow (1), Daniel Kubeš (4), Stian Tønnesen (3/1), Rolf Hermann (8), Dirk Hartmann (2), Tobias Schröder (8) Trainer: Jens Pfänder | Nándor Fazekas, Sascha Grote – Patrick Fölser (8), Jan Thomas Lauritzen, Pierre Hammarstrand (1), Henrik Ortmann (3), Markus Becker (n.e.), Fabian van Olphen (2), Sascha Bertow (1), Daniel Kubeš (4), Stian Tønnesen (3/1), Rolf Hermann (8), Dirk Hartmann (2), Tobias Schröder (8) Trainer: Jens Pfänder | Nándor Fazekas, Sascha Grote – Patrick Fölser (8), Jan Thomas Lauritzen, Pierre Hammarstrand (1), Henrik Ortmann (3), Markus Becker (n.e.), Fabian van Olphen (2), Sascha Bertow (1), Daniel Kubeš (4), Stian Tønnesen (3/1), Rolf Hermann (8), Dirk Hartmann (2), Tobias Schröder (8) Trainer: Jens Pfänder | Nándor Fazekas, Sascha Grote – Patrick Fölser (8), Jan Thomas Lauritzen, Pierre Hammarstrand (1), Henrik Ortmann (3), Markus Becker (n.e.), Fabian van Olphen (2), Sascha Bertow (1), Daniel Kubeš (4), Stian Tønnesen (3/1), Rolf Hermann (8), Dirk Hartmann (2), Tobias Schröder (8) Trainer: Jens Pfänder | | | |
| Strafen                                                                                 | GWD | 4× Kuselew (20.), Axnér (20.), Simon (37.), Jóhannesson (47.) 0× | 4× Kuselew (20.), Axnér (20.), Simon (37.), Jóhannesson (47.) 0× | 4× Kuselew (20.), Axnér (20.), Simon (37.), Jóhannesson (47.) 0× | 4× Kuselew (20.), Axnér (20.), Simon (37.), Jóhannesson (47.) 0× | 4× Kuselew (20.), Axnér (20.), Simon (37.), Jóhannesson (47.) 0× | 4× Kuselew (20.), Axnér (20.), Simon (37.), Jóhannesson (47.) 0× | 4× Kuselew (20.), Axnér (20.), Simon (37.), Jóhannesson (47.) 0× | | |
| Strafen                                                                                 | TuS | 3× Fölser (7.), Hermann (34.), Kubeš (42.) 1× Kubeš (42./grobes Foulspiel) | 3× Fölser (7.), Hermann (34.), Kubeš (42.) 1× Kubeš (42./grobes Foulspiel) | 3× Fölser (7.), Hermann (34.), Kubeš (42.) 1× Kubeš (42./grobes Foulspiel) | 3× Fölser (7.), Hermann (34.), Kubeš (42.) 1× Kubeš (42./grobes Foulspiel) | 3× Fölser (7.), Hermann (34.), Kubeš (42.) 1× Kubeš (42./grobes Foulspiel) | 3× Fölser (7.), Hermann (34.), Kubeš (42.) 1× Kubeš (42./grobes Foulspiel) | 3× Fölser (7.), Hermann (34.), Kubeš (42.) 1× Kubeš (42./grobes Foulspiel) | | |
| Siebenmeter                                                                             | GWD | 5/5 | 5/5 | 5/5 | 5/5 | 5/5 | 5/5 | 5/5 | | |
| Siebenmeter                                                                             | TuS | 2/1 – verworfen: Tønnesen (21.) | 2/1 – verworfen: Tønnesen (21.) | 2/1 – verworfen: Tønnesen (21.) | 2/1 – verworfen: Tønnesen (21.) | 2/1 – verworfen: Tønnesen (21.) | 2/1 – verworfen: Tønnesen (21.) | 2/1 – verworfen: Tønnesen (21.) | | |
| Schiedsrichter                                                                          | Frank Lemme & Bernd Ullrich (beide Magdeburg) | Frank Lemme & Bernd Ullrich (beide Magdeburg) | Frank Lemme & Bernd Ullrich (beide Magdeburg) | Frank Lemme & Bernd Ullrich (beide Magdeburg) | Frank Lemme & Bernd Ullrich (beide Magdeburg) | Frank Lemme & Bernd Ullrich (beide Magdeburg) | Frank Lemme & Bernd Ullrich (beide Magdeburg) | Frank Lemme & Bernd Ullrich (beide Magdeburg) | | |
| Bemerkungen                                                                             | Es ist das torreichste Derby der Geschichte. | Es ist das torreichste Derby der Geschichte. | Es ist das torreichste Derby der Geschichte. | Es ist das torreichste Derby der Geschichte. | Es ist das torreichste Derby der Geschichte. | Es ist das torreichste Derby der Geschichte. | Es ist das torreichste Derby der Geschichte. | Es ist das torreichste Derby der Geschichte. | | |
| 49                                                                                      | 78 | Handball-Bundesliga 2004/05 – 28. Spieltag | Handball-Bundesliga 2004/05 – 28. Spieltag | Handball-Bundesliga 2004/05 – 28. Spieltag | Mi., 20. April 2005 20:00 | TuS N-Lübbecke | GWD Minden-Hannover | 32:27 (16:13) | 3.300 (ausverkauft) | Kreissporthalle, Lübbecke |
|                                                                                         | | Aufstellungen | TuS | Nándor Fazekas, Sławomir Szmal, Sascha Grote (n.e.) – Patrick Fölser (4), Jan Thomas Lauritzen (n.e.), Pierre Hammarstrand (3), Henrik Ortmann (n.e.), Fabian van Olphen (4), Sascha Bertow, Daniel Kubeš (1), Stian Tønnesen (3), Rolf Hermann (5), Dirk Hartmann, Tobias Schröder (4), Goran Šprem (8) Trainer: Jens Pfänder | Nándor Fazekas, Sławomir Szmal, Sascha Grote (n.e.) – Patrick Fölser (4), Jan Thomas Lauritzen (n.e.), Pierre Hammarstrand (3), Henrik Ortmann (n.e.), Fabian van Olphen (4), Sascha Bertow, Daniel Kubeš (1), Stian Tønnesen (3), Rolf Hermann (5), Dirk Hartmann, Tobias Schröder (4), Goran Šprem (8) Trainer: Jens Pfänder | Nándor Fazekas, Sławomir Szmal, Sascha Grote (n.e.) – Patrick Fölser (4), Jan Thomas Lauritzen (n.e.), Pierre Hammarstrand (3), Henrik Ortmann (n.e.), Fabian van Olphen (4), Sascha Bertow, Daniel Kubeš (1), Stian Tønnesen (3), Rolf Hermann (5), Dirk Hartmann, Tobias Schröder (4), Goran Šprem (8) Trainer: Jens Pfänder | Nándor Fazekas, Sławomir Szmal, Sascha Grote (n.e.) – Patrick Fölser (4), Jan Thomas Lauritzen (n.e.), Pierre Hammarstrand (3), Henrik Ortmann (n.e.), Fabian van Olphen (4), Sascha Bertow, Daniel Kubeš (1), Stian Tønnesen (3), Rolf Hermann (5), Dirk Hartmann, Tobias Schröder (4), Goran Šprem (8) Trainer: Jens Pfänder | Nándor Fazekas, Sławomir Szmal, Sascha Grote (n.e.) – Patrick Fölser (4), Jan Thomas Lauritzen (n.e.), Pierre Hammarstrand (3), Henrik Ortmann (n.e.), Fabian van Olphen (4), Sascha Bertow, Daniel Kubeš (1), Stian Tønnesen (3), Rolf Hermann (5), Dirk Hartmann, Tobias Schröder (4), Goran Šprem (8) Trainer: Jens Pfänder | Nándor Fazekas, Sławomir Szmal, Sascha Grote (n.e.) – Patrick Fölser (4), Jan Thomas Lauritzen (n.e.), Pierre Hammarstrand (3), Henrik Ortmann (n.e.), Fabian van Olphen (4), Sascha Bertow, Daniel Kubeš (1), Stian Tønnesen (3), Rolf Hermann (5), Dirk Hartmann, Tobias Schröder (4), Goran Šprem (8) Trainer: Jens Pfänder                                          | Nándor Fazekas, Sławomir Szmal, Sascha Grote (n.e.) – Patrick Fölser (4), Jan Thomas Lauritzen (n.e.), Pierre Hammarstrand (3), Henrik Ortmann (n.e.), Fabian van Olphen (4), Sascha Bertow, Daniel Kubeš (1), Stian Tønnesen (3), Rolf Hermann (5), Dirk Hartmann, Tobias Schröder (4), Goran Šprem (8) Trainer: Jens Pfänder                                          |
| GWD                                                                                     | Fredrik Ohlander, Malik Beširević – Ognjen Backovič, Arne Niemeyer (6), Dmitri Kuselew (5), Andreas Simon (2), Tomas Axnér, Jan-Fiete Buschmann (2), Lars Rasmussen (5/4), Moritz Schäpsmeier (6), Kilian Kraft (n.e.), Christopher Kunisch, Sven Pohlmann (1) Trainer: Velimir Kljaić | Fredrik Ohlander, Malik Beširević – Ognjen Backovič, Arne Niemeyer (6), Dmitri Kuselew (5), Andreas Simon (2), Tomas Axnér, Jan-Fiete Buschmann (2), Lars Rasmussen (5/4), Moritz Schäpsmeier (6), Kilian Kraft (n.e.), Christopher Kunisch, Sven Pohlmann (1) Trainer: Velimir Kljaić | Fredrik Ohlander, Malik Beširević – Ognjen Backovič, Arne Niemeyer (6), Dmitri Kuselew (5), Andreas Simon (2), Tomas Axnér, Jan-Fiete Buschmann (2), Lars Rasmussen (5/4), Moritz Schäpsmeier (6), Kilian Kraft (n.e.), Christopher Kunisch, Sven Pohlmann (1) Trainer: Velimir Kljaić | Fredrik Ohlander, Malik Beširević – Ognjen Backovič, Arne Niemeyer (6), Dmitri Kuselew (5), Andreas Simon (2), Tomas Axnér, Jan-Fiete Buschmann (2), Lars Rasmussen (5/4), Moritz Schäpsmeier (6), Kilian Kraft (n.e.), Christopher Kunisch, Sven Pohlmann (1) Trainer: Velimir Kljaić | Fredrik Ohlander, Malik Beširević – Ognjen Backovič, Arne Niemeyer (6), Dmitri Kuselew (5), Andreas Simon (2), Tomas Axnér, Jan-Fiete Buschmann (2), Lars Rasmussen (5/4), Moritz Schäpsmeier (6), Kilian Kraft (n.e.), Christopher Kunisch, Sven Pohlmann (1) Trainer: Velimir Kljaić | Fredrik Ohlander, Malik Beširević – Ognjen Backovič, Arne Niemeyer (6), Dmitri Kuselew (5), Andreas Simon (2), Tomas Axnér, Jan-Fiete Buschmann (2), Lars Rasmussen (5/4), Moritz Schäpsmeier (6), Kilian Kraft (n.e.), Christopher Kunisch, Sven Pohlmann (1) Trainer: Velimir Kljaić | Fredrik Ohlander, Malik Beširević – Ognjen Backovič, Arne Niemeyer (6), Dmitri Kuselew (5), Andreas Simon (2), Tomas Axnér, Jan-Fiete Buschmann (2), Lars Rasmussen (5/4), Moritz Schäpsmeier (6), Kilian Kraft (n.e.), Christopher Kunisch, Sven Pohlmann (1) Trainer: Velimir Kljaić | | | |
| Strafen                                                                                 | TuS | 4× Kubeš (5.), van Olphen (29., 51.), Hammarstrand (52.) 0× | 4× Kubeš (5.), van Olphen (29., 51.), Hammarstrand (52.) 0× | 4× Kubeš (5.), van Olphen (29., 51.), Hammarstrand (52.) 0× | 4× Kubeš (5.), van Olphen (29., 51.), Hammarstrand (52.) 0× | 4× Kubeš (5.), van Olphen (29., 51.), Hammarstrand (52.) 0× | 4× Kubeš (5.), van Olphen (29., 51.), Hammarstrand (52.) 0× | 4× Kubeš (5.), van Olphen (29., 51.), Hammarstrand (52.) 0× | | |
| Strafen                                                                                 | GWD | 3× Backovič (6.), Axnér (10.), Kuselew (28.) 1× Axnér (10./grobes Foulspiel) | 3× Backovič (6.), Axnér (10.), Kuselew (28.) 1× Axnér (10./grobes Foulspiel) | 3× Backovič (6.), Axnér (10.), Kuselew (28.) 1× Axnér (10./grobes Foulspiel) | 3× Backovič (6.), Axnér (10.), Kuselew (28.) 1× Axnér (10./grobes Foulspiel) | 3× Backovič (6.), Axnér (10.), Kuselew (28.) 1× Axnér (10./grobes Foulspiel) | 3× Backovič (6.), Axnér (10.), Kuselew (28.) 1× Axnér (10./grobes Foulspiel) | 3× Backovič (6.), Axnér (10.), Kuselew (28.) 1× Axnér (10./grobes Foulspiel) | | |
| Siebenmeter                                                                             | TuS | 1/0 – verworfen: Tønnesen (11.) | 1/0 – verworfen: Tønnesen (11.) | 1/0 – verworfen: Tønnesen (11.) | 1/0 – verworfen: Tønnesen (11.) | 1/0 – verworfen: Tønnesen (11.) | 1/0 – verworfen: Tønnesen (11.) | 1/0 – verworfen: Tønnesen (11.) | | |
| Siebenmeter                                                                             | GWD | 4/4 | 4/4 | 4/4 | 4/4 | 4/4 | 4/4 | 4/4 | | |
| Schiedsrichter                                                                          | Hagen Becker & Axel Hack (beide Halberstadt) | Hagen Becker & Axel Hack (beide Halberstadt) | Hagen Becker & Axel Hack (beide Halberstadt) | Hagen Becker & Axel Hack (beide Halberstadt) | Hagen Becker & Axel Hack (beide Halberstadt) | Hagen Becker & Axel Hack (beide Halberstadt) | Hagen Becker & Axel Hack (beide Halberstadt) | Hagen Becker & Axel Hack (beide Halberstadt) | | |
| Bemerkungen                                                                             | Zum ersten Mal verlor GWD beide Punktspiele in einer Saison gegen den TuS. Der wiederum feierte seinen ersten Pflichtspiel-Heimsieg über GWD nach über neun Jahren. | Zum ersten Mal verlor GWD beide Punktspiele in einer Saison gegen den TuS. Der wiederum feierte seinen ersten Pflichtspiel-Heimsieg über GWD nach über neun Jahren. | Zum ersten Mal verlor GWD beide Punktspiele in einer Saison gegen den TuS. Der wiederum feierte seinen ersten Pflichtspiel-Heimsieg über GWD nach über neun Jahren. | Zum ersten Mal verlor GWD beide Punktspiele in einer Saison gegen den TuS. Der wiederum feierte seinen ersten Pflichtspiel-Heimsieg über GWD nach über neun Jahren. | Zum ersten Mal verlor GWD beide Punktspiele in einer Saison gegen den TuS. Der wiederum feierte seinen ersten Pflichtspiel-Heimsieg über GWD nach über neun Jahren. | Zum ersten Mal verlor GWD beide Punktspiele in einer Saison gegen den TuS. Der wiederum feierte seinen ersten Pflichtspiel-Heimsieg über GWD nach über neun Jahren. | Zum ersten Mal verlor GWD beide Punktspiele in einer Saison gegen den TuS. Der wiederum feierte seinen ersten Pflichtspiel-Heimsieg über GWD nach über neun Jahren. | Zum ersten Mal verlor GWD beide Punktspiele in einer Saison gegen den TuS. Der wiederum feierte seinen ersten Pflichtspiel-Heimsieg über GWD nach über neun Jahren. | | |
|                                                                                         | 79 | Freundschaftsspiel – Spielothek-Cup 2005 (Finale) | Freundschaftsspiel – Spielothek-Cup 2005 (Finale) | Freundschaftsspiel – Spielothek-Cup 2005 (Finale) | Sa., 20. Aug. 2005 19:30 | GWD Minden-Hannover | TuS N-Lübbecke | 20:30 (8:15) | 1.000 | Kreissporthalle, Lübbecke |
|                                                                                         | | Aufstellungen | GWD | Björn Buhrmester, Malik Beširević – Ognjen Backovič (1), Arne Niemeyer (6/1), Georg Auerswald (n.e.), Christopher Kunisch, Kilian Kraft (1), Ivan Vukas (3), Jan-Fiete Buschmann (3), Snorri Guðjónsson, Stephan Just (6) Trainer: Richard Ratka | Björn Buhrmester, Malik Beširević – Ognjen Backovič (1), Arne Niemeyer (6/1), Georg Auerswald (n.e.), Christopher Kunisch, Kilian Kraft (1), Ivan Vukas (3), Jan-Fiete Buschmann (3), Snorri Guðjónsson, Stephan Just (6) Trainer: Richard Ratka | Björn Buhrmester, Malik Beširević – Ognjen Backovič (1), Arne Niemeyer (6/1), Georg Auerswald (n.e.), Christopher Kunisch, Kilian Kraft (1), Ivan Vukas (3), Jan-Fiete Buschmann (3), Snorri Guðjónsson, Stephan Just (6) Trainer: Richard Ratka | Björn Buhrmester, Malik Beširević – Ognjen Backovič (1), Arne Niemeyer (6/1), Georg Auerswald (n.e.), Christopher Kunisch, Kilian Kraft (1), Ivan Vukas (3), Jan-Fiete Buschmann (3), Snorri Guðjónsson, Stephan Just (6) Trainer: Richard Ratka | Björn Buhrmester, Malik Beširević – Ognjen Backovič (1), Arne Niemeyer (6/1), Georg Auerswald (n.e.), Christopher Kunisch, Kilian Kraft (1), Ivan Vukas (3), Jan-Fiete Buschmann (3), Snorri Guðjónsson, Stephan Just (6) Trainer: Richard Ratka | Björn Buhrmester, Malik Beširević – Ognjen Backovič (1), Arne Niemeyer (6/1), Georg Auerswald (n.e.), Christopher Kunisch, Kilian Kraft (1), Ivan Vukas (3), Jan-Fiete Buschmann (3), Snorri Guðjónsson, Stephan Just (6) Trainer: Richard Ratka | Björn Buhrmester, Malik Beširević – Ognjen Backovič (1), Arne Niemeyer (6/1), Georg Auerswald (n.e.), Christopher Kunisch, Kilian Kraft (1), Ivan Vukas (3), Jan-Fiete Buschmann (3), Snorri Guðjónsson, Stephan Just (6) Trainer: Richard Ratka |
| TuS                                                                                     | Nándor Fazekas, Torsten Friedrich – Patrick Fölser (1), Nico Greiner (1), Fabian van Olphen (3), Daniel Kubeš (2), Stian Tønnesen (8/5), Rolf Hermann (7), Dirk Hartmann (4), Tobias Schröder (3), Þórir Ólafsson (1) Trainer: Jens Pfänder | Nándor Fazekas, Torsten Friedrich – Patrick Fölser (1), Nico Greiner (1), Fabian van Olphen (3), Daniel Kubeš (2), Stian Tønnesen (8/5), Rolf Hermann (7), Dirk Hartmann (4), Tobias Schröder (3), Þórir Ólafsson (1) Trainer: Jens Pfänder | Nándor Fazekas, Torsten Friedrich – Patrick Fölser (1), Nico Greiner (1), Fabian van Olphen (3), Daniel Kubeš (2), Stian Tønnesen (8/5), Rolf Hermann (7), Dirk Hartmann (4), Tobias Schröder (3), Þórir Ólafsson (1) Trainer: Jens Pfänder | Nándor Fazekas, Torsten Friedrich – Patrick Fölser (1), Nico Greiner (1), Fabian van Olphen (3), Daniel Kubeš (2), Stian Tønnesen (8/5), Rolf Hermann (7), Dirk Hartmann (4), Tobias Schröder (3), Þórir Ólafsson (1) Trainer: Jens Pfänder | Nándor Fazekas, Torsten Friedrich – Patrick Fölser (1), Nico Greiner (1), Fabian van Olphen (3), Daniel Kubeš (2), Stian Tønnesen (8/5), Rolf Hermann (7), Dirk Hartmann (4), Tobias Schröder (3), Þórir Ólafsson (1) Trainer: Jens Pfänder | Nándor Fazekas, Torsten Friedrich – Patrick Fölser (1), Nico Greiner (1), Fabian van Olphen (3), Daniel Kubeš (2), Stian Tønnesen (8/5), Rolf Hermann (7), Dirk Hartmann (4), Tobias Schröder (3), Þórir Ólafsson (1) Trainer: Jens Pfänder | Nándor Fazekas, Torsten Friedrich – Patrick Fölser (1), Nico Greiner (1), Fabian van Olphen (3), Daniel Kubeš (2), Stian Tønnesen (8/5), Rolf Hermann (7), Dirk Hartmann (4), Tobias Schröder (3), Þórir Ólafsson (1) Trainer: Jens Pfänder | | | |
| Strafen                                                                                 | GWD | 0× | 0× | 0× | 0× | 0× | 0× | 0× | | |
| Strafen                                                                                 | TuS | 1× Greiner (50.) | 1× Greiner (50.) | 1× Greiner (50.) | 1× Greiner (50.) | 1× Greiner (50.) | 1× Greiner (50.) | 1× Greiner (50.) | | |
| Siebenmeter                                                                             | GWD | 2/1 – verworfen: Just | 2/1 – verworfen: Just | 2/1 – verworfen: Just | 2/1 – verworfen: Just | 2/1 – verworfen: Just | 2/1 – verworfen: Just | 2/1 – verworfen: Just | | |
| Siebenmeter                                                                             | TuS | 5/5 | 5/5 | 5/5 | 5/5 | 5/5 | 5/5 | 5/5 | | |
| Schiedsrichter                                                                          | Jens Kaiser (Varel) & Volker Kaiser (Bad Zwischenahn) | Jens Kaiser (Varel) & Volker Kaiser (Bad Zwischenahn) | Jens Kaiser (Varel) & Volker Kaiser (Bad Zwischenahn) | Jens Kaiser (Varel) & Volker Kaiser (Bad Zwischenahn) | Jens Kaiser (Varel) & Volker Kaiser (Bad Zwischenahn) | Jens Kaiser (Varel) & Volker Kaiser (Bad Zwischenahn) | Jens Kaiser (Varel) & Volker Kaiser (Bad Zwischenahn) | Jens Kaiser (Varel) & Volker Kaiser (Bad Zwischenahn) | | |
| 50                                                                                      | 80 | Handball-Bundesliga 2005/06 – 11. Spieltag | Handball-Bundesliga 2005/06 – 11. Spieltag | Handball-Bundesliga 2005/06 – 11. Spieltag | Sa., 12. Nov. 2005 19:15 | TuS N-Lübbecke | GWD Minden | 30:30 (16:14) | 3.300 (ausverkauft) | Kreissporthalle, Lübbecke |
|                                                                                         | | Aufstellungen | TuS | Nándor Fazekas, Torsten Friedrich – Patrick Fölser (4), Jan Thomas Lauritzen, Henrik Ortmann (n.e.), Nico Greiner (1), Fabian van Olphen (6/3), Dragan Sudžum (4), Daniel Kubeš (1), Stian Tønnesen (3), Rolf Hermann (4), Dirk Hartmann (6), Tobias Schröder (1), Þórir Ólafsson (n.e.) Trainer: Jens Pfänder | Nándor Fazekas, Torsten Friedrich – Patrick Fölser (4), Jan Thomas Lauritzen, Henrik Ortmann (n.e.), Nico Greiner (1), Fabian van Olphen (6/3), Dragan Sudžum (4), Daniel Kubeš (1), Stian Tønnesen (3), Rolf Hermann (4), Dirk Hartmann (6), Tobias Schröder (1), Þórir Ólafsson (n.e.) Trainer: Jens Pfänder | Nándor Fazekas, Torsten Friedrich – Patrick Fölser (4), Jan Thomas Lauritzen, Henrik Ortmann (n.e.), Nico Greiner (1), Fabian van Olphen (6/3), Dragan Sudžum (4), Daniel Kubeš (1), Stian Tønnesen (3), Rolf Hermann (4), Dirk Hartmann (6), Tobias Schröder (1), Þórir Ólafsson (n.e.) Trainer: Jens Pfänder | Nándor Fazekas, Torsten Friedrich – Patrick Fölser (4), Jan Thomas Lauritzen, Henrik Ortmann (n.e.), Nico Greiner (1), Fabian van Olphen (6/3), Dragan Sudžum (4), Daniel Kubeš (1), Stian Tønnesen (3), Rolf Hermann (4), Dirk Hartmann (6), Tobias Schröder (1), Þórir Ólafsson (n.e.) Trainer: Jens Pfänder | Nándor Fazekas, Torsten Friedrich – Patrick Fölser (4), Jan Thomas Lauritzen, Henrik Ortmann (n.e.), Nico Greiner (1), Fabian van Olphen (6/3), Dragan Sudžum (4), Daniel Kubeš (1), Stian Tønnesen (3), Rolf Hermann (4), Dirk Hartmann (6), Tobias Schröder (1), Þórir Ólafsson (n.e.) Trainer: Jens Pfänder | Nándor Fazekas, Torsten Friedrich – Patrick Fölser (4), Jan Thomas Lauritzen, Henrik Ortmann (n.e.), Nico Greiner (1), Fabian van Olphen (6/3), Dragan Sudžum (4), Daniel Kubeš (1), Stian Tønnesen (3), Rolf Hermann (4), Dirk Hartmann (6), Tobias Schröder (1), Þórir Ólafsson (n.e.) Trainer: Jens Pfänder                                                          | Nándor Fazekas, Torsten Friedrich – Patrick Fölser (4), Jan Thomas Lauritzen, Henrik Ortmann (n.e.), Nico Greiner (1), Fabian van Olphen (6/3), Dragan Sudžum (4), Daniel Kubeš (1), Stian Tønnesen (3), Rolf Hermann (4), Dirk Hartmann (6), Tobias Schröder (1), Þórir Ólafsson (n.e.) Trainer: Jens Pfänder                                                          |
| GWD                                                                                     | Björn Buhrmester (n.e.), Malik Beširević – Arne Niemeyer (7), Dmitri Kuselew (2), Kilian Kraft (n.e.), Marc Pohlmann (n.e.), Ivan Vukas (4), Jan-Fiete Buschmann (7), Snorri Guðjónsson (6/2), Andreas Simon (3), Moritz Schäpsmeier (1), Sven Pohlmann (n.e.), Matthias Teinert, Christopher Kunisch (n.e.) Trainer: Richard Ratka | Björn Buhrmester (n.e.), Malik Beširević – Arne Niemeyer (7), Dmitri Kuselew (2), Kilian Kraft (n.e.), Marc Pohlmann (n.e.), Ivan Vukas (4), Jan-Fiete Buschmann (7), Snorri Guðjónsson (6/2), Andreas Simon (3), Moritz Schäpsmeier (1), Sven Pohlmann (n.e.), Matthias Teinert, Christopher Kunisch (n.e.) Trainer: Richard Ratka | Björn Buhrmester (n.e.), Malik Beširević – Arne Niemeyer (7), Dmitri Kuselew (2), Kilian Kraft (n.e.), Marc Pohlmann (n.e.), Ivan Vukas (4), Jan-Fiete Buschmann (7), Snorri Guðjónsson (6/2), Andreas Simon (3), Moritz Schäpsmeier (1), Sven Pohlmann (n.e.), Matthias Teinert, Christopher Kunisch (n.e.) Trainer: Richard Ratka | Björn Buhrmester (n.e.), Malik Beširević – Arne Niemeyer (7), Dmitri Kuselew (2), Kilian Kraft (n.e.), Marc Pohlmann (n.e.), Ivan Vukas (4), Jan-Fiete Buschmann (7), Snorri Guðjónsson (6/2), Andreas Simon (3), Moritz Schäpsmeier (1), Sven Pohlmann (n.e.), Matthias Teinert, Christopher Kunisch (n.e.) Trainer: Richard Ratka | Björn Buhrmester (n.e.), Malik Beširević – Arne Niemeyer (7), Dmitri Kuselew (2), Kilian Kraft (n.e.), Marc Pohlmann (n.e.), Ivan Vukas (4), Jan-Fiete Buschmann (7), Snorri Guðjónsson (6/2), Andreas Simon (3), Moritz Schäpsmeier (1), Sven Pohlmann (n.e.), Matthias Teinert, Christopher Kunisch (n.e.) Trainer: Richard Ratka | Björn Buhrmester (n.e.), Malik Beširević – Arne Niemeyer (7), Dmitri Kuselew (2), Kilian Kraft (n.e.), Marc Pohlmann (n.e.), Ivan Vukas (4), Jan-Fiete Buschmann (7), Snorri Guðjónsson (6/2), Andreas Simon (3), Moritz Schäpsmeier (1), Sven Pohlmann (n.e.), Matthias Teinert, Christopher Kunisch (n.e.) Trainer: Richard Ratka | Björn Buhrmester (n.e.), Malik Beširević – Arne Niemeyer (7), Dmitri Kuselew (2), Kilian Kraft (n.e.), Marc Pohlmann (n.e.), Ivan Vukas (4), Jan-Fiete Buschmann (7), Snorri Guðjónsson (6/2), Andreas Simon (3), Moritz Schäpsmeier (1), Sven Pohlmann (n.e.), Matthias Teinert, Christopher Kunisch (n.e.) Trainer: Richard Ratka | | | |
| Strafen                                                                                 | TuS | 5× Kubeš (28.), Fölser (30.), Greiner (45.), Friedrich (56.), Hermann (56.) | 5× Kubeš (28.), Fölser (30.), Greiner (45.), Friedrich (56.), Hermann (56.) | 5× Kubeš (28.), Fölser (30.), Greiner (45.), Friedrich (56.), Hermann (56.) | 5× Kubeš (28.), Fölser (30.), Greiner (45.), Friedrich (56.), Hermann (56.) | 5× Kubeš (28.), Fölser (30.), Greiner (45.), Friedrich (56.), Hermann (56.) | 5× Kubeš (28.), Fölser (30.), Greiner (45.), Friedrich (56.), Hermann (56.) | 5× Kubeš (28.), Fölser (30.), Greiner (45.), Friedrich (56.), Hermann (56.) | | |
| Strafen                                                                                 | GWD | 5× Buschmann (14., 25.), Schäpsmeier (55.), Guðjónsson (2× 59.) | 5× Buschmann (14., 25.), Schäpsmeier (55.), Guðjónsson (2× 59.) | 5× Buschmann (14., 25.), Schäpsmeier (55.), Guðjónsson (2× 59.) | 5× Buschmann (14., 25.), Schäpsmeier (55.), Guðjónsson (2× 59.) | 5× Buschmann (14., 25.), Schäpsmeier (55.), Guðjónsson (2× 59.) | 5× Buschmann (14., 25.), Schäpsmeier (55.), Guðjónsson (2× 59.) | 5× Buschmann (14., 25.), Schäpsmeier (55.), Guðjónsson (2× 59.) | | |
| Siebenmeter                                                                             | TuS | 4/3 – verworfen: Tønnesen | 4/3 – verworfen: Tønnesen | 4/3 – verworfen: Tønnesen | 4/3 – verworfen: Tønnesen | 4/3 – verworfen: Tønnesen | 4/3 – verworfen: Tønnesen | 4/3 – verworfen: Tønnesen | | |
| Siebenmeter                                                                             | GWD | 2/2 | 2/2 | 2/2 | 2/2 | 2/2 | 2/2 | 2/2 | | |
| Schiedsrichter                                                                          | Jutta Ehrmann (Odenthal) & Susanne Künzig (Karlsruhe) | Jutta Ehrmann (Odenthal) & Susanne Künzig (Karlsruhe) | Jutta Ehrmann (Odenthal) & Susanne Künzig (Karlsruhe) | Jutta Ehrmann (Odenthal) & Susanne Künzig (Karlsruhe) | Jutta Ehrmann (Odenthal) & Susanne Künzig (Karlsruhe) | Jutta Ehrmann (Odenthal) & Susanne Künzig (Karlsruhe) | Jutta Ehrmann (Odenthal) & Susanne Künzig (Karlsruhe) | Jutta Ehrmann (Odenthal) & Susanne Künzig (Karlsruhe) | | |
| 51                                                                                      | 81 | Handball-Bundesliga 2005/06 – 28. Spieltag | Handball-Bundesliga 2005/06 – 28. Spieltag | Handball-Bundesliga 2005/06 – 28. Spieltag | Sa., 29. April 2006 19:30 | GWD Minden | TuS N-Lübbecke | 26:23 (12:11) | 4.400 (ausverkauft) | Kampa-Halle, Minden |
|                                                                                         | | Aufstellungen | GWD | Malik Beširević, Björn Buhrmester (n.e.) – Ognjen Backovič, Arne Niemeyer (5), Dmitri Kuselew (6), Christopher Kunisch (n.e.), Kilian Kraft (n.e.), Ivan Vukas (1), Jan-Fiete Buschmann (3), Snorri Guðjónsson, Andreas Simon (1), Stephan Just (9/6), Moritz Schäpsmeier (1) Trainer: Richard Ratka | Malik Beširević, Björn Buhrmester (n.e.) – Ognjen Backovič, Arne Niemeyer (5), Dmitri Kuselew (6), Christopher Kunisch (n.e.), Kilian Kraft (n.e.), Ivan Vukas (1), Jan-Fiete Buschmann (3), Snorri Guðjónsson, Andreas Simon (1), Stephan Just (9/6), Moritz Schäpsmeier (1) Trainer: Richard Ratka | Malik Beširević, Björn Buhrmester (n.e.) – Ognjen Backovič, Arne Niemeyer (5), Dmitri Kuselew (6), Christopher Kunisch (n.e.), Kilian Kraft (n.e.), Ivan Vukas (1), Jan-Fiete Buschmann (3), Snorri Guðjónsson, Andreas Simon (1), Stephan Just (9/6), Moritz Schäpsmeier (1) Trainer: Richard Ratka | Malik Beširević, Björn Buhrmester (n.e.) – Ognjen Backovič, Arne Niemeyer (5), Dmitri Kuselew (6), Christopher Kunisch (n.e.), Kilian Kraft (n.e.), Ivan Vukas (1), Jan-Fiete Buschmann (3), Snorri Guðjónsson, Andreas Simon (1), Stephan Just (9/6), Moritz Schäpsmeier (1) Trainer: Richard Ratka | Malik Beširević, Björn Buhrmester (n.e.) – Ognjen Backovič, Arne Niemeyer (5), Dmitri Kuselew (6), Christopher Kunisch (n.e.), Kilian Kraft (n.e.), Ivan Vukas (1), Jan-Fiete Buschmann (3), Snorri Guðjónsson, Andreas Simon (1), Stephan Just (9/6), Moritz Schäpsmeier (1) Trainer: Richard Ratka | Malik Beširević, Björn Buhrmester (n.e.) – Ognjen Backovič, Arne Niemeyer (5), Dmitri Kuselew (6), Christopher Kunisch (n.e.), Kilian Kraft (n.e.), Ivan Vukas (1), Jan-Fiete Buschmann (3), Snorri Guðjónsson, Andreas Simon (1), Stephan Just (9/6), Moritz Schäpsmeier (1) Trainer: Richard Ratka                                                                    | Malik Beširević, Björn Buhrmester (n.e.) – Ognjen Backovič, Arne Niemeyer (5), Dmitri Kuselew (6), Christopher Kunisch (n.e.), Kilian Kraft (n.e.), Ivan Vukas (1), Jan-Fiete Buschmann (3), Snorri Guðjónsson, Andreas Simon (1), Stephan Just (9/6), Moritz Schäpsmeier (1) Trainer: Richard Ratka                                                                    |
| TuS                                                                                     | Nándor Fazekas, Torsten Friedrich – Patrick Fölser (2), Henrik Ortmann, Nico Greiner (1), Fabian van Olphen (4/1), Dragan Sudžum (2), Daniel Kubeš (6), Stian Tønnesen, Rolf Hermann (4), Dirk Hartmann (3), Tobias Schröder (1), Þórir Ólafsson Trainer: Jens Pfänder | Nándor Fazekas, Torsten Friedrich – Patrick Fölser (2), Henrik Ortmann, Nico Greiner (1), Fabian van Olphen (4/1), Dragan Sudžum (2), Daniel Kubeš (6), Stian Tønnesen, Rolf Hermann (4), Dirk Hartmann (3), Tobias Schröder (1), Þórir Ólafsson Trainer: Jens Pfänder | Nándor Fazekas, Torsten Friedrich – Patrick Fölser (2), Henrik Ortmann, Nico Greiner (1), Fabian van Olphen (4/1), Dragan Sudžum (2), Daniel Kubeš (6), Stian Tønnesen, Rolf Hermann (4), Dirk Hartmann (3), Tobias Schröder (1), Þórir Ólafsson Trainer: Jens Pfänder | Nándor Fazekas, Torsten Friedrich – Patrick Fölser (2), Henrik Ortmann, Nico Greiner (1), Fabian van Olphen (4/1), Dragan Sudžum (2), Daniel Kubeš (6), Stian Tønnesen, Rolf Hermann (4), Dirk Hartmann (3), Tobias Schröder (1), Þórir Ólafsson Trainer: Jens Pfänder | Nándor Fazekas, Torsten Friedrich – Patrick Fölser (2), Henrik Ortmann, Nico Greiner (1), Fabian van Olphen (4/1), Dragan Sudžum (2), Daniel Kubeš (6), Stian Tønnesen, Rolf Hermann (4), Dirk Hartmann (3), Tobias Schröder (1), Þórir Ólafsson Trainer: Jens Pfänder | Nándor Fazekas, Torsten Friedrich – Patrick Fölser (2), Henrik Ortmann, Nico Greiner (1), Fabian van Olphen (4/1), Dragan Sudžum (2), Daniel Kubeš (6), Stian Tønnesen, Rolf Hermann (4), Dirk Hartmann (3), Tobias Schröder (1), Þórir Ólafsson Trainer: Jens Pfänder | Nándor Fazekas, Torsten Friedrich – Patrick Fölser (2), Henrik Ortmann, Nico Greiner (1), Fabian van Olphen (4/1), Dragan Sudžum (2), Daniel Kubeš (6), Stian Tønnesen, Rolf Hermann (4), Dirk Hartmann (3), Tobias Schröder (1), Þórir Ólafsson Trainer: Jens Pfänder | | | |
| Strafen                                                                                 | GWD | 5× Backovič (14., 42., 49.), Schäpsmeier (37., 57.) 1× Backovič (49./dritte Zeitstrafe) | 5× Backovič (14., 42., 49.), Schäpsmeier (37., 57.) 1× Backovič (49./dritte Zeitstrafe) | 5× Backovič (14., 42., 49.), Schäpsmeier (37., 57.) 1× Backovič (49./dritte Zeitstrafe) | 5× Backovič (14., 42., 49.), Schäpsmeier (37., 57.) 1× Backovič (49./dritte Zeitstrafe) | 5× Backovič (14., 42., 49.), Schäpsmeier (37., 57.) 1× Backovič (49./dritte Zeitstrafe) | 5× Backovič (14., 42., 49.), Schäpsmeier (37., 57.) 1× Backovič (49./dritte Zeitstrafe) | 5× Backovič (14., 42., 49.), Schäpsmeier (37., 57.) 1× Backovič (49./dritte Zeitstrafe) | | |
| Strafen                                                                                 | TuS | 6× Kubeš (5., 55.), Fölser (12., 29.), Ólafsson (30.), van Olphen (52.) 0× | 6× Kubeš (5., 55.), Fölser (12., 29.), Ólafsson (30.), van Olphen (52.) 0× | 6× Kubeš (5., 55.), Fölser (12., 29.), Ólafsson (30.), van Olphen (52.) 0× | 6× Kubeš (5., 55.), Fölser (12., 29.), Ólafsson (30.), van Olphen (52.) 0× | 6× Kubeš (5., 55.), Fölser (12., 29.), Ólafsson (30.), van Olphen (52.) 0× | 6× Kubeš (5., 55.), Fölser (12., 29.), Ólafsson (30.), van Olphen (52.) 0× | 6× Kubeš (5., 55.), Fölser (12., 29.), Ólafsson (30.), van Olphen (52.) 0× | | |
| Siebenmeter                                                                             | GWD | 6/6 | 6/6 | 6/6 | 6/6 | 6/6 | 6/6 | 6/6 | | |
| Siebenmeter                                                                             | TuS | 2/1 – verworfen: Tønnesen (8.) | 2/1 – verworfen: Tønnesen (8.) | 2/1 – verworfen: Tønnesen (8.) | 2/1 – verworfen: Tønnesen (8.) | 2/1 – verworfen: Tønnesen (8.) | 2/1 – verworfen: Tønnesen (8.) | 2/1 – verworfen: Tønnesen (8.) | | |
| Schiedsrichter                                                                          | Bernd Andler (Remseck am Neckar) & Harald Andler (Stuttgart) | Bernd Andler (Remseck am Neckar) & Harald Andler (Stuttgart) | Bernd Andler (Remseck am Neckar) & Harald Andler (Stuttgart) | Bernd Andler (Remseck am Neckar) & Harald Andler (Stuttgart) | Bernd Andler (Remseck am Neckar) & Harald Andler (Stuttgart) | Bernd Andler (Remseck am Neckar) & Harald Andler (Stuttgart) | Bernd Andler (Remseck am Neckar) & Harald Andler (Stuttgart) | Bernd Andler (Remseck am Neckar) & Harald Andler (Stuttgart) | | |
|                                                                                         | 82 | Freundschaftsspiel – Spielothek-Cup 2006 (Finale) | Freundschaftsspiel – Spielothek-Cup 2006 (Finale) | Freundschaftsspiel – Spielothek-Cup 2006 (Finale) | Sa., 12. Aug. 2006 19:45 | TuS N-Lübbecke | GWD Minden | 31:26 (16:13) | 1.000 | Kreissporthalle, Lübbecke |
|                                                                                         | | Aufstellungen | TuS | Birkir Ívar Guðmundsson, Torsten Friedrich – Patrick Fölser (2), Jakub Szymanski (4), Nico Greiner (1), Branko Kokir (1), Dragan Sudžum (2), Alois Mráz (1), Stian Tønnesen (5/3), Rolf Hermann (6), Dirk Hartmann (2), Þórir Ólafsson (4), Sandu Iacob, Tim Remer (3) Trainer: Jens Pfänder | Birkir Ívar Guðmundsson, Torsten Friedrich – Patrick Fölser (2), Jakub Szymanski (4), Nico Greiner (1), Branko Kokir (1), Dragan Sudžum (2), Alois Mráz (1), Stian Tønnesen (5/3), Rolf Hermann (6), Dirk Hartmann (2), Þórir Ólafsson (4), Sandu Iacob, Tim Remer (3) Trainer: Jens Pfänder | Birkir Ívar Guðmundsson, Torsten Friedrich – Patrick Fölser (2), Jakub Szymanski (4), Nico Greiner (1), Branko Kokir (1), Dragan Sudžum (2), Alois Mráz (1), Stian Tønnesen (5/3), Rolf Hermann (6), Dirk Hartmann (2), Þórir Ólafsson (4), Sandu Iacob, Tim Remer (3) Trainer: Jens Pfänder | Birkir Ívar Guðmundsson, Torsten Friedrich – Patrick Fölser (2), Jakub Szymanski (4), Nico Greiner (1), Branko Kokir (1), Dragan Sudžum (2), Alois Mráz (1), Stian Tønnesen (5/3), Rolf Hermann (6), Dirk Hartmann (2), Þórir Ólafsson (4), Sandu Iacob, Tim Remer (3) Trainer: Jens Pfänder | Birkir Ívar Guðmundsson, Torsten Friedrich – Patrick Fölser (2), Jakub Szymanski (4), Nico Greiner (1), Branko Kokir (1), Dragan Sudžum (2), Alois Mráz (1), Stian Tønnesen (5/3), Rolf Hermann (6), Dirk Hartmann (2), Þórir Ólafsson (4), Sandu Iacob, Tim Remer (3) Trainer: Jens Pfänder | Birkir Ívar Guðmundsson, Torsten Friedrich – Patrick Fölser (2), Jakub Szymanski (4), Nico Greiner (1), Branko Kokir (1), Dragan Sudžum (2), Alois Mráz (1), Stian Tønnesen (5/3), Rolf Hermann (6), Dirk Hartmann (2), Þórir Ólafsson (4), Sandu Iacob, Tim Remer (3) Trainer: Jens Pfänder                                                                            | Birkir Ívar Guðmundsson, Torsten Friedrich – Patrick Fölser (2), Jakub Szymanski (4), Nico Greiner (1), Branko Kokir (1), Dragan Sudžum (2), Alois Mráz (1), Stian Tønnesen (5/3), Rolf Hermann (6), Dirk Hartmann (2), Þórir Ólafsson (4), Sandu Iacob, Tim Remer (3) Trainer: Jens Pfänder                                                                            |
| GWD                                                                                     | Björn Buhrmester, Malik Beširević – Jiří Hynek (2), Georg Auerswald (2), Christopher Kunisch (n.e.), Jan-Fiete Buschmann, Andreas Simon (6), Stephan Just (8/1), Moritz Schäpsmeier (3), Einar Örn Jónsson (4/3), Mirza Čehajić (1) Trainer: Richard Ratka | Björn Buhrmester, Malik Beširević – Jiří Hynek (2), Georg Auerswald (2), Christopher Kunisch (n.e.), Jan-Fiete Buschmann, Andreas Simon (6), Stephan Just (8/1), Moritz Schäpsmeier (3), Einar Örn Jónsson (4/3), Mirza Čehajić (1) Trainer: Richard Ratka | Björn Buhrmester, Malik Beširević – Jiří Hynek (2), Georg Auerswald (2), Christopher Kunisch (n.e.), Jan-Fiete Buschmann, Andreas Simon (6), Stephan Just (8/1), Moritz Schäpsmeier (3), Einar Örn Jónsson (4/3), Mirza Čehajić (1) Trainer: Richard Ratka | Björn Buhrmester, Malik Beširević – Jiří Hynek (2), Georg Auerswald (2), Christopher Kunisch (n.e.), Jan-Fiete Buschmann, Andreas Simon (6), Stephan Just (8/1), Moritz Schäpsmeier (3), Einar Örn Jónsson (4/3), Mirza Čehajić (1) Trainer: Richard Ratka | Björn Buhrmester, Malik Beširević – Jiří Hynek (2), Georg Auerswald (2), Christopher Kunisch (n.e.), Jan-Fiete Buschmann, Andreas Simon (6), Stephan Just (8/1), Moritz Schäpsmeier (3), Einar Örn Jónsson (4/3), Mirza Čehajić (1) Trainer: Richard Ratka | Björn Buhrmester, Malik Beširević – Jiří Hynek (2), Georg Auerswald (2), Christopher Kunisch (n.e.), Jan-Fiete Buschmann, Andreas Simon (6), Stephan Just (8/1), Moritz Schäpsmeier (3), Einar Örn Jónsson (4/3), Mirza Čehajić (1) Trainer: Richard Ratka | Björn Buhrmester, Malik Beširević – Jiří Hynek (2), Georg Auerswald (2), Christopher Kunisch (n.e.), Jan-Fiete Buschmann, Andreas Simon (6), Stephan Just (8/1), Moritz Schäpsmeier (3), Einar Örn Jónsson (4/3), Mirza Čehajić (1) Trainer: Richard Ratka | | | |
| Strafen                                                                                 | TuS | 4× Kokir (22.), Mráz (27., 44.), Iacob (53.) | 4× Kokir (22.), Mráz (27., 44.), Iacob (53.) | 4× Kokir (22.), Mráz (27., 44.), Iacob (53.) | 4× Kokir (22.), Mráz (27., 44.), Iacob (53.) | 4× Kokir (22.), Mráz (27., 44.), Iacob (53.) | 4× Kokir (22.), Mráz (27., 44.), Iacob (53.) | 4× Kokir (22.), Mráz (27., 44.), Iacob (53.) | | |
| Strafen                                                                                 | GWD | 5× Čehajić (17., 32.), Simon (25.), Just (36.), Schäpsmeier (50.) | 5× Čehajić (17., 32.), Simon (25.), Just (36.), Schäpsmeier (50.) | 5× Čehajić (17., 32.), Simon (25.), Just (36.), Schäpsmeier (50.) | 5× Čehajić (17., 32.), Simon (25.), Just (36.), Schäpsmeier (50.) | 5× Čehajić (17., 32.), Simon (25.), Just (36.), Schäpsmeier (50.) | 5× Čehajić (17., 32.), Simon (25.), Just (36.), Schäpsmeier (50.) | 5× Čehajić (17., 32.), Simon (25.), Just (36.), Schäpsmeier (50.) | | |
| Siebenmeter                                                                             | TuS | 3/3 | 3/3 | 3/3 | 3/3 | 3/3 | 3/3 | 3/3 | | |
| Siebenmeter                                                                             | GWD | 6/4 – verworfen: Just, Jónsson | 6/4 – verworfen: Just, Jónsson | 6/4 – verworfen: Just, Jónsson | 6/4 – verworfen: Just, Jónsson | 6/4 – verworfen: Just, Jónsson | 6/4 – verworfen: Just, Jónsson | 6/4 – verworfen: Just, Jónsson | | |
| Schiedsrichter                                                                          | Karsten Veit & Torsten Brandt (beide Vlotho) | Karsten Veit & Torsten Brandt (beide Vlotho) | Karsten Veit & Torsten Brandt (beide Vlotho) | Karsten Veit & Torsten Brandt (beide Vlotho) | Karsten Veit & Torsten Brandt (beide Vlotho) | Karsten Veit & Torsten Brandt (beide Vlotho) | Karsten Veit & Torsten Brandt (beide Vlotho) | Karsten Veit & Torsten Brandt (beide Vlotho) | | |
| 52                                                                                      | 83 | Handball-Bundesliga 2006/07 – 15. Spieltag | Handball-Bundesliga 2006/07 – 15. Spieltag | Handball-Bundesliga 2006/07 – 15. Spieltag | Fr., 15. Dez. 2006 20:00 | GWD Minden | TuS N-Lübbecke | 27:25 (14:11) | 4.059 (ausverkauft) | Kampa-Halle, Minden |
|                                                                                         | | Aufstellungen | GWD | Malik Beširević, Björn Buhrmester, Jannick Bahl (n.e.) – Jiří Hynek, Arne Niemeyer (2), Dmitri Kuselew (4), Christopher Kunisch, Simon Witte, Snorri Guðjónsson (6), Andreas Simon (3), Stephan Just (6), Moritz Schäpsmeier (2), Einar Örn Jónsson (3/1), Mirza Čehajić (1), Georg Auerswald Trainer: Richard Ratka | Malik Beširević, Björn Buhrmester, Jannick Bahl (n.e.) – Jiří Hynek, Arne Niemeyer (2), Dmitri Kuselew (4), Christopher Kunisch, Simon Witte, Snorri Guðjónsson (6), Andreas Simon (3), Stephan Just (6), Moritz Schäpsmeier (2), Einar Örn Jónsson (3/1), Mirza Čehajić (1), Georg Auerswald Trainer: Richard Ratka | Malik Beširević, Björn Buhrmester, Jannick Bahl (n.e.) – Jiří Hynek, Arne Niemeyer (2), Dmitri Kuselew (4), Christopher Kunisch, Simon Witte, Snorri Guðjónsson (6), Andreas Simon (3), Stephan Just (6), Moritz Schäpsmeier (2), Einar Örn Jónsson (3/1), Mirza Čehajić (1), Georg Auerswald Trainer: Richard Ratka | Malik Beširević, Björn Buhrmester, Jannick Bahl (n.e.) – Jiří Hynek, Arne Niemeyer (2), Dmitri Kuselew (4), Christopher Kunisch, Simon Witte, Snorri Guðjónsson (6), Andreas Simon (3), Stephan Just (6), Moritz Schäpsmeier (2), Einar Örn Jónsson (3/1), Mirza Čehajić (1), Georg Auerswald Trainer: Richard Ratka | Malik Beširević, Björn Buhrmester, Jannick Bahl (n.e.) – Jiří Hynek, Arne Niemeyer (2), Dmitri Kuselew (4), Christopher Kunisch, Simon Witte, Snorri Guðjónsson (6), Andreas Simon (3), Stephan Just (6), Moritz Schäpsmeier (2), Einar Örn Jónsson (3/1), Mirza Čehajić (1), Georg Auerswald Trainer: Richard Ratka | Malik Beširević, Björn Buhrmester, Jannick Bahl (n.e.) – Jiří Hynek, Arne Niemeyer (2), Dmitri Kuselew (4), Christopher Kunisch, Simon Witte, Snorri Guðjónsson (6), Andreas Simon (3), Stephan Just (6), Moritz Schäpsmeier (2), Einar Örn Jónsson (3/1), Mirza Čehajić (1), Georg Auerswald Trainer: Richard Ratka                                                    | Malik Beširević, Björn Buhrmester, Jannick Bahl (n.e.) – Jiří Hynek, Arne Niemeyer (2), Dmitri Kuselew (4), Christopher Kunisch, Simon Witte, Snorri Guðjónsson (6), Andreas Simon (3), Stephan Just (6), Moritz Schäpsmeier (2), Einar Örn Jónsson (3/1), Mirza Čehajić (1), Georg Auerswald Trainer: Richard Ratka                                                    |
| TuS                                                                                     | Birkir Ívar Guðmundsson, Henning Wiechers – Patrick Fölser (4), Jakub Szymanski, Nico Greiner, Branko Kokir (3/2), Dragan Sudžum (1), Alois Mráz (2), Stian Tønnesen (5), Rolf Hermann (7), Dirk Hartmann (2), Damjan Blečić (1), Þórir Ólafsson, Sandu Iacob Trainer: Jens Pfänder | Birkir Ívar Guðmundsson, Henning Wiechers – Patrick Fölser (4), Jakub Szymanski, Nico Greiner, Branko Kokir (3/2), Dragan Sudžum (1), Alois Mráz (2), Stian Tønnesen (5), Rolf Hermann (7), Dirk Hartmann (2), Damjan Blečić (1), Þórir Ólafsson, Sandu Iacob Trainer: Jens Pfänder | Birkir Ívar Guðmundsson, Henning Wiechers – Patrick Fölser (4), Jakub Szymanski, Nico Greiner, Branko Kokir (3/2), Dragan Sudžum (1), Alois Mráz (2), Stian Tønnesen (5), Rolf Hermann (7), Dirk Hartmann (2), Damjan Blečić (1), Þórir Ólafsson, Sandu Iacob Trainer: Jens Pfänder | Birkir Ívar Guðmundsson, Henning Wiechers – Patrick Fölser (4), Jakub Szymanski, Nico Greiner, Branko Kokir (3/2), Dragan Sudžum (1), Alois Mráz (2), Stian Tønnesen (5), Rolf Hermann (7), Dirk Hartmann (2), Damjan Blečić (1), Þórir Ólafsson, Sandu Iacob Trainer: Jens Pfänder | Birkir Ívar Guðmundsson, Henning Wiechers – Patrick Fölser (4), Jakub Szymanski, Nico Greiner, Branko Kokir (3/2), Dragan Sudžum (1), Alois Mráz (2), Stian Tønnesen (5), Rolf Hermann (7), Dirk Hartmann (2), Damjan Blečić (1), Þórir Ólafsson, Sandu Iacob Trainer: Jens Pfänder | Birkir Ívar Guðmundsson, Henning Wiechers – Patrick Fölser (4), Jakub Szymanski, Nico Greiner, Branko Kokir (3/2), Dragan Sudžum (1), Alois Mráz (2), Stian Tønnesen (5), Rolf Hermann (7), Dirk Hartmann (2), Damjan Blečić (1), Þórir Ólafsson, Sandu Iacob Trainer: Jens Pfänder | Birkir Ívar Guðmundsson, Henning Wiechers – Patrick Fölser (4), Jakub Szymanski, Nico Greiner, Branko Kokir (3/2), Dragan Sudžum (1), Alois Mráz (2), Stian Tønnesen (5), Rolf Hermann (7), Dirk Hartmann (2), Damjan Blečić (1), Þórir Ólafsson, Sandu Iacob Trainer: Jens Pfänder | | | |
| Strafen                                                                                 | GWD | 6× Hynek (2., 48.), Just (27.), Schäpsmeier (35.), Kuselew (48.), Čehajić (58.) | 6× Hynek (2., 48.), Just (27.), Schäpsmeier (35.), Kuselew (48.), Čehajić (58.) | 6× Hynek (2., 48.), Just (27.), Schäpsmeier (35.), Kuselew (48.), Čehajić (58.) | 6× Hynek (2., 48.), Just (27.), Schäpsmeier (35.), Kuselew (48.), Čehajić (58.) | 6× Hynek (2., 48.), Just (27.), Schäpsmeier (35.), Kuselew (48.), Čehajić (58.) | 6× Hynek (2., 48.), Just (27.), Schäpsmeier (35.), Kuselew (48.), Čehajić (58.) | 6× Hynek (2., 48.), Just (27.), Schäpsmeier (35.), Kuselew (48.), Čehajić (58.) | | |
| Strafen                                                                                 | TuS | 5× Szymanski (18.), Mráz (26.), Blečić (27.), Kokir (47.), Sudžum (51.) | 5× Szymanski (18.), Mráz (26.), Blečić (27.), Kokir (47.), Sudžum (51.) | 5× Szymanski (18.), Mráz (26.), Blečić (27.), Kokir (47.), Sudžum (51.) | 5× Szymanski (18.), Mráz (26.), Blečić (27.), Kokir (47.), Sudžum (51.) | 5× Szymanski (18.), Mráz (26.), Blečić (27.), Kokir (47.), Sudžum (51.) | 5× Szymanski (18.), Mráz (26.), Blečić (27.), Kokir (47.), Sudžum (51.) | 5× Szymanski (18.), Mráz (26.), Blečić (27.), Kokir (47.), Sudžum (51.) | | |
| Siebenmeter                                                                             | GWD | 3/1 – verworfen: Guðjónsson (27.), Just (54.) | 3/1 – verworfen: Guðjónsson (27.), Just (54.) | 3/1 – verworfen: Guðjónsson (27.), Just (54.) | 3/1 – verworfen: Guðjónsson (27.), Just (54.) | 3/1 – verworfen: Guðjónsson (27.), Just (54.) | 3/1 – verworfen: Guðjónsson (27.), Just (54.) | 3/1 – verworfen: Guðjónsson (27.), Just (54.) | | |
| Siebenmeter                                                                             | TuS | 5/2 – verworfen: Tønnesen (14.), Kokir (48., 58.) | 5/2 – verworfen: Tønnesen (14.), Kokir (48., 58.) | 5/2 – verworfen: Tønnesen (14.), Kokir (48., 58.) | 5/2 – verworfen: Tønnesen (14.), Kokir (48., 58.) | 5/2 – verworfen: Tønnesen (14.), Kokir (48., 58.) | 5/2 – verworfen: Tønnesen (14.), Kokir (48., 58.) | 5/2 – verworfen: Tønnesen (14.), Kokir (48., 58.) | | |
| Schiedsrichter                                                                          | Bernd Methe & Reiner Methe (beide Vellmar) | Bernd Methe & Reiner Methe (beide Vellmar) | Bernd Methe & Reiner Methe (beide Vellmar) | Bernd Methe & Reiner Methe (beide Vellmar) | Bernd Methe & Reiner Methe (beide Vellmar) | Bernd Methe & Reiner Methe (beide Vellmar) | Bernd Methe & Reiner Methe (beide Vellmar) | Bernd Methe & Reiner Methe (beide Vellmar) | | |
| 53                                                                                      | 84 | Handball-Bundesliga 2006/07 – 32. Spieltag | Handball-Bundesliga 2006/07 – 32. Spieltag | Handball-Bundesliga 2006/07 – 32. Spieltag | Sa., 19. Mai 2007 19:15 | TuS N-Lübbecke | GWD Minden | 31:30 (14:13) | 3.300 (ausverkauft) | Kreissporthalle, Lübbecke |
|                                                                                         | | Aufstellungen | TuS | Torsten Friedrich, Birkir Ívar Guðmundsson – Patrick Fölser (8), Jakub Szymanski, Nico Greiner, Branko Kokir (4), Dragan Sudžum (3), Alois Mráz (n.e.), Stian Tønnesen (4/3), Rolf Hermann (7), Damjan Blečić (3), Þórir Ólafsson (1), Sandu Iacob (1), Tim Remer Trainer: Velimir Kljaić | Torsten Friedrich, Birkir Ívar Guðmundsson – Patrick Fölser (8), Jakub Szymanski, Nico Greiner, Branko Kokir (4), Dragan Sudžum (3), Alois Mráz (n.e.), Stian Tønnesen (4/3), Rolf Hermann (7), Damjan Blečić (3), Þórir Ólafsson (1), Sandu Iacob (1), Tim Remer Trainer: Velimir Kljaić | Torsten Friedrich, Birkir Ívar Guðmundsson – Patrick Fölser (8), Jakub Szymanski, Nico Greiner, Branko Kokir (4), Dragan Sudžum (3), Alois Mráz (n.e.), Stian Tønnesen (4/3), Rolf Hermann (7), Damjan Blečić (3), Þórir Ólafsson (1), Sandu Iacob (1), Tim Remer Trainer: Velimir Kljaić | Torsten Friedrich, Birkir Ívar Guðmundsson – Patrick Fölser (8), Jakub Szymanski, Nico Greiner, Branko Kokir (4), Dragan Sudžum (3), Alois Mráz (n.e.), Stian Tønnesen (4/3), Rolf Hermann (7), Damjan Blečić (3), Þórir Ólafsson (1), Sandu Iacob (1), Tim Remer Trainer: Velimir Kljaić | Torsten Friedrich, Birkir Ívar Guðmundsson – Patrick Fölser (8), Jakub Szymanski, Nico Greiner, Branko Kokir (4), Dragan Sudžum (3), Alois Mráz (n.e.), Stian Tønnesen (4/3), Rolf Hermann (7), Damjan Blečić (3), Þórir Ólafsson (1), Sandu Iacob (1), Tim Remer Trainer: Velimir Kljaić | Torsten Friedrich, Birkir Ívar Guðmundsson – Patrick Fölser (8), Jakub Szymanski, Nico Greiner, Branko Kokir (4), Dragan Sudžum (3), Alois Mráz (n.e.), Stian Tønnesen (4/3), Rolf Hermann (7), Damjan Blečić (3), Þórir Ólafsson (1), Sandu Iacob (1), Tim Remer Trainer: Velimir Kljaić                                                                               | Torsten Friedrich, Birkir Ívar Guðmundsson – Patrick Fölser (8), Jakub Szymanski, Nico Greiner, Branko Kokir (4), Dragan Sudžum (3), Alois Mráz (n.e.), Stian Tønnesen (4/3), Rolf Hermann (7), Damjan Blečić (3), Þórir Ólafsson (1), Sandu Iacob (1), Tim Remer Trainer: Velimir Kljaić                                                                               |
| GWD                                                                                     | Malik Beširević, Björn Buhrmester (n.e.) – Jiří Hynek, Arne Niemeyer (2), Dmitri Kuselew, Jan-Fiete Buschmann, Snorri Guðjónsson (10/4), Andreas Simon (7), Stephan Just (11/3), Moritz Schäpsmeier, Einar Örn Jónsson, Mirza Čehajić Trainer: Richard Ratka | Malik Beširević, Björn Buhrmester (n.e.) – Jiří Hynek, Arne Niemeyer (2), Dmitri Kuselew, Jan-Fiete Buschmann, Snorri Guðjónsson (10/4), Andreas Simon (7), Stephan Just (11/3), Moritz Schäpsmeier, Einar Örn Jónsson, Mirza Čehajić Trainer: Richard Ratka | Malik Beširević, Björn Buhrmester (n.e.) – Jiří Hynek, Arne Niemeyer (2), Dmitri Kuselew, Jan-Fiete Buschmann, Snorri Guðjónsson (10/4), Andreas Simon (7), Stephan Just (11/3), Moritz Schäpsmeier, Einar Örn Jónsson, Mirza Čehajić Trainer: Richard Ratka | Malik Beširević, Björn Buhrmester (n.e.) – Jiří Hynek, Arne Niemeyer (2), Dmitri Kuselew, Jan-Fiete Buschmann, Snorri Guðjónsson (10/4), Andreas Simon (7), Stephan Just (11/3), Moritz Schäpsmeier, Einar Örn Jónsson, Mirza Čehajić Trainer: Richard Ratka | Malik Beširević, Björn Buhrmester (n.e.) – Jiří Hynek, Arne Niemeyer (2), Dmitri Kuselew, Jan-Fiete Buschmann, Snorri Guðjónsson (10/4), Andreas Simon (7), Stephan Just (11/3), Moritz Schäpsmeier, Einar Örn Jónsson, Mirza Čehajić Trainer: Richard Ratka | Malik Beširević, Björn Buhrmester (n.e.) – Jiří Hynek, Arne Niemeyer (2), Dmitri Kuselew, Jan-Fiete Buschmann, Snorri Guðjónsson (10/4), Andreas Simon (7), Stephan Just (11/3), Moritz Schäpsmeier, Einar Örn Jónsson, Mirza Čehajić Trainer: Richard Ratka | Malik Beširević, Björn Buhrmester (n.e.) – Jiří Hynek, Arne Niemeyer (2), Dmitri Kuselew, Jan-Fiete Buschmann, Snorri Guðjónsson (10/4), Andreas Simon (7), Stephan Just (11/3), Moritz Schäpsmeier, Einar Örn Jónsson, Mirza Čehajić Trainer: Richard Ratka | | | |
| Strafen                                                                                 | TuS | 11× Szymanski (8., 12., 21.), Greiner (24., 43.), Iacob (29., 38., 54.), Sudžum (33., 60.), Blečić (60.) 3× Szymanski (21./dritte Zeitstrafe), Iacob (54./dritte Zeitstrafe), Sudžum (60./Verhinderung des Anwurfs) | 11× Szymanski (8., 12., 21.), Greiner (24., 43.), Iacob (29., 38., 54.), Sudžum (33., 60.), Blečić (60.) 3× Szymanski (21./dritte Zeitstrafe), Iacob (54./dritte Zeitstrafe), Sudžum (60./Verhinderung des Anwurfs) | 11× Szymanski (8., 12., 21.), Greiner (24., 43.), Iacob (29., 38., 54.), Sudžum (33., 60.), Blečić (60.) 3× Szymanski (21./dritte Zeitstrafe), Iacob (54./dritte Zeitstrafe), Sudžum (60./Verhinderung des Anwurfs) | 11× Szymanski (8., 12., 21.), Greiner (24., 43.), Iacob (29., 38., 54.), Sudžum (33., 60.), Blečić (60.) 3× Szymanski (21./dritte Zeitstrafe), Iacob (54./dritte Zeitstrafe), Sudžum (60./Verhinderung des Anwurfs) | 11× Szymanski (8., 12., 21.), Greiner (24., 43.), Iacob (29., 38., 54.), Sudžum (33., 60.), Blečić (60.) 3× Szymanski (21./dritte Zeitstrafe), Iacob (54./dritte Zeitstrafe), Sudžum (60./Verhinderung des Anwurfs) | 11× Szymanski (8., 12., 21.), Greiner (24., 43.), Iacob (29., 38., 54.), Sudžum (33., 60.), Blečić (60.) 3× Szymanski (21./dritte Zeitstrafe), Iacob (54./dritte Zeitstrafe), Sudžum (60./Verhinderung des Anwurfs) | 11× Szymanski (8., 12., 21.), Greiner (24., 43.), Iacob (29., 38., 54.), Sudžum (33., 60.), Blečić (60.) 3× Szymanski (21./dritte Zeitstrafe), Iacob (54./dritte Zeitstrafe), Sudžum (60./Verhinderung des Anwurfs) | | |
| Strafen                                                                                 | GWD | 9× Schäpsmeier (3., 60.), Hynek (18., 48.), Ratka (18.), Just (29.), Buschmann (40.), Čehajić (41., 45.) 0× | 9× Schäpsmeier (3., 60.), Hynek (18., 48.), Ratka (18.), Just (29.), Buschmann (40.), Čehajić (41., 45.) 0× | 9× Schäpsmeier (3., 60.), Hynek (18., 48.), Ratka (18.), Just (29.), Buschmann (40.), Čehajić (41., 45.) 0× | 9× Schäpsmeier (3., 60.), Hynek (18., 48.), Ratka (18.), Just (29.), Buschmann (40.), Čehajić (41., 45.) 0× | 9× Schäpsmeier (3., 60.), Hynek (18., 48.), Ratka (18.), Just (29.), Buschmann (40.), Čehajić (41., 45.) 0× | 9× Schäpsmeier (3., 60.), Hynek (18., 48.), Ratka (18.), Just (29.), Buschmann (40.), Čehajić (41., 45.) 0× | 9× Schäpsmeier (3., 60.), Hynek (18., 48.), Ratka (18.), Just (29.), Buschmann (40.), Čehajić (41., 45.) 0× | | |
| Siebenmeter                                                                             | TuS | 3/3 | 3/3 | 3/3 | 3/3 | 3/3 | 3/3 | 3/3 | | |
| Siebenmeter                                                                             | GWD | 9/7 – verworfen: Just, Guðjónsson | 9/7 – verworfen: Just, Guðjónsson | 9/7 – verworfen: Just, Guðjónsson | 9/7 – verworfen: Just, Guðjónsson | 9/7 – verworfen: Just, Guðjónsson | 9/7 – verworfen: Just, Guðjónsson | 9/7 – verworfen: Just, Guðjónsson | | |
| Schiedsrichter                                                                          | Matthias Dang & Thorsten Zacharias (beide Mainz) | Matthias Dang & Thorsten Zacharias (beide Mainz) | Matthias Dang & Thorsten Zacharias (beide Mainz) | Matthias Dang & Thorsten Zacharias (beide Mainz) | Matthias Dang & Thorsten Zacharias (beide Mainz) | Matthias Dang & Thorsten Zacharias (beide Mainz) | Matthias Dang & Thorsten Zacharias (beide Mainz) | Matthias Dang & Thorsten Zacharias (beide Mainz) | | |
| 54                                                                                      | 85 | Handball-Bundesliga 2007/08 – 16. Spieltag | Handball-Bundesliga 2007/08 – 16. Spieltag | Handball-Bundesliga 2007/08 – 16. Spieltag | Sa., 15. Dez. 2007 15:00 | TuS N-Lübbecke | GWD Minden | 33:25 (16:8) | 3.600 (ausverkauft) | Kreissporthalle, Lübbecke |
|                                                                                         | | Aufstellungen | TuS | Birkir Ívar Guðmundsson, Dennis Klockmann – Jakub Szymanski, Josip Čale, Nico Greiner (2), Branko Kokir (5), Dušan Tomić (10/2), Thomas Schibschid (1), Sergo Datukaschwili (8), Danny Anclais (3), Michele Skatar, Tim Remer (4) Trainer: Velimir Kljaić | Birkir Ívar Guðmundsson, Dennis Klockmann – Jakub Szymanski, Josip Čale, Nico Greiner (2), Branko Kokir (5), Dušan Tomić (10/2), Thomas Schibschid (1), Sergo Datukaschwili (8), Danny Anclais (3), Michele Skatar, Tim Remer (4) Trainer: Velimir Kljaić | Birkir Ívar Guðmundsson, Dennis Klockmann – Jakub Szymanski, Josip Čale, Nico Greiner (2), Branko Kokir (5), Dušan Tomić (10/2), Thomas Schibschid (1), Sergo Datukaschwili (8), Danny Anclais (3), Michele Skatar, Tim Remer (4) Trainer: Velimir Kljaić | Birkir Ívar Guðmundsson, Dennis Klockmann – Jakub Szymanski, Josip Čale, Nico Greiner (2), Branko Kokir (5), Dušan Tomić (10/2), Thomas Schibschid (1), Sergo Datukaschwili (8), Danny Anclais (3), Michele Skatar, Tim Remer (4) Trainer: Velimir Kljaić | Birkir Ívar Guðmundsson, Dennis Klockmann – Jakub Szymanski, Josip Čale, Nico Greiner (2), Branko Kokir (5), Dušan Tomić (10/2), Thomas Schibschid (1), Sergo Datukaschwili (8), Danny Anclais (3), Michele Skatar, Tim Remer (4) Trainer: Velimir Kljaić | Birkir Ívar Guðmundsson, Dennis Klockmann – Jakub Szymanski, Josip Čale, Nico Greiner (2), Branko Kokir (5), Dušan Tomić (10/2), Thomas Schibschid (1), Sergo Datukaschwili (8), Danny Anclais (3), Michele Skatar, Tim Remer (4) Trainer: Velimir Kljaić | Birkir Ívar Guðmundsson, Dennis Klockmann – Jakub Szymanski, Josip Čale, Nico Greiner (2), Branko Kokir (5), Dušan Tomić (10/2), Thomas Schibschid (1), Sergo Datukaschwili (8), Danny Anclais (3), Michele Skatar, Tim Remer (4) Trainer: Velimir Kljaić |
| GWD                                                                                     | Björn Buhrmester, Malik Beširević – Jiří Hynek, Arne Niemeyer (1), Anders Henriksson (1), Christopher Kunisch (n.e.), Jan-Fiete Buschmann, Andreas Simon (4), Stephan Just (4), Moritz Schäpsmeier (6), Einar Örn Jónsson (3), Mirza Čehajić (6) Trainer: Richard Ratka | Björn Buhrmester, Malik Beširević – Jiří Hynek, Arne Niemeyer (1), Anders Henriksson (1), Christopher Kunisch (n.e.), Jan-Fiete Buschmann, Andreas Simon (4), Stephan Just (4), Moritz Schäpsmeier (6), Einar Örn Jónsson (3), Mirza Čehajić (6) Trainer: Richard Ratka | Björn Buhrmester, Malik Beširević – Jiří Hynek, Arne Niemeyer (1), Anders Henriksson (1), Christopher Kunisch (n.e.), Jan-Fiete Buschmann, Andreas Simon (4), Stephan Just (4), Moritz Schäpsmeier (6), Einar Örn Jónsson (3), Mirza Čehajić (6) Trainer: Richard Ratka | Björn Buhrmester, Malik Beširević – Jiří Hynek, Arne Niemeyer (1), Anders Henriksson (1), Christopher Kunisch (n.e.), Jan-Fiete Buschmann, Andreas Simon (4), Stephan Just (4), Moritz Schäpsmeier (6), Einar Örn Jónsson (3), Mirza Čehajić (6) Trainer: Richard Ratka | Björn Buhrmester, Malik Beširević – Jiří Hynek, Arne Niemeyer (1), Anders Henriksson (1), Christopher Kunisch (n.e.), Jan-Fiete Buschmann, Andreas Simon (4), Stephan Just (4), Moritz Schäpsmeier (6), Einar Örn Jónsson (3), Mirza Čehajić (6) Trainer: Richard Ratka | Björn Buhrmester, Malik Beširević – Jiří Hynek, Arne Niemeyer (1), Anders Henriksson (1), Christopher Kunisch (n.e.), Jan-Fiete Buschmann, Andreas Simon (4), Stephan Just (4), Moritz Schäpsmeier (6), Einar Örn Jónsson (3), Mirza Čehajić (6) Trainer: Richard Ratka | Björn Buhrmester, Malik Beširević – Jiří Hynek, Arne Niemeyer (1), Anders Henriksson (1), Christopher Kunisch (n.e.), Jan-Fiete Buschmann, Andreas Simon (4), Stephan Just (4), Moritz Schäpsmeier (6), Einar Örn Jónsson (3), Mirza Čehajić (6) Trainer: Richard Ratka | | | |
| Strafen                                                                                 | TuS | 8× Anclais (12.), Remer (14.), Greiner (26.), Szymanski (29., 33.), Tomić (35.), Datukaschwili (45., 55.) | 8× Anclais (12.), Remer (14.), Greiner (26.), Szymanski (29., 33.), Tomić (35.), Datukaschwili (45., 55.) | 8× Anclais (12.), Remer (14.), Greiner (26.), Szymanski (29., 33.), Tomić (35.), Datukaschwili (45., 55.) | 8× Anclais (12.), Remer (14.), Greiner (26.), Szymanski (29., 33.), Tomić (35.), Datukaschwili (45., 55.) | 8× Anclais (12.), Remer (14.), Greiner (26.), Szymanski (29., 33.), Tomić (35.), Datukaschwili (45., 55.) | 8× Anclais (12.), Remer (14.), Greiner (26.), Szymanski (29., 33.), Tomić (35.), Datukaschwili (45., 55.) | 8× Anclais (12.), Remer (14.), Greiner (26.), Szymanski (29., 33.), Tomić (35.), Datukaschwili (45., 55.) | | |
| Strafen                                                                                 | GWD | 2× Simon (17.), Schäpsmeier (47.) | 2× Simon (17.), Schäpsmeier (47.) | 2× Simon (17.), Schäpsmeier (47.) | 2× Simon (17.), Schäpsmeier (47.) | 2× Simon (17.), Schäpsmeier (47.) | 2× Simon (17.), Schäpsmeier (47.) | 2× Simon (17.), Schäpsmeier (47.) | | |
| Siebenmeter                                                                             | TuS | 4/2 – verworfen: Anclais (8.), Čale (59.) | 4/2 – verworfen: Anclais (8.), Čale (59.) | 4/2 – verworfen: Anclais (8.), Čale (59.) | 4/2 – verworfen: Anclais (8.), Čale (59.) | 4/2 – verworfen: Anclais (8.), Čale (59.) | 4/2 – verworfen: Anclais (8.), Čale (59.) | 4/2 – verworfen: Anclais (8.), Čale (59.) | | |
| Siebenmeter                                                                             | GWD | 2/0 – verworfen: Just (29., 39.) | 2/0 – verworfen: Just (29., 39.) | 2/0 – verworfen: Just (29., 39.) | 2/0 – verworfen: Just (29., 39.) | 2/0 – verworfen: Just (29., 39.) | 2/0 – verworfen: Just (29., 39.) | 2/0 – verworfen: Just (29., 39.) | | |
| Schiedsrichter                                                                          | Holger Fleisch (Ostfildern) & Jürgen Rieber (Nürtingen) | Holger Fleisch (Ostfildern) & Jürgen Rieber (Nürtingen) | Holger Fleisch (Ostfildern) & Jürgen Rieber (Nürtingen) | Holger Fleisch (Ostfildern) & Jürgen Rieber (Nürtingen) | Holger Fleisch (Ostfildern) & Jürgen Rieber (Nürtingen) | Holger Fleisch (Ostfildern) & Jürgen Rieber (Nürtingen) | Holger Fleisch (Ostfildern) & Jürgen Rieber (Nürtingen) | Holger Fleisch (Ostfildern) & Jürgen Rieber (Nürtingen) | | |
| 55                                                                                      | 86 | Handball-Bundesliga 2007/08 – 33. Spieltag | Handball-Bundesliga 2007/08 – 33. Spieltag | Handball-Bundesliga 2007/08 – 33. Spieltag | Sa., 10. Mai 2008 15:00 | GWD Minden | TuS N-Lübbecke | 27:33 (10:16) | 4.100 (ausverkauft) | Kampa-Halle, Minden |
|                                                                                         | | Aufstellungen | GWD | Svenn Erik Medhus, Malik Beširević, Milan Kosanović – Jiří Hynek, Arne Niemeyer (6), Anders Henriksson, Christopher Kunisch (n.e.), Jan-Fiete Buschmann (4), Michael Haaß (5), Andreas Simon (4), Stephan Just (5), Moritz Schäpsmeier (1), Einar Örn Jónsson (2), Frank von Behren Trainer: Richard Ratka | Svenn Erik Medhus, Malik Beširević, Milan Kosanović – Jiří Hynek, Arne Niemeyer (6), Anders Henriksson, Christopher Kunisch (n.e.), Jan-Fiete Buschmann (4), Michael Haaß (5), Andreas Simon (4), Stephan Just (5), Moritz Schäpsmeier (1), Einar Örn Jónsson (2), Frank von Behren Trainer: Richard Ratka | Svenn Erik Medhus, Malik Beširević, Milan Kosanović – Jiří Hynek, Arne Niemeyer (6), Anders Henriksson, Christopher Kunisch (n.e.), Jan-Fiete Buschmann (4), Michael Haaß (5), Andreas Simon (4), Stephan Just (5), Moritz Schäpsmeier (1), Einar Örn Jónsson (2), Frank von Behren Trainer: Richard Ratka | Svenn Erik Medhus, Malik Beširević, Milan Kosanović – Jiří Hynek, Arne Niemeyer (6), Anders Henriksson, Christopher Kunisch (n.e.), Jan-Fiete Buschmann (4), Michael Haaß (5), Andreas Simon (4), Stephan Just (5), Moritz Schäpsmeier (1), Einar Örn Jónsson (2), Frank von Behren Trainer: Richard Ratka | Svenn Erik Medhus, Malik Beširević, Milan Kosanović – Jiří Hynek, Arne Niemeyer (6), Anders Henriksson, Christopher Kunisch (n.e.), Jan-Fiete Buschmann (4), Michael Haaß (5), Andreas Simon (4), Stephan Just (5), Moritz Schäpsmeier (1), Einar Örn Jónsson (2), Frank von Behren Trainer: Richard Ratka | Svenn Erik Medhus, Malik Beširević, Milan Kosanović – Jiří Hynek, Arne Niemeyer (6), Anders Henriksson, Christopher Kunisch (n.e.), Jan-Fiete Buschmann (4), Michael Haaß (5), Andreas Simon (4), Stephan Just (5), Moritz Schäpsmeier (1), Einar Örn Jónsson (2), Frank von Behren Trainer: Richard Ratka                                                              | Svenn Erik Medhus, Malik Beširević, Milan Kosanović – Jiří Hynek, Arne Niemeyer (6), Anders Henriksson, Christopher Kunisch (n.e.), Jan-Fiete Buschmann (4), Michael Haaß (5), Andreas Simon (4), Stephan Just (5), Moritz Schäpsmeier (1), Einar Örn Jónsson (2), Frank von Behren Trainer: Richard Ratka                                                              |
| TuS                                                                                     | Nikola Blažičko, Birkir Ívar Guðmundsson (n.e.) – Jakub Szymanski (1), Nico Greiner (n.e.), Artur Siódmiak (2), Branko Kokir (1), Dušan Tomić, Sergo Datukaschwili, Oliver Tesch (1), Michał Jurecki (7), Christian Hildebrand (8/2), Petr Házl (2), Michele Skatar (7), Tim Remer (4) Trainer: Zlatko Ferić | Nikola Blažičko, Birkir Ívar Guðmundsson (n.e.) – Jakub Szymanski (1), Nico Greiner (n.e.), Artur Siódmiak (2), Branko Kokir (1), Dušan Tomić, Sergo Datukaschwili, Oliver Tesch (1), Michał Jurecki (7), Christian Hildebrand (8/2), Petr Házl (2), Michele Skatar (7), Tim Remer (4) Trainer: Zlatko Ferić | Nikola Blažičko, Birkir Ívar Guðmundsson (n.e.) – Jakub Szymanski (1), Nico Greiner (n.e.), Artur Siódmiak (2), Branko Kokir (1), Dušan Tomić, Sergo Datukaschwili, Oliver Tesch (1), Michał Jurecki (7), Christian Hildebrand (8/2), Petr Házl (2), Michele Skatar (7), Tim Remer (4) Trainer: Zlatko Ferić | Nikola Blažičko, Birkir Ívar Guðmundsson (n.e.) – Jakub Szymanski (1), Nico Greiner (n.e.), Artur Siódmiak (2), Branko Kokir (1), Dušan Tomić, Sergo Datukaschwili, Oliver Tesch (1), Michał Jurecki (7), Christian Hildebrand (8/2), Petr Házl (2), Michele Skatar (7), Tim Remer (4) Trainer: Zlatko Ferić | Nikola Blažičko, Birkir Ívar Guðmundsson (n.e.) – Jakub Szymanski (1), Nico Greiner (n.e.), Artur Siódmiak (2), Branko Kokir (1), Dušan Tomić, Sergo Datukaschwili, Oliver Tesch (1), Michał Jurecki (7), Christian Hildebrand (8/2), Petr Házl (2), Michele Skatar (7), Tim Remer (4) Trainer: Zlatko Ferić | Nikola Blažičko, Birkir Ívar Guðmundsson (n.e.) – Jakub Szymanski (1), Nico Greiner (n.e.), Artur Siódmiak (2), Branko Kokir (1), Dušan Tomić, Sergo Datukaschwili, Oliver Tesch (1), Michał Jurecki (7), Christian Hildebrand (8/2), Petr Házl (2), Michele Skatar (7), Tim Remer (4) Trainer: Zlatko Ferić | Nikola Blažičko, Birkir Ívar Guðmundsson (n.e.) – Jakub Szymanski (1), Nico Greiner (n.e.), Artur Siódmiak (2), Branko Kokir (1), Dušan Tomić, Sergo Datukaschwili, Oliver Tesch (1), Michał Jurecki (7), Christian Hildebrand (8/2), Petr Házl (2), Michele Skatar (7), Tim Remer (4) Trainer: Zlatko Ferić | | | |
| Strafen                                                                                 | GWD | 9× Schäpsmeier (11.), Beširević (25.), von Behren (28., 41., 48.), Haaß (30., 45.), Just (30.), Hynek (57.) 1× von Behren (48./dritte Zeitstrafe) | 9× Schäpsmeier (11.), Beširević (25.), von Behren (28., 41., 48.), Haaß (30., 45.), Just (30.), Hynek (57.) 1× von Behren (48./dritte Zeitstrafe) | 9× Schäpsmeier (11.), Beširević (25.), von Behren (28., 41., 48.), Haaß (30., 45.), Just (30.), Hynek (57.) 1× von Behren (48./dritte Zeitstrafe) | 9× Schäpsmeier (11.), Beširević (25.), von Behren (28., 41., 48.), Haaß (30., 45.), Just (30.), Hynek (57.) 1× von Behren (48./dritte Zeitstrafe) | 9× Schäpsmeier (11.), Beširević (25.), von Behren (28., 41., 48.), Haaß (30., 45.), Just (30.), Hynek (57.) 1× von Behren (48./dritte Zeitstrafe) | 9× Schäpsmeier (11.), Beširević (25.), von Behren (28., 41., 48.), Haaß (30., 45.), Just (30.), Hynek (57.) 1× von Behren (48./dritte Zeitstrafe) | 9× Schäpsmeier (11.), Beširević (25.), von Behren (28., 41., 48.), Haaß (30., 45.), Just (30.), Hynek (57.) 1× von Behren (48./dritte Zeitstrafe) | | |
| Strafen                                                                                 | TuS | 8× Siódmiak (4., 10.), Remer (12.), Tesch (19., 30.), Tomić (41., 49.), Szymanski (46.) 0× | 8× Siódmiak (4., 10.), Remer (12.), Tesch (19., 30.), Tomić (41., 49.), Szymanski (46.) 0× | 8× Siódmiak (4., 10.), Remer (12.), Tesch (19., 30.), Tomić (41., 49.), Szymanski (46.) 0× | 8× Siódmiak (4., 10.), Remer (12.), Tesch (19., 30.), Tomić (41., 49.), Szymanski (46.) 0× | 8× Siódmiak (4., 10.), Remer (12.), Tesch (19., 30.), Tomić (41., 49.), Szymanski (46.) 0× | 8× Siódmiak (4., 10.), Remer (12.), Tesch (19., 30.), Tomić (41., 49.), Szymanski (46.) 0× | 8× Siódmiak (4., 10.), Remer (12.), Tesch (19., 30.), Tomić (41., 49.), Szymanski (46.) 0× | | |
| Siebenmeter                                                                             | GWD | 2/0 – verworfen: Just (38.), Haaß (55.) | 2/0 – verworfen: Just (38.), Haaß (55.) | 2/0 – verworfen: Just (38.), Haaß (55.) | 2/0 – verworfen: Just (38.), Haaß (55.) | 2/0 – verworfen: Just (38.), Haaß (55.) | 2/0 – verworfen: Just (38.), Haaß (55.) | 2/0 – verworfen: Just (38.), Haaß (55.) | | |
| Siebenmeter                                                                             | TuS | 2/2 | 2/2 | 2/2 | 2/2 | 2/2 | 2/2 | 2/2 | | |
| Schiedsrichter                                                                          | Bernd Andler (Remseck am Neckar) & Harald Andler (Stuttgart) | Bernd Andler (Remseck am Neckar) & Harald Andler (Stuttgart) | Bernd Andler (Remseck am Neckar) & Harald Andler (Stuttgart) | Bernd Andler (Remseck am Neckar) & Harald Andler (Stuttgart) | Bernd Andler (Remseck am Neckar) & Harald Andler (Stuttgart) | Bernd Andler (Remseck am Neckar) & Harald Andler (Stuttgart) | Bernd Andler (Remseck am Neckar) & Harald Andler (Stuttgart) | Bernd Andler (Remseck am Neckar) & Harald Andler (Stuttgart) | | |
|                                                                                         | 87 | Freundschaftsspiel – Spielothek-Cup 2008 (Finale) | Freundschaftsspiel – Spielothek-Cup 2008 (Finale) | Freundschaftsspiel – Spielothek-Cup 2008 (Finale) | Sa., 16. Aug. 2008 19:45 | GWD Minden | TuS N-Lübbecke | 27:26 (14:13) | 1.000 | Kreissporthalle, Lübbecke |
|                                                                                         | | Aufstellungen | GWD | Malik Beširević, Jonas Vieker – Andreas Simon (8), Michael Hegemann (3/1), Gylfi Gylfason (4/3), Jan-Fiete Buschmann, Moritz Schäpsmeier (6), Christopher Kunisch (4/1), Georg Auerswald (1), Anders Henriksson (1) Trainer: Richard Ratka | Malik Beširević, Jonas Vieker – Andreas Simon (8), Michael Hegemann (3/1), Gylfi Gylfason (4/3), Jan-Fiete Buschmann, Moritz Schäpsmeier (6), Christopher Kunisch (4/1), Georg Auerswald (1), Anders Henriksson (1) Trainer: Richard Ratka | Malik Beširević, Jonas Vieker – Andreas Simon (8), Michael Hegemann (3/1), Gylfi Gylfason (4/3), Jan-Fiete Buschmann, Moritz Schäpsmeier (6), Christopher Kunisch (4/1), Georg Auerswald (1), Anders Henriksson (1) Trainer: Richard Ratka | Malik Beširević, Jonas Vieker – Andreas Simon (8), Michael Hegemann (3/1), Gylfi Gylfason (4/3), Jan-Fiete Buschmann, Moritz Schäpsmeier (6), Christopher Kunisch (4/1), Georg Auerswald (1), Anders Henriksson (1) Trainer: Richard Ratka | Malik Beširević, Jonas Vieker – Andreas Simon (8), Michael Hegemann (3/1), Gylfi Gylfason (4/3), Jan-Fiete Buschmann, Moritz Schäpsmeier (6), Christopher Kunisch (4/1), Georg Auerswald (1), Anders Henriksson (1) Trainer: Richard Ratka | Malik Beširević, Jonas Vieker – Andreas Simon (8), Michael Hegemann (3/1), Gylfi Gylfason (4/3), Jan-Fiete Buschmann, Moritz Schäpsmeier (6), Christopher Kunisch (4/1), Georg Auerswald (1), Anders Henriksson (1) Trainer: Richard Ratka | Malik Beširević, Jonas Vieker – Andreas Simon (8), Michael Hegemann (3/1), Gylfi Gylfason (4/3), Jan-Fiete Buschmann, Moritz Schäpsmeier (6), Christopher Kunisch (4/1), Georg Auerswald (1), Anders Henriksson (1) Trainer: Richard Ratka |
| TuS                                                                                     | Nikola Blažičko, Björn Buhrmester – Lars Friedrich (8/5), Christian Hildebrand (4/3), Luka Dobelšek (3), Branko Kokir (1), Thomas Schibschid (1), Oliver Tesch (7), Jens Wiese, Þórir Ólafsson (1), Tim Remer (1) Trainer: Patrik Liljestrand | Nikola Blažičko, Björn Buhrmester – Lars Friedrich (8/5), Christian Hildebrand (4/3), Luka Dobelšek (3), Branko Kokir (1), Thomas Schibschid (1), Oliver Tesch (7), Jens Wiese, Þórir Ólafsson (1), Tim Remer (1) Trainer: Patrik Liljestrand | Nikola Blažičko, Björn Buhrmester – Lars Friedrich (8/5), Christian Hildebrand (4/3), Luka Dobelšek (3), Branko Kokir (1), Thomas Schibschid (1), Oliver Tesch (7), Jens Wiese, Þórir Ólafsson (1), Tim Remer (1) Trainer: Patrik Liljestrand | Nikola Blažičko, Björn Buhrmester – Lars Friedrich (8/5), Christian Hildebrand (4/3), Luka Dobelšek (3), Branko Kokir (1), Thomas Schibschid (1), Oliver Tesch (7), Jens Wiese, Þórir Ólafsson (1), Tim Remer (1) Trainer: Patrik Liljestrand | Nikola Blažičko, Björn Buhrmester – Lars Friedrich (8/5), Christian Hildebrand (4/3), Luka Dobelšek (3), Branko Kokir (1), Thomas Schibschid (1), Oliver Tesch (7), Jens Wiese, Þórir Ólafsson (1), Tim Remer (1) Trainer: Patrik Liljestrand | Nikola Blažičko, Björn Buhrmester – Lars Friedrich (8/5), Christian Hildebrand (4/3), Luka Dobelšek (3), Branko Kokir (1), Thomas Schibschid (1), Oliver Tesch (7), Jens Wiese, Þórir Ólafsson (1), Tim Remer (1) Trainer: Patrik Liljestrand | Nikola Blažičko, Björn Buhrmester – Lars Friedrich (8/5), Christian Hildebrand (4/3), Luka Dobelšek (3), Branko Kokir (1), Thomas Schibschid (1), Oliver Tesch (7), Jens Wiese, Þórir Ólafsson (1), Tim Remer (1) Trainer: Patrik Liljestrand | | | |
| Strafen                                                                                 | GWD | 7× Schäpsmeier (22.), Henriksson (25., 39.), Auerswald (30., 46.), Simon (58.), Gylfason (60.) 1× Auerswald (46./grobes Foulspiel) | 7× Schäpsmeier (22.), Henriksson (25., 39.), Auerswald (30., 46.), Simon (58.), Gylfason (60.) 1× Auerswald (46./grobes Foulspiel) | 7× Schäpsmeier (22.), Henriksson (25., 39.), Auerswald (30., 46.), Simon (58.), Gylfason (60.) 1× Auerswald (46./grobes Foulspiel) | 7× Schäpsmeier (22.), Henriksson (25., 39.), Auerswald (30., 46.), Simon (58.), Gylfason (60.) 1× Auerswald (46./grobes Foulspiel) | 7× Schäpsmeier (22.), Henriksson (25., 39.), Auerswald (30., 46.), Simon (58.), Gylfason (60.) 1× Auerswald (46./grobes Foulspiel) | 7× Schäpsmeier (22.), Henriksson (25., 39.), Auerswald (30., 46.), Simon (58.), Gylfason (60.) 1× Auerswald (46./grobes Foulspiel) | 7× Schäpsmeier (22.), Henriksson (25., 39.), Auerswald (30., 46.), Simon (58.), Gylfason (60.) 1× Auerswald (46./grobes Foulspiel) | | |
| Strafen                                                                                 | TuS | 6× Tesch (19., 35.), Dobelšek (30.), Kokir (51.), Blažičko (60.), Remer (60.) 0× | 6× Tesch (19., 35.), Dobelšek (30.), Kokir (51.), Blažičko (60.), Remer (60.) 0× | 6× Tesch (19., 35.), Dobelšek (30.), Kokir (51.), Blažičko (60.), Remer (60.) 0× | 6× Tesch (19., 35.), Dobelšek (30.), Kokir (51.), Blažičko (60.), Remer (60.) 0× | 6× Tesch (19., 35.), Dobelšek (30.), Kokir (51.), Blažičko (60.), Remer (60.) 0× | 6× Tesch (19., 35.), Dobelšek (30.), Kokir (51.), Blažičko (60.), Remer (60.) 0× | 6× Tesch (19., 35.), Dobelšek (30.), Kokir (51.), Blažičko (60.), Remer (60.) 0× | | |
| Siebenmeter                                                                             | GWD | 6/5 – verworfen: Hegemann (15.) | 6/5 – verworfen: Hegemann (15.) | 6/5 – verworfen: Hegemann (15.) | 6/5 – verworfen: Hegemann (15.) | 6/5 – verworfen: Hegemann (15.) | 6/5 – verworfen: Hegemann (15.) | 6/5 – verworfen: Hegemann (15.) | | |
| Siebenmeter                                                                             | TuS | 9/8 – verworfen: Friedrich (32.) | 9/8 – verworfen: Friedrich (32.) | 9/8 – verworfen: Friedrich (32.) | 9/8 – verworfen: Friedrich (32.) | 9/8 – verworfen: Friedrich (32.) | 9/8 – verworfen: Friedrich (32.) | 9/8 – verworfen: Friedrich (32.) | | |
|                                                                                         | 88 | Freundschaftsspiel – E.ON-Pokal (Finale) | Freundschaftsspiel – E.ON-Pokal (Finale) | Freundschaftsspiel – E.ON-Pokal (Finale) | Di., 12. Mai 2009 21:00 | GWD Minden | TuS Nettelstedt | 17:15 (11:8) | 450 | Sporthalle Schulzentrum Süd, Porta Westfalica |
|                                                                                         | | Aufstellungen | TuS | Trainer: Patrik Liljestrand | Trainer: Patrik Liljestrand | Trainer: Patrik Liljestrand | Trainer: Patrik Liljestrand | Trainer: Patrik Liljestrand | Trainer: Patrik Liljestrand | Trainer: Patrik Liljestrand |
| GWD                                                                                     | Trainer: Richard Ratka | Trainer: Richard Ratka | Trainer: Richard Ratka | Trainer: Richard Ratka | Trainer: Richard Ratka | Trainer: Richard Ratka | Trainer: Richard Ratka | | | |
| Bemerkungen                                                                             | Es sind keine näheren Statistiken bekannt. Die Spielzeit betrug 2× 20 Minuten. | Es sind keine näheren Statistiken bekannt. Die Spielzeit betrug 2× 20 Minuten. | Es sind keine näheren Statistiken bekannt. Die Spielzeit betrug 2× 20 Minuten. | Es sind keine näheren Statistiken bekannt. Die Spielzeit betrug 2× 20 Minuten. | Es sind keine näheren Statistiken bekannt. Die Spielzeit betrug 2× 20 Minuten. | Es sind keine näheren Statistiken bekannt. Die Spielzeit betrug 2× 20 Minuten. | Es sind keine näheren Statistiken bekannt. Die Spielzeit betrug 2× 20 Minuten. | Es sind keine näheren Statistiken bekannt. Die Spielzeit betrug 2× 20 Minuten. | | |
| 56                                                                                      | 89 | Handball-Bundesliga 2009/10 – 4. Spieltag | Handball-Bundesliga 2009/10 – 4. Spieltag | Handball-Bundesliga 2009/10 – 4. Spieltag | So., 27. Sep. 2009 17:45 | TuS N-Lübbecke | GWD Minden | 23:23 (12:12) | 3.300 (ausverkauft) | Merkur Arena, Lübbecke |
|                                                                                         | | Aufstellungen | TuS | Nikola Blažičko, Miloš Putera – Heiðmar Felixson, Lars Friedrich (2), Henrik Hansen (1), Michał Jurecki (n.e.), Arne Niemeyer (3), Jens Wiese, Þórir Ólafsson (8), Tim Remer (2), Tomasz Tłuczyński (5/4), Artur Siódmiak (1), Oliver Tesch (1) Trainer: Patrik Liljestrand | Nikola Blažičko, Miloš Putera – Heiðmar Felixson, Lars Friedrich (2), Henrik Hansen (1), Michał Jurecki (n.e.), Arne Niemeyer (3), Jens Wiese, Þórir Ólafsson (8), Tim Remer (2), Tomasz Tłuczyński (5/4), Artur Siódmiak (1), Oliver Tesch (1) Trainer: Patrik Liljestrand | Nikola Blažičko, Miloš Putera – Heiðmar Felixson, Lars Friedrich (2), Henrik Hansen (1), Michał Jurecki (n.e.), Arne Niemeyer (3), Jens Wiese, Þórir Ólafsson (8), Tim Remer (2), Tomasz Tłuczyński (5/4), Artur Siódmiak (1), Oliver Tesch (1) Trainer: Patrik Liljestrand | Nikola Blažičko, Miloš Putera – Heiðmar Felixson, Lars Friedrich (2), Henrik Hansen (1), Michał Jurecki (n.e.), Arne Niemeyer (3), Jens Wiese, Þórir Ólafsson (8), Tim Remer (2), Tomasz Tłuczyński (5/4), Artur Siódmiak (1), Oliver Tesch (1) Trainer: Patrik Liljestrand | Nikola Blažičko, Miloš Putera – Heiðmar Felixson, Lars Friedrich (2), Henrik Hansen (1), Michał Jurecki (n.e.), Arne Niemeyer (3), Jens Wiese, Þórir Ólafsson (8), Tim Remer (2), Tomasz Tłuczyński (5/4), Artur Siódmiak (1), Oliver Tesch (1) Trainer: Patrik Liljestrand | Nikola Blažičko, Miloš Putera – Heiðmar Felixson, Lars Friedrich (2), Henrik Hansen (1), Michał Jurecki (n.e.), Arne Niemeyer (3), Jens Wiese, Þórir Ólafsson (8), Tim Remer (2), Tomasz Tłuczyński (5/4), Artur Siódmiak (1), Oliver Tesch (1) Trainer: Patrik Liljestrand                                                                                             | Nikola Blažičko, Miloš Putera – Heiðmar Felixson, Lars Friedrich (2), Henrik Hansen (1), Michał Jurecki (n.e.), Arne Niemeyer (3), Jens Wiese, Þórir Ólafsson (8), Tim Remer (2), Tomasz Tłuczyński (5/4), Artur Siódmiak (1), Oliver Tesch (1) Trainer: Patrik Liljestrand                                                                                             |
| GWD                                                                                     | Nikolas Katsigiannis, Svenn Erik Medhus (n.e.) – René Bach Madsen (2), Janis Helmdach (1), Ingimundur Ingimundarson, Evars Klešniks, Moritz Schäpsmeier (2), Damian Wleklak (1), Gylfi Gylfason (4), Aljoscha Schmidt (7/2), Anders Henriksson (4), Stephan Just (2) Trainer: Ulf Schefvert | Nikolas Katsigiannis, Svenn Erik Medhus (n.e.) – René Bach Madsen (2), Janis Helmdach (1), Ingimundur Ingimundarson, Evars Klešniks, Moritz Schäpsmeier (2), Damian Wleklak (1), Gylfi Gylfason (4), Aljoscha Schmidt (7/2), Anders Henriksson (4), Stephan Just (2) Trainer: Ulf Schefvert | Nikolas Katsigiannis, Svenn Erik Medhus (n.e.) – René Bach Madsen (2), Janis Helmdach (1), Ingimundur Ingimundarson, Evars Klešniks, Moritz Schäpsmeier (2), Damian Wleklak (1), Gylfi Gylfason (4), Aljoscha Schmidt (7/2), Anders Henriksson (4), Stephan Just (2) Trainer: Ulf Schefvert | Nikolas Katsigiannis, Svenn Erik Medhus (n.e.) – René Bach Madsen (2), Janis Helmdach (1), Ingimundur Ingimundarson, Evars Klešniks, Moritz Schäpsmeier (2), Damian Wleklak (1), Gylfi Gylfason (4), Aljoscha Schmidt (7/2), Anders Henriksson (4), Stephan Just (2) Trainer: Ulf Schefvert | Nikolas Katsigiannis, Svenn Erik Medhus (n.e.) – René Bach Madsen (2), Janis Helmdach (1), Ingimundur Ingimundarson, Evars Klešniks, Moritz Schäpsmeier (2), Damian Wleklak (1), Gylfi Gylfason (4), Aljoscha Schmidt (7/2), Anders Henriksson (4), Stephan Just (2) Trainer: Ulf Schefvert | Nikolas Katsigiannis, Svenn Erik Medhus (n.e.) – René Bach Madsen (2), Janis Helmdach (1), Ingimundur Ingimundarson, Evars Klešniks, Moritz Schäpsmeier (2), Damian Wleklak (1), Gylfi Gylfason (4), Aljoscha Schmidt (7/2), Anders Henriksson (4), Stephan Just (2) Trainer: Ulf Schefvert | Nikolas Katsigiannis, Svenn Erik Medhus (n.e.) – René Bach Madsen (2), Janis Helmdach (1), Ingimundur Ingimundarson, Evars Klešniks, Moritz Schäpsmeier (2), Damian Wleklak (1), Gylfi Gylfason (4), Aljoscha Schmidt (7/2), Anders Henriksson (4), Stephan Just (2) Trainer: Ulf Schefvert | | | |
| Strafen                                                                                 | TuS | 2× Blažičko (28.), Tesch (59.) | 2× Blažičko (28.), Tesch (59.) | 2× Blažičko (28.), Tesch (59.) | 2× Blažičko (28.), Tesch (59.) | 2× Blažičko (28.), Tesch (59.) | 2× Blažičko (28.), Tesch (59.) | 2× Blažičko (28.), Tesch (59.) | | |
| Strafen                                                                                 | GWD | 3× Henriksson (32.), Wleklak (41.), Gylfason (60.) | 3× Henriksson (32.), Wleklak (41.), Gylfason (60.) | 3× Henriksson (32.), Wleklak (41.), Gylfason (60.) | 3× Henriksson (32.), Wleklak (41.), Gylfason (60.) | 3× Henriksson (32.), Wleklak (41.), Gylfason (60.) | 3× Henriksson (32.), Wleklak (41.), Gylfason (60.) | 3× Henriksson (32.), Wleklak (41.), Gylfason (60.) | | |
| Siebenmeter                                                                             | TuS | 6/4 – verworfen: Tłuczyński (2) | 6/4 – verworfen: Tłuczyński (2) | 6/4 – verworfen: Tłuczyński (2) | 6/4 – verworfen: Tłuczyński (2) | 6/4 – verworfen: Tłuczyński (2) | 6/4 – verworfen: Tłuczyński (2) | 6/4 – verworfen: Tłuczyński (2) | | |
| Siebenmeter                                                                             | GWD | 4/2 – verworfen: Schmidt (2) | 4/2 – verworfen: Schmidt (2) | 4/2 – verworfen: Schmidt (2) | 4/2 – verworfen: Schmidt (2) | 4/2 – verworfen: Schmidt (2) | 4/2 – verworfen: Schmidt (2) | 4/2 – verworfen: Schmidt (2) | | |
| Schiedsrichter                                                                          | Holger Fleisch (Ostfildern) & Jürgen Rieber (Nürtingen) | Holger Fleisch (Ostfildern) & Jürgen Rieber (Nürtingen) | Holger Fleisch (Ostfildern) & Jürgen Rieber (Nürtingen) | Holger Fleisch (Ostfildern) & Jürgen Rieber (Nürtingen) | Holger Fleisch (Ostfildern) & Jürgen Rieber (Nürtingen) | Holger Fleisch (Ostfildern) & Jürgen Rieber (Nürtingen) | Holger Fleisch (Ostfildern) & Jürgen Rieber (Nürtingen) | Holger Fleisch (Ostfildern) & Jürgen Rieber (Nürtingen) | | |
| 57                                                                                      | 90 | Handball-Bundesliga 2009/10 – 21. Spieltag | Handball-Bundesliga 2009/10 – 21. Spieltag | Handball-Bundesliga 2009/10 – 21. Spieltag | Fr., 26. Feb. 2010 19:45 | GWD Minden | TuS N-Lübbecke | 28:23 (16:14) | 4.050 (ausverkauft) | Kampa-Halle, Minden |
|                                                                                         | | Aufstellungen | GWD | Nikolas Katsigiannis, Svenn Erik Medhus – Anders Henriksson (2), Gylfi Gylfason (2), Barna Putics (2), Stephan Just (5), Moritz Schäpsmeier (5), Ingimundur Ingimundarson (2), René Bach Madsen (3), Thorben Lommel, Aljoscha Schmidt (7/3), Christopher Kunisch Trainer: Ulf Schefvert | Nikolas Katsigiannis, Svenn Erik Medhus – Anders Henriksson (2), Gylfi Gylfason (2), Barna Putics (2), Stephan Just (5), Moritz Schäpsmeier (5), Ingimundur Ingimundarson (2), René Bach Madsen (3), Thorben Lommel, Aljoscha Schmidt (7/3), Christopher Kunisch Trainer: Ulf Schefvert | Nikolas Katsigiannis, Svenn Erik Medhus – Anders Henriksson (2), Gylfi Gylfason (2), Barna Putics (2), Stephan Just (5), Moritz Schäpsmeier (5), Ingimundur Ingimundarson (2), René Bach Madsen (3), Thorben Lommel, Aljoscha Schmidt (7/3), Christopher Kunisch Trainer: Ulf Schefvert | Nikolas Katsigiannis, Svenn Erik Medhus – Anders Henriksson (2), Gylfi Gylfason (2), Barna Putics (2), Stephan Just (5), Moritz Schäpsmeier (5), Ingimundur Ingimundarson (2), René Bach Madsen (3), Thorben Lommel, Aljoscha Schmidt (7/3), Christopher Kunisch Trainer: Ulf Schefvert | Nikolas Katsigiannis, Svenn Erik Medhus – Anders Henriksson (2), Gylfi Gylfason (2), Barna Putics (2), Stephan Just (5), Moritz Schäpsmeier (5), Ingimundur Ingimundarson (2), René Bach Madsen (3), Thorben Lommel, Aljoscha Schmidt (7/3), Christopher Kunisch Trainer: Ulf Schefvert | Nikolas Katsigiannis, Svenn Erik Medhus – Anders Henriksson (2), Gylfi Gylfason (2), Barna Putics (2), Stephan Just (5), Moritz Schäpsmeier (5), Ingimundur Ingimundarson (2), René Bach Madsen (3), Thorben Lommel, Aljoscha Schmidt (7/3), Christopher Kunisch Trainer: Ulf Schefvert                                                                                 | Nikolas Katsigiannis, Svenn Erik Medhus – Anders Henriksson (2), Gylfi Gylfason (2), Barna Putics (2), Stephan Just (5), Moritz Schäpsmeier (5), Ingimundur Ingimundarson (2), René Bach Madsen (3), Thorben Lommel, Aljoscha Schmidt (7/3), Christopher Kunisch Trainer: Ulf Schefvert                                                                                 |
| TuS                                                                                     | Nikola Blažičko, Miloš Putera – Frank Løke (2), Heiðmar Felixson (1), Artur Siódmiak (1), Henrik Hansen, Michał Jurecki (2), Tomasz Tłuczyński (4/4), Oliver Tesch (1), Renato Rui (1), Arne Niemeyer (3), Þórir Ólafsson, Alexandros Alvanos (4), Tim Remer (4) Trainer: Patrik Liljestrand | Nikola Blažičko, Miloš Putera – Frank Løke (2), Heiðmar Felixson (1), Artur Siódmiak (1), Henrik Hansen, Michał Jurecki (2), Tomasz Tłuczyński (4/4), Oliver Tesch (1), Renato Rui (1), Arne Niemeyer (3), Þórir Ólafsson, Alexandros Alvanos (4), Tim Remer (4) Trainer: Patrik Liljestrand | Nikola Blažičko, Miloš Putera – Frank Løke (2), Heiðmar Felixson (1), Artur Siódmiak (1), Henrik Hansen, Michał Jurecki (2), Tomasz Tłuczyński (4/4), Oliver Tesch (1), Renato Rui (1), Arne Niemeyer (3), Þórir Ólafsson, Alexandros Alvanos (4), Tim Remer (4) Trainer: Patrik Liljestrand | Nikola Blažičko, Miloš Putera – Frank Løke (2), Heiðmar Felixson (1), Artur Siódmiak (1), Henrik Hansen, Michał Jurecki (2), Tomasz Tłuczyński (4/4), Oliver Tesch (1), Renato Rui (1), Arne Niemeyer (3), Þórir Ólafsson, Alexandros Alvanos (4), Tim Remer (4) Trainer: Patrik Liljestrand | Nikola Blažičko, Miloš Putera – Frank Løke (2), Heiðmar Felixson (1), Artur Siódmiak (1), Henrik Hansen, Michał Jurecki (2), Tomasz Tłuczyński (4/4), Oliver Tesch (1), Renato Rui (1), Arne Niemeyer (3), Þórir Ólafsson, Alexandros Alvanos (4), Tim Remer (4) Trainer: Patrik Liljestrand | Nikola Blažičko, Miloš Putera – Frank Løke (2), Heiðmar Felixson (1), Artur Siódmiak (1), Henrik Hansen, Michał Jurecki (2), Tomasz Tłuczyński (4/4), Oliver Tesch (1), Renato Rui (1), Arne Niemeyer (3), Þórir Ólafsson, Alexandros Alvanos (4), Tim Remer (4) Trainer: Patrik Liljestrand | Nikola Blažičko, Miloš Putera – Frank Løke (2), Heiðmar Felixson (1), Artur Siódmiak (1), Henrik Hansen, Michał Jurecki (2), Tomasz Tłuczyński (4/4), Oliver Tesch (1), Renato Rui (1), Arne Niemeyer (3), Þórir Ólafsson, Alexandros Alvanos (4), Tim Remer (4) Trainer: Patrik Liljestrand | | | |
| Strafen                                                                                 | GWD | 4× Schäpsmeier (15.), Ingimundarson (29., 42.), Schmidt (52.) | 4× Schäpsmeier (15.), Ingimundarson (29., 42.), Schmidt (52.) | 4× Schäpsmeier (15.), Ingimundarson (29., 42.), Schmidt (52.) | 4× Schäpsmeier (15.), Ingimundarson (29., 42.), Schmidt (52.) | 4× Schäpsmeier (15.), Ingimundarson (29., 42.), Schmidt (52.) | 4× Schäpsmeier (15.), Ingimundarson (29., 42.), Schmidt (52.) | 4× Schäpsmeier (15.), Ingimundarson (29., 42.), Schmidt (52.) | | |
| Strafen                                                                                 | TuS | 5× Tesch (16.), Rui (20.), Remer (45.), Felixson (55.), Siódmiak (57.) | 5× Tesch (16.), Rui (20.), Remer (45.), Felixson (55.), Siódmiak (57.) | 5× Tesch (16.), Rui (20.), Remer (45.), Felixson (55.), Siódmiak (57.) | 5× Tesch (16.), Rui (20.), Remer (45.), Felixson (55.), Siódmiak (57.) | 5× Tesch (16.), Rui (20.), Remer (45.), Felixson (55.), Siódmiak (57.) | 5× Tesch (16.), Rui (20.), Remer (45.), Felixson (55.), Siódmiak (57.) | 5× Tesch (16.), Rui (20.), Remer (45.), Felixson (55.), Siódmiak (57.) | | |
| Siebenmeter                                                                             | GWD | 3/3 | 3/3 | 3/3 | 3/3 | 3/3 | 3/3 | 3/3 | | |
| Siebenmeter                                                                             | TuS | 4/4 | 4/4 | 4/4 | 4/4 | 4/4 | 4/4 | 4/4 | | |
| Schiedsrichter                                                                          | Colin Hartmann (Magdeburg) & Stefan Schneider (Erxleben) | Colin Hartmann (Magdeburg) & Stefan Schneider (Erxleben) | Colin Hartmann (Magdeburg) & Stefan Schneider (Erxleben) | Colin Hartmann (Magdeburg) & Stefan Schneider (Erxleben) | Colin Hartmann (Magdeburg) & Stefan Schneider (Erxleben) | Colin Hartmann (Magdeburg) & Stefan Schneider (Erxleben) | Colin Hartmann (Magdeburg) & Stefan Schneider (Erxleben) | Colin Hartmann (Magdeburg) & Stefan Schneider (Erxleben) | | |
| Bemerkungen                                                                             | Es war das erste GWD-Pflichtspiel unter Trainer Ulf Schefvert. | Es war das erste GWD-Pflichtspiel unter Trainer Ulf Schefvert. | Es war das erste GWD-Pflichtspiel unter Trainer Ulf Schefvert. | Es war das erste GWD-Pflichtspiel unter Trainer Ulf Schefvert. | Es war das erste GWD-Pflichtspiel unter Trainer Ulf Schefvert. | Es war das erste GWD-Pflichtspiel unter Trainer Ulf Schefvert. | Es war das erste GWD-Pflichtspiel unter Trainer Ulf Schefvert. | Es war das erste GWD-Pflichtspiel unter Trainer Ulf Schefvert. | | |
|                                                                                         | 91 | Freundschaftsspiel – Spielothek-Cup 2011 (Finale) | Freundschaftsspiel – Spielothek-Cup 2011 (Finale) | Freundschaftsspiel – Spielothek-Cup 2011 (Finale) | Sa., 13. Aug. 2011 19:45 | TuS N-Lübbecke | GWD Minden | 35:31 (18:12) | 1.800 | Merkur Arena, Lübbecke |
|                                                                                         | | Aufstellungen | TuS | Nikola Blažičko, Dario Quenstedt – Nicky Verjans (4), Mattias Gustafsson, Frank Løke (6), Drago Vuković (8), Artur Siódmiak, Malte Schröder (2), Tomasz Tłuczyński (10/5), Daniel Svensson, Arne Niemeyer (4), Tim Remer (1) Trainer: Markus Baur | Nikola Blažičko, Dario Quenstedt – Nicky Verjans (4), Mattias Gustafsson, Frank Løke (6), Drago Vuković (8), Artur Siódmiak, Malte Schröder (2), Tomasz Tłuczyński (10/5), Daniel Svensson, Arne Niemeyer (4), Tim Remer (1) Trainer: Markus Baur | Nikola Blažičko, Dario Quenstedt – Nicky Verjans (4), Mattias Gustafsson, Frank Løke (6), Drago Vuković (8), Artur Siódmiak, Malte Schröder (2), Tomasz Tłuczyński (10/5), Daniel Svensson, Arne Niemeyer (4), Tim Remer (1) Trainer: Markus Baur | Nikola Blažičko, Dario Quenstedt – Nicky Verjans (4), Mattias Gustafsson, Frank Løke (6), Drago Vuković (8), Artur Siódmiak, Malte Schröder (2), Tomasz Tłuczyński (10/5), Daniel Svensson, Arne Niemeyer (4), Tim Remer (1) Trainer: Markus Baur | Nikola Blažičko, Dario Quenstedt – Nicky Verjans (4), Mattias Gustafsson, Frank Løke (6), Drago Vuković (8), Artur Siódmiak, Malte Schröder (2), Tomasz Tłuczyński (10/5), Daniel Svensson, Arne Niemeyer (4), Tim Remer (1) Trainer: Markus Baur | Nikola Blažičko, Dario Quenstedt – Nicky Verjans (4), Mattias Gustafsson, Frank Løke (6), Drago Vuković (8), Artur Siódmiak, Malte Schröder (2), Tomasz Tłuczyński (10/5), Daniel Svensson, Arne Niemeyer (4), Tim Remer (1) Trainer: Markus Baur | Nikola Blažičko, Dario Quenstedt – Nicky Verjans (4), Mattias Gustafsson, Frank Løke (6), Drago Vuković (8), Artur Siódmiak, Malte Schröder (2), Tomasz Tłuczyński (10/5), Daniel Svensson, Arne Niemeyer (4), Tim Remer (1) Trainer: Markus Baur |
| GWD                                                                                     | Anders Persson, Jens Vortmann – Carl-Johan Andersson (1), Markus Fuchs (1), Gerrit Bartsch (1/1), Georg Auerswald, Christoph Steinert, Aljoscha Schmidt (5/1), Aleksandar Svitlica (4), Dalibor Doder (8), Evars Klešniks (2), Nenad Bilbija (9), Sören Südmeier (n.e.), Jannick Oevermann (n.e.) Trainer: Ulf Schefvert | Anders Persson, Jens Vortmann – Carl-Johan Andersson (1), Markus Fuchs (1), Gerrit Bartsch (1/1), Georg Auerswald, Christoph Steinert, Aljoscha Schmidt (5/1), Aleksandar Svitlica (4), Dalibor Doder (8), Evars Klešniks (2), Nenad Bilbija (9), Sören Südmeier (n.e.), Jannick Oevermann (n.e.) Trainer: Ulf Schefvert | Anders Persson, Jens Vortmann – Carl-Johan Andersson (1), Markus Fuchs (1), Gerrit Bartsch (1/1), Georg Auerswald, Christoph Steinert, Aljoscha Schmidt (5/1), Aleksandar Svitlica (4), Dalibor Doder (8), Evars Klešniks (2), Nenad Bilbija (9), Sören Südmeier (n.e.), Jannick Oevermann (n.e.) Trainer: Ulf Schefvert | Anders Persson, Jens Vortmann – Carl-Johan Andersson (1), Markus Fuchs (1), Gerrit Bartsch (1/1), Georg Auerswald, Christoph Steinert, Aljoscha Schmidt (5/1), Aleksandar Svitlica (4), Dalibor Doder (8), Evars Klešniks (2), Nenad Bilbija (9), Sören Südmeier (n.e.), Jannick Oevermann (n.e.) Trainer: Ulf Schefvert | Anders Persson, Jens Vortmann – Carl-Johan Andersson (1), Markus Fuchs (1), Gerrit Bartsch (1/1), Georg Auerswald, Christoph Steinert, Aljoscha Schmidt (5/1), Aleksandar Svitlica (4), Dalibor Doder (8), Evars Klešniks (2), Nenad Bilbija (9), Sören Südmeier (n.e.), Jannick Oevermann (n.e.) Trainer: Ulf Schefvert | Anders Persson, Jens Vortmann – Carl-Johan Andersson (1), Markus Fuchs (1), Gerrit Bartsch (1/1), Georg Auerswald, Christoph Steinert, Aljoscha Schmidt (5/1), Aleksandar Svitlica (4), Dalibor Doder (8), Evars Klešniks (2), Nenad Bilbija (9), Sören Südmeier (n.e.), Jannick Oevermann (n.e.) Trainer: Ulf Schefvert | Anders Persson, Jens Vortmann – Carl-Johan Andersson (1), Markus Fuchs (1), Gerrit Bartsch (1/1), Georg Auerswald, Christoph Steinert, Aljoscha Schmidt (5/1), Aleksandar Svitlica (4), Dalibor Doder (8), Evars Klešniks (2), Nenad Bilbija (9), Sören Südmeier (n.e.), Jannick Oevermann (n.e.) Trainer: Ulf Schefvert | | | |
| Strafen                                                                                 | TuS | 3× Niemeyer (36.), Remer (46.), Gustafsson (59.) | 3× Niemeyer (36.), Remer (46.), Gustafsson (59.) | 3× Niemeyer (36.), Remer (46.), Gustafsson (59.) | 3× Niemeyer (36.), Remer (46.), Gustafsson (59.) | 3× Niemeyer (36.), Remer (46.), Gustafsson (59.) | 3× Niemeyer (36.), Remer (46.), Gustafsson (59.) | 3× Niemeyer (36.), Remer (46.), Gustafsson (59.) | | |
| Strafen                                                                                 | GWD | 5× Andersson (11., 32.), Bilbija (20.), Vortmann (47.), Auerswald (59.) | 5× Andersson (11., 32.), Bilbija (20.), Vortmann (47.), Auerswald (59.) | 5× Andersson (11., 32.), Bilbija (20.), Vortmann (47.), Auerswald (59.) | 5× Andersson (11., 32.), Bilbija (20.), Vortmann (47.), Auerswald (59.) | 5× Andersson (11., 32.), Bilbija (20.), Vortmann (47.), Auerswald (59.) | 5× Andersson (11., 32.), Bilbija (20.), Vortmann (47.), Auerswald (59.) | 5× Andersson (11., 32.), Bilbija (20.), Vortmann (47.), Auerswald (59.) | | |
| Siebenmeter                                                                             | TuS | 5/5 | 5/5 | 5/5 | 5/5 | 5/5 | 5/5 | 5/5 | | |
| Siebenmeter                                                                             | GWD | 3/1 – verworfen: Schmidt, Bartsch | 3/1 – verworfen: Schmidt, Bartsch | 3/1 – verworfen: Schmidt, Bartsch | 3/1 – verworfen: Schmidt, Bartsch | 3/1 – verworfen: Schmidt, Bartsch | 3/1 – verworfen: Schmidt, Bartsch | 3/1 – verworfen: Schmidt, Bartsch | | |
| Schiedsrichter                                                                          | Pawel Fratczak (Geldern) & Paulo Ribeiro (Diepholz) | Pawel Fratczak (Geldern) & Paulo Ribeiro (Diepholz) | Pawel Fratczak (Geldern) & Paulo Ribeiro (Diepholz) | Pawel Fratczak (Geldern) & Paulo Ribeiro (Diepholz) | Pawel Fratczak (Geldern) & Paulo Ribeiro (Diepholz) | Pawel Fratczak (Geldern) & Paulo Ribeiro (Diepholz) | Pawel Fratczak (Geldern) & Paulo Ribeiro (Diepholz) | Pawel Fratczak (Geldern) & Paulo Ribeiro (Diepholz) | | |
| 58                                                                                      | 92 | Handball-Bundesliga 2012/13 – 7. Spieltag | Handball-Bundesliga 2012/13 – 7. Spieltag | Handball-Bundesliga 2012/13 – 7. Spieltag | Fr., 5. Okt. 2012 19:45 | GWD Minden | TuS N-Lübbecke | 32:31 (14:16) | 4.000 (ausverkauft) | Kampa-Halle, Minden |
|                                                                                         | | Aufstellungen | GWD | Anders Persson, Jens Vortmann – Christoph Steinert (3), Sören Südmeier (2), Oliver Tesch (3), Anders Oechsler, Vignir Svavarsson (2), Aljoscha Schmidt (7/1), Aleksandar Svitlica (7/2), Florian Freitag (n.e.), Evars Klešniks , Nenad Bilbija (8), Sebastian Bagats (n.e.) Trainer: Ulf Schefvert | Anders Persson, Jens Vortmann – Christoph Steinert (3), Sören Südmeier (2), Oliver Tesch (3), Anders Oechsler, Vignir Svavarsson (2), Aljoscha Schmidt (7/1), Aleksandar Svitlica (7/2), Florian Freitag (n.e.), Evars Klešniks , Nenad Bilbija (8), Sebastian Bagats (n.e.) Trainer: Ulf Schefvert | Anders Persson, Jens Vortmann – Christoph Steinert (3), Sören Südmeier (2), Oliver Tesch (3), Anders Oechsler, Vignir Svavarsson (2), Aljoscha Schmidt (7/1), Aleksandar Svitlica (7/2), Florian Freitag (n.e.), Evars Klešniks , Nenad Bilbija (8), Sebastian Bagats (n.e.) Trainer: Ulf Schefvert | Anders Persson, Jens Vortmann – Christoph Steinert (3), Sören Südmeier (2), Oliver Tesch (3), Anders Oechsler, Vignir Svavarsson (2), Aljoscha Schmidt (7/1), Aleksandar Svitlica (7/2), Florian Freitag (n.e.), Evars Klešniks , Nenad Bilbija (8), Sebastian Bagats (n.e.) Trainer: Ulf Schefvert | Anders Persson, Jens Vortmann – Christoph Steinert (3), Sören Südmeier (2), Oliver Tesch (3), Anders Oechsler, Vignir Svavarsson (2), Aljoscha Schmidt (7/1), Aleksandar Svitlica (7/2), Florian Freitag (n.e.), Evars Klešniks , Nenad Bilbija (8), Sebastian Bagats (n.e.) Trainer: Ulf Schefvert | Anders Persson, Jens Vortmann – Christoph Steinert (3), Sören Südmeier (2), Oliver Tesch (3), Anders Oechsler, Vignir Svavarsson (2), Aljoscha Schmidt (7/1), Aleksandar Svitlica (7/2), Florian Freitag (n.e.), Evars Klešniks , Nenad Bilbija (8), Sebastian Bagats (n.e.) Trainer: Ulf Schefvert                                                                     | Anders Persson, Jens Vortmann – Christoph Steinert (3), Sören Südmeier (2), Oliver Tesch (3), Anders Oechsler, Vignir Svavarsson (2), Aljoscha Schmidt (7/1), Aleksandar Svitlica (7/2), Florian Freitag (n.e.), Evars Klešniks , Nenad Bilbija (8), Sebastian Bagats (n.e.) Trainer: Ulf Schefvert                                                                     |
| TuS                                                                                     | Nikola Blažičko, Dario Quenstedt – Mattias Gustafsson (1), Frank Løke (1), Dennis Wilke (5), Kristian Svensson (2), Risto Arnaudovski (3), Tomasz Tłuczyński (5/4), Jannik Gartmann (n.e.), Paweł Niewrzawa (3), Daniel Svensson, Arne Niemeyer (4), Jens Schöngarth (7), Tim Remer (n.e.) Trainer: Gennadij Chalepo | Nikola Blažičko, Dario Quenstedt – Mattias Gustafsson (1), Frank Løke (1), Dennis Wilke (5), Kristian Svensson (2), Risto Arnaudovski (3), Tomasz Tłuczyński (5/4), Jannik Gartmann (n.e.), Paweł Niewrzawa (3), Daniel Svensson, Arne Niemeyer (4), Jens Schöngarth (7), Tim Remer (n.e.) Trainer: Gennadij Chalepo | Nikola Blažičko, Dario Quenstedt – Mattias Gustafsson (1), Frank Løke (1), Dennis Wilke (5), Kristian Svensson (2), Risto Arnaudovski (3), Tomasz Tłuczyński (5/4), Jannik Gartmann (n.e.), Paweł Niewrzawa (3), Daniel Svensson, Arne Niemeyer (4), Jens Schöngarth (7), Tim Remer (n.e.) Trainer: Gennadij Chalepo | Nikola Blažičko, Dario Quenstedt – Mattias Gustafsson (1), Frank Løke (1), Dennis Wilke (5), Kristian Svensson (2), Risto Arnaudovski (3), Tomasz Tłuczyński (5/4), Jannik Gartmann (n.e.), Paweł Niewrzawa (3), Daniel Svensson, Arne Niemeyer (4), Jens Schöngarth (7), Tim Remer (n.e.) Trainer: Gennadij Chalepo | Nikola Blažičko, Dario Quenstedt – Mattias Gustafsson (1), Frank Løke (1), Dennis Wilke (5), Kristian Svensson (2), Risto Arnaudovski (3), Tomasz Tłuczyński (5/4), Jannik Gartmann (n.e.), Paweł Niewrzawa (3), Daniel Svensson, Arne Niemeyer (4), Jens Schöngarth (7), Tim Remer (n.e.) Trainer: Gennadij Chalepo | Nikola Blažičko, Dario Quenstedt – Mattias Gustafsson (1), Frank Løke (1), Dennis Wilke (5), Kristian Svensson (2), Risto Arnaudovski (3), Tomasz Tłuczyński (5/4), Jannik Gartmann (n.e.), Paweł Niewrzawa (3), Daniel Svensson, Arne Niemeyer (4), Jens Schöngarth (7), Tim Remer (n.e.) Trainer: Gennadij Chalepo | Nikola Blažičko, Dario Quenstedt – Mattias Gustafsson (1), Frank Løke (1), Dennis Wilke (5), Kristian Svensson (2), Risto Arnaudovski (3), Tomasz Tłuczyński (5/4), Jannik Gartmann (n.e.), Paweł Niewrzawa (3), Daniel Svensson, Arne Niemeyer (4), Jens Schöngarth (7), Tim Remer (n.e.) Trainer: Gennadij Chalepo | | | |
| Strafen                                                                                 | GWD | 3× Steinert (3.), Tesch (8.), Svavarsson (20.) 4× Steinert (19., 36.), Oechsler (20.), Tesch (26.) 0× | 3× Steinert (3.), Tesch (8.), Svavarsson (20.) 4× Steinert (19., 36.), Oechsler (20.), Tesch (26.) 0× | 3× Steinert (3.), Tesch (8.), Svavarsson (20.) 4× Steinert (19., 36.), Oechsler (20.), Tesch (26.) 0× | 3× Steinert (3.), Tesch (8.), Svavarsson (20.) 4× Steinert (19., 36.), Oechsler (20.), Tesch (26.) 0× | 3× Steinert (3.), Tesch (8.), Svavarsson (20.) 4× Steinert (19., 36.), Oechsler (20.), Tesch (26.) 0× | 3× Steinert (3.), Tesch (8.), Svavarsson (20.) 4× Steinert (19., 36.), Oechsler (20.), Tesch (26.) 0× | 3× Steinert (3.), Tesch (8.), Svavarsson (20.) 4× Steinert (19., 36.), Oechsler (20.), Tesch (26.) 0× | | |
| Strafen                                                                                 | TuS | 3× K.Svensson (15.), Wilke (24.), Arnaudovski (30.) 6× D.Svensson (6., 33.), Niemeyer (18.), Schöngarth (46., 55.), Gustafsson (52.) 1× Niemeyer (18./grobes Foulspiel) | 3× K.Svensson (15.), Wilke (24.), Arnaudovski (30.) 6× D.Svensson (6., 33.), Niemeyer (18.), Schöngarth (46., 55.), Gustafsson (52.) 1× Niemeyer (18./grobes Foulspiel) | 3× K.Svensson (15.), Wilke (24.), Arnaudovski (30.) 6× D.Svensson (6., 33.), Niemeyer (18.), Schöngarth (46., 55.), Gustafsson (52.) 1× Niemeyer (18./grobes Foulspiel) | 3× K.Svensson (15.), Wilke (24.), Arnaudovski (30.) 6× D.Svensson (6., 33.), Niemeyer (18.), Schöngarth (46., 55.), Gustafsson (52.) 1× Niemeyer (18./grobes Foulspiel) | 3× K.Svensson (15.), Wilke (24.), Arnaudovski (30.) 6× D.Svensson (6., 33.), Niemeyer (18.), Schöngarth (46., 55.), Gustafsson (52.) 1× Niemeyer (18./grobes Foulspiel) | 3× K.Svensson (15.), Wilke (24.), Arnaudovski (30.) 6× D.Svensson (6., 33.), Niemeyer (18.), Schöngarth (46., 55.), Gustafsson (52.) 1× Niemeyer (18./grobes Foulspiel) | 3× K.Svensson (15.), Wilke (24.), Arnaudovski (30.) 6× D.Svensson (6., 33.), Niemeyer (18.), Schöngarth (46., 55.), Gustafsson (52.) 1× Niemeyer (18./grobes Foulspiel) | | |
| Siebenmeter                                                                             | GWD | 3/3 | 3/3 | 3/3 | 3/3 | 3/3 | 3/3 | 3/3 | | |
| Siebenmeter                                                                             | TuS | 7/4 – verworfen: Wilke (11.), Tłuczyński (36.), Niewrzawa (41.) | 7/4 – verworfen: Wilke (11.), Tłuczyński (36.), Niewrzawa (41.) | 7/4 – verworfen: Wilke (11.), Tłuczyński (36.), Niewrzawa (41.) | 7/4 – verworfen: Wilke (11.), Tłuczyński (36.), Niewrzawa (41.) | 7/4 – verworfen: Wilke (11.), Tłuczyński (36.), Niewrzawa (41.) | 7/4 – verworfen: Wilke (11.), Tłuczyński (36.), Niewrzawa (41.) | 7/4 – verworfen: Wilke (11.), Tłuczyński (36.), Niewrzawa (41.) | | |
| Schiedsrichter                                                                          | Christoph Immel (Tönisvorst) & Ronald Klein (Ratingen) | Christoph Immel (Tönisvorst) & Ronald Klein (Ratingen) | Christoph Immel (Tönisvorst) & Ronald Klein (Ratingen) | Christoph Immel (Tönisvorst) & Ronald Klein (Ratingen) | Christoph Immel (Tönisvorst) & Ronald Klein (Ratingen) | Christoph Immel (Tönisvorst) & Ronald Klein (Ratingen) | Christoph Immel (Tönisvorst) & Ronald Klein (Ratingen) | Christoph Immel (Tönisvorst) & Ronald Klein (Ratingen) | | |
| 59                                                                                      | 93 | DHB-Pokal 2012/13 – Achtelfinale | DHB-Pokal 2012/13 – Achtelfinale | DHB-Pokal 2012/13 – Achtelfinale | Di., 11. Dez. 2012 20:15 | GWD Minden | TuS N-Lübbecke | 27:26 (11:12) | 4.000 (ausverkauft) | Kampa-Halle, Minden |
|                                                                                         | | Aufstellungen | GWD | Jens Vortmann, Anders Persson – Sören Südmeier, Nils Torbrügge, Oliver Tesch (2), Anders Oechsler, Vignir Svavarsson (2), Aljoscha Schmidt (1), Aleksandar Svitlica (10/3), Dalibor Doder (4), Evars Klešniks (1), Nenad Bilbija (7), Florian Freitag (n.e.) Trainer: Ulf Schefvert | Jens Vortmann, Anders Persson – Sören Südmeier, Nils Torbrügge, Oliver Tesch (2), Anders Oechsler, Vignir Svavarsson (2), Aljoscha Schmidt (1), Aleksandar Svitlica (10/3), Dalibor Doder (4), Evars Klešniks (1), Nenad Bilbija (7), Florian Freitag (n.e.) Trainer: Ulf Schefvert | Jens Vortmann, Anders Persson – Sören Südmeier, Nils Torbrügge, Oliver Tesch (2), Anders Oechsler, Vignir Svavarsson (2), Aljoscha Schmidt (1), Aleksandar Svitlica (10/3), Dalibor Doder (4), Evars Klešniks (1), Nenad Bilbija (7), Florian Freitag (n.e.) Trainer: Ulf Schefvert | Jens Vortmann, Anders Persson – Sören Südmeier, Nils Torbrügge, Oliver Tesch (2), Anders Oechsler, Vignir Svavarsson (2), Aljoscha Schmidt (1), Aleksandar Svitlica (10/3), Dalibor Doder (4), Evars Klešniks (1), Nenad Bilbija (7), Florian Freitag (n.e.) Trainer: Ulf Schefvert | Jens Vortmann, Anders Persson – Sören Südmeier, Nils Torbrügge, Oliver Tesch (2), Anders Oechsler, Vignir Svavarsson (2), Aljoscha Schmidt (1), Aleksandar Svitlica (10/3), Dalibor Doder (4), Evars Klešniks (1), Nenad Bilbija (7), Florian Freitag (n.e.) Trainer: Ulf Schefvert | Jens Vortmann, Anders Persson – Sören Südmeier, Nils Torbrügge, Oliver Tesch (2), Anders Oechsler, Vignir Svavarsson (2), Aljoscha Schmidt (1), Aleksandar Svitlica (10/3), Dalibor Doder (4), Evars Klešniks (1), Nenad Bilbija (7), Florian Freitag (n.e.) Trainer: Ulf Schefvert                                                                                     | Jens Vortmann, Anders Persson – Sören Südmeier, Nils Torbrügge, Oliver Tesch (2), Anders Oechsler, Vignir Svavarsson (2), Aljoscha Schmidt (1), Aleksandar Svitlica (10/3), Dalibor Doder (4), Evars Klešniks (1), Nenad Bilbija (7), Florian Freitag (n.e.) Trainer: Ulf Schefvert                                                                                     |
| TuS                                                                                     | Dario Quenstedt, Nikola Blažičko – Mattias Gustafsson, Frank Løke (6), Drago Vuković (2), Dennis Wilke (1), Kristian Svensson (6), Risto Arnaudovski (1), Tomasz Tłuczyński (3/3), Jannik Gartmann (n.e.), Paweł Niewrzawa, Daniel Svensson (3), Arne Niemeyer, Jens Schöngarth (2), Tim Remer (2) Trainer: Gennadij Chalepo | Dario Quenstedt, Nikola Blažičko – Mattias Gustafsson, Frank Løke (6), Drago Vuković (2), Dennis Wilke (1), Kristian Svensson (6), Risto Arnaudovski (1), Tomasz Tłuczyński (3/3), Jannik Gartmann (n.e.), Paweł Niewrzawa, Daniel Svensson (3), Arne Niemeyer, Jens Schöngarth (2), Tim Remer (2) Trainer: Gennadij Chalepo | Dario Quenstedt, Nikola Blažičko – Mattias Gustafsson, Frank Løke (6), Drago Vuković (2), Dennis Wilke (1), Kristian Svensson (6), Risto Arnaudovski (1), Tomasz Tłuczyński (3/3), Jannik Gartmann (n.e.), Paweł Niewrzawa, Daniel Svensson (3), Arne Niemeyer, Jens Schöngarth (2), Tim Remer (2) Trainer: Gennadij Chalepo | Dario Quenstedt, Nikola Blažičko – Mattias Gustafsson, Frank Løke (6), Drago Vuković (2), Dennis Wilke (1), Kristian Svensson (6), Risto Arnaudovski (1), Tomasz Tłuczyński (3/3), Jannik Gartmann (n.e.), Paweł Niewrzawa, Daniel Svensson (3), Arne Niemeyer, Jens Schöngarth (2), Tim Remer (2) Trainer: Gennadij Chalepo | Dario Quenstedt, Nikola Blažičko – Mattias Gustafsson, Frank Løke (6), Drago Vuković (2), Dennis Wilke (1), Kristian Svensson (6), Risto Arnaudovski (1), Tomasz Tłuczyński (3/3), Jannik Gartmann (n.e.), Paweł Niewrzawa, Daniel Svensson (3), Arne Niemeyer, Jens Schöngarth (2), Tim Remer (2) Trainer: Gennadij Chalepo | Dario Quenstedt, Nikola Blažičko – Mattias Gustafsson, Frank Løke (6), Drago Vuković (2), Dennis Wilke (1), Kristian Svensson (6), Risto Arnaudovski (1), Tomasz Tłuczyński (3/3), Jannik Gartmann (n.e.), Paweł Niewrzawa, Daniel Svensson (3), Arne Niemeyer, Jens Schöngarth (2), Tim Remer (2) Trainer: Gennadij Chalepo | Dario Quenstedt, Nikola Blažičko – Mattias Gustafsson, Frank Løke (6), Drago Vuković (2), Dennis Wilke (1), Kristian Svensson (6), Risto Arnaudovski (1), Tomasz Tłuczyński (3/3), Jannik Gartmann (n.e.), Paweł Niewrzawa, Daniel Svensson (3), Arne Niemeyer, Jens Schöngarth (2), Tim Remer (2) Trainer: Gennadij Chalepo | | | |
| Strafen                                                                                 | GWD | 4× Tesch (13., 23.), Torbrügge (19., 56.) | 4× Tesch (13., 23.), Torbrügge (19., 56.) | 4× Tesch (13., 23.), Torbrügge (19., 56.) | 4× Tesch (13., 23.), Torbrügge (19., 56.) | 4× Tesch (13., 23.), Torbrügge (19., 56.) | 4× Tesch (13., 23.), Torbrügge (19., 56.) | 4× Tesch (13., 23.), Torbrügge (19., 56.) | | |
| Strafen                                                                                 | TuS | 3× Gustafsson (9.), K.Svensson (33., 59.) | 3× Gustafsson (9.), K.Svensson (33., 59.) | 3× Gustafsson (9.), K.Svensson (33., 59.) | 3× Gustafsson (9.), K.Svensson (33., 59.) | 3× Gustafsson (9.), K.Svensson (33., 59.) | 3× Gustafsson (9.), K.Svensson (33., 59.) | 3× Gustafsson (9.), K.Svensson (33., 59.) | | |
| Siebenmeter                                                                             | GWD | 3/3 | 3/3 | 3/3 | 3/3 | 3/3 | 3/3 | 3/3 | | |
| Siebenmeter                                                                             | TuS | 3/3 | 3/3 | 3/3 | 3/3 | 3/3 | 3/3 | 3/3 | | |
| Schiedsrichter                                                                          | Colin Hartmann (Magdeburg) & Stefan Schneider (Erxleben) | Colin Hartmann (Magdeburg) & Stefan Schneider (Erxleben) | Colin Hartmann (Magdeburg) & Stefan Schneider (Erxleben) | Colin Hartmann (Magdeburg) & Stefan Schneider (Erxleben) | Colin Hartmann (Magdeburg) & Stefan Schneider (Erxleben) | Colin Hartmann (Magdeburg) & Stefan Schneider (Erxleben) | Colin Hartmann (Magdeburg) & Stefan Schneider (Erxleben) | Colin Hartmann (Magdeburg) & Stefan Schneider (Erxleben) | | |
| 60                                                                                      | 94 | Handball-Bundesliga 2012/13 – 24. Spieltag | Handball-Bundesliga 2012/13 – 24. Spieltag | Handball-Bundesliga 2012/13 – 24. Spieltag | Sa., 16. März 2013 19:00 | TuS N-Lübbecke | GWD Minden | 34:23 (19:11) | 3.250 (ausverkauft) | Merkur Arena, Lübbecke |
|                                                                                         | | Aufstellungen | TuS | Nikola Blažičko, Dario Quenstedt – Mattias Gustafsson (1), Frank Løke (3), Drago Vuković (6), Dennis Wilke (13/8), Kristian Svensson (1), Aleš Pajovič (4), Risto Arnaudovski, Tomasz Tłuczyński, Paweł Niewrzawa (1), Jens Schöngarth (3), Tim Remer (2) Trainer: Gennadij Chalepo | Nikola Blažičko, Dario Quenstedt – Mattias Gustafsson (1), Frank Løke (3), Drago Vuković (6), Dennis Wilke (13/8), Kristian Svensson (1), Aleš Pajovič (4), Risto Arnaudovski, Tomasz Tłuczyński, Paweł Niewrzawa (1), Jens Schöngarth (3), Tim Remer (2) Trainer: Gennadij Chalepo | Nikola Blažičko, Dario Quenstedt – Mattias Gustafsson (1), Frank Løke (3), Drago Vuković (6), Dennis Wilke (13/8), Kristian Svensson (1), Aleš Pajovič (4), Risto Arnaudovski, Tomasz Tłuczyński, Paweł Niewrzawa (1), Jens Schöngarth (3), Tim Remer (2) Trainer: Gennadij Chalepo | Nikola Blažičko, Dario Quenstedt – Mattias Gustafsson (1), Frank Løke (3), Drago Vuković (6), Dennis Wilke (13/8), Kristian Svensson (1), Aleš Pajovič (4), Risto Arnaudovski, Tomasz Tłuczyński, Paweł Niewrzawa (1), Jens Schöngarth (3), Tim Remer (2) Trainer: Gennadij Chalepo | Nikola Blažičko, Dario Quenstedt – Mattias Gustafsson (1), Frank Løke (3), Drago Vuković (6), Dennis Wilke (13/8), Kristian Svensson (1), Aleš Pajovič (4), Risto Arnaudovski, Tomasz Tłuczyński, Paweł Niewrzawa (1), Jens Schöngarth (3), Tim Remer (2) Trainer: Gennadij Chalepo | Nikola Blažičko, Dario Quenstedt – Mattias Gustafsson (1), Frank Løke (3), Drago Vuković (6), Dennis Wilke (13/8), Kristian Svensson (1), Aleš Pajovič (4), Risto Arnaudovski, Tomasz Tłuczyński, Paweł Niewrzawa (1), Jens Schöngarth (3), Tim Remer (2) Trainer: Gennadij Chalepo                                                                                     | Nikola Blažičko, Dario Quenstedt – Mattias Gustafsson (1), Frank Løke (3), Drago Vuković (6), Dennis Wilke (13/8), Kristian Svensson (1), Aleš Pajovič (4), Risto Arnaudovski, Tomasz Tłuczyński, Paweł Niewrzawa (1), Jens Schöngarth (3), Tim Remer (2) Trainer: Gennadij Chalepo                                                                                     |
| GWD                                                                                     | Anders Persson, Jens Vortmann – Christoph Steinert (3), Sören Südmeier (1), Nils Torbrügge, Oliver Tesch (5), Anders Oechsler, Aljoscha Schmidt (3), Aleksandar Svitlica (4/3), Florian Freitag (1), Dalibor Doder, Evars Klešniks , Nenad Bilbija (6) Trainer: Sead Hasanefendić | Anders Persson, Jens Vortmann – Christoph Steinert (3), Sören Südmeier (1), Nils Torbrügge, Oliver Tesch (5), Anders Oechsler, Aljoscha Schmidt (3), Aleksandar Svitlica (4/3), Florian Freitag (1), Dalibor Doder, Evars Klešniks , Nenad Bilbija (6) Trainer: Sead Hasanefendić | Anders Persson, Jens Vortmann – Christoph Steinert (3), Sören Südmeier (1), Nils Torbrügge, Oliver Tesch (5), Anders Oechsler, Aljoscha Schmidt (3), Aleksandar Svitlica (4/3), Florian Freitag (1), Dalibor Doder, Evars Klešniks , Nenad Bilbija (6) Trainer: Sead Hasanefendić | Anders Persson, Jens Vortmann – Christoph Steinert (3), Sören Südmeier (1), Nils Torbrügge, Oliver Tesch (5), Anders Oechsler, Aljoscha Schmidt (3), Aleksandar Svitlica (4/3), Florian Freitag (1), Dalibor Doder, Evars Klešniks , Nenad Bilbija (6) Trainer: Sead Hasanefendić | Anders Persson, Jens Vortmann – Christoph Steinert (3), Sören Südmeier (1), Nils Torbrügge, Oliver Tesch (5), Anders Oechsler, Aljoscha Schmidt (3), Aleksandar Svitlica (4/3), Florian Freitag (1), Dalibor Doder, Evars Klešniks , Nenad Bilbija (6) Trainer: Sead Hasanefendić | Anders Persson, Jens Vortmann – Christoph Steinert (3), Sören Südmeier (1), Nils Torbrügge, Oliver Tesch (5), Anders Oechsler, Aljoscha Schmidt (3), Aleksandar Svitlica (4/3), Florian Freitag (1), Dalibor Doder, Evars Klešniks , Nenad Bilbija (6) Trainer: Sead Hasanefendić | Anders Persson, Jens Vortmann – Christoph Steinert (3), Sören Südmeier (1), Nils Torbrügge, Oliver Tesch (5), Anders Oechsler, Aljoscha Schmidt (3), Aleksandar Svitlica (4/3), Florian Freitag (1), Dalibor Doder, Evars Klešniks , Nenad Bilbija (6) Trainer: Sead Hasanefendić | | | |
| Strafen                                                                                 | TuS | 4× Gustafsson (2.), Svensson (3.), Remer (12.), Chalepo (51.) 2× Pajovič (20.), Vuković (47.) | 4× Gustafsson (2.), Svensson (3.), Remer (12.), Chalepo (51.) 2× Pajovič (20.), Vuković (47.) | 4× Gustafsson (2.), Svensson (3.), Remer (12.), Chalepo (51.) 2× Pajovič (20.), Vuković (47.) | 4× Gustafsson (2.), Svensson (3.), Remer (12.), Chalepo (51.) 2× Pajovič (20.), Vuković (47.) | 4× Gustafsson (2.), Svensson (3.), Remer (12.), Chalepo (51.) 2× Pajovič (20.), Vuković (47.) | 4× Gustafsson (2.), Svensson (3.), Remer (12.), Chalepo (51.) 2× Pajovič (20.), Vuković (47.) | 4× Gustafsson (2.), Svensson (3.), Remer (12.), Chalepo (51.) 2× Pajovič (20.), Vuković (47.) | | |
| Strafen                                                                                 | GWD | 3× Tesch (4.), Oechsler (8.), Torbrügge (9.) 7× Tesch (11., 35.), Bilbija (12.), Oechsler (14., 57.), Torbrügge (25.), Klešniks (37.) | 3× Tesch (4.), Oechsler (8.), Torbrügge (9.) 7× Tesch (11., 35.), Bilbija (12.), Oechsler (14., 57.), Torbrügge (25.), Klešniks (37.) | 3× Tesch (4.), Oechsler (8.), Torbrügge (9.) 7× Tesch (11., 35.), Bilbija (12.), Oechsler (14., 57.), Torbrügge (25.), Klešniks (37.) | 3× Tesch (4.), Oechsler (8.), Torbrügge (9.) 7× Tesch (11., 35.), Bilbija (12.), Oechsler (14., 57.), Torbrügge (25.), Klešniks (37.) | 3× Tesch (4.), Oechsler (8.), Torbrügge (9.) 7× Tesch (11., 35.), Bilbija (12.), Oechsler (14., 57.), Torbrügge (25.), Klešniks (37.) | 3× Tesch (4.), Oechsler (8.), Torbrügge (9.) 7× Tesch (11., 35.), Bilbija (12.), Oechsler (14., 57.), Torbrügge (25.), Klešniks (37.) | 3× Tesch (4.), Oechsler (8.), Torbrügge (9.) 7× Tesch (11., 35.), Bilbija (12.), Oechsler (14., 57.), Torbrügge (25.), Klešniks (37.) | | |
| Siebenmeter                                                                             | TuS | 8/8 | 8/8 | 8/8 | 8/8 | 8/8 | 8/8 | 8/8 | | |
| Siebenmeter                                                                             | GWD | 4/3 – verworfen: Svitlica (33.) | 4/3 – verworfen: Svitlica (33.) | 4/3 – verworfen: Svitlica (33.) | 4/3 – verworfen: Svitlica (33.) | 4/3 – verworfen: Svitlica (33.) | 4/3 – verworfen: Svitlica (33.) | 4/3 – verworfen: Svitlica (33.) | | |
| Schiedsrichter                                                                          | Andreas Pritschow & Marcus Pritschow (beide Stuttgart) | Andreas Pritschow & Marcus Pritschow (beide Stuttgart) | Andreas Pritschow & Marcus Pritschow (beide Stuttgart) | Andreas Pritschow & Marcus Pritschow (beide Stuttgart) | Andreas Pritschow & Marcus Pritschow (beide Stuttgart) | Andreas Pritschow & Marcus Pritschow (beide Stuttgart) | Andreas Pritschow & Marcus Pritschow (beide Stuttgart) | Andreas Pritschow & Marcus Pritschow (beide Stuttgart) | | |
| Bemerkungen                                                                             | Schiedsrichter Andreas Pritschow schied nach 25 Minuten mit einem Muskelfaserriss in der Wade verletzt aus. Marcus Pritschow leitete die Partie alleine zu Ende. | Schiedsrichter Andreas Pritschow schied nach 25 Minuten mit einem Muskelfaserriss in der Wade verletzt aus. Marcus Pritschow leitete die Partie alleine zu Ende. | Schiedsrichter Andreas Pritschow schied nach 25 Minuten mit einem Muskelfaserriss in der Wade verletzt aus. Marcus Pritschow leitete die Partie alleine zu Ende. | Schiedsrichter Andreas Pritschow schied nach 25 Minuten mit einem Muskelfaserriss in der Wade verletzt aus. Marcus Pritschow leitete die Partie alleine zu Ende. | Schiedsrichter Andreas Pritschow schied nach 25 Minuten mit einem Muskelfaserriss in der Wade verletzt aus. Marcus Pritschow leitete die Partie alleine zu Ende. | Schiedsrichter Andreas Pritschow schied nach 25 Minuten mit einem Muskelfaserriss in der Wade verletzt aus. Marcus Pritschow leitete die Partie alleine zu Ende. | Schiedsrichter Andreas Pritschow schied nach 25 Minuten mit einem Muskelfaserriss in der Wade verletzt aus. Marcus Pritschow leitete die Partie alleine zu Ende. | Schiedsrichter Andreas Pritschow schied nach 25 Minuten mit einem Muskelfaserriss in der Wade verletzt aus. Marcus Pritschow leitete die Partie alleine zu Ende. | | |
|                                                                                         | 95 | Freundschaftsspiel – Spielothek-Cup 2013 (Spiel um Platz 5) | Freundschaftsspiel – Spielothek-Cup 2013 (Spiel um Platz 5) | Freundschaftsspiel – Spielothek-Cup 2013 (Spiel um Platz 5) | Sa., 10. Aug. 2013 16:00 | TuS N-Lübbecke | GWD Minden | 24:22 (13:12) | 450 | Kampa-Halle, Minden |
|                                                                                         | | Aufstellungen | TuS | Nikola Blažičko, Malte Semisch – Mattias Gustafsson (2), Drago Vuković (3), Gabor Langhans (1), Aleš Pajovič (4), Jannik Gartmann (4/3), Paweł Niewrzawa (2), Maximilian Schubert (2/2), Arne Niemeyer (1), Jens Schöngarth (4), Tim Remer (1) Trainer: Dirk Beuchler | Nikola Blažičko, Malte Semisch – Mattias Gustafsson (2), Drago Vuković (3), Gabor Langhans (1), Aleš Pajovič (4), Jannik Gartmann (4/3), Paweł Niewrzawa (2), Maximilian Schubert (2/2), Arne Niemeyer (1), Jens Schöngarth (4), Tim Remer (1) Trainer: Dirk Beuchler | Nikola Blažičko, Malte Semisch – Mattias Gustafsson (2), Drago Vuković (3), Gabor Langhans (1), Aleš Pajovič (4), Jannik Gartmann (4/3), Paweł Niewrzawa (2), Maximilian Schubert (2/2), Arne Niemeyer (1), Jens Schöngarth (4), Tim Remer (1) Trainer: Dirk Beuchler | Nikola Blažičko, Malte Semisch – Mattias Gustafsson (2), Drago Vuković (3), Gabor Langhans (1), Aleš Pajovič (4), Jannik Gartmann (4/3), Paweł Niewrzawa (2), Maximilian Schubert (2/2), Arne Niemeyer (1), Jens Schöngarth (4), Tim Remer (1) Trainer: Dirk Beuchler | Nikola Blažičko, Malte Semisch – Mattias Gustafsson (2), Drago Vuković (3), Gabor Langhans (1), Aleš Pajovič (4), Jannik Gartmann (4/3), Paweł Niewrzawa (2), Maximilian Schubert (2/2), Arne Niemeyer (1), Jens Schöngarth (4), Tim Remer (1) Trainer: Dirk Beuchler | Nikola Blažičko, Malte Semisch – Mattias Gustafsson (2), Drago Vuković (3), Gabor Langhans (1), Aleš Pajovič (4), Jannik Gartmann (4/3), Paweł Niewrzawa (2), Maximilian Schubert (2/2), Arne Niemeyer (1), Jens Schöngarth (4), Tim Remer (1) Trainer: Dirk Beuchler                                                                                                   | Nikola Blažičko, Malte Semisch – Mattias Gustafsson (2), Drago Vuković (3), Gabor Langhans (1), Aleš Pajovič (4), Jannik Gartmann (4/3), Paweł Niewrzawa (2), Maximilian Schubert (2/2), Arne Niemeyer (1), Jens Schöngarth (4), Tim Remer (1) Trainer: Dirk Beuchler                                                                                                   |
| GWD                                                                                     | Anders Persson, Jens Vortmann – Moritz Schäpsmeier (2), Markus Fuchs (3), Artjom Antonevitch, Christoph Steinert (1), Sören Südmeier (3), Nils Torbrügge (2), Oliver Tesch, Anders Oechsler, Vignir Svavarsson (1), Aljoscha Schmidt (1), Florian Freitag (2), Dalibor Doder (2), Aleksandar Svitlica (5/2) Trainer: Goran Perkovac | Anders Persson, Jens Vortmann – Moritz Schäpsmeier (2), Markus Fuchs (3), Artjom Antonevitch, Christoph Steinert (1), Sören Südmeier (3), Nils Torbrügge (2), Oliver Tesch, Anders Oechsler, Vignir Svavarsson (1), Aljoscha Schmidt (1), Florian Freitag (2), Dalibor Doder (2), Aleksandar Svitlica (5/2) Trainer: Goran Perkovac | Anders Persson, Jens Vortmann – Moritz Schäpsmeier (2), Markus Fuchs (3), Artjom Antonevitch, Christoph Steinert (1), Sören Südmeier (3), Nils Torbrügge (2), Oliver Tesch, Anders Oechsler, Vignir Svavarsson (1), Aljoscha Schmidt (1), Florian Freitag (2), Dalibor Doder (2), Aleksandar Svitlica (5/2) Trainer: Goran Perkovac | Anders Persson, Jens Vortmann – Moritz Schäpsmeier (2), Markus Fuchs (3), Artjom Antonevitch, Christoph Steinert (1), Sören Südmeier (3), Nils Torbrügge (2), Oliver Tesch, Anders Oechsler, Vignir Svavarsson (1), Aljoscha Schmidt (1), Florian Freitag (2), Dalibor Doder (2), Aleksandar Svitlica (5/2) Trainer: Goran Perkovac | Anders Persson, Jens Vortmann – Moritz Schäpsmeier (2), Markus Fuchs (3), Artjom Antonevitch, Christoph Steinert (1), Sören Südmeier (3), Nils Torbrügge (2), Oliver Tesch, Anders Oechsler, Vignir Svavarsson (1), Aljoscha Schmidt (1), Florian Freitag (2), Dalibor Doder (2), Aleksandar Svitlica (5/2) Trainer: Goran Perkovac | Anders Persson, Jens Vortmann – Moritz Schäpsmeier (2), Markus Fuchs (3), Artjom Antonevitch, Christoph Steinert (1), Sören Südmeier (3), Nils Torbrügge (2), Oliver Tesch, Anders Oechsler, Vignir Svavarsson (1), Aljoscha Schmidt (1), Florian Freitag (2), Dalibor Doder (2), Aleksandar Svitlica (5/2) Trainer: Goran Perkovac | Anders Persson, Jens Vortmann – Moritz Schäpsmeier (2), Markus Fuchs (3), Artjom Antonevitch, Christoph Steinert (1), Sören Südmeier (3), Nils Torbrügge (2), Oliver Tesch, Anders Oechsler, Vignir Svavarsson (1), Aljoscha Schmidt (1), Florian Freitag (2), Dalibor Doder (2), Aleksandar Svitlica (5/2) Trainer: Goran Perkovac | | | |
| 61                                                                                      | 96 | Handball-Bundesliga 2013/14 – 9. Spieltag | Handball-Bundesliga 2013/14 – 9. Spieltag | Handball-Bundesliga 2013/14 – 9. Spieltag | Fr., 11. Okt. 2013 19:45 | GWD Minden | TuS N-Lübbecke | 28:29 (13:15) | 4.065 (ausverkauft) | Kampa-Halle, Minden |
|                                                                                         | | Aufstellungen | GWD | Anders Persson, Jens Vortmann – Moritz Schäpsmeier, Draško Mrvaljević (1/1), Christoph Steinert (1), Yves Kunkel (n.e.), Sören Südmeier (6), Nils Torbrügge, Oliver Tesch, Anders Oechsler (3), Aljoscha Schmidt (6/5), Aleksandar Svitlica (4/1), Dalibor Doder, Nenad Bilbija (7) Trainer: Goran Perkovac | Anders Persson, Jens Vortmann – Moritz Schäpsmeier, Draško Mrvaljević (1/1), Christoph Steinert (1), Yves Kunkel (n.e.), Sören Südmeier (6), Nils Torbrügge, Oliver Tesch, Anders Oechsler (3), Aljoscha Schmidt (6/5), Aleksandar Svitlica (4/1), Dalibor Doder, Nenad Bilbija (7) Trainer: Goran Perkovac | Anders Persson, Jens Vortmann – Moritz Schäpsmeier, Draško Mrvaljević (1/1), Christoph Steinert (1), Yves Kunkel (n.e.), Sören Südmeier (6), Nils Torbrügge, Oliver Tesch, Anders Oechsler (3), Aljoscha Schmidt (6/5), Aleksandar Svitlica (4/1), Dalibor Doder, Nenad Bilbija (7) Trainer: Goran Perkovac | Anders Persson, Jens Vortmann – Moritz Schäpsmeier, Draško Mrvaljević (1/1), Christoph Steinert (1), Yves Kunkel (n.e.), Sören Südmeier (6), Nils Torbrügge, Oliver Tesch, Anders Oechsler (3), Aljoscha Schmidt (6/5), Aleksandar Svitlica (4/1), Dalibor Doder, Nenad Bilbija (7) Trainer: Goran Perkovac | Anders Persson, Jens Vortmann – Moritz Schäpsmeier, Draško Mrvaljević (1/1), Christoph Steinert (1), Yves Kunkel (n.e.), Sören Südmeier (6), Nils Torbrügge, Oliver Tesch, Anders Oechsler (3), Aljoscha Schmidt (6/5), Aleksandar Svitlica (4/1), Dalibor Doder, Nenad Bilbija (7) Trainer: Goran Perkovac | Anders Persson, Jens Vortmann – Moritz Schäpsmeier, Draško Mrvaljević (1/1), Christoph Steinert (1), Yves Kunkel (n.e.), Sören Südmeier (6), Nils Torbrügge, Oliver Tesch, Anders Oechsler (3), Aljoscha Schmidt (6/5), Aleksandar Svitlica (4/1), Dalibor Doder, Nenad Bilbija (7) Trainer: Goran Perkovac                                                             | Anders Persson, Jens Vortmann – Moritz Schäpsmeier, Draško Mrvaljević (1/1), Christoph Steinert (1), Yves Kunkel (n.e.), Sören Südmeier (6), Nils Torbrügge, Oliver Tesch, Anders Oechsler (3), Aljoscha Schmidt (6/5), Aleksandar Svitlica (4/1), Dalibor Doder, Nenad Bilbija (7) Trainer: Goran Perkovac                                                             |
| TuS                                                                                     | Nikola Blažičko, Malte Semisch – Mattias Gustafsson (2), Frank Løke (3), Drago Vuković (4), Dennis Wilke (1/1), Gabor Langhans (1), Ramon Tauabo (1), Aleš Pajovič (8), Jannik Gartmann (n.e.), Paweł Niewrzawa, Maximilian Schubert (1/1), Jens Schöngarth (3), Tim Remer (5/1) Trainer: Dirk Beuchler | Nikola Blažičko, Malte Semisch – Mattias Gustafsson (2), Frank Løke (3), Drago Vuković (4), Dennis Wilke (1/1), Gabor Langhans (1), Ramon Tauabo (1), Aleš Pajovič (8), Jannik Gartmann (n.e.), Paweł Niewrzawa, Maximilian Schubert (1/1), Jens Schöngarth (3), Tim Remer (5/1) Trainer: Dirk Beuchler | Nikola Blažičko, Malte Semisch – Mattias Gustafsson (2), Frank Løke (3), Drago Vuković (4), Dennis Wilke (1/1), Gabor Langhans (1), Ramon Tauabo (1), Aleš Pajovič (8), Jannik Gartmann (n.e.), Paweł Niewrzawa, Maximilian Schubert (1/1), Jens Schöngarth (3), Tim Remer (5/1) Trainer: Dirk Beuchler | Nikola Blažičko, Malte Semisch – Mattias Gustafsson (2), Frank Løke (3), Drago Vuković (4), Dennis Wilke (1/1), Gabor Langhans (1), Ramon Tauabo (1), Aleš Pajovič (8), Jannik Gartmann (n.e.), Paweł Niewrzawa, Maximilian Schubert (1/1), Jens Schöngarth (3), Tim Remer (5/1) Trainer: Dirk Beuchler | Nikola Blažičko, Malte Semisch – Mattias Gustafsson (2), Frank Løke (3), Drago Vuković (4), Dennis Wilke (1/1), Gabor Langhans (1), Ramon Tauabo (1), Aleš Pajovič (8), Jannik Gartmann (n.e.), Paweł Niewrzawa, Maximilian Schubert (1/1), Jens Schöngarth (3), Tim Remer (5/1) Trainer: Dirk Beuchler | Nikola Blažičko, Malte Semisch – Mattias Gustafsson (2), Frank Løke (3), Drago Vuković (4), Dennis Wilke (1/1), Gabor Langhans (1), Ramon Tauabo (1), Aleš Pajovič (8), Jannik Gartmann (n.e.), Paweł Niewrzawa, Maximilian Schubert (1/1), Jens Schöngarth (3), Tim Remer (5/1) Trainer: Dirk Beuchler | Nikola Blažičko, Malte Semisch – Mattias Gustafsson (2), Frank Løke (3), Drago Vuković (4), Dennis Wilke (1/1), Gabor Langhans (1), Ramon Tauabo (1), Aleš Pajovič (8), Jannik Gartmann (n.e.), Paweł Niewrzawa, Maximilian Schubert (1/1), Jens Schöngarth (3), Tim Remer (5/1) Trainer: Dirk Beuchler | | | |
| Strafen                                                                                 | GWD | 3× Torbrügge (1.), Tesch (4.), Oechsler (9.) 8× Torbrügge (8., 59.), Steinert (15.), Oechsler (36.), Tesch (41., 56.), Mrvaljević (48.), Mannschaft (60.) 0× | 3× Torbrügge (1.), Tesch (4.), Oechsler (9.) 8× Torbrügge (8., 59.), Steinert (15.), Oechsler (36.), Tesch (41., 56.), Mrvaljević (48.), Mannschaft (60.) 0× | 3× Torbrügge (1.), Tesch (4.), Oechsler (9.) 8× Torbrügge (8., 59.), Steinert (15.), Oechsler (36.), Tesch (41., 56.), Mrvaljević (48.), Mannschaft (60.) 0× | 3× Torbrügge (1.), Tesch (4.), Oechsler (9.) 8× Torbrügge (8., 59.), Steinert (15.), Oechsler (36.), Tesch (41., 56.), Mrvaljević (48.), Mannschaft (60.) 0× | 3× Torbrügge (1.), Tesch (4.), Oechsler (9.) 8× Torbrügge (8., 59.), Steinert (15.), Oechsler (36.), Tesch (41., 56.), Mrvaljević (48.), Mannschaft (60.) 0× | 3× Torbrügge (1.), Tesch (4.), Oechsler (9.) 8× Torbrügge (8., 59.), Steinert (15.), Oechsler (36.), Tesch (41., 56.), Mrvaljević (48.), Mannschaft (60.) 0× | 3× Torbrügge (1.), Tesch (4.), Oechsler (9.) 8× Torbrügge (8., 59.), Steinert (15.), Oechsler (36.), Tesch (41., 56.), Mrvaljević (48.), Mannschaft (60.) 0× | | |
| Strafen                                                                                 | TuS | 3× Gustafsson (5.), Schöngarth (14.), Løke (28.) 4× Schöngarth (28., 39., 58.), Langhans (44.) 1× Schöngarth (58./dritte Zeitstrafe) | 3× Gustafsson (5.), Schöngarth (14.), Løke (28.) 4× Schöngarth (28., 39., 58.), Langhans (44.) 1× Schöngarth (58./dritte Zeitstrafe) | 3× Gustafsson (5.), Schöngarth (14.), Løke (28.) 4× Schöngarth (28., 39., 58.), Langhans (44.) 1× Schöngarth (58./dritte Zeitstrafe) | 3× Gustafsson (5.), Schöngarth (14.), Løke (28.) 4× Schöngarth (28., 39., 58.), Langhans (44.) 1× Schöngarth (58./dritte Zeitstrafe) | 3× Gustafsson (5.), Schöngarth (14.), Løke (28.) 4× Schöngarth (28., 39., 58.), Langhans (44.) 1× Schöngarth (58./dritte Zeitstrafe) | 3× Gustafsson (5.), Schöngarth (14.), Løke (28.) 4× Schöngarth (28., 39., 58.), Langhans (44.) 1× Schöngarth (58./dritte Zeitstrafe) | 3× Gustafsson (5.), Schöngarth (14.), Løke (28.) 4× Schöngarth (28., 39., 58.), Langhans (44.) 1× Schöngarth (58./dritte Zeitstrafe) | | |
| Siebenmeter                                                                             | GWD | 10/7 – verworfen: Schmidt (20., 58.), Svitlica (28.) | 10/7 – verworfen: Schmidt (20., 58.), Svitlica (28.) | 10/7 – verworfen: Schmidt (20., 58.), Svitlica (28.) | 10/7 – verworfen: Schmidt (20., 58.), Svitlica (28.) | 10/7 – verworfen: Schmidt (20., 58.), Svitlica (28.) | 10/7 – verworfen: Schmidt (20., 58.), Svitlica (28.) | 10/7 – verworfen: Schmidt (20., 58.), Svitlica (28.) | | |
| Siebenmeter                                                                             | TuS | 6/3 – verworfen: Wilke (16., 49.), Schubert (43.) | 6/3 – verworfen: Wilke (16., 49.), Schubert (43.) | 6/3 – verworfen: Wilke (16., 49.), Schubert (43.) | 6/3 – verworfen: Wilke (16., 49.), Schubert (43.) | 6/3 – verworfen: Wilke (16., 49.), Schubert (43.) | 6/3 – verworfen: Wilke (16., 49.), Schubert (43.) | 6/3 – verworfen: Wilke (16., 49.), Schubert (43.) | | |
| Schiedsrichter                                                                          | Lars Geipel (Teutschenthal) & Marcus Helbig (Landsberg) | Lars Geipel (Teutschenthal) & Marcus Helbig (Landsberg) | Lars Geipel (Teutschenthal) & Marcus Helbig (Landsberg) | Lars Geipel (Teutschenthal) & Marcus Helbig (Landsberg) | Lars Geipel (Teutschenthal) & Marcus Helbig (Landsberg) | Lars Geipel (Teutschenthal) & Marcus Helbig (Landsberg) | Lars Geipel (Teutschenthal) & Marcus Helbig (Landsberg) | Lars Geipel (Teutschenthal) & Marcus Helbig (Landsberg) | | |
| 62                                                                                      | 97 | Handball-Bundesliga 2013/14 – 26. Spieltag | Handball-Bundesliga 2013/14 – 26. Spieltag | Handball-Bundesliga 2013/14 – 26. Spieltag | Sa., 15. März 2014 19:00 | TuS N-Lübbecke | GWD Minden | 30:29 (15:12) | 3.250 (ausverkauft) | Merkur Arena, Lübbecke |
|                                                                                         | | Aufstellungen | TuS | Nikola Blažičko, Malte Semisch – Mattias Gustafsson (1), Frank Løke (1), Drago Vuković (5), Dennis Wilke (3), Gabor Langhans (4), Ramon Tauabo, Aleš Pajovič (5), Paweł Niewrzawa, Maximilian Schubert (7), Jens Schöngarth (4), Tim Remer Trainer: Dirk Beuchler | Nikola Blažičko, Malte Semisch – Mattias Gustafsson (1), Frank Løke (1), Drago Vuković (5), Dennis Wilke (3), Gabor Langhans (4), Ramon Tauabo, Aleš Pajovič (5), Paweł Niewrzawa, Maximilian Schubert (7), Jens Schöngarth (4), Tim Remer Trainer: Dirk Beuchler | Nikola Blažičko, Malte Semisch – Mattias Gustafsson (1), Frank Løke (1), Drago Vuković (5), Dennis Wilke (3), Gabor Langhans (4), Ramon Tauabo, Aleš Pajovič (5), Paweł Niewrzawa, Maximilian Schubert (7), Jens Schöngarth (4), Tim Remer Trainer: Dirk Beuchler | Nikola Blažičko, Malte Semisch – Mattias Gustafsson (1), Frank Løke (1), Drago Vuković (5), Dennis Wilke (3), Gabor Langhans (4), Ramon Tauabo, Aleš Pajovič (5), Paweł Niewrzawa, Maximilian Schubert (7), Jens Schöngarth (4), Tim Remer Trainer: Dirk Beuchler | Nikola Blažičko, Malte Semisch – Mattias Gustafsson (1), Frank Løke (1), Drago Vuković (5), Dennis Wilke (3), Gabor Langhans (4), Ramon Tauabo, Aleš Pajovič (5), Paweł Niewrzawa, Maximilian Schubert (7), Jens Schöngarth (4), Tim Remer Trainer: Dirk Beuchler | Nikola Blažičko, Malte Semisch – Mattias Gustafsson (1), Frank Løke (1), Drago Vuković (5), Dennis Wilke (3), Gabor Langhans (4), Ramon Tauabo, Aleš Pajovič (5), Paweł Niewrzawa, Maximilian Schubert (7), Jens Schöngarth (4), Tim Remer Trainer: Dirk Beuchler | Nikola Blažičko, Malte Semisch – Mattias Gustafsson (1), Frank Løke (1), Drago Vuković (5), Dennis Wilke (3), Gabor Langhans (4), Ramon Tauabo, Aleš Pajovič (5), Paweł Niewrzawa, Maximilian Schubert (7), Jens Schöngarth (4), Tim Remer Trainer: Dirk Beuchler |
| GWD                                                                                     | Anders Persson, Jens Vortmann – Markus Fuchs, Christoffer Rambo (1), Christoph Steinert (9/1), Yves Kunkel (1), Sören Südmeier (5), Nils Torbrügge, Oliver Tesch, Anders Oechsler (1), Vignir Svavarsson (1), Aljoscha Schmidt (1), Aleksandar Svitlica (1), Nenad Bilbija (9) Trainer: Goran Perkovac | Anders Persson, Jens Vortmann – Markus Fuchs, Christoffer Rambo (1), Christoph Steinert (9/1), Yves Kunkel (1), Sören Südmeier (5), Nils Torbrügge, Oliver Tesch, Anders Oechsler (1), Vignir Svavarsson (1), Aljoscha Schmidt (1), Aleksandar Svitlica (1), Nenad Bilbija (9) Trainer: Goran Perkovac | Anders Persson, Jens Vortmann – Markus Fuchs, Christoffer Rambo (1), Christoph Steinert (9/1), Yves Kunkel (1), Sören Südmeier (5), Nils Torbrügge, Oliver Tesch, Anders Oechsler (1), Vignir Svavarsson (1), Aljoscha Schmidt (1), Aleksandar Svitlica (1), Nenad Bilbija (9) Trainer: Goran Perkovac | Anders Persson, Jens Vortmann – Markus Fuchs, Christoffer Rambo (1), Christoph Steinert (9/1), Yves Kunkel (1), Sören Südmeier (5), Nils Torbrügge, Oliver Tesch, Anders Oechsler (1), Vignir Svavarsson (1), Aljoscha Schmidt (1), Aleksandar Svitlica (1), Nenad Bilbija (9) Trainer: Goran Perkovac | Anders Persson, Jens Vortmann – Markus Fuchs, Christoffer Rambo (1), Christoph Steinert (9/1), Yves Kunkel (1), Sören Südmeier (5), Nils Torbrügge, Oliver Tesch, Anders Oechsler (1), Vignir Svavarsson (1), Aljoscha Schmidt (1), Aleksandar Svitlica (1), Nenad Bilbija (9) Trainer: Goran Perkovac | Anders Persson, Jens Vortmann – Markus Fuchs, Christoffer Rambo (1), Christoph Steinert (9/1), Yves Kunkel (1), Sören Südmeier (5), Nils Torbrügge, Oliver Tesch, Anders Oechsler (1), Vignir Svavarsson (1), Aljoscha Schmidt (1), Aleksandar Svitlica (1), Nenad Bilbija (9) Trainer: Goran Perkovac | Anders Persson, Jens Vortmann – Markus Fuchs, Christoffer Rambo (1), Christoph Steinert (9/1), Yves Kunkel (1), Sören Südmeier (5), Nils Torbrügge, Oliver Tesch, Anders Oechsler (1), Vignir Svavarsson (1), Aljoscha Schmidt (1), Aleksandar Svitlica (1), Nenad Bilbija (9) Trainer: Goran Perkovac | | | |
| Strafen                                                                                 | TuS | 3× Schöngarth (10.), Gustafsson (12.), Vuković (20.) 3× Vuković (35.), Langhans (46.), Gustafsson (60.) 0× | 3× Schöngarth (10.), Gustafsson (12.), Vuković (20.) 3× Vuković (35.), Langhans (46.), Gustafsson (60.) 0× | 3× Schöngarth (10.), Gustafsson (12.), Vuković (20.) 3× Vuković (35.), Langhans (46.), Gustafsson (60.) 0× | 3× Schöngarth (10.), Gustafsson (12.), Vuković (20.) 3× Vuković (35.), Langhans (46.), Gustafsson (60.) 0× | 3× Schöngarth (10.), Gustafsson (12.), Vuković (20.) 3× Vuković (35.), Langhans (46.), Gustafsson (60.) 0× | 3× Schöngarth (10.), Gustafsson (12.), Vuković (20.) 3× Vuković (35.), Langhans (46.), Gustafsson (60.) 0× | 3× Schöngarth (10.), Gustafsson (12.), Vuković (20.) 3× Vuković (35.), Langhans (46.), Gustafsson (60.) 0× | | |
| Strafen                                                                                 | GWD | 3× Torbrügge (8.), Svitlica (11.), Tesch (14.) 5× Schmidt (4.), Bilbija (25.), Torbrügge (44., 55.), Kunkel (57.) 1× Kunkel (57./grobes Foulspiel) | 3× Torbrügge (8.), Svitlica (11.), Tesch (14.) 5× Schmidt (4.), Bilbija (25.), Torbrügge (44., 55.), Kunkel (57.) 1× Kunkel (57./grobes Foulspiel) | 3× Torbrügge (8.), Svitlica (11.), Tesch (14.) 5× Schmidt (4.), Bilbija (25.), Torbrügge (44., 55.), Kunkel (57.) 1× Kunkel (57./grobes Foulspiel) | 3× Torbrügge (8.), Svitlica (11.), Tesch (14.) 5× Schmidt (4.), Bilbija (25.), Torbrügge (44., 55.), Kunkel (57.) 1× Kunkel (57./grobes Foulspiel) | 3× Torbrügge (8.), Svitlica (11.), Tesch (14.) 5× Schmidt (4.), Bilbija (25.), Torbrügge (44., 55.), Kunkel (57.) 1× Kunkel (57./grobes Foulspiel) | 3× Torbrügge (8.), Svitlica (11.), Tesch (14.) 5× Schmidt (4.), Bilbija (25.), Torbrügge (44., 55.), Kunkel (57.) 1× Kunkel (57./grobes Foulspiel) | 3× Torbrügge (8.), Svitlica (11.), Tesch (14.) 5× Schmidt (4.), Bilbija (25.), Torbrügge (44., 55.), Kunkel (57.) 1× Kunkel (57./grobes Foulspiel) | | |
| Siebenmeter                                                                             | TuS | 6/5 – verworfen: Schubert (57.) | 6/5 – verworfen: Schubert (57.) | 6/5 – verworfen: Schubert (57.) | 6/5 – verworfen: Schubert (57.) | 6/5 – verworfen: Schubert (57.) | 6/5 – verworfen: Schubert (57.) | 6/5 – verworfen: Schubert (57.) | | |
| Siebenmeter                                                                             | GWD | 2/1 – verworfen: Steinert (32.) | 2/1 – verworfen: Steinert (32.) | 2/1 – verworfen: Steinert (32.) | 2/1 – verworfen: Steinert (32.) | 2/1 – verworfen: Steinert (32.) | 2/1 – verworfen: Steinert (32.) | 2/1 – verworfen: Steinert (32.) | | |
| Schiedsrichter                                                                          | Colin Hartmann (Magdeburg) & Stefan Schneider (Erxleben) | Colin Hartmann (Magdeburg) & Stefan Schneider (Erxleben) | Colin Hartmann (Magdeburg) & Stefan Schneider (Erxleben) | Colin Hartmann (Magdeburg) & Stefan Schneider (Erxleben) | Colin Hartmann (Magdeburg) & Stefan Schneider (Erxleben) | Colin Hartmann (Magdeburg) & Stefan Schneider (Erxleben) | Colin Hartmann (Magdeburg) & Stefan Schneider (Erxleben) | Colin Hartmann (Magdeburg) & Stefan Schneider (Erxleben) | | |
| 63                                                                                      | 98 | Handball-Bundesliga 2014/15 – 2. Spieltag | Handball-Bundesliga 2014/15 – 2. Spieltag | Handball-Bundesliga 2014/15 – 2. Spieltag | Fr., 29. Aug. 2014 19:45 | TuS N-Lübbecke | GWD Minden | 23:26 (12:9) | 3.250 (ausverkauft) | Merkur Arena, Lübbecke |
|                                                                                         | | Aufstellungen | TuS | Nikola Blažičko, Malte Semisch – Drago Vuković (5), Gabor Langhans (3), Ramon Tauabo (1), Niclas Pieczkowski, Aleš Pajovič (2), Tomislav Huljina, Richard Wöss (6/2), Christian Dissinger (2), Maximilian Schubert, Jens Schöngarth (2), Christian Klimek, Tim Remer (2) Trainer: Dirk Beuchler | Nikola Blažičko, Malte Semisch – Drago Vuković (5), Gabor Langhans (3), Ramon Tauabo (1), Niclas Pieczkowski, Aleš Pajovič (2), Tomislav Huljina, Richard Wöss (6/2), Christian Dissinger (2), Maximilian Schubert, Jens Schöngarth (2), Christian Klimek, Tim Remer (2) Trainer: Dirk Beuchler | Nikola Blažičko, Malte Semisch – Drago Vuković (5), Gabor Langhans (3), Ramon Tauabo (1), Niclas Pieczkowski, Aleš Pajovič (2), Tomislav Huljina, Richard Wöss (6/2), Christian Dissinger (2), Maximilian Schubert, Jens Schöngarth (2), Christian Klimek, Tim Remer (2) Trainer: Dirk Beuchler | Nikola Blažičko, Malte Semisch – Drago Vuković (5), Gabor Langhans (3), Ramon Tauabo (1), Niclas Pieczkowski, Aleš Pajovič (2), Tomislav Huljina, Richard Wöss (6/2), Christian Dissinger (2), Maximilian Schubert, Jens Schöngarth (2), Christian Klimek, Tim Remer (2) Trainer: Dirk Beuchler | Nikola Blažičko, Malte Semisch – Drago Vuković (5), Gabor Langhans (3), Ramon Tauabo (1), Niclas Pieczkowski, Aleš Pajovič (2), Tomislav Huljina, Richard Wöss (6/2), Christian Dissinger (2), Maximilian Schubert, Jens Schöngarth (2), Christian Klimek, Tim Remer (2) Trainer: Dirk Beuchler | Nikola Blažičko, Malte Semisch – Drago Vuković (5), Gabor Langhans (3), Ramon Tauabo (1), Niclas Pieczkowski, Aleš Pajovič (2), Tomislav Huljina, Richard Wöss (6/2), Christian Dissinger (2), Maximilian Schubert, Jens Schöngarth (2), Christian Klimek, Tim Remer (2) Trainer: Dirk Beuchler                                                                         | Nikola Blažičko, Malte Semisch – Drago Vuković (5), Gabor Langhans (3), Ramon Tauabo (1), Niclas Pieczkowski, Aleš Pajovič (2), Tomislav Huljina, Richard Wöss (6/2), Christian Dissinger (2), Maximilian Schubert, Jens Schöngarth (2), Christian Klimek, Tim Remer (2) Trainer: Dirk Beuchler                                                                         |
| GWD                                                                                     | Moritz Krieter, Jens Vortmann – Florian Freitag (3), Moritz Schäpsmeier, Miladin Kozlina (7), Christoffer Rambo (8), Christoph Steinert (1), Yves Kunkel (2/1), Nils Torbrügge, Arne Niemeyer, Aljoscha Schmidt, Aleksandar Svitlica (2), Marco Oneto (3) Trainer: Goran Perkovac | Moritz Krieter, Jens Vortmann – Florian Freitag (3), Moritz Schäpsmeier, Miladin Kozlina (7), Christoffer Rambo (8), Christoph Steinert (1), Yves Kunkel (2/1), Nils Torbrügge, Arne Niemeyer, Aljoscha Schmidt, Aleksandar Svitlica (2), Marco Oneto (3) Trainer: Goran Perkovac | Moritz Krieter, Jens Vortmann – Florian Freitag (3), Moritz Schäpsmeier, Miladin Kozlina (7), Christoffer Rambo (8), Christoph Steinert (1), Yves Kunkel (2/1), Nils Torbrügge, Arne Niemeyer, Aljoscha Schmidt, Aleksandar Svitlica (2), Marco Oneto (3) Trainer: Goran Perkovac | Moritz Krieter, Jens Vortmann – Florian Freitag (3), Moritz Schäpsmeier, Miladin Kozlina (7), Christoffer Rambo (8), Christoph Steinert (1), Yves Kunkel (2/1), Nils Torbrügge, Arne Niemeyer, Aljoscha Schmidt, Aleksandar Svitlica (2), Marco Oneto (3) Trainer: Goran Perkovac | Moritz Krieter, Jens Vortmann – Florian Freitag (3), Moritz Schäpsmeier, Miladin Kozlina (7), Christoffer Rambo (8), Christoph Steinert (1), Yves Kunkel (2/1), Nils Torbrügge, Arne Niemeyer, Aljoscha Schmidt, Aleksandar Svitlica (2), Marco Oneto (3) Trainer: Goran Perkovac | Moritz Krieter, Jens Vortmann – Florian Freitag (3), Moritz Schäpsmeier, Miladin Kozlina (7), Christoffer Rambo (8), Christoph Steinert (1), Yves Kunkel (2/1), Nils Torbrügge, Arne Niemeyer, Aljoscha Schmidt, Aleksandar Svitlica (2), Marco Oneto (3) Trainer: Goran Perkovac | Moritz Krieter, Jens Vortmann – Florian Freitag (3), Moritz Schäpsmeier, Miladin Kozlina (7), Christoffer Rambo (8), Christoph Steinert (1), Yves Kunkel (2/1), Nils Torbrügge, Arne Niemeyer, Aljoscha Schmidt, Aleksandar Svitlica (2), Marco Oneto (3) Trainer: Goran Perkovac | | | |
| Strafen                                                                                 | TuS | 3× Dissinger (2.), Klimek (6.), Schöngarth (6.) 6× Pajovič (24., 48., 58.), Wöss (30.), Dissinger (57.), Schöngarth (60.) 1× Pajovič (58./dritte Zeitstrafe) | 3× Dissinger (2.), Klimek (6.), Schöngarth (6.) 6× Pajovič (24., 48., 58.), Wöss (30.), Dissinger (57.), Schöngarth (60.) 1× Pajovič (58./dritte Zeitstrafe) | 3× Dissinger (2.), Klimek (6.), Schöngarth (6.) 6× Pajovič (24., 48., 58.), Wöss (30.), Dissinger (57.), Schöngarth (60.) 1× Pajovič (58./dritte Zeitstrafe) | 3× Dissinger (2.), Klimek (6.), Schöngarth (6.) 6× Pajovič (24., 48., 58.), Wöss (30.), Dissinger (57.), Schöngarth (60.) 1× Pajovič (58./dritte Zeitstrafe) | 3× Dissinger (2.), Klimek (6.), Schöngarth (6.) 6× Pajovič (24., 48., 58.), Wöss (30.), Dissinger (57.), Schöngarth (60.) 1× Pajovič (58./dritte Zeitstrafe) | 3× Dissinger (2.), Klimek (6.), Schöngarth (6.) 6× Pajovič (24., 48., 58.), Wöss (30.), Dissinger (57.), Schöngarth (60.) 1× Pajovič (58./dritte Zeitstrafe) | 3× Dissinger (2.), Klimek (6.), Schöngarth (6.) 6× Pajovič (24., 48., 58.), Wöss (30.), Dissinger (57.), Schöngarth (60.) 1× Pajovič (58./dritte Zeitstrafe) | | |
| Strafen                                                                                 | GWD | 3× Oneto (4.), Svitlica (9.), Kozlina (12.) 7× Schäpsmeier (19.), Oneto (27., 56.), Torbrügge (34., 42.), Steinert (34.), Kozlina (42.) 0× | 3× Oneto (4.), Svitlica (9.), Kozlina (12.) 7× Schäpsmeier (19.), Oneto (27., 56.), Torbrügge (34., 42.), Steinert (34.), Kozlina (42.) 0× | 3× Oneto (4.), Svitlica (9.), Kozlina (12.) 7× Schäpsmeier (19.), Oneto (27., 56.), Torbrügge (34., 42.), Steinert (34.), Kozlina (42.) 0× | 3× Oneto (4.), Svitlica (9.), Kozlina (12.) 7× Schäpsmeier (19.), Oneto (27., 56.), Torbrügge (34., 42.), Steinert (34.), Kozlina (42.) 0× | 3× Oneto (4.), Svitlica (9.), Kozlina (12.) 7× Schäpsmeier (19.), Oneto (27., 56.), Torbrügge (34., 42.), Steinert (34.), Kozlina (42.) 0× | 3× Oneto (4.), Svitlica (9.), Kozlina (12.) 7× Schäpsmeier (19.), Oneto (27., 56.), Torbrügge (34., 42.), Steinert (34.), Kozlina (42.) 0× | 3× Oneto (4.), Svitlica (9.), Kozlina (12.) 7× Schäpsmeier (19.), Oneto (27., 56.), Torbrügge (34., 42.), Steinert (34.), Kozlina (42.) 0× | | |
| Siebenmeter                                                                             | TuS | 2/2 | 2/2 | 2/2 | 2/2 | 2/2 | 2/2 | 2/2 | | |
| Siebenmeter                                                                             | GWD | 3/1 – verworfen: Svitlica (18.), Schmidt (30.) | 3/1 – verworfen: Svitlica (18.), Schmidt (30.) | 3/1 – verworfen: Svitlica (18.), Schmidt (30.) | 3/1 – verworfen: Svitlica (18.), Schmidt (30.) | 3/1 – verworfen: Svitlica (18.), Schmidt (30.) | 3/1 – verworfen: Svitlica (18.), Schmidt (30.) | 3/1 – verworfen: Svitlica (18.), Schmidt (30.) | | |
| Schiedsrichter                                                                          | Andreas Pritschow & Marcus Pritschow (beide Stuttgart) | Andreas Pritschow & Marcus Pritschow (beide Stuttgart) | Andreas Pritschow & Marcus Pritschow (beide Stuttgart) | Andreas Pritschow & Marcus Pritschow (beide Stuttgart) | Andreas Pritschow & Marcus Pritschow (beide Stuttgart) | Andreas Pritschow & Marcus Pritschow (beide Stuttgart) | Andreas Pritschow & Marcus Pritschow (beide Stuttgart) | Andreas Pritschow & Marcus Pritschow (beide Stuttgart) | | |
| 64                                                                                      | 99 | Handball-Bundesliga 2014/15 – 20. Spieltag | Handball-Bundesliga 2014/15 – 20. Spieltag | Handball-Bundesliga 2014/15 – 20. Spieltag | Sa., 20. Dez. 2014 19:00 | GWD Minden | TuS N-Lübbecke | 29:27 (15:13) | 4.059 (ausverkauft) | Kampa-Halle, Minden |
|                                                                                         | | Aufstellungen | GWD | Jens Vortmann , Gerrie Eijlers – Florian Freitag, Moritz Schäpsmeier, Christoph Steinert (3), Yves Kunkel, Nils Torbrügge, Magnus Jernemyr, Arne Niemeyer (7), Aljoscha Schmidt (6/1), Aleksandar Svitlica (6/2), Marco Oneto (2), Dalibor Doder (5) Trainer: Goran Perkovac | Jens Vortmann , Gerrie Eijlers – Florian Freitag, Moritz Schäpsmeier, Christoph Steinert (3), Yves Kunkel, Nils Torbrügge, Magnus Jernemyr, Arne Niemeyer (7), Aljoscha Schmidt (6/1), Aleksandar Svitlica (6/2), Marco Oneto (2), Dalibor Doder (5) Trainer: Goran Perkovac | Jens Vortmann , Gerrie Eijlers – Florian Freitag, Moritz Schäpsmeier, Christoph Steinert (3), Yves Kunkel, Nils Torbrügge, Magnus Jernemyr, Arne Niemeyer (7), Aljoscha Schmidt (6/1), Aleksandar Svitlica (6/2), Marco Oneto (2), Dalibor Doder (5) Trainer: Goran Perkovac | Jens Vortmann , Gerrie Eijlers – Florian Freitag, Moritz Schäpsmeier, Christoph Steinert (3), Yves Kunkel, Nils Torbrügge, Magnus Jernemyr, Arne Niemeyer (7), Aljoscha Schmidt (6/1), Aleksandar Svitlica (6/2), Marco Oneto (2), Dalibor Doder (5) Trainer: Goran Perkovac | Jens Vortmann , Gerrie Eijlers – Florian Freitag, Moritz Schäpsmeier, Christoph Steinert (3), Yves Kunkel, Nils Torbrügge, Magnus Jernemyr, Arne Niemeyer (7), Aljoscha Schmidt (6/1), Aleksandar Svitlica (6/2), Marco Oneto (2), Dalibor Doder (5) Trainer: Goran Perkovac | Jens Vortmann , Gerrie Eijlers – Florian Freitag, Moritz Schäpsmeier, Christoph Steinert (3), Yves Kunkel, Nils Torbrügge, Magnus Jernemyr, Arne Niemeyer (7), Aljoscha Schmidt (6/1), Aleksandar Svitlica (6/2), Marco Oneto (2), Dalibor Doder (5) Trainer: Goran Perkovac                                                                                            | Jens Vortmann , Gerrie Eijlers – Florian Freitag, Moritz Schäpsmeier, Christoph Steinert (3), Yves Kunkel, Nils Torbrügge, Magnus Jernemyr, Arne Niemeyer (7), Aljoscha Schmidt (6/1), Aleksandar Svitlica (6/2), Marco Oneto (2), Dalibor Doder (5) Trainer: Goran Perkovac                                                                                            |
| TuS                                                                                     | Nikola Blažičko, Malte Semisch – Frank Løke, Drago Vuković (11), Gabor Langhans (4), Ramon Tauabo (5/3), Niclas Pieczkowski (1), Tomislav Huljina, Richard Wöss (1), Maximilian Schubert, Jens Schöngarth (3), Vuko Borozan, Christian Klimek, Tim Remer (2) Trainer: Dirk Beuchler | Nikola Blažičko, Malte Semisch – Frank Løke, Drago Vuković (11), Gabor Langhans (4), Ramon Tauabo (5/3), Niclas Pieczkowski (1), Tomislav Huljina, Richard Wöss (1), Maximilian Schubert, Jens Schöngarth (3), Vuko Borozan, Christian Klimek, Tim Remer (2) Trainer: Dirk Beuchler | Nikola Blažičko, Malte Semisch – Frank Løke, Drago Vuković (11), Gabor Langhans (4), Ramon Tauabo (5/3), Niclas Pieczkowski (1), Tomislav Huljina, Richard Wöss (1), Maximilian Schubert, Jens Schöngarth (3), Vuko Borozan, Christian Klimek, Tim Remer (2) Trainer: Dirk Beuchler | Nikola Blažičko, Malte Semisch – Frank Løke, Drago Vuković (11), Gabor Langhans (4), Ramon Tauabo (5/3), Niclas Pieczkowski (1), Tomislav Huljina, Richard Wöss (1), Maximilian Schubert, Jens Schöngarth (3), Vuko Borozan, Christian Klimek, Tim Remer (2) Trainer: Dirk Beuchler | Nikola Blažičko, Malte Semisch – Frank Løke, Drago Vuković (11), Gabor Langhans (4), Ramon Tauabo (5/3), Niclas Pieczkowski (1), Tomislav Huljina, Richard Wöss (1), Maximilian Schubert, Jens Schöngarth (3), Vuko Borozan, Christian Klimek, Tim Remer (2) Trainer: Dirk Beuchler | Nikola Blažičko, Malte Semisch – Frank Løke, Drago Vuković (11), Gabor Langhans (4), Ramon Tauabo (5/3), Niclas Pieczkowski (1), Tomislav Huljina, Richard Wöss (1), Maximilian Schubert, Jens Schöngarth (3), Vuko Borozan, Christian Klimek, Tim Remer (2) Trainer: Dirk Beuchler | Nikola Blažičko, Malte Semisch – Frank Løke, Drago Vuković (11), Gabor Langhans (4), Ramon Tauabo (5/3), Niclas Pieczkowski (1), Tomislav Huljina, Richard Wöss (1), Maximilian Schubert, Jens Schöngarth (3), Vuko Borozan, Christian Klimek, Tim Remer (2) Trainer: Dirk Beuchler | | | |
| Strafen                                                                                 | GWD | 2× Torbrügge (6.), Oneto (8.) 4× Oneto (13., 25., 57.), Schäpsmeier (43.) 1× Oneto (57./dritte Zeitstrafe) | 2× Torbrügge (6.), Oneto (8.) 4× Oneto (13., 25., 57.), Schäpsmeier (43.) 1× Oneto (57./dritte Zeitstrafe) | 2× Torbrügge (6.), Oneto (8.) 4× Oneto (13., 25., 57.), Schäpsmeier (43.) 1× Oneto (57./dritte Zeitstrafe) | 2× Torbrügge (6.), Oneto (8.) 4× Oneto (13., 25., 57.), Schäpsmeier (43.) 1× Oneto (57./dritte Zeitstrafe) | 2× Torbrügge (6.), Oneto (8.) 4× Oneto (13., 25., 57.), Schäpsmeier (43.) 1× Oneto (57./dritte Zeitstrafe) | 2× Torbrügge (6.), Oneto (8.) 4× Oneto (13., 25., 57.), Schäpsmeier (43.) 1× Oneto (57./dritte Zeitstrafe) | 2× Torbrügge (6.), Oneto (8.) 4× Oneto (13., 25., 57.), Schäpsmeier (43.) 1× Oneto (57./dritte Zeitstrafe) | | |
| Strafen                                                                                 | TuS | 3× Pieczkowski (10.), Klimek (14.), Huljina (20.) 4× Klimek (16.), Pieczkowski (35.), Schöngarth (57.), Remer (59.) 0× | 3× Pieczkowski (10.), Klimek (14.), Huljina (20.) 4× Klimek (16.), Pieczkowski (35.), Schöngarth (57.), Remer (59.) 0× | 3× Pieczkowski (10.), Klimek (14.), Huljina (20.) 4× Klimek (16.), Pieczkowski (35.), Schöngarth (57.), Remer (59.) 0× | 3× Pieczkowski (10.), Klimek (14.), Huljina (20.) 4× Klimek (16.), Pieczkowski (35.), Schöngarth (57.), Remer (59.) 0× | 3× Pieczkowski (10.), Klimek (14.), Huljina (20.) 4× Klimek (16.), Pieczkowski (35.), Schöngarth (57.), Remer (59.) 0× | 3× Pieczkowski (10.), Klimek (14.), Huljina (20.) 4× Klimek (16.), Pieczkowski (35.), Schöngarth (57.), Remer (59.) 0× | 3× Pieczkowski (10.), Klimek (14.), Huljina (20.) 4× Klimek (16.), Pieczkowski (35.), Schöngarth (57.), Remer (59.) 0× | | |
| Siebenmeter                                                                             | GWD | 6/3 – verworfen: Schmidt (2., 16.), Svitlica (59.) | 6/3 – verworfen: Schmidt (2., 16.), Svitlica (59.) | 6/3 – verworfen: Schmidt (2., 16.), Svitlica (59.) | 6/3 – verworfen: Schmidt (2., 16.), Svitlica (59.) | 6/3 – verworfen: Schmidt (2., 16.), Svitlica (59.) | 6/3 – verworfen: Schmidt (2., 16.), Svitlica (59.) | 6/3 – verworfen: Schmidt (2., 16.), Svitlica (59.) | | |
| Siebenmeter                                                                             | TuS | 3/3 | 3/3 | 3/3 | 3/3 | 3/3 | 3/3 | 3/3 | | |
| Schiedsrichter                                                                          | Peter Behrens & Marc Fasthoff (beide Düsseldorf) | Peter Behrens & Marc Fasthoff (beide Düsseldorf) | Peter Behrens & Marc Fasthoff (beide Düsseldorf) | Peter Behrens & Marc Fasthoff (beide Düsseldorf) | Peter Behrens & Marc Fasthoff (beide Düsseldorf) | Peter Behrens & Marc Fasthoff (beide Düsseldorf) | Peter Behrens & Marc Fasthoff (beide Düsseldorf) | Peter Behrens & Marc Fasthoff (beide Düsseldorf) | | |
|                                                                                         | 100 | Freundschaftsspiel | Freundschaftsspiel | Freundschaftsspiel | Sa., 30. Juli 2016 18:00 | GWD Minden | TuS N-Lübbecke | 24:26 (14:13) | 500 | Sporthalle Dankersen, Minden |
|                                                                                         | | Aufstellungen | GWD | Colin Räbiger (n.e.), Kim Sonne – Moritz Schäpsmeier (3), Miladin Kozlina (1), Helge Freiman (8/3), Charlie Sjöstrand, Christoffer Rambo (5), Mats Korte, Sören Südmeier, Magnus Jernemyr, Moritz Rodenkirchen, Tim Roman Wieling, Aleksandar Svitlica (3), Dalibor Doder (4) Trainer: Frank Carstens | Colin Räbiger (n.e.), Kim Sonne – Moritz Schäpsmeier (3), Miladin Kozlina (1), Helge Freiman (8/3), Charlie Sjöstrand, Christoffer Rambo (5), Mats Korte, Sören Südmeier, Magnus Jernemyr, Moritz Rodenkirchen, Tim Roman Wieling, Aleksandar Svitlica (3), Dalibor Doder (4) Trainer: Frank Carstens | Colin Räbiger (n.e.), Kim Sonne – Moritz Schäpsmeier (3), Miladin Kozlina (1), Helge Freiman (8/3), Charlie Sjöstrand, Christoffer Rambo (5), Mats Korte, Sören Südmeier, Magnus Jernemyr, Moritz Rodenkirchen, Tim Roman Wieling, Aleksandar Svitlica (3), Dalibor Doder (4) Trainer: Frank Carstens | Colin Räbiger (n.e.), Kim Sonne – Moritz Schäpsmeier (3), Miladin Kozlina (1), Helge Freiman (8/3), Charlie Sjöstrand, Christoffer Rambo (5), Mats Korte, Sören Südmeier, Magnus Jernemyr, Moritz Rodenkirchen, Tim Roman Wieling, Aleksandar Svitlica (3), Dalibor Doder (4) Trainer: Frank Carstens | Colin Räbiger (n.e.), Kim Sonne – Moritz Schäpsmeier (3), Miladin Kozlina (1), Helge Freiman (8/3), Charlie Sjöstrand, Christoffer Rambo (5), Mats Korte, Sören Südmeier, Magnus Jernemyr, Moritz Rodenkirchen, Tim Roman Wieling, Aleksandar Svitlica (3), Dalibor Doder (4) Trainer: Frank Carstens | Colin Räbiger (n.e.), Kim Sonne – Moritz Schäpsmeier (3), Miladin Kozlina (1), Helge Freiman (8/3), Charlie Sjöstrand, Christoffer Rambo (5), Mats Korte, Sören Südmeier, Magnus Jernemyr, Moritz Rodenkirchen, Tim Roman Wieling, Aleksandar Svitlica (3), Dalibor Doder (4) Trainer: Frank Carstens                                                                   | Colin Räbiger (n.e.), Kim Sonne – Moritz Schäpsmeier (3), Miladin Kozlina (1), Helge Freiman (8/3), Charlie Sjöstrand, Christoffer Rambo (5), Mats Korte, Sören Südmeier, Magnus Jernemyr, Moritz Rodenkirchen, Tim Roman Wieling, Aleksandar Svitlica (3), Dalibor Doder (4) Trainer: Frank Carstens                                                                   |
| TuS                                                                                     | Nikola Blažičko , Péter Tatai, Jan Wesemann (n.e.) – Jó Gerrit Genz (2), Ante Kaleb (7), Jens Bechtloff (3), Piotr Grabarczyk, Ramon Tauabo (3), René Gruszka (2), Jan-Eric Speckmann, Nils Torbrügge (2), Kenji Hövels (2), Pontus Zetterman (5/2), Fynn Wiebe, Tim Remer Trainer: Aaron Ziercke | Nikola Blažičko , Péter Tatai, Jan Wesemann (n.e.) – Jó Gerrit Genz (2), Ante Kaleb (7), Jens Bechtloff (3), Piotr Grabarczyk, Ramon Tauabo (3), René Gruszka (2), Jan-Eric Speckmann, Nils Torbrügge (2), Kenji Hövels (2), Pontus Zetterman (5/2), Fynn Wiebe, Tim Remer Trainer: Aaron Ziercke | Nikola Blažičko , Péter Tatai, Jan Wesemann (n.e.) – Jó Gerrit Genz (2), Ante Kaleb (7), Jens Bechtloff (3), Piotr Grabarczyk, Ramon Tauabo (3), René Gruszka (2), Jan-Eric Speckmann, Nils Torbrügge (2), Kenji Hövels (2), Pontus Zetterman (5/2), Fynn Wiebe, Tim Remer Trainer: Aaron Ziercke | Nikola Blažičko , Péter Tatai, Jan Wesemann (n.e.) – Jó Gerrit Genz (2), Ante Kaleb (7), Jens Bechtloff (3), Piotr Grabarczyk, Ramon Tauabo (3), René Gruszka (2), Jan-Eric Speckmann, Nils Torbrügge (2), Kenji Hövels (2), Pontus Zetterman (5/2), Fynn Wiebe, Tim Remer Trainer: Aaron Ziercke | Nikola Blažičko , Péter Tatai, Jan Wesemann (n.e.) – Jó Gerrit Genz (2), Ante Kaleb (7), Jens Bechtloff (3), Piotr Grabarczyk, Ramon Tauabo (3), René Gruszka (2), Jan-Eric Speckmann, Nils Torbrügge (2), Kenji Hövels (2), Pontus Zetterman (5/2), Fynn Wiebe, Tim Remer Trainer: Aaron Ziercke | Nikola Blažičko , Péter Tatai, Jan Wesemann (n.e.) – Jó Gerrit Genz (2), Ante Kaleb (7), Jens Bechtloff (3), Piotr Grabarczyk, Ramon Tauabo (3), René Gruszka (2), Jan-Eric Speckmann, Nils Torbrügge (2), Kenji Hövels (2), Pontus Zetterman (5/2), Fynn Wiebe, Tim Remer Trainer: Aaron Ziercke | Nikola Blažičko , Péter Tatai, Jan Wesemann (n.e.) – Jó Gerrit Genz (2), Ante Kaleb (7), Jens Bechtloff (3), Piotr Grabarczyk, Ramon Tauabo (3), René Gruszka (2), Jan-Eric Speckmann, Nils Torbrügge (2), Kenji Hövels (2), Pontus Zetterman (5/2), Fynn Wiebe, Tim Remer Trainer: Aaron Ziercke | | | |
| Strafen                                                                                 | GWD | 2× Sjöstrand (23.), Jernemyr (51.) | 2× Sjöstrand (23.), Jernemyr (51.) | 2× Sjöstrand (23.), Jernemyr (51.) | 2× Sjöstrand (23.), Jernemyr (51.) | 2× Sjöstrand (23.), Jernemyr (51.) | 2× Sjöstrand (23.), Jernemyr (51.) | 2× Sjöstrand (23.), Jernemyr (51.) | | |
| Strafen                                                                                 | TuS | 1× Kaleb (58.) | 1× Kaleb (58.) | 1× Kaleb (58.) | 1× Kaleb (58.) | 1× Kaleb (58.) | 1× Kaleb (58.) | 1× Kaleb (58.) | | |
| 65                                                                                      | 101 | DHB-Pokal 2016/17 – 2. Runde | DHB-Pokal 2016/17 – 2. Runde | DHB-Pokal 2016/17 – 2. Runde | So., 28. Aug. 2016 17:00 | TuS N-Lübbecke | GWD Minden | 22:23 (12:11) | 1.035 | Kampa-Halle, Minden |
|                                                                                         | | Aufstellungen | TuS | Nikola Blažičko , Péter Tatai – Jó Gerrit Genz, Ante Kaleb (3), Jens Bechtloff (5), Piotr Grabarczyk, Łukasz Gierak, Ramon Tauabo (1), René Gruszka (2), Nils Torbrügge (1), Pontus Zetterman (7/1), Kenji Hövels, Tim Remer (3/1) Trainer: Aaron Ziercke | Nikola Blažičko , Péter Tatai – Jó Gerrit Genz, Ante Kaleb (3), Jens Bechtloff (5), Piotr Grabarczyk, Łukasz Gierak, Ramon Tauabo (1), René Gruszka (2), Nils Torbrügge (1), Pontus Zetterman (7/1), Kenji Hövels, Tim Remer (3/1) Trainer: Aaron Ziercke | Nikola Blažičko , Péter Tatai – Jó Gerrit Genz, Ante Kaleb (3), Jens Bechtloff (5), Piotr Grabarczyk, Łukasz Gierak, Ramon Tauabo (1), René Gruszka (2), Nils Torbrügge (1), Pontus Zetterman (7/1), Kenji Hövels, Tim Remer (3/1) Trainer: Aaron Ziercke | Nikola Blažičko , Péter Tatai – Jó Gerrit Genz, Ante Kaleb (3), Jens Bechtloff (5), Piotr Grabarczyk, Łukasz Gierak, Ramon Tauabo (1), René Gruszka (2), Nils Torbrügge (1), Pontus Zetterman (7/1), Kenji Hövels, Tim Remer (3/1) Trainer: Aaron Ziercke | Nikola Blažičko , Péter Tatai – Jó Gerrit Genz, Ante Kaleb (3), Jens Bechtloff (5), Piotr Grabarczyk, Łukasz Gierak, Ramon Tauabo (1), René Gruszka (2), Nils Torbrügge (1), Pontus Zetterman (7/1), Kenji Hövels, Tim Remer (3/1) Trainer: Aaron Ziercke | Nikola Blažičko , Péter Tatai – Jó Gerrit Genz, Ante Kaleb (3), Jens Bechtloff (5), Piotr Grabarczyk, Łukasz Gierak, Ramon Tauabo (1), René Gruszka (2), Nils Torbrügge (1), Pontus Zetterman (7/1), Kenji Hövels, Tim Remer (3/1) Trainer: Aaron Ziercke | Nikola Blažičko , Péter Tatai – Jó Gerrit Genz, Ante Kaleb (3), Jens Bechtloff (5), Piotr Grabarczyk, Łukasz Gierak, Ramon Tauabo (1), René Gruszka (2), Nils Torbrügge (1), Pontus Zetterman (7/1), Kenji Hövels, Tim Remer (3/1) Trainer: Aaron Ziercke |
| GWD                                                                                     | Joel Birlehm, Gerrie Eijlers – Florian Freitag, Moritz Schäpsmeier , Miladin Kozlina (1), Helge Freiman, Charlie Sjöstrand (6/4), Christoffer Rambo (3), Sören Südmeier, Joakim Larsson (1), Magnus Jernemyr, Marian Michalczik (4), Aleksandar Svitlica (5), Dalibor Doder (3) Trainer: Frank Carstens | Joel Birlehm, Gerrie Eijlers – Florian Freitag, Moritz Schäpsmeier , Miladin Kozlina (1), Helge Freiman, Charlie Sjöstrand (6/4), Christoffer Rambo (3), Sören Südmeier, Joakim Larsson (1), Magnus Jernemyr, Marian Michalczik (4), Aleksandar Svitlica (5), Dalibor Doder (3) Trainer: Frank Carstens | Joel Birlehm, Gerrie Eijlers – Florian Freitag, Moritz Schäpsmeier , Miladin Kozlina (1), Helge Freiman, Charlie Sjöstrand (6/4), Christoffer Rambo (3), Sören Südmeier, Joakim Larsson (1), Magnus Jernemyr, Marian Michalczik (4), Aleksandar Svitlica (5), Dalibor Doder (3) Trainer: Frank Carstens | Joel Birlehm, Gerrie Eijlers – Florian Freitag, Moritz Schäpsmeier , Miladin Kozlina (1), Helge Freiman, Charlie Sjöstrand (6/4), Christoffer Rambo (3), Sören Südmeier, Joakim Larsson (1), Magnus Jernemyr, Marian Michalczik (4), Aleksandar Svitlica (5), Dalibor Doder (3) Trainer: Frank Carstens | Joel Birlehm, Gerrie Eijlers – Florian Freitag, Moritz Schäpsmeier , Miladin Kozlina (1), Helge Freiman, Charlie Sjöstrand (6/4), Christoffer Rambo (3), Sören Südmeier, Joakim Larsson (1), Magnus Jernemyr, Marian Michalczik (4), Aleksandar Svitlica (5), Dalibor Doder (3) Trainer: Frank Carstens | Joel Birlehm, Gerrie Eijlers – Florian Freitag, Moritz Schäpsmeier , Miladin Kozlina (1), Helge Freiman, Charlie Sjöstrand (6/4), Christoffer Rambo (3), Sören Südmeier, Joakim Larsson (1), Magnus Jernemyr, Marian Michalczik (4), Aleksandar Svitlica (5), Dalibor Doder (3) Trainer: Frank Carstens | Joel Birlehm, Gerrie Eijlers – Florian Freitag, Moritz Schäpsmeier , Miladin Kozlina (1), Helge Freiman, Charlie Sjöstrand (6/4), Christoffer Rambo (3), Sören Südmeier, Joakim Larsson (1), Magnus Jernemyr, Marian Michalczik (4), Aleksandar Svitlica (5), Dalibor Doder (3) Trainer: Frank Carstens | | | |
| Strafen                                                                                 | TuS | 3× Kaleb (4.), Bechtloff (15.), Gierak (21.) 5× Kaleb (15.), Grabarczyk (18., 24.), Torbrügge (33.), Tatai (60.) 1× Tatai (60./Schiedsrichter-Beleidigung), anschließend | 3× Kaleb (4.), Bechtloff (15.), Gierak (21.) 5× Kaleb (15.), Grabarczyk (18., 24.), Torbrügge (33.), Tatai (60.) 1× Tatai (60./Schiedsrichter-Beleidigung), anschließend | 3× Kaleb (4.), Bechtloff (15.), Gierak (21.) 5× Kaleb (15.), Grabarczyk (18., 24.), Torbrügge (33.), Tatai (60.) 1× Tatai (60./Schiedsrichter-Beleidigung), anschließend | 3× Kaleb (4.), Bechtloff (15.), Gierak (21.) 5× Kaleb (15.), Grabarczyk (18., 24.), Torbrügge (33.), Tatai (60.) 1× Tatai (60./Schiedsrichter-Beleidigung), anschließend | 3× Kaleb (4.), Bechtloff (15.), Gierak (21.) 5× Kaleb (15.), Grabarczyk (18., 24.), Torbrügge (33.), Tatai (60.) 1× Tatai (60./Schiedsrichter-Beleidigung), anschließend | 3× Kaleb (4.), Bechtloff (15.), Gierak (21.) 5× Kaleb (15.), Grabarczyk (18., 24.), Torbrügge (33.), Tatai (60.) 1× Tatai (60./Schiedsrichter-Beleidigung), anschließend | 3× Kaleb (4.), Bechtloff (15.), Gierak (21.) 5× Kaleb (15.), Grabarczyk (18., 24.), Torbrügge (33.), Tatai (60.) 1× Tatai (60./Schiedsrichter-Beleidigung), anschließend | | |
| Strafen                                                                                 | GWD | 2× Freiman (4.), Svitlica (10.) 8× Rambo (11.), Svitlica (29., 53.), Schäpsmeier (30.) Kozlina (37.), Freiman (47.), Jernemyr (52.), Doder (60.) 1× Schäpsmeier (30./grobes Foulspiel) | 2× Freiman (4.), Svitlica (10.) 8× Rambo (11.), Svitlica (29., 53.), Schäpsmeier (30.) Kozlina (37.), Freiman (47.), Jernemyr (52.), Doder (60.) 1× Schäpsmeier (30./grobes Foulspiel) | 2× Freiman (4.), Svitlica (10.) 8× Rambo (11.), Svitlica (29., 53.), Schäpsmeier (30.) Kozlina (37.), Freiman (47.), Jernemyr (52.), Doder (60.) 1× Schäpsmeier (30./grobes Foulspiel) | 2× Freiman (4.), Svitlica (10.) 8× Rambo (11.), Svitlica (29., 53.), Schäpsmeier (30.) Kozlina (37.), Freiman (47.), Jernemyr (52.), Doder (60.) 1× Schäpsmeier (30./grobes Foulspiel) | 2× Freiman (4.), Svitlica (10.) 8× Rambo (11.), Svitlica (29., 53.), Schäpsmeier (30.) Kozlina (37.), Freiman (47.), Jernemyr (52.), Doder (60.) 1× Schäpsmeier (30./grobes Foulspiel) | 2× Freiman (4.), Svitlica (10.) 8× Rambo (11.), Svitlica (29., 53.), Schäpsmeier (30.) Kozlina (37.), Freiman (47.), Jernemyr (52.), Doder (60.) 1× Schäpsmeier (30./grobes Foulspiel) | 2× Freiman (4.), Svitlica (10.) 8× Rambo (11.), Svitlica (29., 53.), Schäpsmeier (30.) Kozlina (37.), Freiman (47.), Jernemyr (52.), Doder (60.) 1× Schäpsmeier (30./grobes Foulspiel) | | |
| Siebenmeter                                                                             | TuS | 4/2 – verworfen: Zetterman (24.), Remer (47.) | 4/2 – verworfen: Zetterman (24.), Remer (47.) | 4/2 – verworfen: Zetterman (24.), Remer (47.) | 4/2 – verworfen: Zetterman (24.), Remer (47.) | 4/2 – verworfen: Zetterman (24.), Remer (47.) | 4/2 – verworfen: Zetterman (24.), Remer (47.) | 4/2 – verworfen: Zetterman (24.), Remer (47.) | | |
| Siebenmeter                                                                             | GWD | 4/4 | 4/4 | 4/4 | 4/4 | 4/4 | 4/4 | 4/4 | | |
| Schiedsrichter                                                                          | Robert Schulze & Tobias Tönnies (beide Magdeburg) | Robert Schulze & Tobias Tönnies (beide Magdeburg) | Robert Schulze & Tobias Tönnies (beide Magdeburg) | Robert Schulze & Tobias Tönnies (beide Magdeburg) | Robert Schulze & Tobias Tönnies (beide Magdeburg) | Robert Schulze & Tobias Tönnies (beide Magdeburg) | Robert Schulze & Tobias Tönnies (beide Magdeburg) | Robert Schulze & Tobias Tönnies (beide Magdeburg) | | |
|                                                                                         | 102 | Freundschaftsspiel | Freundschaftsspiel | Freundschaftsspiel | Fr., 27. Jan. 2017 18:00 | TuS N-Lübbecke | GWD Minden | 28:28 (14:14) | 600 | Merkur Arena, Lübbecke |
|                                                                                         | | Aufstellungen | TuS | Nikola Blažičko , Péter Tatai – Jó Gerrit Genz (1), Ante Kaleb (1), Jens Bechtloff (5), Piotr Grabarczyk, Łukasz Gierak (2), Ramon Tauabo (1), René Gruszka (1), Pontus Zetterman (11/4), Kenji Hövels (3), Tim Remer (3) Trainer: Aaron Ziercke | Nikola Blažičko , Péter Tatai – Jó Gerrit Genz (1), Ante Kaleb (1), Jens Bechtloff (5), Piotr Grabarczyk, Łukasz Gierak (2), Ramon Tauabo (1), René Gruszka (1), Pontus Zetterman (11/4), Kenji Hövels (3), Tim Remer (3) Trainer: Aaron Ziercke | Nikola Blažičko , Péter Tatai – Jó Gerrit Genz (1), Ante Kaleb (1), Jens Bechtloff (5), Piotr Grabarczyk, Łukasz Gierak (2), Ramon Tauabo (1), René Gruszka (1), Pontus Zetterman (11/4), Kenji Hövels (3), Tim Remer (3) Trainer: Aaron Ziercke | Nikola Blažičko , Péter Tatai – Jó Gerrit Genz (1), Ante Kaleb (1), Jens Bechtloff (5), Piotr Grabarczyk, Łukasz Gierak (2), Ramon Tauabo (1), René Gruszka (1), Pontus Zetterman (11/4), Kenji Hövels (3), Tim Remer (3) Trainer: Aaron Ziercke | Nikola Blažičko , Péter Tatai – Jó Gerrit Genz (1), Ante Kaleb (1), Jens Bechtloff (5), Piotr Grabarczyk, Łukasz Gierak (2), Ramon Tauabo (1), René Gruszka (1), Pontus Zetterman (11/4), Kenji Hövels (3), Tim Remer (3) Trainer: Aaron Ziercke | Nikola Blažičko , Péter Tatai – Jó Gerrit Genz (1), Ante Kaleb (1), Jens Bechtloff (5), Piotr Grabarczyk, Łukasz Gierak (2), Ramon Tauabo (1), René Gruszka (1), Pontus Zetterman (11/4), Kenji Hövels (3), Tim Remer (3) Trainer: Aaron Ziercke | Nikola Blažičko , Péter Tatai – Jó Gerrit Genz (1), Ante Kaleb (1), Jens Bechtloff (5), Piotr Grabarczyk, Łukasz Gierak (2), Ramon Tauabo (1), René Gruszka (1), Pontus Zetterman (11/4), Kenji Hövels (3), Tim Remer (3) Trainer: Aaron Ziercke |
| GWD                                                                                     | Kim Sonne, Gerrie Eijlers (n.e.) – Florian Freitag (2), Moritz Schäpsmeier (2), Miladin Kozlina, Helge Freiman (5), Christoffer Rambo (5/1), Mats Korte (1), Joakim Larsson (4), Magnus Jernemyr, Marian Michalczik (2), Aleksandar Svitlica (7/4) Trainer: Frank Carstens | Kim Sonne, Gerrie Eijlers (n.e.) – Florian Freitag (2), Moritz Schäpsmeier (2), Miladin Kozlina, Helge Freiman (5), Christoffer Rambo (5/1), Mats Korte (1), Joakim Larsson (4), Magnus Jernemyr, Marian Michalczik (2), Aleksandar Svitlica (7/4) Trainer: Frank Carstens | Kim Sonne, Gerrie Eijlers (n.e.) – Florian Freitag (2), Moritz Schäpsmeier (2), Miladin Kozlina, Helge Freiman (5), Christoffer Rambo (5/1), Mats Korte (1), Joakim Larsson (4), Magnus Jernemyr, Marian Michalczik (2), Aleksandar Svitlica (7/4) Trainer: Frank Carstens | Kim Sonne, Gerrie Eijlers (n.e.) – Florian Freitag (2), Moritz Schäpsmeier (2), Miladin Kozlina, Helge Freiman (5), Christoffer Rambo (5/1), Mats Korte (1), Joakim Larsson (4), Magnus Jernemyr, Marian Michalczik (2), Aleksandar Svitlica (7/4) Trainer: Frank Carstens | Kim Sonne, Gerrie Eijlers (n.e.) – Florian Freitag (2), Moritz Schäpsmeier (2), Miladin Kozlina, Helge Freiman (5), Christoffer Rambo (5/1), Mats Korte (1), Joakim Larsson (4), Magnus Jernemyr, Marian Michalczik (2), Aleksandar Svitlica (7/4) Trainer: Frank Carstens | Kim Sonne, Gerrie Eijlers (n.e.) – Florian Freitag (2), Moritz Schäpsmeier (2), Miladin Kozlina, Helge Freiman (5), Christoffer Rambo (5/1), Mats Korte (1), Joakim Larsson (4), Magnus Jernemyr, Marian Michalczik (2), Aleksandar Svitlica (7/4) Trainer: Frank Carstens | Kim Sonne, Gerrie Eijlers (n.e.) – Florian Freitag (2), Moritz Schäpsmeier (2), Miladin Kozlina, Helge Freiman (5), Christoffer Rambo (5/1), Mats Korte (1), Joakim Larsson (4), Magnus Jernemyr, Marian Michalczik (2), Aleksandar Svitlica (7/4) Trainer: Frank Carstens | | | |
|                                                                                         | 103 | Freundschaftsspiel – Spielothek-Cup 2017 (Spiel um Platz 3) | Freundschaftsspiel – Spielothek-Cup 2017 (Spiel um Platz 3) | Freundschaftsspiel – Spielothek-Cup 2017 (Spiel um Platz 3) | So., 13. Aug. 2017 15:00 | TuS N-Lübbecke | GWD Minden | 25:26 (12:12) | 1.000 | Merkur Arena, Lübbecke |
|                                                                                         | | Aufstellungen | TuS | Péter Tatai, Joel Birlehm (n.e.) – Jó Gerrit Genz (n.e.), Ante Kaleb (2), Jens Bechtloff (5), Łukasz Gierak (1), Marko Bagarić (2), René Gruszka (4), Nils Torbrügge , Moritz Schade, Pontus Zetterman (8/3), Kenji Hövels (3), Tim Remer Trainer: Aaron Ziercke | Péter Tatai, Joel Birlehm (n.e.) – Jó Gerrit Genz (n.e.), Ante Kaleb (2), Jens Bechtloff (5), Łukasz Gierak (1), Marko Bagarić (2), René Gruszka (4), Nils Torbrügge , Moritz Schade, Pontus Zetterman (8/3), Kenji Hövels (3), Tim Remer Trainer: Aaron Ziercke | Péter Tatai, Joel Birlehm (n.e.) – Jó Gerrit Genz (n.e.), Ante Kaleb (2), Jens Bechtloff (5), Łukasz Gierak (1), Marko Bagarić (2), René Gruszka (4), Nils Torbrügge , Moritz Schade, Pontus Zetterman (8/3), Kenji Hövels (3), Tim Remer Trainer: Aaron Ziercke | Péter Tatai, Joel Birlehm (n.e.) – Jó Gerrit Genz (n.e.), Ante Kaleb (2), Jens Bechtloff (5), Łukasz Gierak (1), Marko Bagarić (2), René Gruszka (4), Nils Torbrügge , Moritz Schade, Pontus Zetterman (8/3), Kenji Hövels (3), Tim Remer Trainer: Aaron Ziercke | Péter Tatai, Joel Birlehm (n.e.) – Jó Gerrit Genz (n.e.), Ante Kaleb (2), Jens Bechtloff (5), Łukasz Gierak (1), Marko Bagarić (2), René Gruszka (4), Nils Torbrügge , Moritz Schade, Pontus Zetterman (8/3), Kenji Hövels (3), Tim Remer Trainer: Aaron Ziercke | Péter Tatai, Joel Birlehm (n.e.) – Jó Gerrit Genz (n.e.), Ante Kaleb (2), Jens Bechtloff (5), Łukasz Gierak (1), Marko Bagarić (2), René Gruszka (4), Nils Torbrügge , Moritz Schade, Pontus Zetterman (8/3), Kenji Hövels (3), Tim Remer Trainer: Aaron Ziercke | Péter Tatai, Joel Birlehm (n.e.) – Jó Gerrit Genz (n.e.), Ante Kaleb (2), Jens Bechtloff (5), Łukasz Gierak (1), Marko Bagarić (2), René Gruszka (4), Nils Torbrügge , Moritz Schade, Pontus Zetterman (8/3), Kenji Hövels (3), Tim Remer Trainer: Aaron Ziercke |
| GWD                                                                                     | Espen Christensen, Kim Sonne – Charlie Sjöstrand (2), Christoffer Rambo (3/1), Mats Korte (1), Sören Südmeier (5), Miljan Pušica, Magnus Gullerud (2), Marian Michalczik (2), Lukas Kister (n.e.), Aleksandar Svitlica (5), Dalibor Doder (3), Andreas Cederholm (3), Nenad Bilbija Trainer: Frank Carstens | Espen Christensen, Kim Sonne – Charlie Sjöstrand (2), Christoffer Rambo (3/1), Mats Korte (1), Sören Südmeier (5), Miljan Pušica, Magnus Gullerud (2), Marian Michalczik (2), Lukas Kister (n.e.), Aleksandar Svitlica (5), Dalibor Doder (3), Andreas Cederholm (3), Nenad Bilbija Trainer: Frank Carstens | Espen Christensen, Kim Sonne – Charlie Sjöstrand (2), Christoffer Rambo (3/1), Mats Korte (1), Sören Südmeier (5), Miljan Pušica, Magnus Gullerud (2), Marian Michalczik (2), Lukas Kister (n.e.), Aleksandar Svitlica (5), Dalibor Doder (3), Andreas Cederholm (3), Nenad Bilbija Trainer: Frank Carstens | Espen Christensen, Kim Sonne – Charlie Sjöstrand (2), Christoffer Rambo (3/1), Mats Korte (1), Sören Südmeier (5), Miljan Pušica, Magnus Gullerud (2), Marian Michalczik (2), Lukas Kister (n.e.), Aleksandar Svitlica (5), Dalibor Doder (3), Andreas Cederholm (3), Nenad Bilbija Trainer: Frank Carstens | Espen Christensen, Kim Sonne – Charlie Sjöstrand (2), Christoffer Rambo (3/1), Mats Korte (1), Sören Südmeier (5), Miljan Pušica, Magnus Gullerud (2), Marian Michalczik (2), Lukas Kister (n.e.), Aleksandar Svitlica (5), Dalibor Doder (3), Andreas Cederholm (3), Nenad Bilbija Trainer: Frank Carstens | Espen Christensen, Kim Sonne – Charlie Sjöstrand (2), Christoffer Rambo (3/1), Mats Korte (1), Sören Südmeier (5), Miljan Pušica, Magnus Gullerud (2), Marian Michalczik (2), Lukas Kister (n.e.), Aleksandar Svitlica (5), Dalibor Doder (3), Andreas Cederholm (3), Nenad Bilbija Trainer: Frank Carstens | Espen Christensen, Kim Sonne – Charlie Sjöstrand (2), Christoffer Rambo (3/1), Mats Korte (1), Sören Südmeier (5), Miljan Pušica, Magnus Gullerud (2), Marian Michalczik (2), Lukas Kister (n.e.), Aleksandar Svitlica (5), Dalibor Doder (3), Andreas Cederholm (3), Nenad Bilbija Trainer: Frank Carstens | | | |
| Strafen                                                                                 | TuS | 4× Gierak (11.), Torbrügge (14.), Gruszka (17.), Ziercke (58.) 4× Remer (5.), Torbrügge (23., 49., 58.) 1× Torbrügge (58./dritte Zeitstrafe) | 4× Gierak (11.), Torbrügge (14.), Gruszka (17.), Ziercke (58.) 4× Remer (5.), Torbrügge (23., 49., 58.) 1× Torbrügge (58./dritte Zeitstrafe) | 4× Gierak (11.), Torbrügge (14.), Gruszka (17.), Ziercke (58.) 4× Remer (5.), Torbrügge (23., 49., 58.) 1× Torbrügge (58./dritte Zeitstrafe) | 4× Gierak (11.), Torbrügge (14.), Gruszka (17.), Ziercke (58.) 4× Remer (5.), Torbrügge (23., 49., 58.) 1× Torbrügge (58./dritte Zeitstrafe) | 4× Gierak (11.), Torbrügge (14.), Gruszka (17.), Ziercke (58.) 4× Remer (5.), Torbrügge (23., 49., 58.) 1× Torbrügge (58./dritte Zeitstrafe) | 4× Gierak (11.), Torbrügge (14.), Gruszka (17.), Ziercke (58.) 4× Remer (5.), Torbrügge (23., 49., 58.) 1× Torbrügge (58./dritte Zeitstrafe) | 4× Gierak (11.), Torbrügge (14.), Gruszka (17.), Ziercke (58.) 4× Remer (5.), Torbrügge (23., 49., 58.) 1× Torbrügge (58./dritte Zeitstrafe) | | |
| Strafen                                                                                 | GWD | 4× Svitlica (9.), Bilbija (13.), Pušica (21.), Carstens (43.) 2× Rambo (40., 56.) 0× | 4× Svitlica (9.), Bilbija (13.), Pušica (21.), Carstens (43.) 2× Rambo (40., 56.) 0× | 4× Svitlica (9.), Bilbija (13.), Pušica (21.), Carstens (43.) 2× Rambo (40., 56.) 0× | 4× Svitlica (9.), Bilbija (13.), Pušica (21.), Carstens (43.) 2× Rambo (40., 56.) 0× | 4× Svitlica (9.), Bilbija (13.), Pušica (21.), Carstens (43.) 2× Rambo (40., 56.) 0× | 4× Svitlica (9.), Bilbija (13.), Pušica (21.), Carstens (43.) 2× Rambo (40., 56.) 0× | 4× Svitlica (9.), Bilbija (13.), Pušica (21.), Carstens (43.) 2× Rambo (40., 56.) 0× | | |
| Siebenmeter                                                                             | TuS | 4/3 – verworfen: Gruszka (27.) | 4/3 – verworfen: Gruszka (27.) | 4/3 – verworfen: Gruszka (27.) | 4/3 – verworfen: Gruszka (27.) | 4/3 – verworfen: Gruszka (27.) | 4/3 – verworfen: Gruszka (27.) | 4/3 – verworfen: Gruszka (27.) | | |
| Siebenmeter                                                                             | GWD | 3/1 – verworfen: Svitlica (15.), Rambo (31.) | 3/1 – verworfen: Svitlica (15.), Rambo (31.) | 3/1 – verworfen: Svitlica (15.), Rambo (31.) | 3/1 – verworfen: Svitlica (15.), Rambo (31.) | 3/1 – verworfen: Svitlica (15.), Rambo (31.) | 3/1 – verworfen: Svitlica (15.), Rambo (31.) | 3/1 – verworfen: Svitlica (15.), Rambo (31.) | | |
| Schiedsrichter                                                                          | Julian Fedtke & Niels Wienrich (beide Berlin) | Julian Fedtke & Niels Wienrich (beide Berlin) | Julian Fedtke & Niels Wienrich (beide Berlin) | Julian Fedtke & Niels Wienrich (beide Berlin) | Julian Fedtke & Niels Wienrich (beide Berlin) | Julian Fedtke & Niels Wienrich (beide Berlin) | Julian Fedtke & Niels Wienrich (beide Berlin) | Julian Fedtke & Niels Wienrich (beide Berlin) | | |
| 66                                                                                      | 104 | Handball-Bundesliga 2017/18 – 3. Spieltag | Handball-Bundesliga 2017/18 – 3. Spieltag | Handball-Bundesliga 2017/18 – 3. Spieltag | So., 3. Sep. 2017 15:00 | GWD Minden | TuS N-Lübbecke | 21:18 (13:6) | 3.376 | Kampa-Halle, Minden |
|                                                                                         | | Aufstellungen | GWD | Espen Christensen, Maurice Paske (n.e.) – Anton Månsson (3), Charlie Sjöstrand (2/1), Christoffer Rambo (1), Mats Korte (n.e.), Sören Südmeier (n.e.), Miljan Pušica, Magnus Gullerud (1), Marian Michalczik (2), Lukas Kister (n.e.), Aleksandar Svitlica (3/1), Max Staar (n.e.), Dalibor Doder (4), Andreas Cederholm (3), Nenad Bilbija (2) Trainer: Frank Carstens | Espen Christensen, Maurice Paske (n.e.) – Anton Månsson (3), Charlie Sjöstrand (2/1), Christoffer Rambo (1), Mats Korte (n.e.), Sören Südmeier (n.e.), Miljan Pušica, Magnus Gullerud (1), Marian Michalczik (2), Lukas Kister (n.e.), Aleksandar Svitlica (3/1), Max Staar (n.e.), Dalibor Doder (4), Andreas Cederholm (3), Nenad Bilbija (2) Trainer: Frank Carstens | Espen Christensen, Maurice Paske (n.e.) – Anton Månsson (3), Charlie Sjöstrand (2/1), Christoffer Rambo (1), Mats Korte (n.e.), Sören Südmeier (n.e.), Miljan Pušica, Magnus Gullerud (1), Marian Michalczik (2), Lukas Kister (n.e.), Aleksandar Svitlica (3/1), Max Staar (n.e.), Dalibor Doder (4), Andreas Cederholm (3), Nenad Bilbija (2) Trainer: Frank Carstens | Espen Christensen, Maurice Paske (n.e.) – Anton Månsson (3), Charlie Sjöstrand (2/1), Christoffer Rambo (1), Mats Korte (n.e.), Sören Südmeier (n.e.), Miljan Pušica, Magnus Gullerud (1), Marian Michalczik (2), Lukas Kister (n.e.), Aleksandar Svitlica (3/1), Max Staar (n.e.), Dalibor Doder (4), Andreas Cederholm (3), Nenad Bilbija (2) Trainer: Frank Carstens | Espen Christensen, Maurice Paske (n.e.) – Anton Månsson (3), Charlie Sjöstrand (2/1), Christoffer Rambo (1), Mats Korte (n.e.), Sören Südmeier (n.e.), Miljan Pušica, Magnus Gullerud (1), Marian Michalczik (2), Lukas Kister (n.e.), Aleksandar Svitlica (3/1), Max Staar (n.e.), Dalibor Doder (4), Andreas Cederholm (3), Nenad Bilbija (2) Trainer: Frank Carstens | Espen Christensen, Maurice Paske (n.e.) – Anton Månsson (3), Charlie Sjöstrand (2/1), Christoffer Rambo (1), Mats Korte (n.e.), Sören Südmeier (n.e.), Miljan Pušica, Magnus Gullerud (1), Marian Michalczik (2), Lukas Kister (n.e.), Aleksandar Svitlica (3/1), Max Staar (n.e.), Dalibor Doder (4), Andreas Cederholm (3), Nenad Bilbija (2) Trainer: Frank Carstens | Espen Christensen, Maurice Paske (n.e.) – Anton Månsson (3), Charlie Sjöstrand (2/1), Christoffer Rambo (1), Mats Korte (n.e.), Sören Südmeier (n.e.), Miljan Pušica, Magnus Gullerud (1), Marian Michalczik (2), Lukas Kister (n.e.), Aleksandar Svitlica (3/1), Max Staar (n.e.), Dalibor Doder (4), Andreas Cederholm (3), Nenad Bilbija (2) Trainer: Frank Carstens |
| TuS                                                                                     | Péter Tatai, Jan Wesemann (n.e.), Joel Birlehm – Jó Gerrit Genz, Ante Kaleb (1), Jens Bechtloff (1), Piotr Grabarczyk, Łukasz Gierak, Marko Bagarić, René Gruszka, Luka Raković, Nils Torbrügge , Moritz Schade (1), Pontus Zetterman (9/3), Kenji Hövels (2), Tim Remer (4) Trainer: Aaron Ziercke | Péter Tatai, Jan Wesemann (n.e.), Joel Birlehm – Jó Gerrit Genz, Ante Kaleb (1), Jens Bechtloff (1), Piotr Grabarczyk, Łukasz Gierak, Marko Bagarić, René Gruszka, Luka Raković, Nils Torbrügge , Moritz Schade (1), Pontus Zetterman (9/3), Kenji Hövels (2), Tim Remer (4) Trainer: Aaron Ziercke | Péter Tatai, Jan Wesemann (n.e.), Joel Birlehm – Jó Gerrit Genz, Ante Kaleb (1), Jens Bechtloff (1), Piotr Grabarczyk, Łukasz Gierak, Marko Bagarić, René Gruszka, Luka Raković, Nils Torbrügge , Moritz Schade (1), Pontus Zetterman (9/3), Kenji Hövels (2), Tim Remer (4) Trainer: Aaron Ziercke | Péter Tatai, Jan Wesemann (n.e.), Joel Birlehm – Jó Gerrit Genz, Ante Kaleb (1), Jens Bechtloff (1), Piotr Grabarczyk, Łukasz Gierak, Marko Bagarić, René Gruszka, Luka Raković, Nils Torbrügge , Moritz Schade (1), Pontus Zetterman (9/3), Kenji Hövels (2), Tim Remer (4) Trainer: Aaron Ziercke | Péter Tatai, Jan Wesemann (n.e.), Joel Birlehm – Jó Gerrit Genz, Ante Kaleb (1), Jens Bechtloff (1), Piotr Grabarczyk, Łukasz Gierak, Marko Bagarić, René Gruszka, Luka Raković, Nils Torbrügge , Moritz Schade (1), Pontus Zetterman (9/3), Kenji Hövels (2), Tim Remer (4) Trainer: Aaron Ziercke | Péter Tatai, Jan Wesemann (n.e.), Joel Birlehm – Jó Gerrit Genz, Ante Kaleb (1), Jens Bechtloff (1), Piotr Grabarczyk, Łukasz Gierak, Marko Bagarić, René Gruszka, Luka Raković, Nils Torbrügge , Moritz Schade (1), Pontus Zetterman (9/3), Kenji Hövels (2), Tim Remer (4) Trainer: Aaron Ziercke | Péter Tatai, Jan Wesemann (n.e.), Joel Birlehm – Jó Gerrit Genz, Ante Kaleb (1), Jens Bechtloff (1), Piotr Grabarczyk, Łukasz Gierak, Marko Bagarić, René Gruszka, Luka Raković, Nils Torbrügge , Moritz Schade (1), Pontus Zetterman (9/3), Kenji Hövels (2), Tim Remer (4) Trainer: Aaron Ziercke | | | |
| Strafen                                                                                 | GWD | 3× Gullerud (1.), Svitlica (7.), Cederholm (13.) 4× Gullerud (7.), Månsson (20., 51.), Michalczik (30.) | 3× Gullerud (1.), Svitlica (7.), Cederholm (13.) 4× Gullerud (7.), Månsson (20., 51.), Michalczik (30.) | 3× Gullerud (1.), Svitlica (7.), Cederholm (13.) 4× Gullerud (7.), Månsson (20., 51.), Michalczik (30.) | 3× Gullerud (1.), Svitlica (7.), Cederholm (13.) 4× Gullerud (7.), Månsson (20., 51.), Michalczik (30.) | 3× Gullerud (1.), Svitlica (7.), Cederholm (13.) 4× Gullerud (7.), Månsson (20., 51.), Michalczik (30.) | 3× Gullerud (1.), Svitlica (7.), Cederholm (13.) 4× Gullerud (7.), Månsson (20., 51.), Michalczik (30.) | 3× Gullerud (1.), Svitlica (7.), Cederholm (13.) 4× Gullerud (7.), Månsson (20., 51.), Michalczik (30.) | | |
| Strafen                                                                                 | TuS | 3× Torbrügge (2.), Grabarczyk (3.), Gruszka (5.) 3× Torbrügge (5., 52.), Bagarić (16.) | 3× Torbrügge (2.), Grabarczyk (3.), Gruszka (5.) 3× Torbrügge (5., 52.), Bagarić (16.) | 3× Torbrügge (2.), Grabarczyk (3.), Gruszka (5.) 3× Torbrügge (5., 52.), Bagarić (16.) | 3× Torbrügge (2.), Grabarczyk (3.), Gruszka (5.) 3× Torbrügge (5., 52.), Bagarić (16.) | 3× Torbrügge (2.), Grabarczyk (3.), Gruszka (5.) 3× Torbrügge (5., 52.), Bagarić (16.) | 3× Torbrügge (2.), Grabarczyk (3.), Gruszka (5.) 3× Torbrügge (5., 52.), Bagarić (16.) | 3× Torbrügge (2.), Grabarczyk (3.), Gruszka (5.) 3× Torbrügge (5., 52.), Bagarić (16.) | | |
| Siebenmeter                                                                             | GWD | 3/2 – verworfen: Sjöstrand (9.) | 3/2 – verworfen: Sjöstrand (9.) | 3/2 – verworfen: Sjöstrand (9.) | 3/2 – verworfen: Sjöstrand (9.) | 3/2 – verworfen: Sjöstrand (9.) | 3/2 – verworfen: Sjöstrand (9.) | 3/2 – verworfen: Sjöstrand (9.) | | |
| Siebenmeter                                                                             | TuS | 4/3 – verworfen: Gruszka (8.) | 4/3 – verworfen: Gruszka (8.) | 4/3 – verworfen: Gruszka (8.) | 4/3 – verworfen: Gruszka (8.) | 4/3 – verworfen: Gruszka (8.) | 4/3 – verworfen: Gruszka (8.) | 4/3 – verworfen: Gruszka (8.) | | |
| Schiedsrichter                                                                          | Nils Blümel & Jörg Loppaschewski (beide Berlin) | Nils Blümel & Jörg Loppaschewski (beide Berlin) | Nils Blümel & Jörg Loppaschewski (beide Berlin) | Nils Blümel & Jörg Loppaschewski (beide Berlin) | Nils Blümel & Jörg Loppaschewski (beide Berlin) | Nils Blümel & Jörg Loppaschewski (beide Berlin) | Nils Blümel & Jörg Loppaschewski (beide Berlin) | Nils Blümel & Jörg Loppaschewski (beide Berlin) | | |
|                                                                                         | 105 | Freundschaftsspiel | Freundschaftsspiel | Freundschaftsspiel | Fr., 27. Okt. 2017 19:00 | GWD Minden | TuS N-Lübbecke | 33:39 (12:21) | | Sporthalle am Branntweinsweg, Wagenfeld |
|                                                                                         | | Aufstellungen | GWD | Maurice Paske, Jonas Zollitsch – Justus Richtzenhain (3), Christoffer Rambo (11/3), Mats Korte (7), Sören Südmeier (4), Max Staar, Marian Michalczik (1), Lukas Kister (1), Aleksandar Svitlica (3), Dalibor Doder (3) Trainer: Frank Carstens | Maurice Paske, Jonas Zollitsch – Justus Richtzenhain (3), Christoffer Rambo (11/3), Mats Korte (7), Sören Südmeier (4), Max Staar, Marian Michalczik (1), Lukas Kister (1), Aleksandar Svitlica (3), Dalibor Doder (3) Trainer: Frank Carstens | Maurice Paske, Jonas Zollitsch – Justus Richtzenhain (3), Christoffer Rambo (11/3), Mats Korte (7), Sören Südmeier (4), Max Staar, Marian Michalczik (1), Lukas Kister (1), Aleksandar Svitlica (3), Dalibor Doder (3) Trainer: Frank Carstens | Maurice Paske, Jonas Zollitsch – Justus Richtzenhain (3), Christoffer Rambo (11/3), Mats Korte (7), Sören Südmeier (4), Max Staar, Marian Michalczik (1), Lukas Kister (1), Aleksandar Svitlica (3), Dalibor Doder (3) Trainer: Frank Carstens | Maurice Paske, Jonas Zollitsch – Justus Richtzenhain (3), Christoffer Rambo (11/3), Mats Korte (7), Sören Südmeier (4), Max Staar, Marian Michalczik (1), Lukas Kister (1), Aleksandar Svitlica (3), Dalibor Doder (3) Trainer: Frank Carstens | Maurice Paske, Jonas Zollitsch – Justus Richtzenhain (3), Christoffer Rambo (11/3), Mats Korte (7), Sören Südmeier (4), Max Staar, Marian Michalczik (1), Lukas Kister (1), Aleksandar Svitlica (3), Dalibor Doder (3) Trainer: Frank Carstens | Maurice Paske, Jonas Zollitsch – Justus Richtzenhain (3), Christoffer Rambo (11/3), Mats Korte (7), Sören Südmeier (4), Max Staar, Marian Michalczik (1), Lukas Kister (1), Aleksandar Svitlica (3), Dalibor Doder (3) Trainer: Frank Carstens |
| TuS                                                                                     | Péter Tatai, Joel Birlehm – Jó Gerrit Genz (2), Ante Kaleb (3), Jens Bechtloff (7), Piotr Grabarczyk, Łukasz Gierak (3), Marko Bagarić (4), René Gruszka (9/2), Luka Raković (2), Nils Torbrügge (6), Moritz Schade (3), Pontus Zetterman Trainer: Aaron Ziercke | Péter Tatai, Joel Birlehm – Jó Gerrit Genz (2), Ante Kaleb (3), Jens Bechtloff (7), Piotr Grabarczyk, Łukasz Gierak (3), Marko Bagarić (4), René Gruszka (9/2), Luka Raković (2), Nils Torbrügge (6), Moritz Schade (3), Pontus Zetterman Trainer: Aaron Ziercke | Péter Tatai, Joel Birlehm – Jó Gerrit Genz (2), Ante Kaleb (3), Jens Bechtloff (7), Piotr Grabarczyk, Łukasz Gierak (3), Marko Bagarić (4), René Gruszka (9/2), Luka Raković (2), Nils Torbrügge (6), Moritz Schade (3), Pontus Zetterman Trainer: Aaron Ziercke | Péter Tatai, Joel Birlehm – Jó Gerrit Genz (2), Ante Kaleb (3), Jens Bechtloff (7), Piotr Grabarczyk, Łukasz Gierak (3), Marko Bagarić (4), René Gruszka (9/2), Luka Raković (2), Nils Torbrügge (6), Moritz Schade (3), Pontus Zetterman Trainer: Aaron Ziercke | Péter Tatai, Joel Birlehm – Jó Gerrit Genz (2), Ante Kaleb (3), Jens Bechtloff (7), Piotr Grabarczyk, Łukasz Gierak (3), Marko Bagarić (4), René Gruszka (9/2), Luka Raković (2), Nils Torbrügge (6), Moritz Schade (3), Pontus Zetterman Trainer: Aaron Ziercke | Péter Tatai, Joel Birlehm – Jó Gerrit Genz (2), Ante Kaleb (3), Jens Bechtloff (7), Piotr Grabarczyk, Łukasz Gierak (3), Marko Bagarić (4), René Gruszka (9/2), Luka Raković (2), Nils Torbrügge (6), Moritz Schade (3), Pontus Zetterman Trainer: Aaron Ziercke | Péter Tatai, Joel Birlehm – Jó Gerrit Genz (2), Ante Kaleb (3), Jens Bechtloff (7), Piotr Grabarczyk, Łukasz Gierak (3), Marko Bagarić (4), René Gruszka (9/2), Luka Raković (2), Nils Torbrügge (6), Moritz Schade (3), Pontus Zetterman Trainer: Aaron Ziercke | | | |
| Schiedsrichter                                                                          | Paulo Ribeiro (Diepholz) & Hendrik Buttke (Lemförde) | Paulo Ribeiro (Diepholz) & Hendrik Buttke (Lemförde) | Paulo Ribeiro (Diepholz) & Hendrik Buttke (Lemförde) | Paulo Ribeiro (Diepholz) & Hendrik Buttke (Lemförde) | Paulo Ribeiro (Diepholz) & Hendrik Buttke (Lemförde) | Paulo Ribeiro (Diepholz) & Hendrik Buttke (Lemförde) | Paulo Ribeiro (Diepholz) & Hendrik Buttke (Lemförde) | Paulo Ribeiro (Diepholz) & Hendrik Buttke (Lemförde) | | |
| 67                                                                                      | 106 | Handball-Bundesliga 2017/18 – 18. Spieltag | Handball-Bundesliga 2017/18 – 18. Spieltag | Handball-Bundesliga 2017/18 – 18. Spieltag | Do., 21. Dez. 2017 18:30 | TuS N-Lübbecke | GWD Minden | 29:22 (11:11) | 3.040 (ausverkauft) | Merkur Arena, Lübbecke |
|                                                                                         | | Aufstellungen | TuS | Péter Tatai, Jan Wesemann (n.e.), Joel Birlehm – Jó Gerrit Genz (2), Ante Kaleb (3), Jens Bechtloff (2), Łukasz Gierak (8), Marko Bagarić (n.e.), René Gruszka (n.e.), Luka Raković (4), Nils Torbrügge (4), Moritz Schade, Pontus Zetterman (1), Kenji Hövels, Tim Remer (5/3) Trainer: Aaron Ziercke | Péter Tatai, Jan Wesemann (n.e.), Joel Birlehm – Jó Gerrit Genz (2), Ante Kaleb (3), Jens Bechtloff (2), Łukasz Gierak (8), Marko Bagarić (n.e.), René Gruszka (n.e.), Luka Raković (4), Nils Torbrügge (4), Moritz Schade, Pontus Zetterman (1), Kenji Hövels, Tim Remer (5/3) Trainer: Aaron Ziercke | Péter Tatai, Jan Wesemann (n.e.), Joel Birlehm – Jó Gerrit Genz (2), Ante Kaleb (3), Jens Bechtloff (2), Łukasz Gierak (8), Marko Bagarić (n.e.), René Gruszka (n.e.), Luka Raković (4), Nils Torbrügge (4), Moritz Schade, Pontus Zetterman (1), Kenji Hövels, Tim Remer (5/3) Trainer: Aaron Ziercke | Péter Tatai, Jan Wesemann (n.e.), Joel Birlehm – Jó Gerrit Genz (2), Ante Kaleb (3), Jens Bechtloff (2), Łukasz Gierak (8), Marko Bagarić (n.e.), René Gruszka (n.e.), Luka Raković (4), Nils Torbrügge (4), Moritz Schade, Pontus Zetterman (1), Kenji Hövels, Tim Remer (5/3) Trainer: Aaron Ziercke | Péter Tatai, Jan Wesemann (n.e.), Joel Birlehm – Jó Gerrit Genz (2), Ante Kaleb (3), Jens Bechtloff (2), Łukasz Gierak (8), Marko Bagarić (n.e.), René Gruszka (n.e.), Luka Raković (4), Nils Torbrügge (4), Moritz Schade, Pontus Zetterman (1), Kenji Hövels, Tim Remer (5/3) Trainer: Aaron Ziercke | Péter Tatai, Jan Wesemann (n.e.), Joel Birlehm – Jó Gerrit Genz (2), Ante Kaleb (3), Jens Bechtloff (2), Łukasz Gierak (8), Marko Bagarić (n.e.), René Gruszka (n.e.), Luka Raković (4), Nils Torbrügge (4), Moritz Schade, Pontus Zetterman (1), Kenji Hövels, Tim Remer (5/3) Trainer: Aaron Ziercke                                                                  | Péter Tatai, Jan Wesemann (n.e.), Joel Birlehm – Jó Gerrit Genz (2), Ante Kaleb (3), Jens Bechtloff (2), Łukasz Gierak (8), Marko Bagarić (n.e.), René Gruszka (n.e.), Luka Raković (4), Nils Torbrügge (4), Moritz Schade, Pontus Zetterman (1), Kenji Hövels, Tim Remer (5/3) Trainer: Aaron Ziercke                                                                  |
| GWD                                                                                     | Espen Christensen, Kim Sonne (1) – Anton Månsson (1), Christoffer Rambo (3), Mats Korte, Sören Südmeier, Miljan Pušica (1), Magnus Gullerud (1), Marian Michalczik (4), Lukas Kister (n.e.), Aleksandar Svitlica, Max Staar, Dalibor Doder (1), Andreas Cederholm (3), Nenad Bilbija (2), Luka Žvižej (5/2) Trainer: Frank Carstens | Espen Christensen, Kim Sonne (1) – Anton Månsson (1), Christoffer Rambo (3), Mats Korte, Sören Südmeier, Miljan Pušica (1), Magnus Gullerud (1), Marian Michalczik (4), Lukas Kister (n.e.), Aleksandar Svitlica, Max Staar, Dalibor Doder (1), Andreas Cederholm (3), Nenad Bilbija (2), Luka Žvižej (5/2) Trainer: Frank Carstens | Espen Christensen, Kim Sonne (1) – Anton Månsson (1), Christoffer Rambo (3), Mats Korte, Sören Südmeier, Miljan Pušica (1), Magnus Gullerud (1), Marian Michalczik (4), Lukas Kister (n.e.), Aleksandar Svitlica, Max Staar, Dalibor Doder (1), Andreas Cederholm (3), Nenad Bilbija (2), Luka Žvižej (5/2) Trainer: Frank Carstens | Espen Christensen, Kim Sonne (1) – Anton Månsson (1), Christoffer Rambo (3), Mats Korte, Sören Südmeier, Miljan Pušica (1), Magnus Gullerud (1), Marian Michalczik (4), Lukas Kister (n.e.), Aleksandar Svitlica, Max Staar, Dalibor Doder (1), Andreas Cederholm (3), Nenad Bilbija (2), Luka Žvižej (5/2) Trainer: Frank Carstens | Espen Christensen, Kim Sonne (1) – Anton Månsson (1), Christoffer Rambo (3), Mats Korte, Sören Südmeier, Miljan Pušica (1), Magnus Gullerud (1), Marian Michalczik (4), Lukas Kister (n.e.), Aleksandar Svitlica, Max Staar, Dalibor Doder (1), Andreas Cederholm (3), Nenad Bilbija (2), Luka Žvižej (5/2) Trainer: Frank Carstens | Espen Christensen, Kim Sonne (1) – Anton Månsson (1), Christoffer Rambo (3), Mats Korte, Sören Südmeier, Miljan Pušica (1), Magnus Gullerud (1), Marian Michalczik (4), Lukas Kister (n.e.), Aleksandar Svitlica, Max Staar, Dalibor Doder (1), Andreas Cederholm (3), Nenad Bilbija (2), Luka Žvižej (5/2) Trainer: Frank Carstens | Espen Christensen, Kim Sonne (1) – Anton Månsson (1), Christoffer Rambo (3), Mats Korte, Sören Südmeier, Miljan Pušica (1), Magnus Gullerud (1), Marian Michalczik (4), Lukas Kister (n.e.), Aleksandar Svitlica, Max Staar, Dalibor Doder (1), Andreas Cederholm (3), Nenad Bilbija (2), Luka Žvižej (5/2) Trainer: Frank Carstens | | | |
| Strafen                                                                                 | TuS | 3× Genz (3.), Schade (10.), Torbrügge (14.) 3× Gierak (28.), Torbrügge (40.), Bechtloff (45.) | 3× Genz (3.), Schade (10.), Torbrügge (14.) 3× Gierak (28.), Torbrügge (40.), Bechtloff (45.) | 3× Genz (3.), Schade (10.), Torbrügge (14.) 3× Gierak (28.), Torbrügge (40.), Bechtloff (45.) | 3× Genz (3.), Schade (10.), Torbrügge (14.) 3× Gierak (28.), Torbrügge (40.), Bechtloff (45.) | 3× Genz (3.), Schade (10.), Torbrügge (14.) 3× Gierak (28.), Torbrügge (40.), Bechtloff (45.) | 3× Genz (3.), Schade (10.), Torbrügge (14.) 3× Gierak (28.), Torbrügge (40.), Bechtloff (45.) | 3× Genz (3.), Schade (10.), Torbrügge (14.) 3× Gierak (28.), Torbrügge (40.), Bechtloff (45.) | | |
| Strafen                                                                                 | GWD | 2× Gullerud (15.), Michalczik (16.) 4× Svitlica (6.), Žvižej (6.), Gullerud (31.), Rambo (35.) | 2× Gullerud (15.), Michalczik (16.) 4× Svitlica (6.), Žvižej (6.), Gullerud (31.), Rambo (35.) | 2× Gullerud (15.), Michalczik (16.) 4× Svitlica (6.), Žvižej (6.), Gullerud (31.), Rambo (35.) | 2× Gullerud (15.), Michalczik (16.) 4× Svitlica (6.), Žvižej (6.), Gullerud (31.), Rambo (35.) | 2× Gullerud (15.), Michalczik (16.) 4× Svitlica (6.), Žvižej (6.), Gullerud (31.), Rambo (35.) | 2× Gullerud (15.), Michalczik (16.) 4× Svitlica (6.), Žvižej (6.), Gullerud (31.), Rambo (35.) | 2× Gullerud (15.), Michalczik (16.) 4× Svitlica (6.), Žvižej (6.), Gullerud (31.), Rambo (35.) | | |
| Siebenmeter                                                                             | TuS | 4/3 – verworfen: Bechtloff (6.) | 4/3 – verworfen: Bechtloff (6.) | 4/3 – verworfen: Bechtloff (6.) | 4/3 – verworfen: Bechtloff (6.) | 4/3 – verworfen: Bechtloff (6.) | 4/3 – verworfen: Bechtloff (6.) | 4/3 – verworfen: Bechtloff (6.) | | |
| Siebenmeter                                                                             | GWD | 3/2 – verworfen: Žvižej (60.) | 3/2 – verworfen: Žvižej (60.) | 3/2 – verworfen: Žvižej (60.) | 3/2 – verworfen: Žvižej (60.) | 3/2 – verworfen: Žvižej (60.) | 3/2 – verworfen: Žvižej (60.) | 3/2 – verworfen: Žvižej (60.) | | |
| Schiedsrichter                                                                          | Colin Hartmann & Stefan Schneider (beide Magdeburg) | Colin Hartmann & Stefan Schneider (beide Magdeburg) | Colin Hartmann & Stefan Schneider (beide Magdeburg) | Colin Hartmann & Stefan Schneider (beide Magdeburg) | Colin Hartmann & Stefan Schneider (beide Magdeburg) | Colin Hartmann & Stefan Schneider (beide Magdeburg) | Colin Hartmann & Stefan Schneider (beide Magdeburg) | Colin Hartmann & Stefan Schneider (beide Magdeburg) | | |
|                                                                                         | 107 | Freundschaftsspiel | Freundschaftsspiel | Freundschaftsspiel | Fr., 26. Okt. 2018 20:45 | TuS N-Lübbecke | GWD Minden | 30:29 (15:14) | 2.500 | Merkur Arena, Lübbecke |
|                                                                                         | | Aufstellungen | TuS | Péter Tatai, Mats Grzesinski – Jó Gerrit Genz (7), Jens Bechtloff (2/1), Łukasz Gierak (3), Marko Bagarić (1), Peter Strosack (4/3), Luka Raković (2), Moritz Schade (5), Jan-Eric Speckmann (3), Kenji Hövels (3) Trainer: Aaron Ziercke | Péter Tatai, Mats Grzesinski – Jó Gerrit Genz (7), Jens Bechtloff (2/1), Łukasz Gierak (3), Marko Bagarić (1), Peter Strosack (4/3), Luka Raković (2), Moritz Schade (5), Jan-Eric Speckmann (3), Kenji Hövels (3) Trainer: Aaron Ziercke | Péter Tatai, Mats Grzesinski – Jó Gerrit Genz (7), Jens Bechtloff (2/1), Łukasz Gierak (3), Marko Bagarić (1), Peter Strosack (4/3), Luka Raković (2), Moritz Schade (5), Jan-Eric Speckmann (3), Kenji Hövels (3) Trainer: Aaron Ziercke | Péter Tatai, Mats Grzesinski – Jó Gerrit Genz (7), Jens Bechtloff (2/1), Łukasz Gierak (3), Marko Bagarić (1), Peter Strosack (4/3), Luka Raković (2), Moritz Schade (5), Jan-Eric Speckmann (3), Kenji Hövels (3) Trainer: Aaron Ziercke | Péter Tatai, Mats Grzesinski – Jó Gerrit Genz (7), Jens Bechtloff (2/1), Łukasz Gierak (3), Marko Bagarić (1), Peter Strosack (4/3), Luka Raković (2), Moritz Schade (5), Jan-Eric Speckmann (3), Kenji Hövels (3) Trainer: Aaron Ziercke | Péter Tatai, Mats Grzesinski – Jó Gerrit Genz (7), Jens Bechtloff (2/1), Łukasz Gierak (3), Marko Bagarić (1), Peter Strosack (4/3), Luka Raković (2), Moritz Schade (5), Jan-Eric Speckmann (3), Kenji Hövels (3) Trainer: Aaron Ziercke | Péter Tatai, Mats Grzesinski – Jó Gerrit Genz (7), Jens Bechtloff (2/1), Łukasz Gierak (3), Marko Bagarić (1), Peter Strosack (4/3), Luka Raković (2), Moritz Schade (5), Jan-Eric Speckmann (3), Kenji Hövels (3) Trainer: Aaron Ziercke |
| GWD                                                                                     | Maurice Paske, Kim Sonne – Malte Nolting, Anton Månsson (3), Maximilian Nowatzki (1/1), Justus Richtzenhain (2), Savvas Savvas (2), Christoffer Rambo (8/1), Mats Korte, Simon Strakeljahn, Marian Michalczik (2), Lukas Kister (2), Dalibor Doder (2), Andreas Cederholm (4), Luka Žvižej (3) Trainer: Frank Carstens | Maurice Paske, Kim Sonne – Malte Nolting, Anton Månsson (3), Maximilian Nowatzki (1/1), Justus Richtzenhain (2), Savvas Savvas (2), Christoffer Rambo (8/1), Mats Korte, Simon Strakeljahn, Marian Michalczik (2), Lukas Kister (2), Dalibor Doder (2), Andreas Cederholm (4), Luka Žvižej (3) Trainer: Frank Carstens | Maurice Paske, Kim Sonne – Malte Nolting, Anton Månsson (3), Maximilian Nowatzki (1/1), Justus Richtzenhain (2), Savvas Savvas (2), Christoffer Rambo (8/1), Mats Korte, Simon Strakeljahn, Marian Michalczik (2), Lukas Kister (2), Dalibor Doder (2), Andreas Cederholm (4), Luka Žvižej (3) Trainer: Frank Carstens | Maurice Paske, Kim Sonne – Malte Nolting, Anton Månsson (3), Maximilian Nowatzki (1/1), Justus Richtzenhain (2), Savvas Savvas (2), Christoffer Rambo (8/1), Mats Korte, Simon Strakeljahn, Marian Michalczik (2), Lukas Kister (2), Dalibor Doder (2), Andreas Cederholm (4), Luka Žvižej (3) Trainer: Frank Carstens | Maurice Paske, Kim Sonne – Malte Nolting, Anton Månsson (3), Maximilian Nowatzki (1/1), Justus Richtzenhain (2), Savvas Savvas (2), Christoffer Rambo (8/1), Mats Korte, Simon Strakeljahn, Marian Michalczik (2), Lukas Kister (2), Dalibor Doder (2), Andreas Cederholm (4), Luka Žvižej (3) Trainer: Frank Carstens | Maurice Paske, Kim Sonne – Malte Nolting, Anton Månsson (3), Maximilian Nowatzki (1/1), Justus Richtzenhain (2), Savvas Savvas (2), Christoffer Rambo (8/1), Mats Korte, Simon Strakeljahn, Marian Michalczik (2), Lukas Kister (2), Dalibor Doder (2), Andreas Cederholm (4), Luka Žvižej (3) Trainer: Frank Carstens | Maurice Paske, Kim Sonne – Malte Nolting, Anton Månsson (3), Maximilian Nowatzki (1/1), Justus Richtzenhain (2), Savvas Savvas (2), Christoffer Rambo (8/1), Mats Korte, Simon Strakeljahn, Marian Michalczik (2), Lukas Kister (2), Dalibor Doder (2), Andreas Cederholm (4), Luka Žvižej (3) Trainer: Frank Carstens | | | |
| Strafen                                                                                 | TuS | 1× Bechtloff (27.) | 1× Bechtloff (27.) | 1× Bechtloff (27.) | 1× Bechtloff (27.) | 1× Bechtloff (27.) | 1× Bechtloff (27.) | 1× Bechtloff (27.) | | |
| Strafen                                                                                 | GWD | 3× Richtzenhain (15.), Nowatzki (43.), Månsson (53.) | 3× Richtzenhain (15.), Nowatzki (43.), Månsson (53.) | 3× Richtzenhain (15.), Nowatzki (43.), Månsson (53.) | 3× Richtzenhain (15.), Nowatzki (43.), Månsson (53.) | 3× Richtzenhain (15.), Nowatzki (43.), Månsson (53.) | 3× Richtzenhain (15.), Nowatzki (43.), Månsson (53.) | 3× Richtzenhain (15.), Nowatzki (43.), Månsson (53.) | | |
| Siebenmeter                                                                             | TuS | 5/4 – verworfen: Gierak (39.) | 5/4 – verworfen: Gierak (39.) | 5/4 – verworfen: Gierak (39.) | 5/4 – verworfen: Gierak (39.) | 5/4 – verworfen: Gierak (39.) | 5/4 – verworfen: Gierak (39.) | 5/4 – verworfen: Gierak (39.) | | |
| Siebenmeter                                                                             | GWD | 3/2 – verworfen: Rambo (21.) | 3/2 – verworfen: Rambo (21.) | 3/2 – verworfen: Rambo (21.) | 3/2 – verworfen: Rambo (21.) | 3/2 – verworfen: Rambo (21.) | 3/2 – verworfen: Rambo (21.) | 3/2 – verworfen: Rambo (21.) | | |
| Schiedsrichter                                                                          | Janis Brandt (Vlotho) & Hendrik Thies (Bad Oeynhausen) | Janis Brandt (Vlotho) & Hendrik Thies (Bad Oeynhausen) | Janis Brandt (Vlotho) & Hendrik Thies (Bad Oeynhausen) | Janis Brandt (Vlotho) & Hendrik Thies (Bad Oeynhausen) | Janis Brandt (Vlotho) & Hendrik Thies (Bad Oeynhausen) | Janis Brandt (Vlotho) & Hendrik Thies (Bad Oeynhausen) | Janis Brandt (Vlotho) & Hendrik Thies (Bad Oeynhausen) | Janis Brandt (Vlotho) & Hendrik Thies (Bad Oeynhausen) | | |
| Bemerkungen                                                                             | Benefizspiel zugunsten der Stiftung Deutsche Sporthilfe. | Benefizspiel zugunsten der Stiftung Deutsche Sporthilfe. | Benefizspiel zugunsten der Stiftung Deutsche Sporthilfe. | Benefizspiel zugunsten der Stiftung Deutsche Sporthilfe. | Benefizspiel zugunsten der Stiftung Deutsche Sporthilfe. | Benefizspiel zugunsten der Stiftung Deutsche Sporthilfe. | Benefizspiel zugunsten der Stiftung Deutsche Sporthilfe. | Benefizspiel zugunsten der Stiftung Deutsche Sporthilfe. | | |
|                                                                                         | 108 | Freundschaftsspiel | Freundschaftsspiel | Freundschaftsspiel | Fr., 23. Jan. 2020 19:00 | GWD Minden | TuS N-Lübbecke | 25:27 (16:11) | 1.000 | Kreissporthalle, Lübbecke |
|                                                                                         | | Aufstellungen | GWD | Leon Grabenstein, Malte Semisch – Lucas Meister (2), Maximilian Nowatzki, Joscha Ritterbach (4), Savvas Savvas (2), Christoffer Rambo (3), Mats Korte (1/1), Simon Strakeljahn (2), Juri Knorr (4/1), Miljan Pušica (1), Max Staar (3), Christoph Reißky (2), Justus Richtzenhain (1) Trainer: Frank Carstens | Leon Grabenstein, Malte Semisch – Lucas Meister (2), Maximilian Nowatzki, Joscha Ritterbach (4), Savvas Savvas (2), Christoffer Rambo (3), Mats Korte (1/1), Simon Strakeljahn (2), Juri Knorr (4/1), Miljan Pušica (1), Max Staar (3), Christoph Reißky (2), Justus Richtzenhain (1) Trainer: Frank Carstens | Leon Grabenstein, Malte Semisch – Lucas Meister (2), Maximilian Nowatzki, Joscha Ritterbach (4), Savvas Savvas (2), Christoffer Rambo (3), Mats Korte (1/1), Simon Strakeljahn (2), Juri Knorr (4/1), Miljan Pušica (1), Max Staar (3), Christoph Reißky (2), Justus Richtzenhain (1) Trainer: Frank Carstens | Leon Grabenstein, Malte Semisch – Lucas Meister (2), Maximilian Nowatzki, Joscha Ritterbach (4), Savvas Savvas (2), Christoffer Rambo (3), Mats Korte (1/1), Simon Strakeljahn (2), Juri Knorr (4/1), Miljan Pušica (1), Max Staar (3), Christoph Reißky (2), Justus Richtzenhain (1) Trainer: Frank Carstens | Leon Grabenstein, Malte Semisch – Lucas Meister (2), Maximilian Nowatzki, Joscha Ritterbach (4), Savvas Savvas (2), Christoffer Rambo (3), Mats Korte (1/1), Simon Strakeljahn (2), Juri Knorr (4/1), Miljan Pušica (1), Max Staar (3), Christoph Reißky (2), Justus Richtzenhain (1) Trainer: Frank Carstens | Leon Grabenstein, Malte Semisch – Lucas Meister (2), Maximilian Nowatzki, Joscha Ritterbach (4), Savvas Savvas (2), Christoffer Rambo (3), Mats Korte (1/1), Simon Strakeljahn (2), Juri Knorr (4/1), Miljan Pušica (1), Max Staar (3), Christoph Reißky (2), Justus Richtzenhain (1) Trainer: Frank Carstens                                                           | Leon Grabenstein, Malte Semisch – Lucas Meister (2), Maximilian Nowatzki, Joscha Ritterbach (4), Savvas Savvas (2), Christoffer Rambo (3), Mats Korte (1/1), Simon Strakeljahn (2), Juri Knorr (4/1), Miljan Pušica (1), Max Staar (3), Christoph Reißky (2), Justus Richtzenhain (1) Trainer: Frank Carstens                                                           |
| TuS                                                                                     | Péter Tatai, Valentin Beckmann – Jó Gerrit Genz (1), Patryk Walczak (2), Jens Bechtloff , Dominik Ebner (2), Łukasz Gierak (5), Marko Bagarić (2), Peter Strosack (5/2), Marvin Mundus, Valentin Spohn (2), Moritz Schade (1), Jan-Eric Speckmann (7/2), Hannes Krassort Trainer: Emir Kurtagic | Péter Tatai, Valentin Beckmann – Jó Gerrit Genz (1), Patryk Walczak (2), Jens Bechtloff , Dominik Ebner (2), Łukasz Gierak (5), Marko Bagarić (2), Peter Strosack (5/2), Marvin Mundus, Valentin Spohn (2), Moritz Schade (1), Jan-Eric Speckmann (7/2), Hannes Krassort Trainer: Emir Kurtagic | Péter Tatai, Valentin Beckmann – Jó Gerrit Genz (1), Patryk Walczak (2), Jens Bechtloff , Dominik Ebner (2), Łukasz Gierak (5), Marko Bagarić (2), Peter Strosack (5/2), Marvin Mundus, Valentin Spohn (2), Moritz Schade (1), Jan-Eric Speckmann (7/2), Hannes Krassort Trainer: Emir Kurtagic | Péter Tatai, Valentin Beckmann – Jó Gerrit Genz (1), Patryk Walczak (2), Jens Bechtloff , Dominik Ebner (2), Łukasz Gierak (5), Marko Bagarić (2), Peter Strosack (5/2), Marvin Mundus, Valentin Spohn (2), Moritz Schade (1), Jan-Eric Speckmann (7/2), Hannes Krassort Trainer: Emir Kurtagic | Péter Tatai, Valentin Beckmann – Jó Gerrit Genz (1), Patryk Walczak (2), Jens Bechtloff , Dominik Ebner (2), Łukasz Gierak (5), Marko Bagarić (2), Peter Strosack (5/2), Marvin Mundus, Valentin Spohn (2), Moritz Schade (1), Jan-Eric Speckmann (7/2), Hannes Krassort Trainer: Emir Kurtagic | Péter Tatai, Valentin Beckmann – Jó Gerrit Genz (1), Patryk Walczak (2), Jens Bechtloff , Dominik Ebner (2), Łukasz Gierak (5), Marko Bagarić (2), Peter Strosack (5/2), Marvin Mundus, Valentin Spohn (2), Moritz Schade (1), Jan-Eric Speckmann (7/2), Hannes Krassort Trainer: Emir Kurtagic | Péter Tatai, Valentin Beckmann – Jó Gerrit Genz (1), Patryk Walczak (2), Jens Bechtloff , Dominik Ebner (2), Łukasz Gierak (5), Marko Bagarić (2), Peter Strosack (5/2), Marvin Mundus, Valentin Spohn (2), Moritz Schade (1), Jan-Eric Speckmann (7/2), Hannes Krassort Trainer: Emir Kurtagic | | | |
|                                                                                         | 109 | Freundschaftsspiel | Freundschaftsspiel | Freundschaftsspiel | Mi., 26. Aug. 2020 20:00 | TuS N-Lübbecke | GWD Minden | 28:30 (13:17) | 0 | Merkur Arena, Lübbecke |
|                                                                                         | | Aufstellungen | TuS | Aljoša Rezar, Johannes Jepsen – Roman Bečvář, Lutz Heiny (2), Dominik Ebner (3), Benas Petreikis (5/3), Marko Bagarić (1), Peter Strosack (3), Marvin Mundus, Yannick Dräger (2), Valentin Spohn (5), Marek Nissen, Jan-Eric Speckmann (3), Leoš Petrovský, Tom Skroblien (4/1) Trainer: Emir Kurtagic | Aljoša Rezar, Johannes Jepsen – Roman Bečvář, Lutz Heiny (2), Dominik Ebner (3), Benas Petreikis (5/3), Marko Bagarić (1), Peter Strosack (3), Marvin Mundus, Yannick Dräger (2), Valentin Spohn (5), Marek Nissen, Jan-Eric Speckmann (3), Leoš Petrovský, Tom Skroblien (4/1) Trainer: Emir Kurtagic | Aljoša Rezar, Johannes Jepsen – Roman Bečvář, Lutz Heiny (2), Dominik Ebner (3), Benas Petreikis (5/3), Marko Bagarić (1), Peter Strosack (3), Marvin Mundus, Yannick Dräger (2), Valentin Spohn (5), Marek Nissen, Jan-Eric Speckmann (3), Leoš Petrovský, Tom Skroblien (4/1) Trainer: Emir Kurtagic | Aljoša Rezar, Johannes Jepsen – Roman Bečvář, Lutz Heiny (2), Dominik Ebner (3), Benas Petreikis (5/3), Marko Bagarić (1), Peter Strosack (3), Marvin Mundus, Yannick Dräger (2), Valentin Spohn (5), Marek Nissen, Jan-Eric Speckmann (3), Leoš Petrovský, Tom Skroblien (4/1) Trainer: Emir Kurtagic | Aljoša Rezar, Johannes Jepsen – Roman Bečvář, Lutz Heiny (2), Dominik Ebner (3), Benas Petreikis (5/3), Marko Bagarić (1), Peter Strosack (3), Marvin Mundus, Yannick Dräger (2), Valentin Spohn (5), Marek Nissen, Jan-Eric Speckmann (3), Leoš Petrovský, Tom Skroblien (4/1) Trainer: Emir Kurtagic | Aljoša Rezar, Johannes Jepsen – Roman Bečvář, Lutz Heiny (2), Dominik Ebner (3), Benas Petreikis (5/3), Marko Bagarić (1), Peter Strosack (3), Marvin Mundus, Yannick Dräger (2), Valentin Spohn (5), Marek Nissen, Jan-Eric Speckmann (3), Leoš Petrovský, Tom Skroblien (4/1) Trainer: Emir Kurtagic                                                                  | Aljoša Rezar, Johannes Jepsen – Roman Bečvář, Lutz Heiny (2), Dominik Ebner (3), Benas Petreikis (5/3), Marko Bagarić (1), Peter Strosack (3), Marvin Mundus, Yannick Dräger (2), Valentin Spohn (5), Marek Nissen, Jan-Eric Speckmann (3), Leoš Petrovský, Tom Skroblien (4/1) Trainer: Emir Kurtagic                                                                  |
| GWD                                                                                     | Carsten Lichtlein, Malte Semisch (n.e.) – Lucas Meister (5), Tim Brand, Joscha Ritterbach (2), Justus Richtzenhain, Christoffer Rambo (6/2), Mats Korte (2), Joshua Thiele (1), Aljaksandr Padschywalau (2), Simon Strakeljahn (1), Juri Knorr (3), Miljan Pušica (1), Doruk Pehlivan (1), Max Staar (4), Kevin Gulliksen (2) Trainer: Frank Carstens | Carsten Lichtlein, Malte Semisch (n.e.) – Lucas Meister (5), Tim Brand, Joscha Ritterbach (2), Justus Richtzenhain, Christoffer Rambo (6/2), Mats Korte (2), Joshua Thiele (1), Aljaksandr Padschywalau (2), Simon Strakeljahn (1), Juri Knorr (3), Miljan Pušica (1), Doruk Pehlivan (1), Max Staar (4), Kevin Gulliksen (2) Trainer: Frank Carstens | Carsten Lichtlein, Malte Semisch (n.e.) – Lucas Meister (5), Tim Brand, Joscha Ritterbach (2), Justus Richtzenhain, Christoffer Rambo (6/2), Mats Korte (2), Joshua Thiele (1), Aljaksandr Padschywalau (2), Simon Strakeljahn (1), Juri Knorr (3), Miljan Pušica (1), Doruk Pehlivan (1), Max Staar (4), Kevin Gulliksen (2) Trainer: Frank Carstens | Carsten Lichtlein, Malte Semisch (n.e.) – Lucas Meister (5), Tim Brand, Joscha Ritterbach (2), Justus Richtzenhain, Christoffer Rambo (6/2), Mats Korte (2), Joshua Thiele (1), Aljaksandr Padschywalau (2), Simon Strakeljahn (1), Juri Knorr (3), Miljan Pušica (1), Doruk Pehlivan (1), Max Staar (4), Kevin Gulliksen (2) Trainer: Frank Carstens | Carsten Lichtlein, Malte Semisch (n.e.) – Lucas Meister (5), Tim Brand, Joscha Ritterbach (2), Justus Richtzenhain, Christoffer Rambo (6/2), Mats Korte (2), Joshua Thiele (1), Aljaksandr Padschywalau (2), Simon Strakeljahn (1), Juri Knorr (3), Miljan Pušica (1), Doruk Pehlivan (1), Max Staar (4), Kevin Gulliksen (2) Trainer: Frank Carstens | Carsten Lichtlein, Malte Semisch (n.e.) – Lucas Meister (5), Tim Brand, Joscha Ritterbach (2), Justus Richtzenhain, Christoffer Rambo (6/2), Mats Korte (2), Joshua Thiele (1), Aljaksandr Padschywalau (2), Simon Strakeljahn (1), Juri Knorr (3), Miljan Pušica (1), Doruk Pehlivan (1), Max Staar (4), Kevin Gulliksen (2) Trainer: Frank Carstens | Carsten Lichtlein, Malte Semisch (n.e.) – Lucas Meister (5), Tim Brand, Joscha Ritterbach (2), Justus Richtzenhain, Christoffer Rambo (6/2), Mats Korte (2), Joshua Thiele (1), Aljaksandr Padschywalau (2), Simon Strakeljahn (1), Juri Knorr (3), Miljan Pušica (1), Doruk Pehlivan (1), Max Staar (4), Kevin Gulliksen (2) Trainer: Frank Carstens | | | |
|                                                                                         | 110 | Freundschaftsspiel – Spielothek-Cup 2021 (Spiel um Platz 3) | Freundschaftsspiel – Spielothek-Cup 2021 (Spiel um Platz 3) | Freundschaftsspiel – Spielothek-Cup 2021 (Spiel um Platz 3) | Sa., 21. Aug. 2021 17:00 | TuS N-Lübbecke | GWD Minden | 25:27 (13:17) | ? | Merkur Arena, Lübbecke |
|                                                                                         | | Aufstellungen | TuS | Aljoša Rezar, Håvard Åsheim – Lutz Heiny (4), Florian Baumgärtner (5), Dominik Ebner, Benas Petreikis (1), Peter Strosack , Marvin Mundus, Yannick Dräger (1), Valentin Spohn (7), Tin Kontrec (2), Marek Nissen (3), Jan-Eric Speckmann (2), Leoš Petrovský, Tom Skroblien Trainer: Emir Kurtagic | Aljoša Rezar, Håvard Åsheim – Lutz Heiny (4), Florian Baumgärtner (5), Dominik Ebner, Benas Petreikis (1), Peter Strosack , Marvin Mundus, Yannick Dräger (1), Valentin Spohn (7), Tin Kontrec (2), Marek Nissen (3), Jan-Eric Speckmann (2), Leoš Petrovský, Tom Skroblien Trainer: Emir Kurtagic | Aljoša Rezar, Håvard Åsheim – Lutz Heiny (4), Florian Baumgärtner (5), Dominik Ebner, Benas Petreikis (1), Peter Strosack , Marvin Mundus, Yannick Dräger (1), Valentin Spohn (7), Tin Kontrec (2), Marek Nissen (3), Jan-Eric Speckmann (2), Leoš Petrovský, Tom Skroblien Trainer: Emir Kurtagic | Aljoša Rezar, Håvard Åsheim – Lutz Heiny (4), Florian Baumgärtner (5), Dominik Ebner, Benas Petreikis (1), Peter Strosack , Marvin Mundus, Yannick Dräger (1), Valentin Spohn (7), Tin Kontrec (2), Marek Nissen (3), Jan-Eric Speckmann (2), Leoš Petrovský, Tom Skroblien Trainer: Emir Kurtagic | Aljoša Rezar, Håvard Åsheim – Lutz Heiny (4), Florian Baumgärtner (5), Dominik Ebner, Benas Petreikis (1), Peter Strosack , Marvin Mundus, Yannick Dräger (1), Valentin Spohn (7), Tin Kontrec (2), Marek Nissen (3), Jan-Eric Speckmann (2), Leoš Petrovský, Tom Skroblien Trainer: Emir Kurtagic | Aljoša Rezar, Håvard Åsheim – Lutz Heiny (4), Florian Baumgärtner (5), Dominik Ebner, Benas Petreikis (1), Peter Strosack , Marvin Mundus, Yannick Dräger (1), Valentin Spohn (7), Tin Kontrec (2), Marek Nissen (3), Jan-Eric Speckmann (2), Leoš Petrovský, Tom Skroblien Trainer: Emir Kurtagic                                                                      | Aljoša Rezar, Håvard Åsheim – Lutz Heiny (4), Florian Baumgärtner (5), Dominik Ebner, Benas Petreikis (1), Peter Strosack , Marvin Mundus, Yannick Dräger (1), Valentin Spohn (7), Tin Kontrec (2), Marek Nissen (3), Jan-Eric Speckmann (2), Leoš Petrovský, Tom Skroblien Trainer: Emir Kurtagic                                                                      |
| GWD                                                                                     | Malte Semisch (1), Carsten Lichtlein – Lucas Meister (1), Justus Richtzenhain, Christian Zeitz, Mats Korte (4/3), Joshua Thiele (1), Miro Schluroff (1), Nikola Jukić (3), Max Staar (3), Jan Grebenc (6), Mohamed Darmoul (7/3), Ole Günther, Fynn Hermeling, Paul Holzhacker Trainer: Frank Carstens | Malte Semisch (1), Carsten Lichtlein – Lucas Meister (1), Justus Richtzenhain, Christian Zeitz, Mats Korte (4/3), Joshua Thiele (1), Miro Schluroff (1), Nikola Jukić (3), Max Staar (3), Jan Grebenc (6), Mohamed Darmoul (7/3), Ole Günther, Fynn Hermeling, Paul Holzhacker Trainer: Frank Carstens | Malte Semisch (1), Carsten Lichtlein – Lucas Meister (1), Justus Richtzenhain, Christian Zeitz, Mats Korte (4/3), Joshua Thiele (1), Miro Schluroff (1), Nikola Jukić (3), Max Staar (3), Jan Grebenc (6), Mohamed Darmoul (7/3), Ole Günther, Fynn Hermeling, Paul Holzhacker Trainer: Frank Carstens | Malte Semisch (1), Carsten Lichtlein – Lucas Meister (1), Justus Richtzenhain, Christian Zeitz, Mats Korte (4/3), Joshua Thiele (1), Miro Schluroff (1), Nikola Jukić (3), Max Staar (3), Jan Grebenc (6), Mohamed Darmoul (7/3), Ole Günther, Fynn Hermeling, Paul Holzhacker Trainer: Frank Carstens | Malte Semisch (1), Carsten Lichtlein – Lucas Meister (1), Justus Richtzenhain, Christian Zeitz, Mats Korte (4/3), Joshua Thiele (1), Miro Schluroff (1), Nikola Jukić (3), Max Staar (3), Jan Grebenc (6), Mohamed Darmoul (7/3), Ole Günther, Fynn Hermeling, Paul Holzhacker Trainer: Frank Carstens | Malte Semisch (1), Carsten Lichtlein – Lucas Meister (1), Justus Richtzenhain, Christian Zeitz, Mats Korte (4/3), Joshua Thiele (1), Miro Schluroff (1), Nikola Jukić (3), Max Staar (3), Jan Grebenc (6), Mohamed Darmoul (7/3), Ole Günther, Fynn Hermeling, Paul Holzhacker Trainer: Frank Carstens | Malte Semisch (1), Carsten Lichtlein – Lucas Meister (1), Justus Richtzenhain, Christian Zeitz, Mats Korte (4/3), Joshua Thiele (1), Miro Schluroff (1), Nikola Jukić (3), Max Staar (3), Jan Grebenc (6), Mohamed Darmoul (7/3), Ole Günther, Fynn Hermeling, Paul Holzhacker Trainer: Frank Carstens | | | |
| Strafen                                                                                 | TuS | 1× Kontrec (10.) 7× Petreikis (4., 19.), Heiny (20.) Ebner (25.), Petrovský (40.), Speckmann (44.), Baumgärtner (52.) 1× Speckmann (44./grobes Foulspiel) | 1× Kontrec (10.) 7× Petreikis (4., 19.), Heiny (20.) Ebner (25.), Petrovský (40.), Speckmann (44.), Baumgärtner (52.) 1× Speckmann (44./grobes Foulspiel) | 1× Kontrec (10.) 7× Petreikis (4., 19.), Heiny (20.) Ebner (25.), Petrovský (40.), Speckmann (44.), Baumgärtner (52.) 1× Speckmann (44./grobes Foulspiel) | 1× Kontrec (10.) 7× Petreikis (4., 19.), Heiny (20.) Ebner (25.), Petrovský (40.), Speckmann (44.), Baumgärtner (52.) 1× Speckmann (44./grobes Foulspiel) | 1× Kontrec (10.) 7× Petreikis (4., 19.), Heiny (20.) Ebner (25.), Petrovský (40.), Speckmann (44.), Baumgärtner (52.) 1× Speckmann (44./grobes Foulspiel) | 1× Kontrec (10.) 7× Petreikis (4., 19.), Heiny (20.) Ebner (25.), Petrovský (40.), Speckmann (44.), Baumgärtner (52.) 1× Speckmann (44./grobes Foulspiel) | 1× Kontrec (10.) 7× Petreikis (4., 19.), Heiny (20.) Ebner (25.), Petrovský (40.), Speckmann (44.), Baumgärtner (52.) 1× Speckmann (44./grobes Foulspiel) | | |
| Strafen                                                                                 | GWD | 0× 4× Jukić (6.), Schluroff (24.), Staar (35.) Richtzenhain (54.) 1× Richtzenhain (54./grobes Foulspiel) | 0× 4× Jukić (6.), Schluroff (24.), Staar (35.) Richtzenhain (54.) 1× Richtzenhain (54./grobes Foulspiel) | 0× 4× Jukić (6.), Schluroff (24.), Staar (35.) Richtzenhain (54.) 1× Richtzenhain (54./grobes Foulspiel) | 0× 4× Jukić (6.), Schluroff (24.), Staar (35.) Richtzenhain (54.) 1× Richtzenhain (54./grobes Foulspiel) | 0× 4× Jukić (6.), Schluroff (24.), Staar (35.) Richtzenhain (54.) 1× Richtzenhain (54./grobes Foulspiel) | 0× 4× Jukić (6.), Schluroff (24.), Staar (35.) Richtzenhain (54.) 1× Richtzenhain (54./grobes Foulspiel) | 0× 4× Jukić (6.), Schluroff (24.), Staar (35.) Richtzenhain (54.) 1× Richtzenhain (54./grobes Foulspiel) | | |
| Siebenmeter                                                                             | TuS | 1/0 – verworfen: Skroblien (51.) | 1/0 – verworfen: Skroblien (51.) | 1/0 – verworfen: Skroblien (51.) | 1/0 – verworfen: Skroblien (51.) | 1/0 – verworfen: Skroblien (51.) | 1/0 – verworfen: Skroblien (51.) | 1/0 – verworfen: Skroblien (51.) | | |
| Siebenmeter                                                                             | GWD | 9/6 – verworfen: Korte (34., 44.), Darmoul (40.) | 9/6 – verworfen: Korte (34., 44.), Darmoul (40.) | 9/6 – verworfen: Korte (34., 44.), Darmoul (40.) | 9/6 – verworfen: Korte (34., 44.), Darmoul (40.) | 9/6 – verworfen: Korte (34., 44.), Darmoul (40.) | 9/6 – verworfen: Korte (34., 44.), Darmoul (40.) | 9/6 – verworfen: Korte (34., 44.), Darmoul (40.) | | |
| Schiedsrichter                                                                          | Frederic Linker (Recklinghausen) & Sascha Schmidt (Bochum) | Frederic Linker (Recklinghausen) & Sascha Schmidt (Bochum) | Frederic Linker (Recklinghausen) & Sascha Schmidt (Bochum) | Frederic Linker (Recklinghausen) & Sascha Schmidt (Bochum) | Frederic Linker (Recklinghausen) & Sascha Schmidt (Bochum) | Frederic Linker (Recklinghausen) & Sascha Schmidt (Bochum) | Frederic Linker (Recklinghausen) & Sascha Schmidt (Bochum) | Frederic Linker (Recklinghausen) & Sascha Schmidt (Bochum) | | |
| 68                                                                                      | 111 | Handball-Bundesliga 2021/22 – 6. Spieltag | Handball-Bundesliga 2021/22 – 6. Spieltag | Handball-Bundesliga 2021/22 – 6. Spieltag | Sa., 9. Okt. 2021 20:30 | GWD Minden | TuS N-Lübbecke | 18:23 (7:13) | 2.481 | Kampa-Halle, Minden |
|                                                                                         | | Aufstellungen | GWD | Carsten Lichtlein, Malte Semisch – Lucas Meister (1), Maximilian Janke, Florian Kranzmann, Justus Richtzenhain, Christian Zeitz, Mats Korte (3), Joshua Thiele, Niclas Pieczkowski (5), Miro Schluroff, Nikola Jukić (2), Max Staar (2), Tomáš Urban (4/4), Jan Grebenc (1) Trainer: Frank Carstens | Carsten Lichtlein, Malte Semisch – Lucas Meister (1), Maximilian Janke, Florian Kranzmann, Justus Richtzenhain, Christian Zeitz, Mats Korte (3), Joshua Thiele, Niclas Pieczkowski (5), Miro Schluroff, Nikola Jukić (2), Max Staar (2), Tomáš Urban (4/4), Jan Grebenc (1) Trainer: Frank Carstens | Carsten Lichtlein, Malte Semisch – Lucas Meister (1), Maximilian Janke, Florian Kranzmann, Justus Richtzenhain, Christian Zeitz, Mats Korte (3), Joshua Thiele, Niclas Pieczkowski (5), Miro Schluroff, Nikola Jukić (2), Max Staar (2), Tomáš Urban (4/4), Jan Grebenc (1) Trainer: Frank Carstens | Carsten Lichtlein, Malte Semisch – Lucas Meister (1), Maximilian Janke, Florian Kranzmann, Justus Richtzenhain, Christian Zeitz, Mats Korte (3), Joshua Thiele, Niclas Pieczkowski (5), Miro Schluroff, Nikola Jukić (2), Max Staar (2), Tomáš Urban (4/4), Jan Grebenc (1) Trainer: Frank Carstens | Carsten Lichtlein, Malte Semisch – Lucas Meister (1), Maximilian Janke, Florian Kranzmann, Justus Richtzenhain, Christian Zeitz, Mats Korte (3), Joshua Thiele, Niclas Pieczkowski (5), Miro Schluroff, Nikola Jukić (2), Max Staar (2), Tomáš Urban (4/4), Jan Grebenc (1) Trainer: Frank Carstens | Carsten Lichtlein, Malte Semisch – Lucas Meister (1), Maximilian Janke, Florian Kranzmann, Justus Richtzenhain, Christian Zeitz, Mats Korte (3), Joshua Thiele, Niclas Pieczkowski (5), Miro Schluroff, Nikola Jukić (2), Max Staar (2), Tomáš Urban (4/4), Jan Grebenc (1) Trainer: Frank Carstens                                                                     | Carsten Lichtlein, Malte Semisch – Lucas Meister (1), Maximilian Janke, Florian Kranzmann, Justus Richtzenhain, Christian Zeitz, Mats Korte (3), Joshua Thiele, Niclas Pieczkowski (5), Miro Schluroff, Nikola Jukić (2), Max Staar (2), Tomáš Urban (4/4), Jan Grebenc (1) Trainer: Frank Carstens                                                                     |
| TuS                                                                                     | Håvard Åsheim, Aljoša Rezar – Lutz Heiny (2), Florian Baumgärtner, Dominik Ebner, Benas Petreikis, Peter Strosack (1), Marvin Mundus (1), Yannick Dräger, Tin Kontrec (3), Luka Mrakovčić (1), Valentin Spohn, Marek Nissen, Jan-Eric Speckmann, Leoš Petrovský (1), Tom Skroblien (14/4) Trainer: Emir Kurtagic | Håvard Åsheim, Aljoša Rezar – Lutz Heiny (2), Florian Baumgärtner, Dominik Ebner, Benas Petreikis, Peter Strosack (1), Marvin Mundus (1), Yannick Dräger, Tin Kontrec (3), Luka Mrakovčić (1), Valentin Spohn, Marek Nissen, Jan-Eric Speckmann, Leoš Petrovský (1), Tom Skroblien (14/4) Trainer: Emir Kurtagic | Håvard Åsheim, Aljoša Rezar – Lutz Heiny (2), Florian Baumgärtner, Dominik Ebner, Benas Petreikis, Peter Strosack (1), Marvin Mundus (1), Yannick Dräger, Tin Kontrec (3), Luka Mrakovčić (1), Valentin Spohn, Marek Nissen, Jan-Eric Speckmann, Leoš Petrovský (1), Tom Skroblien (14/4) Trainer: Emir Kurtagic | Håvard Åsheim, Aljoša Rezar – Lutz Heiny (2), Florian Baumgärtner, Dominik Ebner, Benas Petreikis, Peter Strosack (1), Marvin Mundus (1), Yannick Dräger, Tin Kontrec (3), Luka Mrakovčić (1), Valentin Spohn, Marek Nissen, Jan-Eric Speckmann, Leoš Petrovský (1), Tom Skroblien (14/4) Trainer: Emir Kurtagic | Håvard Åsheim, Aljoša Rezar – Lutz Heiny (2), Florian Baumgärtner, Dominik Ebner, Benas Petreikis, Peter Strosack (1), Marvin Mundus (1), Yannick Dräger, Tin Kontrec (3), Luka Mrakovčić (1), Valentin Spohn, Marek Nissen, Jan-Eric Speckmann, Leoš Petrovský (1), Tom Skroblien (14/4) Trainer: Emir Kurtagic | Håvard Åsheim, Aljoša Rezar – Lutz Heiny (2), Florian Baumgärtner, Dominik Ebner, Benas Petreikis, Peter Strosack (1), Marvin Mundus (1), Yannick Dräger, Tin Kontrec (3), Luka Mrakovčić (1), Valentin Spohn, Marek Nissen, Jan-Eric Speckmann, Leoš Petrovský (1), Tom Skroblien (14/4) Trainer: Emir Kurtagic | Håvard Åsheim, Aljoša Rezar – Lutz Heiny (2), Florian Baumgärtner, Dominik Ebner, Benas Petreikis, Peter Strosack (1), Marvin Mundus (1), Yannick Dräger, Tin Kontrec (3), Luka Mrakovčić (1), Valentin Spohn, Marek Nissen, Jan-Eric Speckmann, Leoš Petrovský (1), Tom Skroblien (14/4) Trainer: Emir Kurtagic | | | |
| Strafen                                                                                 | GWD | 1× Meister (5.) 5× Staar (18.), Pieczkowski (19.), Meister (24., 54.), Jukić (32.) | 1× Meister (5.) 5× Staar (18.), Pieczkowski (19.), Meister (24., 54.), Jukić (32.) | 1× Meister (5.) 5× Staar (18.), Pieczkowski (19.), Meister (24., 54.), Jukić (32.) | 1× Meister (5.) 5× Staar (18.), Pieczkowski (19.), Meister (24., 54.), Jukić (32.) | 1× Meister (5.) 5× Staar (18.), Pieczkowski (19.), Meister (24., 54.), Jukić (32.) | 1× Meister (5.) 5× Staar (18.), Pieczkowski (19.), Meister (24., 54.), Jukić (32.) | 1× Meister (5.) 5× Staar (18.), Pieczkowski (19.), Meister (24., 54.), Jukić (32.) | | |
| Strafen                                                                                 | TuS | 1× Petrovský (7.) 4× Spohn (7.), Kontrec (13., 58.), Dräger (47.) | 1× Petrovský (7.) 4× Spohn (7.), Kontrec (13., 58.), Dräger (47.) | 1× Petrovský (7.) 4× Spohn (7.), Kontrec (13., 58.), Dräger (47.) | 1× Petrovský (7.) 4× Spohn (7.), Kontrec (13., 58.), Dräger (47.) | 1× Petrovský (7.) 4× Spohn (7.), Kontrec (13., 58.), Dräger (47.) | 1× Petrovský (7.) 4× Spohn (7.), Kontrec (13., 58.), Dräger (47.) | 1× Petrovský (7.) 4× Spohn (7.), Kontrec (13., 58.), Dräger (47.) | | |
| Siebenmeter                                                                             | GWD | 6/4 – verworfen: Urban (35., 58.) | 6/4 – verworfen: Urban (35., 58.) | 6/4 – verworfen: Urban (35., 58.) | 6/4 – verworfen: Urban (35., 58.) | 6/4 – verworfen: Urban (35., 58.) | 6/4 – verworfen: Urban (35., 58.) | 6/4 – verworfen: Urban (35., 58.) | | |
| Siebenmeter                                                                             | TuS | 4/4 | 4/4 | 4/4 | 4/4 | 4/4 | 4/4 | 4/4 | | |
| Schiedsrichter                                                                          | Christian vom Dorff & Fabian vom Dorff (beide Kaarst) | Christian vom Dorff & Fabian vom Dorff (beide Kaarst) | Christian vom Dorff & Fabian vom Dorff (beide Kaarst) | Christian vom Dorff & Fabian vom Dorff (beide Kaarst) | Christian vom Dorff & Fabian vom Dorff (beide Kaarst) | Christian vom Dorff & Fabian vom Dorff (beide Kaarst) | Christian vom Dorff & Fabian vom Dorff (beide Kaarst) | Christian vom Dorff & Fabian vom Dorff (beide Kaarst) | | |
| 69                                                                                      | 112 | Handball-Bundesliga 2021/22 – 24. Spieltag | Handball-Bundesliga 2021/22 – 24. Spieltag | Handball-Bundesliga 2021/22 – 24. Spieltag | Do., 10. März 2022 19:05 | TuS N-Lübbecke | GWD Minden | 19:21 (7:10) | 1.650 (ausverkauft) | Merkur Arena, Lübbecke |
|                                                                                         | | Aufstellungen | TuS | Håvard Åsheim, Aljoša Rezar (n.e.) – Rennosuke Tokuda, Lutz Heiny (3), Finn-Jannes Gernus (n.e.), Tom Wolf (n.e.), Benas Petreikis (2), Peter Strosack (2), Marvin Mundus, Yannick Dräger, Tin Kontrec, Luka Mrakovčić (1), Marek Nissen, Leoš Petrovský (2), Tom Skroblien (9/2) Trainer: Emir Kurtagic | Håvard Åsheim, Aljoša Rezar (n.e.) – Rennosuke Tokuda, Lutz Heiny (3), Finn-Jannes Gernus (n.e.), Tom Wolf (n.e.), Benas Petreikis (2), Peter Strosack (2), Marvin Mundus, Yannick Dräger, Tin Kontrec, Luka Mrakovčić (1), Marek Nissen, Leoš Petrovský (2), Tom Skroblien (9/2) Trainer: Emir Kurtagic | Håvard Åsheim, Aljoša Rezar (n.e.) – Rennosuke Tokuda, Lutz Heiny (3), Finn-Jannes Gernus (n.e.), Tom Wolf (n.e.), Benas Petreikis (2), Peter Strosack (2), Marvin Mundus, Yannick Dräger, Tin Kontrec, Luka Mrakovčić (1), Marek Nissen, Leoš Petrovský (2), Tom Skroblien (9/2) Trainer: Emir Kurtagic | Håvard Åsheim, Aljoša Rezar (n.e.) – Rennosuke Tokuda, Lutz Heiny (3), Finn-Jannes Gernus (n.e.), Tom Wolf (n.e.), Benas Petreikis (2), Peter Strosack (2), Marvin Mundus, Yannick Dräger, Tin Kontrec, Luka Mrakovčić (1), Marek Nissen, Leoš Petrovský (2), Tom Skroblien (9/2) Trainer: Emir Kurtagic | Håvard Åsheim, Aljoša Rezar (n.e.) – Rennosuke Tokuda, Lutz Heiny (3), Finn-Jannes Gernus (n.e.), Tom Wolf (n.e.), Benas Petreikis (2), Peter Strosack (2), Marvin Mundus, Yannick Dräger, Tin Kontrec, Luka Mrakovčić (1), Marek Nissen, Leoš Petrovský (2), Tom Skroblien (9/2) Trainer: Emir Kurtagic | Håvard Åsheim, Aljoša Rezar (n.e.) – Rennosuke Tokuda, Lutz Heiny (3), Finn-Jannes Gernus (n.e.), Tom Wolf (n.e.), Benas Petreikis (2), Peter Strosack (2), Marvin Mundus, Yannick Dräger, Tin Kontrec, Luka Mrakovčić (1), Marek Nissen, Leoš Petrovský (2), Tom Skroblien (9/2) Trainer: Emir Kurtagic                                                                | Håvard Åsheim, Aljoša Rezar (n.e.) – Rennosuke Tokuda, Lutz Heiny (3), Finn-Jannes Gernus (n.e.), Tom Wolf (n.e.), Benas Petreikis (2), Peter Strosack (2), Marvin Mundus, Yannick Dräger, Tin Kontrec, Luka Mrakovčić (1), Marek Nissen, Leoš Petrovský (2), Tom Skroblien (9/2) Trainer: Emir Kurtagic                                                                |
| GWD                                                                                     | Carsten Lichtlein, Malte Semisch – Lucas Meister (3), Maximilian Janke, Florian Kranzmann (2), Justus Richtzenhain, Christian Zeitz, Mats Korte, Joshua Thiele, Niclas Pieczkowski (1), Miro Schluroff (4), Max Staar (2), Miro Schluroff, Marko Vignjević (n.e.), Tomáš Urban (4), Jan Grebenc (1), Mohamed Darmoul (6/1) Trainer: Frank Carstens | Carsten Lichtlein, Malte Semisch – Lucas Meister (3), Maximilian Janke, Florian Kranzmann (2), Justus Richtzenhain, Christian Zeitz, Mats Korte, Joshua Thiele, Niclas Pieczkowski (1), Miro Schluroff (4), Max Staar (2), Miro Schluroff, Marko Vignjević (n.e.), Tomáš Urban (4), Jan Grebenc (1), Mohamed Darmoul (6/1) Trainer: Frank Carstens | Carsten Lichtlein, Malte Semisch – Lucas Meister (3), Maximilian Janke, Florian Kranzmann (2), Justus Richtzenhain, Christian Zeitz, Mats Korte, Joshua Thiele, Niclas Pieczkowski (1), Miro Schluroff (4), Max Staar (2), Miro Schluroff, Marko Vignjević (n.e.), Tomáš Urban (4), Jan Grebenc (1), Mohamed Darmoul (6/1) Trainer: Frank Carstens | Carsten Lichtlein, Malte Semisch – Lucas Meister (3), Maximilian Janke, Florian Kranzmann (2), Justus Richtzenhain, Christian Zeitz, Mats Korte, Joshua Thiele, Niclas Pieczkowski (1), Miro Schluroff (4), Max Staar (2), Miro Schluroff, Marko Vignjević (n.e.), Tomáš Urban (4), Jan Grebenc (1), Mohamed Darmoul (6/1) Trainer: Frank Carstens | Carsten Lichtlein, Malte Semisch – Lucas Meister (3), Maximilian Janke, Florian Kranzmann (2), Justus Richtzenhain, Christian Zeitz, Mats Korte, Joshua Thiele, Niclas Pieczkowski (1), Miro Schluroff (4), Max Staar (2), Miro Schluroff, Marko Vignjević (n.e.), Tomáš Urban (4), Jan Grebenc (1), Mohamed Darmoul (6/1) Trainer: Frank Carstens | Carsten Lichtlein, Malte Semisch – Lucas Meister (3), Maximilian Janke, Florian Kranzmann (2), Justus Richtzenhain, Christian Zeitz, Mats Korte, Joshua Thiele, Niclas Pieczkowski (1), Miro Schluroff (4), Max Staar (2), Miro Schluroff, Marko Vignjević (n.e.), Tomáš Urban (4), Jan Grebenc (1), Mohamed Darmoul (6/1) Trainer: Frank Carstens | Carsten Lichtlein, Malte Semisch – Lucas Meister (3), Maximilian Janke, Florian Kranzmann (2), Justus Richtzenhain, Christian Zeitz, Mats Korte, Joshua Thiele, Niclas Pieczkowski (1), Miro Schluroff (4), Max Staar (2), Miro Schluroff, Marko Vignjević (n.e.), Tomáš Urban (4), Jan Grebenc (1), Mohamed Darmoul (6/1) Trainer: Frank Carstens | | | |
| Strafen                                                                                 | TuS | 4× Kontrec (3., 22.), Heiny (8.), Dräger (13.) | 4× Kontrec (3., 22.), Heiny (8.), Dräger (13.) | 4× Kontrec (3., 22.), Heiny (8.), Dräger (13.) | 4× Kontrec (3., 22.), Heiny (8.), Dräger (13.) | 4× Kontrec (3., 22.), Heiny (8.), Dräger (13.) | 4× Kontrec (3., 22.), Heiny (8.), Dräger (13.) | 4× Kontrec (3., 22.), Heiny (8.), Dräger (13.) | | |
| Strafen                                                                                 | GWD | 7× Grebenc (13.), Pieczkowski (17., 50.), Richtzenhain (25.), Urban (28.), Zeitz (30.), Thiele (31.) | 7× Grebenc (13.), Pieczkowski (17., 50.), Richtzenhain (25.), Urban (28.), Zeitz (30.), Thiele (31.) | 7× Grebenc (13.), Pieczkowski (17., 50.), Richtzenhain (25.), Urban (28.), Zeitz (30.), Thiele (31.) | 7× Grebenc (13.), Pieczkowski (17., 50.), Richtzenhain (25.), Urban (28.), Zeitz (30.), Thiele (31.) | 7× Grebenc (13.), Pieczkowski (17., 50.), Richtzenhain (25.), Urban (28.), Zeitz (30.), Thiele (31.) | 7× Grebenc (13.), Pieczkowski (17., 50.), Richtzenhain (25.), Urban (28.), Zeitz (30.), Thiele (31.) | 7× Grebenc (13.), Pieczkowski (17., 50.), Richtzenhain (25.), Urban (28.), Zeitz (30.), Thiele (31.) | | |
| Siebenmeter                                                                             | TuS | 3/2 – verworfen: Skroblien (51.) | 3/2 – verworfen: Skroblien (51.) | 3/2 – verworfen: Skroblien (51.) | 3/2 – verworfen: Skroblien (51.) | 3/2 – verworfen: Skroblien (51.) | 3/2 – verworfen: Skroblien (51.) | 3/2 – verworfen: Skroblien (51.) | | |
| Siebenmeter                                                                             | GWD | 2/1 – verworfen: Darmoul (32.) | 2/1 – verworfen: Darmoul (32.) | 2/1 – verworfen: Darmoul (32.) | 2/1 – verworfen: Darmoul (32.) | 2/1 – verworfen: Darmoul (32.) | 2/1 – verworfen: Darmoul (32.) | 2/1 – verworfen: Darmoul (32.) | | |
| Schiedsrichter                                                                          | Robert Schulze & Tobias Tönnies (beide Magdeburg) | Robert Schulze & Tobias Tönnies (beide Magdeburg) | Robert Schulze & Tobias Tönnies (beide Magdeburg) | Robert Schulze & Tobias Tönnies (beide Magdeburg) | Robert Schulze & Tobias Tönnies (beide Magdeburg) | Robert Schulze & Tobias Tönnies (beide Magdeburg) | Robert Schulze & Tobias Tönnies (beide Magdeburg) | Robert Schulze & Tobias Tönnies (beide Magdeburg) | | |

## Rekorde
(Stand: 9. Oktober 2021)
|                              | Spieler | Spieler         | Σ             | GWD Minden | TuS N-Lübbecke | Trainer/Teamchef | Trainer/Teamchef    | Σ | GWD Minden | TuS N-Lübbecke |
| Meiste Derby-Einsätze 1 2    | 1.      | Volker Hoffmann | 21            | 12         | 9              | 1.               | Dietmar Molthahn    | 9 | 3          | 6              |
| Meiste Derby-Einsätze 1 2    | 2.      | Detlef Meyer    | 19            | 19         |                | 2.               | Vitomir Arsenijević | 8 | 4          | 4              |
| Meiste Derby-Einsätze 1 2    | 3.      | Uwe Kölling     | 18            |            | 18             | 3.               | Zlatko Ferić        | 7 |            | 7              |
| Meiste Derby-Einsätze 1 2    | 4.      | Rainer Niemeyer | 16            | 13         | 3              | 3.               | Alexander Rymanow   | 7 | 7          |                |
| Meiste Derby-Einsätze 1 2    | 4.      | Arne Niemeyer   | 16            | 12         | 4              | 3.               | Richard Ratka       | 7 | 7          |                |
|                              |         |                 |               |            |                |                  |                     |   |            |                |
| Meiste Derby-Siege 1 2       | 1.      | Rainer Niemeyer | 9             | 7          | 2              | 1.               | Vitomir Arsenijević | 5 | 3          | 2              |
| Meiste Derby-Siege 1 2       | 1.      | Detlef Meyer    | 9             | 9          |                | 1.               | Alexander Rymanow   | 5 | 5          |                |
| Meiste Derby-Siege 1 2       | 3.      | Volker Hoffmann | 8             | 6          | 2              | 3.               | Friedrich Spannuth  | 3 | 3          |                |
| Meiste Derby-Siege 1 2       | 3.      | Dmitri Kuselew  | 8             | 8          |                | 3.               | Dietmar Molthahn    | 3 | 2          | 1              |
| Meiste Derby-Siege 1 2       | 5.      | Dieter Waltke   | 7             | 4          | 3              | 3.               | Ulf Schefvert       | 3 | 3          |                |
|                              |         |                 |               |            |                |                  |                     |   |            |                |
| Meiste Derby-Tore 1          | 1.      | Tomas Axnér     | 62/20         | 62/20      |                |                  |                     |   |            |                |
| Meiste Derby-Tore 1          | 2.      | Robert Hedin    | 61/4          | 61/4       |                |                  |                     |   |            |                |
| Meiste Derby-Tore 1          | 3.      | Dmitri Kuselew  | 56/0          | 56/0       |                |                  |                     |   |            |                |
| Meiste Derby-Tore 1          | 4.      | Arne Niemeyer   | 54/0          | 44/0       | 10/0           |                  |                     |   |            |                |
| Meiste Derby-Tore 1          | 5.      | Bernd Seehase   | 48/17         | 48/17      |                |                  |                     |   |            |                |
|                              |         |                 |               |            |                |                  |                     |   |            |                |
| Meiste Tore in einem Derby 1 | 1.      | Tomas Axnér     | Tomas Axnér   | 14/4 3     |                |                  |                     |   |            |                |
| Meiste Tore in einem Derby 1 | 1.      | Tom Skroblien   | Tom Skroblien |            | 14/4 4         |                  |                     |   |            |                |
| Meiste Tore in einem Derby 1 | 3.      | Boris Komucki   | Boris Komucki |            | 13/8 5         |                  |                     |   |            |                |
| Meiste Tore in einem Derby 1 | 3.      | Dennis Wilke    | Dennis Wilke  |            | 13/8 6         |                  |                     |   |            |                |
| Meiste Tore in einem Derby 1 | 5.      | Bernd Seehase   | Bernd Seehase | 12/5 7     |                |                  |                     |   |            |                |
| Meiste Tore in einem Derby 1 | 5.      | Robert Hedin    | Robert Hedin  | 12/1 8     |                |                  |                     |   |            |                |

## Personen, die für beide Vereine aktiv waren
Trotz aller Rivalität zwischen den Vereinen gab es auch einige Spieler, welche die Seiten entweder direkt oder über Umwege gewechselt haben. Als spektakulärste direkte Wechsel gingen die von Herbert Lübking, Dieter Waltke und Talant Dujshebaev in die Geschichte ein. Auch Arne Niemeyer polarisierte 2009 aufgrund seines Status als Mindener Identifikationsfigur mit seinem Wechsel vom HSV Hamburg nach Lübbecke.
Die folgende Übersicht listet alle Akteure auf, die für beide Vereine in einer der Positionen Spieler (Sp), Trainer (T), Teamchef (Tc), Spielertrainer (SpT), Co-Trainer (CoT) oder Torwart-Trainer (TWT) aktiv waren. Hierbei muss es sich tatsächlich um eine ausgeführte Funktion in einer der ersten Herren-Mannschaften gehandelt haben. Spieler, wie Hans Kottkamp, Rolf Hermann oder Tamás Mocsai, die für den TuS Nettelstedt bzw. den TuS N-Lübbecke gespielt haben, bei Grün-Weiß Dankersen bzw. GWD Minden allerdings nur in der Jugend zum Einsatz kamen, sind nicht aufgeführt. Anhand dieser Kriterien haben 27 Spieler einen direkten Wechsel vollzogen. Bei den Trainern sind es mit Dietmar Molthahn und Goran Perkovac lediglich zwei. Perkovac wurde zwar im Februar 2015 bei GWD entlassen und erst im Dezember in Lübbecke angestellt, jedoch war er in der Zwischenzeit nicht als Trainer tätig.
(Stand: 21. August 2021)
| Name                 | GWD Minden                                                       | TuS N-Lübbecke                                  |
| Vitomir Arsenijević  | 1976–1977 (T), 1982–1985 (T)                                     | 1978–1980 (T)                                   |
| Gerrit Bartsch       | 2010–2012 (Sp)                                                   | 2008–2010 (Sp)                                  |
| Hans-Jürgen Beißner  | 1983–1985 (Sp)                                                   | 1977–1981 (Sp)                                  |
| Carsten Berg         | 1986–1988 (Sp)                                                   | 1988–1990 (Sp)                                  |
| Martin Birkner       | 1977–1980 (Sp)                                                   | 1980–1983 (Sp)                                  |
| Joel Birlehm         | 2016–2017 (Sp)                                                   | 2017–2019 (Sp)                                  |
| Thomas Brilka        | 1985–1986 (Sp)                                                   | 1986–1988 (Sp)                                  |
| Heinz Brockmeier     | 1988–1989 (T)                                                    | 1983–1984 (T)                                   |
| Björn Buhrmester     | 2005–2008 (Sp)                                                   | 2004–2005 (Sp), 2008–2009 (Sp)                  |
| Jens Buhrmester      | 1992–1996 (Sp)                                                   | 2001–2003 (Sp)                                  |
| Jürgen Buhrmester    | 1969–1973 (Sp)                                                   | 1973–? (Sp)                                     |
| Talant Dujshebaev    | 1998–2001 (Sp)                                                   | 1997–1998 (Sp)                                  |
| Thomas Falkenthal    | ?–1972 (Sp)                                                      | 1973–? (Sp)                                     |
| Tomislav Farkaš      | 1996–1998 (Sp)                                                   | 1999–2001 (Sp)                                  |
| Volker Fiedler       | 1982–1989 (Sp)                                                   | 1989–1992 (Sp)                                  |
| Bert Fuchs           | 1991–1993 (Sp)                                                   | 2000–2002 (CoT), 2001 (Sp), 2001, 2002–2003 (T) |
| Fido Gast            | 1982–1988 (Sp)                                                   | 1976–1979 (Sp)                                  |
| Jürgen Glombek       | 1965–1970 (Sp)                                                   | 1970–1977 (Sp)                                  |
| Leon Grabenstein     | 2018–2021 (Sp)                                                   | 2023–heute (Sp)                                 |
| Hans-Jürgen Grund    | 1974–1979 (Sp)                                                   | 1979–1982 (Sp)                                  |
| Ole Günther          | 2021–2023 (Sp)                                                   | 2023–heute (Sp)                                 |
| Michael Haaß         | 2007–2009 (Sp)                                                   | 2022–2024 (T)                                   |
| Sead Hasanefendić    | 2013 (T)                                                         | 2015 (T)                                        |
| Robert Hedin         | 1993–1998 (Sp)                                                   | 2002–2003 (Tc, Sp)                              |
| Erwin Heuer          | 1964–1970 (Sp)                                                   | 1970–1977 (Sp)                                  |
| Volker Hoffmann      | 1988–1995 (Sp)                                                   | 1995–1999 (Sp)                                  |
| Stephan Just         | 2005–2010 (Sp)                                                   | 2010–2012 (Sp)                                  |
| Dirk Kämper          | 1991–1992 (Sp)                                                   | 1983–1988 (Sp)                                  |
| Martin Karcher       | 1970–1977 (Sp)                                                   | 1977–1980 (Sp), 1980–1982 (T)                   |
| Nikolas Katsigiannis | 2009–2010 (Sp)                                                   | 2022–2024 (Sp)                                  |
| Velimir Kljaić       | 2004–2005 (T)                                                    | 2007–2008 (T)                                   |
| Guido Klöpper        | 1987–1991 (Sp)                                                   | 1991–1993 (Sp)                                  |
| Erich Klose          | 1950–1953 (Sp), 1953–1958 (SpT), 1958–1966 (T)                   | 1968–1976 (T)                                   |
| Uwe Koch             | 1982–1984 (Sp)                                                   | 1984–1989 (Sp)                                  |
| Nils Lehmann         | 1987–1989 (Sp)                                                   | 1998 (Sp)                                       |
| Lars Liebe           | 1989–1991 (Sp)                                                   | 1994–1995 (Sp)                                  |
| Peter Lipp           | 1984–1985 (Sp)                                                   | 1979–1984 (Sp)                                  |
| Herbert Lübking      | 1959–1970 (Sp)                                                   | 1970–1978 (Sp), 1976–1977 (SpT)                 |
| Konstantin Madert    | 2010–2012 (Sp)                                                   | 2007–2010 (Sp)                                  |
| Milomir Mijatović    | 1983–1985 (Sp), 1992–1995 (T)                                    | 2001 (T)                                        |
| Dietmar Molthahn     | 1991–1992 (T), 1995 (T), 1997 (T)                                | 1988–1991 (T)                                   |
| Arne Niemeyer        | 2000–2008 (Sp), 2014–2015 (Sp)                                   | 2009–2014 (Sp)                                  |
| Rainer Niemeyer      | 1974–1985 (Sp), 2003–2004 (T)                                    | 1990 (Sp), 1991–1992 (Sp)                       |
| Herbert Nottmeier    | 1968–1971 (Sp)                                                   | 1971–1976 (Sp)                                  |
| Goran Perkovac       | 2013–2015 (T)                                                    | 2015–2016 (T)                                   |
| Johan Petersson      | 1996–1997 (Sp)                                                   | 2012 (Sp)                                       |
| Niclas Pieczkowski   | 2021–2023 (Sp)                                                   | 2014–2016 (Sp)                                  |
| Günter Rubin         | 1971–1972 (Sp)                                                   | 1972–? (Sp)                                     |
| Frank Schoppe        | 1990–1994 (Sp)                                                   | 1994–1995 (Sp)                                  |
| Malte Semisch        | 2019–heute (Sp)                                                  | 2013–2015 (Sp)                                  |
| Joachim Sproß        | 1994–1996 (Sp)                                                   | 1996–1997 (Sp)                                  |
| Hans-Jürgen Sulk     | 1968–1972 (Sp), 1975–1976 (T)                                    | 1987–1988 (T)                                   |
| Oliver Tesch         | 2012–2014 (Sp), 2017 (Sp)                                        | 2007–2010 (Sp)                                  |
| Nils Torbrügge       | 2011–2016 (Sp)                                                   | 2016–2018 (Sp)                                  |
| Dieter Waltke        | 1975–1979 (Sp)                                                   | 1979–1985 (Sp)                                  |
| Armin Wegner         | 1995–1996 (Sp)                                                   | 1985–1991 (Sp)                                  |
| Henning Wiechers     | 1998–2000 (Sp)                                                   | 2007 (Sp)                                       |
| Tim Roman Wieling    | 2015–2017 (Sp)                                                   | 2023–heute (Sp)                                 |
| Aaron Ziercke        | 1998–2004 (Sp), 2012–2013 (CoT), 2023–2024 (CoT), 2024–heute (T) | 2016–2019 (T)                                   |